# Castres
Pour les articles homonymes, voir Castres (homonymie).
Ne doit pas être confondu avec Castres (Aisne) ou Castre.
Castres est une commune française, unique sous-préfecture du département du Tarn, en région Occitanie. En 2022, Castres est une ville de  42 700 habitants, et avec son unité urbaine 58 004 habitants. Elle est la ville-centre  de la communauté d'agglomération de Castres-Mazamet qui compte 80 000 habitants environ et 14 communes adhérentes. Son aire d'attraction est de 105 513 habitants et celle de Mazamet de 13 021 habitants.
Castres est reconnue pour être une ville d'entreprises, notamment le siège des Laboratoires Pierre Fabre, avec également sur son territoire un régiment militaire historique et important, le 8e RPIMa. Castres est aussi une ville étudiante et universitaire.
Sur le plan historique et culturel, la commune est dans le pays Castrais, un territoire essentiellement agricole, entre la rive droite de l'Agout au sud et son affluent le Dadou au nord.
Située au centre de la région Occitanie, et sur la partie est du Midi toulousain, Castres est exposée à un climat plutôt méditerranéen altéré, elle est drainée par l'Agout, le Thoré, la Durenque, le Lézert, le ruisseau de Poumarol, le ruisseau des Gourgs, le ruisseau du Rozé et par divers autres petits cours d'eau. La commune possède un patrimoine naturel remarquable : deux sites Natura 2000 (le causse de Caucalières et Labruguière et les vallées du Tarn, de l'Aveyron, du Viaur, de l'Agout et du Gijou) et six zones naturelles d'intérêt écologique, faunistique et floristique.
La ville de Castres a un important patrimoine historique. Les « maisons sur l'Agoût », emblème de la ville, sont au XVIIe siècle les demeures des tisserands, teinturiers, tanneurs, chamoiseurs et parcheminiers qui travaillent la laine, le cuir et le papier. Elles ont longtemps fait la richesse de Castres et affirmé sa première vocation industrielle, le textile.
L'hôtel de ville occupe l'ancien palais épiscopal, conçu au XVIIe siècle par l'architecte Jules Hardouin-Mansart (l'architecte du Palais de Versailles), et terminé par le jardin de l'Évêché (classé monument historique) conçu par le dessinateur André Le Nôtre (concepteur de nombreux jardins à la française, notamment ceux de Versailles). Près du palais, la tour Saint-Benoît, d'architecture romane, est le seul vestige de la vieille abbaye bénédictine du IXe siècle. La cathédrale Saint-Benoît, siège épiscopal de l'ancien diocèse de Castres, est aujourd’hui la plus importante église de Castres ; datant seulement des XVIIe et XVIIIe siècles, elle est classée monument historique depuis 1953.
La ville de Castres possède aussi quelques hôtels particuliers des XVIe et XVIIe siècles, dont l'hôtel Leroy, l'hôtel de Viviès et l'hôtel Poncet, l'hôtel de Nayrac datant de la Renaissance, et l'hôtel du comte de Saint-Maur construit sous le Premier Empire.
Castres est également connue pour être la ville natale de Jean Jaurès, homme d'État, ayant fortement marqué la politique française des XIXe et XXe siècles, notamment fondateur du Parti socialiste (SFIO) et du journal L'Humanité.

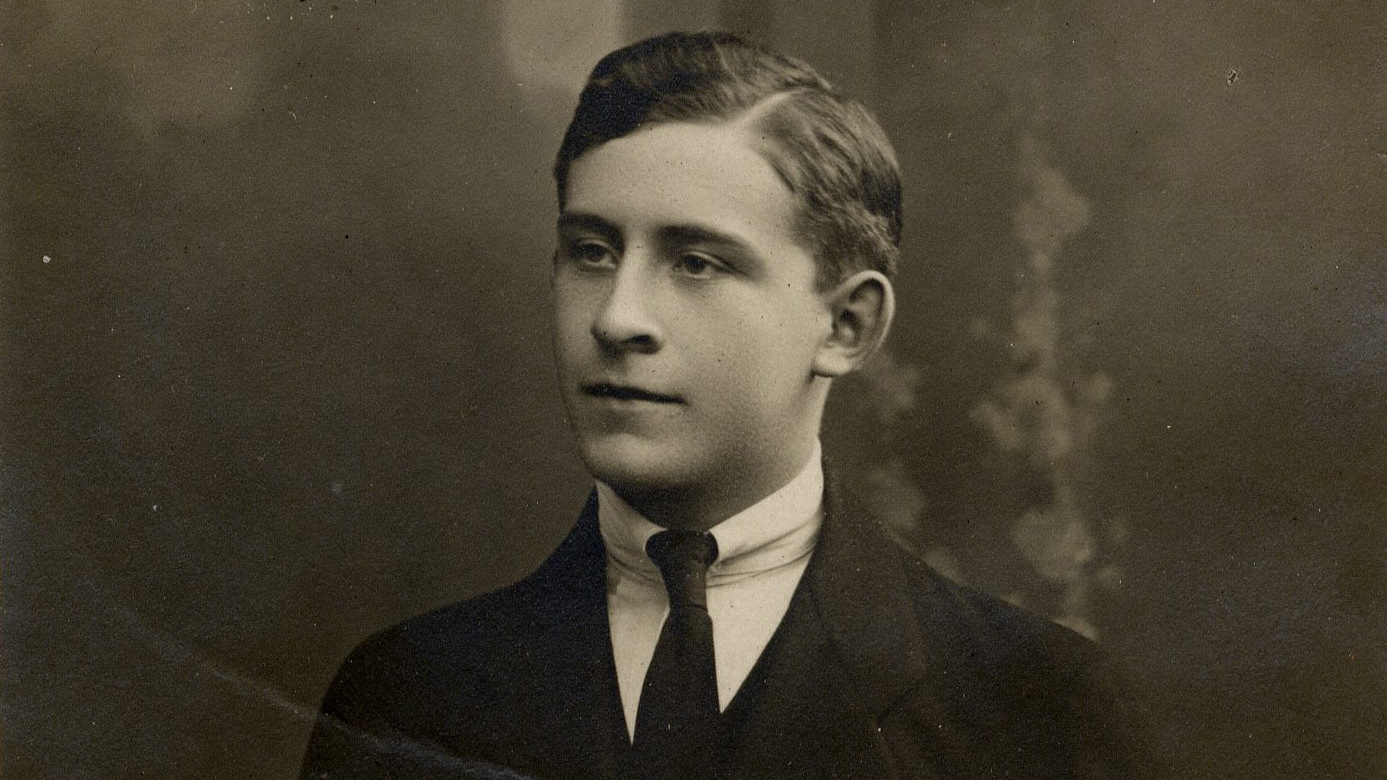
Jean Jaurès.

Le centre national et musée Jean-Jaurès est situé au centre-ville de Castres, tout comme le musée d'Histoire d'art hispanique Goya, consacré au célèbre sculpteur et peintre Francisco de Goya et à l'art hispanique en général.

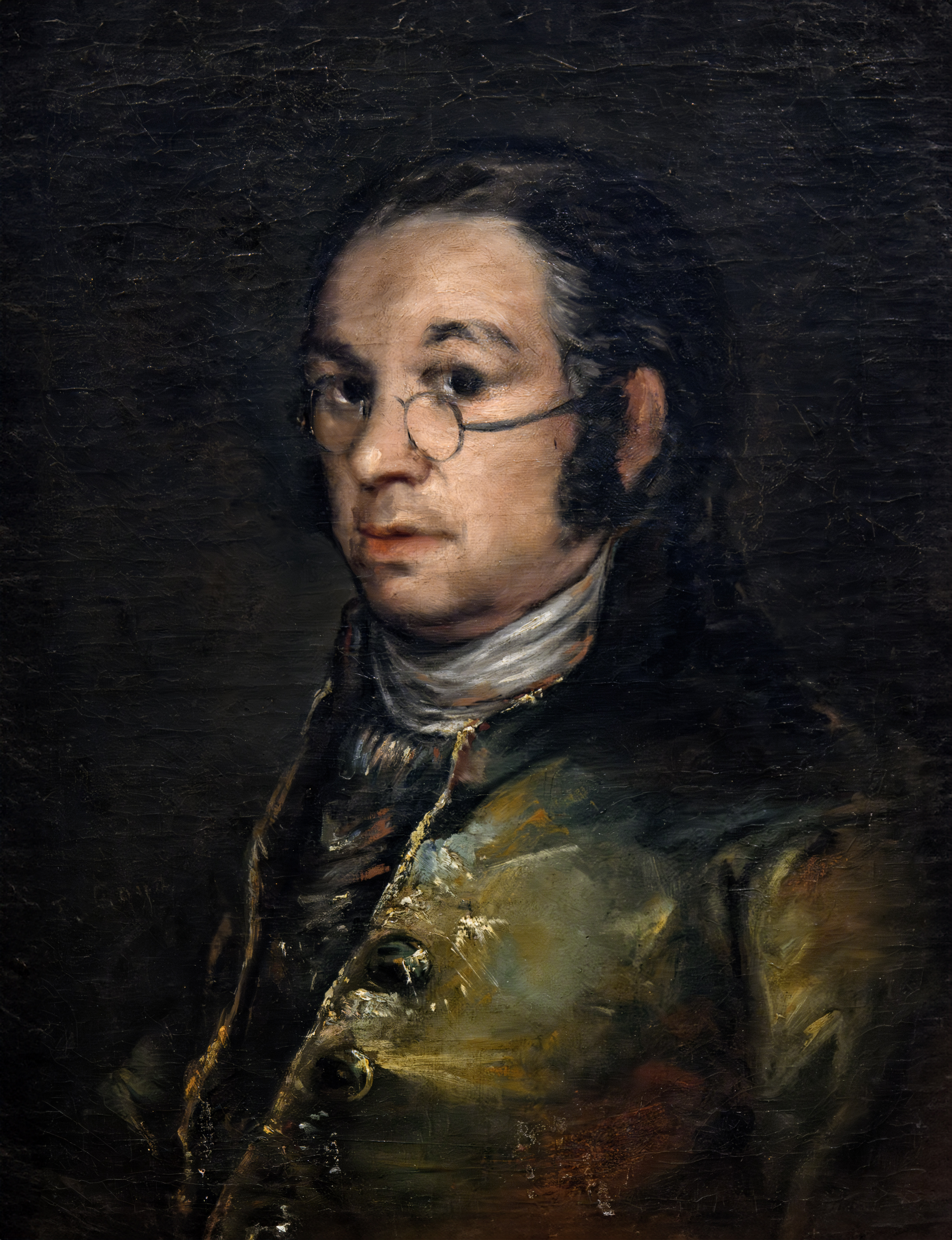
Francisco de Goya.

La ville de Castres est aussi connue pour son club historique de rugby, le Castres olympique (le « CO ») qui a toujours conservé son rang en 1re division du Championnat de France depuis 1989, après son titre de Champion de France du groupe B.
Dans son histoire, le Castres olympique a été cinq fois Champion de France de 1re division (vainqueur du Bouclier de Brennus) en 1949, 1950, 1993, 2013 et 2018, trois fois finaliste en 1995, 2014 et 2022, vainqueur de la Coupe de France en 1948, et du Bouclier européen en 2003. Le groupe Pierre Fabre est mécène du Castres olympique depuis 1988. À ce jour, le Castres olympique évolue toujours en 1re division du Championnat de France (Top14).
Les habitants de la ville de Castres sont appelés les Castraises et les Castrais.

## Géographie

### Localisation
Castres est située dans le sud du Massif central, en région Occitanie, dans le département du Tarn (dont elle est sous-préfecture).
La ville de Castres se situe sur la partie « est » du Midi toulousain, elle est proche du Sidobre (site granitique exceptionnel) et de la Montagne Noire. Castres est une ville de plaine, située à 172 mètres d'altitude (altitude de l'hôtel de ville). La ville de Castres se situe à 72 kilomètres de Toulouse (chef-lieu régional d'Occitanie), à 42 kilomètres au sud d'Albi (préfecture du Tarn), à 15 kilomètres de Mazamet (« ville-sœur » avec laquelle elle forme une communauté d'agglomération de près de 80 000 habitants avec douze autres communes adhérentes issues de leur bassin de vie). Castres est parcourue du nord au sud par l'Agout, un affluent du Tarn qui conflue dans la ville avec la Durenque et le Thoré.

### Communes limitrophes
Les communes limitrophes sont Burlats, Carbes, Fréjeville, Jonquières, Laboulbène, Labruguière, Lagarrigue, Montpinier, Navès, Noailhac, Roquecourbe, Saint-Germier, Saint-Salvy-de-la-Balme, Saïx, Valdurenque et Caucalières.
| Laboulbène, Montpinier, Jonquières | Saint-Germier | Roquecourbe, Burlats                                                |
| Carbes, Fréjeville                 | Castres       | Saint-Salvy-de-la-Balme                                             |
| Saïx, Navès                        | Labruguière   | Noailhac, Valdurenque, Lagarrigue, Caucalières (par un quadripoint) |

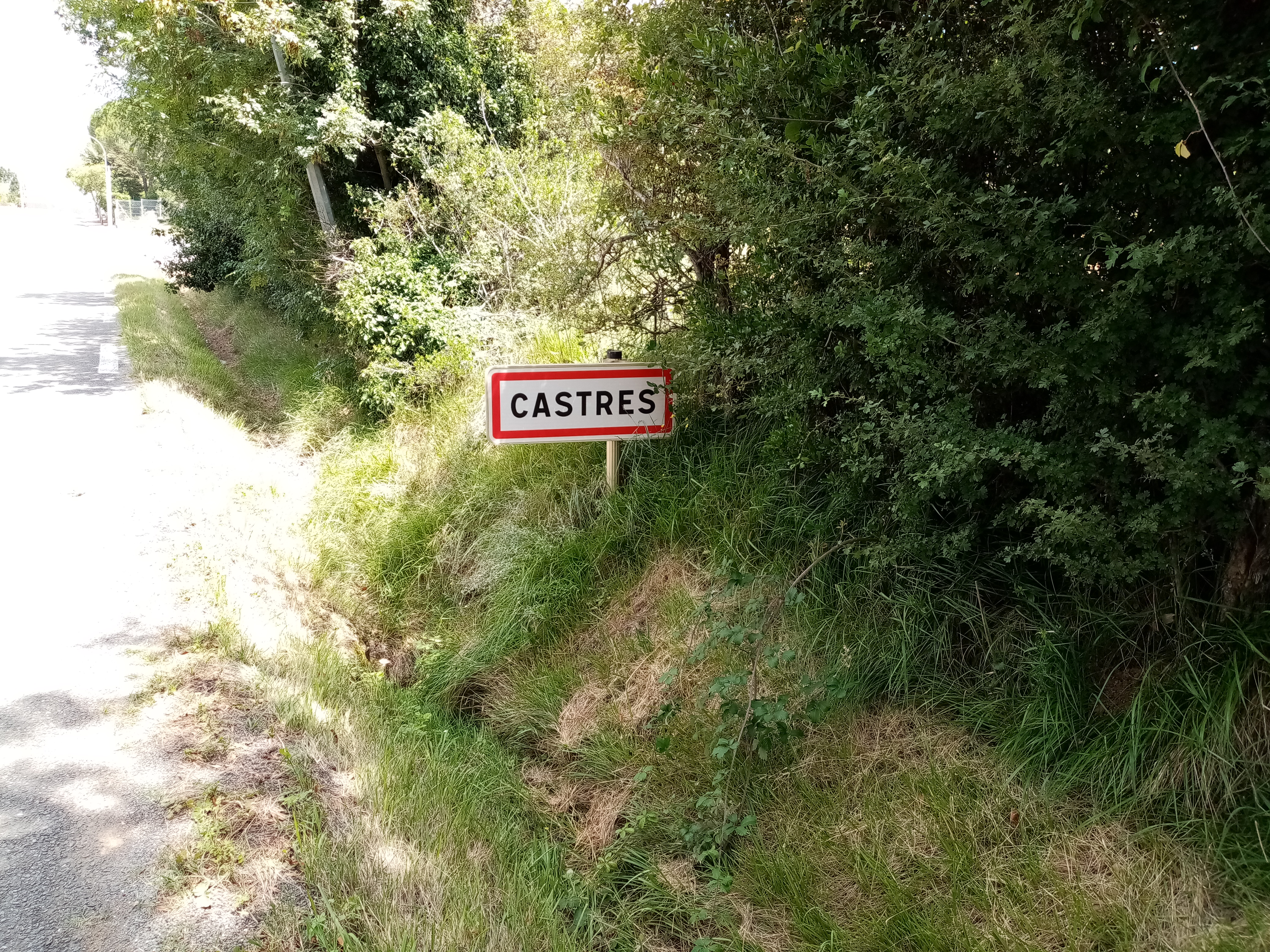
Bienvenue à Castres, « ville bleue » pour son pastel, ville fleurie, labellisée « Ville d'Art et d'Histoire » en 2022.
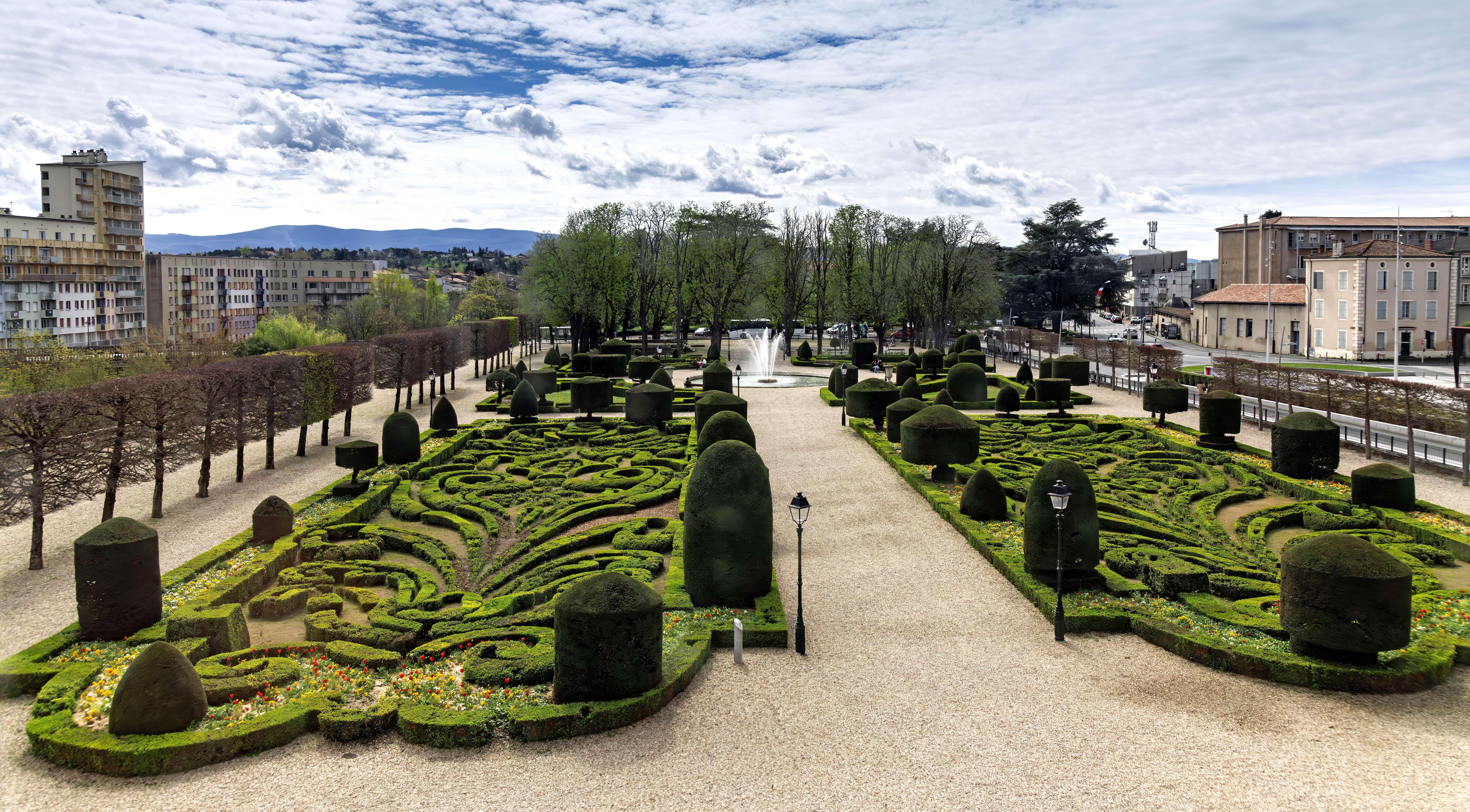
Jardin à la française de l'Évêché avec parterres de buis et ifs, bassins, bosquets.
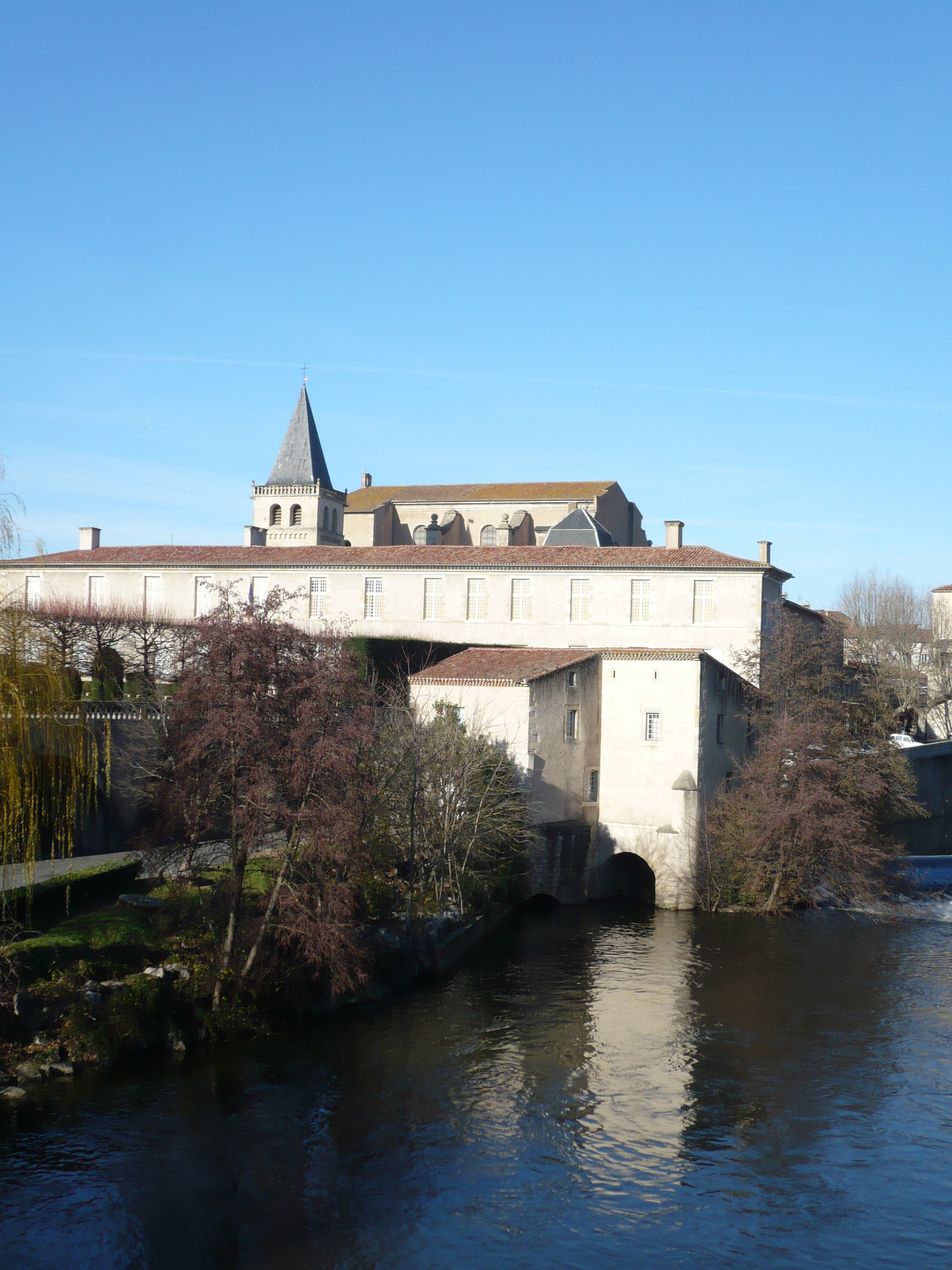
Évêché, cathédrale Saint-Benoît de Castres et berges sur l'Agout.
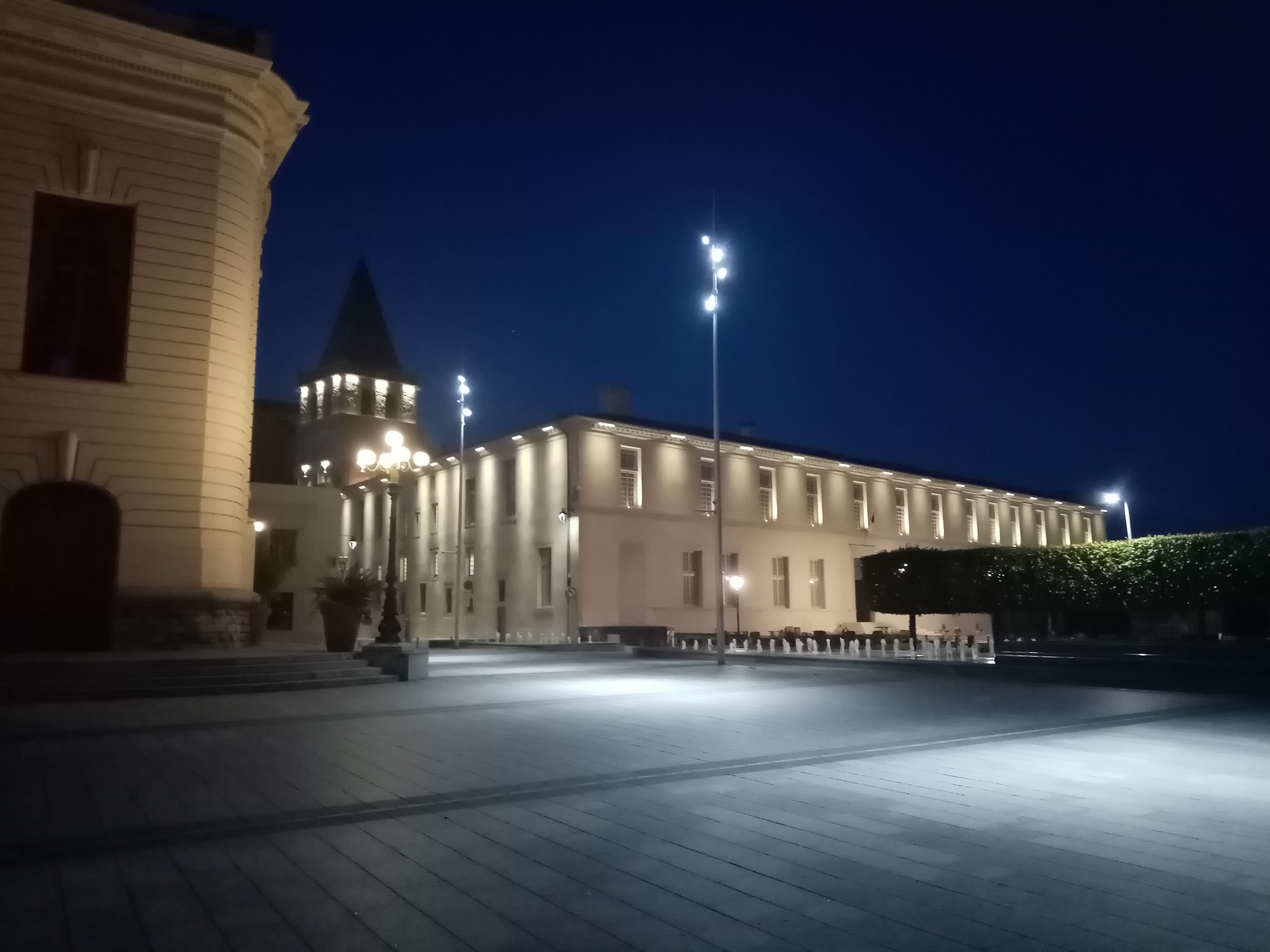
Palais de l'Évêché la nuit depuis la Place de la République et le Théâtre.

### Hydrographie

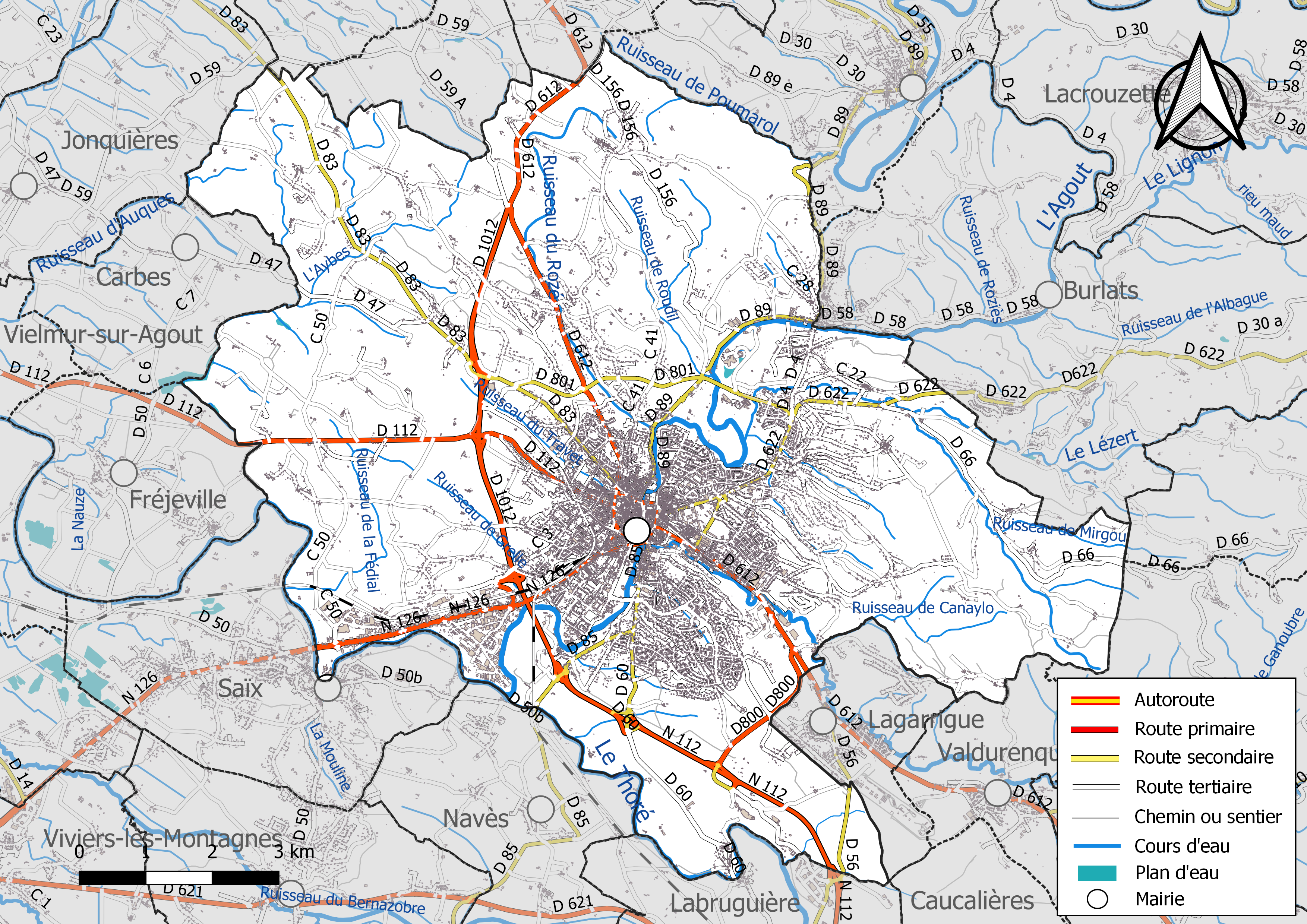
Réseaux hydrographique et routier de Castres.

La ville de Castres est dans le bassin de la Garonne, au sein du bassin hydrographique Adour-Garonne. Elle est drainée par l'Agout, le Thoré, la Durenque, le Lézert, le ruisseau de Poumarol, le ruisseau des Gourgs, le ruisseau du Rozé, l'Aybes, le ruisseau de Canaylo, le ruisseau de Grelle, le ruisseau de la Fédial, le ruisseau de Mirgou, le ruisseau de Rivassel, le ruisseau de Roudil, et par divers petits cours d'eau, qui constituent un réseau hydrographique de 100 km de longueur totale,.
L'Agout, d'une longueur totale de 194,4 km, prend sa source dans la commune de Cambon-et-Salvergues et s'écoule d'est en ouest. Il traverse la commune et se jette dans le Tarn à Saint-Sulpice-la-Pointe, après avoir traversé 35 communes.
Le Thoré, d'une longueur totale de 61,6 km, prend sa source dans la commune de Rieussec et s'écoule d'est en ouest. Il traverse la commune et se jette dans l'Agout à Navès, après avoir traversé 20 communes.
La Durenque, d'une longueur totale de 31,5 km, prend sa source dans la commune du Bez et s'écoule d'est en ouest. Elle traverse la commune et se jette dans l'Agout sur le territoire communal, après avoir traversé 8 communes.
Le Lézert, d'une longueur totale de 16,5 km, prend sa source dans la commune de Teillet et s'écoule du nord-est au sud-ouest. Il se jette dans le Dadou à Terre-de-Bancalié.

### Climat
Pour des articles plus généraux, voir Climat de l'Occitanie et Climat du Tarn.
En 2010, le climat de la commune est de type climat du Bassin du Sud-Ouest, selon une étude du Centre national de la recherche scientifique s'appuyant sur une série de données couvrant la période 1971-2000. En 2020, Météo-France publie une typologie des climats de la France métropolitaine dans laquelle la commune est exposée à un climat océanique altéré et est dans la région climatique Aquitaine, Gascogne, caractérisée par une pluviométrie abondante au printemps, modérée en automne, un faible ensoleillement au printemps, un été chaud (19,5 °C), des vents faibles, des brouillards fréquents en automne et en hiver et des orages fréquents en été (15 à 20 jours).
Pour la période 1971-2000, la température annuelle moyenne est de 13,3 °C, avec une amplitude thermique annuelle de 15,8 °C. Le cumul annuel moyen de précipitations est de 778 mm, avec 8,6 jours de précipitations en janvier et 5,2 jours en juillet. Pour la période 1991-2020, la température moyenne annuelle observée sur la station météorologique de Météo-France la plus proche, « Montredon-Labessonnié », dans la commune de Montredon-Labessonnié à 15 km à vol d'oiseau, est de 12,1 °C et le cumul annuel moyen de précipitations est de 1 133,8 mm. 
La température maximale relevée sur cette station est de 39,6 °C, atteinte le 21 juillet 1989 ; la température minimale est de −15,6 °C, atteinte le 12 janvier 1987,,.
Les paramètres climatiques de la commune ont été estimés pour le milieu du siècle (2041-2070) selon différents scénarios d'émission de gaz à effet de serre à partir des nouvelles projections climatiques de référence DRIAS-2020. Ils sont consultables sur un site dédié publié par Météo-France en novembre 2022.

## Urbanisme

### Typologie
Au 1er janvier 2024, Castres est catégorisée centre urbain intermédiaire, selon la nouvelle grille communale de densité à sept niveaux définie par l'Insee en 2022.
Elle appartient à l'unité urbaine de Castres, une agglomération intra-départementale regroupant huit  communes, dont elle est ville-centre,,. Par ailleurs la commune fait partie de l'aire d'attraction de Castres, dont elle est la commune-centre,. Cette aire, qui regroupe 55 communes, est catégorisée dans les aires de 50 000 à moins de 200 000 habitants,.

### Occupation des sols

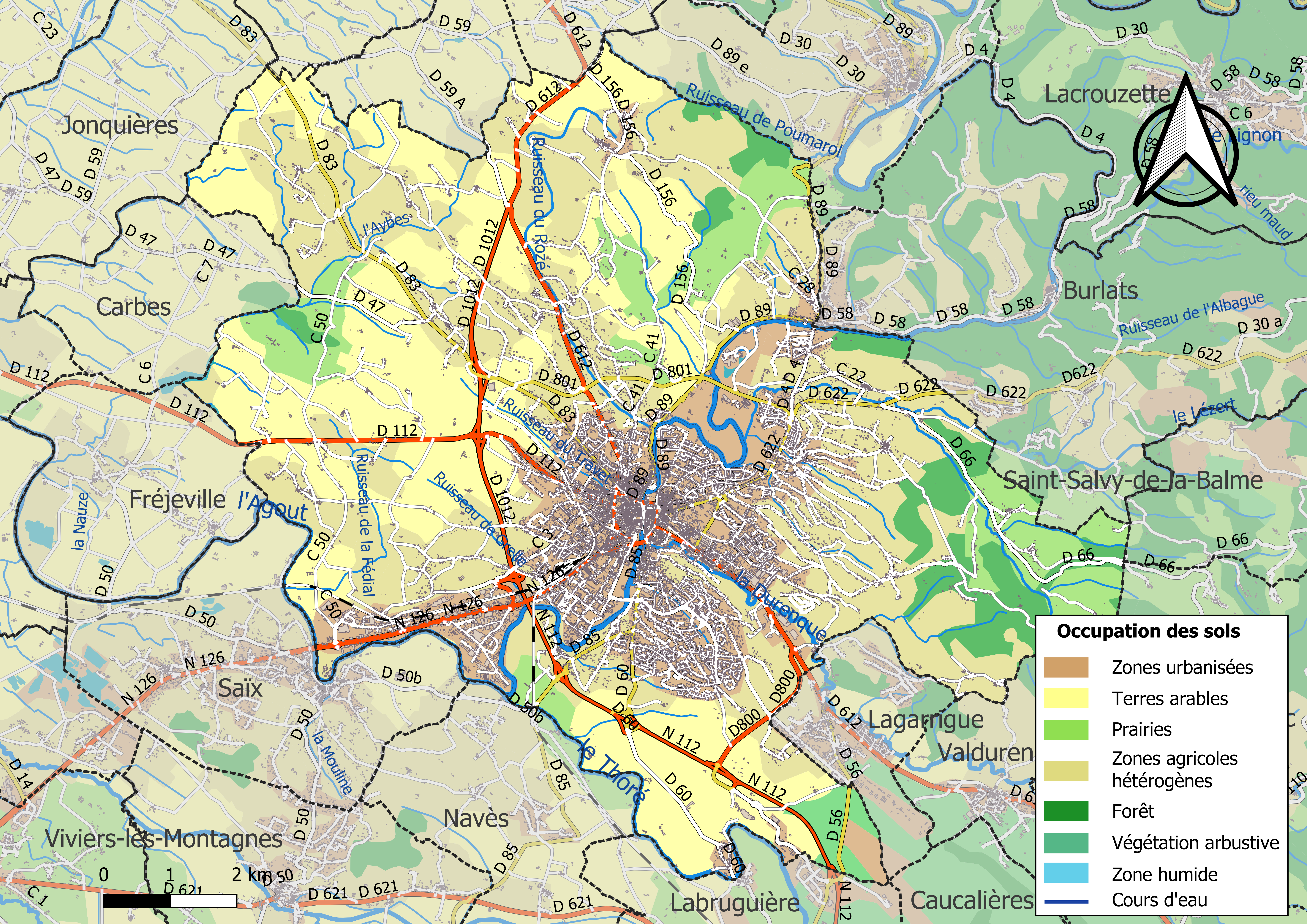
Carte des infrastructures et de l'occupation des sols de la commune en 2018 (CLC).

L'occupation des sols de la commune, telle qu'elle ressort de la base de données européenne d’occupation biophysique des sols Corine Land Cover (CLC), est marquée par l'importance des territoires agricoles (69,3 % en 2018), en diminution par rapport à 1990 (76,9 %). La répartition détaillée en 2018 est la suivante :
zones agricoles hétérogènes (32,6 %), terres arables (27,9 %), zones urbanisées (18,1 %), prairies (8,8 %), forêts (5,5 %), zones industrielles ou commerciales et réseaux de communication (4,3 %), espaces verts artificialisés, non agricoles (1,9 %), milieux à végétation arbustive et/ou herbacée (0,9 %). L'évolution de l’occupation des sols de la commune et de ses infrastructures peut être observée sur les différentes représentations cartographiques du territoire : la carte de Cassini (XVIIIe siècle), la carte d'état-major (1820-1866) et les cartes ou photos aériennes de l'IGN pour la période actuelle (1950 à aujourd'hui).

### Projets d'aménagements
Les places Jean-Jaurès et de la République furent rénovées en 2004. Du granit du Sidobre constitue le revêtement de ces deux places. Ont été ajoutés des arbres, des fontaines et du nouveau mobilier urbain. L'accès aux piétons a été privilégié par la municipalité.Les façades et l'intérieur du théâtre municipal, situé face au jardin de l'Évêché, ont également été rénovés. Positionné au nord-ouest du centre historique de la ville (l'écusson), le quartier de l'Albinque accueille en son cœur le marché couvert (halle de type pavillon Baltard). La place de l'Albinque (aujourd’hui Pierre Fabre) a fait l'objet de travaux de réaménagement en 2014. Pour ce quartier dynamique (présence d'écoles, collège, nombreux commerçants), cette réhabilitation lui permet de conforter l'esprit de village qui lui est propre. Depuis 2017, l'ancien hôpital général a été rénové et forme le « carré Gambetta », un quartier composé de commerces, de bureaux, d'un hôtel, d'un parking souterrain et d'une résidence de seniors.

### Voies de communication et transports

#### Transports urbains doux
Pour l’instant la ville de Castres n'a pas mis en place de politique d'incitation aux transports doux.
La ville de Castres a aménagé des tronçons de pistes cyclables au quartier de Laden et du Mélou, entre la Capélanié et l'hôpital du Pays d'Autan, au pôle multimodal. La mairie à pour projet aussi d’aménager d'autres pistes cyclables entre le nouveau collège de Lameilhé, inauguré en septembre 2021, et l'avenue François-Mitterrand, entre la Capélanié et le Siala.

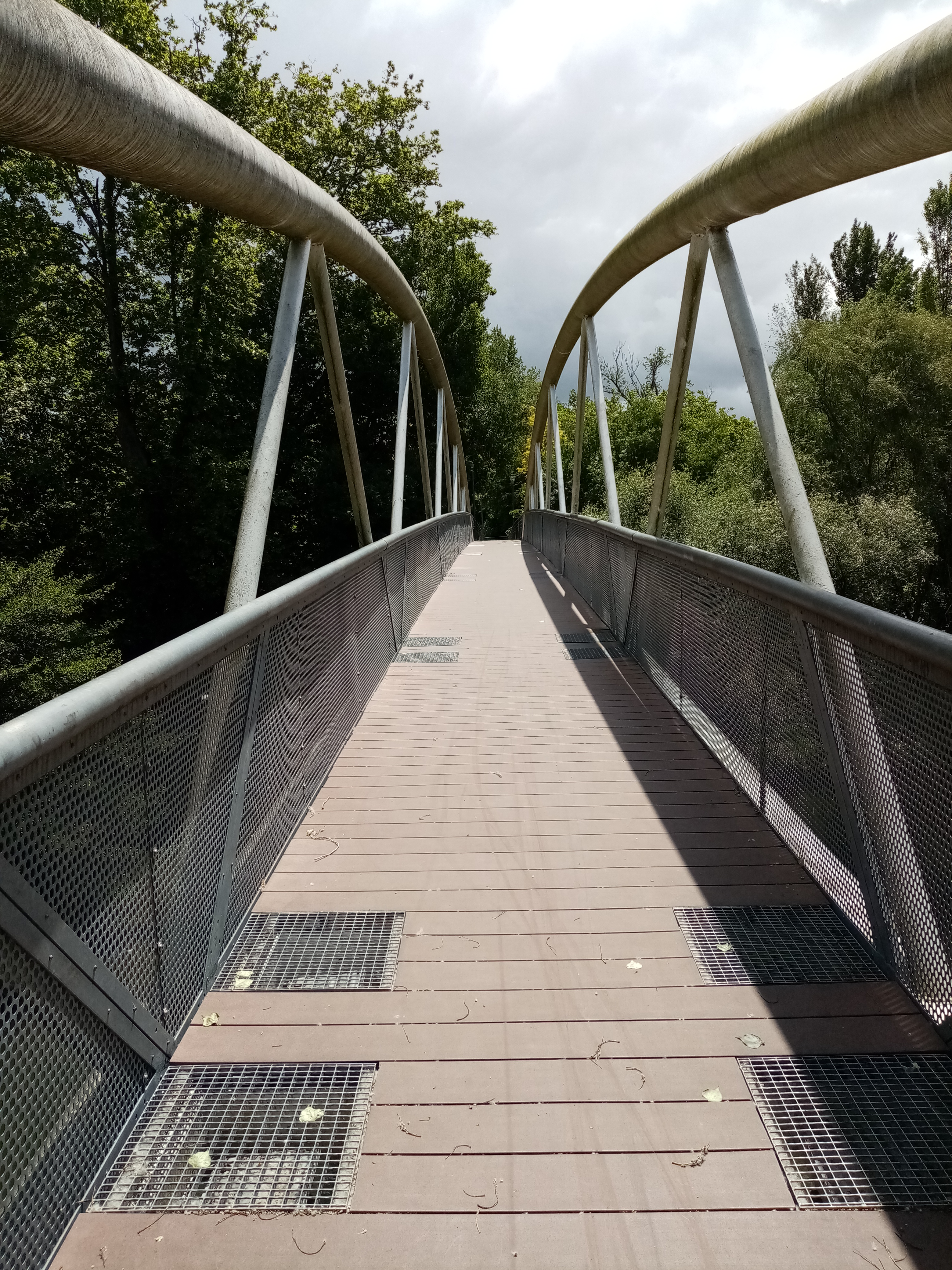
Pont pour piétons et cyclistes sur l'Agoût.

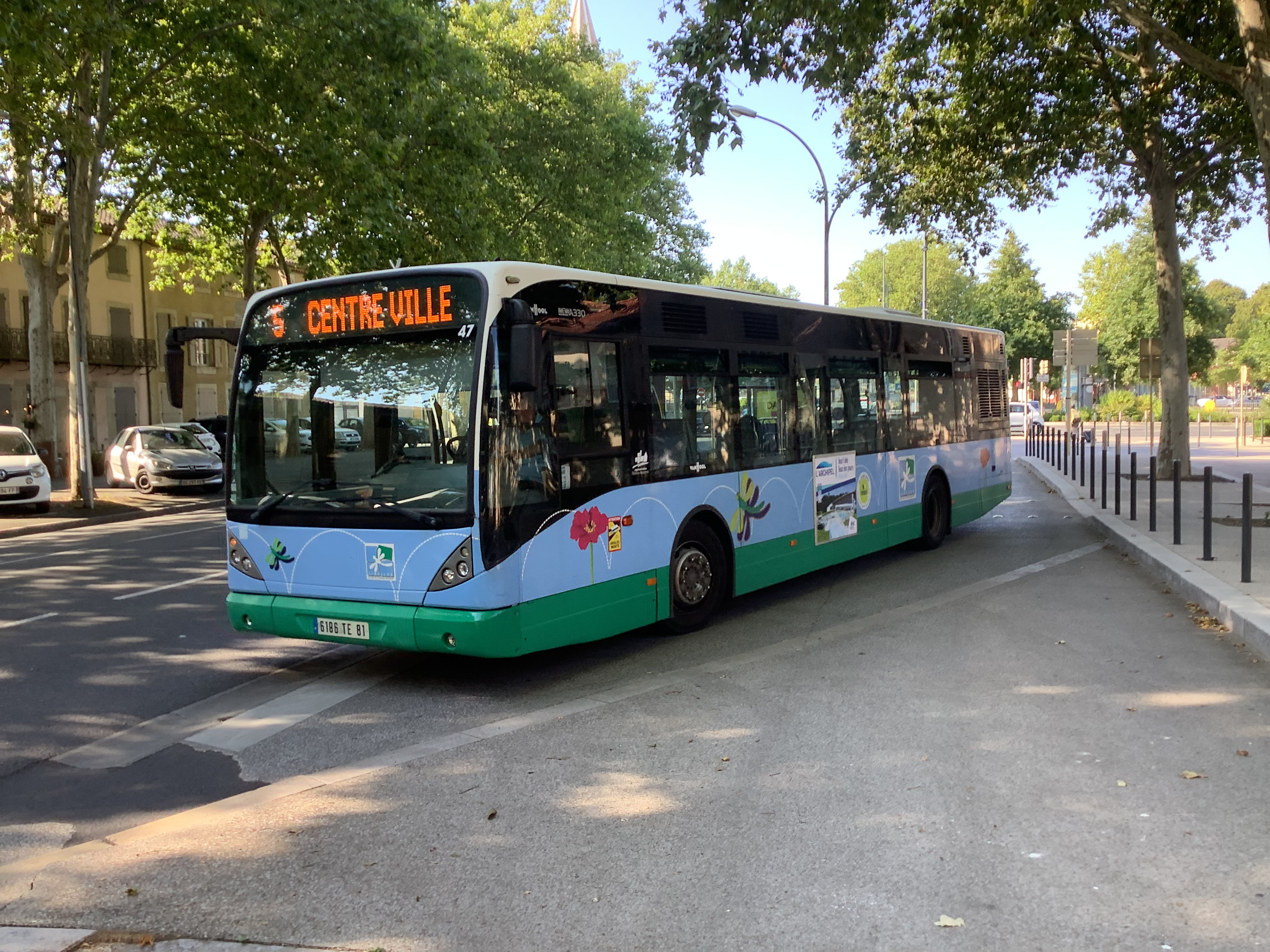
Bus Van Hool ligne 5 - réseau Libellus - juillet 2024

En 2021, pour une période d'un an, des trottinettes électriques en libre service Bird sont installés partout dans Castres.

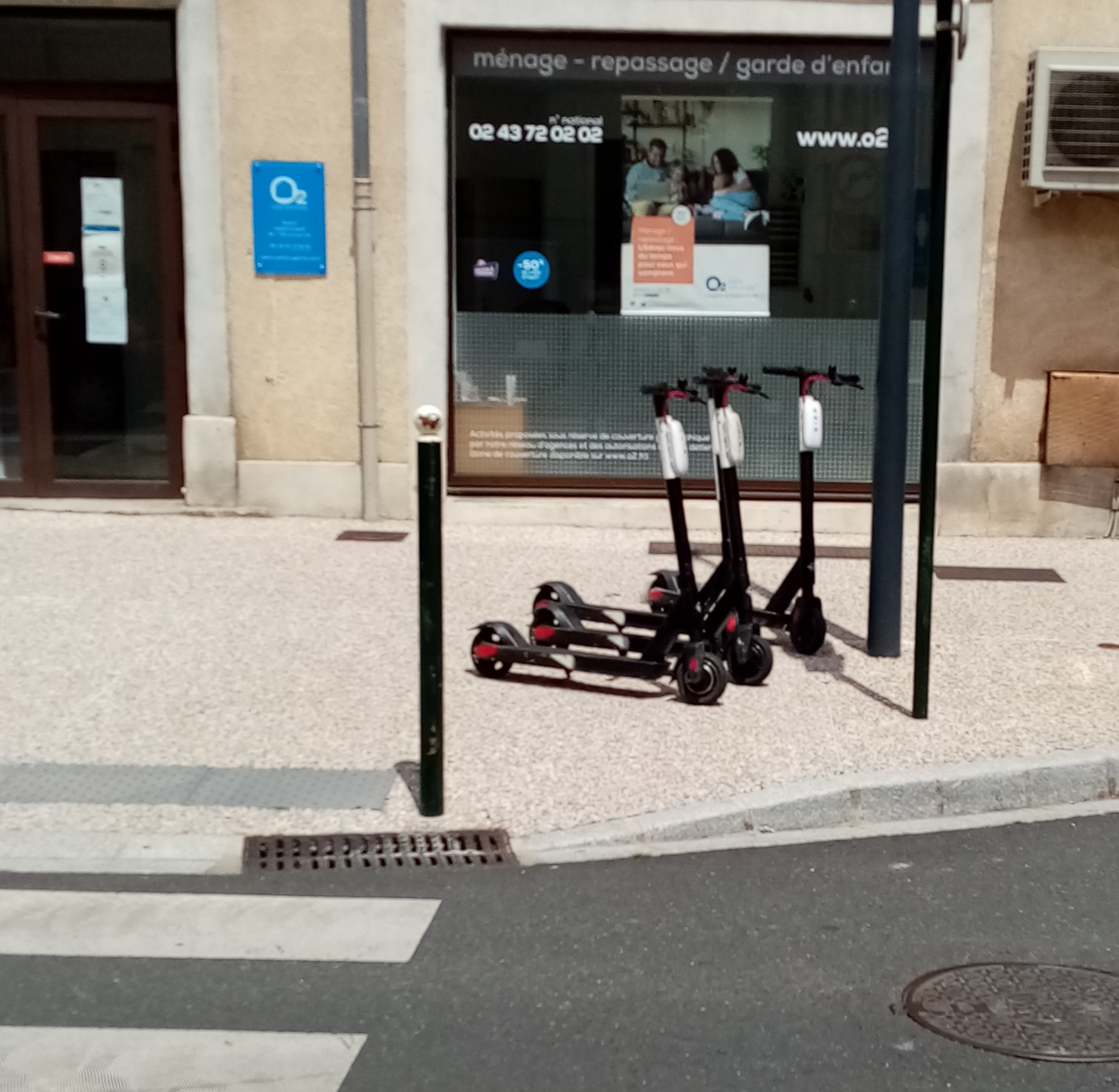
Essor des transports doux avec les trottinettes en libre service en 2021.

#### Transports en commun
La régie municipale des transports urbains de Castres (RMTU), créée en 1988, a été renommée en 2001 Libellus, constituant un réseau commun dans l'agglomération de Castres et de Mazamet. Le réseau urbain de Castres, gratuit pour tous depuis 2008, est constitué de 10 lignes et d'une navette pour le centre ville de Castres, dont une qui relie les deux pôles Castres et Mazamet en passant par l'hôpital du Pays d'Autan.
La gare routière de la ville, située aux abords de la gare de Castres et à proximité du centre-ville, constitue un pôle central du réseau régional liO : 11 lignes régulières y transitent quotidiennement, permettant de rejoindre de nombreuses villes du Tarn et au-delà, dont entre autres Toulouse, Albi, Gaillac, Mazamet, Lacaune, Saint-Sulpice-la-Pointe et Béziers.

#### Voies routières
Castres possède une rocade permettant d'éviter le centre-ville.
L'autoroute Castres-Toulouse (A69) est en projet, mais est très contestée pour des raisons environnementales.

#### Transport aérien
L'aéroport de Castres-Mazamet a des vols réguliers vers Paris. Il y a aussi des vols saisonniers vers Ajaccio. Des travaux d'agrandissement de l'aérogare ont été menés de septembre 2016 à mai 2017,,.

#### Transport ferroviaire
La gare de Castres, située à proximité du centre-ville, est desservie quotidiennement par des TER Occitanie qui effectuent des missions entre les gares de Toulouse-Matabiau et de Mazamet.

### Risques majeurs
Le territoire de la commune de Castres est vulnérable à différents aléas naturels : météorologiques (tempête, orage, neige, grand froid, canicule ou sécheresse), inondations, mouvements de terrains et séisme (sismicité très faible). Il est également exposé à trois risques technologiques, le transport de matières dangereuses et le risque industriel et la rupture d'un barrage, et à un risque particulier : le risque de radon. Un site publié par le BRGM permet d'évaluer simplement et rapidement les risques d'un bien localisé soit par son adresse soit par le numéro de sa parcelle.

#### Risques naturels
La commune fait partie du territoire à risques importants d'inondation (TRI) de Castres-Mazamet, regroupant 10 communes concernées par un risque de débordement de l'Agout et du Thoré, un des 18 TRI qui ont été arrêtés fin 2012 sur le bassin Adour-Garonne. Les événements passés les plus significatifs sont les crues du 3 au 5 mars 1930 où l'Agout atteint un débit de 3 000 m3/s au niveau du pont du chemin de fer de la Crémade (aval de Castres), avec des pertes humaines et dégâts matériels importants, et la crue des 12 et 13 novembre 1999 où le Thoré a atteint un débit de 900 m3/s à Labruguière, avec 4 victimes. Des cartes des surfaces inondables ont été établies pour trois scénarios : fréquent (crue de temps de retour de 10 ans à 30 ans), moyen (temps de retour de 100 ans à 300 ans) et extrême (temps de retour de l'ordre de 1 000 ans, qui met en défaut tout système de protection). La commune a été reconnue en état de catastrophe naturelle au titre des dommages causés par les inondations et coulées de boue survenues en 1982, 1988, 1995, 1996, 1999, 2003, 2009, 2014, 2017 et 2018,.
Castres est exposée au risque de feu de forêt. En 2022, il n'existe pas de Plan de Prévention des Risques incendie de forêt (PPRif). Le débroussaillement aux abords des maisons constitue l’une des meilleures protections pour les particuliers contre le feu,.

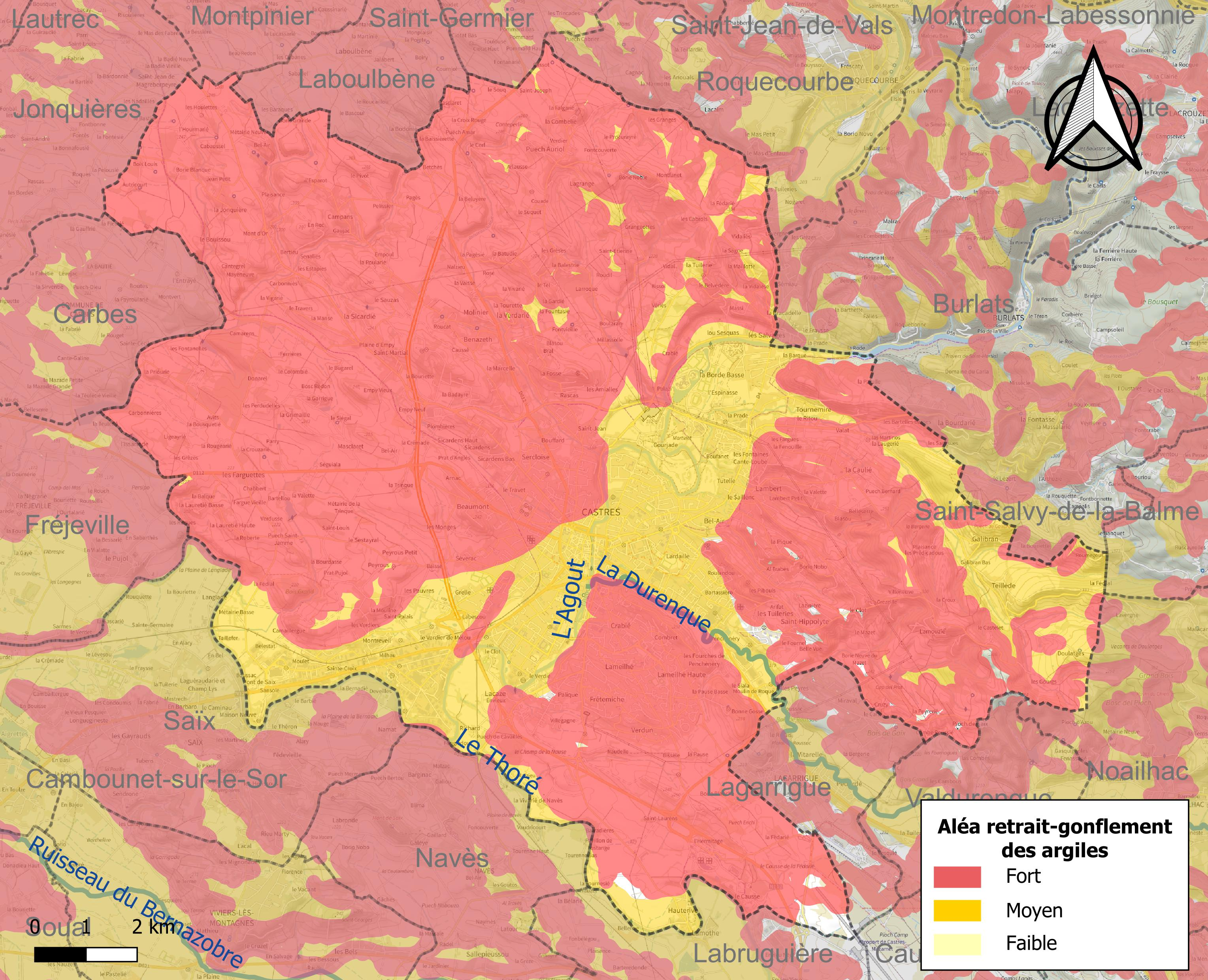
Carte des zones d'aléa retrait-gonflement des sols argileux de Castres.

La commune est vulnérable au risque de mouvements de terrains constitué principalement du retrait-gonflement des sols argileux. Cet aléa est susceptible d'engendrer des dommages importants aux bâtiments en cas d’alternance de périodes de sécheresse et de pluie. 99,2 % de la superficie communale est en aléa moyen ou fort (76,3 % au niveau départemental et 48,5 % au niveau national). Sur les 13 957 bâtiments dénombrés sur le territoire de la commune en 2019, 13 916 sont en aléa moyen ou fort, soit 100 %, à comparer aux 90 % au niveau départemental et 54 % au niveau national. Une cartographie de l'exposition du territoire national au retrait gonflement des sols argileux est disponible sur le site du BRGM,.
Par ailleurs, afin de mieux appréhender le risque d’affaissement de terrain, l'inventaire national des cavités souterraines permet de localiser celles situées sur le territoire de la commune.

#### Risque particulier
Dans plusieurs parties du territoire national, le radon, accumulé dans certains logements ou autres locaux, peut constituer une source significative d’exposition de la population aux rayonnements ionisants. Certaines communes du département sont concernées par le risque radon à un niveau plus ou moins élevé. Selon la classification de 2018, la commune de Castres est classée en zone 3, à savoir zone à potentiel radon significatif.

#### Risques technologiques
La commune est exposée au risque industriel du fait de la présence sur son territoire d'une entreprise soumise à la directive européenne SEVESO.
Le risque de transport de matières dangereuses dans la commune est lié à sa traversée par des infrastructures routières ou ferroviaires importantes ou la présence d'une canalisation de transport d'hydrocarbures. Un accident se produisant sur de telles infrastructures est susceptible d’avoir des effets graves sur les biens, les personnes ou l'environnement, selon la nature du matériau transporté. Des dispositions d’urbanisme peuvent être préconisées en conséquence.
La commune est en outre située en aval d'un barrage de classe A. À ce titre elle est susceptible d’être touchée par l’onde de submersion consécutive à la rupture de cet ouvrage.

## Toponymie
Le nom de la localité est attesté sous la forme Castras en 1073.
Le nom de la ville représente la francisation de l'occitan Castras, forme romane correspondant au pluriel castra du nom commun latin castrum, et qui signifie « place fortifiée, château fort », éventuellement « camp romain » ou « rempart, oppidum protohistorique ». Dès le IXe siècle, c’est ainsi que l’on désignait l’agglomération qui se développait à proximité du monastère bénédictin de Bellecelle.
Des auteurs des XVIe et XVIIe siècles ont avancé des origines bien plus prestigieuses. Pour Guillaume de Nautonier, Castres viendrait du latin Castra, au sens exclusif de « camp romain », d’où la légende moderne d’un poste militaire établi par Jules César sur les hauteurs du plateau Saint-Jean. Pour Pierre Sabatier, l’abbaye de Castres aurait été fondée en 647 par trois nobles qui plantèrent leur camp (Castra) sur les bords de l’Agout. Mais ces fables, reprises et amplifiées par les historiens locaux du XIXe siècle, ne reposent sur aucune donnée archéologique, ni sur aucun document d’archives : elles doivent être abandonnées et leur simple répétition ne doit pas être considérée comme une preuve.

## Politique et administration

### Tendances politiques et résultats

Département du Tarn.

Castres est la première préfecture du Tarn, de 1790 à 1797. Depuis 1926, elle est l'unique sous-préfecture du Tarn.
Castres est chef-lieu de quatre cantons :
- le canton de Castres-Est est formé d'une partie de Castres et de la commune de Burlats   (11 786 habitants) ;
- le canton de Castres-Nord est formé d'une partie de Castres et de la commune de Laboulbène (11 853 habitants) ;
- le canton de Castres-Ouest est formé d'une partie de Castres et des communes de Navès et Saïx (11 444 habitants) ;
- le canton de Castres-Sud est formé d'une partie de Castres (13 527 habitants), comptant uniquement les quartiers de Lameilhé et La Capélanié.

La ville de Castres est située pour moitié dans la 1re et dans la 3e circonscription du Tarn.
Depuis 2001, le maire de Castres est Pascal Bugis (droite, membre de l'UMP), avocat, élu avec 58 % ; il défait au second tour le maire sortant (socialiste) Arnaud Mandement 42 %, qui était également vice-président du conseil général (conseil départemental) du Tarn, technicien-météo de profession. Pascal Bugis est ensuite réélu en 2008, avec 54 % au cours d'une triangulaire entre Philippe Guérineau (socialiste) 28 % professeur de collège et le député Philippe Folliot (centre-droit) 18 %. En 2014, Pascal Bugis est élu pour un troisième mandat avec 57 % au 2e tour dans une triangulaire face au conseiller général (conseiller départemental) du Tarn, Christophe Testas (socialiste) 28,5 % et face au conseiller régional d'Occitanie, Jean-Paul Piloz (Front national) avec 14,5 %. En 2020, Pascal Bugis est élu pour un quatrième mandat avec 54 %, face au docteur Guillaume Arcèse (centriste) 20 %, au professeur d'université André Martinez (socialiste) 16 % ainsi que face au docteur Jean-Jacques Gros (Rassemblement national) 10 %.
Depuis 1993, Castres est associée avec sa ville voisine Mazamet (à 15 km au sud-est de Castres) et les villes de Labruguière et Aussillon ainsi que douze villages adhérents dans une intercommunalité sud-tarnaise, qui s'appelait au départ le « district Castres-Mazamet », le président était Jacques Limouzy, ancien ministre, député-maire de Castres. Puis cette intercommunalité devient la « communauté d'agglomération de Castres-Mazamet » en décembre 1999, le président étant Bernard Raynaud, adjoint au maire de Castres. De 2001 à 2008, le président est de nouveau Jacques Limouzy, ancien ministre, ancien maire de Castres, député en place, et conseiller municipal de Castres. Depuis 2008, le président est Pascal Bugis, maire de Castres. La communauté d'agglomération Castres-Mazamet regroupe aujourd'hui 14 communes (qui étaient déjà adhérentes depuis la création de l'intercommunalité en 1993), avec une population totale de 80 000 habitants environ, 54 % habitent dans la « ville-centre » Castres, 13 % dans la ville de Mazamet, et le reste des habitants résident dans les communes périphériques.
Notons qu'en réalité le bassin de vie de Castres-Mazamet compte un peu plus de 100 000 habitants, cela signifie donc que certaines communes de ce bassin de vie ne sont pas (encore) adhérentes de cette communauté d'agglomération.

### Liste des maires
Depuis 1953, six maires se sont succédé :
| Période                                                   | Période           | Identité             | Étiquette    | Qualité |
| --------------------------------------------------------- | ----------------- | -------------------- | ------------ | --- |
| Les données manquantes sont à compléter.                  |                   |                      |              | |
| février 1953 (réélu en 1959, 1965)                        | mars 1971         | Lucien Coudert       | Radical      | Député du Tarn profession : avocat |
| mars 1971                                                 | mars 1977         | Jacques Limouzy      | UDR          | Ministre / Député du Tarn / conseiller général (conseiller départemental) du Tarn / profession : sous-préfet                                                                                                  |
| mars 1977 (réélu en mars 1983)                            | mai 1985 (décédé) | Jean-Pierre Gabarrou | PS           | Député du Tarn (à partir de juin 1981) profession : médecin-pédiatre |
| juin 1985                                                 | mars 1989         | Philippe Deyveaux    | PS           | Conseiller régional de Midi-Pyrénées (Occitanie) profession : notaire |
| mars 1989 (réélu pour un deuxième mandat après 1971/1977) | juin 1995         | Jacques Limouzy      | RPR          | ancien Ministre / Député du Tarn en fonction / Président du district Castres-Mazamet en fonction (intercommunalité) / ancien conseiller général (conseiller départemental) du Tarn / profession : sous-préfet |
| juin 1995                                                 | mars 2001         | Arnaud Mandement     | PS           | Vice-Président du conseil général (conseil départemental) du Tarn profession : technicien-météo (météo-france)                                                                                                |
| depuis mars 2001 (réélu en 2008, 2014, 2020)              | en cours          | Pascal Bugis         | UMP puis DVD | Président de la communauté d'agglomération Castres-Mazamet (depuis 2008) profession : avocat |

### Instances judiciaires et administratives

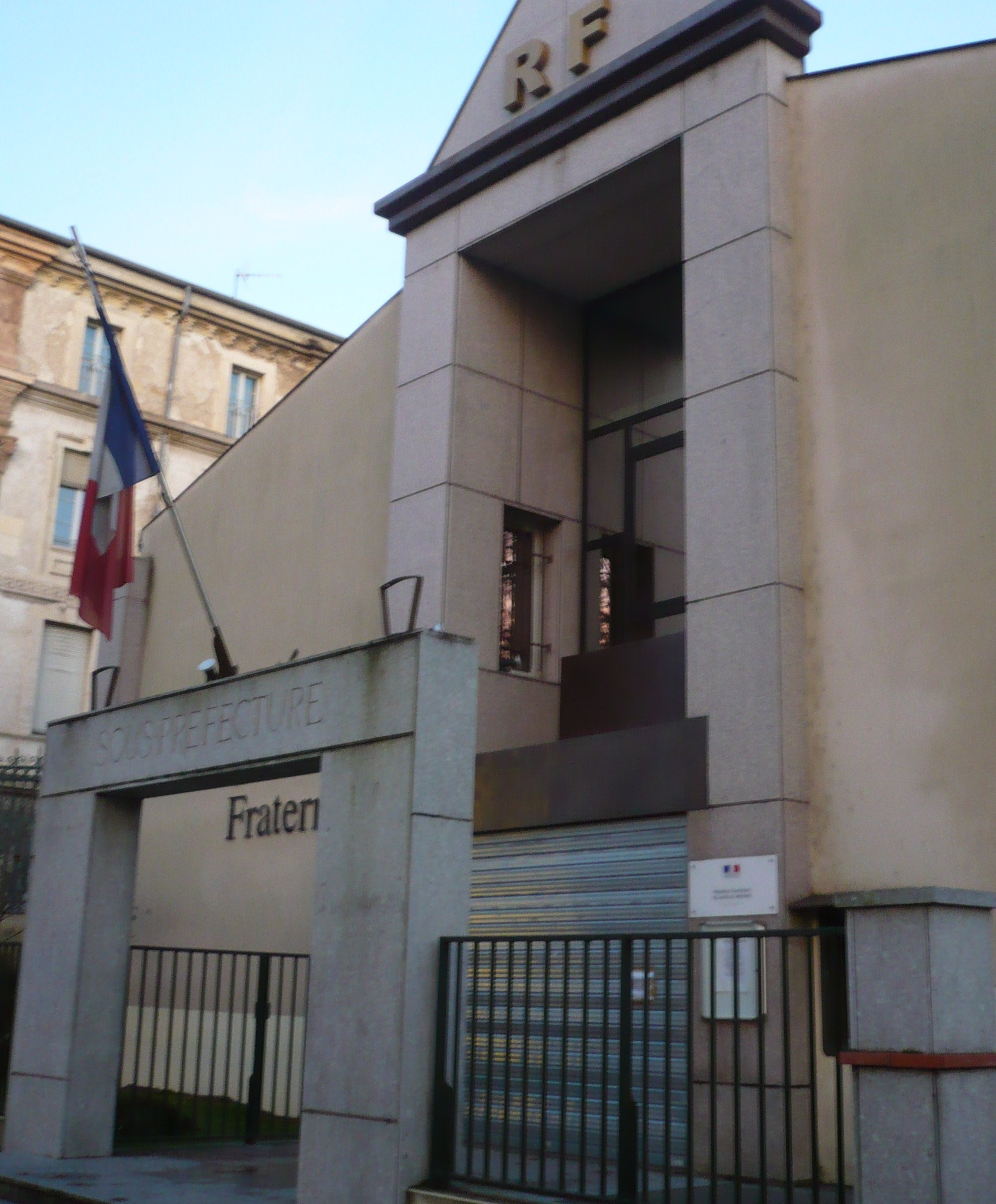
Sous-Préfecture du Tarn.

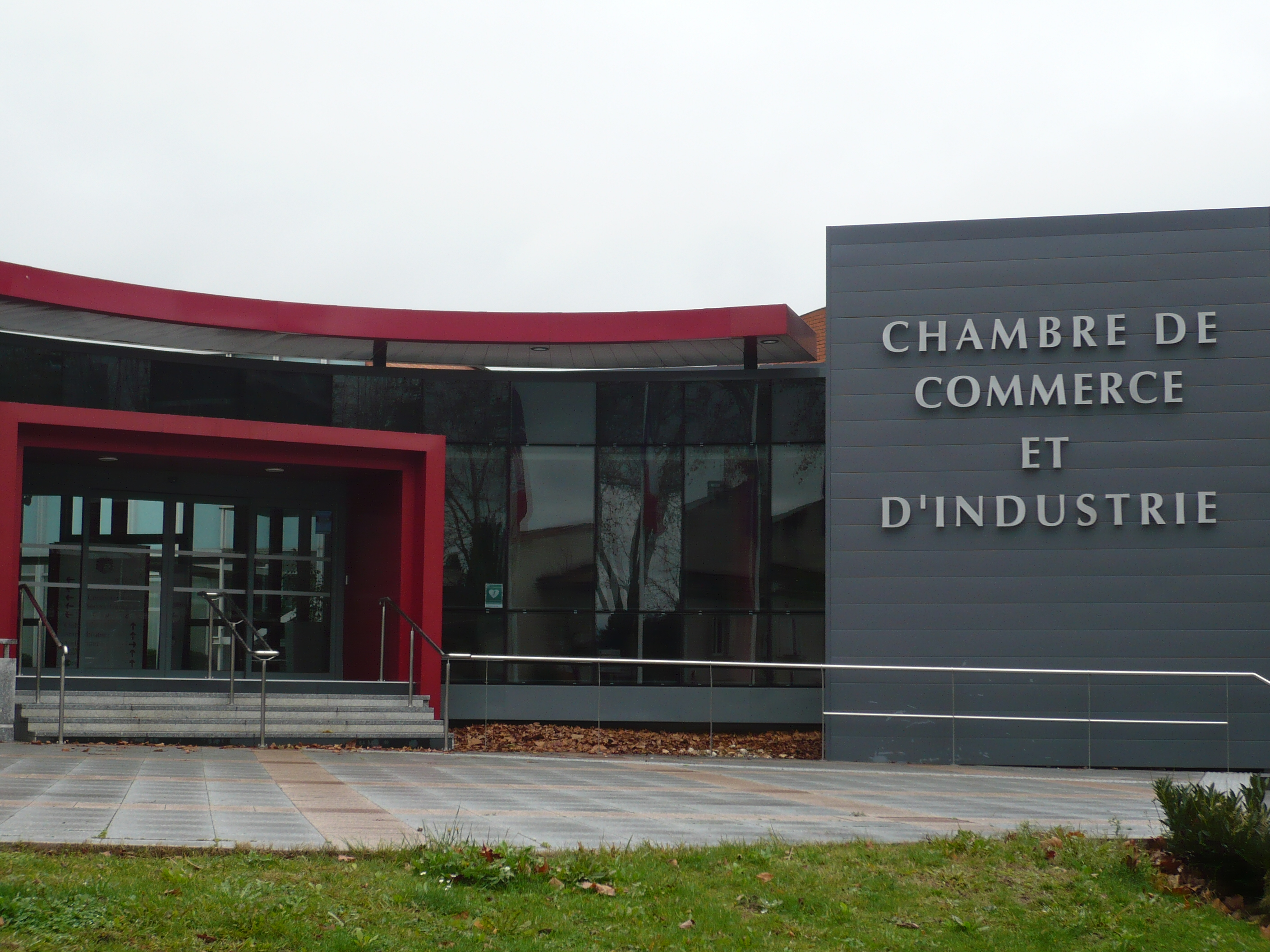
La CCI (Chambre de Commerce et d'industrie) basée à Castres.

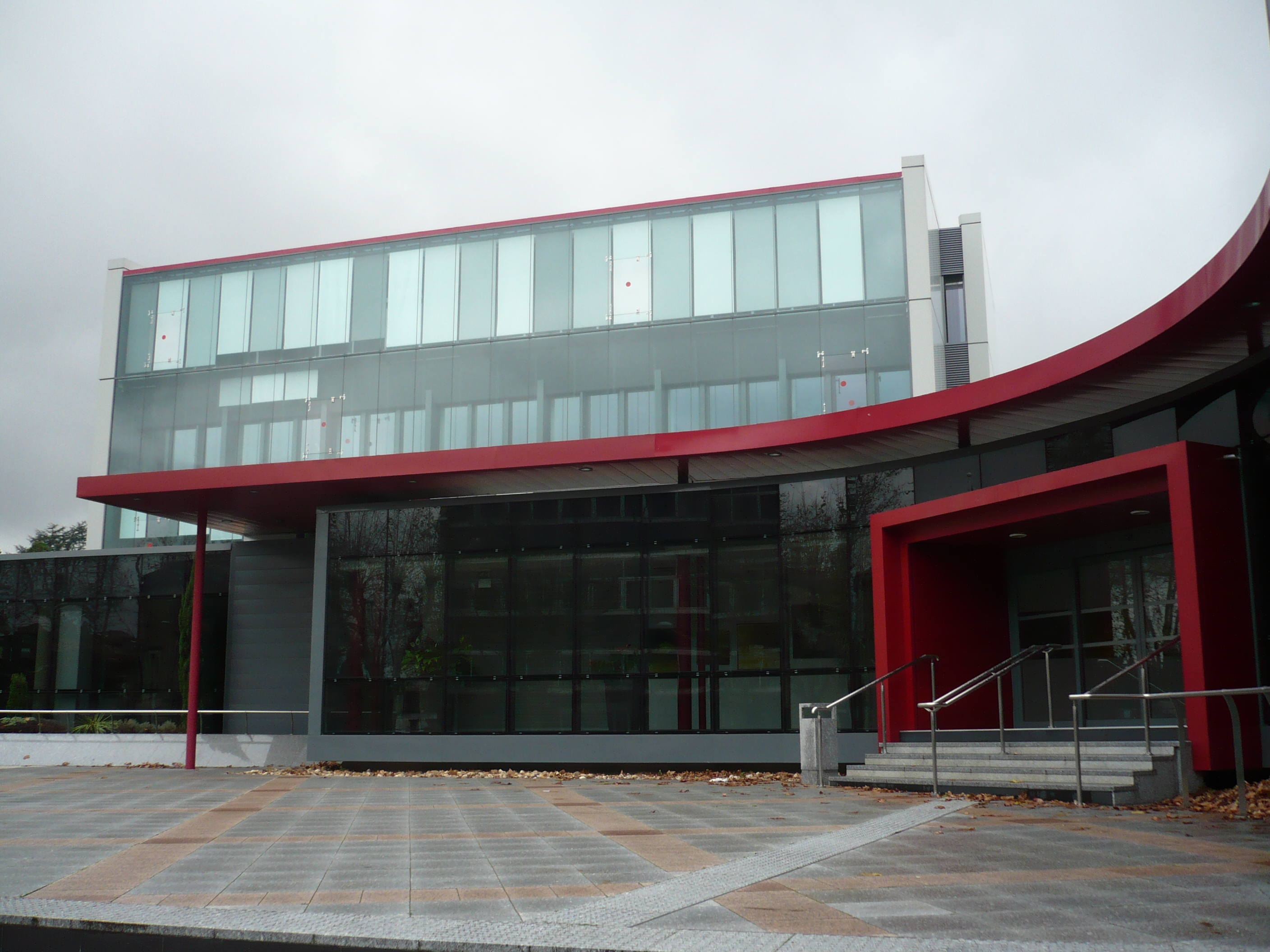
Locaux de la CCI.

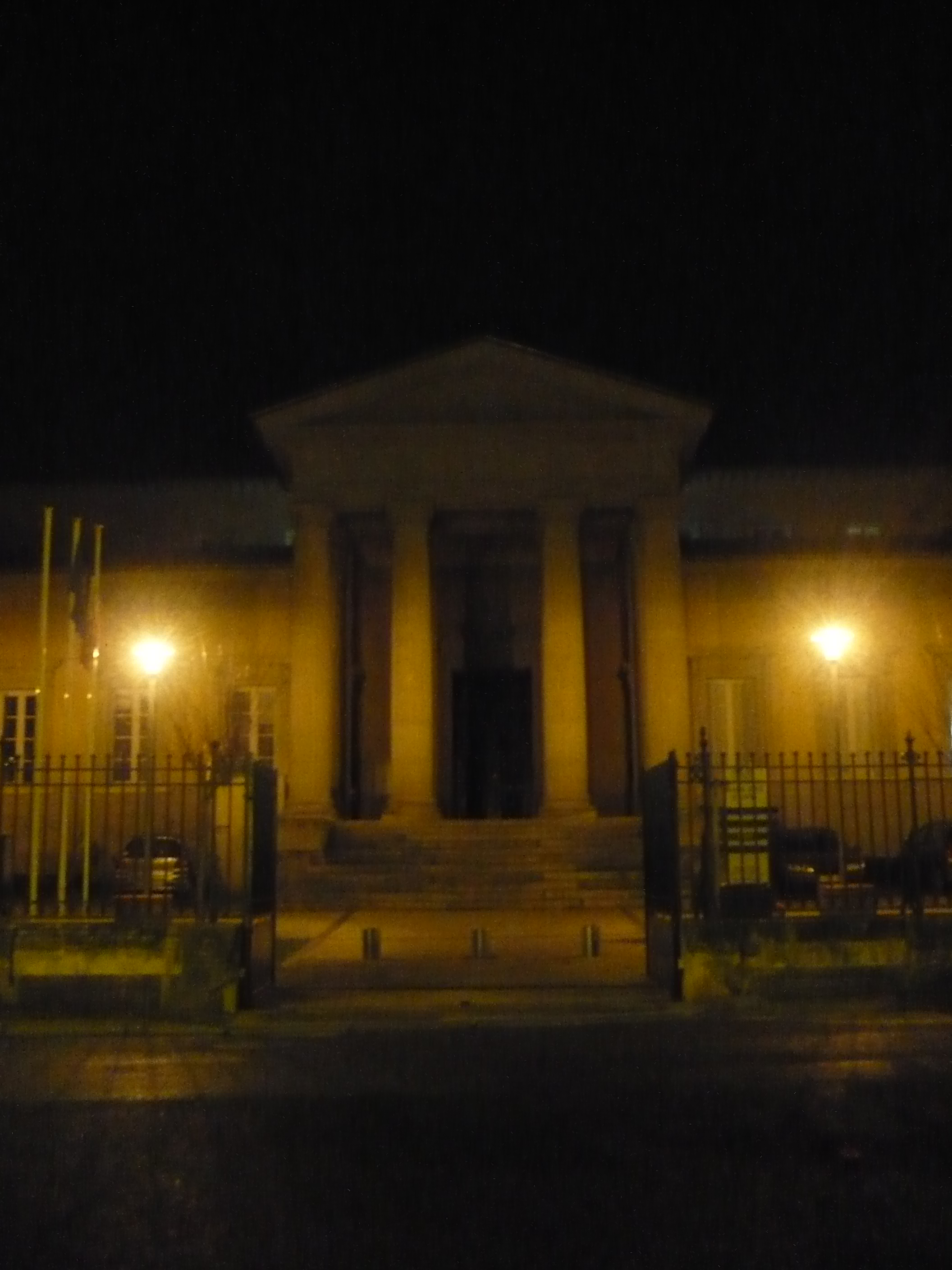
Tribunal judiciaire de Castres.

- Chambre des Métiers et de l'Artisanat du Tarn
- Chambre de Commerce et d'Industrie du Tarn (CCI)
- Conseil de Prud'hommes
- Protection-Judiciaire de la jeunesse
- Service pénitentiaire d'insertion et de probation
- Tribunal-Judiciaire de Castres
- Tribunal de commerce
- Brigade de Gendarmerie
- Commissariat de Police
- Police-Municipale
- Sous-Préfecture du Tarn
- Office National de l'Eau et des Milieux-Aquatiques (ONEMA)
- Office National des Forêts (Agence interdépartementale de Castres)
- Bailleurs-Sociaux : office public HLM de Castres, SAHLM maison Claire
- Inspection du Travail, section de Castres
- Trésor-Public
- Recette des Finances (Hôtel des Impôts)
- Agence Tarnaise de Développement
- APAJH, foyer La Planésié

Castres est le siège du 8e régiment parachutiste d'infanterie marine (8e RPIMA)
Le 8e RPIMA compte 1 200 hommes et femmes articulés en huit compagnies. Ce régiment s'illustra en Afghanistan, Côte d'Ivoire…

### Jumelages
Castres est jumelée avec :
- Linares (Espagne) ;
- Wakefield (Angleterre) ;
- Butare (Rwanda).

## Économie
Avec une population de 61 760 habitants dans la zone métropolitaine en 1999, Castres est le troisième grand noyau industriel de Midi-Pyrénées derrière Toulouse et Tarbes, et le plus grand moyeu industriel dans la partie du Languedoc entre Toulouse et Montpellier.
Castres est le siège de la Chambre de commerce et d'industrie de Castres-Mazamet. Elle gère notamment l'aéroport.

### Entreprises de l'agglomération
L'industrie textile reste importante dans le bassin d'emploi de Castres-Mazamet. À côté de cela, les principaux acteurs économiques sont :
- les Laboratoires Pierre Fabre (pharmaceutique et cosmétologie) ;
- Comau France (groupe FIAT) (fabrication de centres d'usinage, de machines d'équilibrage pour le secteur automobile mondial) (site fondé en 1872) (100 M€ CA, 360 p.)[47] ;
- Sepiprod-Groupe Air liquide (chimie) ;
- Groupe Bigard (abattoir) ;
- Janoplast-Groupe Polypipe (industrie plastique) ;
- Thales Services (informatique) ;
- la Jeune Chambre économique de Castres-Mazamet ;
- EADS avec sa filiale GET électronique ;
- BENNE SA (fabrication de bandes transporteuses et courroies et de système de convoyage).

La communauté d'agglomération a depuis 2001 développé une vaste zone d'activité (ZAC du Causse) à proximité de l'aéroport. Elle est principalement consacrée aux nouvelles technologies et aux industries de la chimie fine (dans le cadre du pôle de compétitivité biocancer).
Cette zone, qui représente l'avenir du bassin d'emploi, s'est vu attribuer le label Technopole en début d'année 2006.
Aux portes de Castres, 200 entreprises extraient annuellement 150 000 tonnes de granit brut de la zone du Sidobre couvrant 12 000 hectares.

## Population et société

### Démographie
L'évolution du nombre d'habitants est connue à travers les recensements de la population effectués dans la commune depuis 1793. Pour les communes de plus de 10 000 habitants les recensements ont lieu chaque année à la suite d'une enquête par sondage auprès d'un échantillon d'adresses représentant 8 % de leurs logements, contrairement aux autres communes qui ont un recensement réel tous les cinq ans,.

En 2022, la commune comptait 42 700 habitants, en évolution de +3,29 % par rapport à 2016 (Tarn : +2,52 %, France hors Mayotte : +2,11 %).
| 1793   | 1800   | 1806   | 1831   | 1836   | 1841   | 1846   | 1851   | 1856   |
| ------ | ------ | ------ | ------ | ------ | ------ | ------ | ------ | ------ |
| 12 327 | 15 171 | 13 717 | 16 418 | 17 602 | 19 225 | 20 651 | 20 815 | 22 062 |

| 1861   | 1866   | 1872   | 1876   | 1881   | 1886   | 1891   | 1896   | 1901   |
| ------ | ------ | ------ | ------ | ------ | ------ | ------ | ------ | ------ |
| 21 538 | 21 357 | 23 461 | 25 856 | 27 408 | 27 427 | 27 509 | 28 204 | 27 308 |

| 1906   | 1911   | 1921   | 1926   | 1931   | 1936   | 1946   | 1954   | 1962   |
| ------ | ------ | ------ | ------ | ------ | ------ | ------ | ------ | ------ |
| 28 272 | 27 830 | 25 943 | 27 028 | 28 084 | 29 133 | 30 781 | 34 126 | 36 978 |

| 1968   | 1975   | 1982   | 1990   | 1999   | 2006   | 2011   | 2016   | 2021   |
| ------ | ------ | ------ | ------ | ------ | ------ | ------ | ------ | ------ |
| 40 457 | 45 978 | 45 578 | 44 812 | 43 496 | 43 141 | 42 222 | 41 338 | 42 672 |

| 2022   | - | - | - | - | - | - | - | - |
| ------ | - | - | - | - | - | - | - | - |
| 42 700 | - | - | - | - | - | - | - | - |

| selon la population municipale des années : | 1968 | 1975 | 1982 | 1990 | 1999 | 2006 | 2009 | 2013 |
| Rang de la commune dans le département      | 2    | 2    | 2    | 2    | 2    | 2    | 2    | 2    |
| Nombre de communes du département           | 326  | 324  | 324  | 324  | 324  | 323  | 323  | 323  |

La population en 1831 était de 12 032 habitants, Castres était alors la plus grande ville du Tarn. Elle était une des rares villes industrielles dans la région d'Albigeois (le vieux nom du Tarn). Elle s'est développée rapidement : la population de la commune proprement dite était de 19 483 habitants en 1901, et de 34 126 en 1954 (44 161 habitants dans la zone métropolitaine).
Cependant, avec le déclin de ses industries, la croissance de population a diminué. Albi a dépassé Castres comme zone métropolitaine la plus peuplée du Tarn. La population de Castres stagne dès lors. Après une petite croissance dans les années 1970 et 80, elle a enregistré une croissance nulle lors des années 1990. Au recensement 1999, la population dans la commune proprement dite était de 43 496 habitants, tandis que la population de la zone métropolitaine de Castres était de 61 760 habitants.
En 2010, l'aire urbaine de Castres comptait 67 464 habitants, et compte 26 communes.
Son pôle urbain ou l'unité urbaine de Castres (couramment : agglomération) de Castres est formée de 8 communes en 2010.
La ville de Castres était, au 1er janvier 2007, selon les chiffres donnés par l'Insee en 2009, la 150e ville française au regard de la population, hors agglomération. Elle était, à quelques dizaines d'habitants près, derrière Boulogne-sur-Mer et Saint-Herblain, et précédait Bastia et Sète.

## Histoire

### Origine

#### Fondation sur les berges de l'Agoût
Le site de Castres serait occupé depuis l'époque gallo-romaine, où deux foyers d'habitations se distinguent : l'un à Gourjade, l'autre dans la vallée de la Durenque en dessous du château d'Arifat. Les premiers missionnaires chrétiens seraient venus vers le IIIe siècle.
Une légende situe l'origine de la ville autour de la fondation de l'abbaye bénédictine de Saint-Benoît (ou abbaye de Bellecelle). Elle rapporte que cette abbaye aurait été fondée vers l'an 647 sur la rive droite de l'Agout par des seigneurs de la cour de Sigisbert III, Robert, Ancelin et Daniel, qui vinrent s'y fixer pour y vivre en ermites.

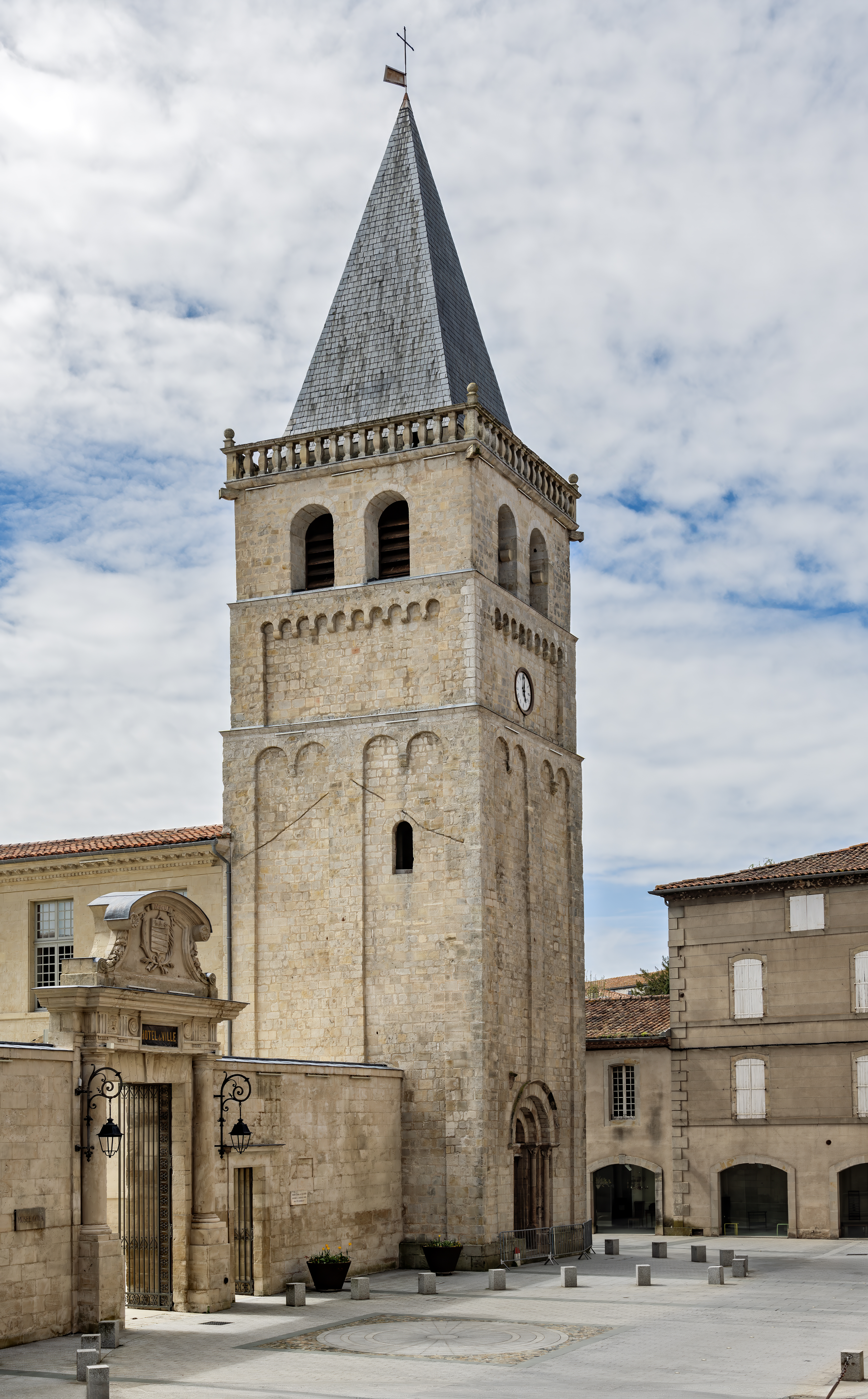
Entrée du Palais de l'Évêché et Tour St-Benoît du IXe siècle.

Le monastère date en réalité plutôt du début du IXe siècle. Il était situé sur le plateau Saint-Jean, qui est donc le premier foyer d'occupation de Castres. Un castrum s'y développe. Près de l'ancien site gallo-romain de la Durenque, un second foyer d'occupation apparaît avec la fondation de paroisse et de l'église de Sainte-Foi, aujourd'hui disparues. Ces deux sites, s'agrandissant et se rapprochant, finirent par se rejoindre autour des rives de l'Agout pour donner naissance à la ville de Castres. Peu à peu, la plupart des édifices sont reconstruits sur les bords de l'Agout, comme c'est le cas pour l'abbaye Saint-Benoit et la basilique Saint-Vincent. Pendant ce temps, l'ancien castrum tombe en ruine et disparait, et seuls les gens trop pauvres pour emménager sur les rives demeurent sur le plateau.
La nouvelle cité devient quant à elle une étape importante sur les itinéraires internationaux du pèlerinage de Saint-Jacques-de-Compostelle en Espagne (via Tolosana), car la basilique conserve les reliques de saint Vincent, un martyr renommé en Espagne.
En 1074, l'abbaye relève de l'autorité de l'abbaye Saint-Victor de Marseille, ce qui révèle une sorte de déclin. Rangée comme deuxième ville de l'Albigeois derrière Albi dès le XIIe siècle, c'est un endroit d'importance. Le vicomte d'Albi, qui appartient à la fameuse famille Trencavel, accorde à Castres une charte libérale qui lui permet de gérer ses affaires de façon indépendante à travers un conseil de consuls, qui se perpétuera jusqu'à la Révolution française.

#### 1317, Castres érigée en évêché

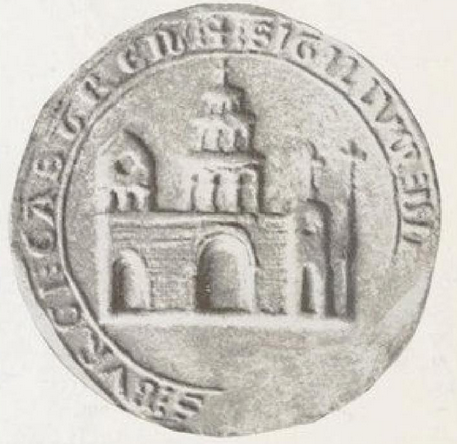
Le sceau de Castres en 1303, avec de gauche à droite : le clocher Saint-Benoît, la basilique Saint-Vincent et la tour Caudière.

En 1317, Castres, nommée à l'époque Castres-en-Albigeois[réf. nécessaire], dépend du diocèse d'Albi et l'abbaye Saint-Benoît de l'abbaye Saint-Victor de Marseille. Un certain Bertrand est moine et abbé de celle-ci, lorsque le pape Jean XXII originaire de Cahors érige la cité en évêché par bulle du 9 juin de cette année. Bertrand y forma opposition, en donna ses causes aux présidents des parlements de Toulouse et de Paris assemblés. II y dit en substance :
« Je suis allé me présenter au pape suivant ses ordres ; mais je n'ai osé résister à sa volonté, et j'ai donné mon consentement par écrit à l'érection de mon abbaye en évêché ; ce que j'ai fait par crainte dont un homme courageux est susceptible ; car plusieurs serviteurs du pape me disaient tout bas que si je résistais, je serais mis en prison perpétuelle. Or, je soutiens que, selon l'usage et les lois du royaume de France, une telle érection ne peut se faire sans le consentement du roi, autorisé de ses lettres-patentes, et celui des seigneurs de fief du lieu où l'église est bâtie.

De plus, le pape n'a pas droit de donner à des villes de France le titre et le privilège de cités : le roi seul a ce privilège dans son royaume. Enfin, il parait que le pape Jean, suivant les traces de ses prédécesseurs, travaille à joindre par toute la terre la puissance temporelle à la spirituelle ; et, pour y réussir plus facilement, il veut multiplier les évêques afin d'avoir plus de complices de cette usurpation. »
 Ainsi parlait l'abbé de Castres, et peut-être les autres abbés n'en auraient pas moins dit si le pape ne les eut pourvus eux-mêmes de nouveaux évêchés. Au reste, Déodat Ier, premier des évêques de Castres, conclut ce différend par une transaction, portant que Bertrand garderait le nom d'abbé, avec 1 300 livres de revenu sur les biens de l'abbaye de Castres. Le pape lui-même désirait, pour ces érections d'évêchés, le consentement du roi, comme on voit par deux lettres qu'il écrivit sur ce sujet à Philippe V le Long. La première ne regarde que Toulouse, et le pape y rapporte les causes de la division du diocèse, les mêmes et en mêmes termes que dans la bulle d'érection, puis il ajoute : 
« Nous avons aussi considéré qu'il pourrait être dangereux pour vous et pour, la tranquillité de votre royaume d'avoir en ces quartiers-là un prélat presque semblable à un roi par sa puissance et ses richesses.

Et ensuite : c'est pourquoi nous vous prions de ne pas écouter ceux qui voudraient tourner en mauvaise part ce que nous avons fait à si bonne intention, mais de rejeter vigoureusement leurs mauvais conseils. »
La lettre est du 7 juillet 1317. La seconde, datée du 9 du même mois, est pour donner part au roi de l'érection des évêchés de Rieux, de Saint-Papoul, de Lombez, de Montauban, de Castres, et Saint-Flour, et le pape nomme ainsi les évêques qu'il y a mis :« à Rieux, Guillaume de la Broie, doyen de Bourges, et votre conseiller, dont vous connaissez la naissance et le mérite ; à Saint-Papoul, l'abbé du lieu, homme d'une profonde science et d'une fidélité éprouvée ; à Lombez, l'abbé du lieu, fils du comte de Comminges ; à Montauban, l'abbé du lieu, notre chapelain et auditeur des causes d'appel de notre palais ; à Castres, l'abbé de Lagni, docteur en théologie ; à Saint-Flour, l'abbé de Saint-Tiberi, docteur en décret, etc. notre chapelain, tous originaires de votre royaume et zélés pour vos intérêts. L'on fait que toutes ces abbayes étaient de l'ordre de Saint-Benoit. »

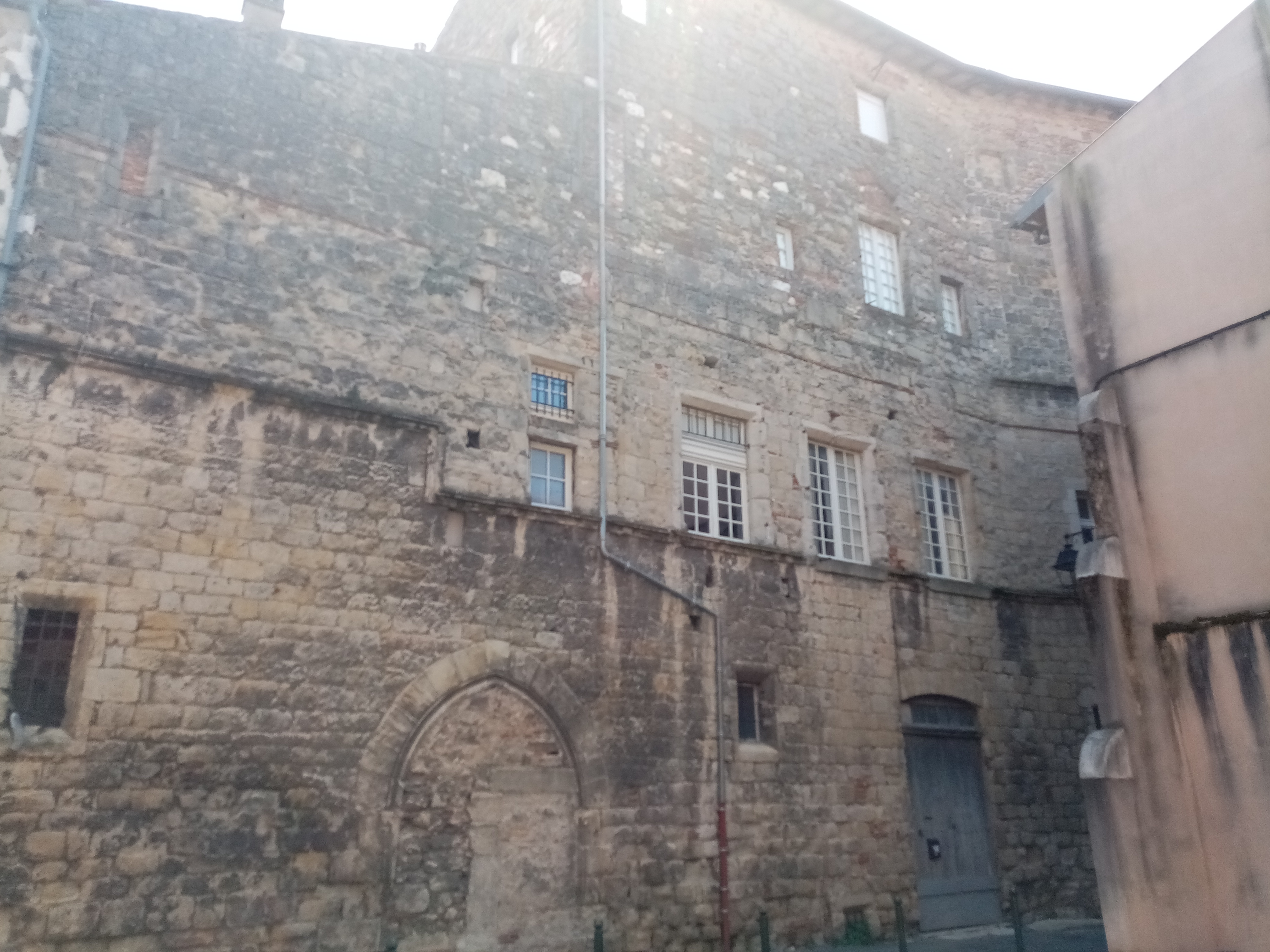
L'ancien palais de l'évêché médiéval dans le Vieux Castres.

### Le territoire du Consulat de Castres
Du Consulat de Castres, de ses confronts et limites, et de ses paroisses. Les frontières du Consulat de Castres sont :
« De la rivière de Canebras, ainsi comme est la carrière du devez de Burlats, tirant droit à Monfa, jusqu'à la Croix d'en Pessin sous la Ville, et de ladite Croix jusqu'à Prat Andrieu, et jusqu'à l'église de Campairaigues, et sous la Ville, et de la dite Église jusqu'au mas dels Puecheimars.

Ainsi que le ruisseau Deybets sous la Ville jusqu'à Agout, et les tenues outre Agout sont comme apert le bois des paissieres sous bas la Ville, et la moitié de la Malsaignée, dessous, ainsi comme la carrière de Castelnau s'en monte jusqu'à la vigne qui fut d'Arnaud de Sire, dessous bas la Ville, et ainsi comme le pré de Caudiere s'en va dessous bas la Ville, et ainsi comme va Costepelade jusques au bois de Sainct Vincent, et la Bouscause des Pesats jusqu'au ruisseau, de Teillere jusqu'à la tenance de Bertrand Cat, et tout le masage de Doulegne, ainsi que va jusques à las Latieires, et la Bouscarel, et ainsi comme le ruisseau passe, jusques au pas de Vaque rouge, et comme va la carrière et monte droict à la vena, et aussi comme Valaserre jusques au Garric Boussat, et jusques à la tenance des Peiroles, jusques au pas de la Badeta, et outre Durenque ainsi que passe le ruisseau de Aigua esparssa jusqu'à l'Estang, et dudit lieu retourne jusques à ladite Ville. »
Ceci est tiré mot à mot d'un vieil acte qui fut fait l'an 1553 à la maison de Ville.
Deux paroisses dépendent du Consulat de Castres dans la ville et douze à l'extérieur.
Les deux à l'intérieur sont :
- La Platé, ou Notre-Dame, dont l'église a été bâtie là où était le clocher de la Platé.
- Saint Jacques, dont l'église était joignant le clocher de Saint-Jacques, et aussi plus tard le temple de Ville-goudou.

Celles de l'extérieur sont les suivantes :
- Saint Avit, La Fosse, Saint Étienne de Cahusac, Notre Dame de Farges, Campans[57], Saint Martin, Saint Hypolite, La Case, Saint Marsal de Camarens, Saint Julien de Gais, Saint Laurens d'Auterive, Sainte Foy, aux fauxbourgs de Castres.

### Seigneurie puis comté de Castres

Le blason de Guy de Montfort, premier seigneur de la ville.

Pendant la croisade des Albigeois, une délégation de Castres s'est rendu et a prêté allégeance au chef croisé Simon de Montfort. Celui-ci fit brûler, au cours de l'été 1209, de son propre chef, les deux premiers hérétiques : un Parfait et son disciple. Seul le disciple, qui prit de peur, se rétracta et eut la vie sauve, avec seulement quelques brûlures aux mains.
La mort du vicomte Raimond-Roger Trencavel, le 10 novembre 1209 à Carcassonne, est à l'origine du soulèvement général en Languedoc. Celui-ci part de Castres où le peuple envahit le château, sûrement la Tour Caudière, et s'empare des Français (les Français étaient les croisés venus du nord du Royaume). En 1212, Simon de Monfort vient à Castres. Les bourgeois de la ville lui ouvrent les portes et il remplace par des Français les prêtres de la ville et des alentours. Le chef croisé s'empare alors de Castres, en fait une seigneurie, et place son fils Guy de Montfort-Castres à sa tête. La Tour Caudière devient le siège de cette seigneurie.
Castres est entrée officiellement dans le royaume de France en 1271, alors que Jean de Montfort-Castres est seigneur, lors du traité de Paris, faute de successeurs au comté de Toulouse. En 1356, la seigneurie de Castres est promue comté par le roi Jean II de France, au profit de Jean VI de Vendôme. Celui-ci sera à l'origine de la réhabilitation des remparts de Castres datant du XIIe siècle, rénovés, renforcés et étendus pour englober tout l'écusson. C'est à ce moment que les deux parties de la ville fusionnent réellement, tandis que les anciens foyers d'occupation (Saint-Jean et Sainte-Foi) sont grandement abandonnés et relégués au rang de simples fauxbourgs.
La ville souffre considérablement de la peste noire entre 1347 et 1348, puis du Prince Noir d'Angleterre qui écume le pays pendant la guerre de Cent Ans. En conséquence, le XIVe siècle est pour Castres une période de profond déclin. Ainsi, en 1375, il ne reste que 4 000 habitants sur la rive gauche de la ville, soit seulement la moitié de la population du siècle précédent.
Après la confiscation des possessions de Jacques d'Armagnac, duc de Nemours, à qui appartient le comté de Castres, ce dernier est accordé en 1476 par le roi Louis XI à Boffille de Juge (Boffillo del Giudice), noble italien et aventurier qui servait le roi en tant que diplomate. Mais à la suite d'un désaccord de famille entre la fille de Boffille de Juge et son beau-frère, le comté entre dans le giron de la couronne de France pour François Ier en 1519.

### Réforme et conversion de Castres au protestantisme

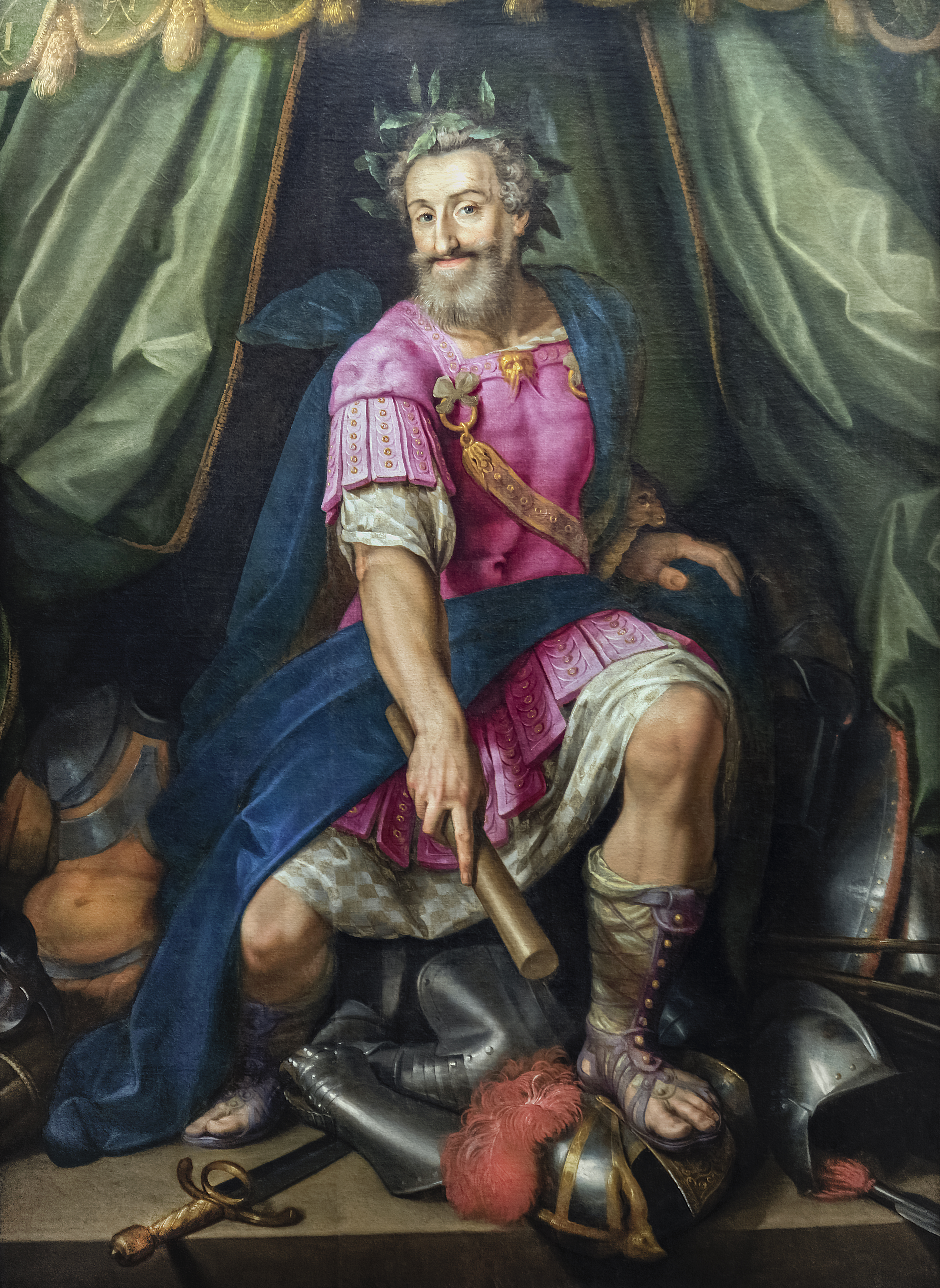
Le futur roi de France Henri IV, a séjourné à Castres le 15 mars 1585.

Dans les années 1530-1560, une part importante de la population de Castres se convertit au protestantisme. Dès lors, la ville et certains de ses habitants vont s'illustrer par sa foi

#### Le capitaine de La Grange, le héros de Castres, rescapé de la Saint-Barthélémy
Le capitaine de La Grange est issu d’une très ancienne famille albigeoise dont la filiation remonte à 1317, époque où son ancêtre François de Bouffard était le premier magistrat de Castres.
Il échappe comme par miracle au massacre de la Saint-Barthélemy de 1572 à Paris. 2 000  à   3 000 protestants sont tués, dont beaucoup de seigneurs provinciaux venus assister au mariage d'Henri de Navarre et Marguerite de Valois, célébré le 18 août. Le jeune de La Grange parvient miraculeusement à échapper au massacre. Il part à Sancerre où il supporte les horreurs d'un siège célèbre et parvient pourtant à s'échapper pour rejoindre le Midi, brûlant de vengeance. Maniant aussi bien la plume que l'épée, il est le chef de cette entreprise bien menée qui rend Castres aux huguenots, juste deux ans après la Saint-Barthélémy. Tous les chroniqueurs castrais de ce temps ont relaté ses faits de guerre,. La ville s'enrichit et s’établit en république indépendante. Castres est alors une des plus grandes places protestantes en France méridionale.
Néanmoins, la venue des protestants ruine une partie des monuments de la cité. Ainsi, les anciennes églises Saint-Foi et Saint-Jean-de-Bellecelle (désormais aussi surnommée Saint-Jean-des-Bordels, en raison de son abandon) disparaissent entièrement, laissant mourir le dernier vestige des deux anciens foyers d'occupation castraise.
Henri III de Navarre, qui plus tard deviendra roi de France sous le nom d'Henri IV, entre dans Castres le 14 mars 1585, par la porte de l'Albinque. Il est en compagnie de grands chefs protestants comme le Duc de Sully, le Prince de Condé et le vicomte de Turenne. Il séjourne en ville chez le 1er consul Antoine de Thomas. Le passage d'Henri IV à Castres est marqué par l'inscription au sol de la lettre blanche H majuscule, avec quatre barre, surmontée d'une couronne royale située près de la place Gabarrou et de l'hôtel Nayrac.

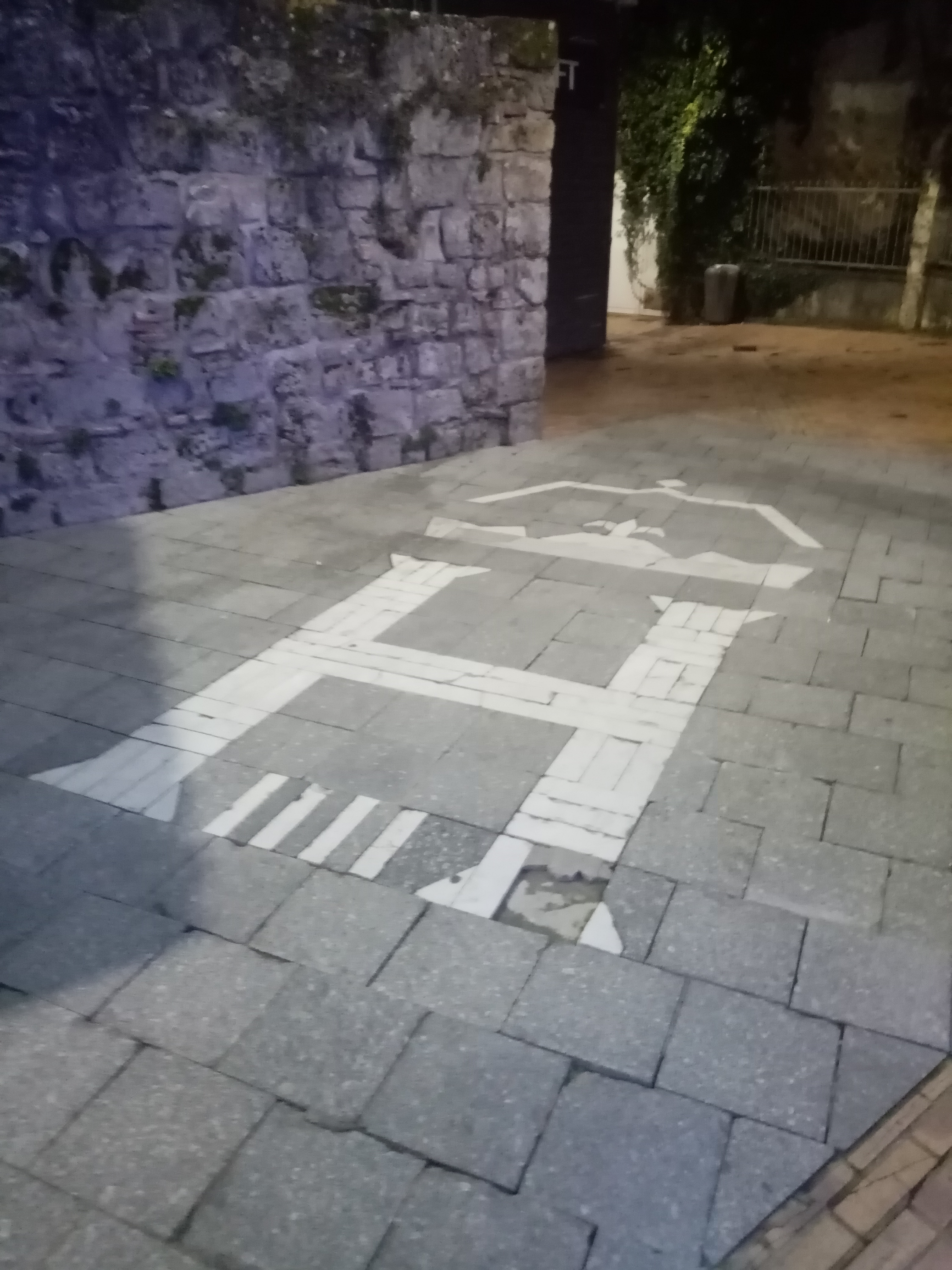
Souvenir du passage d'Henri de Navarre, futur Henri IV, le 15 mars 1585 à Castres où se tenait une réunion entre Protestants.

#### La mort d'Henri IV et la médiation de Jean de Bouffard-Madiane
Néanmoins, à la mort d’Henri IV, les huguenots sont à nouveau victimes de vexations. Le duc Henri II de Rohan, se prépare à réagir contre celles dont ils sont l'objet. En juin 1620, lorsque Louis XIII décide de marcher sur le Béarn, l’émotion des Réformés est immense. Le duc de Rohan, reprend alors la lutte aux côtés de ses coreligionnaires dans tout le sud-ouest. Il organise la résistance dans le Midi et veut s'assurer du soutien de Castres et des personnages les plus influents de cette ville. On lui signale Jean de Bouffard-Madiane, fils unique du héros de Castres, le capitaine de La Grange.
Il y aura trois rébellions huguenotes successives (1620-1622, 1625-1626 et 1627-1629). Le jeune huguenot Jean de Bouffard-Madiane va devenir, comme premier consul de Castres d'abord, puis à l'armée comme chef d'une compagnie, l’un des plus fermes appuis de Rohan, durant la première guerre. Après la seconde rébellion, Jean de Bouffard Madiane est envoyé par Rohan à Paris pour négocier la paix. Il est reçu par le roi Louis XIII le 5 juillet 1625. Les négociations durent huit mois, de juin 1625 à mars 1626, en liaison constante avec le cardinal Richelieu. Ces négociations aboutissent au traité de Paris entre le roi Louis XIII et les huguenots de La Rochelle le 5 février 1626, qui confirme la liberté religieuse mais limite les capacités de défense de cette ville, avec la destruction d'un de ses forts et l'interdiction de maintenir une flotte militaire.
Au lendemain du traité de Paris, Bouffard-Madiane veut s'attacher à maintenir la paix naissante mais se retrouve coincé entre deux fanatismes, celui de certains protestants voulant reprendre les armes et lancer une troisième guerre, et celui des catholiques du Parlement de Toulouse. Huguenot mais patriote, Madiane se refuse en particulier à toute alliance des protestants avec l’Espagne abhorrée. Le duc de Rohan l’aura désormais pour adversaire. Quand le duc voudra reprendre Castres, le 20 octobre 1626, ses troupes devront abandonner la place, les habitants demeurant fidèles au modéré Bouffard-Madiane.

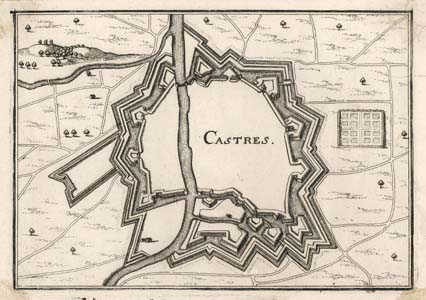
Les fortifications de Castres avant leur destruction en 1629.

Cependant, trois ans plus tard, en 1629, les protestants de Castres sont de nouveau expulsés aux limites de la ville par ordre de Louis XIII, et Richelieu lui-même vient pour voir les puissantes fortifications de la cité démantelées.
Après ces guerres religieuses, la paix retrouvée favorise une période d'expansion rapide. Les affaires et les activités commerciales traditionnelles sont rétablies, en particulier concernant la fourrure, le cuir et surtout les laines. La culture s'épanouit à nouveau, avec la fondation de l'Académie de Castres en 1648. Castres bénéficie de la Contre-Réforme de l'Église catholique, avec la construction de plusieurs couvents en ville, comme celui des Capucins, et celle d’un nouveau palais épiscopal par Michel de Tubœuf, évêque de Castres, accompagné de jardins dessinés par André Le Nôtre. La construction de la nouvelle cathédrale Saint-Benoît de Castres est également entreprise, après les destructions des guerres religieuses, mais les travaux ne seront jamais réellement terminés. Peut-être bien plus important encore, Castres est le siège de la chambre de l'Édit du parlement de Toulouse, une Cour de justice spécialisée dans les affaires impliquant les protestants du Languedoc (une mesure de protection accordée par l'édit de Nantes). Cette cour attire un bon nombre d'affaires à Castres, et entraîne la construction de plusieurs hôtels particuliers.

En 1665, Castres compte 7 000 habitants : 4 000 catholiques, et 3 000 protestants.

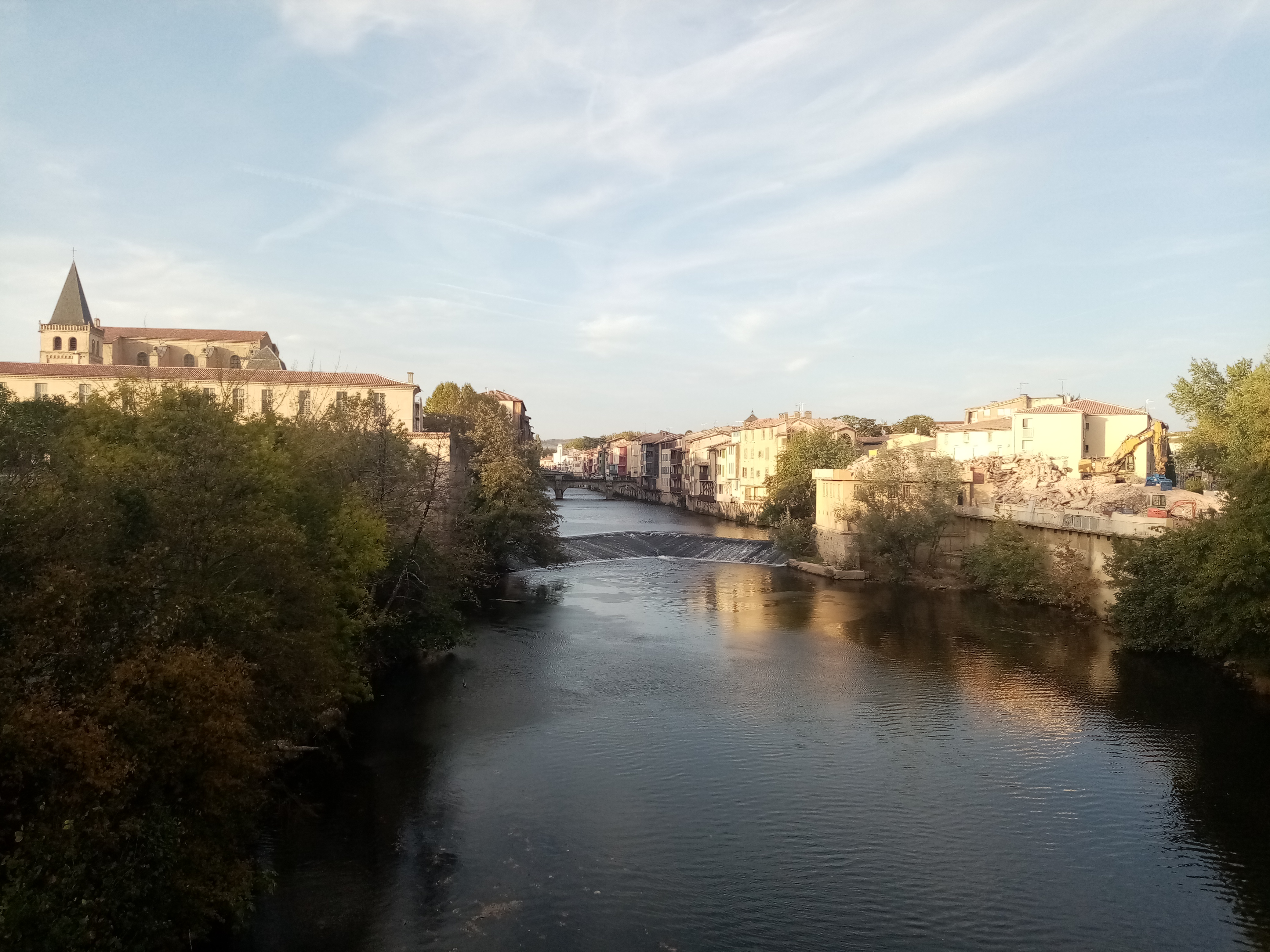
Le nouveau palais épiscopal, construit au XVIIe siècle, sur les plans de Jules-Hardouin-Mansart à Castres
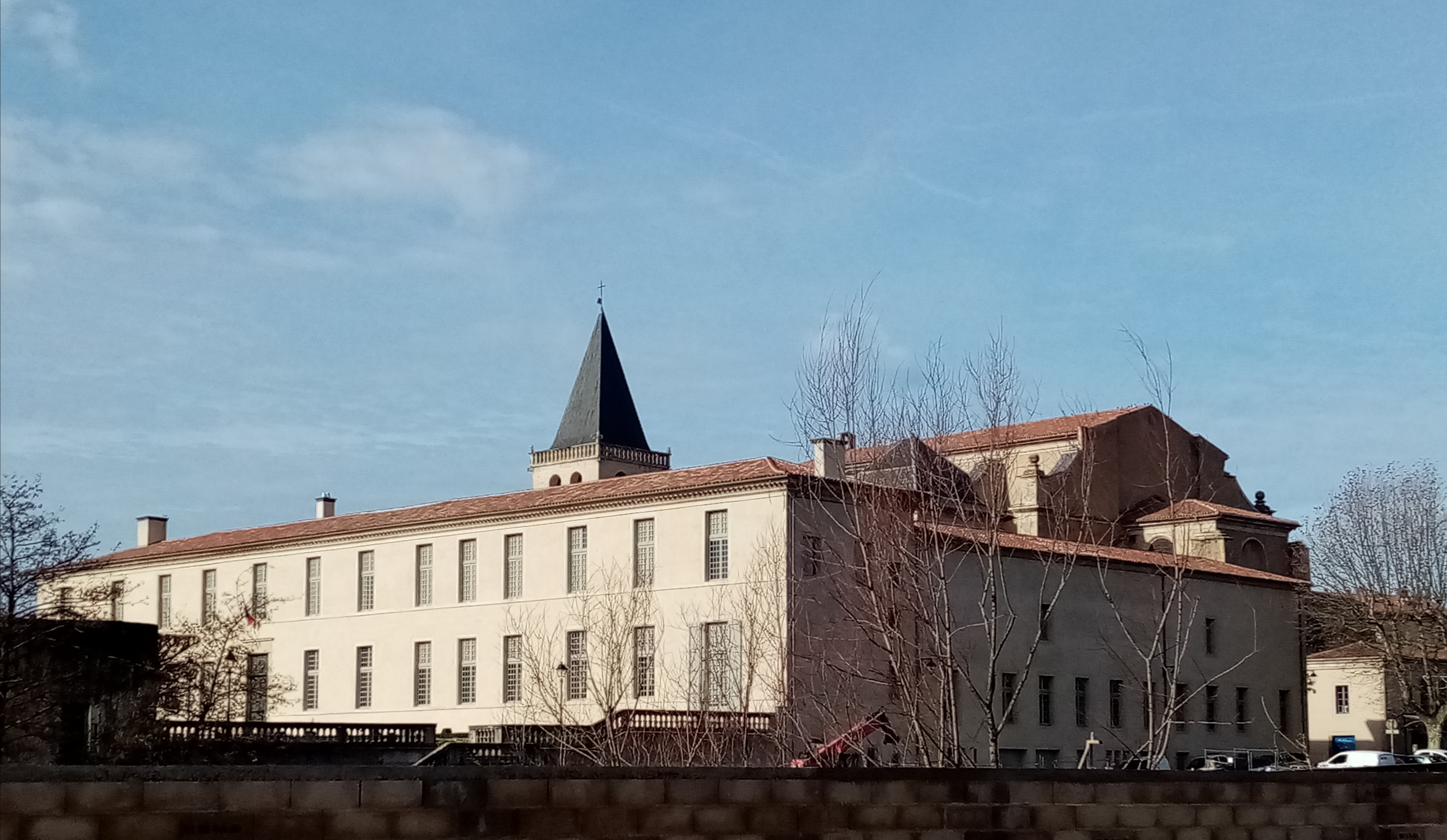
Palais de l'Évêché, tour Mansart et Cathédrale Saint-Benoit depuis la rive droite de l'Agoût
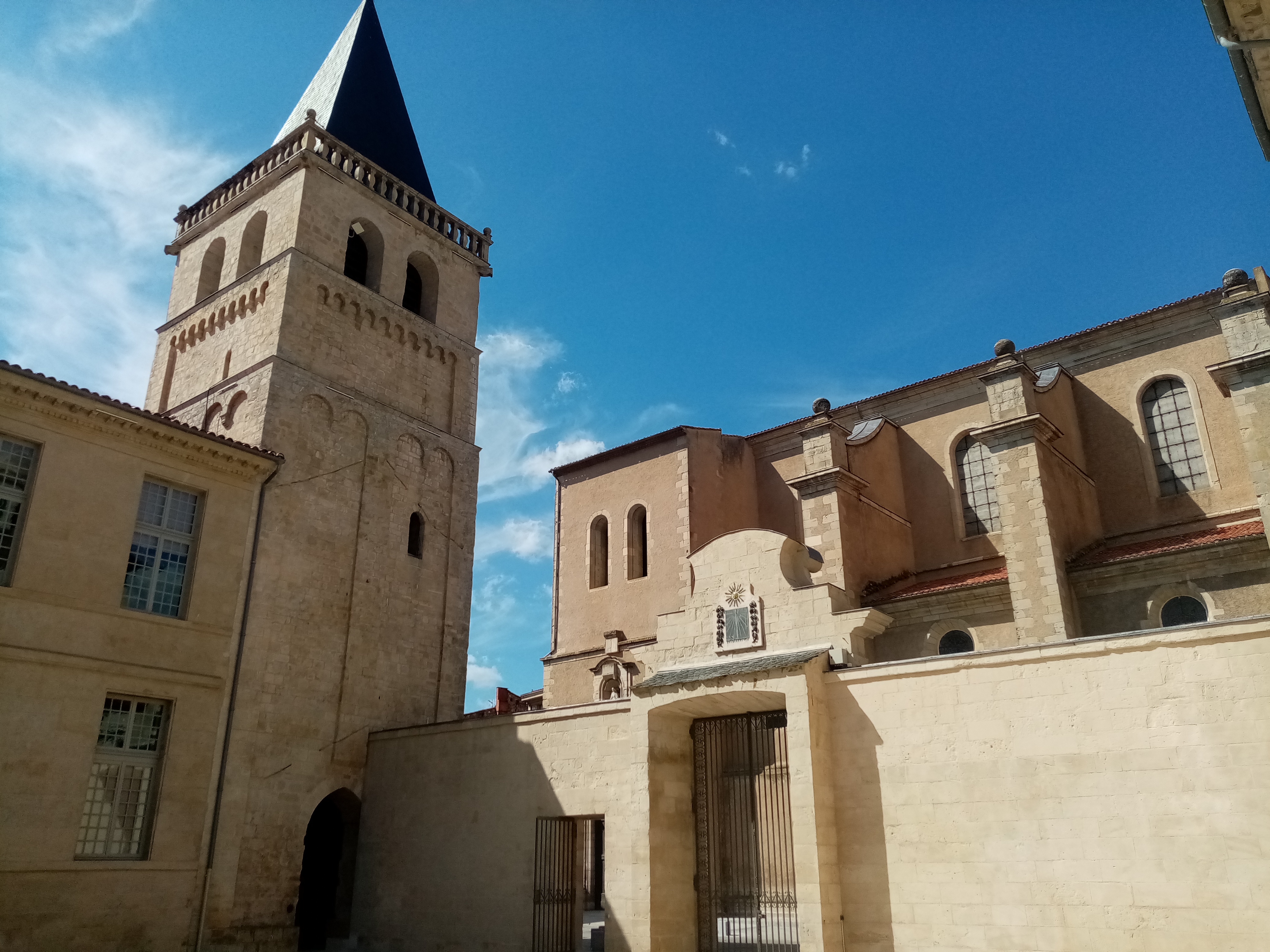
Intérieur de la cour de l'Évêché avec la tour romane du IXe siècle, le portique avec cadran solaire du palais et la Cathédrale Saint-Benoît.
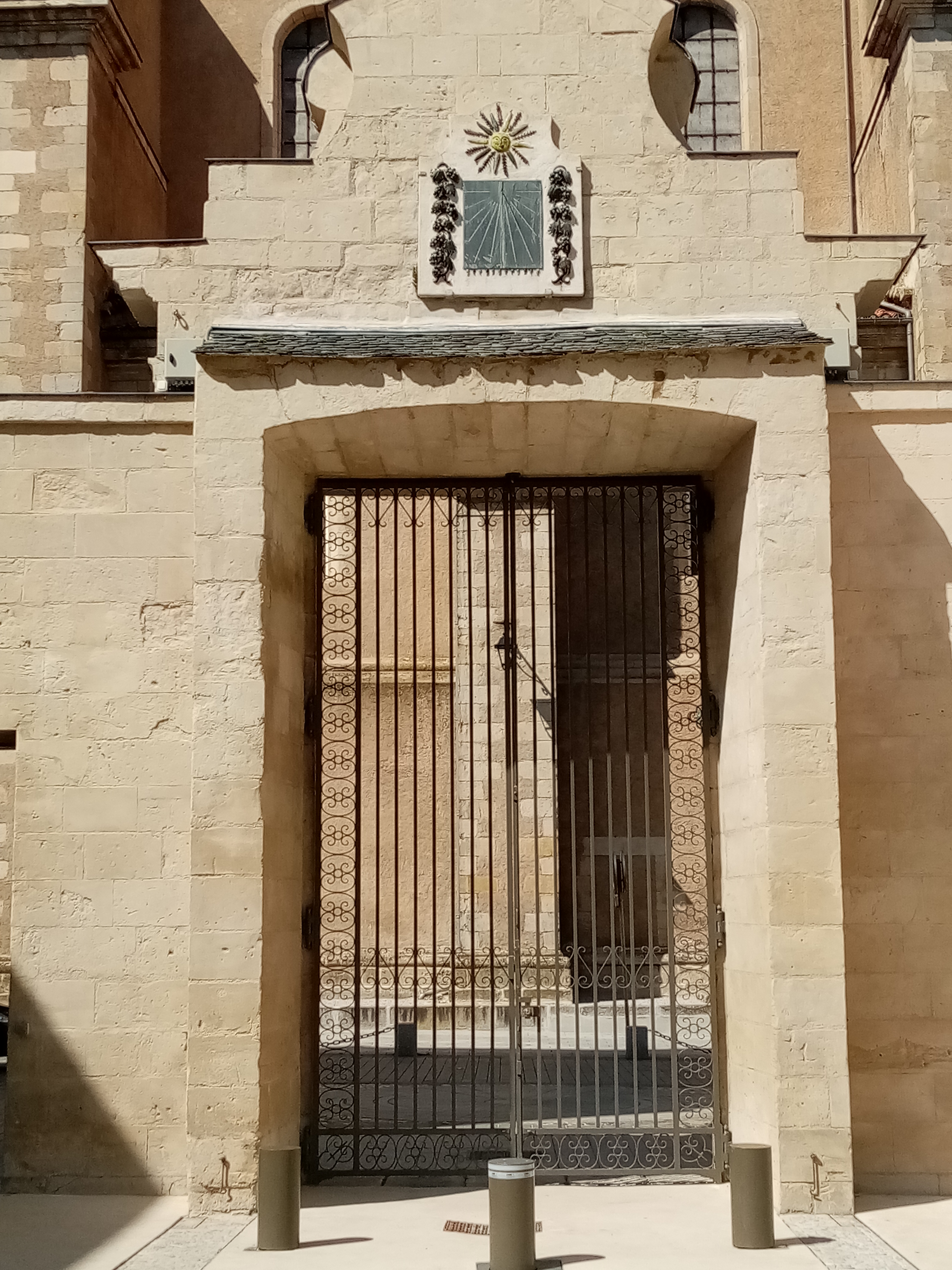
Portique avec une grille surmonté d'un cadran solaire de l'Évêché donnant sur la Cathédrale Saint-Benoît.
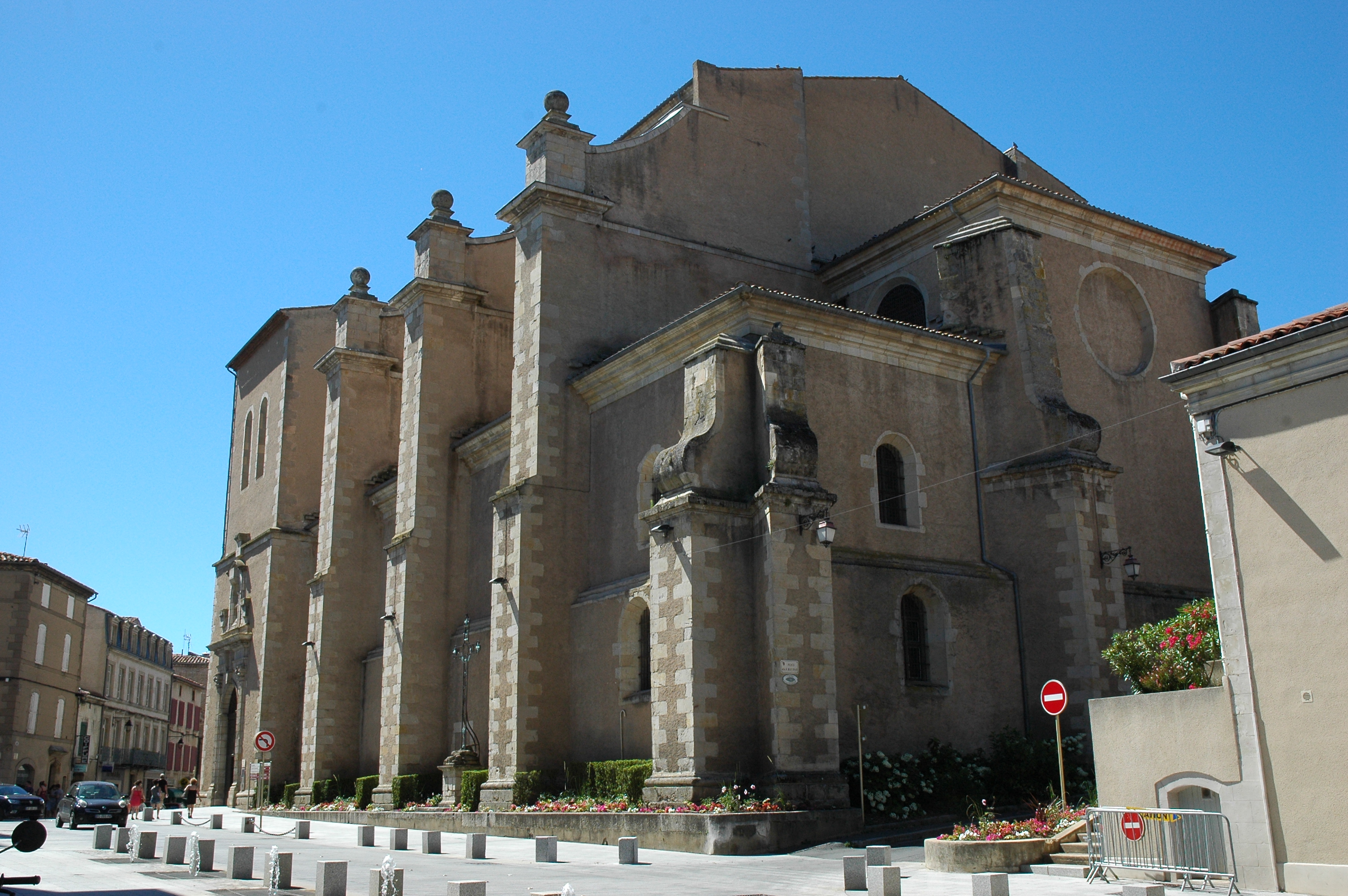
La cathédrale Saint-Benoît inachevée à cause du décès de Michel Tuboeuf et du coût du chantier trop élevé

#### L'affaire Sirven

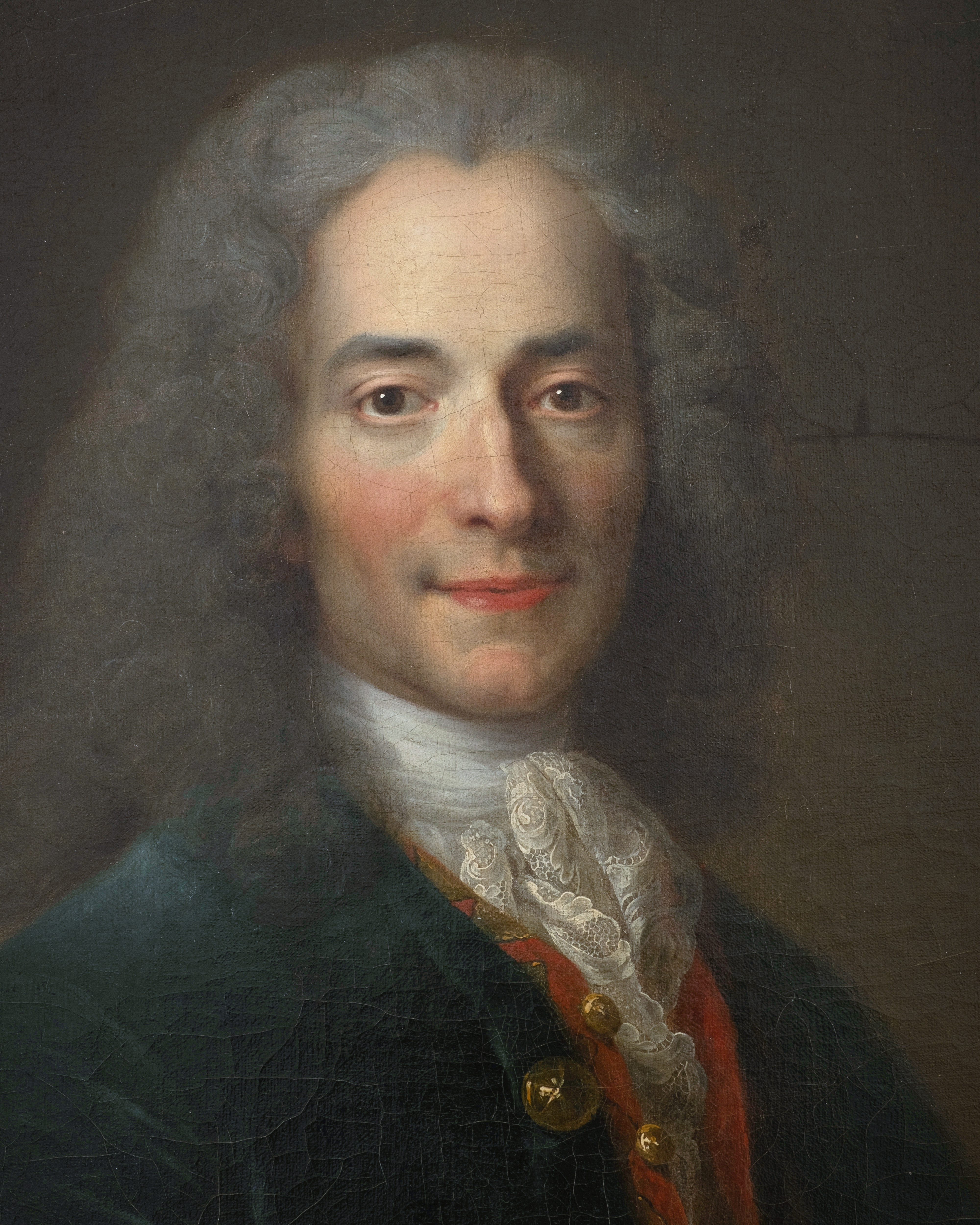
Voltaire, qui défendit les époux Sirven.

Cependant en 1670, la chambre de l'Édit est transférée à Castelnaudary, au grand mécontentement des habitants, même des catholiques, qui perdent une source importante de leurs affaires avec le départ des avocats et des plaignants. La révocation de l'édit de Nantes suit bientôt, et Castres souffre beaucoup quand un grand nombre de protestants choisissent l’exil, comme John Ligonier. Peu après viennent la peste de 1720 à 1721 et un grand incendie en 1724. Enfin, Castres perd sa charte libérale en 1758. Vers 1760, quelques années après la célèbre affaire Calas à Toulouse, Castres se fait connaître dans tout le pays par l'affaire Sirven : Pierre-Paul Sirven et son épouse, tous deux protestants, sont injustement accusés d'avoir assassiné leur fille afin de l'empêcher de se convertir au catholicisme. Après s'être enfuis, ils sont jugés et condamnés à mort par contumace le 29 mars 1764, mais, défendus par Voltaire, ils sont innocentés en 1771.

### Révolution et Terreur sous la Première République (1789-1804)
Au cours de la Révolution française et depuis le 12 juillet 1790, les ecclésiastiques de France devant prêter serment de fidélité à la Constitution civile du clergé, le clergé se divise entre clergé insoumis (réfractaires : ceux qui demeurent fidèles à la papauté) et le clergé jureur (constitutionnel).
En 1792, les réfractaires sont tous bannis de France. Ceux qui seront pris sur le territoire national sont punis de mort sur simple constatation de leur identité.
Le pasteur Alba Lasource, le représentant de Castres à la Convention nationale à Paris, s'est opposé à la déportation des prêtres catholiques « non-jurés » en Guyane française (voir la Constitution civile du clergé). Les prêtres « non-jurés » étaient de loin la majorité dans la région de Castres. Alba Lasource fut accusé d'être trop modéré et fut guillotiné en octobre 1793. Suspecté d'être « tiède » envers la Révolution, Castres perdit son statut de préfecture.
Les exécutions par la guillotine avaient lieu sur l'actuelle place Pierre-Fabre : c'est là que se trouvait l'échafaud, à l'emplacement de l'actuelle halle aux Grains. Un seul prêtre réfractaire y fut conduit : Jean-Pierre Alengrin (1749-1795). Une croix élevée près du parvis de l'église Saint-Jean-Saint-Louis rappelle ces évènements.
L'évêché qui avait été établi par le pape Jean XXII en 1317 est supprimé, et n'est pas rétabli par le Concordat de 1801. Le siège de Castres est adjoint à l'évêché d'Albi. De préfecture du département du Tarn en 1790, la ville est reclassifiée en sous-préfecture en 1797 au bénéfice d'Albi, qui est établie préfecture du département.

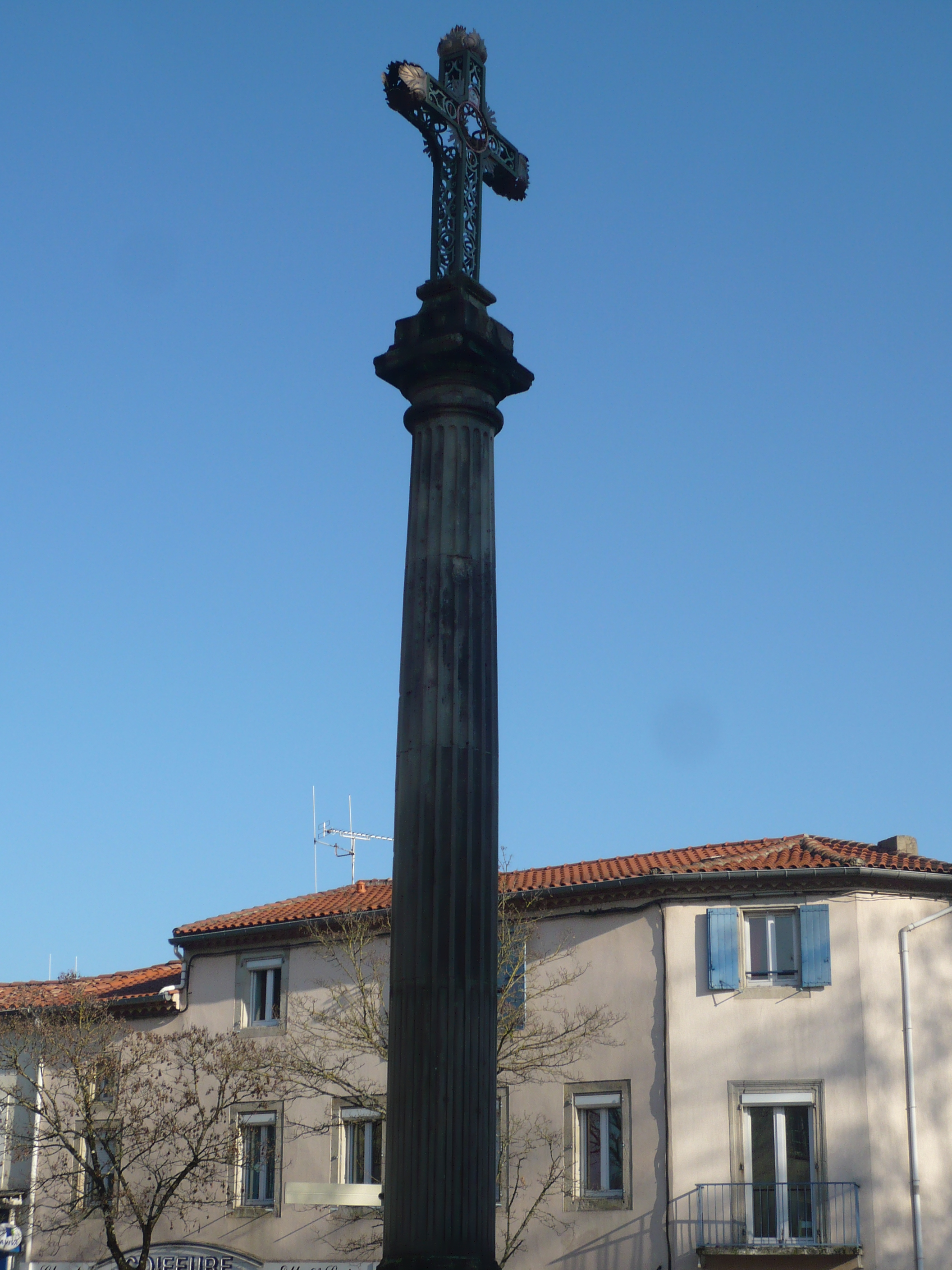
Croix en hommage aux personnes exécutées sous la Terreur sur la place Pierre-Fabre en 1794.
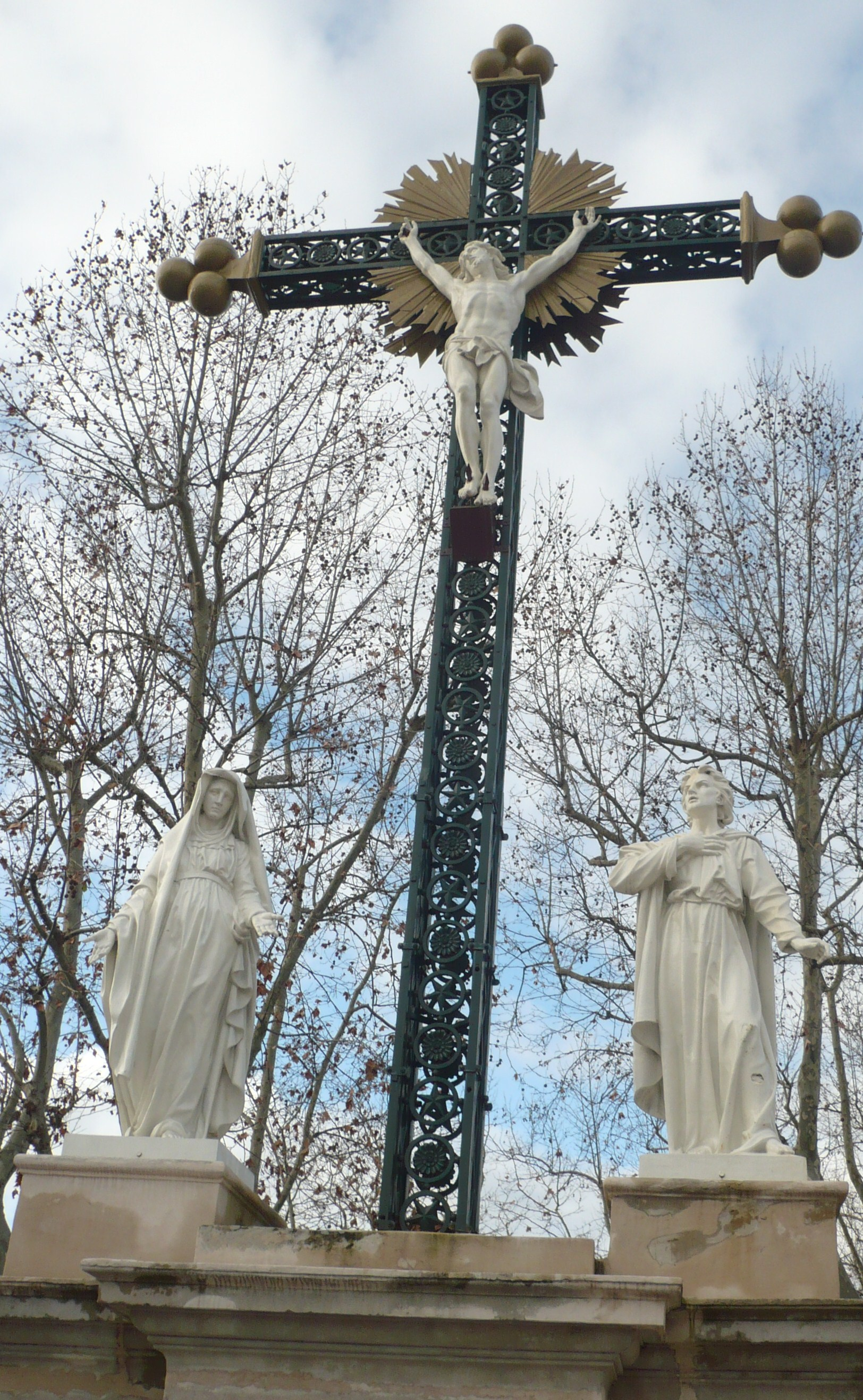
Croix élevée pour le jubilé du pape Pie VIII sur la place Soult en 1830.
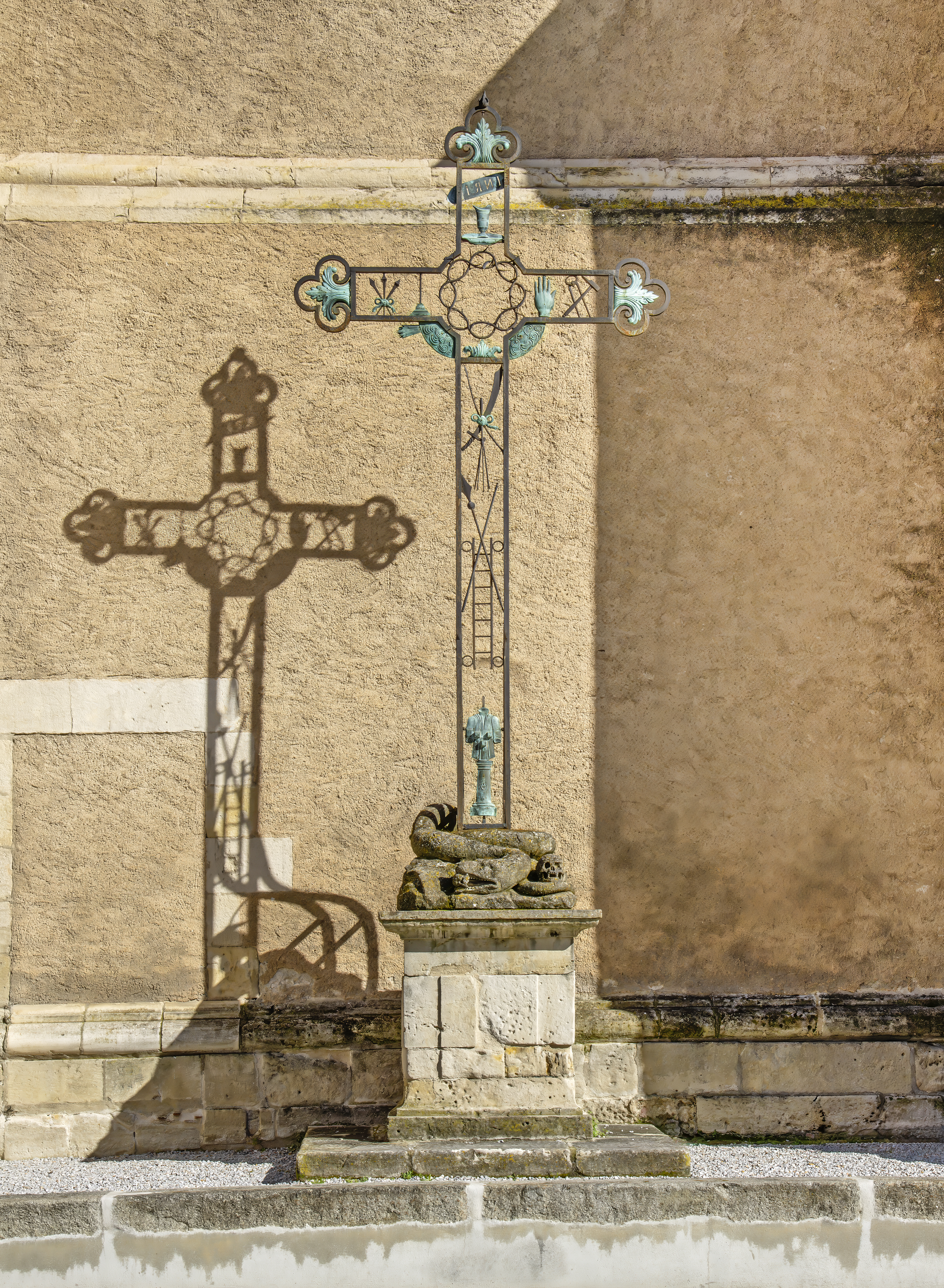
Cathédrale Saint-Benoît - Croix de la Passion

### Grande croissance auXIXesiècleet essor du bassin sud-tarnais grâce au textile
En dépit de ces reculs, l'économie de Castres se développe considérablement au XIXe siècle, et la ville s'étend en dehors de son vieux centre médiéval.
Dès 1815, le premier moulin mécanisé à laines est installé en ville. Spécialisée dans le tissu de luxe, l'industrie textile de Castres se tourne alors vers des types plus ordinaires de tissu (les marchés étaient considérablement plus grands). Autour de 1860, il y a 50 moulins à laines en ville, employant 3 000 personnes. Vers 1820, la faïencerie de Castres est fondée et à la fin du XIXe siècle, différentes industries de construction mécanique apparaissent :
- Le constructeur de chaudières à vapeur Ernest Cornac, qui deviendra une entreprise de construction de machines outils par la reprise de l'affaire familiale par le fils devenu ingénieur en mécanique ;
- Le constructeur de pompes Schabaver, fabricant de pompes industrielles depuis 1802 ;
- L'entreprise de fonderie Gillet, rue de la Fonderie à Castres.

Cela a permis à Castres de contribuer à l'effort de guerre et de devenir un arsenal militaire important pendant la Première Guerre mondiale, notamment par la fabrication des fameux obus de mortier Crapouillot, munition de l’artillerie de tranchée.
En 1840, le musée de Castres (aujourd'hui musée Goya) ouvre ses portes. Preuve de cette volonté de diffusion de la culture, la construction du théâtre municipal est entreprise en 1891. Le 3 septembre 1859 Jean Jaurès nait dans sa maison familiale de Castres. En 1872, la place Jean Jaurès (alors place Nationale) est achevée en tant que place centrale et principale de la ville. La ville est reliée au réseau ferroviaire français en 1865.
À la fin du XIXe siècle, Castres était la plus grande ville du département du Tarn, avec 5 000 habitants de plus qu'Albi. Ce siècle a rendu la ville prospère, bien que, cumulé avec la Révolution, il a fait disparaître d'innombrables édifices et monuments de la cité.

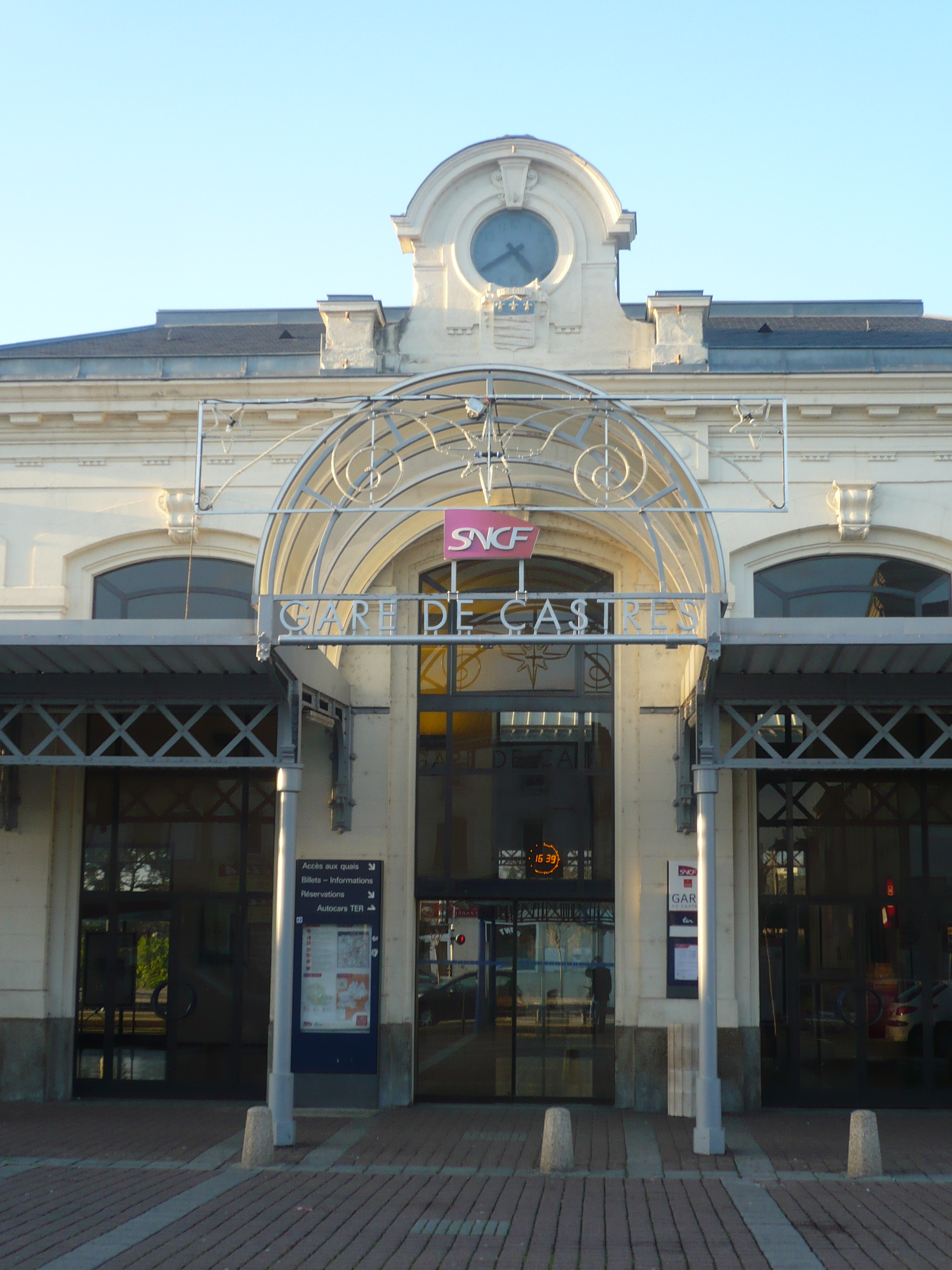
La gare de Castres, reliée au réseau ferroviaire français en 1865 sous le Second Empire.
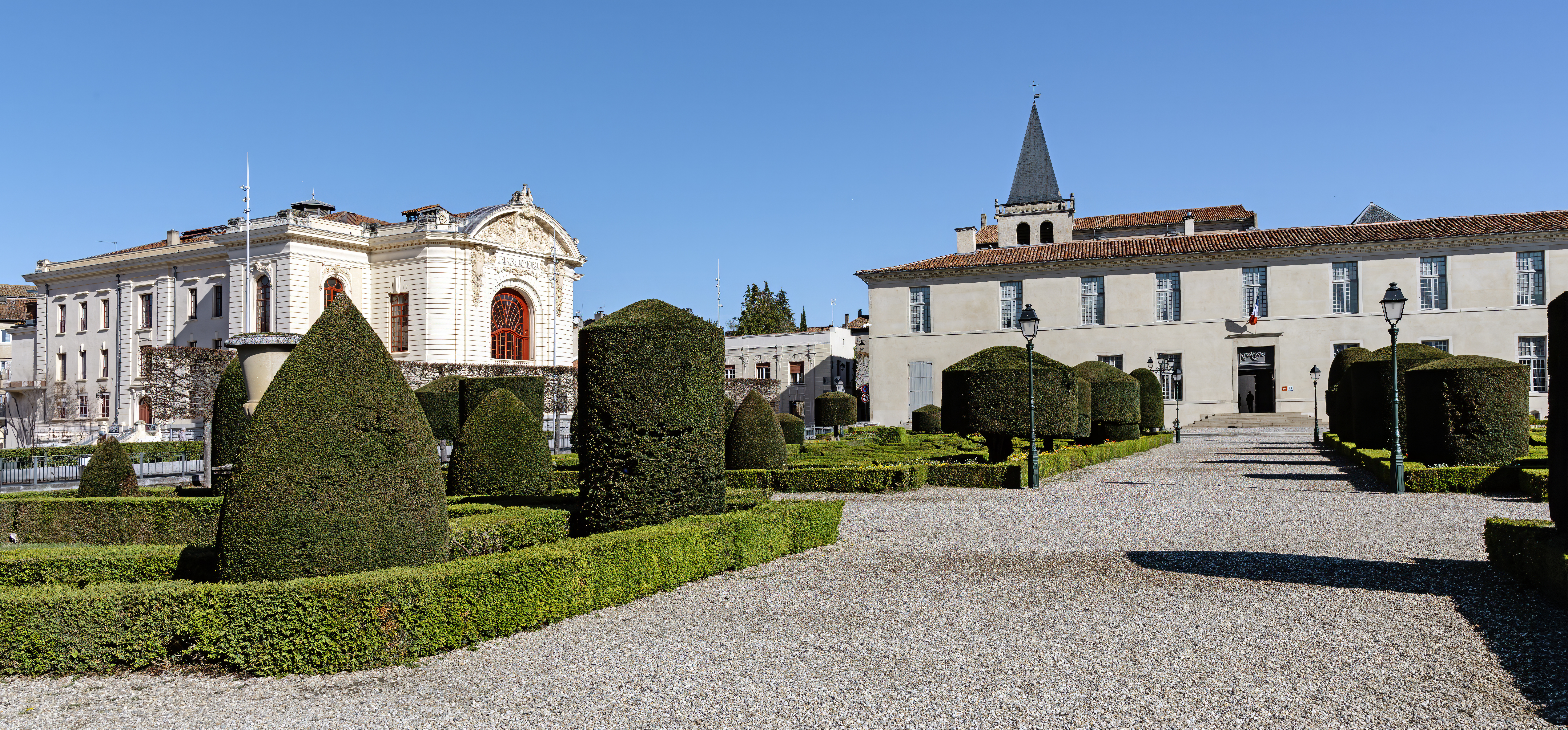
Le théâtre municipal de Castres et le musée Goya vus du jardin de l'évêché.
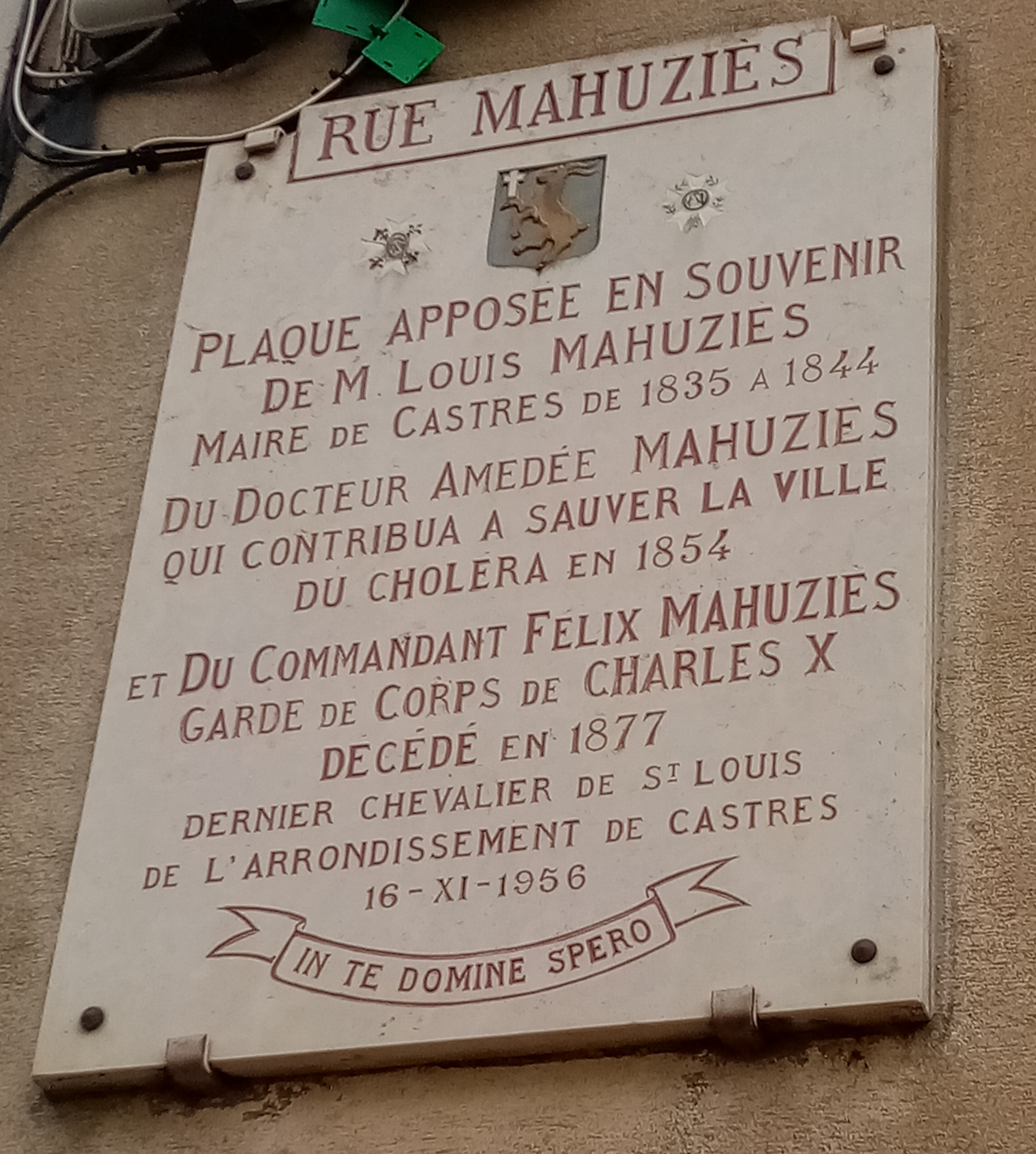
Plaque en souvenir de Louis Mahuziès Maire de Castres (1835-1844).

### Castres pendant la guerre de 1914-1918

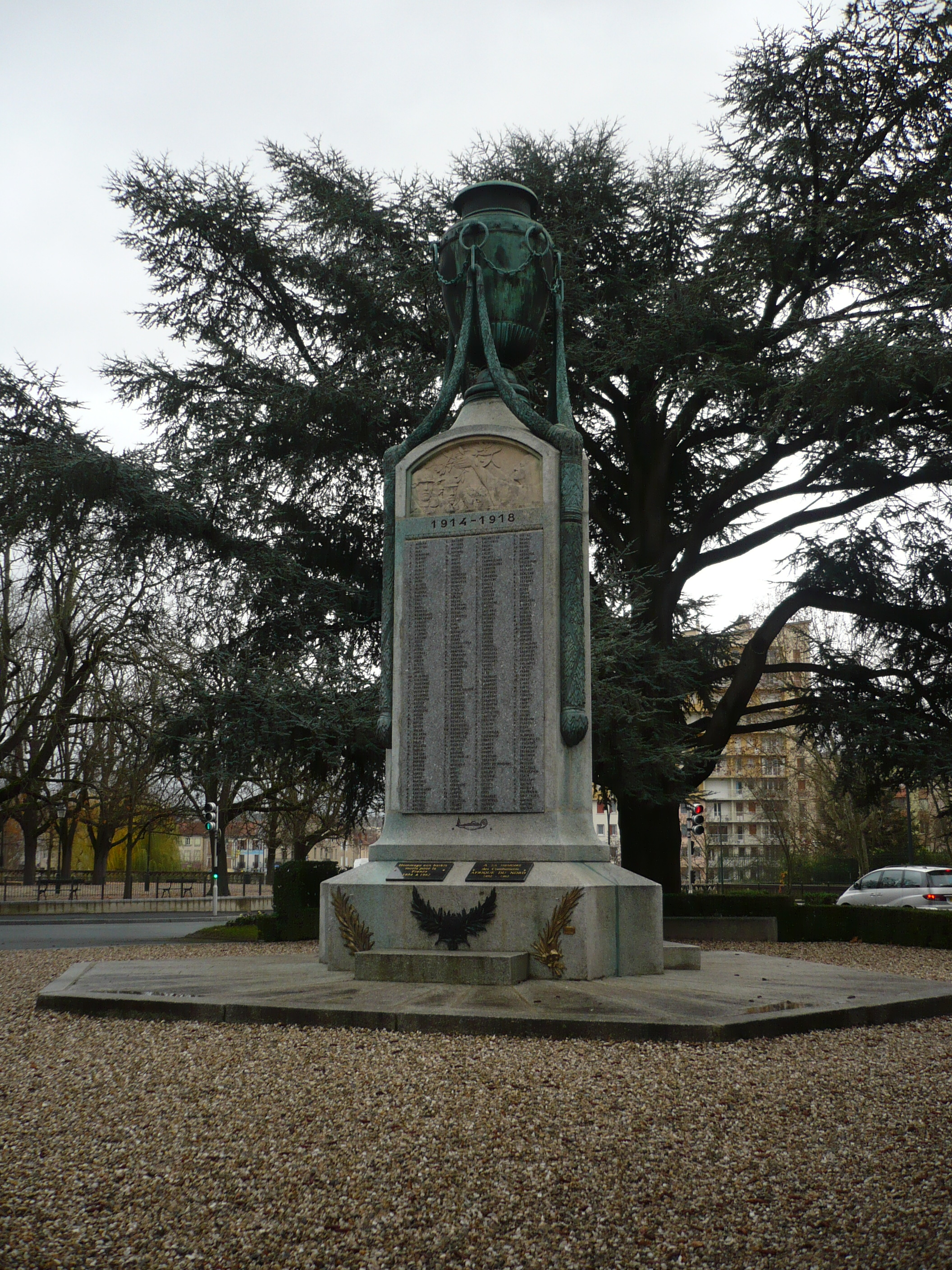
Monument aux morts en hommage à tous les soldats tués pour la France, réalisé en 1922.

Lors de la Première Guerre mondiale, la ville subit beaucoup de pertes humaines : 876 victimes, militaires et civiles, dont 246 ne se trouvent pas inscrites sur le monument aux morts. Bonne illustration de ces dernières, l'équipe de rugby du Castres olympique est décimée au cours du conflit dont les frères Nicouleau.
Une usine de poudre destinée à l'armée explose violemment au Mélou. Le souffle de l'explosion provoque l'effondrement de la façade ouest de la Cathédrale Saint Benoît.

### Castres pendant la guerre de 1939-1945
Le régime de Vichy applique sa politique rapidement, y compris dans le domaine du symbolique. C’est ainsi que, s’appuyant sur des dispositions remontant aux derniers mois de la Troisième République, il impose la débaptisation de rues dont le nom ne concorde pas avec ses valeurs, notamment celles évoquant l’Angleterre (anglophobie), les Juifs (antisémitisme), le communisme etc. Castres fait partie des villes qui doit débaptiser le plus de rues ; ainsi la rue nommée en l’hommage du pédagogue anarchiste espagnol Francisco Ferrer reprend son ancien nom, Saint-Jacques, plus conforme aux valeurs du régime. Le provençaliste Frédéric Mistral, dont les valeurs traditionnelles sont en accord avec celles de Vichy, obtient aussi une rue ; et bien sûr, une voie est baptisée en l’honneur du Maréchal-Pétain.
Comme beaucoup de villes occupées du Sud-Ouest, la sous-préfecture du Tarn connaît les vicissitudes de la présence des troupes allemandes. Mais dès avant l’Occupation de la zone Sud, en 1941, la prison de Castres sert à enfermer les opposants politiques du régime de Vichy.

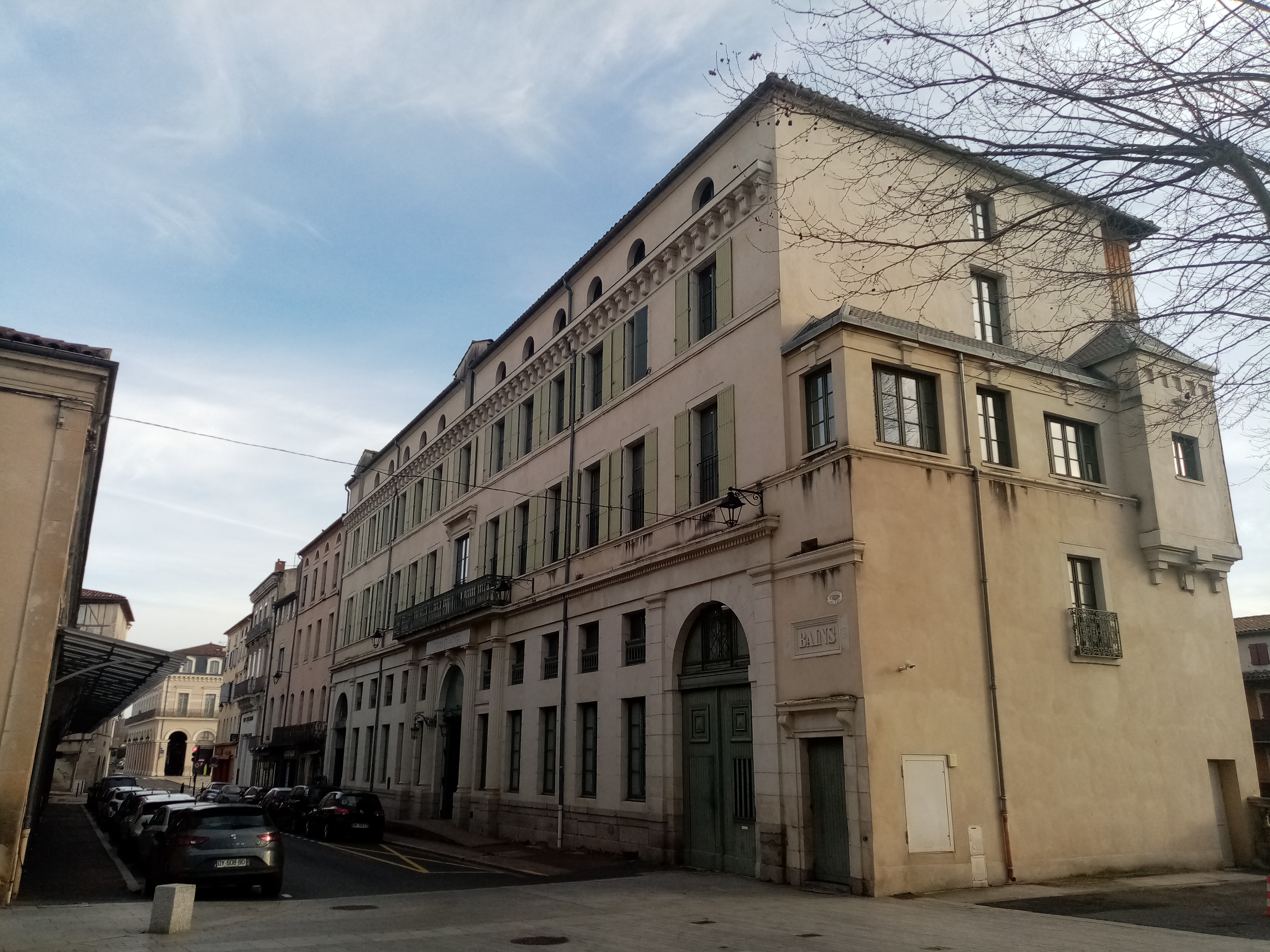
Grand Hôtel, siège de la Kommandantur lors de l'occupation de Castres jusqu'en 1944.
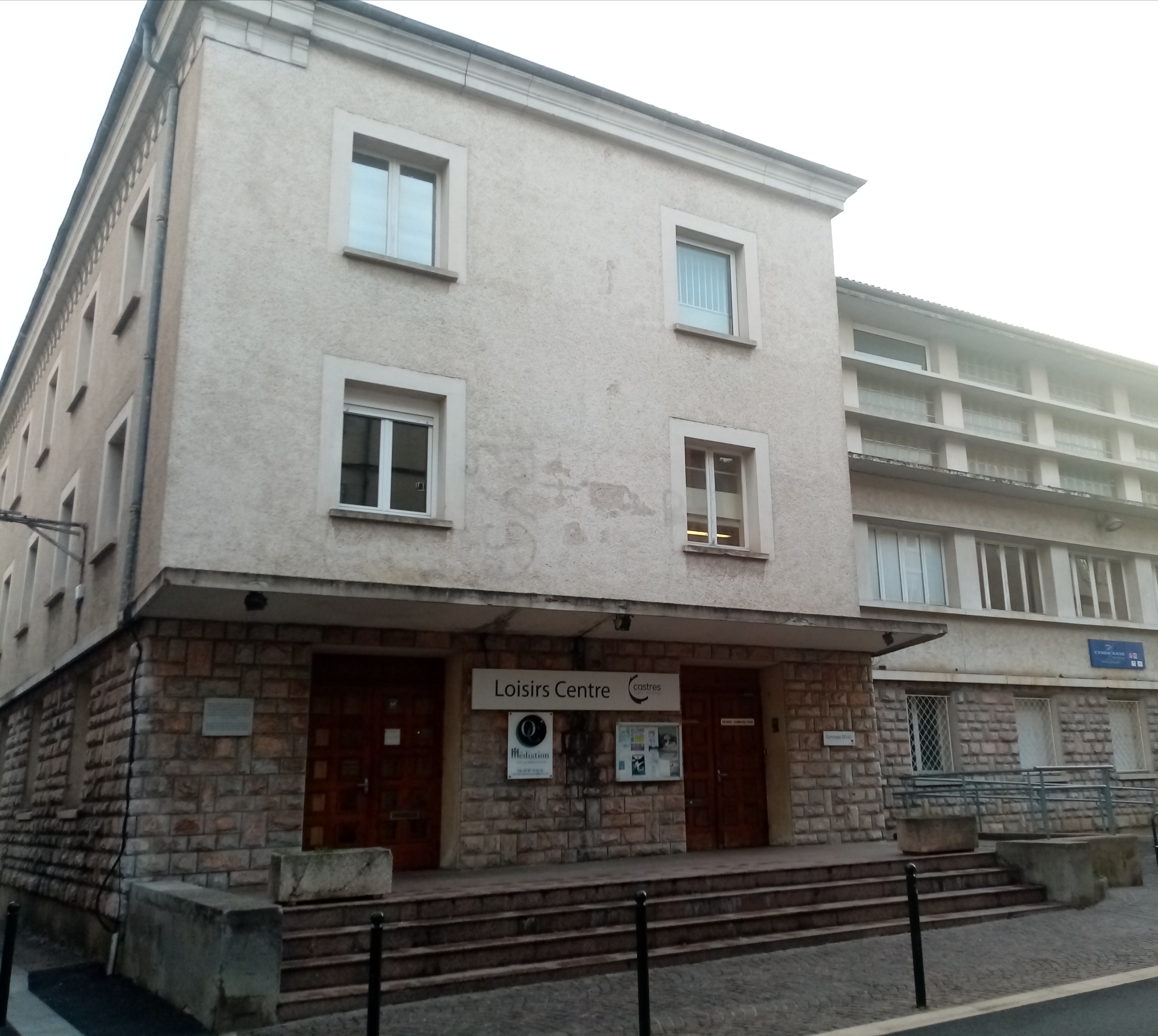
Ancienne prison de Castres (1941-1943) où furent enfermés des résistants, opposants allemands et étrangers au régime Nazi.
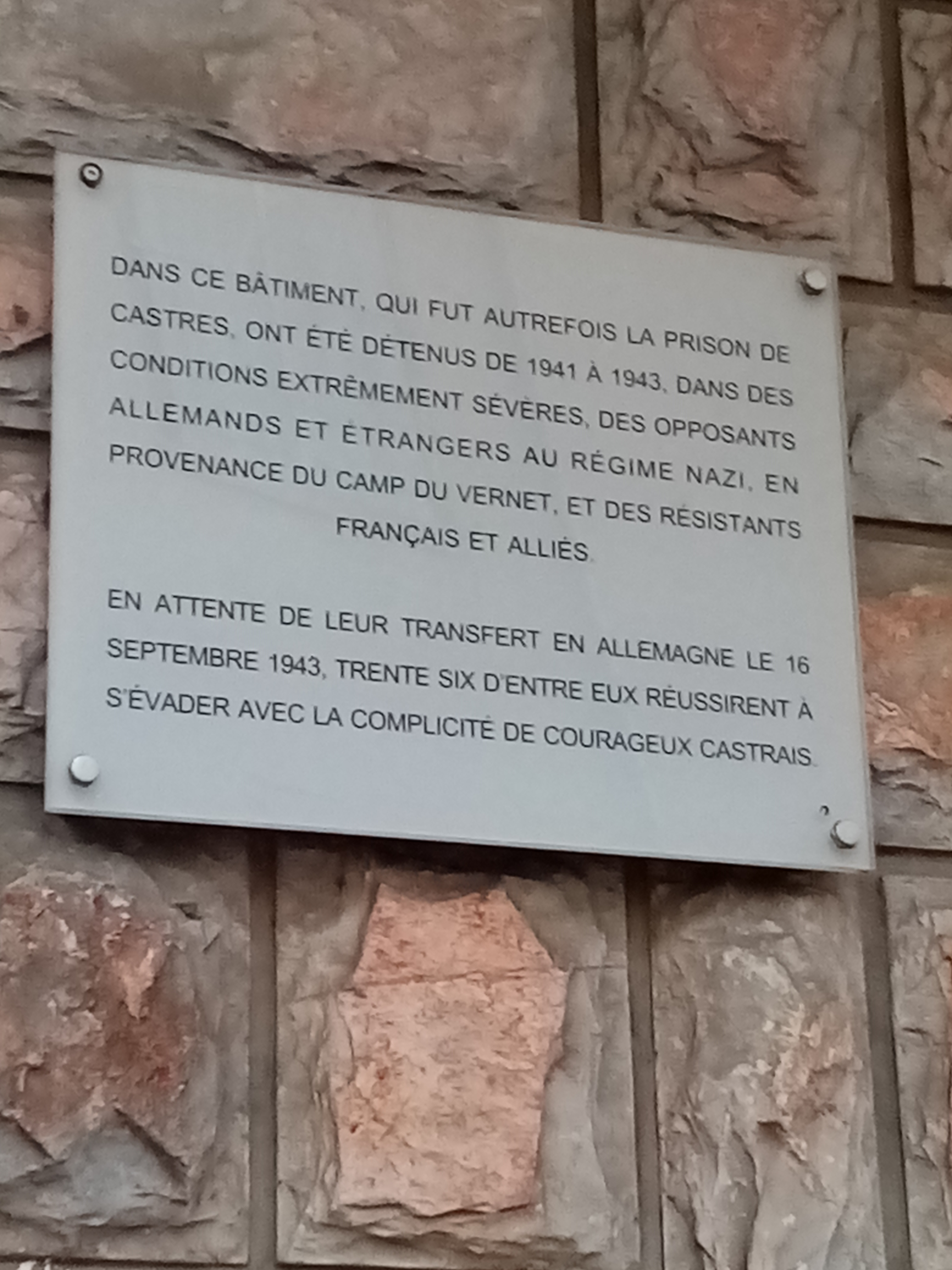
Plaque commémorative de l'ancienne prison de Castres pendant la Seconde Guerre mondiale.

En août 1942, des manifestations ont lieu contre la Relève. En 1942, les nazis occupent Castres et s'installent à l'hôtel Beaudecourt et au Grand Hôtel où se trouve aussi la Kommandantur. Ils s'emparent de deux canons allemands de 1914-1918 exposés en ville, car ces deux pièces d'artillerie récupérées par l'armée française à la fin de la Grande Guerre constituaient un trophée de guerre. Ces deux canons étaient exposés, pendant l'entre-deux-guerres, sur l'actuelle place où est érigé le monument en hommage aux soldats morts pour la France.
Des résistants sont exécutés par les SS dans la région de Castres et de la Montagne Noire. Par un grand bluff du capitaine Jacques Lamon alias Dumoulin et accessoirement beau-frère du lieutenant Jacques Desplats, Castres est libérée par les FFI de la zone A du Tarn, incluant un commando OSS américain et la Cie Marc Haguenau des maquis de Vabre, en août 1944. 4 500 militaires allemands sont faits prisonniers et retenus au stade du Castres Olympique.

### Le général de Gaulle à Castres en 1951 et 1960
Le général de Gaulle séjourne au château du Causse, propriété de la ville de Castres en 1951. Le 6 mai 1951, Charles de Gaulle assiste à une messe à la cathédrale Saint-Benoît puis visite le musée Goya et l'hôtel de Ville. Puis, devant le monument aux morts à côté de l'Évêché et une foule dense, de Gaulle prononce un discours pour soutenir le RPF à l'approche des élections législatives. En 1960, désormais président de la Ve République, Charles de Gaulle retourne dans le Tarn et à Castres. Le 25 février 1960, Gaston Poulain, conservateur des musées de Castres, fait visiter le musée Jaurès au président de la République. En ressortant du palais, côté jardin, le chef de l'état prononce un discours sur le parvis du théâtre face à une foule sur l'actuelle place de la République.

### Castres aujourd’hui
Castres connait un dynamisme économique grâce à l'essor des Laboratoires Pierre Fabre, du secteur industriel du Mélou notamment le constructeur de machines-outils Cornac devenue Renault Automation et par la suite Comau France (groupe FIAT) et diverses entreprises comme Somalu et établissement Pierre Benne.
De plus, le campus universitaire (1 500 étudiants environ), l'IUT Paul-Sabatier Toulouse III et l'école d'ingénieurs ISIS permettent d'améliorer la recherche dans des secteurs tels que la chimie, la santé, l'informatique, la mécanique, etc. Il existe aussi une École Nationale de l'Audiovisuel, le lycée de la Borde Basse et une médiathèque interuniversitaire à la Maison de Campus. Il y a aussi une résidence et un restaurant universitaire.
La ville possède une patinoire, un centre équestre, un golf, un camping, un stade d'athlétisme, une équipe de rugby (championne de France 5 fois). Le tourisme s’accroît et les musées Goya et Jaurès ont connu un pic d'affluence en 2011 (environ 75 000 visiteurs).

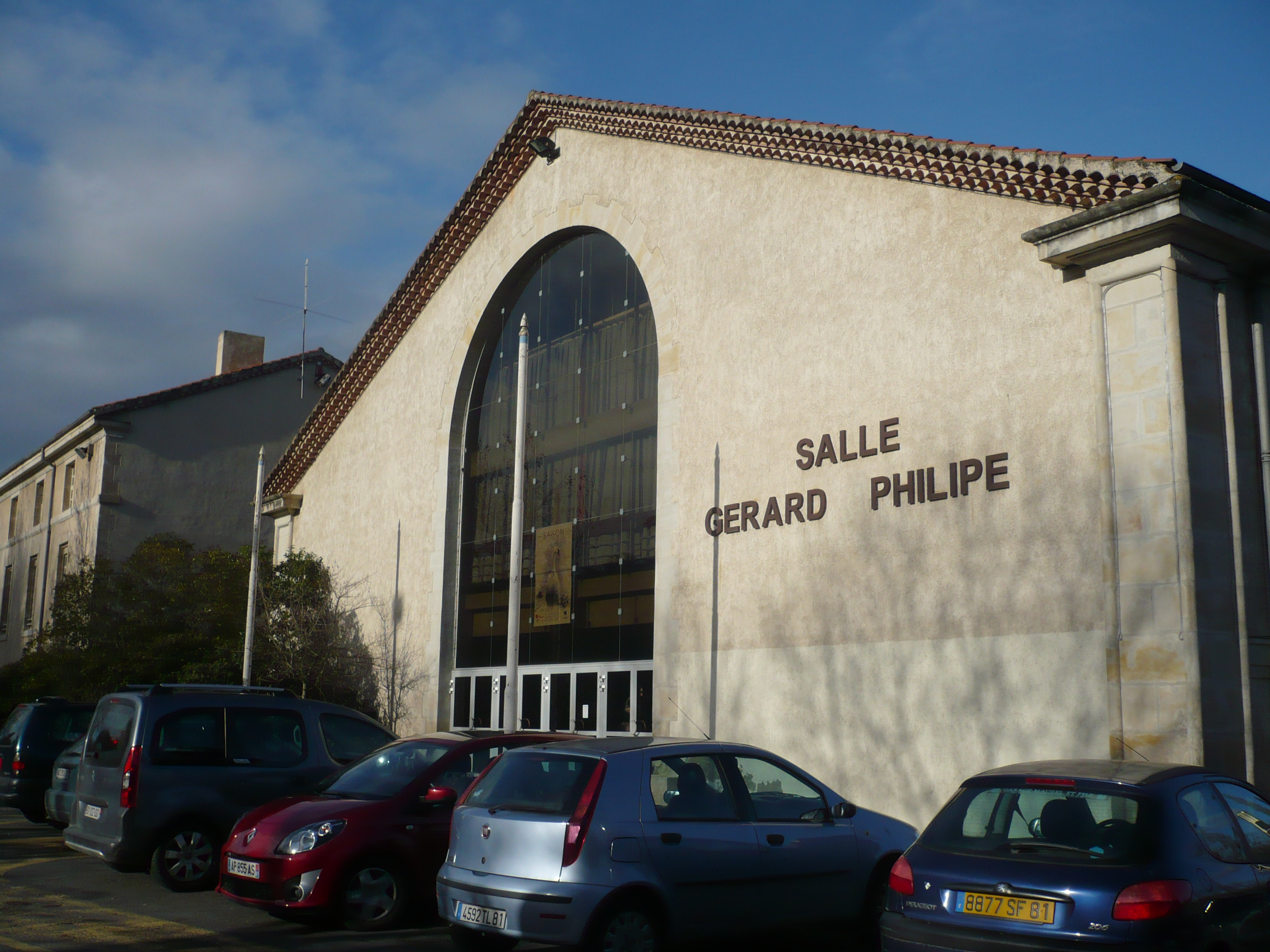
Salle de concert et de spectacles Gérard-Philipe.
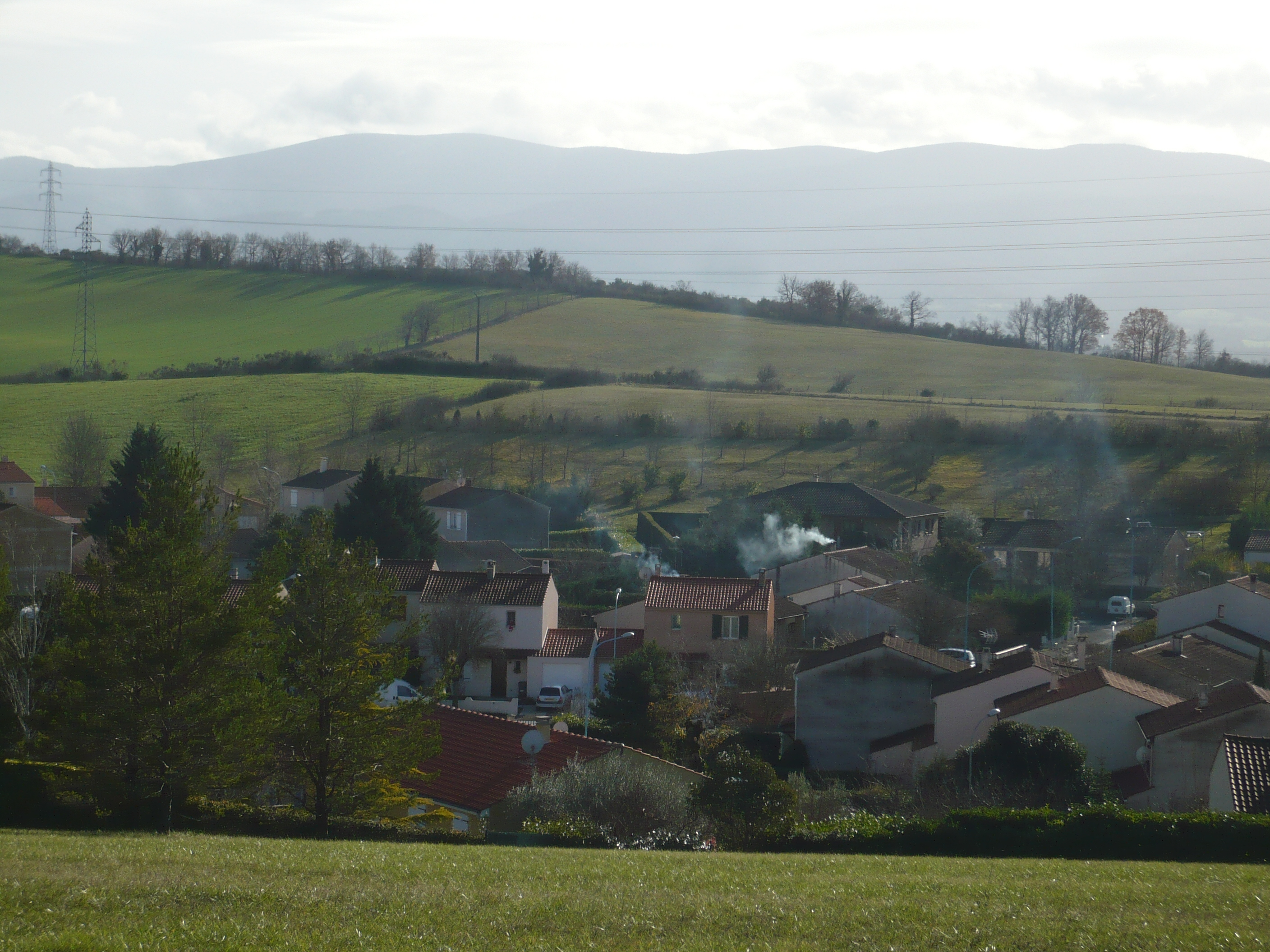
Quartier résidentiel de la Capélanié situé près de la Montagne Noire.
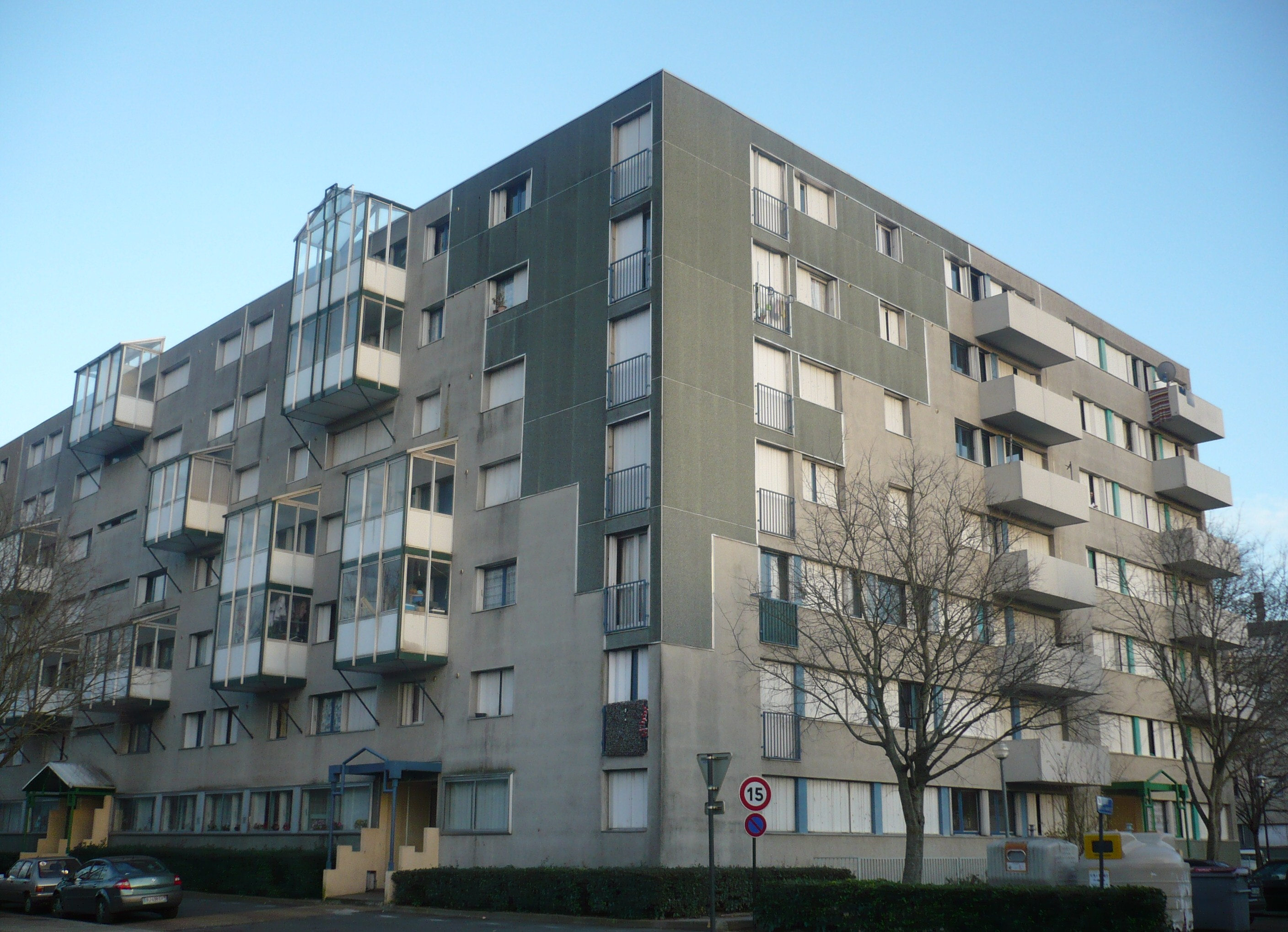
Quartier prioritaire du Petit Train.
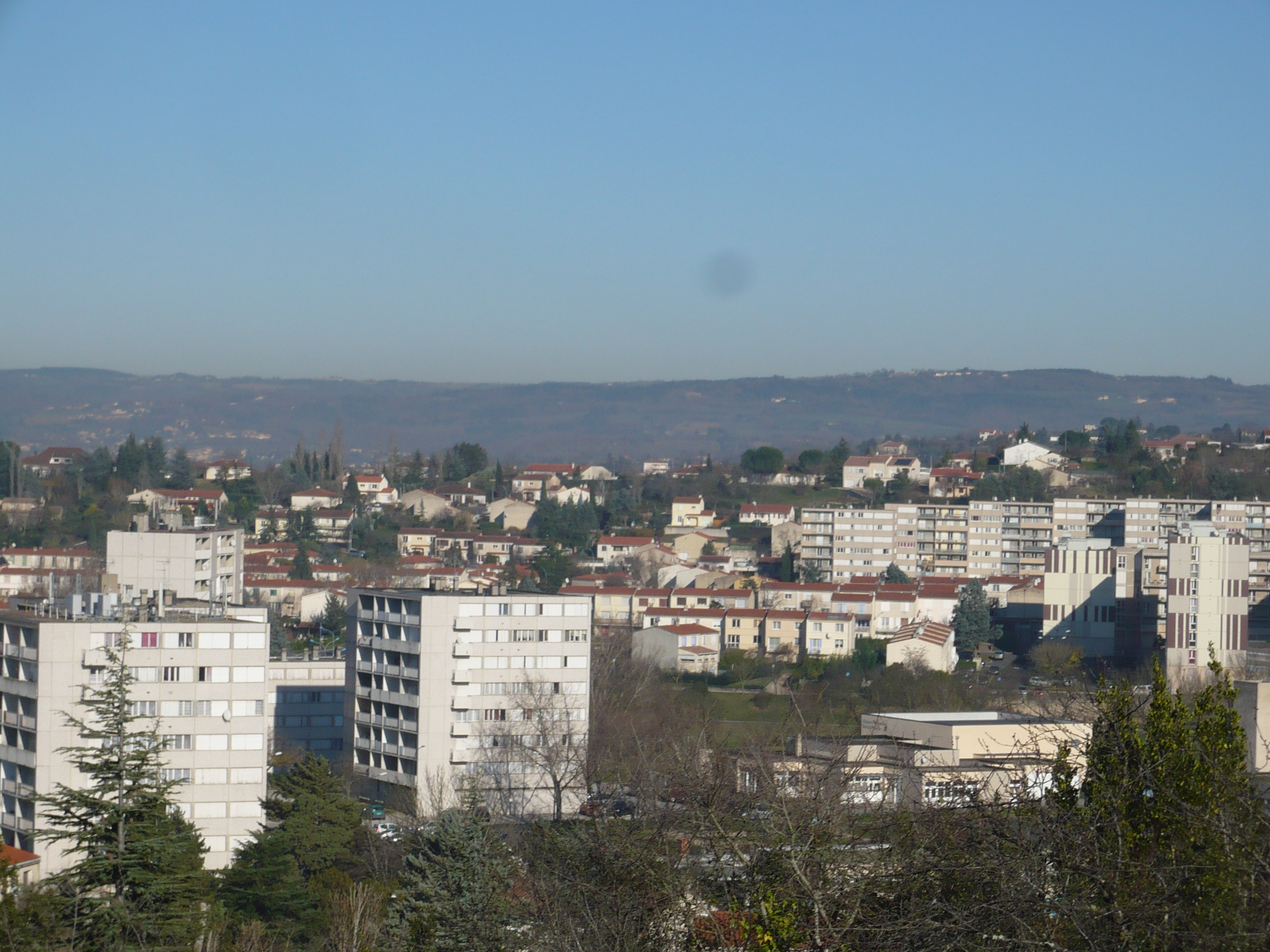
Quartier populaire de Lameilhé.
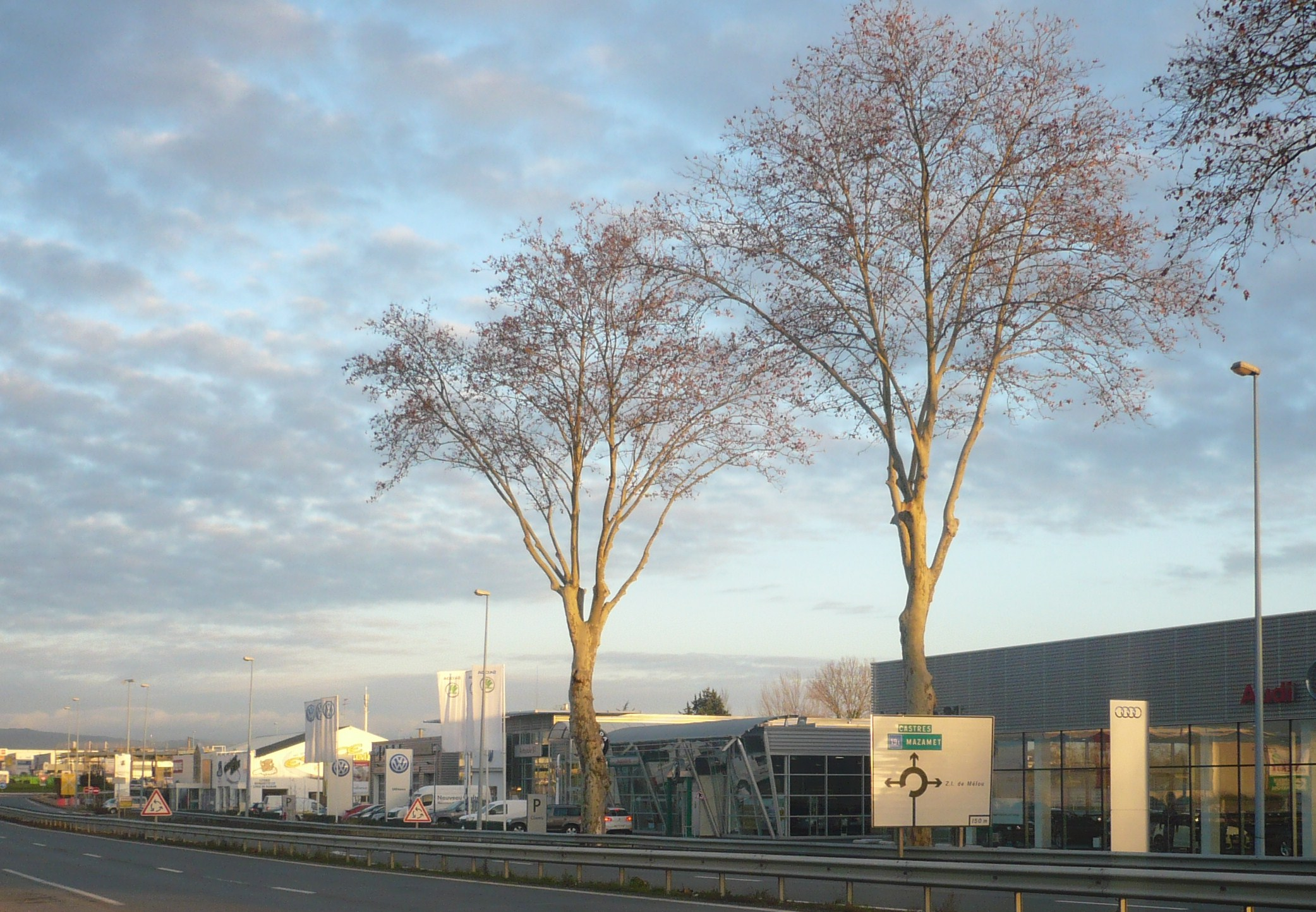
Zone commerciale du Mélou, la plus développée de Castres.
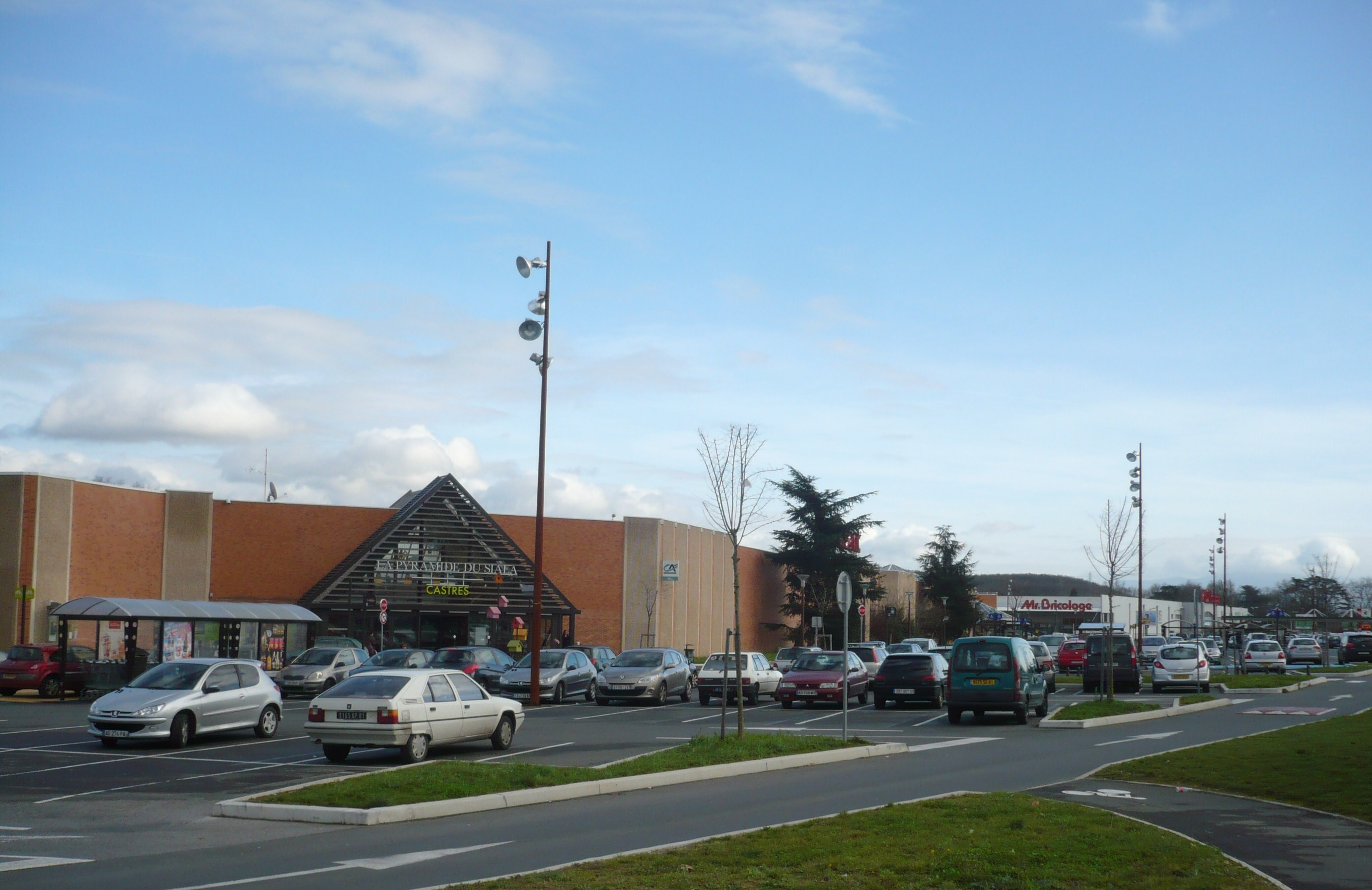
Zone commerciale du Siala, en plein essor depuis les années 2010.
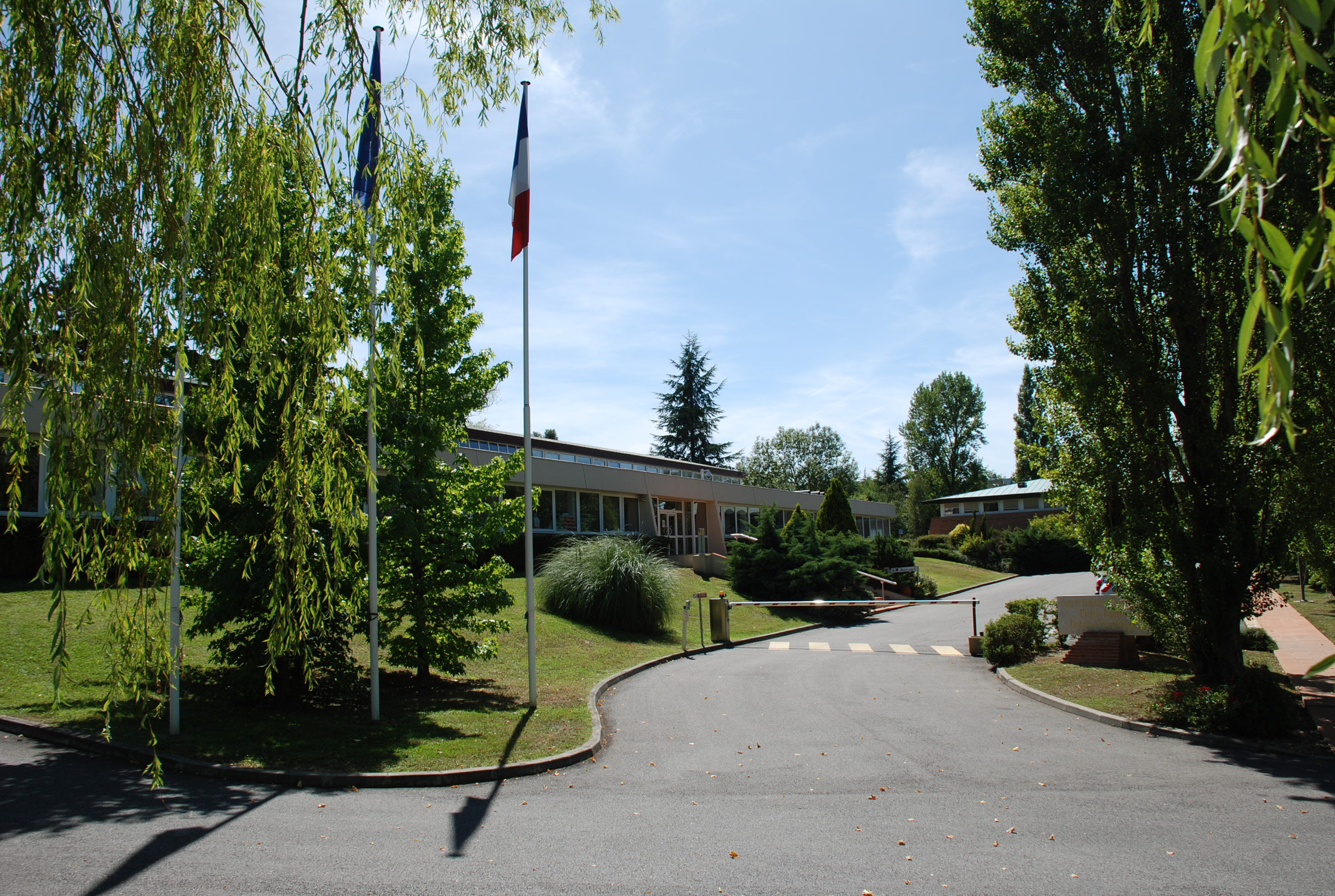
Siège des Laboratoires pharmaceutiques Pierre Fabre.

## Enseignement

### Écoles maternelles et primaires

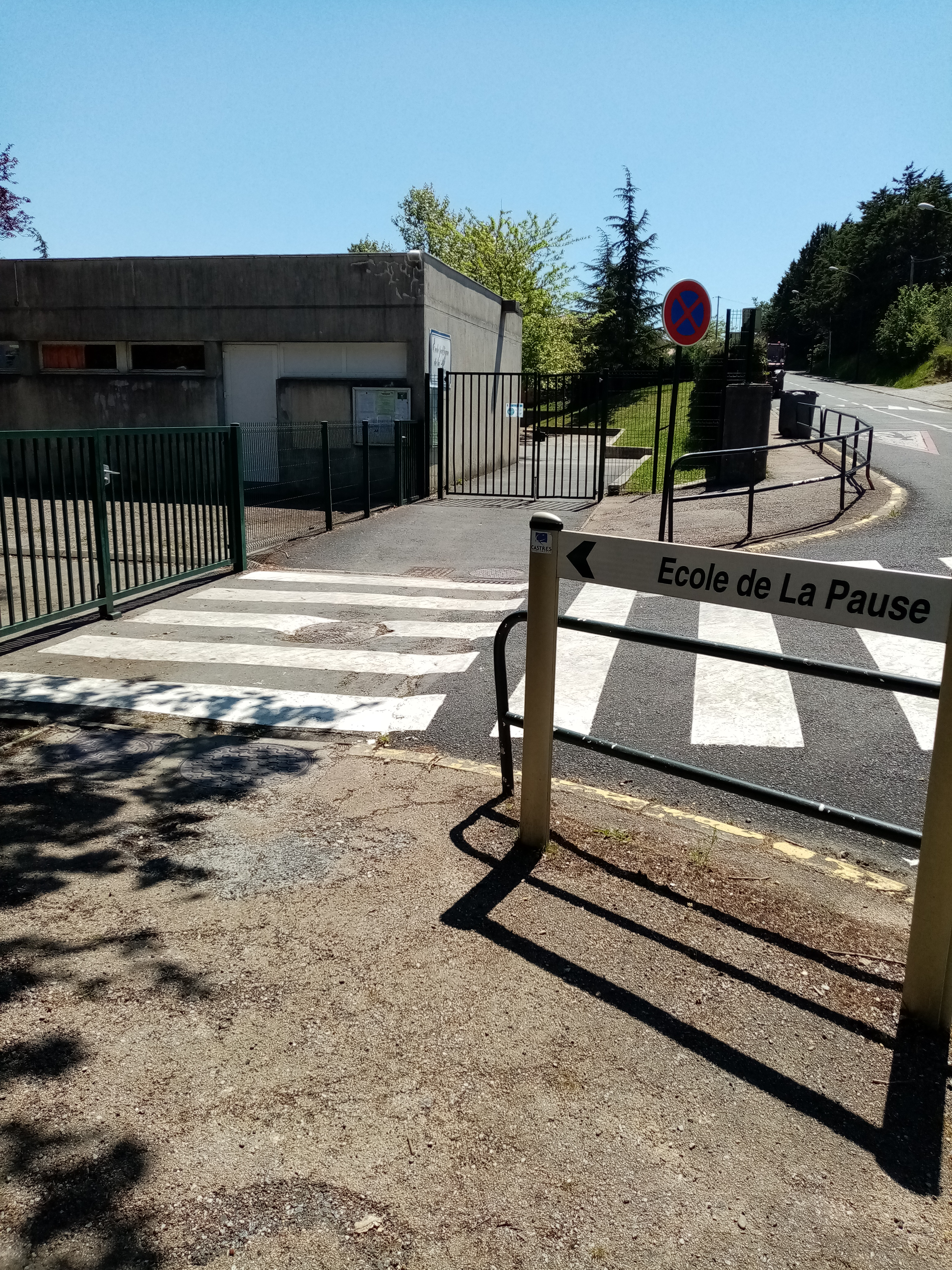
Entrée de l'école primaire de La Pause à la Capélanié

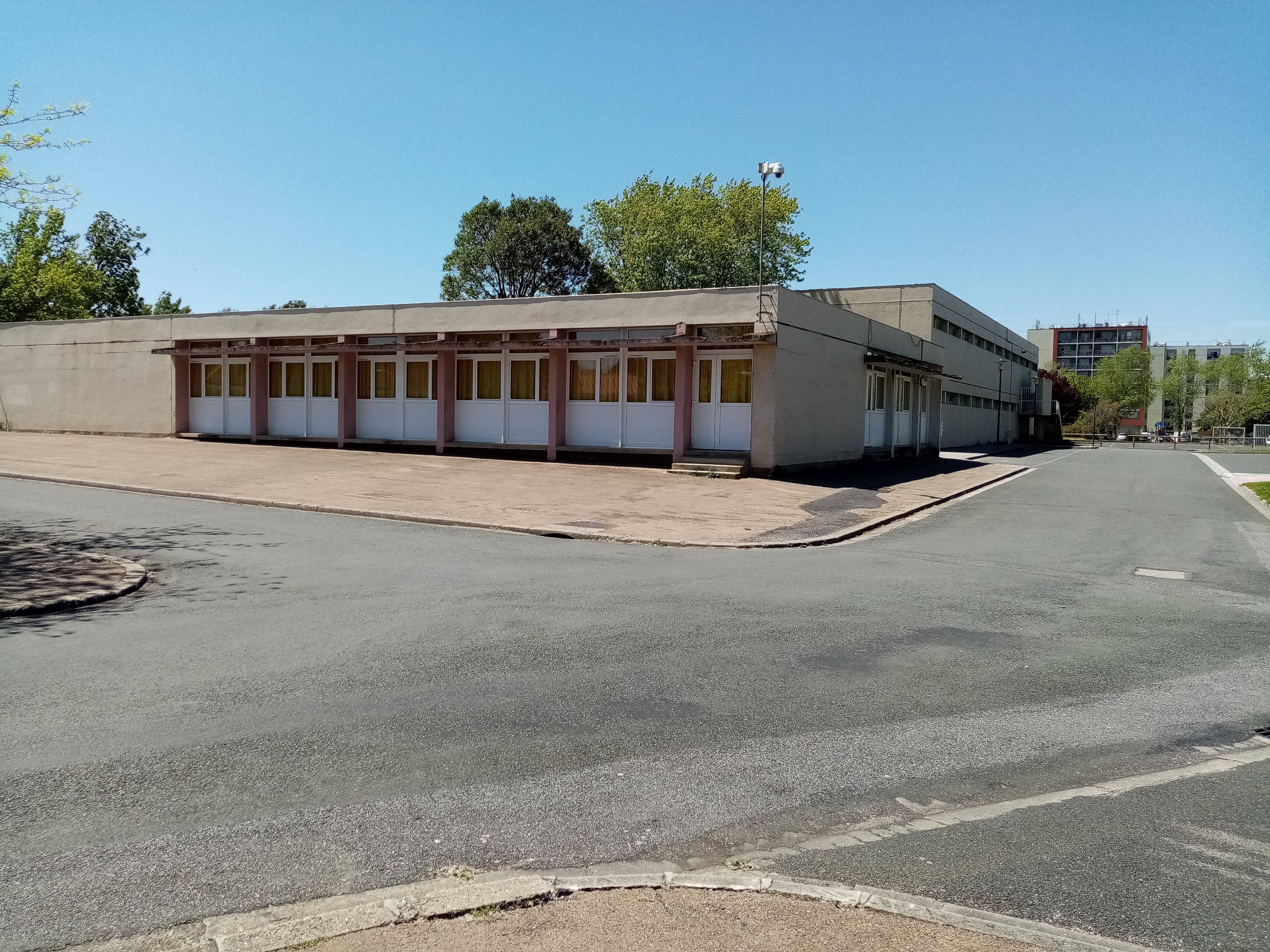
Ensemble scolaire Louis-David à Lameilhé

- École Aillot
- École de l'Albinque
- École de Bisséous
- École Calandreta-Castresa
- École du Calvaire
- École du centre
- École Jacques-Prévert
- École Jean-Marc-Buteau
- École Laden
- École Lambert
- École Les Farguettes
- École Marie-Curie
- École Notre-Dame
- École Olivier-Messiaen
- École de Puech-Auriol
- École Roulandou
- École Saint-Jean Saint-Louis
- École de La Salle (Saint Pierre)
- École Villegoudou
- École de la Pause
- École Louis-David

### Collèges

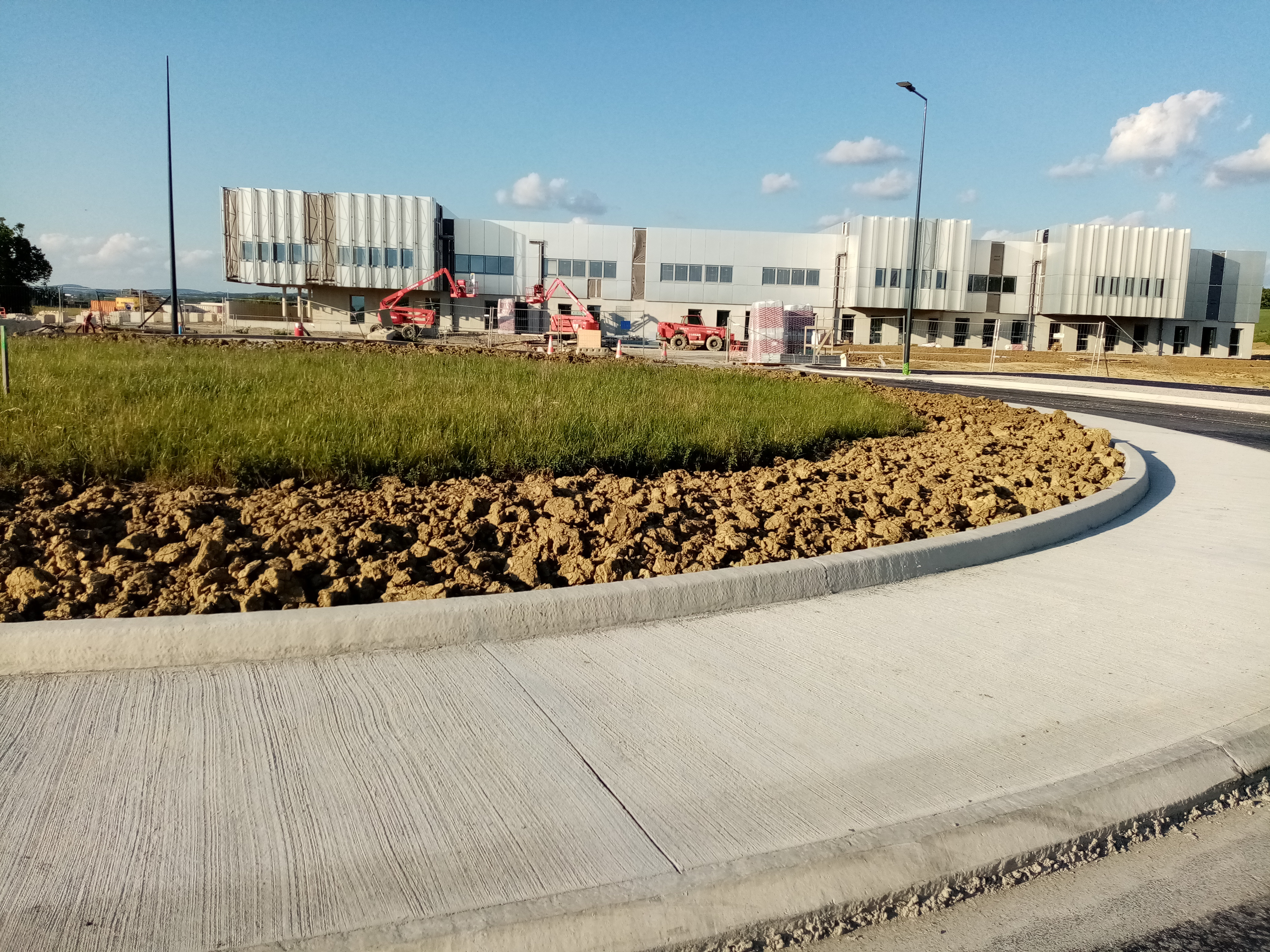
Chantier du nouveau collège Thomas Pesquet à Lameilhé inauguré en 2021

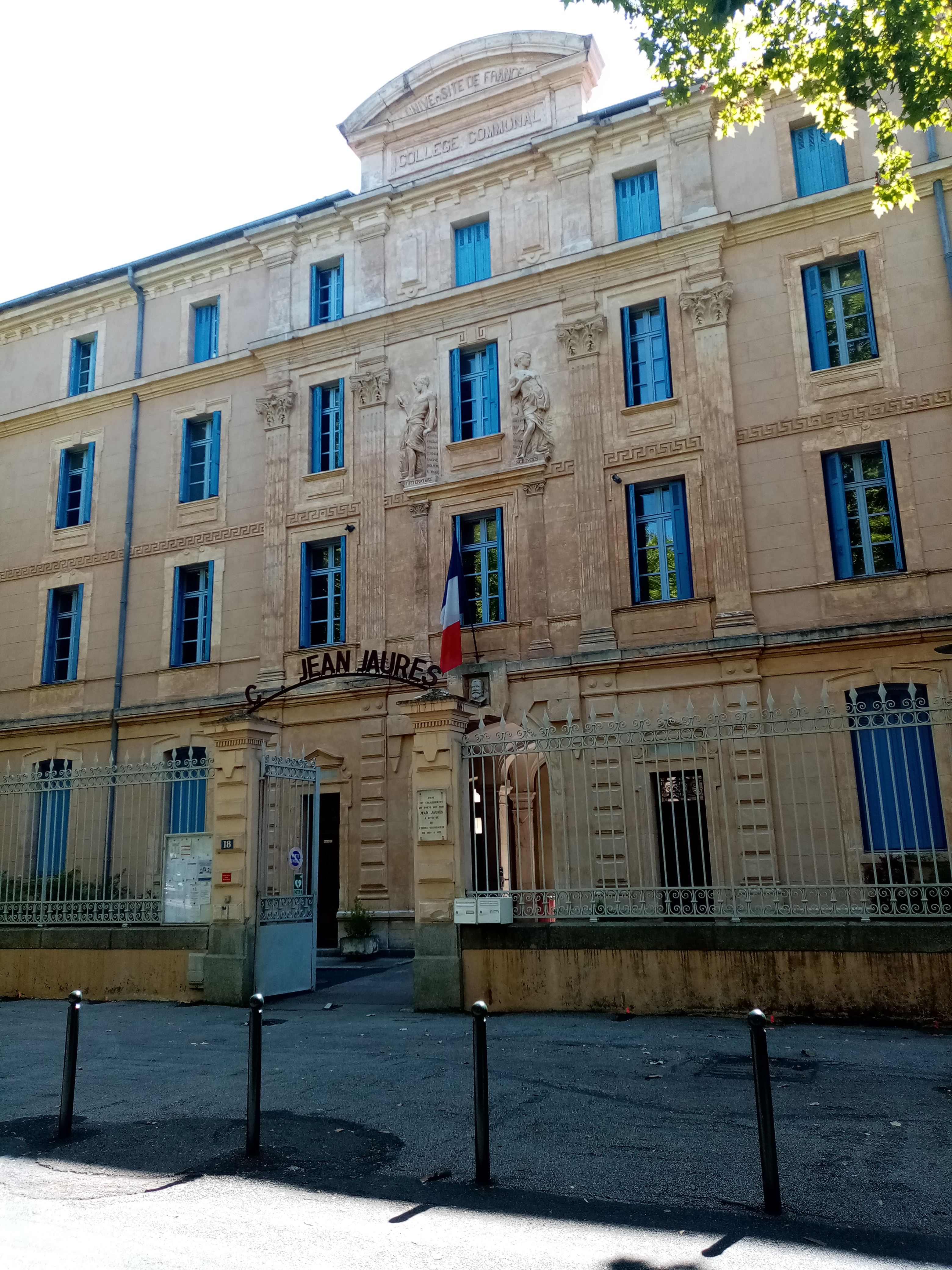
Collège Jean Jaurès

- Collège Jean-Jaurès
- Collège Barral
- Collège Jean-Monnet
- Collège de La Salle
- Collège Notre-Dame
- Collège Thomas-Pesquet
- Collège De La Salle

### Lycées
- Lycée Anne-Veaute
- Lycée Barral
- Lycée La Borde Basse
- Lycée Notre-Dame
- Lycée professionnel du Sidobre
- Lycée professionnel De La Salle

### Études supérieures
- Classe Préparatoire aux Grandes Écoles Mathématiques et Physique (CPGE MPSI et MP), au lycée La Borde Basse
- École d'ingénieurs ISIS rattachée à l'Institut national universitaire Jean-François-Champollion :
- Ingénieur diplômé du CUFR Jean-François-Champollion (ISIS), spécialité informatique et systèmes d'information pour la santé ;

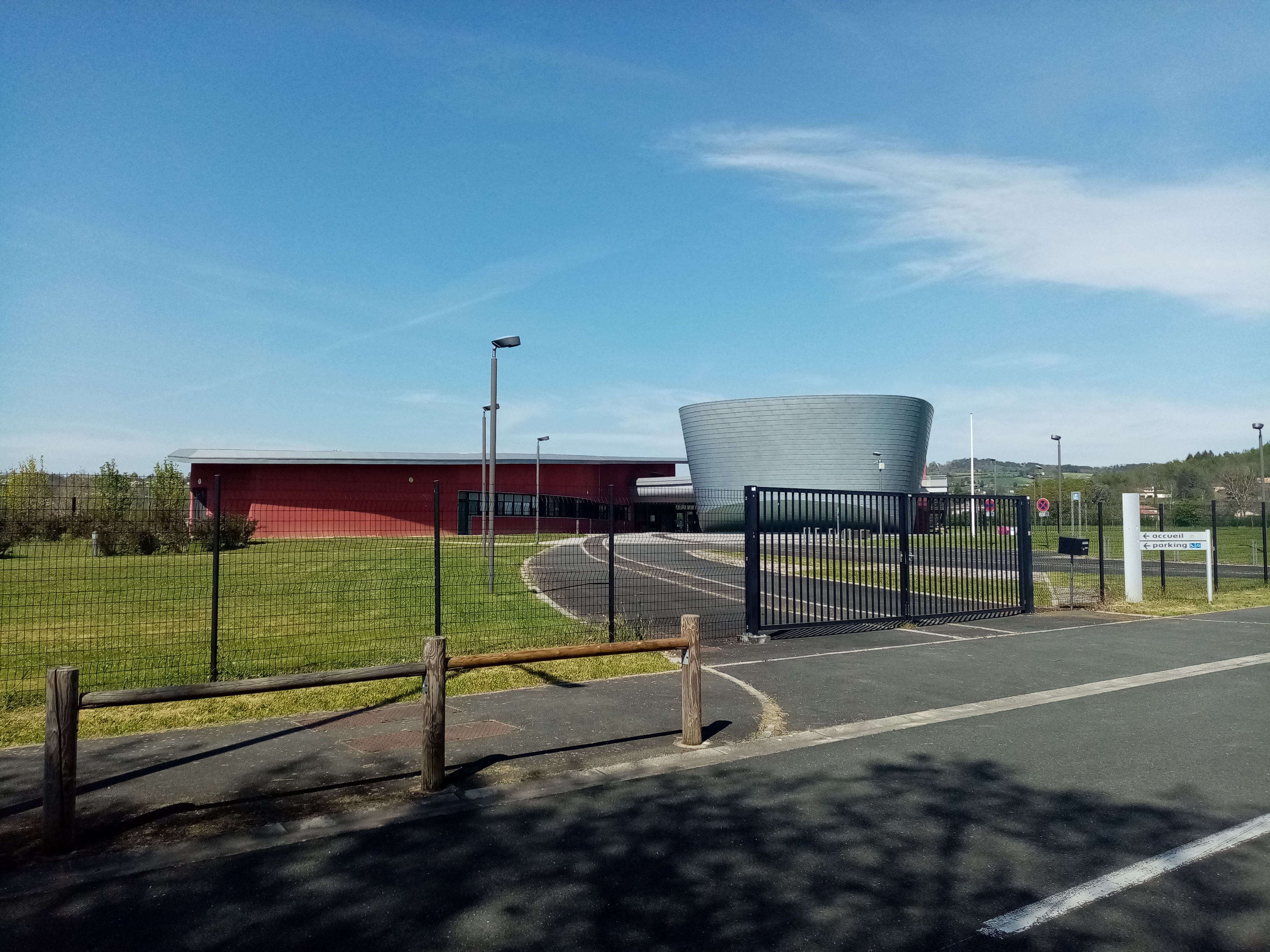
École d'ingénieurs ISIS et École Nationale du Cinéma et de l'Audiovisuel sur le Campus de Castres.

- IUT rattaché à l'université Toulouse-III-Paul-Sabatier :
  - DUT Chimie ;
  - DUT Packaging Emballage et Conditionnement ;
  - DUT Métiers du Multimédia et de l'Internet (anciennement Services et Réseaux de communication) ;
  - DUT Techniques de Commercialisation ;
  - Licence pro. Contrôle qualité et Management des processus industriels (LP CQMPI) ;
  - Licence pro. Génie de la formulation ;
  - Licence pro. Conception et Intégration de services et produits multimédia (licence CISPM).
  - Master e-administration et solidarité numérique.

### Autres écoles
- École Nationale du Cinéma et de l'Audiovisuel
- École de formation en soins infirmiers
- École supérieure numérique du Tarn
- Purple Campus
- Écoles des Beaux Arts et des arts dramatiques

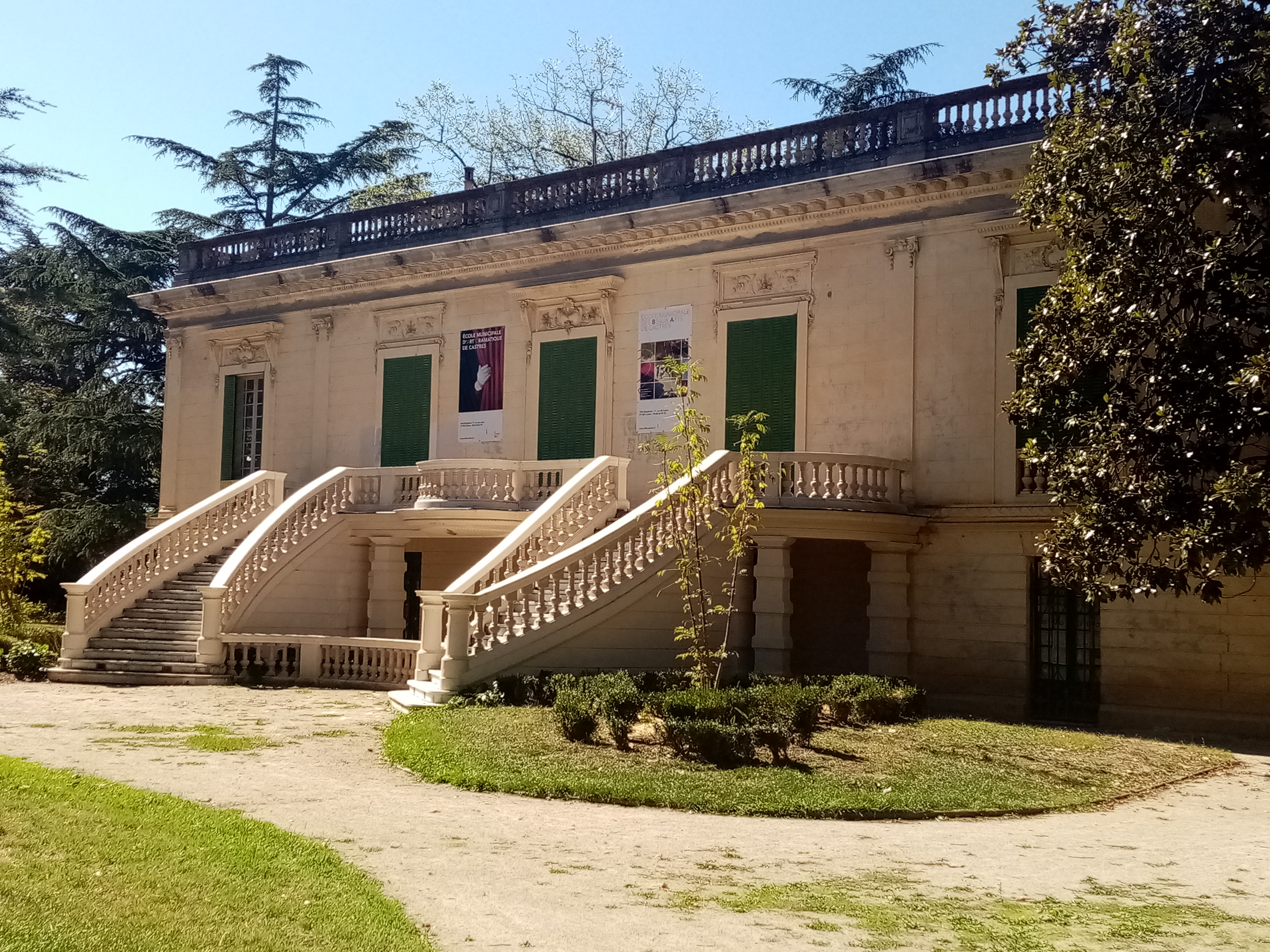
École des Beaux Arts. École d'art dramatique.

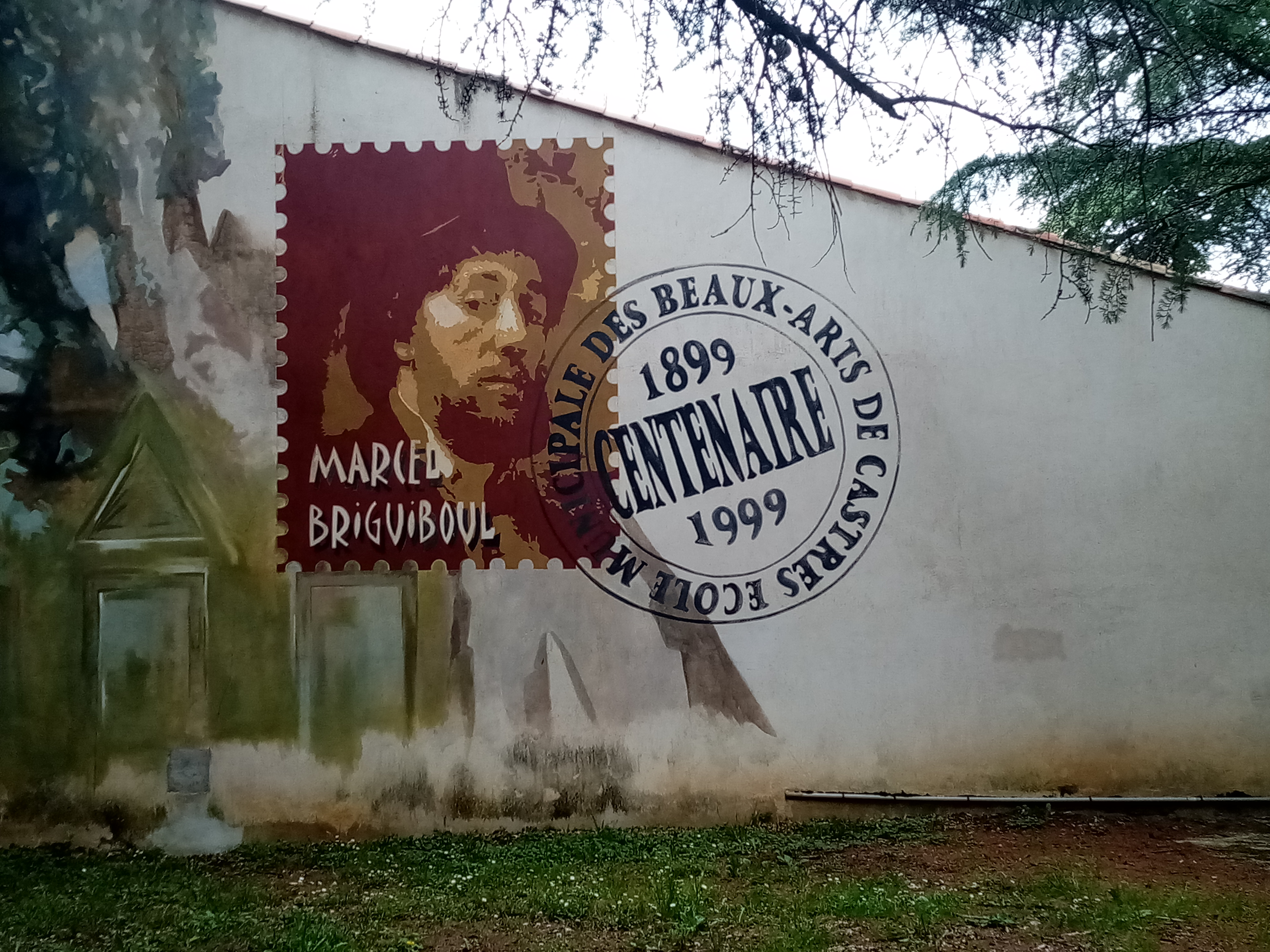
Fresque du bienfaiteur Marcel Briguiboul. École des Beaux-Arts. Castres.

- École de danse et de musique

### Campus Universitaire
- Maison de Campus (médiathèque interuniversitaire, salles d'étude, salles de réunion, cafétéria).
- Résidences universitaires Le Sidobre, Le Martinet et des Lices
- Restaurant universitaire.

## Manifestations culturelles et festivités

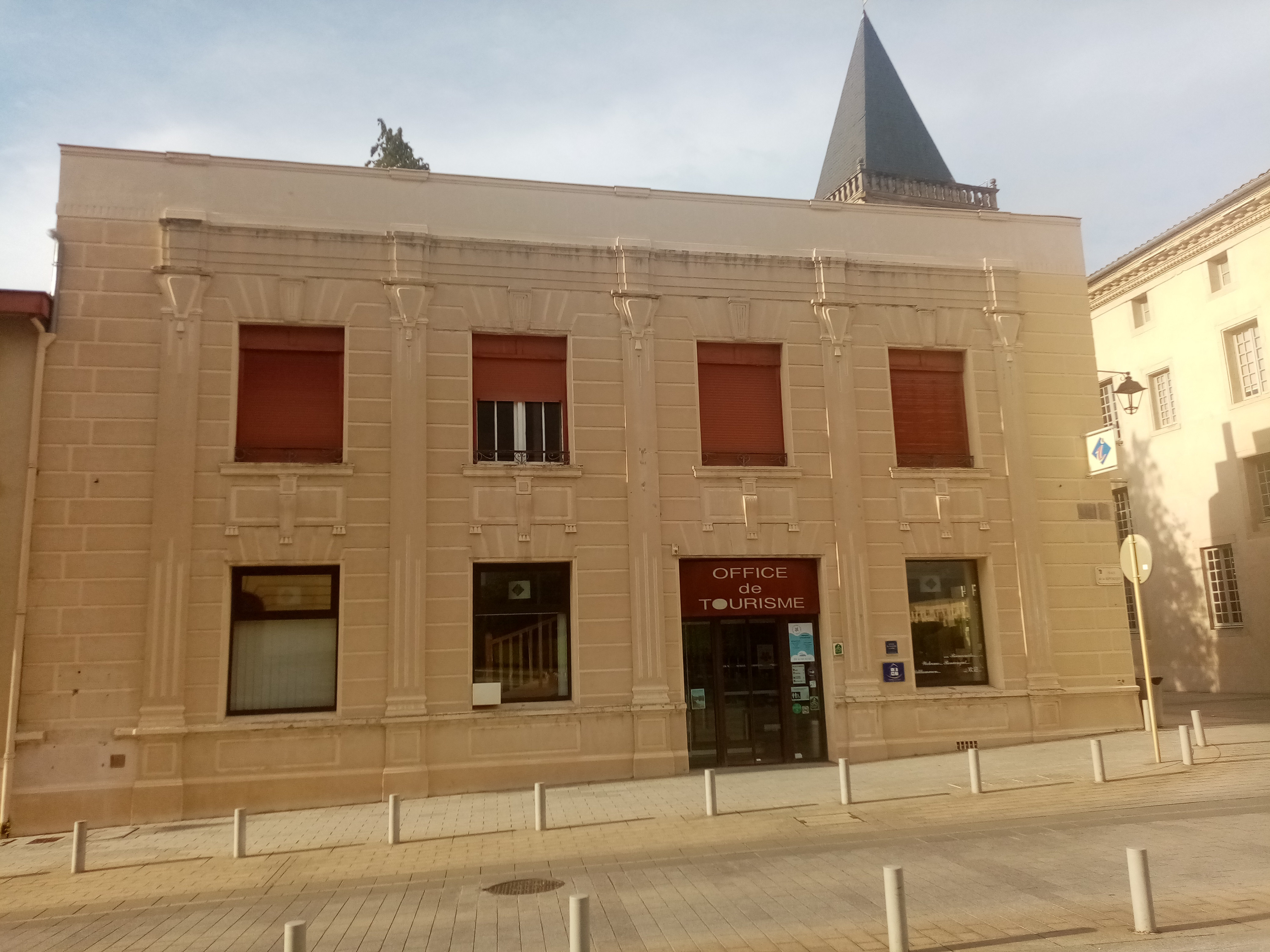
Office de Tourisme à Castres entre le théâtre et l'ancien évêché abritant le Musée Goya.
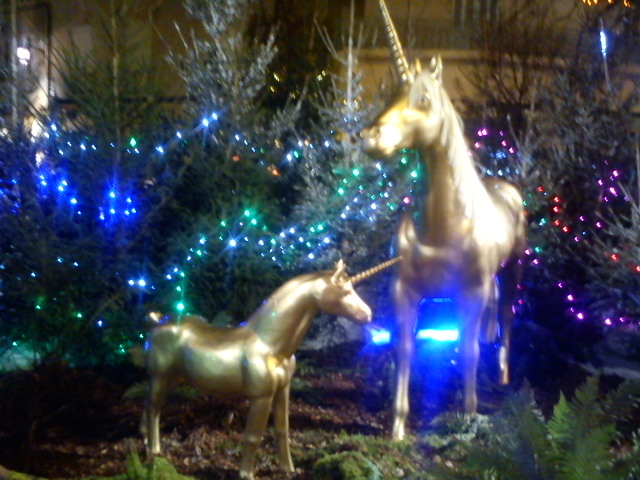
Marché de Noël de Castres en 2012.
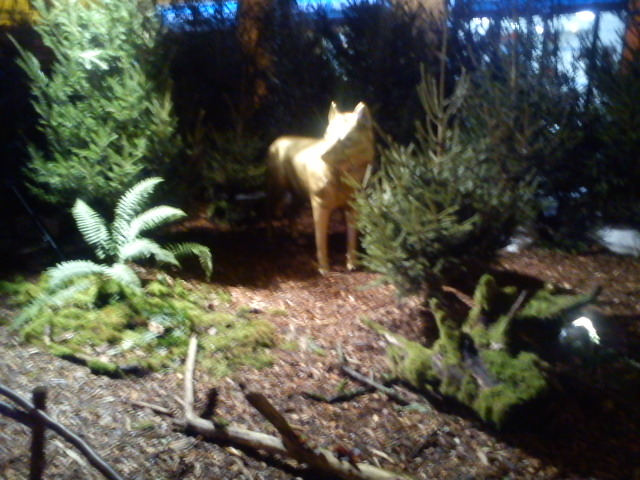
Loup caché dans la forêt enchantée...
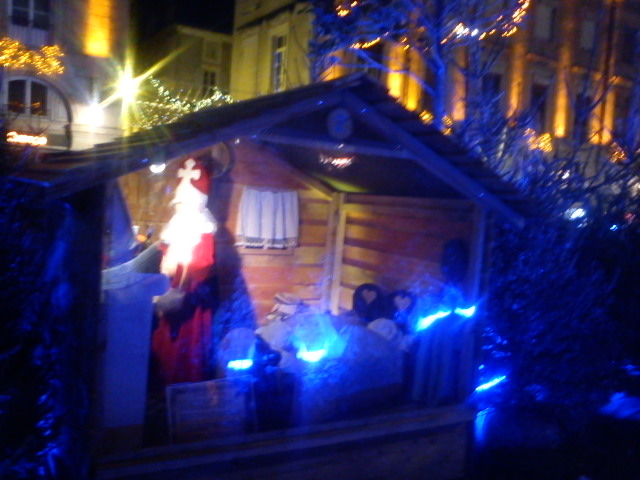
Petit chalet du père Noël au marché de Noël, place Jean-Jaurès
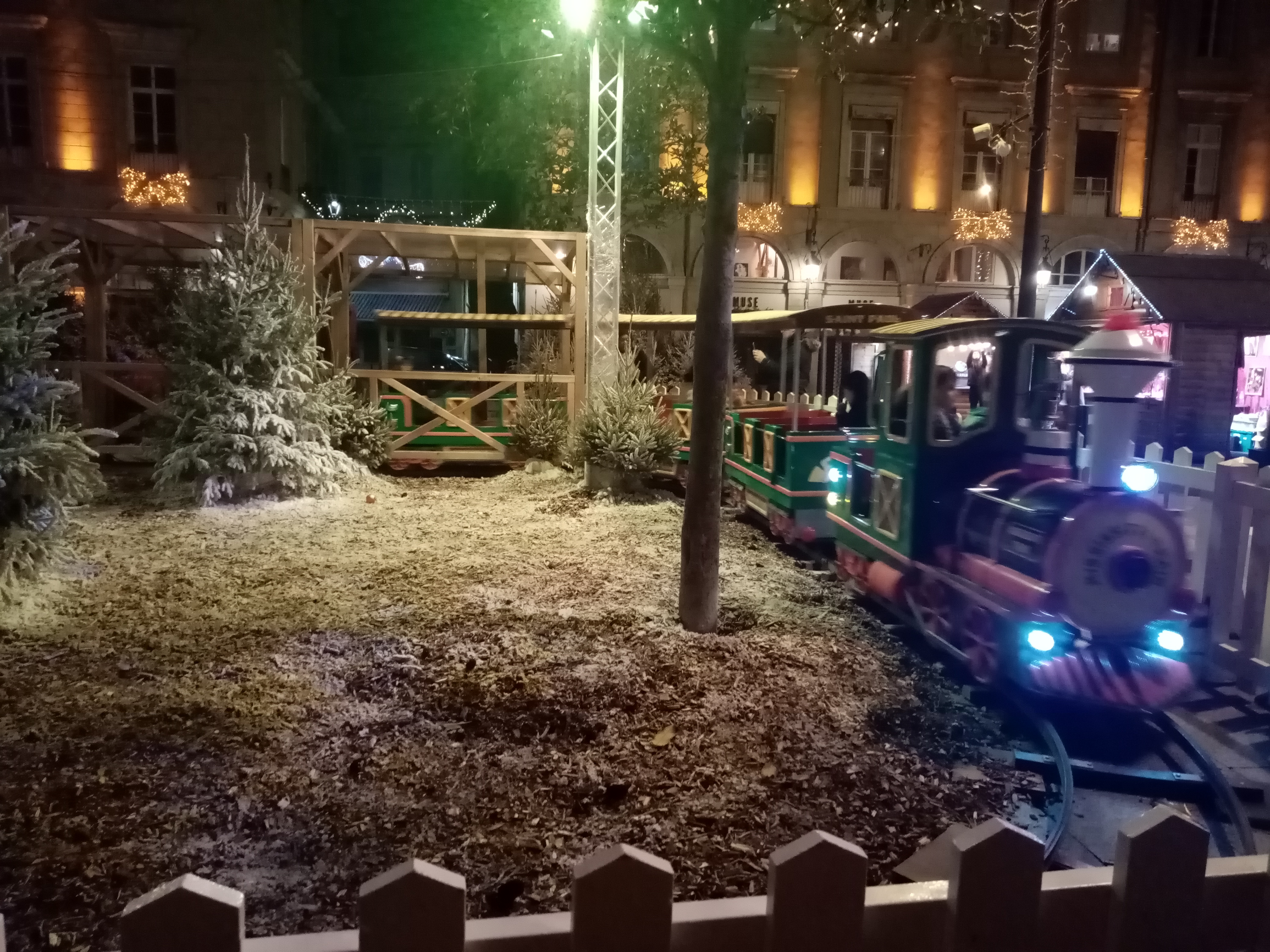
Manège pour enfants dans la forêt enchantée
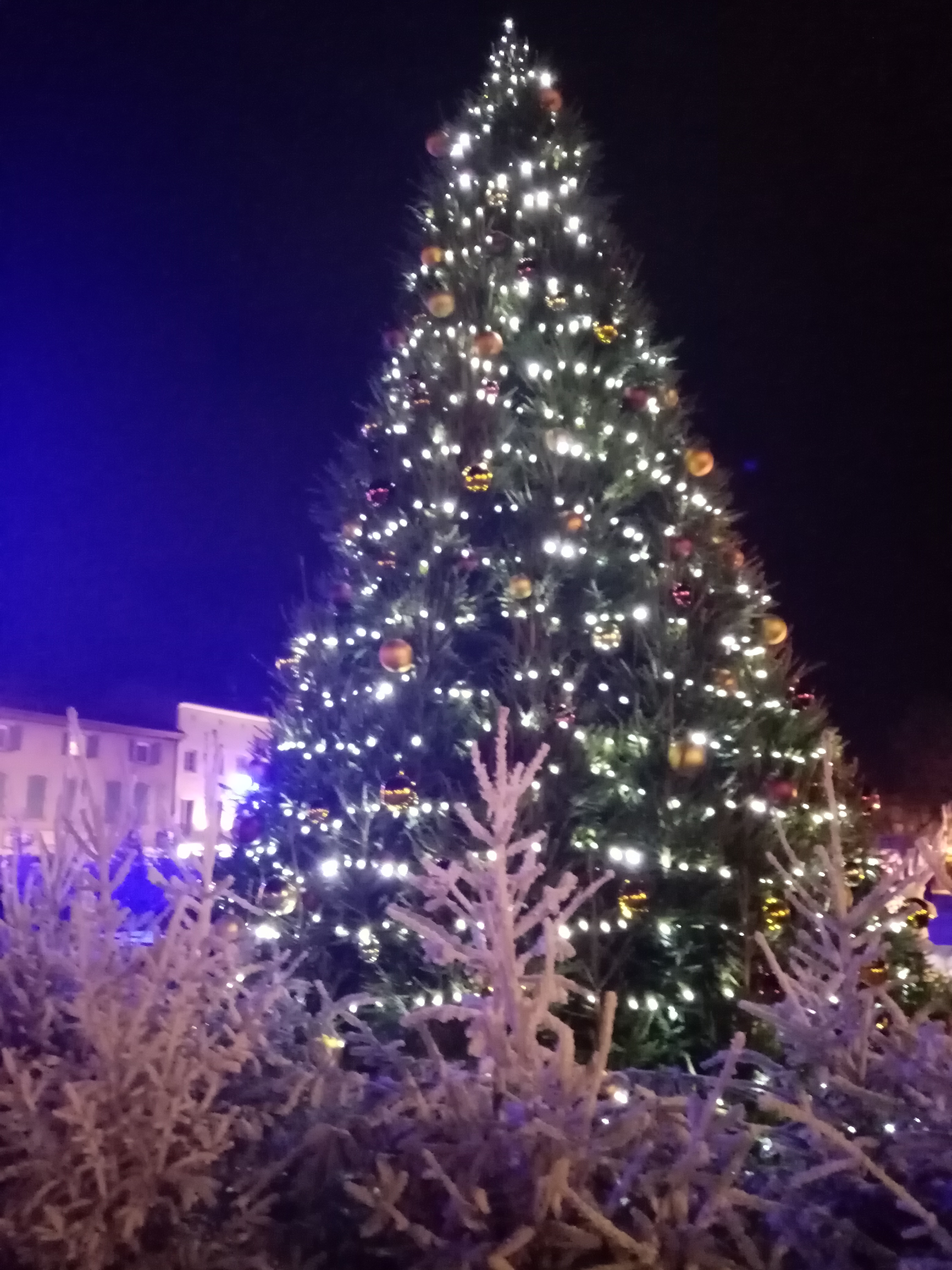
Sapin de Noël décoré, place Soult en 2021
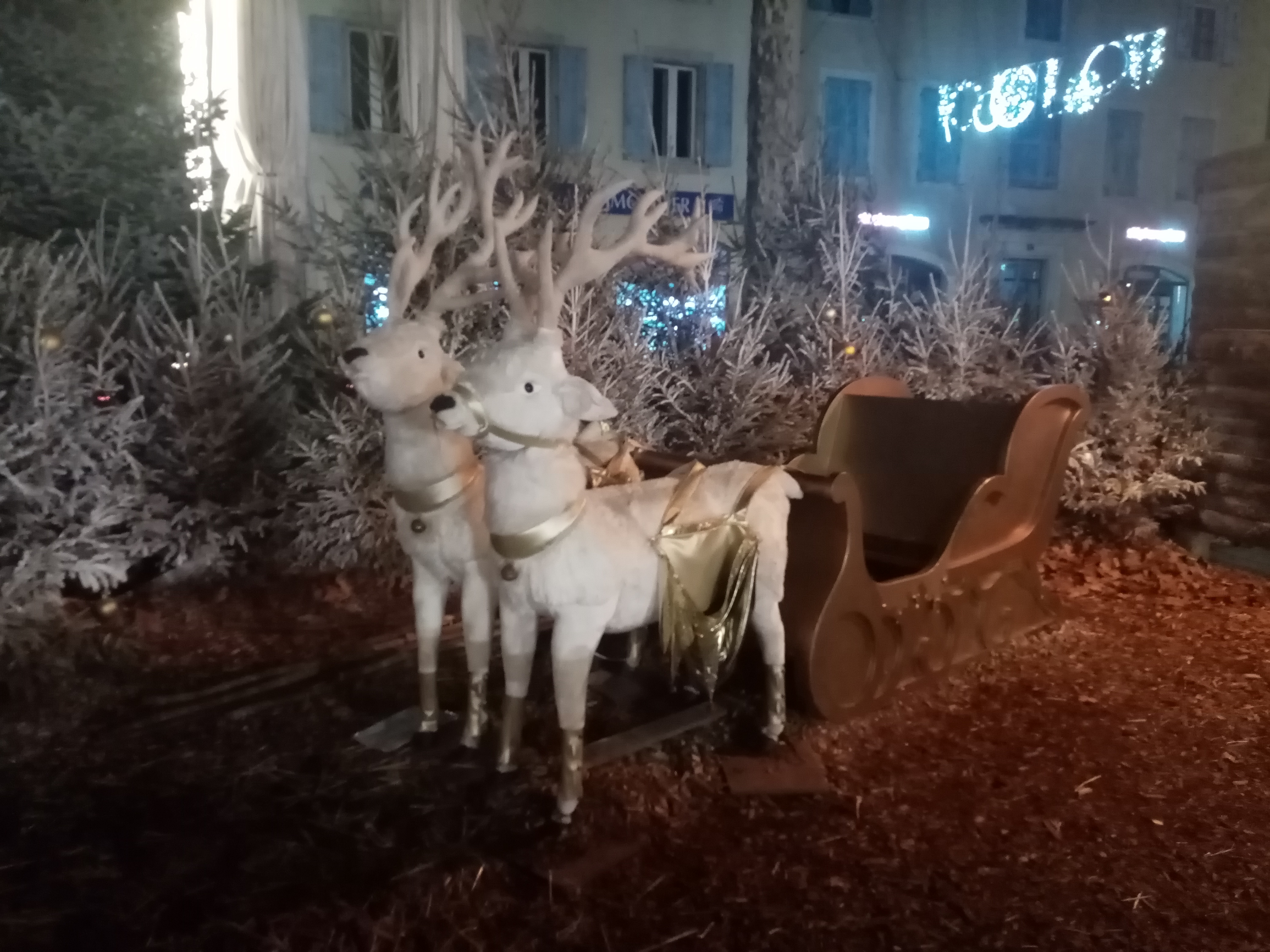
Traîneau du père Noël avec ses rennes, place Soult en 2022
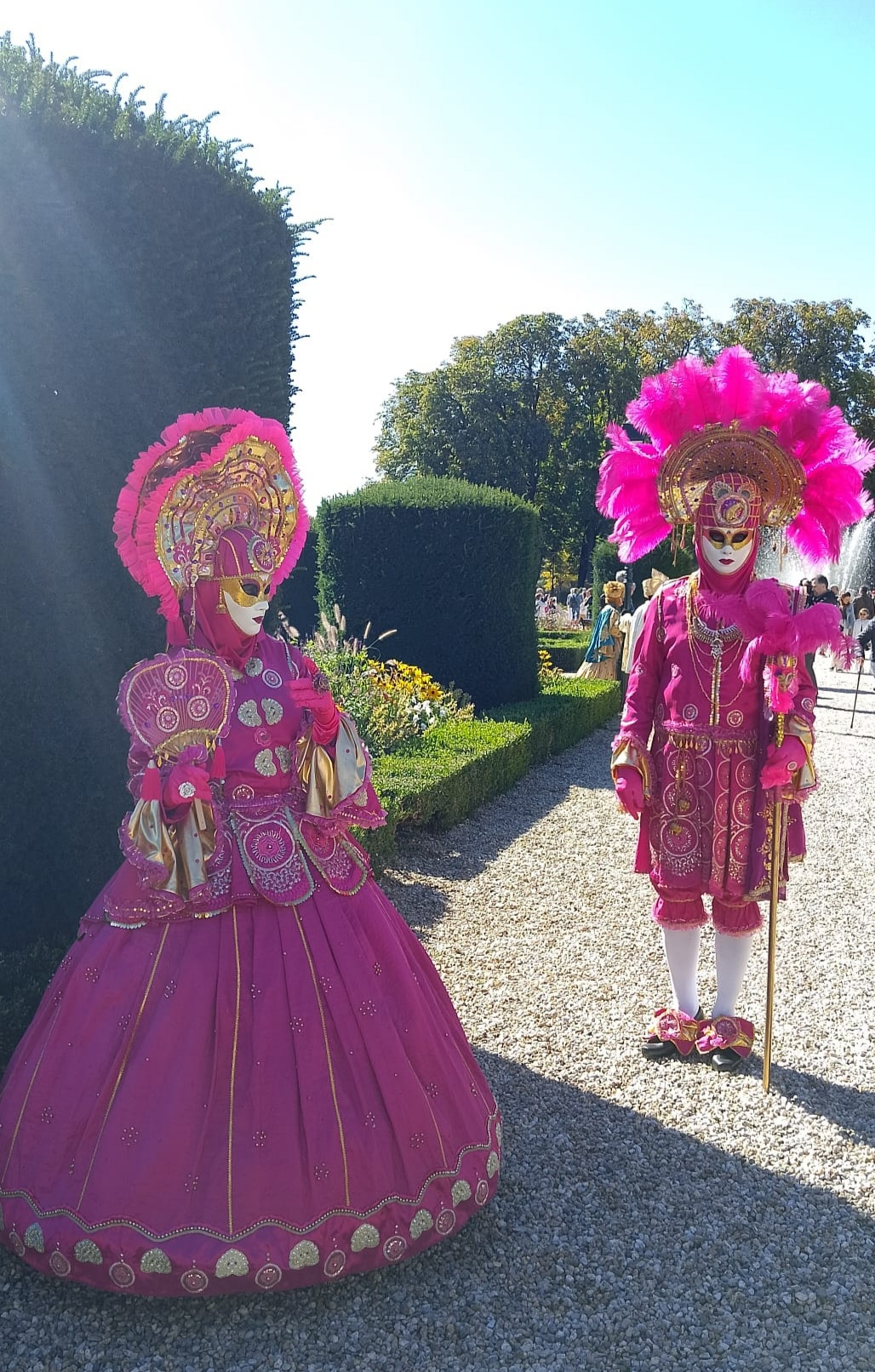
Masqués au jardin de l'Évêché de Castres.
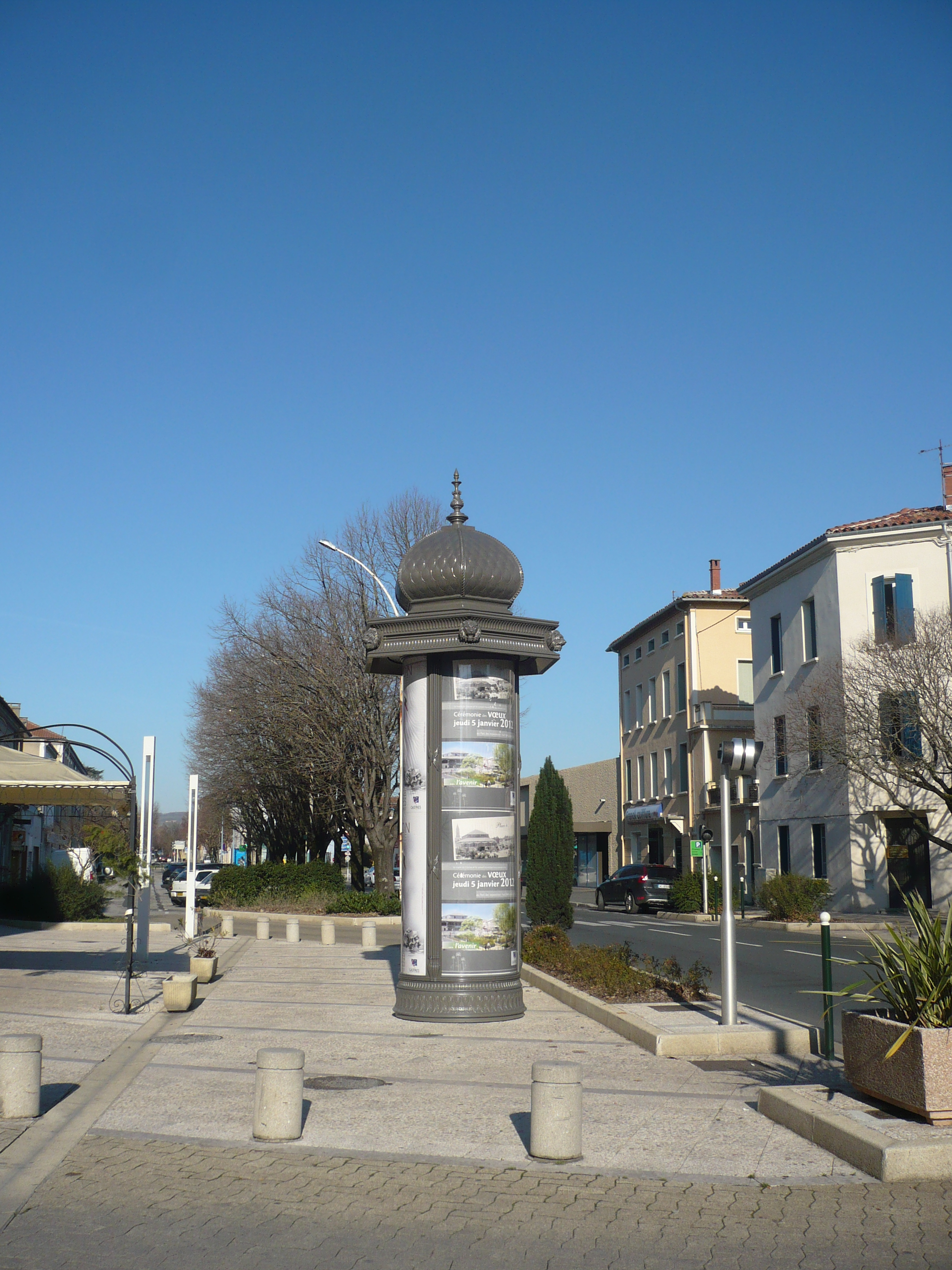
Les colonnes Morris donnent un « air » parisien à la sous-préfecture tarnaise.
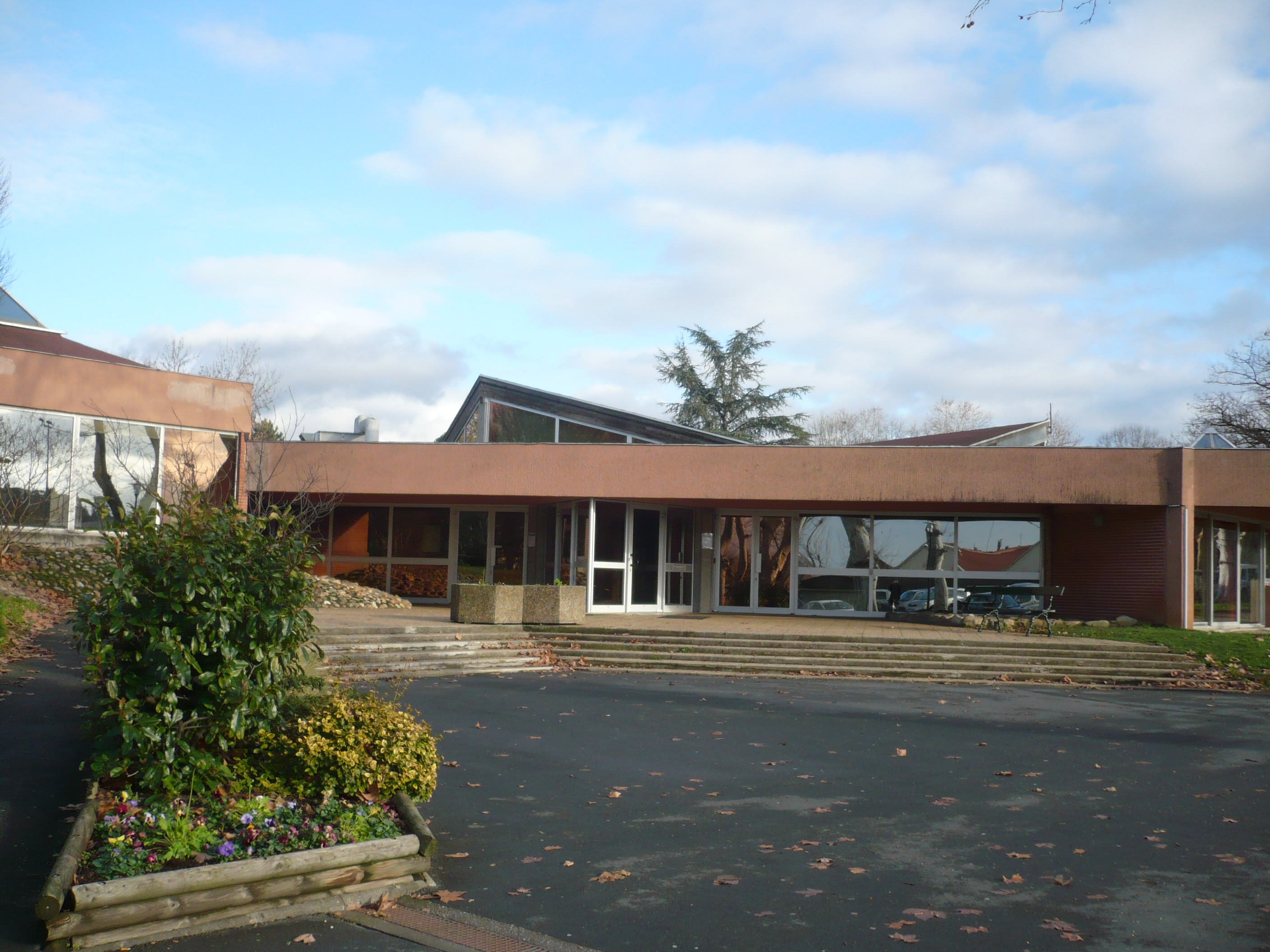
Médiathèque et Archives municipales de Castres construite en 1976. Des manifestations sont organisées tout au long de l'année.

- Escapade vénitienne, en septembre, avec des déambulations en costumes et masques italiens entre l'Évêché, les vieilles maisons sur l'Agoût évoquant Venise. À la place Pierre Fabre, un marché de produits italiens s'installe.
- La guinguette des bords de l' Agoût, de juin à septembre, s'organise au quai du moulin, en contrebas du jardin à la française de l'Évêché au bord de la rivière Agoût avec des chalets et un bar pour se restaurer, avec un espace détente, une scène...
- Les Rues'cambolesques, en juillet, forment un ensemble de spectacles gratuits de magie, de cirque, de musique, de danse...
- Les Extravadanses, en juillet, misent sur des spectacles, animations, stages et autres expositions pour célébrer la danse dans tous ses états.
- À portée de rue, en juillet, musique classique.
- Couleurs du Monde, festival organisé en août, et ses ballets folkloriques des quatre coins de la planète avec ses spectacles gratuits en plein air.
- Concert de rentrée, en septembre, a lieu place Soult. concert gratuit.
- Marché de Noël, en décembre. Installé sur 5 000 m2, le marché de Noël se déroule place Jean-Jaurès et place Soult. Ce marché de Noël se caractérise par sa forêt enneigée, ses chalets, ses décors, son village artisanal, ses producteurs locaux, ses terrasses, sa patinoire, ses manèges pour les enfants, la promenade en calèche, etc. En 2021, 300 000 visiteurs sont allés au marché de Noël à Castres.[réf. nécessaire]
- Festival des lumières, en décembre, comme à Lyon, des fresques de sons et lumières sont projetées sur les façades de monuments de Castres comme celui de l'évêché (palais et cathédrale Saint-Benoît), le théâtre, des hôtels particuliers (Neyrac, Beaudecourt), des églises (Platé et Villegoudou), le palais de justice, les vieilles maisons sur l'Agoût, l'ancienne abbaye-collège Les Cèdres, la fontaine Saint-Jacques... Ces fresques nocturnes évoquent l'histoire de Castres, les guerres de Religion entre catholiques et protestants, les peintures de Francisco Goya, le parcours de Jean Jaurès, les parachutistes du 8e RPIMA, les pèlerins de Saint-Jacques-de-Compostelle, etc.

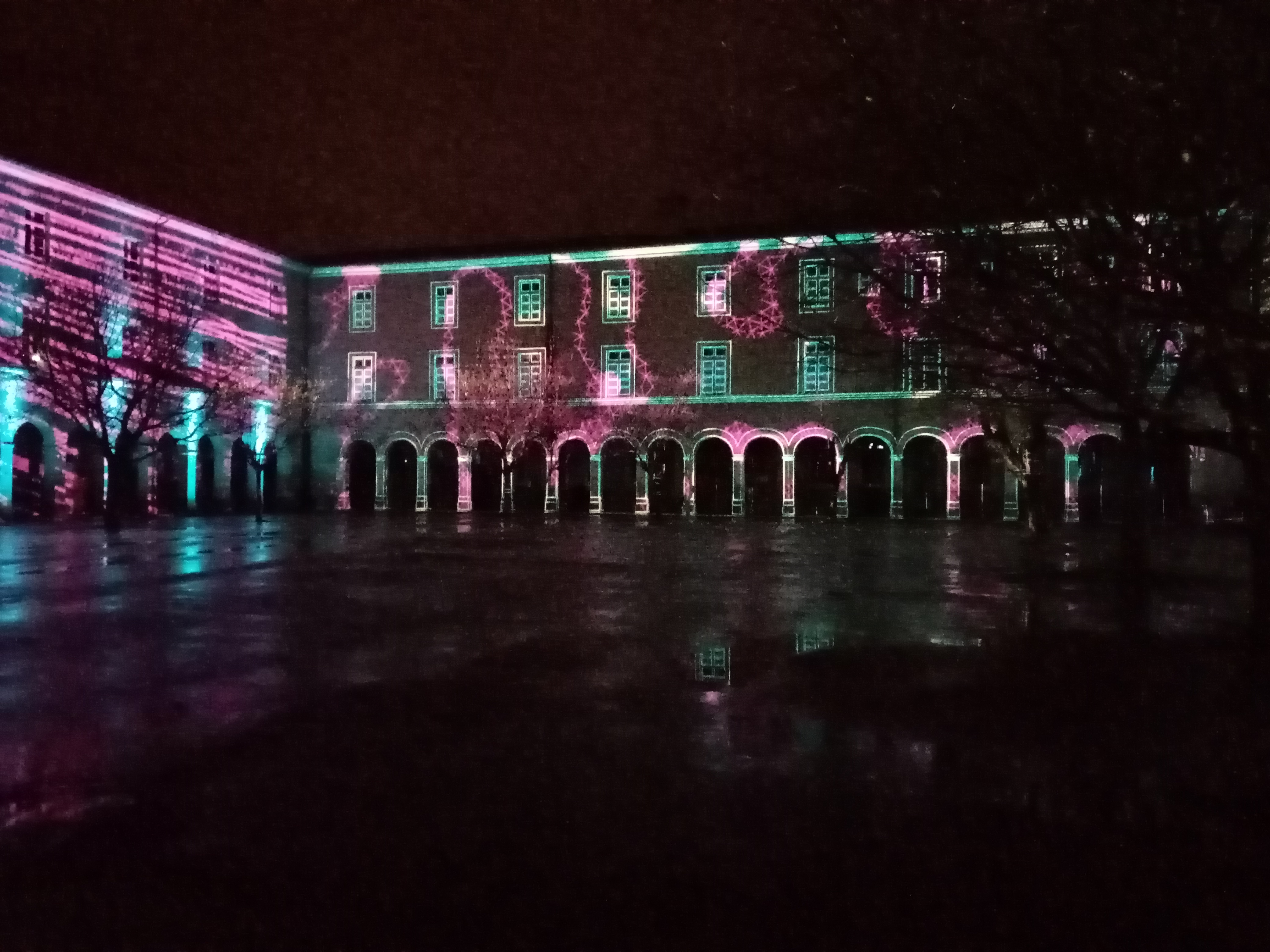
Fresques nocturnes dans le cloître de l'ancien collège Les Cèdres.

- Manège Jules-Verne, chaque automne et hiver, sur la place Jean-Jaurès, s'inspirant des carrousels des fêtes foraines au début du XXe siècle avec des avions biplans, des chevaux en bois et aussi des engins de Vingt mille lieux sous les mers.

## Santé

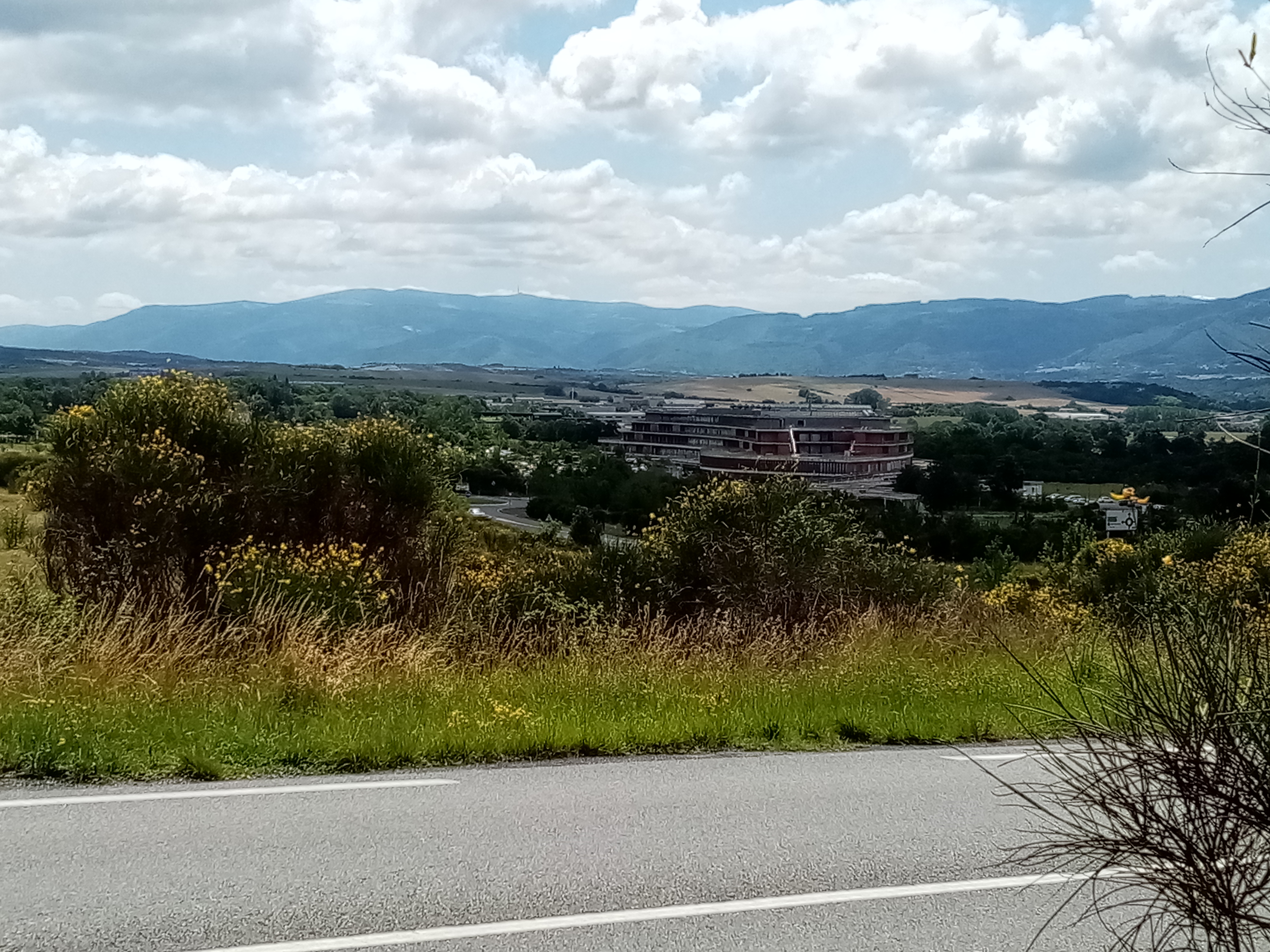
Hôpital du Pays d'Autan de Castres avec au loin la Montagne Noire.

La ville de Castres possède l'hôpital du Pays d'Autan au Causse, plus grand hôpital du sud du Tarn. Le CHIC (Centre Hospitalier Intercommunal de Castres-Mazamet) ressemble à paquebot avec ses cheminées, ses hublots, sa proue. On trouve aussi à Castres la clinique privé du Sidobre.

## Cultes
- Église Protestante Evangélique Libre[73].
- Église Protestante Unie de France Sud Ouest[74].
- Grand temple protestant de Castres.
- Mosquée Bilal.

## Sports

### Ville la plus sportive de France en 1995
Les diverses activités sportives, amateures et professionnelles, permettent à Castres de décrocher le titre de « ville la plus sportive de France » en 1995. Cette année-là, relevons notamment que le Castres olympique est finaliste du Championnat-de-France du rugby (première division), et que le Castres Volley-Ball est promu en Nationale 1B du Championnat-de-France (future Pro B, soit deuxième division).

### Castres olympique
Le club de rugby Castres olympique est créé en 1906 et évolue actuellement en Top 14 (1ère Division du Championnat de France de rugby).
le CO évolue dans l'élite du rugby français depuis le titre de Champion de France du groupe B en 1989.
Castres a été cinq fois Champion de France de 1re division en 1949, 1950, 1993, 2013 et 2018, trois fois finaliste en 1995, 2014 et 2022, et vainqueur de la Coupe de France en 1948.
Le CO participe à dix-neuf éditions de la coupe d’Europe entre la première édition en 1996 et 2025. Castres est vainqueur du Bouclier européen en 2003 et deux fois finaliste du Challenge européen en 1997 et 2000.

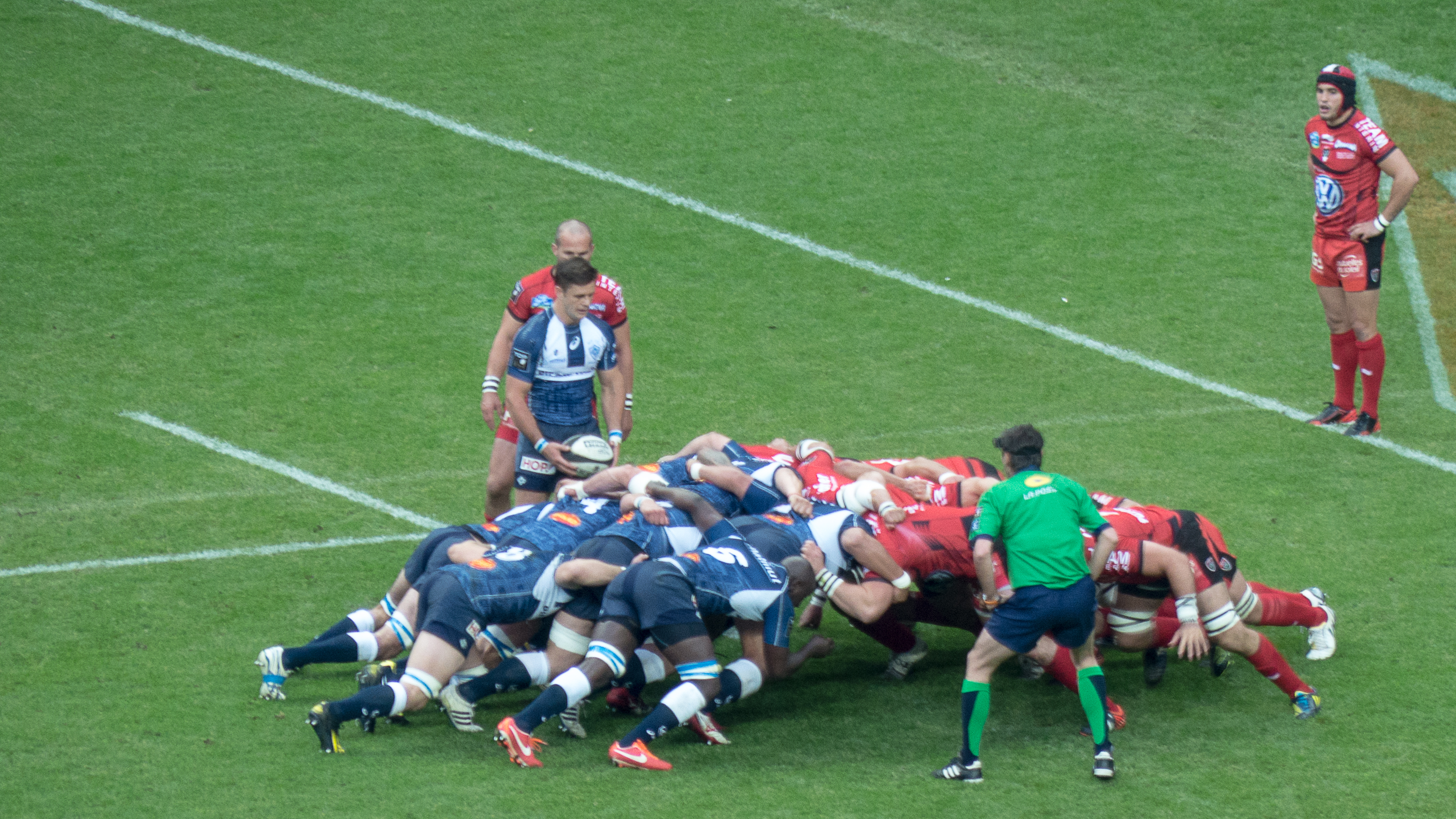
Finale 2013 : Rory Kockott et la mêlée castraise face aux Toulonnais.
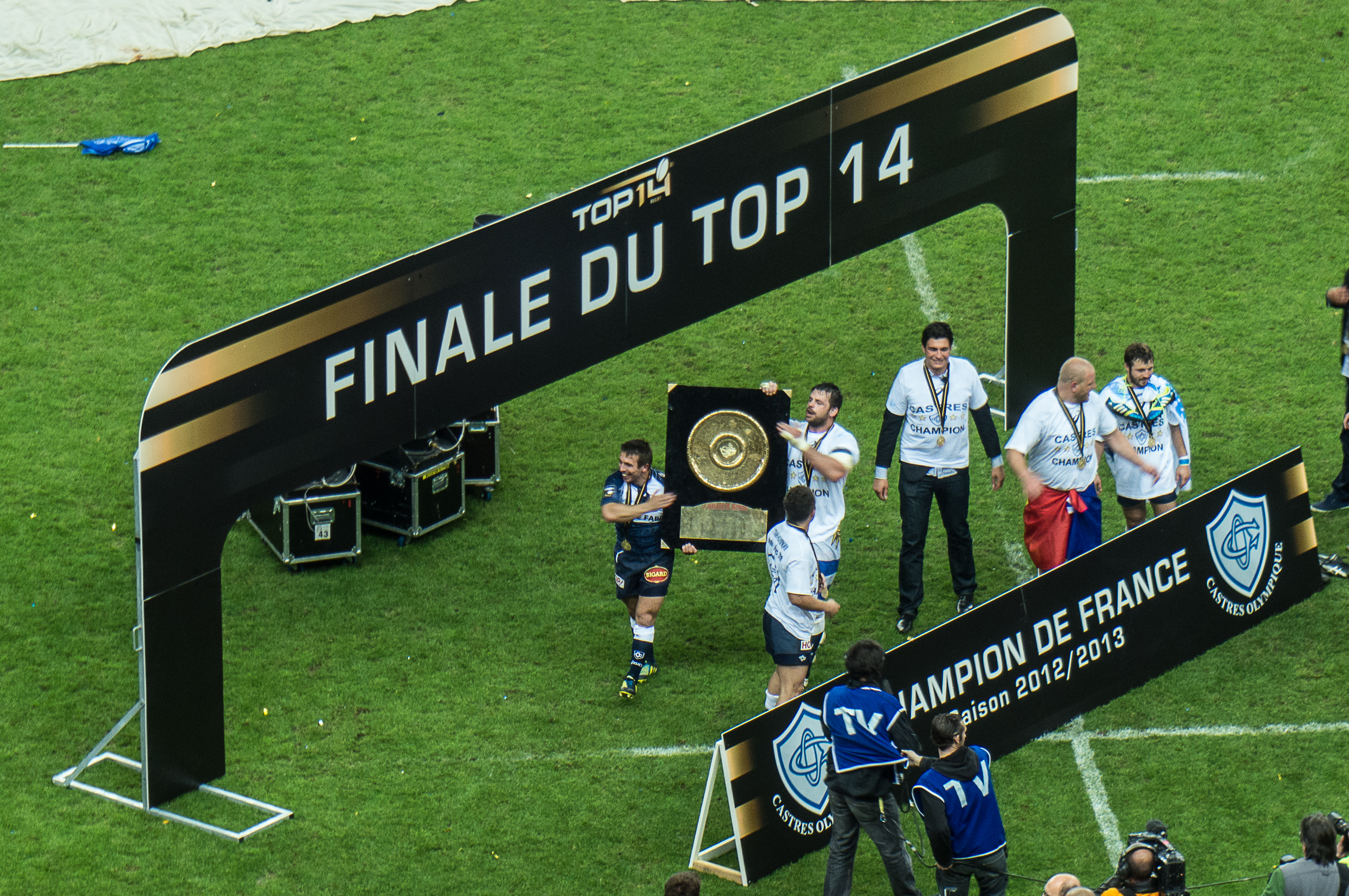
Rodrigo Capo Ortega et Romain Teulet champions de France 2013.
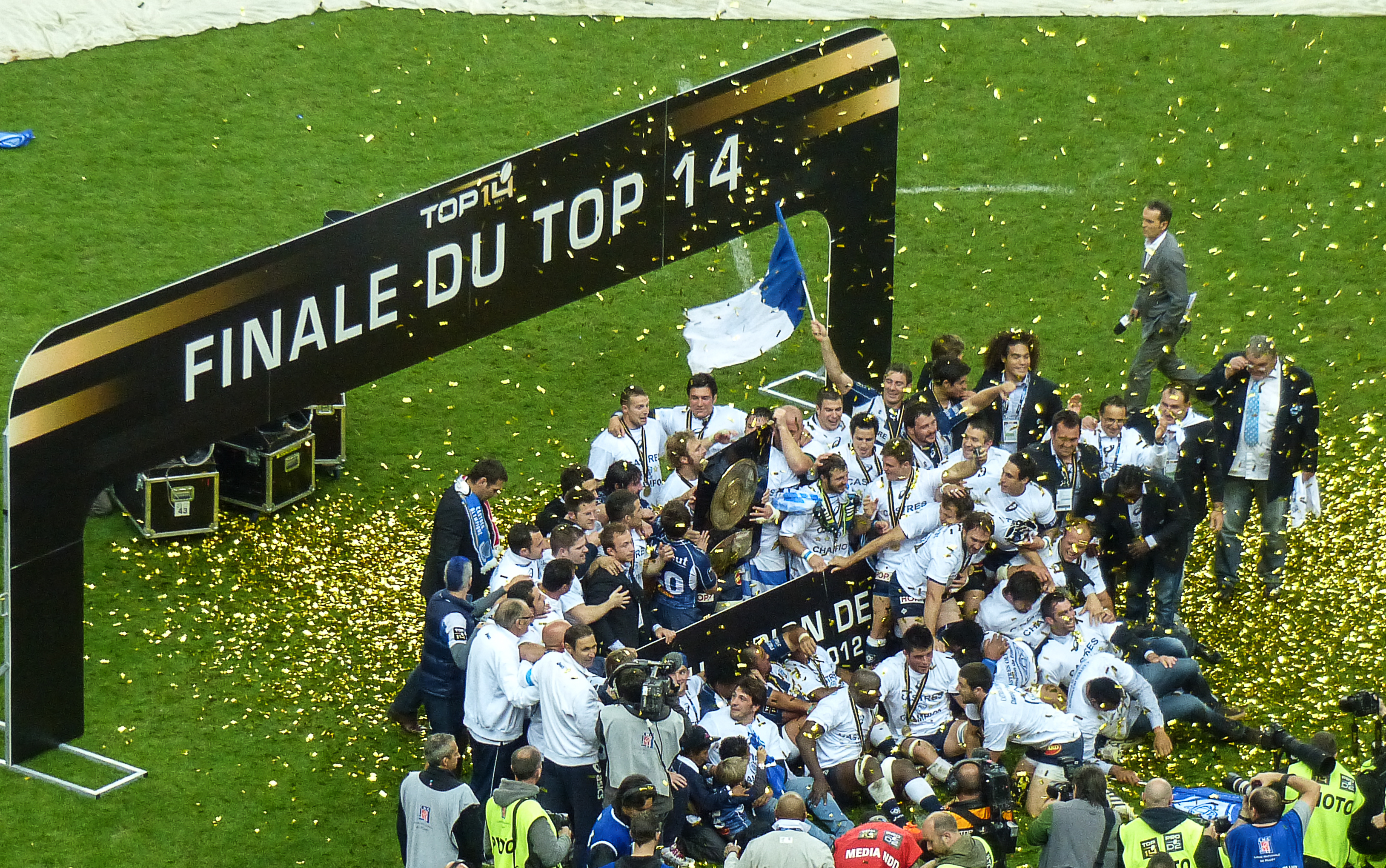
Castres est champion de France 2013 au Stade de France.
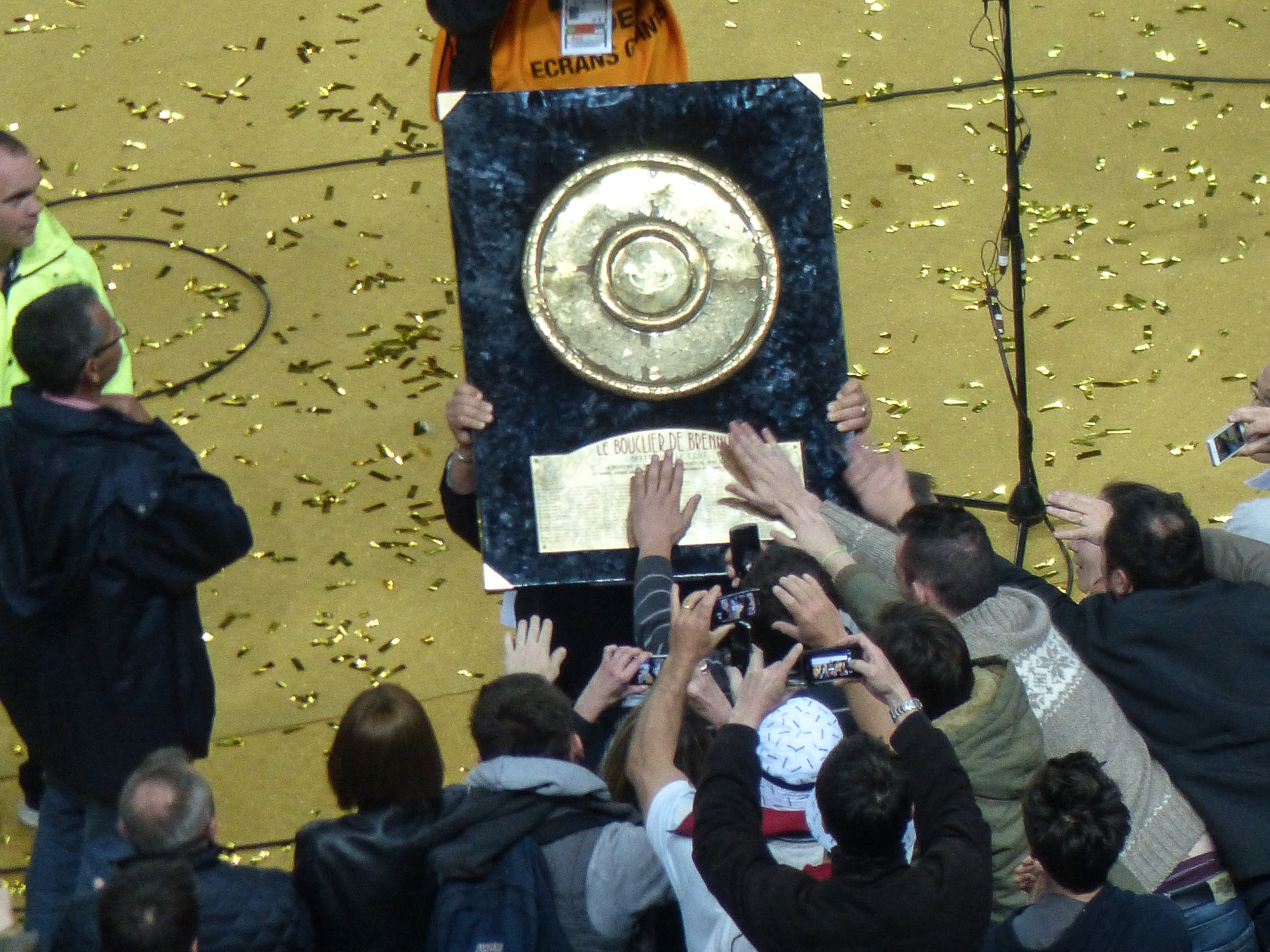
Le quatrième Bouclier de Brennus remporté par le CO en 2013 face au champion d'Europe.

### Union Sportive Castres Football
Castres, c'est aussi le football avec l'Union Sportive Castres Football (USCF) qui est un club issu de la fusion entre le Castres Football Club (CFC) et le Castres Lameilhé Football Club (CLFC), et qui est un club formateur réputé et labellisé par la Fédération française de football.
Plusieurs joueurs professionnels en sont issus :
- Claude Puel natif de Castres, jouait en juniors au Castres Football Club quand il est remarqué par l'AS Monaco dont il intègre son centre de formation en 1977[75].
- Guillaume Borne natif de Castres, commence le football à l'AS Lagarrigue, dans la banlieue de Castres, avant de rejoindre le Castres Football Club dans la catégorie benjamins. Lorsqu'il passe dans la catégorie 13 ans, il intègre le Centre de préformation de Castelmaurou[76]. À 15 ans, il intègre le Centre de formation du Stade rennais.
- Nabil Taïder natif de Lavaur, commence le football à l'âge de six ans au Castres FC[77]. Repéré dans les équipes de jeunes du Castres FC par Erick Mombaerts, il intègre le centre fédéral de préformation de Castelmaurou[78] à l'âge de treize ans.
- Saphir Taïder natif de Castres a joué au Castres FC et à l'US Albi avant d'intégrer le centre de formation du Grenoble Foot 38[79].

### Cyclisme
Castres est une ville étape de la Route d'Occitanie (voir palmarès et statistiques).
Le Tour de France cycliste est passé plusieurs fois à Castres (deux arrivées 1991 et 2007, un départ 2013, des passages en 1997 et 2020.)

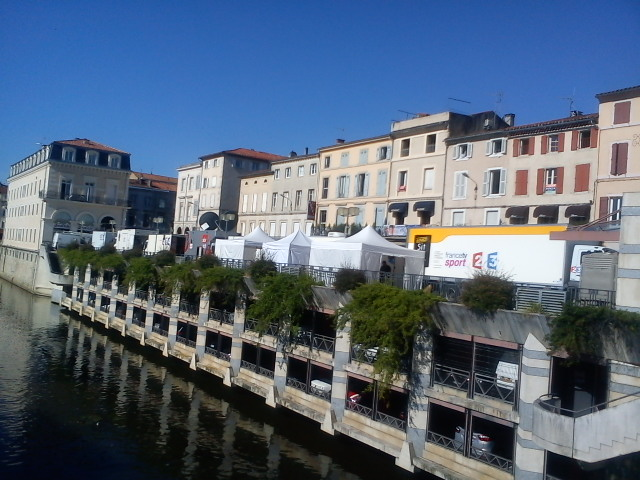
Départ d'étape du Tour de France à Castres en 2013. Régies de France TV entre les Arcades et les quais sur l'Agoût.
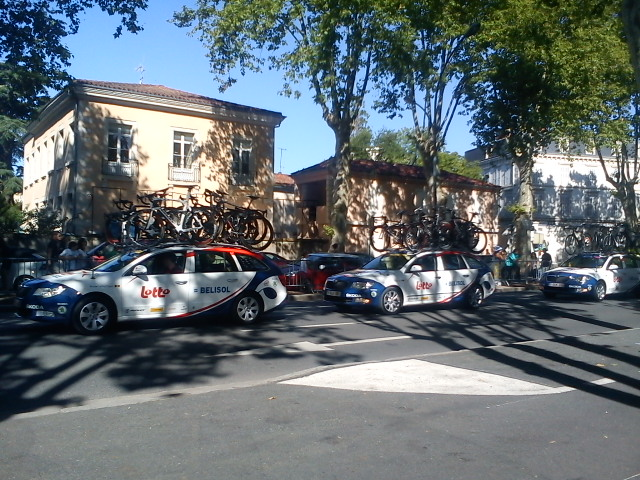
Voitures des directeurs sportifs des équipes cyclistes en centre-ville de Castres avant le départ d'étape 2013.

### Autres formations sportives
La ville de Castres dispose également d'un club de basket-ball, avec le Castres Basket Club, ou encore d'un club football américain, avec les Wolves de Castres. Les sports de glace sont aussi représentés au sein de la ville tout comme différents arts martiaux (Judo-Eï Do Kan avec plusieurs titres nationaux par exemple) ou encore des sports de combat, ainsi qu'un club d'athlétisme bénéficiant d'une structure de qualité en la présence du stade du Travet, qui accueille de nombreux meetings dont une épreuve du championnat de France. Enfin, le dynamique et historique club de gymnastique du Stade Castrais regroupe toutes sortes de disciplines (GAF, GAM, Trampoline, Tumbling, rock acrobatique) et représente la ville au plus haut niveau. La ville possède aussi un club de Tennis de Table, le CTTT (Castres Tarn-sud Tennis de Table).

### Installations et infrastructures sportives

#### Stade Pierre-Fabre
Le stade Pierre-Fabre (anciennement stade Pierre-Antoine de 1957 à 2017) est un stade qui accueille tous les matchs de rugby en championnat de France de Top 14 et Coupe d'Europe du Castres olympique à domicile.

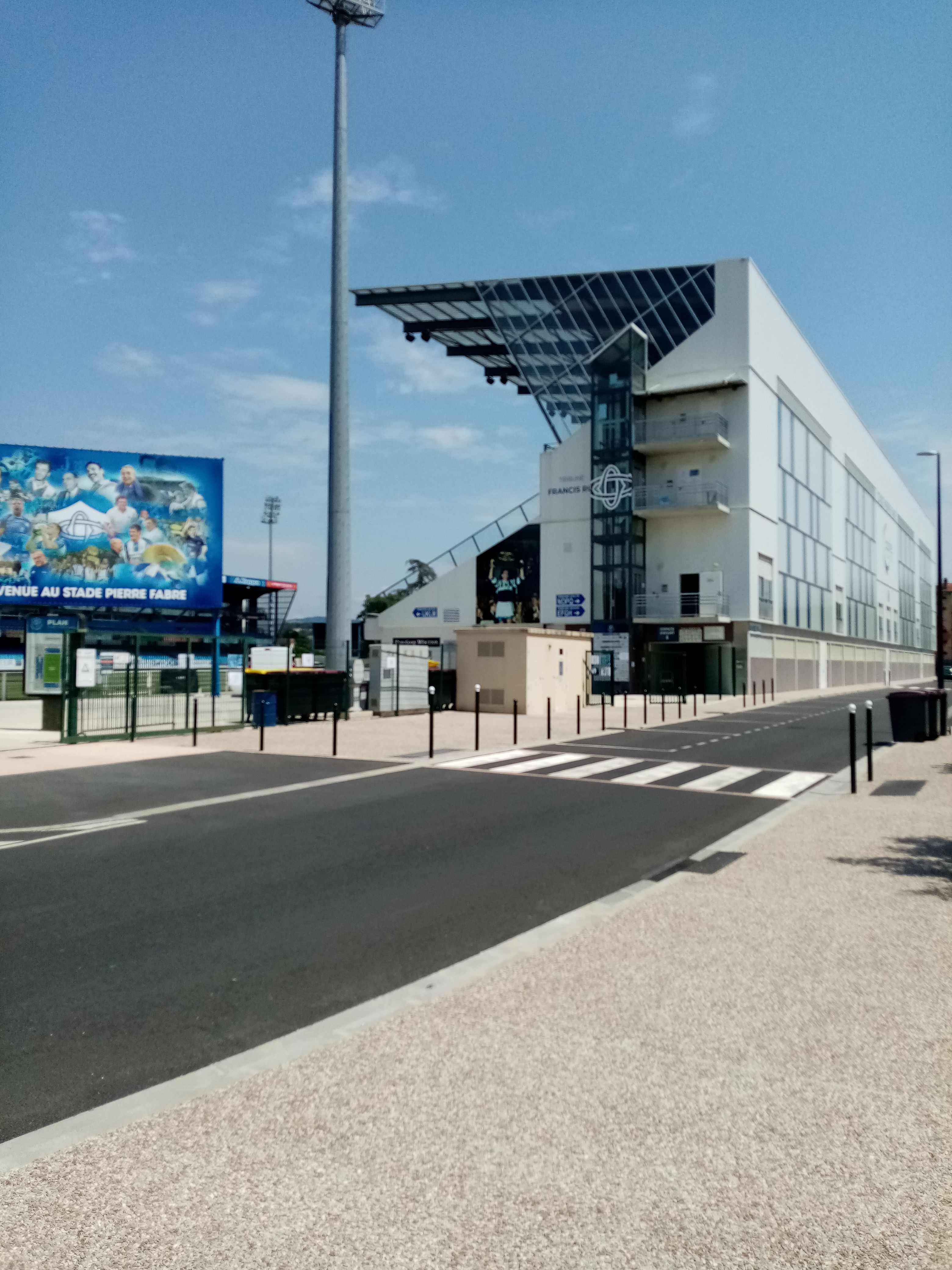
Tribune Francis Rui, loges, espaces de réception, pub Gary Whetton écran géant au stade Pierre-Fabre.
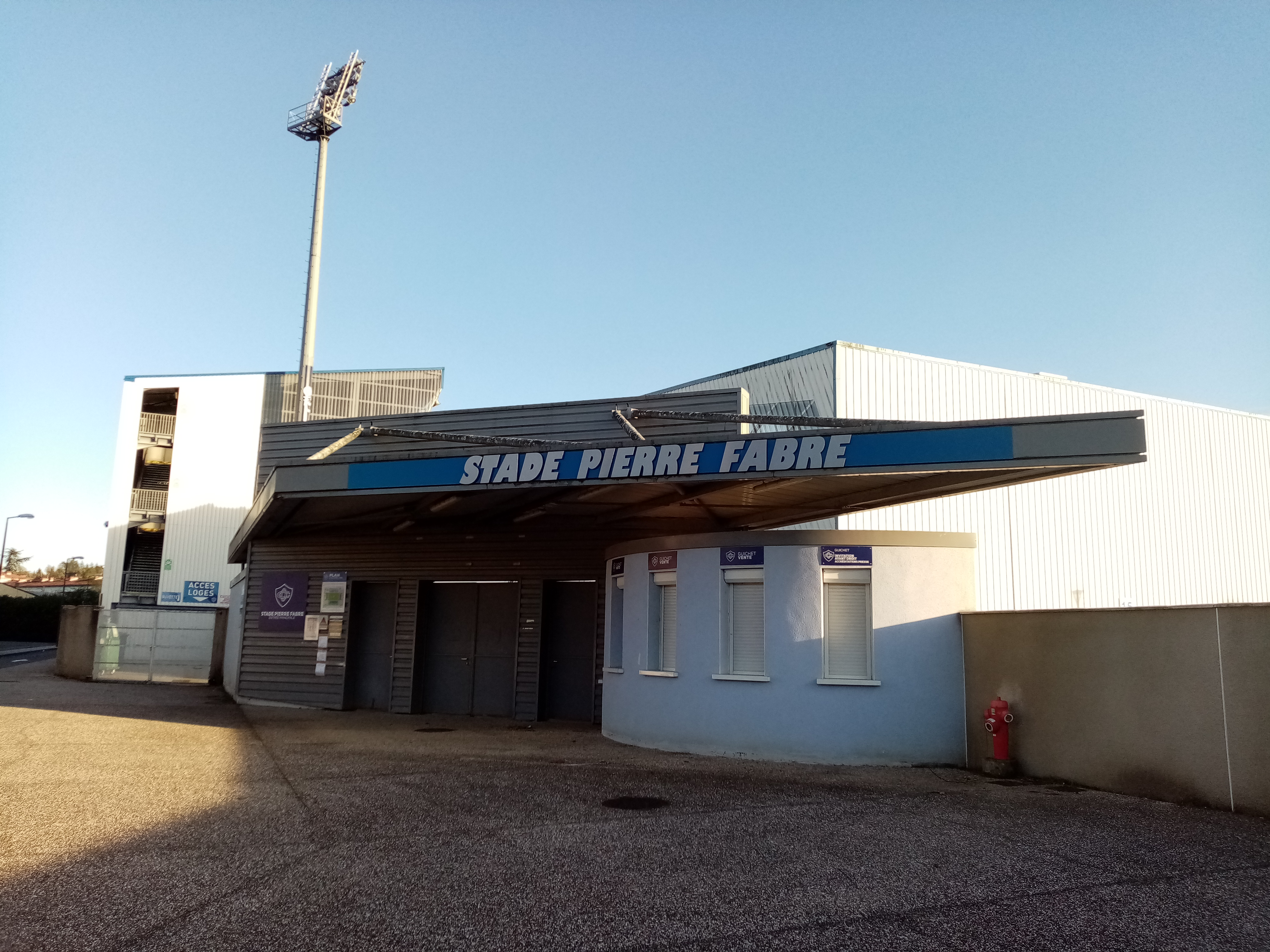
Entrée et guichets du stade Pierre-Fabre.
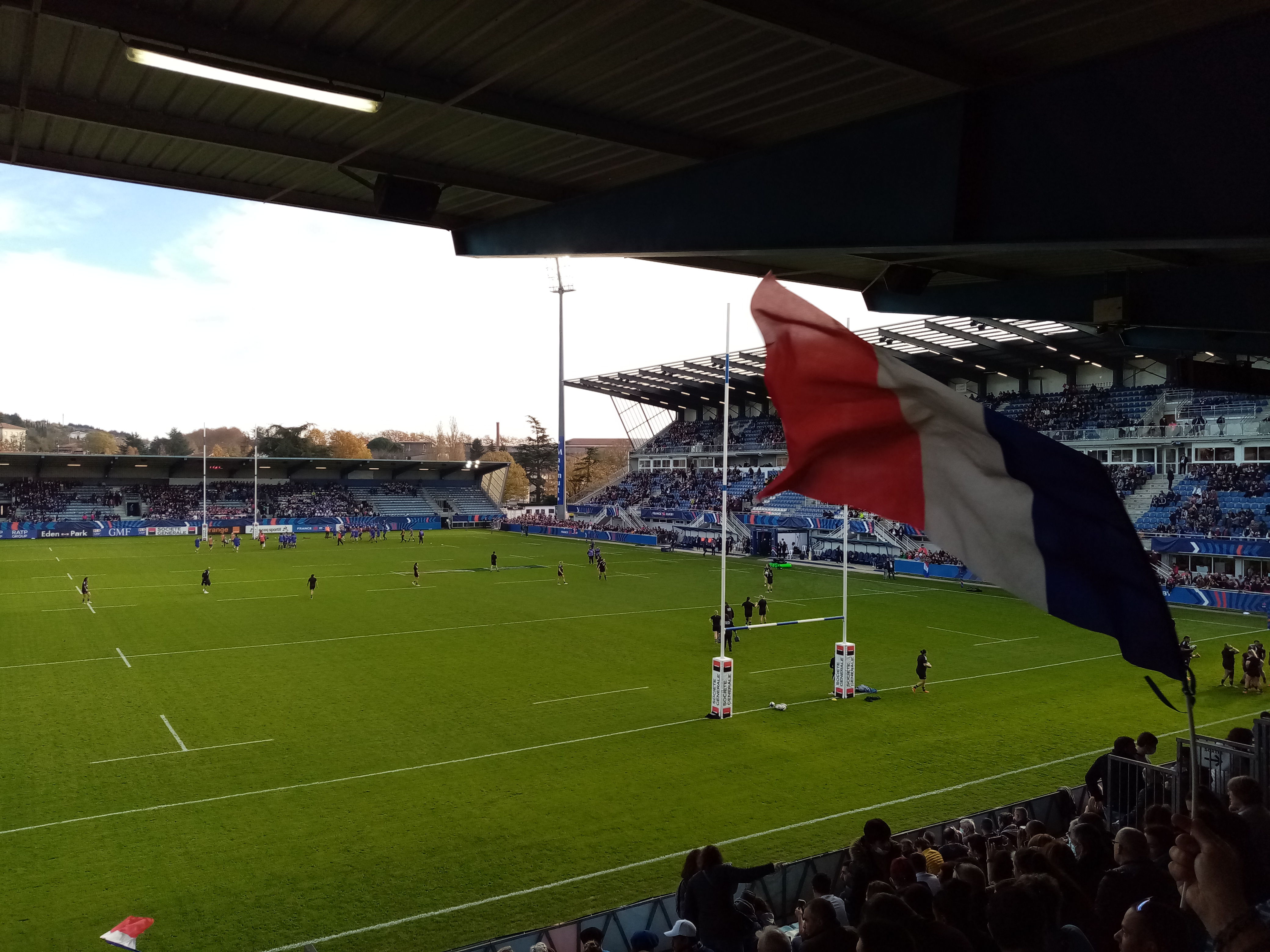
Avant-match à Castres, entre la France et les Black Ferns (29-7), le 20 novembre 2021.
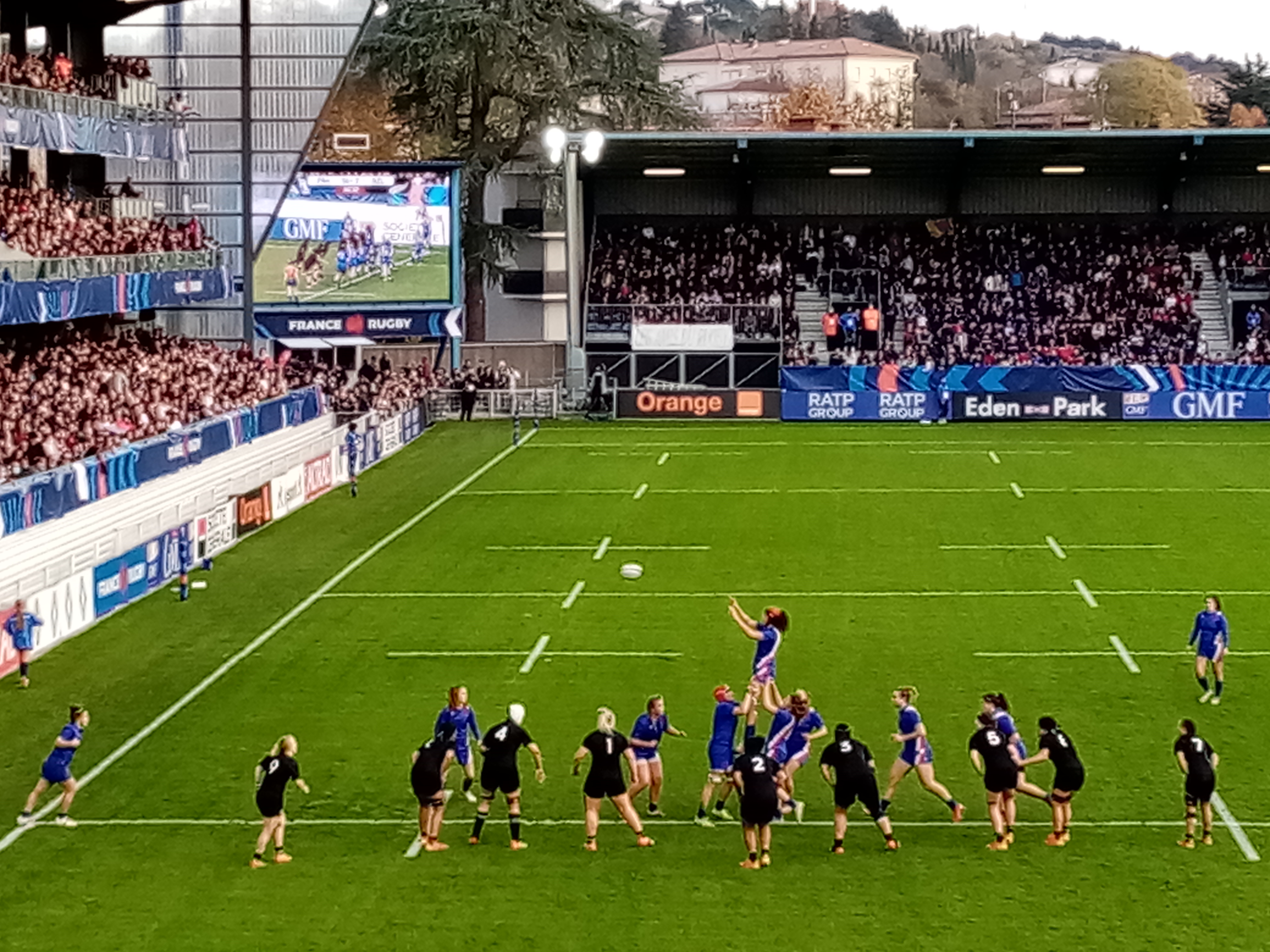
Lancé en touche des Françaises sur la pelouse castraise.
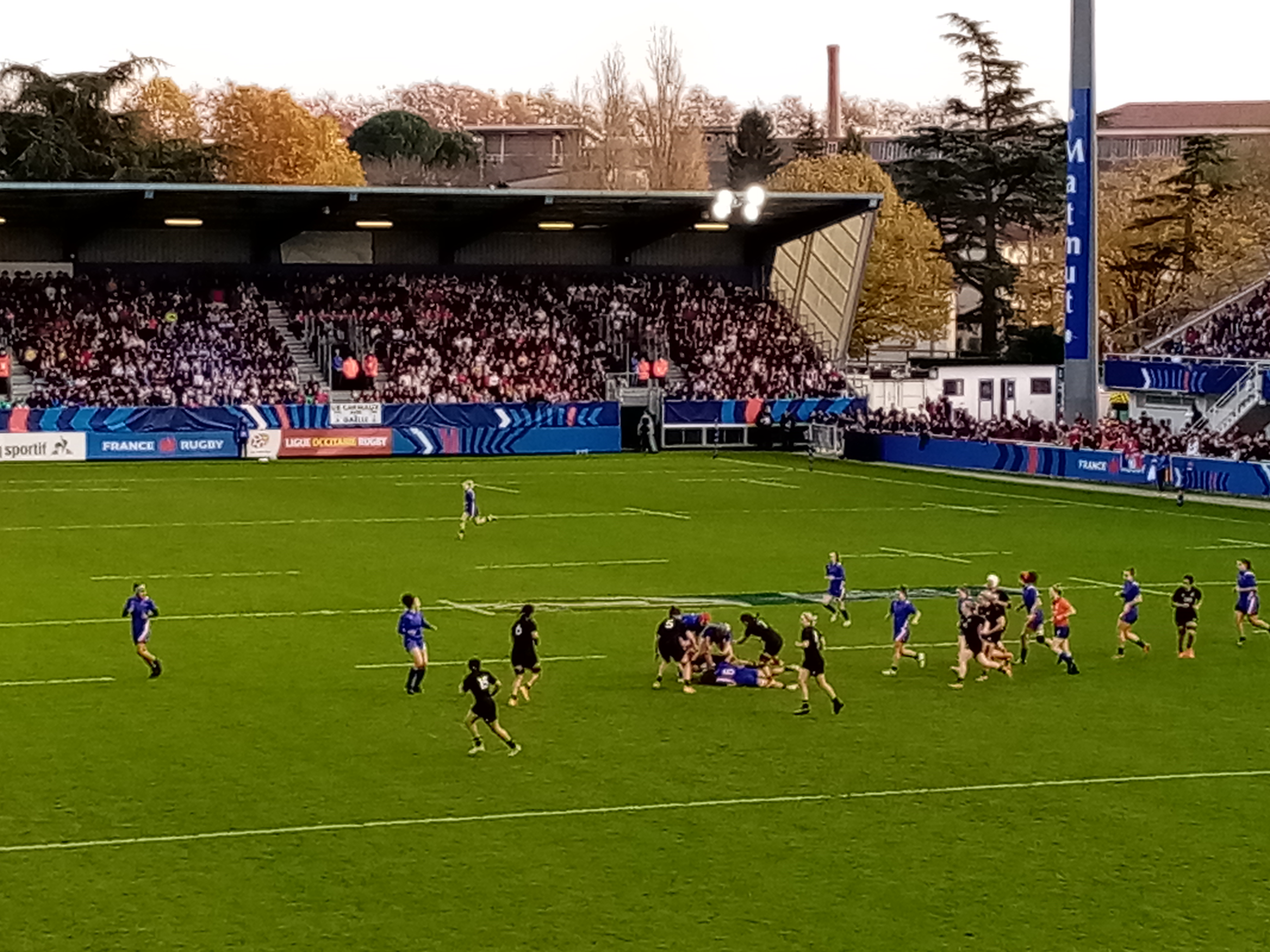
Offensive des Bleues face aux Black Ferns championnes du monde en titre à Pierre-Fabre.
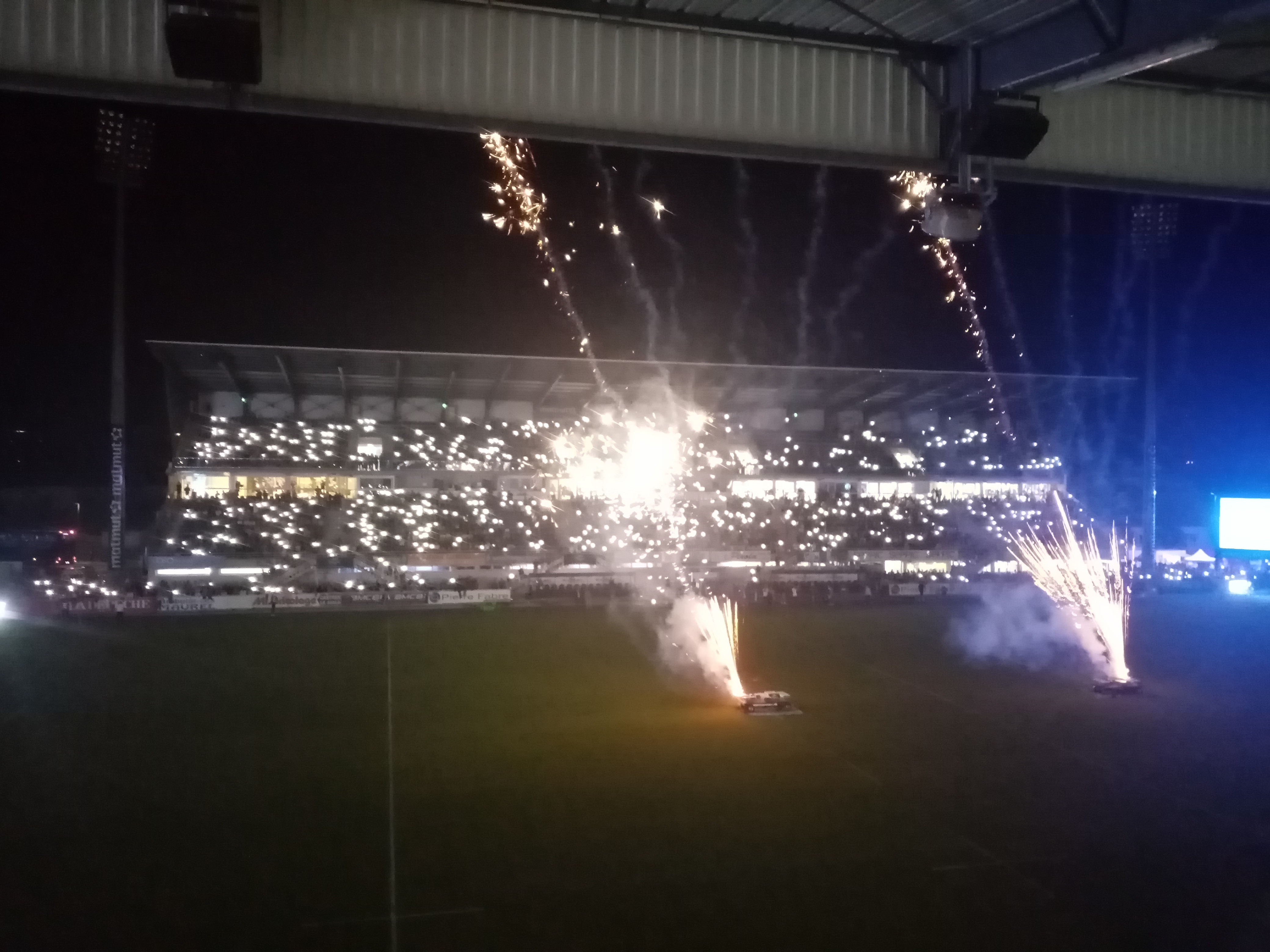
Feux d'artifice au stade Pierre-Fabre de Castres le 28 juin 2023.

#### Stade du Travet
Ce stade possède une piste synthétique d'athlétisme qui a accueilli de 1999 à 2018 un meeting international qui a notamment été qualificatif pour les Jeux Olympiques de Sydney en 2000. Au fil des ans, plusieurs athlètes de renom ont participé à cette compétition (Christophe Lemaître, Romain Mesnil, Jean Galfione, Szymon Ziolkowski, Muriel Hurtis, Christine Arron...). La piste du Travet détient plusieurs records actifs ou historiques, nationaux et continentaux.

#### Patinoire et piscine de l'Archipel
La ville de Castres possède un complexe de loisirs, sportif et ludique, comprenant des piscines intérieures et extérieures, avec jeux aquatiques, ainsi qu'une patinoire, tout près de l'université (IUT de chimie) et du campus de La Borde Basse.

#### Centre équestre
Le centre équestre de Castres, situé à La Borde Basse, organise une compétition nationale et une internationale.

## Médias
Castres dispose d'une agence de La Dépêche du Midi située quai Miredames gérant l'édition locale et sud-tarnaise du quotidien.
L'hebdomadaire Le Journal d'ici édité par Tarn Médias a son siège rue Mahuziès à Castres.
La ville a vu l'implantation d'une station de radio étudiante (RADIOM) en 2007.

## Culture locale et patrimoine

### Lieux et monuments

#### Édifices religieux

##### Cathédrale Saint-Benoit
La cathédrale Saint-Benoit, rue de l'Hôtel-de-Ville, est la plus grande église de Castres. Elle a été bâtie à l'emplacement de l’abbatiale fondée au IXe siècle par les bénédictins dont il reste le clocher, seul vestige d'architecture romane qui a conservé sur ses faces des bandes lombardes, du même type qu'à Saint-Salvy d'Albi, ainsi que des modillons modulés. Le dernier niveau de la tour a été très largement modifié au XVIIe siècle. Après que les guerres de Religion eurent détruit les deux premiers édifices, la construction fut confiée à l'architecte Caillau en 1677 puis Eustache Lagon reprit les travaux en 1710. Elle fut consacrée en 1718. Pour des raisons financières, elle n'a pas été terminée. L'entrée a été réalisée sur le côté. On distingue le style gothique de cet édifice situé derrière les jardins et le palais de l'évêché.
Classée monument historique en juin 1953, la cathédrale Saint-Benoît, de style baroque, à la nef resserrée, est impressionnante par ses vastes proportions. Le chœur est entouré de quatre statues de marbre de la fin du XVIIe siècle provenant de la chartreuse de Saïx. Seule œuvre destinée à la cathédrale, la Résurrection du Christ, toile du retable du maître-autel commandé par l'évêque Sébastien de Barral à Gabriel Briard.

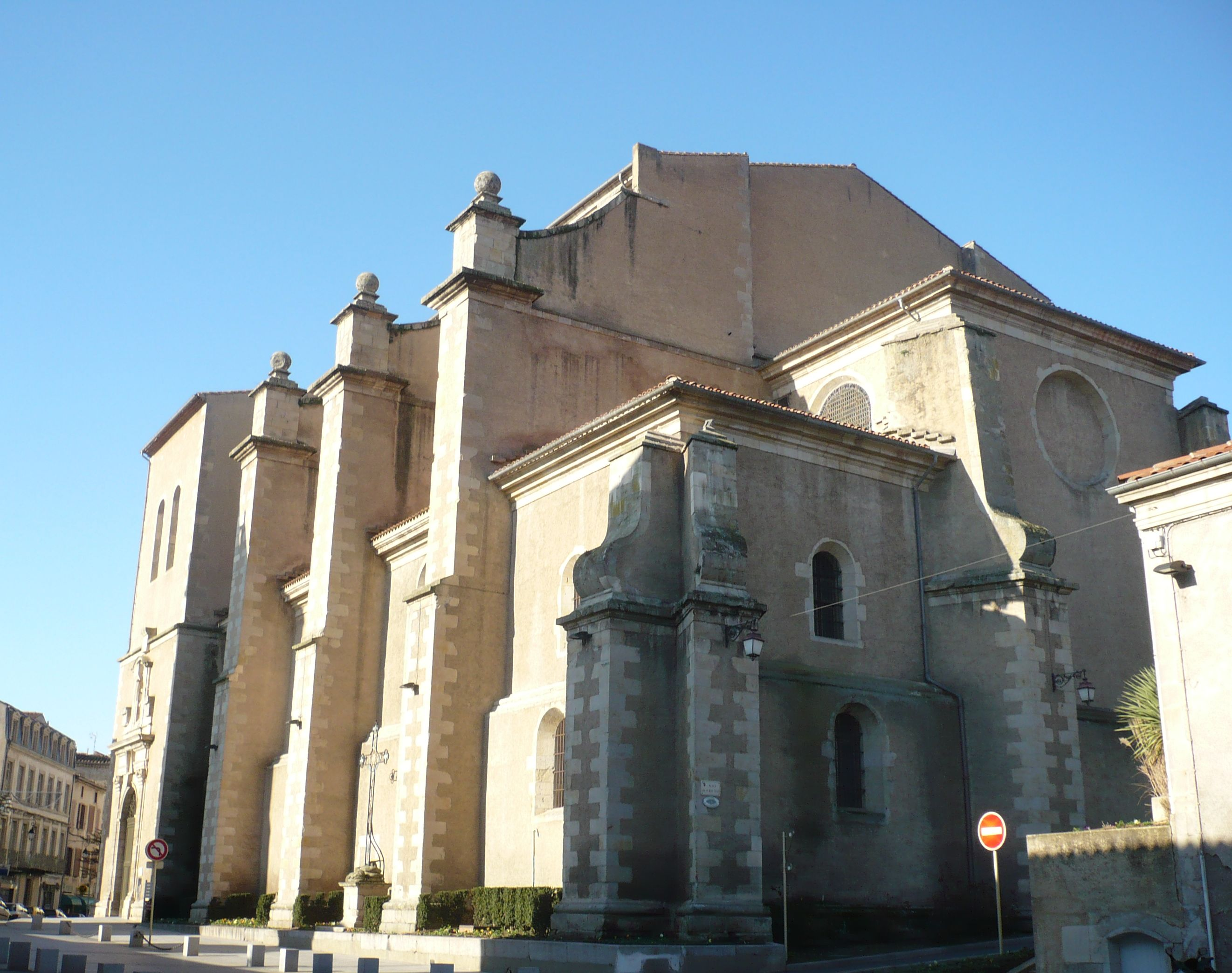
La cathédrale Saint-Benoît construite au XVIIe siècle.
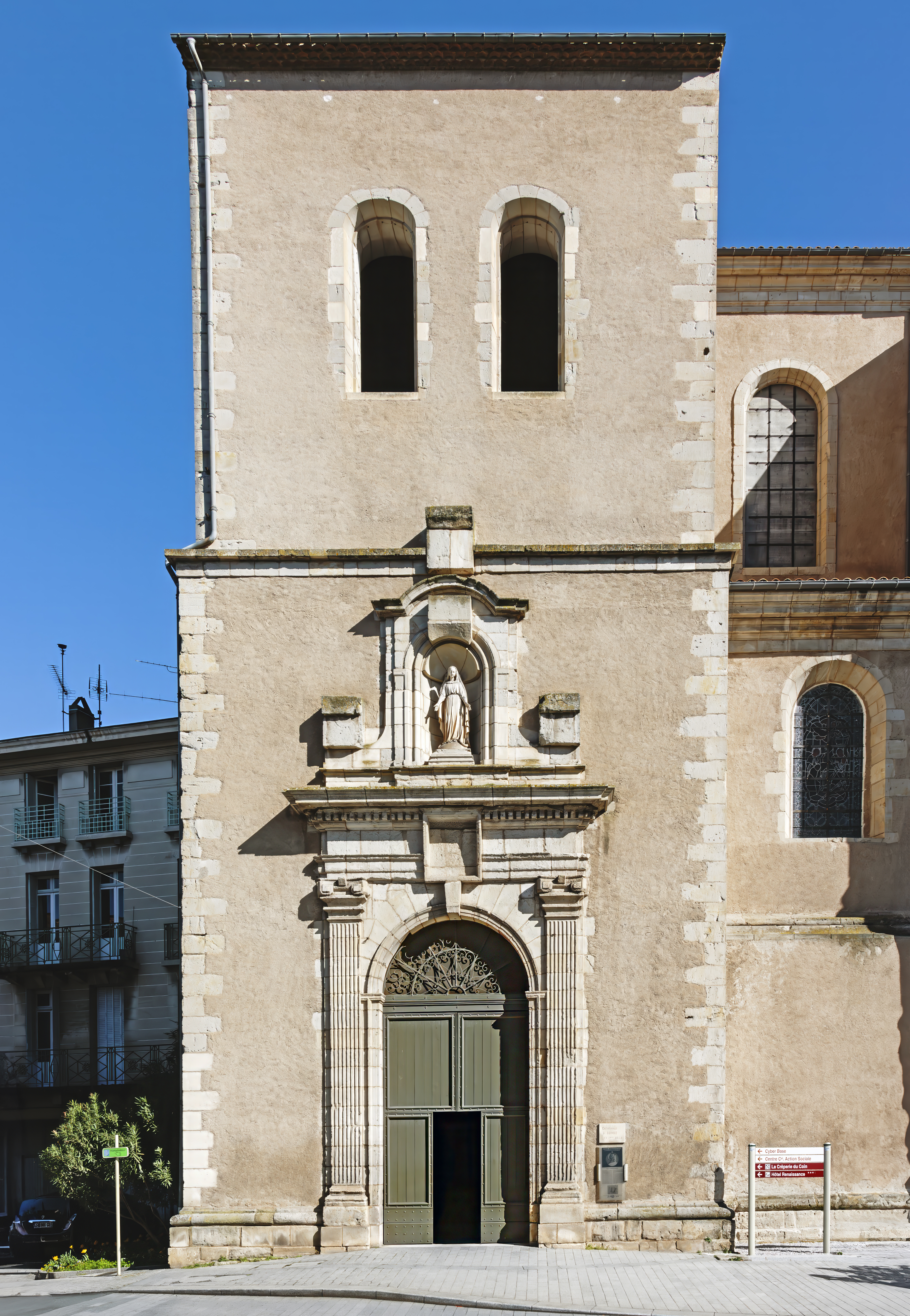
L'entrée de la cathédrale sur le côté.
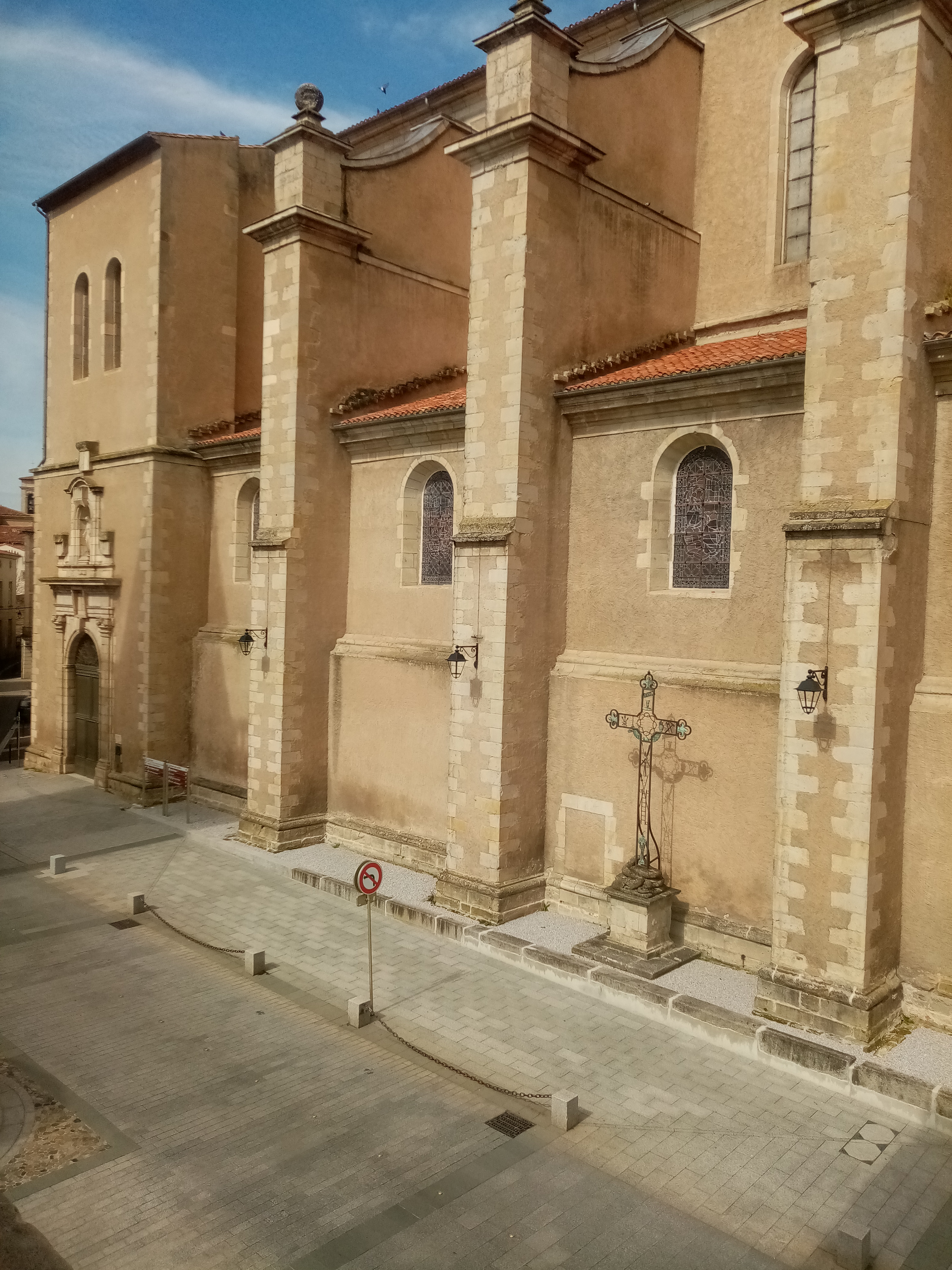
La cathédrale avec ses chapelles et contreforts.

##### Église Saint-Jean-Saint-Louis de l'Albinque
L'église Saint-Jean-Saint-Louis, avenue Augustin-Malroux, fut construite à la fin du XIXe siècle. Cet édifice religieux se trouve aux limites du centre-ville historique de Castres. En 1867, débuta la construction de l'église Saint-Jean-Saint-Louis, qui fut inaugurée en 1873.
La naissance de l’église fut rendue possible grâce à un legs et un appel à souscription. Ainsi la construction débuta en 1867 et se termina six ans plus tard sous le regard de l’architecte de la ville M. Barthe. Son clocher est visible depuis les hauteurs de la Capélanié.

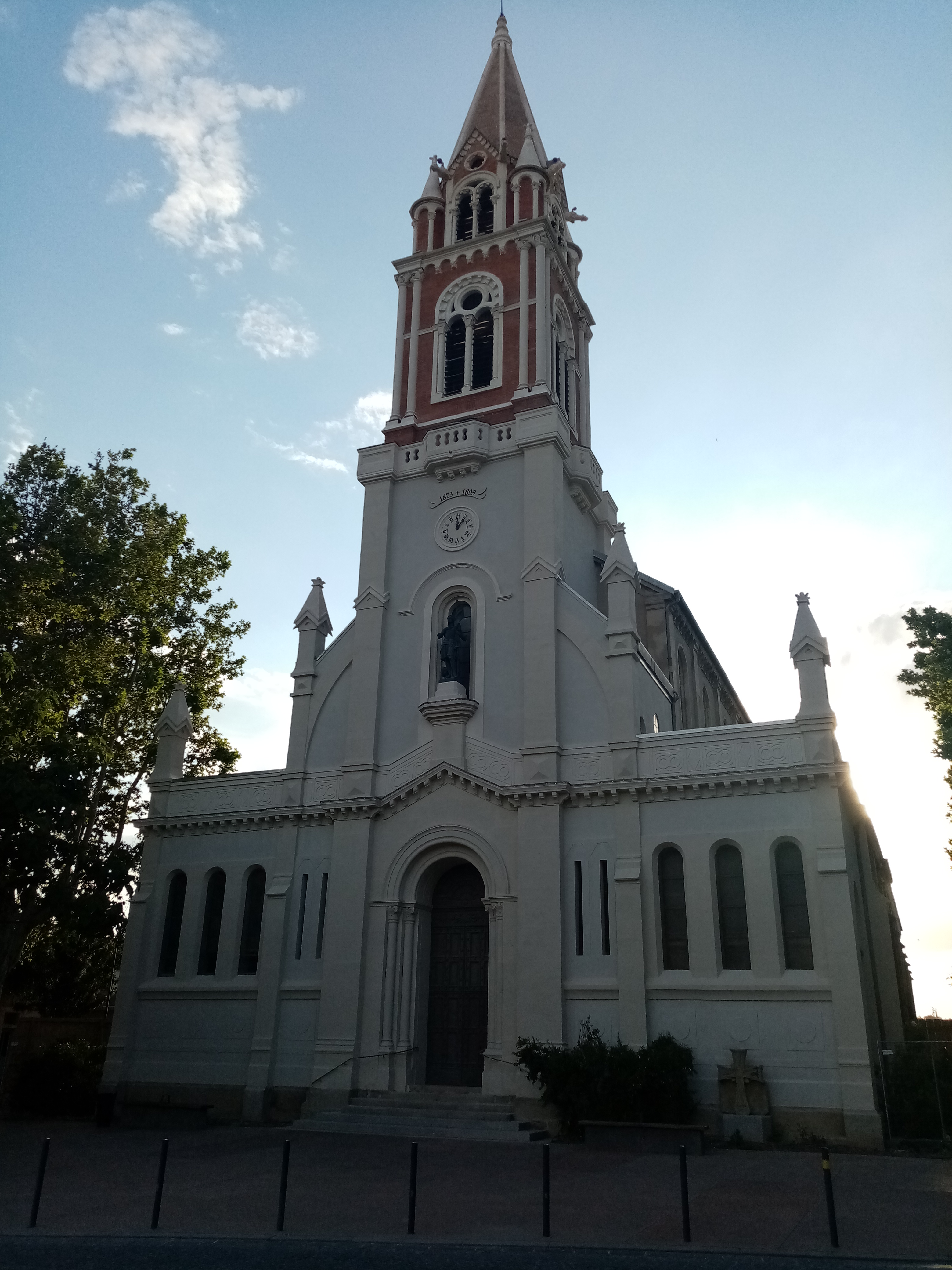
Façade rénovée de l'église Saint-Jean-Saint-Louis en 2024.
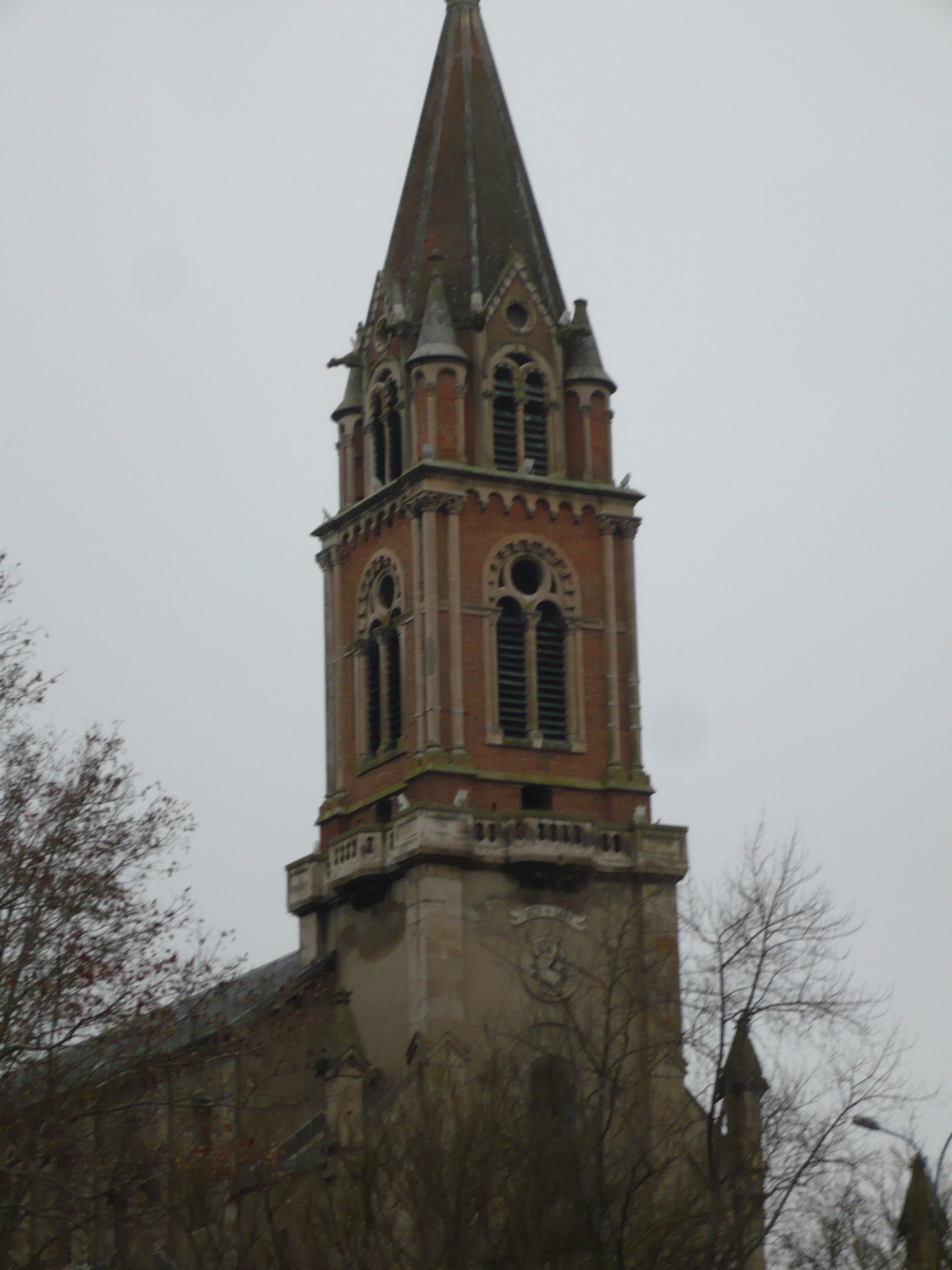
Clocher de l'église dominant la place de l'Albinque.
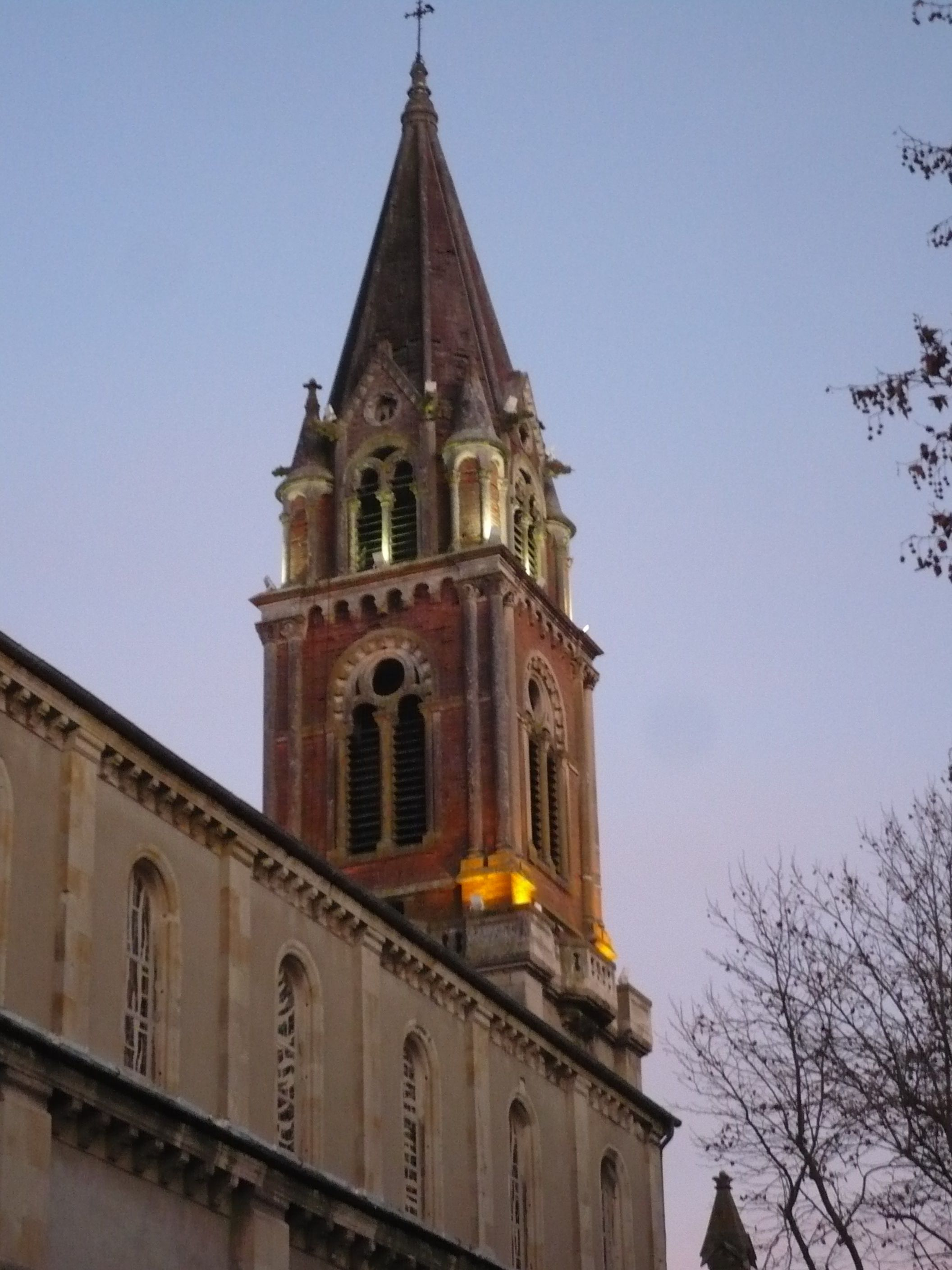
Illuminations de l'église la nuit.

##### Église Saint-Jacques de Villegoudou
L'église Saint-Jacques de Villegoudou, rue Francisco-Ferrer, constitua un lieu de passage pour les pèlerins se dirigeant vers Saint-Jacques-de-Compostelle en Espagne. Elle doit son nom à l’hôpital qui accueillait les pèlerins de Compostelle, avant l’entrée de la ville, rive gauche. L’église ogivale de Saint-Jacques fut construite à la fin du XIVe siècle. Détruite en 1567, il n’en reste aujourd’hui que le clocher, tour carrée et massive de style gothique méridional. Relevée, elle est à nouveau détruite en 1574, puis relevée encore en 1603, avant de devenir carrière pour les remparts de la cité que prépare le duc de Rohan en 1621. La flèche fut rajoutée en 1754 et en 1843 fut acquis le terrain qui permet l’accès par le boulevard extérieur. À cette entrée une statue montre Jacques le Mineur tenant le marteau foulon, objet de son supplice. À la clef de voûte du porche on peut voir les armoiries de Castres portant un B et un corbeau, emblème de saint Benoît. À l’intérieur on peut voir un saint Bruno peint par Le Sueur. L’église Saint-Jacques côté nord, ainsi que son clocher, sont inscrits sur l’inventaire des monuments historiques depuis le 12 août 1955.

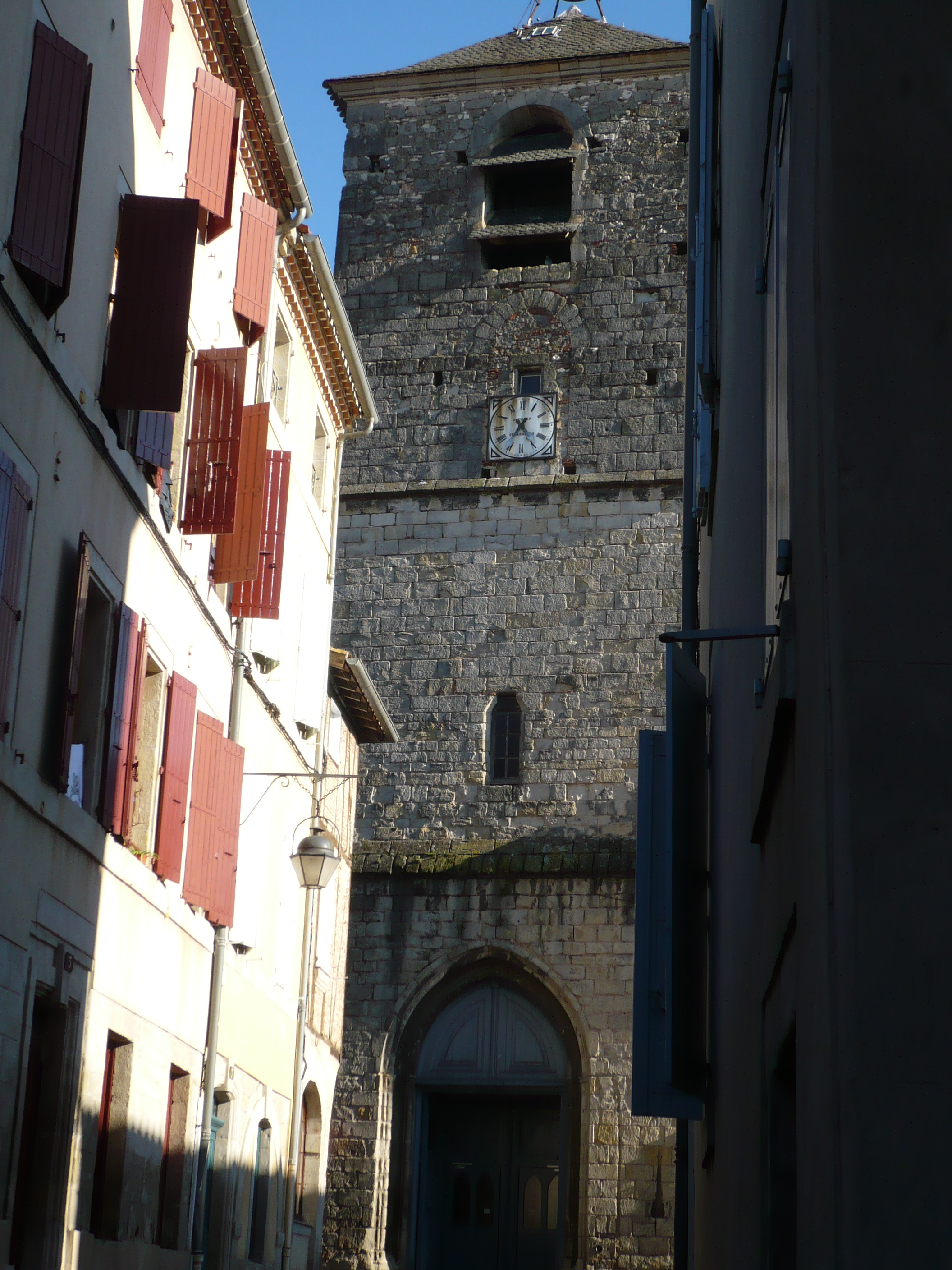
Vestige du clocher de l'église Saint Jacques de Villegoudou
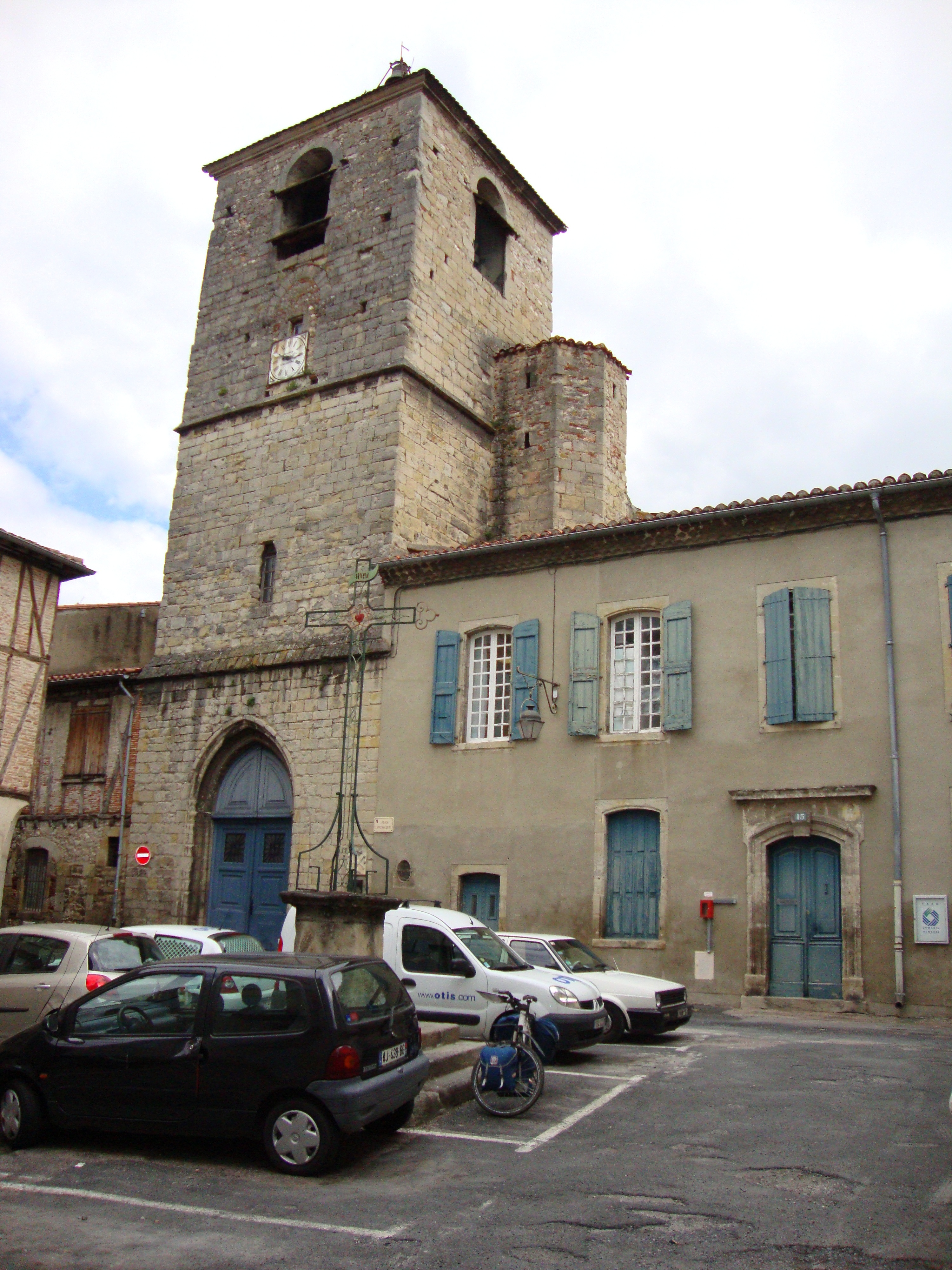
L'église Saint-Jacques et son clocher.
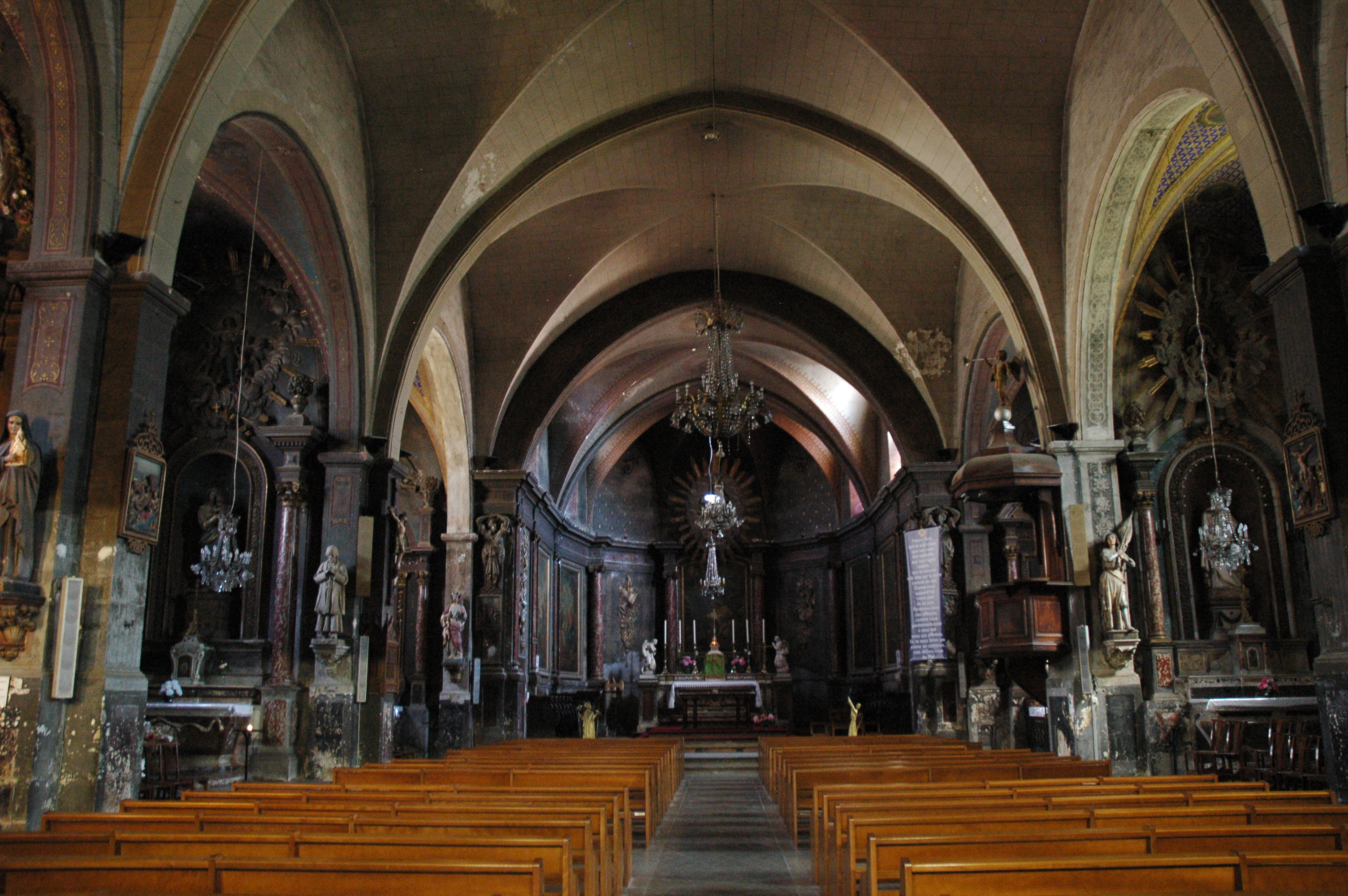
L'intérieur.

##### Église Notre-Dame-de-la-Platé
L'église Notre-Dame-de-la-Platé, rue Victor-Hugo, apparaît pour la première fois dans un texte de la fin du IXe siècle. Elle sera démolie puis reconstruite plusieurs fois avant de prendre sa forme actuelle. L'église d'aujourd’hui, qui date de 1755, est la 5e construite sur l'emplacement de la chapelle du IXe siècle, détruite par les calvinistes pour renforcer les murailles de ses pierres. La façade de cette église baroque se compose de deux étages (l'un dorique, l'autre ionique) couronnés d'un fronton triangulaire. L'autel est surmonté d'un retable comprenant une statue de saint Michel attribuée au menuisier Battandier. En 1756, les sculpteurs toscans Baratta exécutent le bas-relief de l'assomption de la Vierge, en marbre de Carrare, ainsi que le baptême du Christ des fonts baptismaux. L'orgue est ajouté en 1764 et restauré ainsi que la chaire par Pierre de Thomas de Labarthe. Le clocher est construit en 1771. L'ensemble des décors peints date de la seconde moitié du XIXe siècle.

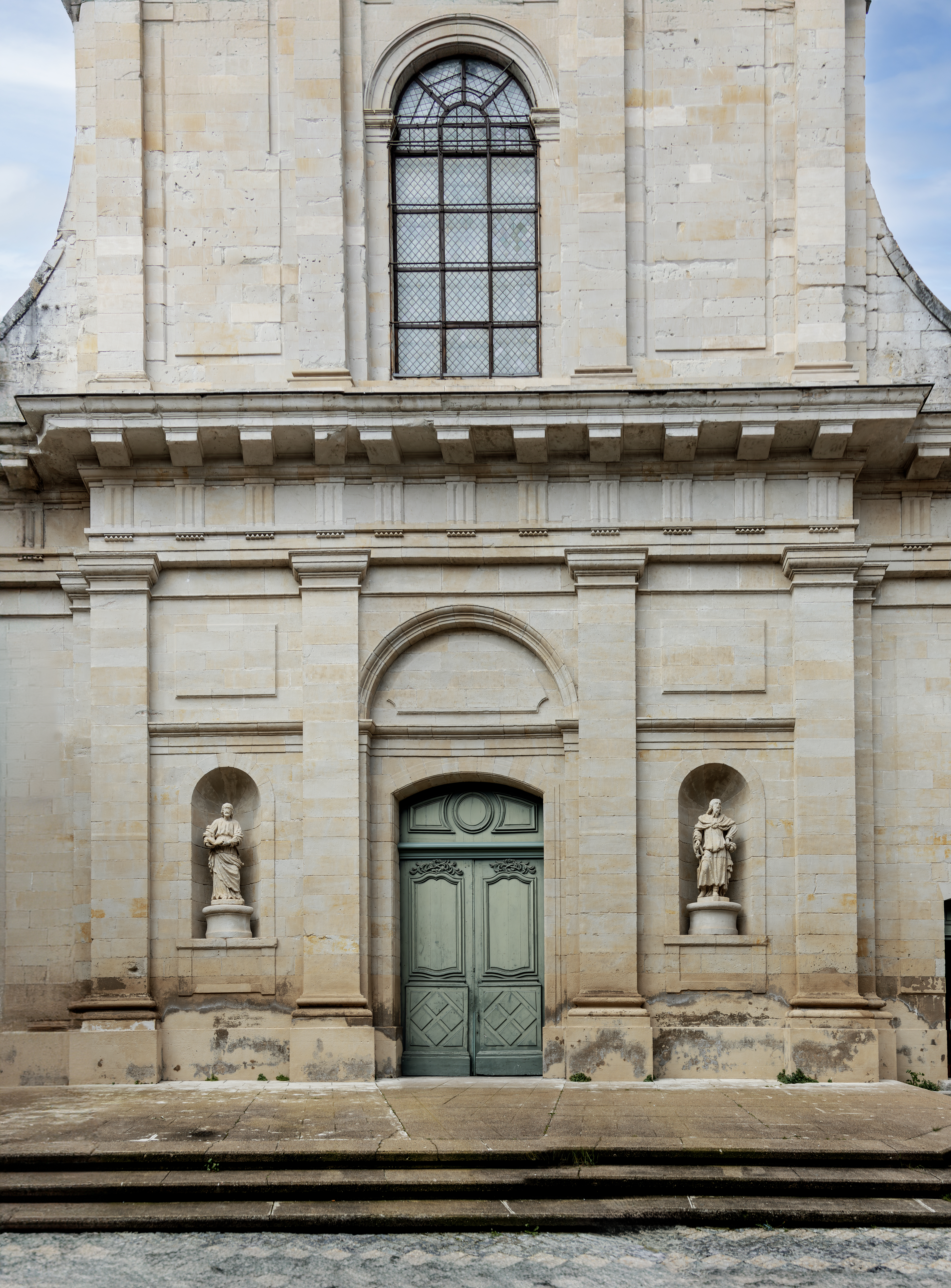
La façade rénovée de l'église de la Platé.
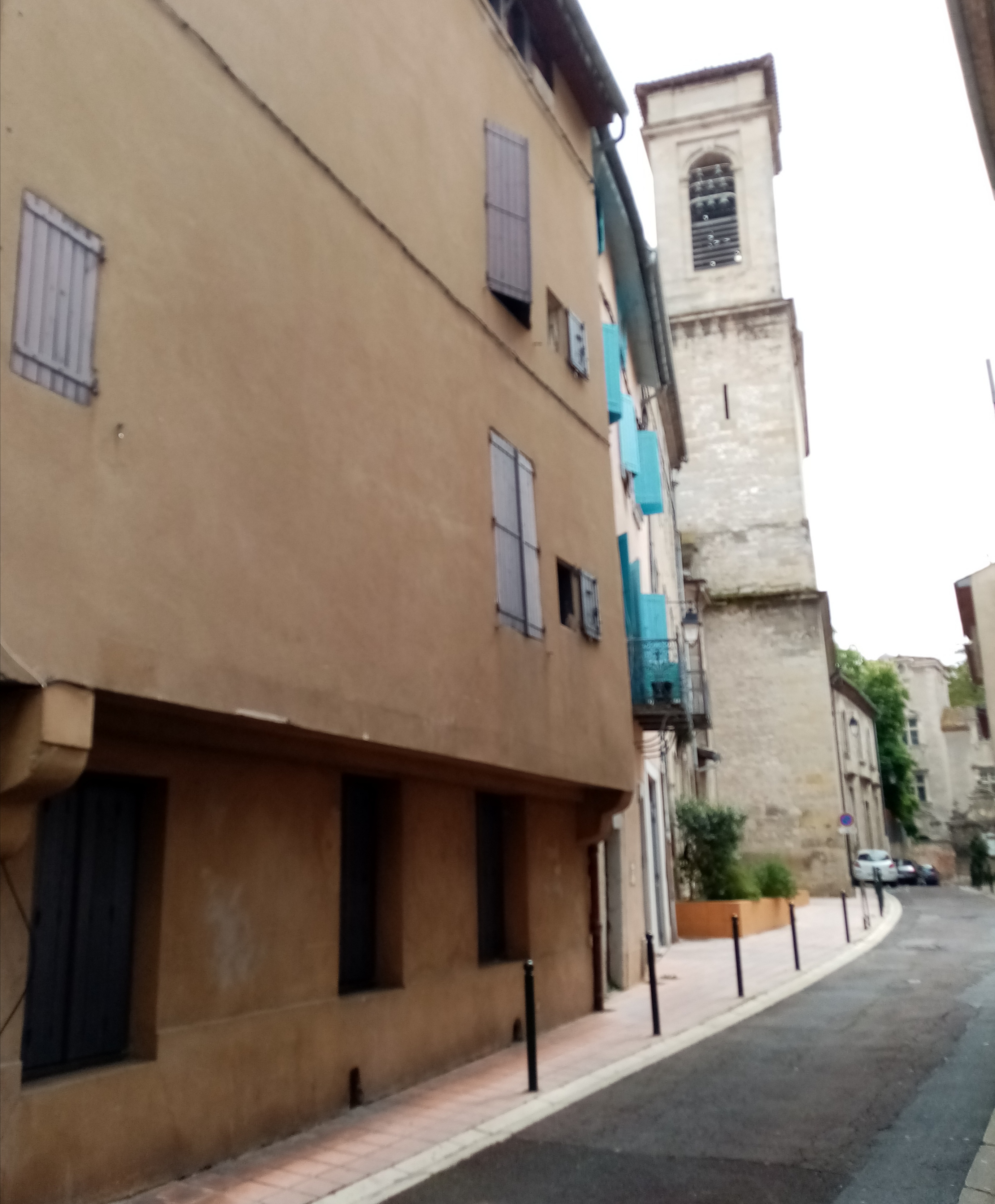
Le célèbre clocher du carillon.
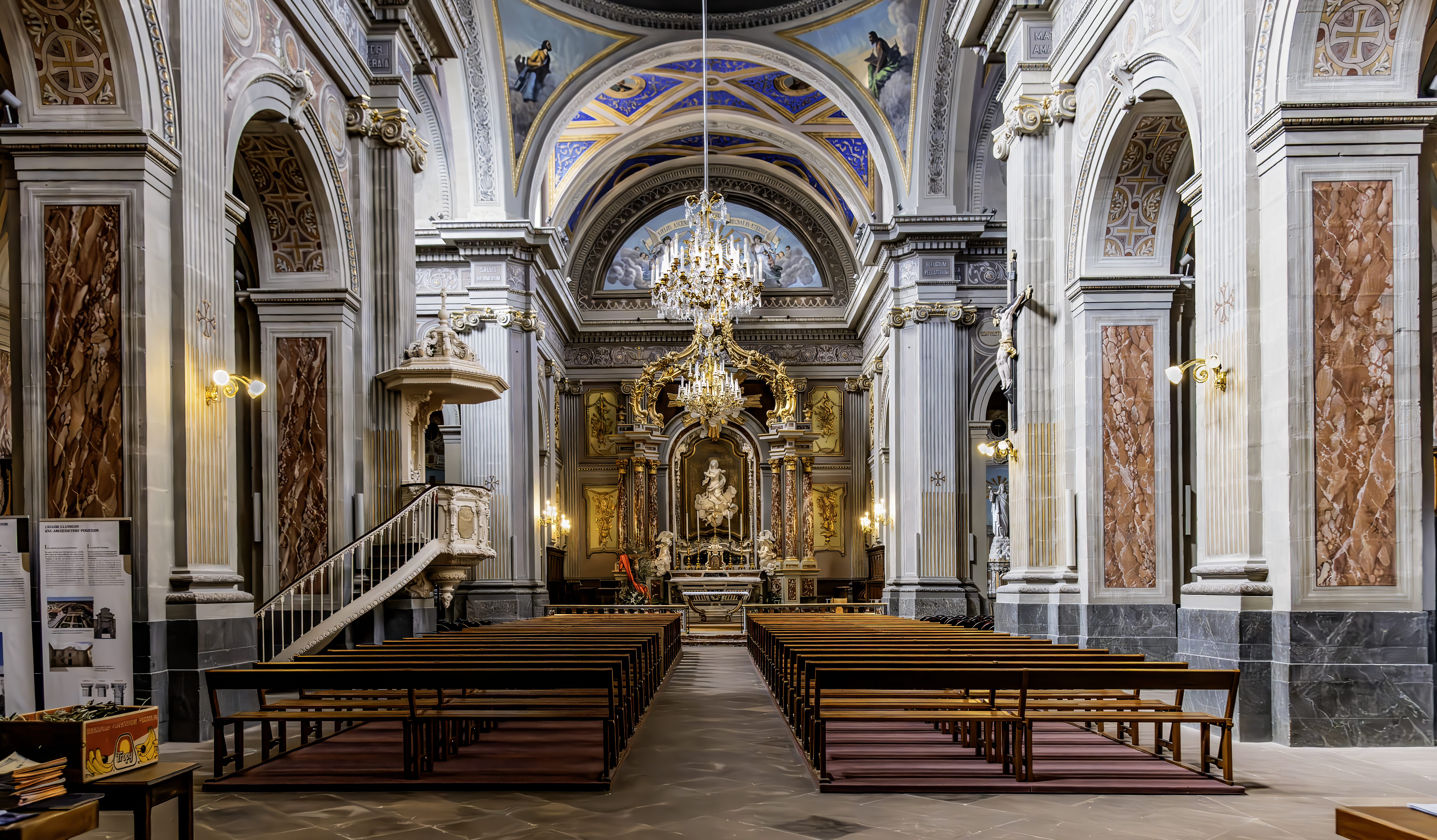
La nef et le chœur
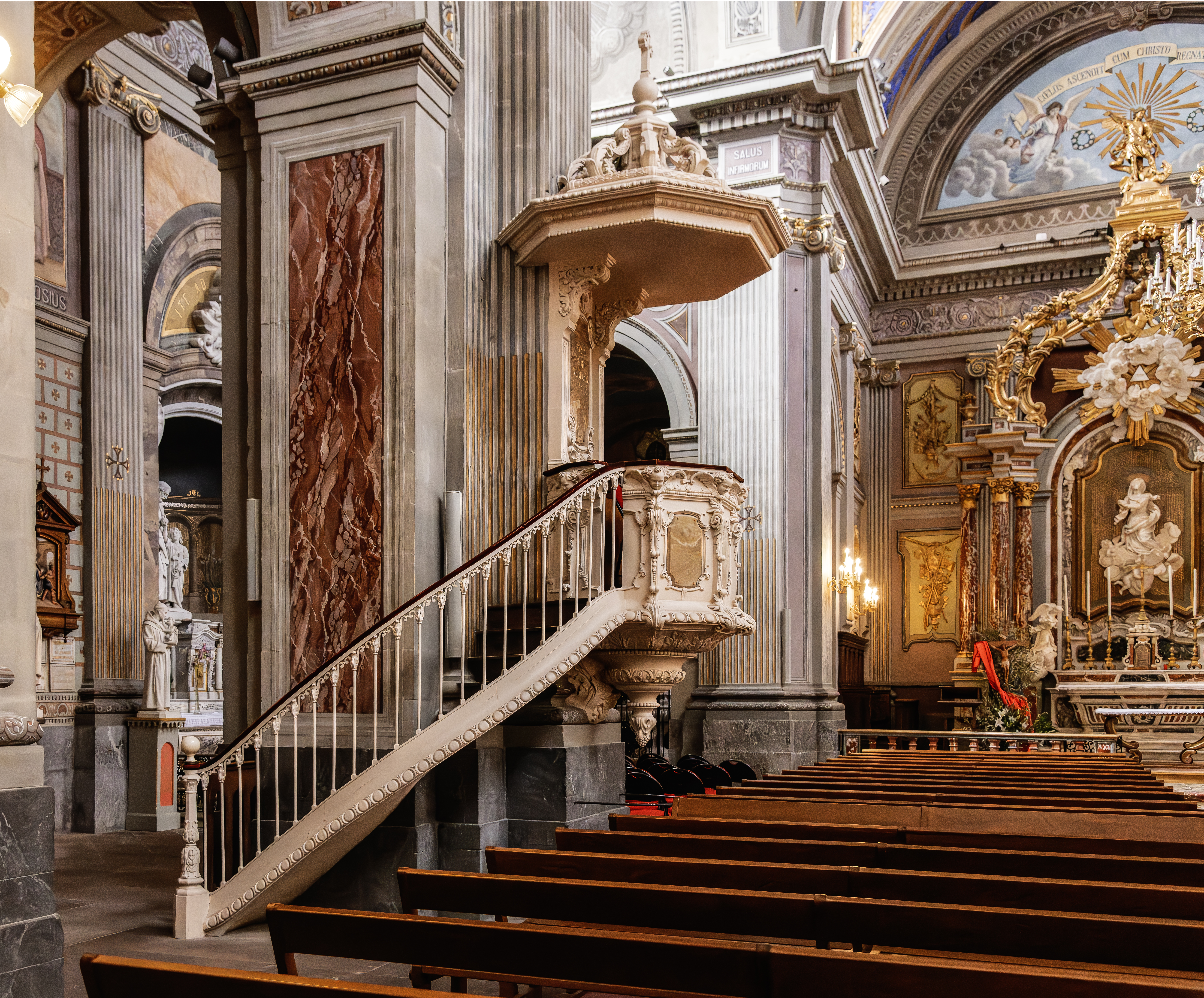
La Chaire
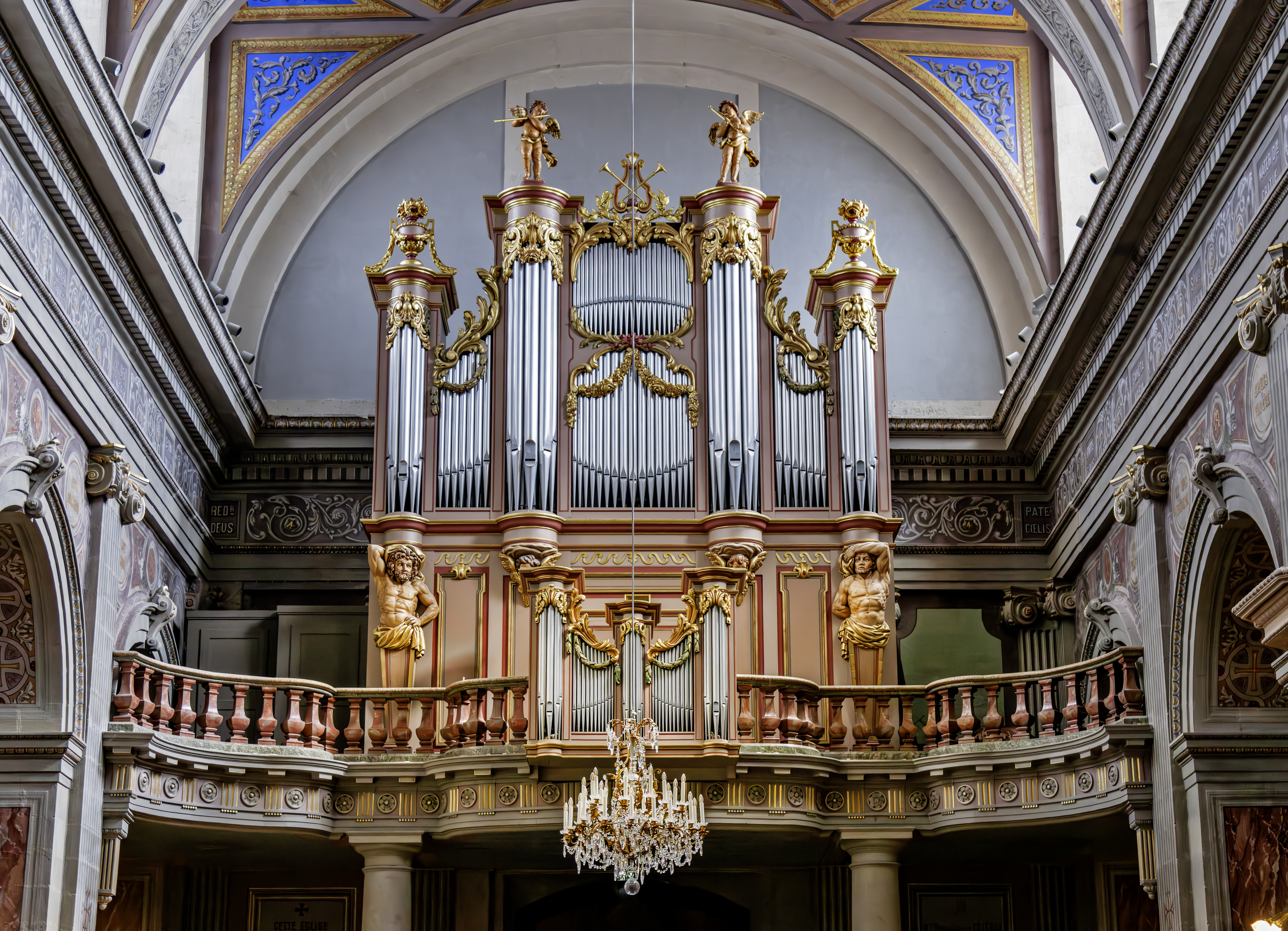
L'orgue de tribune
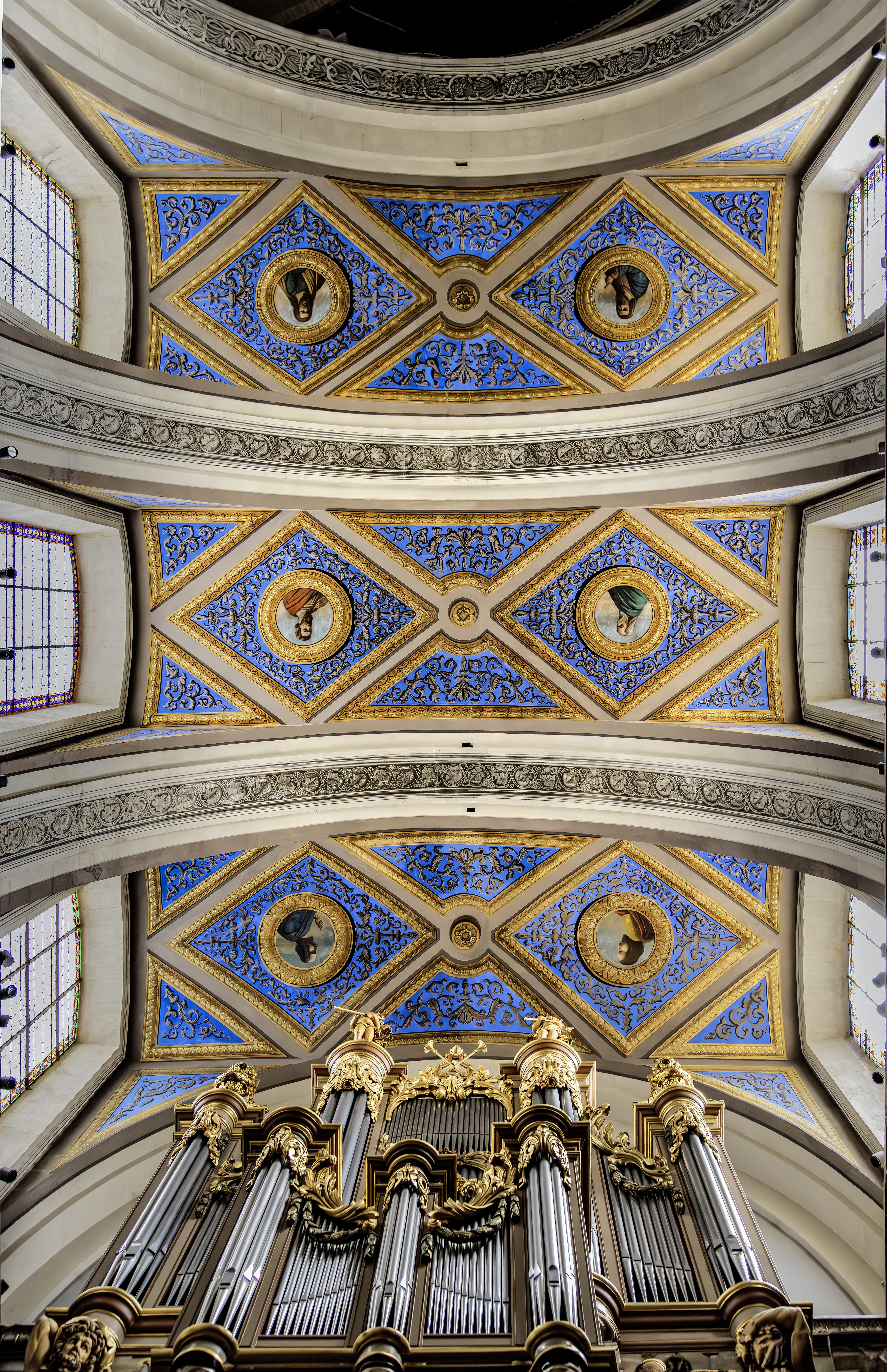
Le plafond de la nef

###### Le carillon de la Platé
Castres a le rare privilège de posséder un carillon qui n'a jamais cessé de chanter depuis son installation en 1847. Il fait partie de l'église Notre-Dame de la Platé. De cette époque ne subsiste que deux cloches, Louise, la plus grosse et la plus ancienne (600 kg, fondue en 1650) qui provient de l'ancien temple protestant détruit en 1685 après la révocation de l'édit de Nantes. Récupérée par les catholiques, ses inscriptions protestantes qui ornaient sa couronne furent limées pour être effacées. Augustine, la cloche No 4 est la seule conservée du carillon initial fondu en 1847 par Louison à Toulouse. L'instrument comporte actuellement 34 cloches (presque trois octaves chromatiques), sur ces 34 cloches, 32 proviennent de la fonderie Paccard située près d'Annecy, c'est dans cette même fonderie que furent envoyées en 1976 les anciennes cloches du carillon qui lors de sa restauration furent jugées musicalement trop fausses, l’instrument fut ensuite progressivement agrandi par l'adjonction de nouvelles cloches pour arriver à 34 actuellement. La plus récente date de 2016.
On peut l'entendre et le visiter tous les premiers samedis du mois et les jours de grandes fêtes religieuses (Noël, Pâques…), de 11 h à midi. Il est également accessible lors des circuits touristiques du centre ville organisés par l'office de tourisme ("Castres, l'insolite"), lors des Journées du Patrimoine, lors des festivités de la Saint-Jean...
Le Nadalet (très ancienne coutume du pays de langue d'oc qui consiste à sonner les cloches durant les jours précédant Noël) est encore pratiqué au carillon de Notre-Dame de la Platé, du 17 au 23 décembre, de 18 h 30 à 19 h 30. L'association « Vie du Carillon en Pays tarnais » s'occupe de l'entretien et de l'animation de l'instrument.
Il est aussi important de préciser que la sonnerie de Notre-Dame de la Platé est entièrement non-électrifiée, le carillon est entièrement manuel ainsi que les volées. L'accès au clocher est libre lorsque le carillon chante et permet également de découvrir l'horloge mécanique de 1923 encore en service se trouvant au-dessus de la voûte de l'église.

##### Grand temple protestant de Castres
Le Grand temple protestant de Castres, rue du Consulat, Installé depuis 1795 dans l'ancienne chapelle du couvent des Capucins de Castres, le Grand Temple est aujourd'hui le principal lieu de culte protestant de la ville. Il est rattaché à l'église protestante unie de France.

##### Couvent des Cordeliers
Le couvent des Cordeliers, rue Camille-Rabaud, est construit au XIVe siècle. Cet ancien couvent est ensuite détruit sous l'Ancien Régime. Il ne reste que la chapelle et l'ancienne Tour actuellement englobée dans les bâtiments du collège Jean-Jaurès.

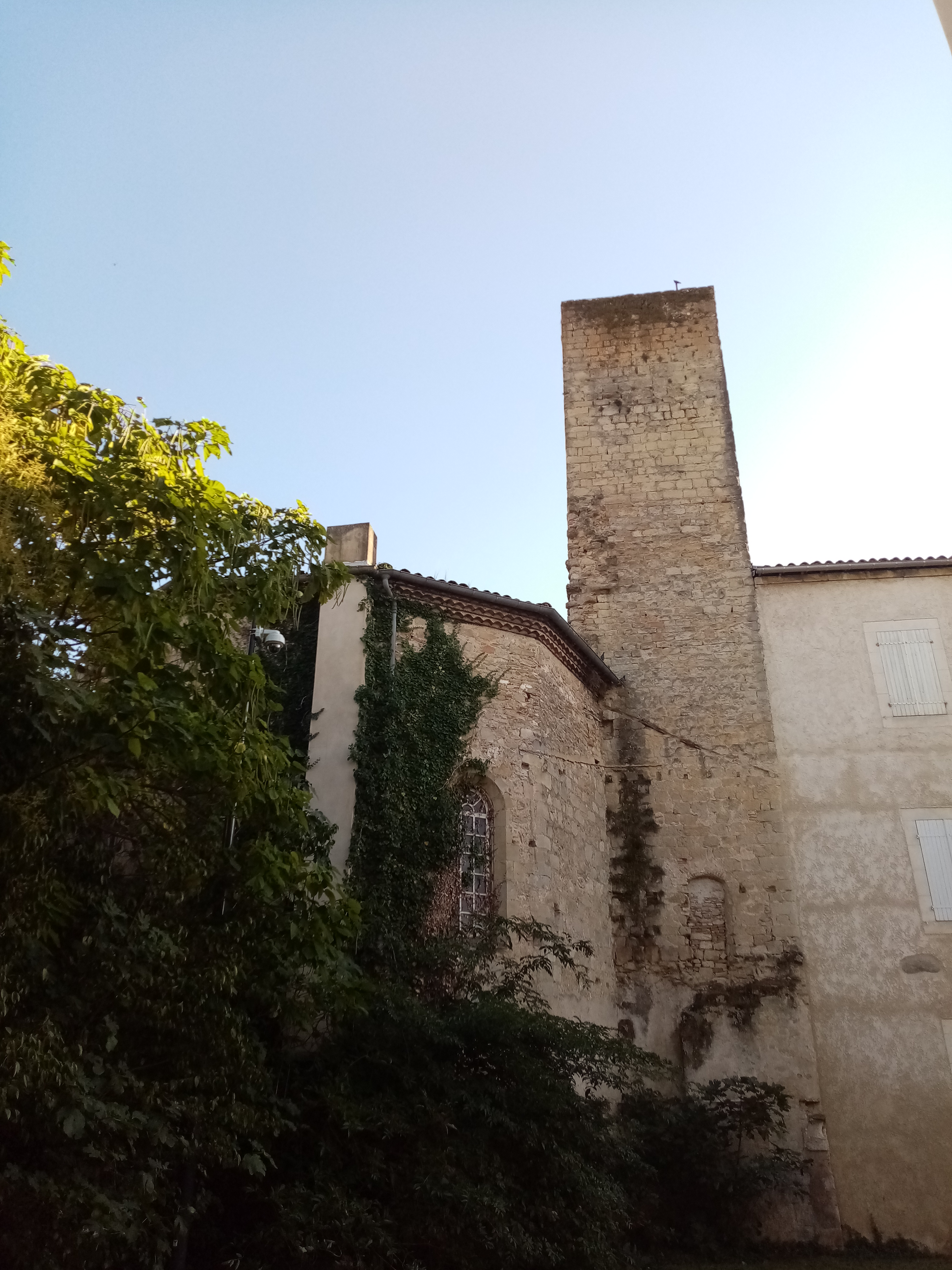
La chapelle et la tour du couvent des Cordeliers, un des rares vestiges de l'édifice.

##### Ancienne chartreuse Notre-Dame de Bellevue de Saïx
La chartreuse Notre-Dame de Bellevue ou chartreuse de Saïx, rue Albert-Calmettes, est inscrite au titre des monuments historiques depuis 1978.

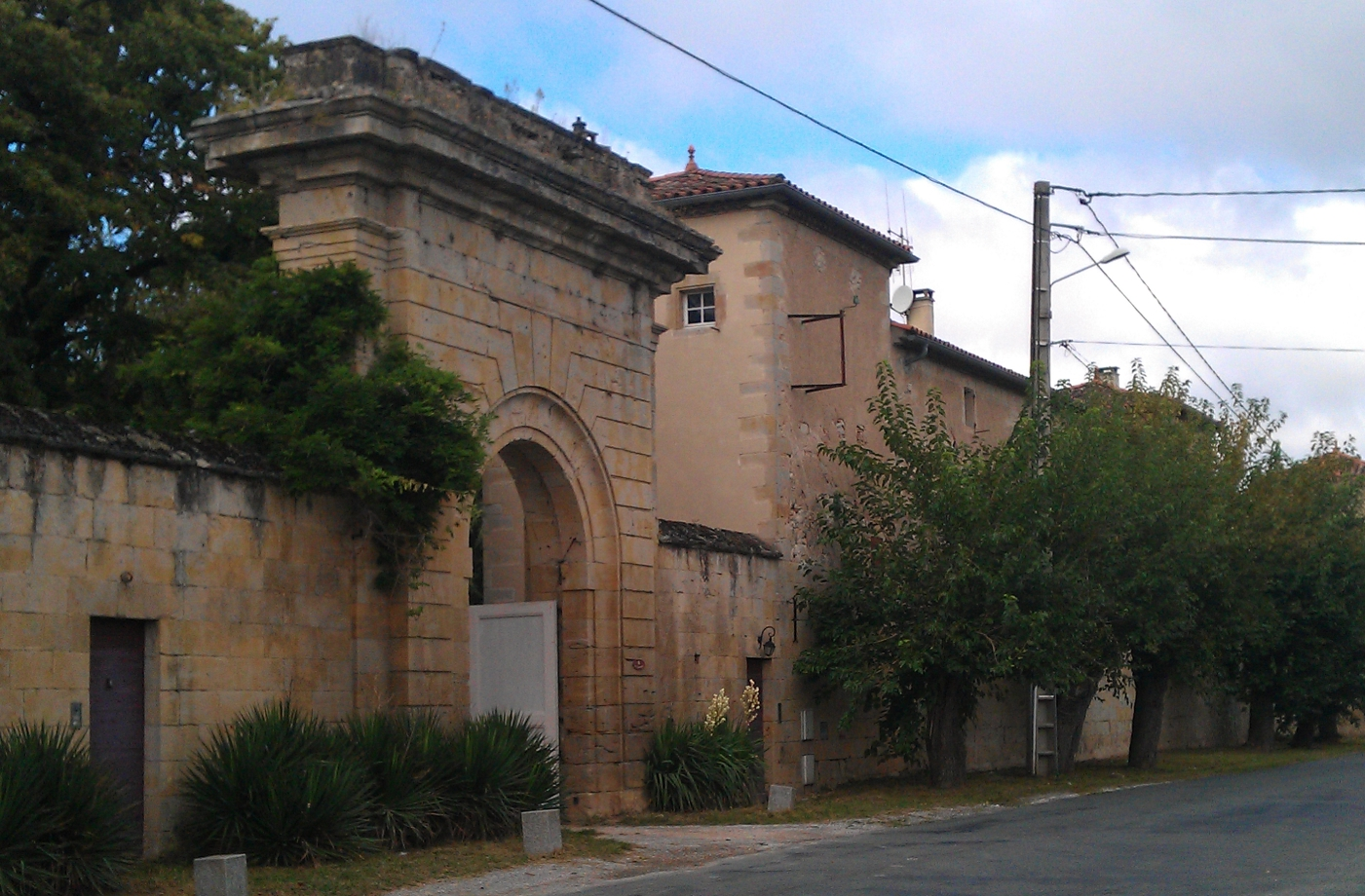
Le massif portail d'entrée de la Chartreuse.
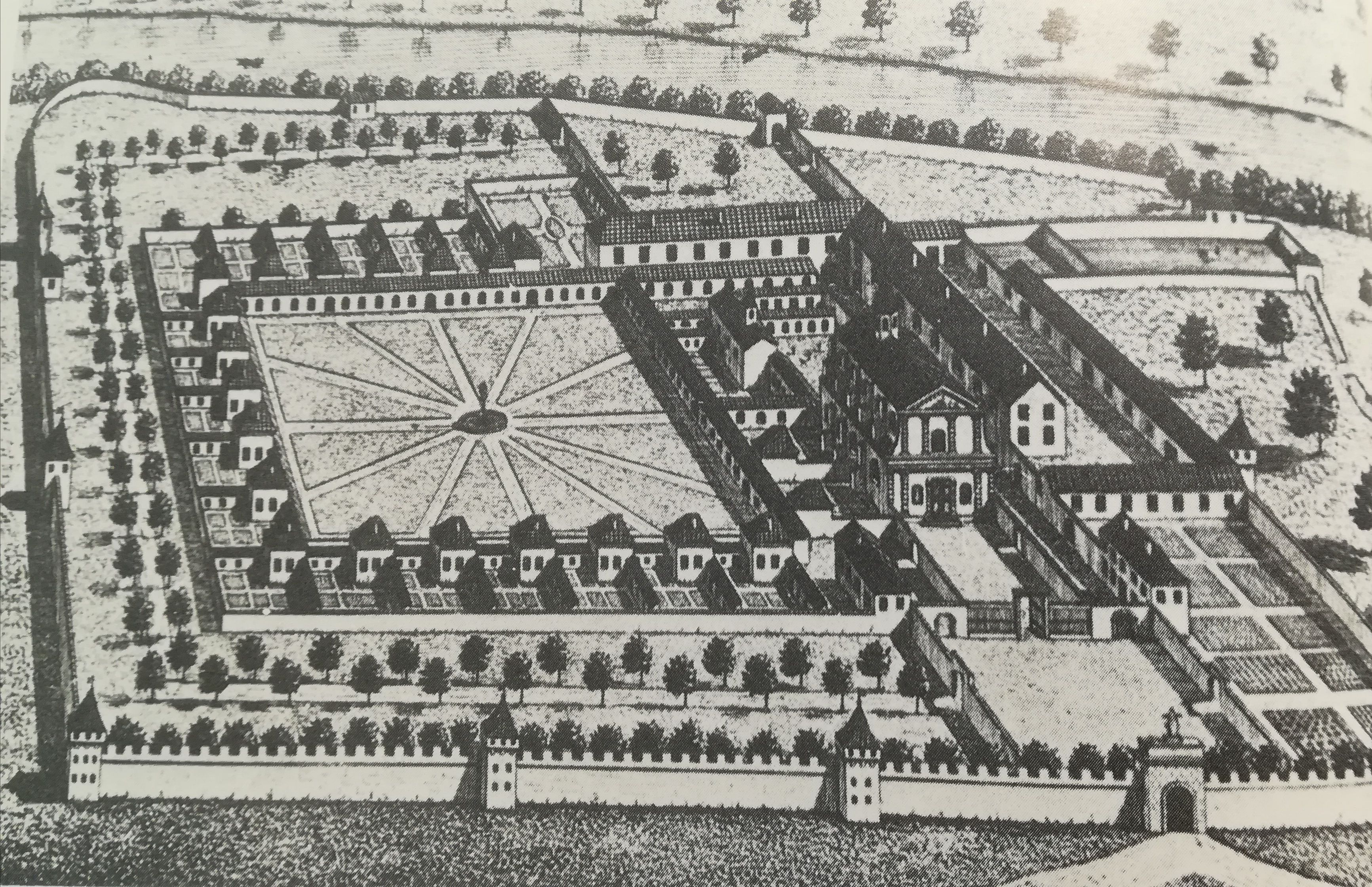
Plan d'archives de la Chartreuse, XIVe siècle.

##### Autres édifices
- L'église du centre œcuménique, rue Van-Gogh de Lameilhé.
- L'église Notre-Dame-d'Espérance, boulevard Giraud de Lardaillé.
- L'église Notre-Dame, route de Campans[84].
- L'église Saint-Antoine, hameau de la Verdarie de la Verdarié.
- L'église Saint-Étienne, chemin de la Bernadiè de Bernadie.
- L'église Saint-Hippolyte de Saint-Hippolyte.
- L'église Saint-Joseph-de-Laden, boulevard Pierre-Mendès-France.
- L'église Saint-Laurent, rue du Château de Hauterive.
- L'église Saint-Laurent, chemin de l'Église Saint-Laurent de Lambert.
- L'église Saint-Martial de Camarens, chemin de Saint-Martial.
- L'église Saint-Martin, chemin de Tournemire.
- L'église Saint-Nazaire, de Mayeneuve.
- L'église Saint-Pierre d'Avits.
- L'église Saint-Salvy, rue Saint-Salvy de Campelliergue de Puech Auriol.
- L'église Sainte-Thérèse, rue des Bleuets.
- L'église Saint-Vincent-de-Paul, avenue De Gaulle.
- La chapelle du Carmel, rue de l'Amiral-Galiber.
- La chapelle du château de Gourjade, rue de Gourjade.
- La chapelle du Sacré-Cœur, rue Mahuziès.
- La chapelle-oratoire, boulevard Lyautey.
- La chapelle du couvent du Saint-Sacrement.
- L'ancien couvent des Trinitaires de Castres.
- La tour Saint-Benoît de l'évêché, rue de l'Hôtel de Ville.
- L'église évangélique, avenue Lucien-Coudert.
- L'église évangélique adventiste, rue Merigonde.
- L'église évangélique flamme, Côte de Palique.
- L'église évangélique Missionnaire, rue Marcel-Briguiboul.
- L'église protestante évangélique, rue Pierre-Raynaud.
- La mosquée de Castres, chemin de Fitelle.
- La salle du royaume des témoins de Jéhovah, rue Beaubourg.

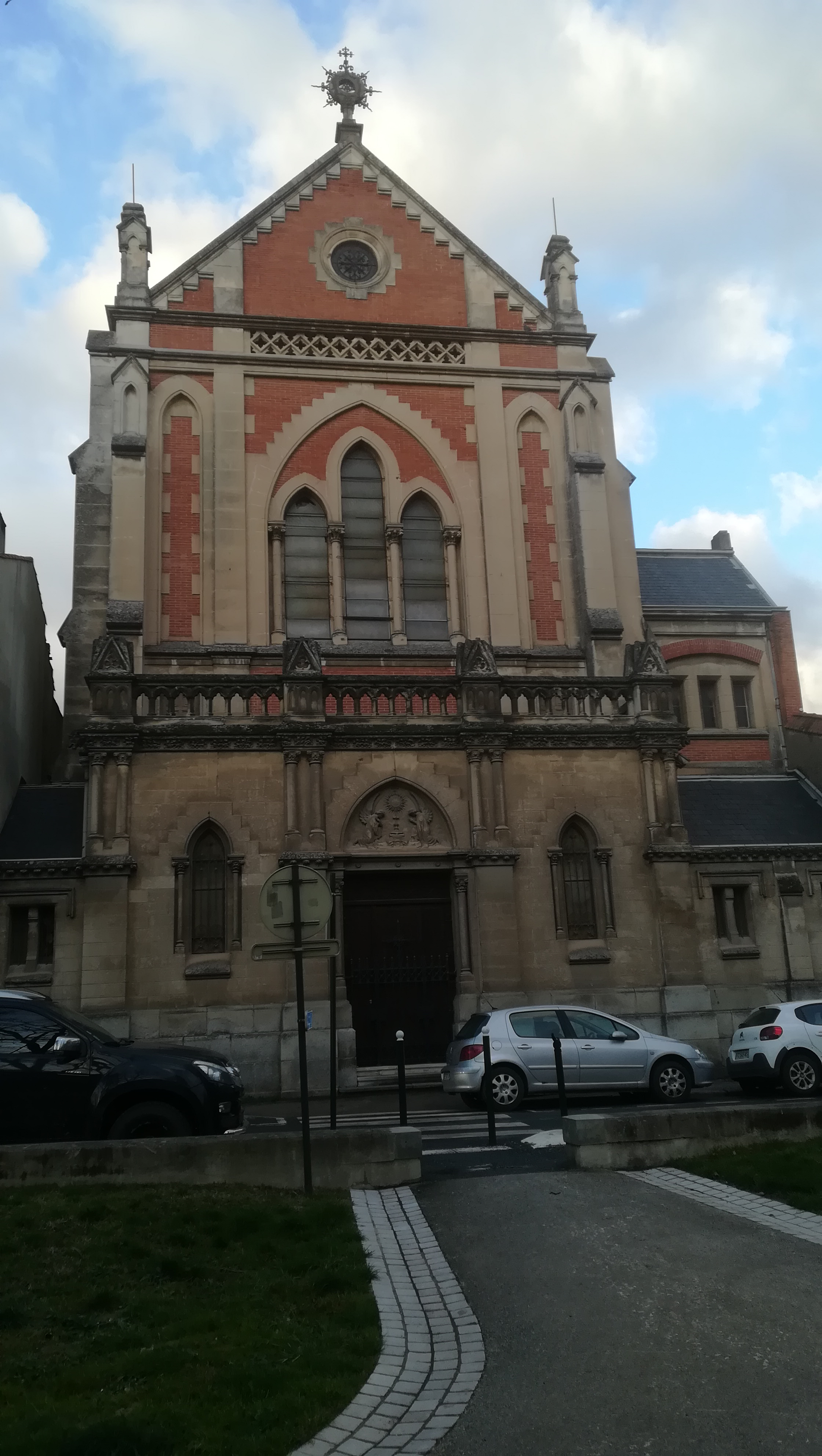
Ancienne chapelle du couvent du Saint-Sacrement

#### Hôtels particuliers

##### Hôtel Jean Oulès dit de Nayrac
Sous Henri IV, l'installation du Tribunal de la Chambre de l'Édit et l'arrivée de nombreux magistrats ainsi que le développement économique de cette époque permirent la construction de quelques-uns des édifices majeurs de la ville.
C'est le sieur Oulès, déjà propriétaire d'une très belle maison à l'angle des rues Sabaterie et Camille-Rabaud, qui décida d'acquérir trois lots mitoyens de maisons qui s'élevaient sur la rue droite (Frédéric-Thomas) vers 1620. Il les fait détruire pour y construire son hôtel Oulès.
Jean de Thomas de Labarthe devint propriétaire de l'hôtel Oulés le 27 aout 1643 et son petit fils Pierre de Thomas de Labarthe le revendit pour 18 000 livres à Mr de Nayrac en 1753.
Le dessin, les proportions et l'emplacement des baies à croisillons de la porte d'honneur et la tourelle à encorbellement rythment harmonieusement la façade des trois ailes. Les percements sont encadrés de pierre et de tableaux en brique apparente. L'oculus du portail est utilisé comme point de fuite.
L'hôtel, dit aujourd’hui de Nayrac, nom de ses propriétaires du siècle suivant, est donc traité suivant un style très dépouillé, plus issu de l'influence de l'architecture Louis XIII, dans l'esprit de l'architecture toulousaine (ou albigeoise) en alliant très largement brique et pierre.
La partie sud constituait l’aile des appartements avec une cour intérieure et un puits alors que dans la partie nord se trouvait la boutique.
Une activité marchande
Les grandes arcades, aujourd’hui aveugles sur la rue, évoquent sans doute l'établissement de boutiques en relation avec les activités marchandes du commanditaire de l'hôtel dont les prétentions nobiliaires s'affichent dans la haute tour à galerie.
Ainsi les boutiques du sieur Oulès trouvèrent leur emplacement dans la partie nord face à la rue Borrel. Afin de souligner l'importance accordée par son propriétaire à l'enseigne des deux arcades qui s'ouvrent sur l'échoppe, une avancée du corps de bâtiment en encorbellement sur la rue au-dessus est prétexte à une belle élévation richement décorée.

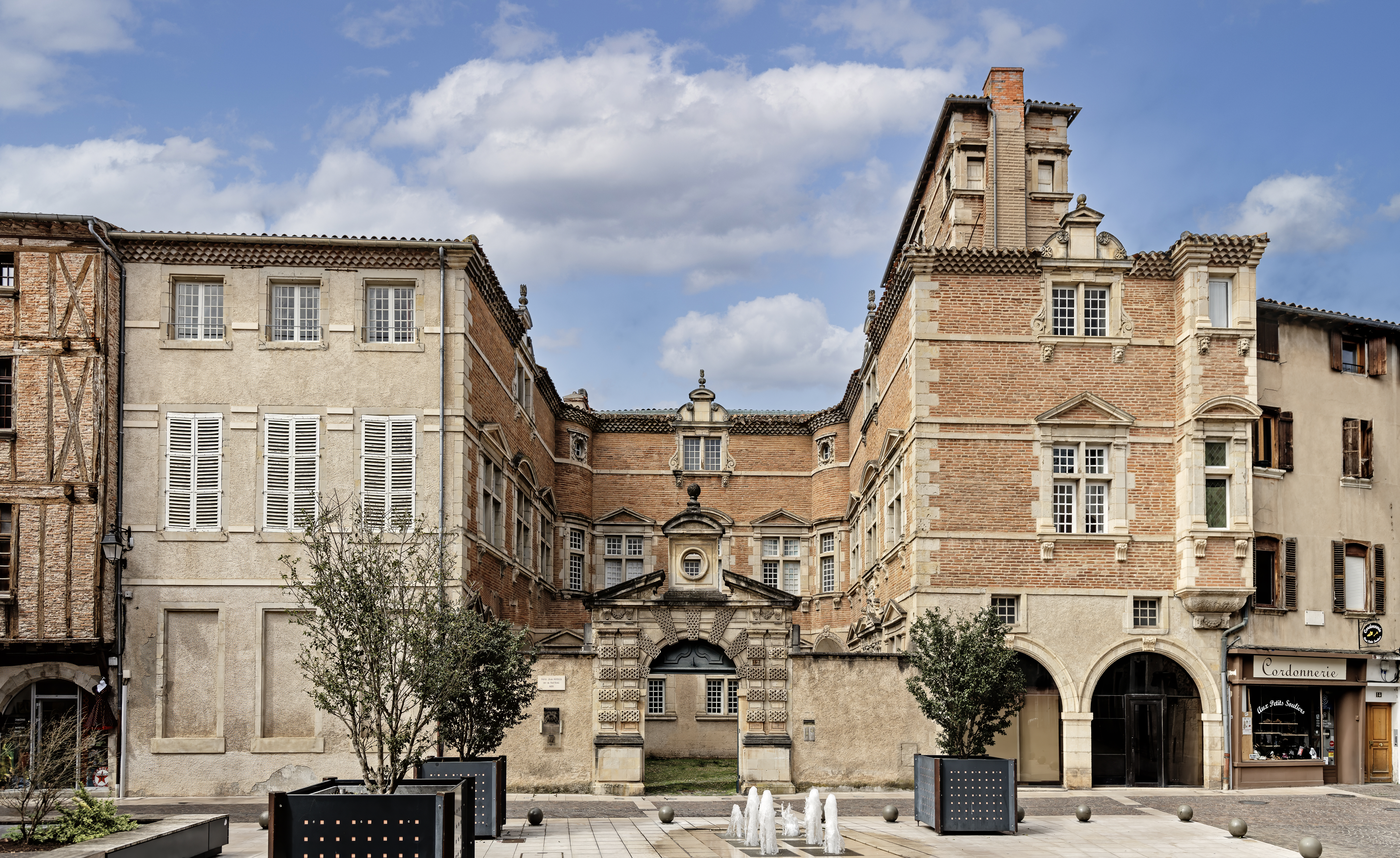
Hôtel de Jean Oulès dit le Comte Nayrac construit en 1620. Classé monument historique en 1997.
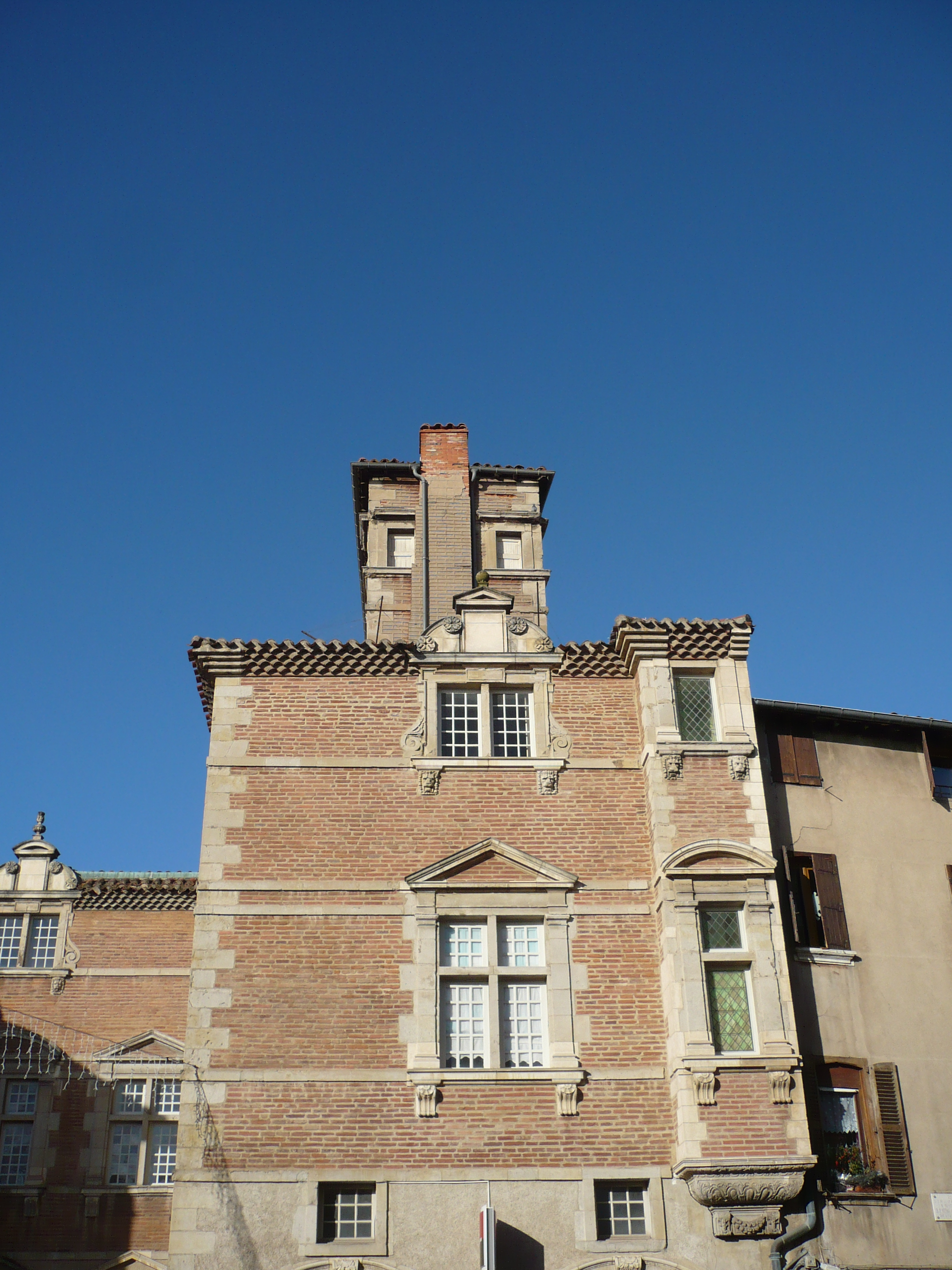
Utilisation des briques rouges dans le plus style qu'on retrouve à Toulouse et Albi
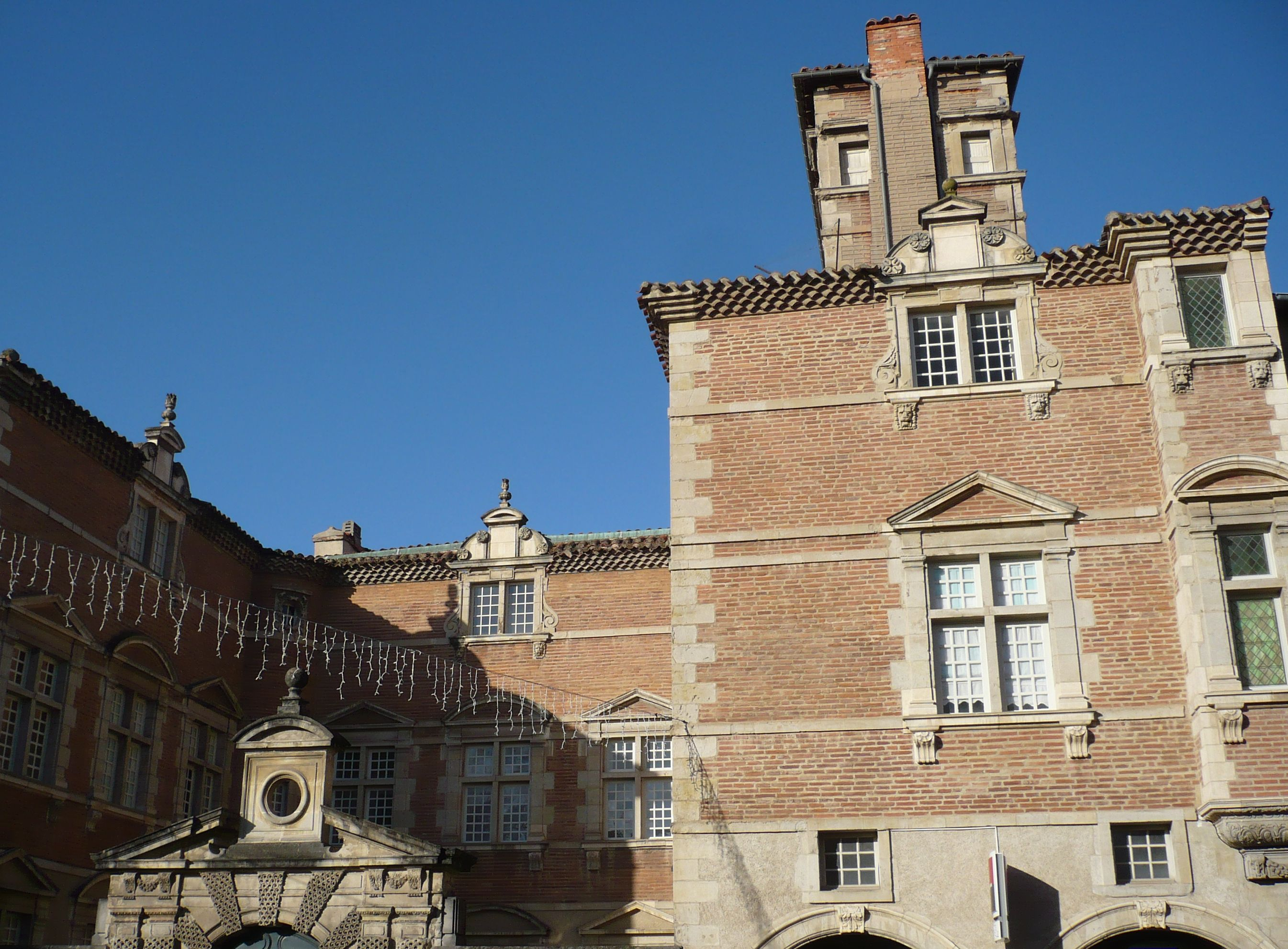
Tourelles, cour, fenêtre ornée de tête de tigres
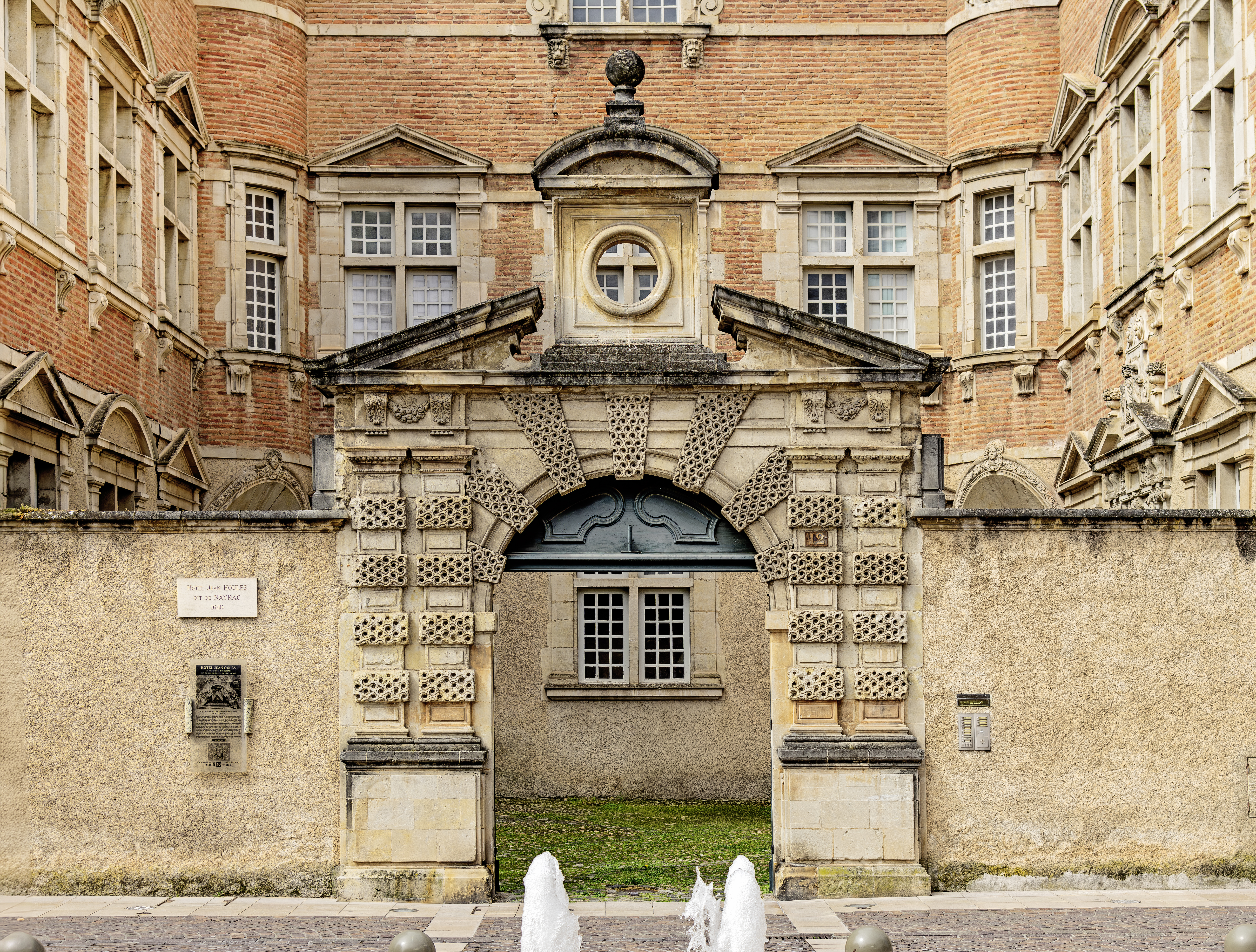
Porte d'entrée de l'hôtel Nayrac.

##### Hôtel de Viviès
Le plus bel hôtel particulier de Castres, l'hôtel de Viviès, a été construit fin XVIe siècle par De Rozel, avocat à la chambre de l'Édit.
La construction classique de l'hôtel s'ordonne autour de la cour d'entrée ouverte sur la rue par un grand portail. Ce premier élément affiche le rang du propriétaire. Il est surmonté par un panneau sculpté qui porte les armes de la famille.
En entrant, le visiteur était accueilli par une croisée centrale (la fenêtre d'accueil) ouvrant sur un balcon à balustre. La porte d'entrée de l'hôtel, décalée dans l'angle à gauche, est précédée par un perron : la cour se devait de ménager la plus grande disponibilité aux cavaliers et véhicules hippomobiles.
Un très bel escalier droit dessert tous les étages et se retrouve au centre de l'édifice. Chaque porte est finement soulignée par des moulures discrètes. Cette cage d'escalier est une véritable tour carrée sur laquelle viennent se harper perpendiculairement les ailes. Ce principe a permis qu'une loggia soit aménagée dans le dernier étage ; elle fut remaniée ultérieurement mais a gardé sa précieuse balustrade à galerie ouverte.
Un escalier aménagé dans un angle conduit dans le dernier niveau où se trouve une petite salle des gardes qui rappelle que l'édifice doit être défendu en cas de troubles publics.
Une tourelle à encorbellement, traitée en briques dans le style de la Renaissance dit Toulousaine, protège le petit escalier et donne à la façade du midi une allure particulière. Les façades sont ajourées de baies à croisillons dont les pilastres latéraux sont terminés par un chapiteau.

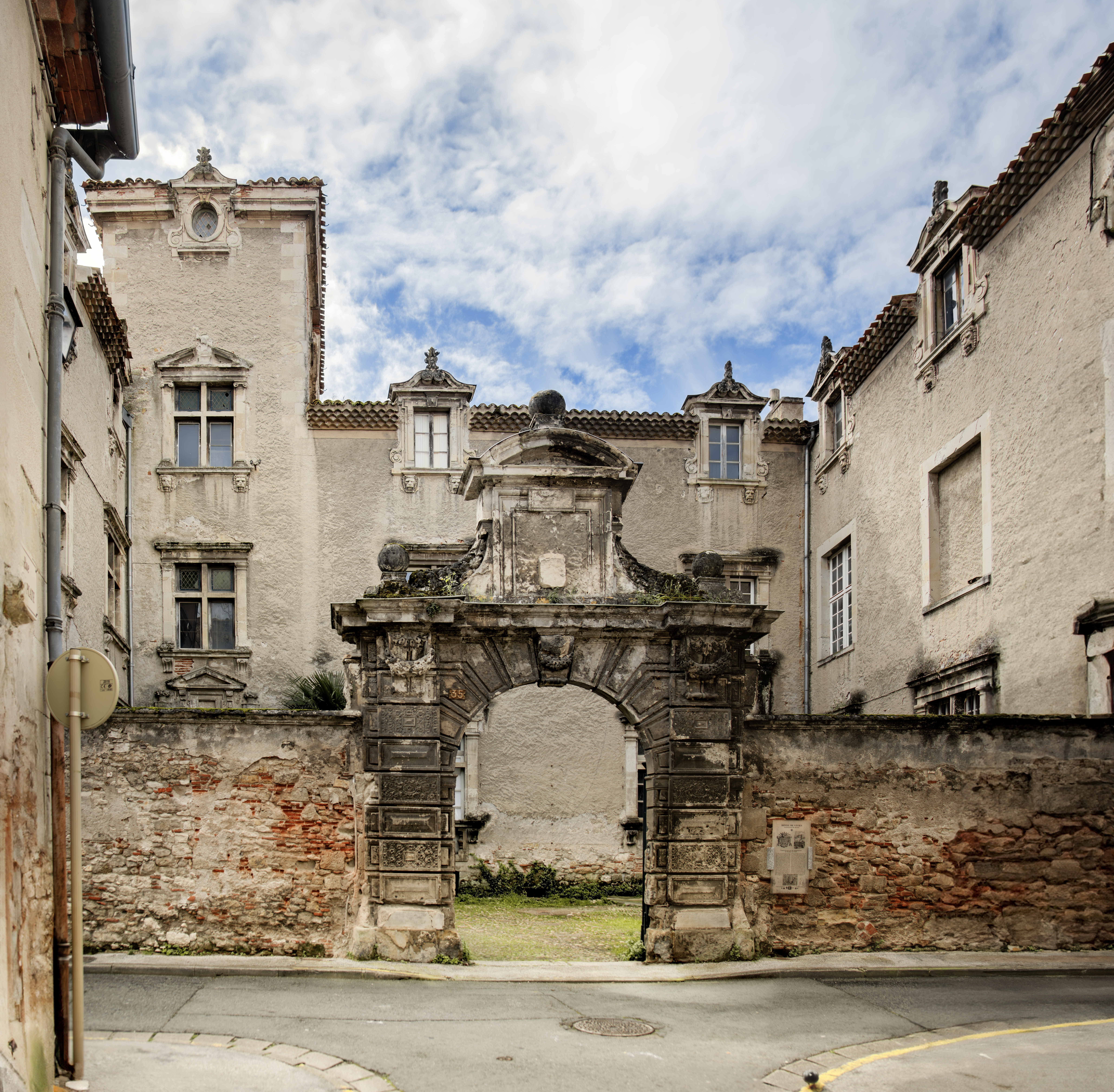
Grand portail de l'Hôtel de Viviès
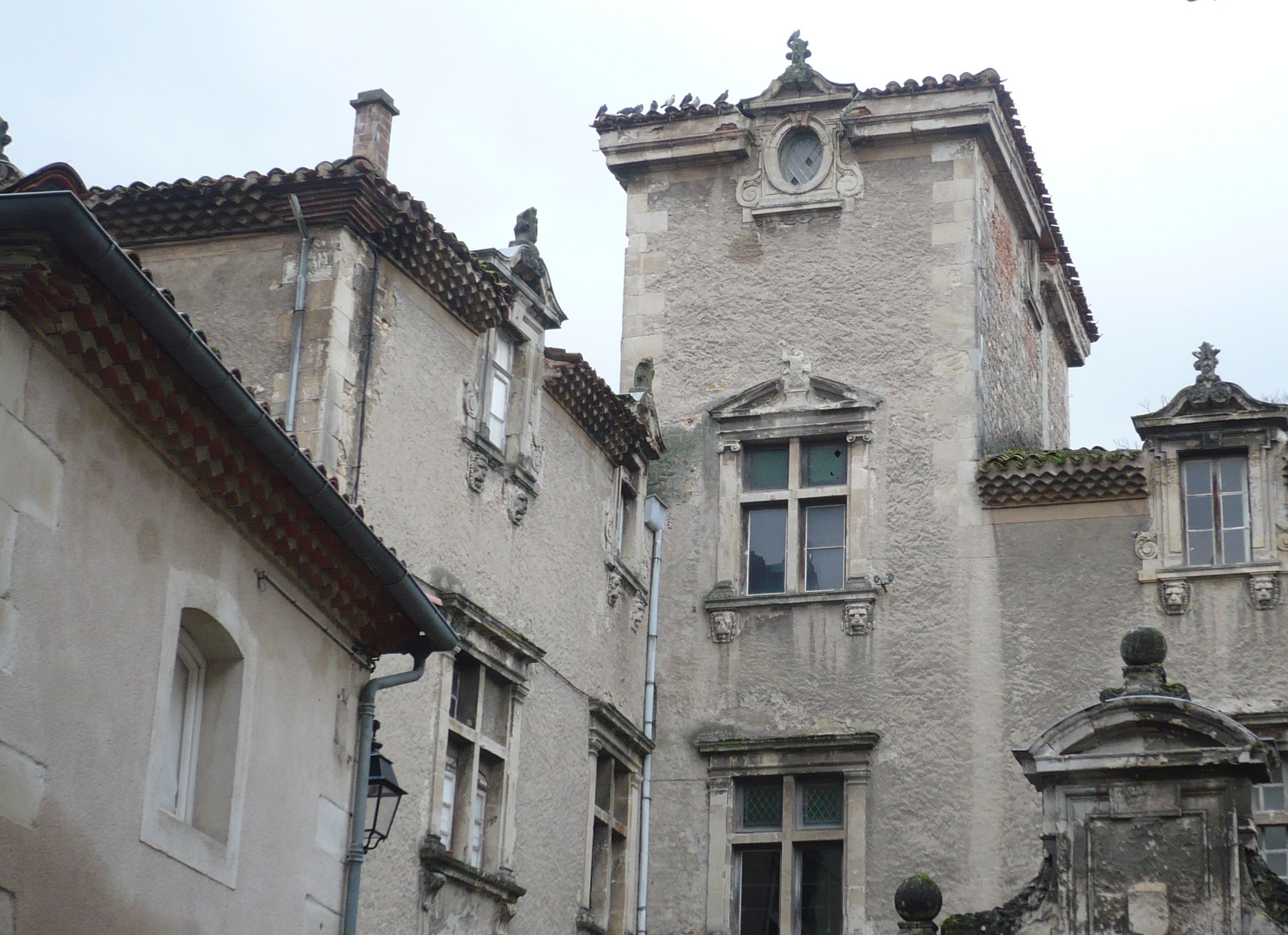
Hôtel de Viviès de style Renaissance.
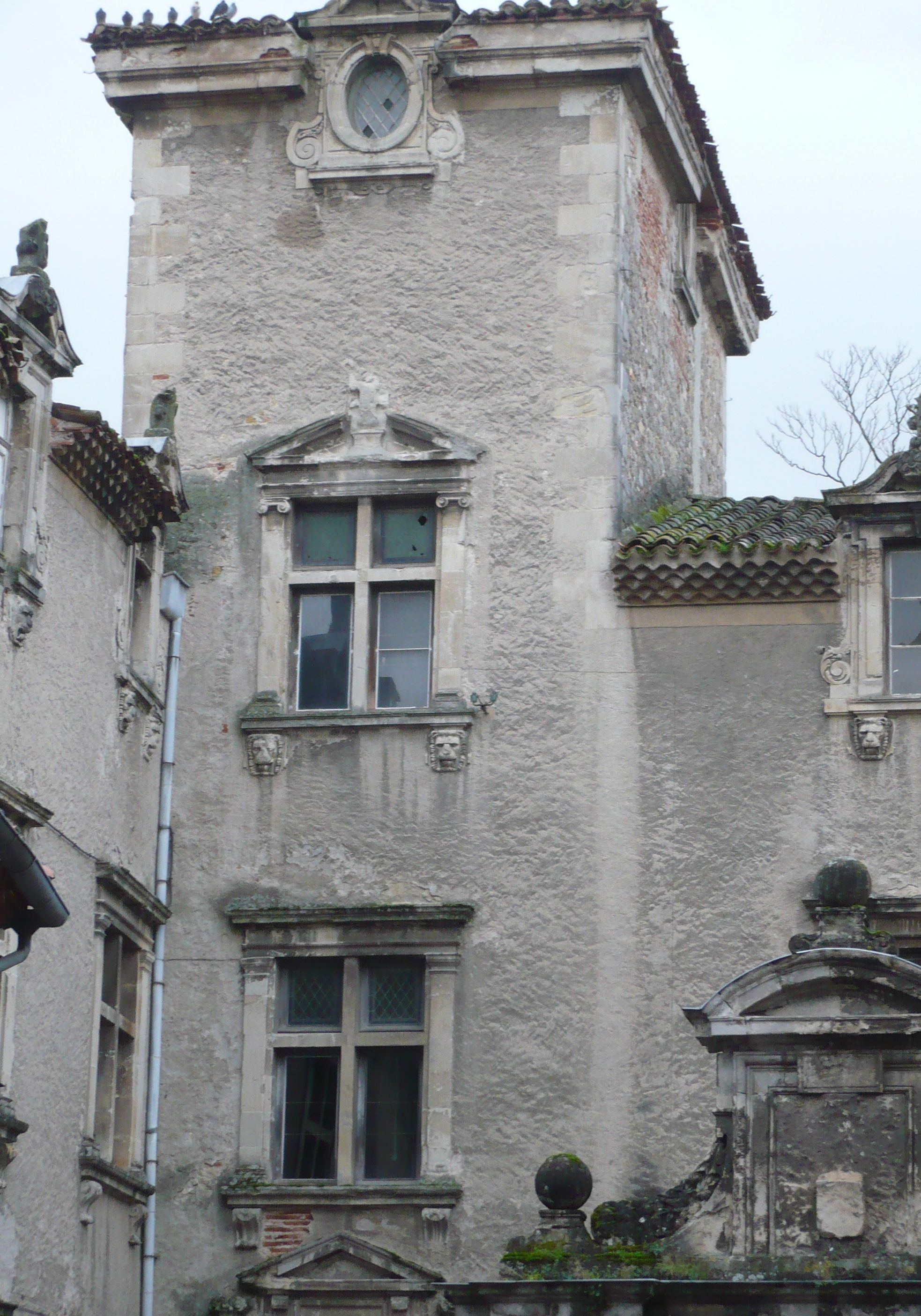
Tourelle de l'hôtel de Viviès.

##### Hôtel Poncet
Bâti au XVIIe siècle, cet hôtel Renaissance a appartenu au grand-père maternel du maréchal Jean-Louis de Ligonnier.
Né à Castres en 1680, ce dernier s'expatrie au Royaume-Uni en 1697 à la suite de la révocation de l'édit de Nantes en 1685.
Il mène toute sa carrière dans l'armée anglaise et termine feld-maréchal.
Il meurt en 1770, comblé d'honneurs, aux côtés des rois et hommes célèbres d'Angleterre.
La façade n'est qu'une partie de l'hôtel originel : on retrouve certains éléments décoratifs tels que génoise et œil-de-bœuf ainsi qu'un bel encadrement de porte du même style sur le bâtiment voisin.
Des cariatides (statues servant à supporter une corniche) portent une loggia Renaissance, ornementée de quatre colonnes de style ionique.
À l'intersection des deux façades se trouve une gargouille marquée par le temps.
À l'intérieur, un escalier doté d'une rampe en fer forgé conduit à l'étage soutenu par des colonnes, où l'on distingue des médaillons en trompe-l'œil imitant le marbre qui contenaient, autrefois, les portraits de famille.
L'escalier et la loggia sont supportés par une coquille en trompe.

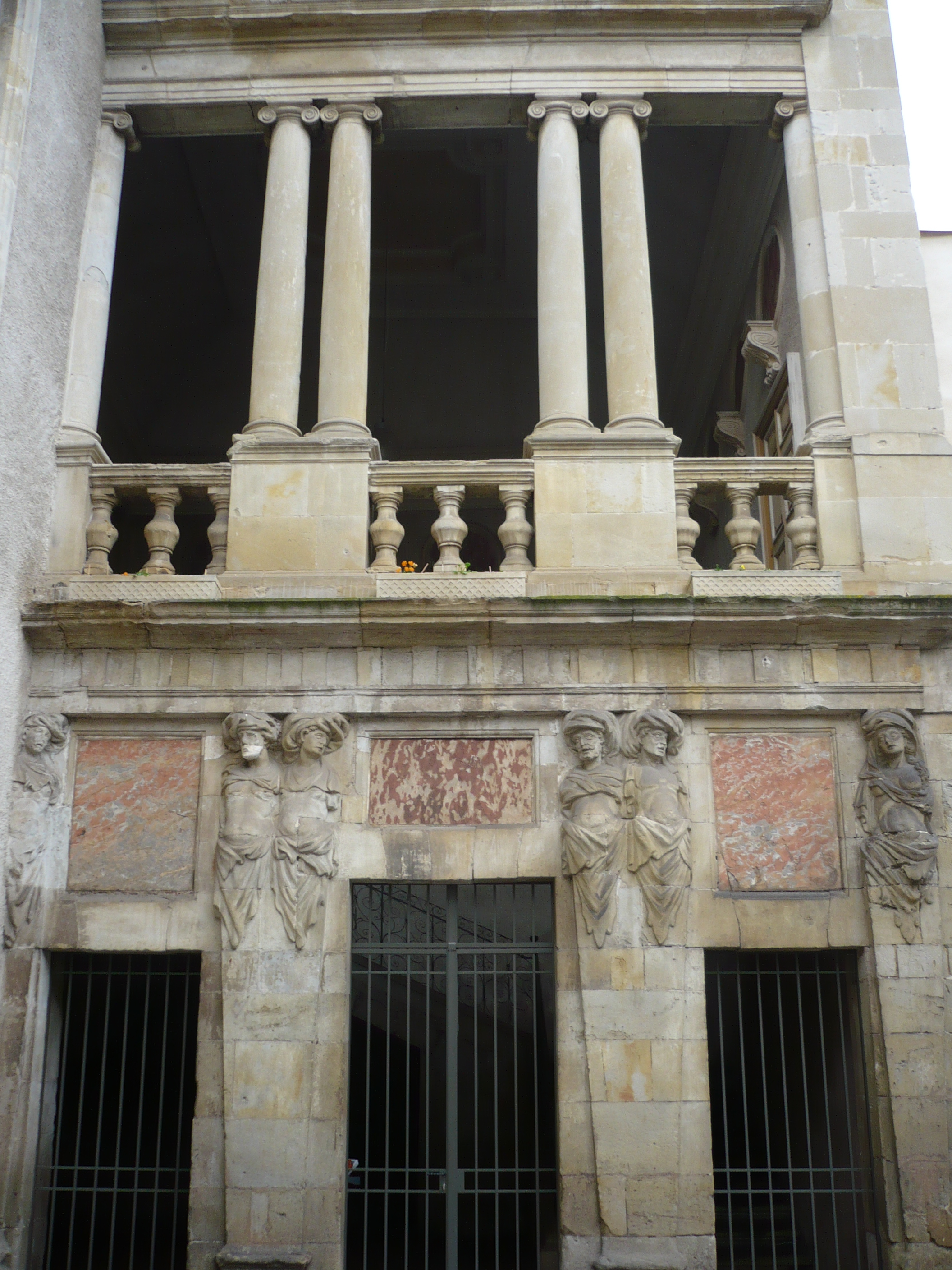
Hôtel de Poncet et sa magnifique façade faites de colonnes et de sculptures.
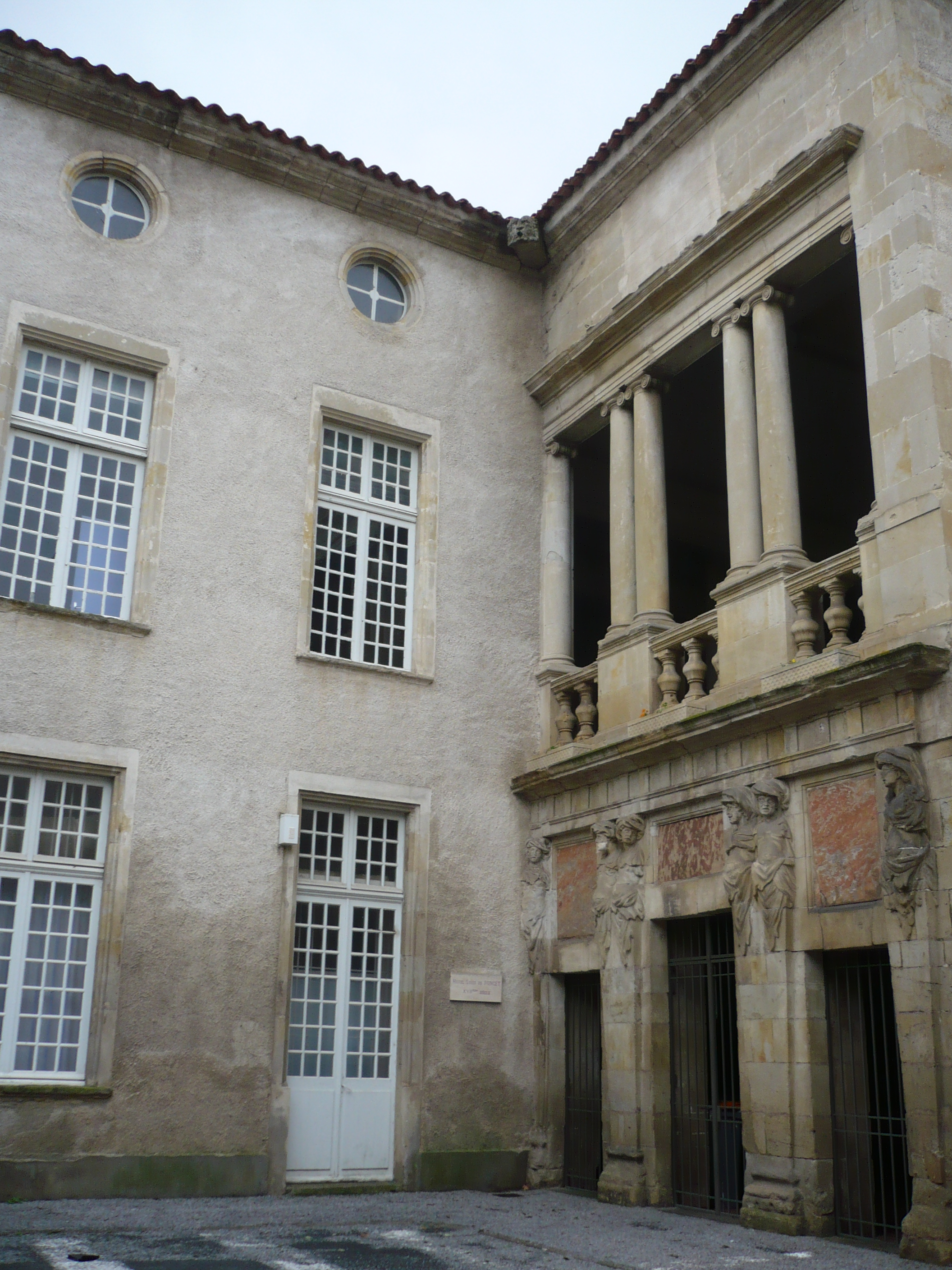
Vue générale sur ce typique hôtel de Poncet de Castres.
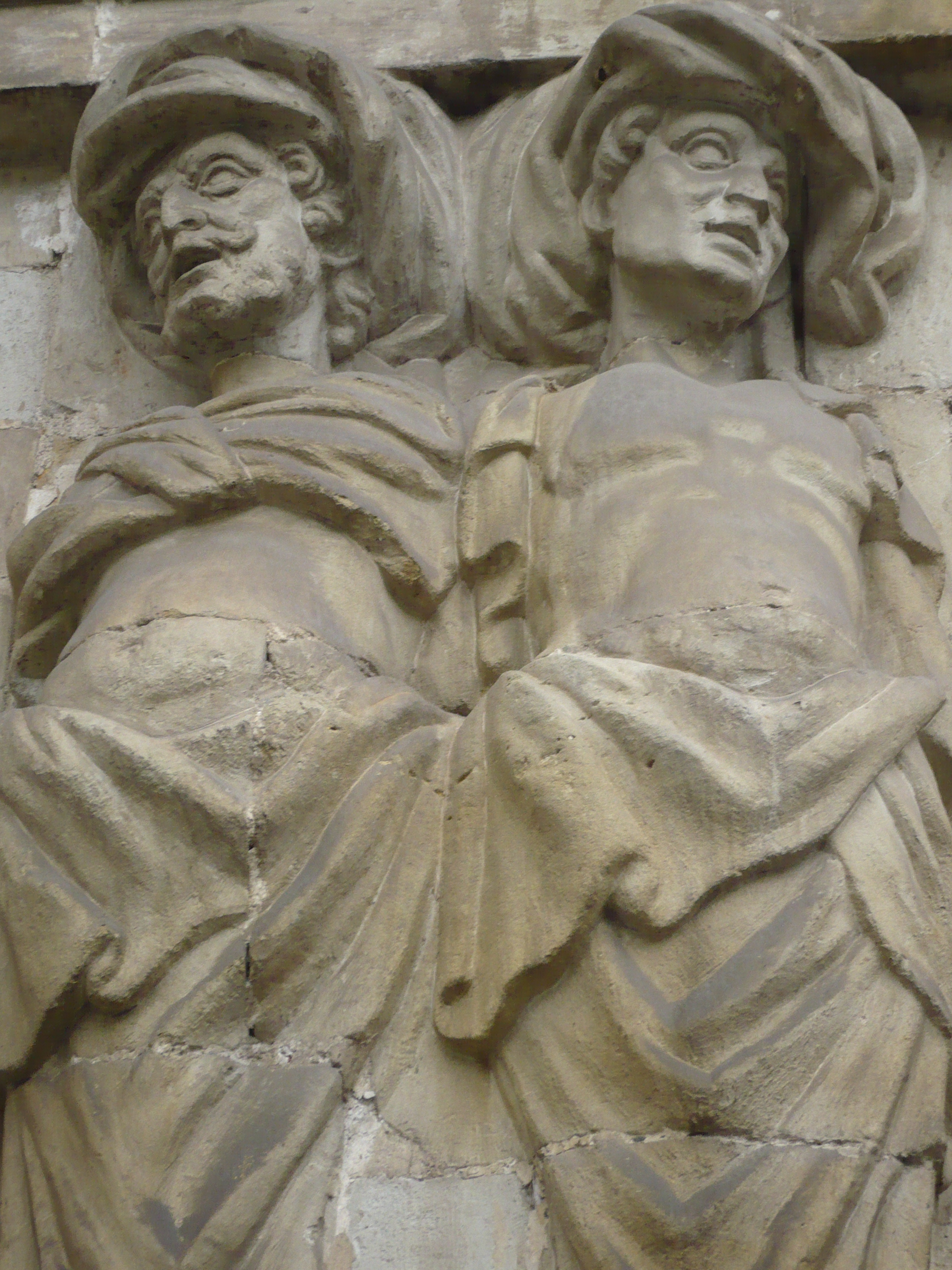
Sculptures se trouvant à l'entrée de l'hôtel de Poncet.

##### Hôtel Jean Leroy
L'emblème du pouvoir.
Lorsque Castres devint le siège de la Chambre de l'Édit en 1595, elle attira de nombreuses personnalités nommées par le Roi ou représentant tel parti. Leur autorité se devait d'être incontestée et leur demeure devait être représentative de ce pouvoir.
Édifié au début du XVIIe siècle, cet hôtel frappe par sa tourelle d'angle en encorbellement et à cul-de-lampe fait en briques, et dont les fenêtres à meneaux ont un encadrement en pierre. Cet appareillage de briques et pierres montre à la fois l'inspiration de l'architecture toulousaine et du XVIIe siècle.
Une devise à double sens. L'hôtel conserve sur la rue une porte à fronton à rouleaux encadrant une devise caractéristique de cette période. Cette inscription latine, au-dessus de la porte d'entrée de l'hôtel Jean Leroy, a deux traductions possibles. L'une édifiante : «Le ciel et non la terre». L'autre, plus libertine, au sens du XVIIe siècle «Pas seulement le ciel».

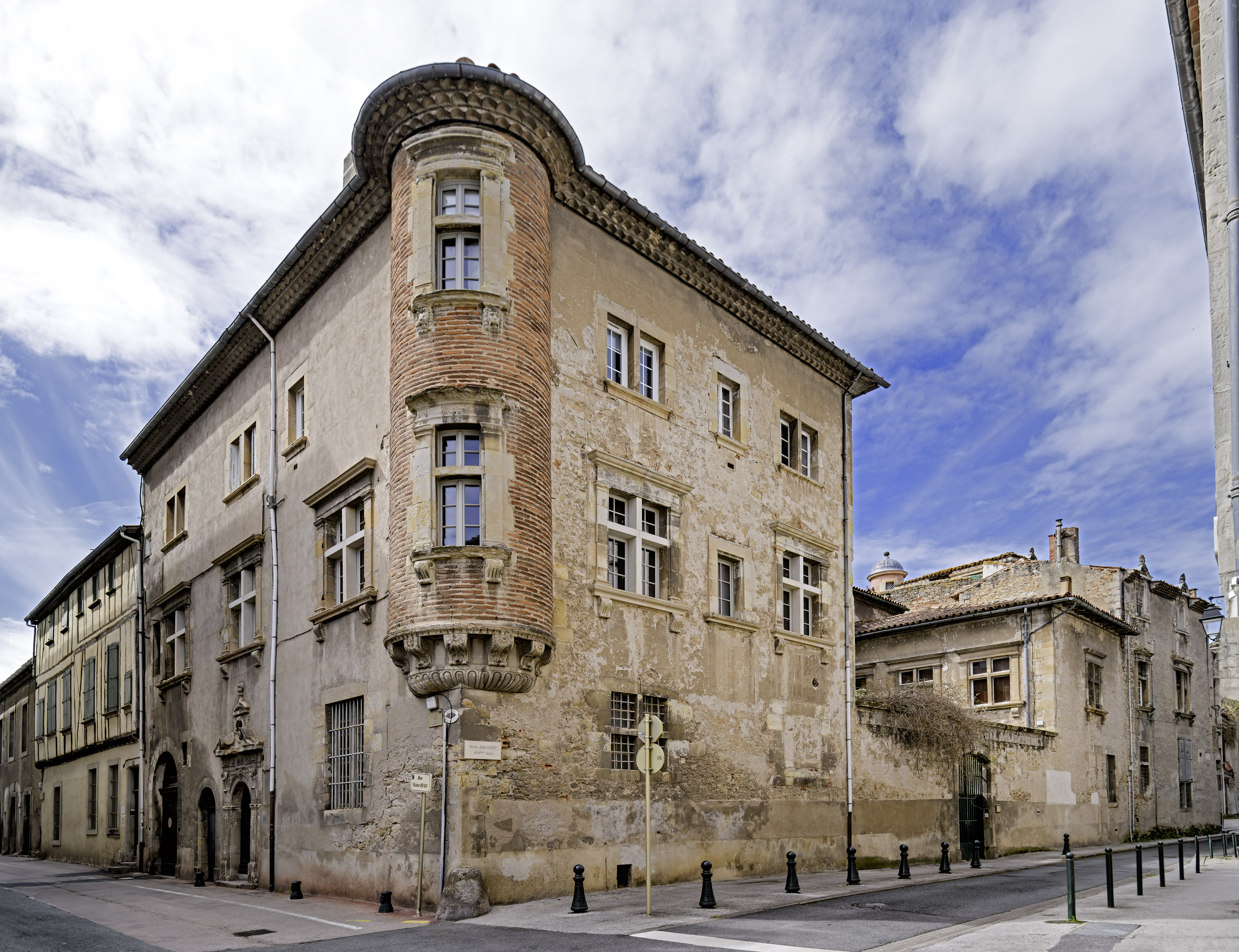
L'hôtel Leroy est situé près de l'église de la Platé.
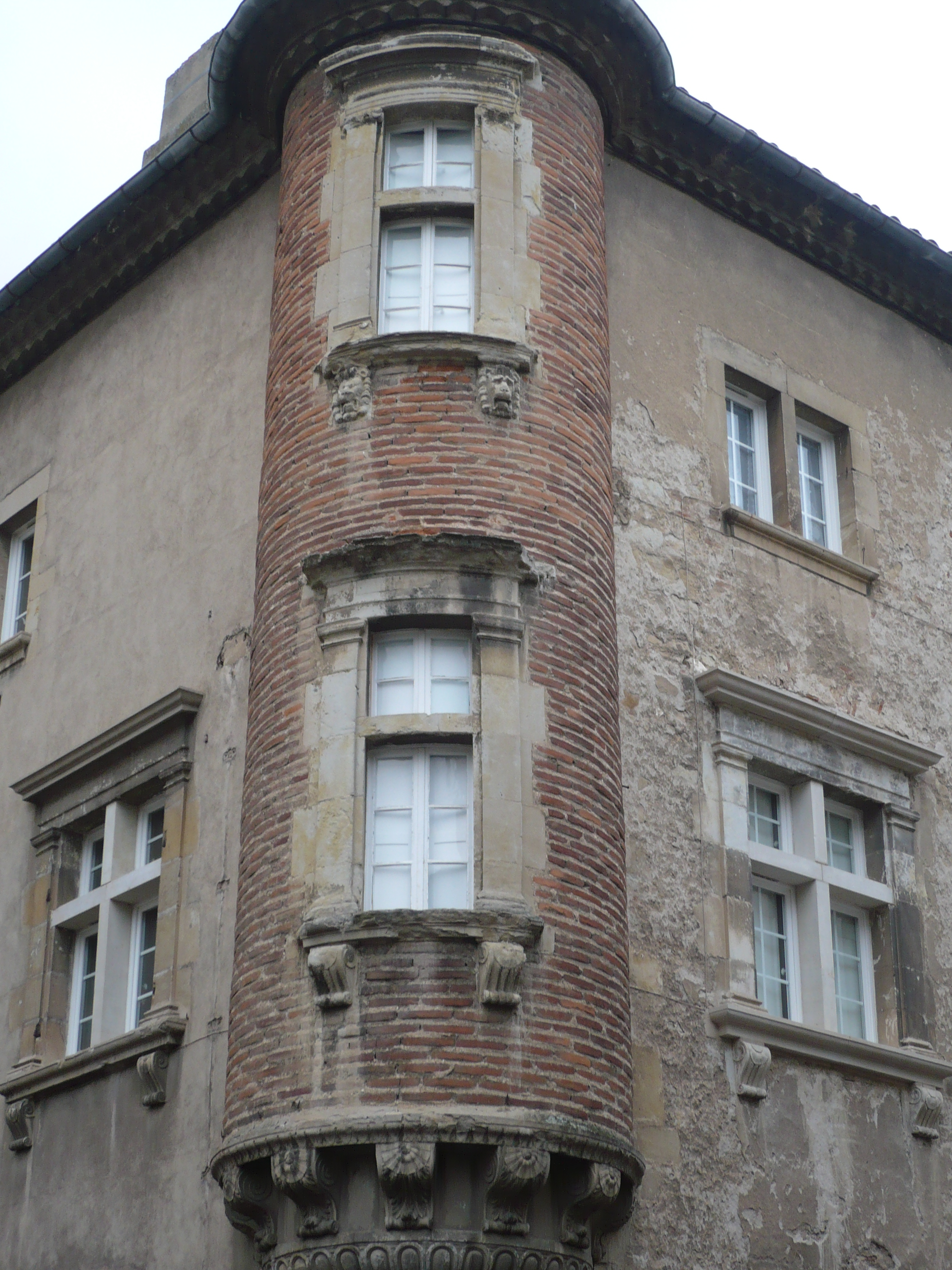
La tour de l'hôtel Jean Leroy édifié au XVIIe siècle.

##### Hôtel de Beaudecourt
Du nom d'une très vieille famille de banquiers et marchands castrais, l'hôtel fut construit après 1760. Vendu en 1804, plusieurs propriétaires se succédèrent avant qu'il ne devienne, pour un temps, le siège de la sous-préfecture. Le ministère de la Guerre l'acquiert en 1874 pour abriter les bureaux de l'école d'artillerie de Castres et la demeure du général.
De 1942 à 1944, l'hôtel est occupé par les Allemands. Il sert aujourd’hui de cercle et mess de garnison. Les alentours ont été dégagés avec la suppression du mur et de la voie du petit train (qui a fonctionné de 1905 à 1962), devenue une rue pour automobiles séparant ainsi davantage les jardins de Beaudecourt et Frascaty.

##### Hôtel du comte de Saint-Maur
Cet hôtel particulier est construit en 1805 dans le style Empire, par le comte François Prudhomme de Saint-Maur. Le photographe Arthur Batut y est né.

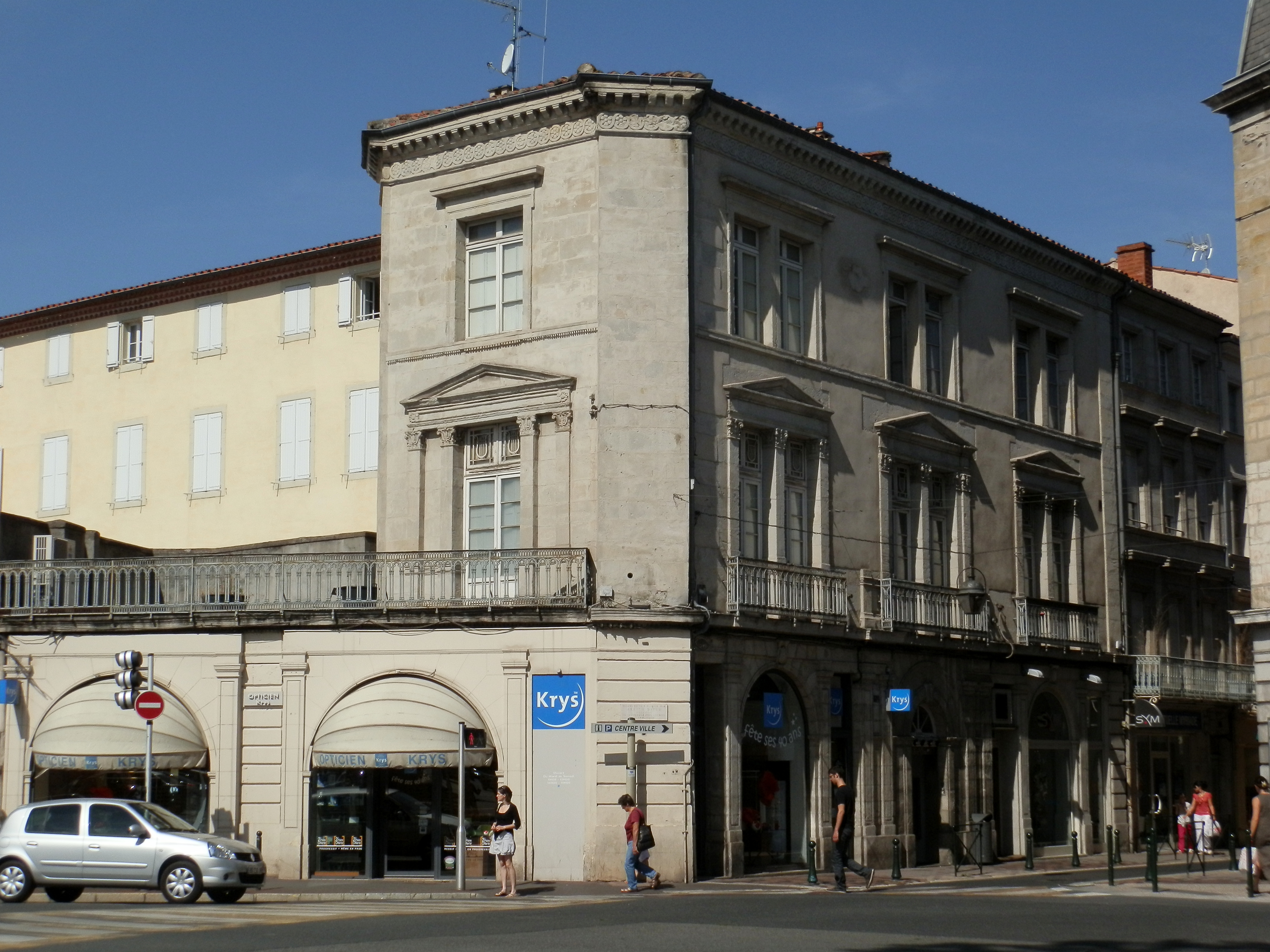
Hôtel construit sous le Premier Empire près de la place Soult à Castres

#### Autres hôtels
À voir aussi, l'hôtel de Lacger, la maison Lardaillé, la maison Defos, la maison de Jacques de Rivoyre et la demeure du juge de Montespieu.

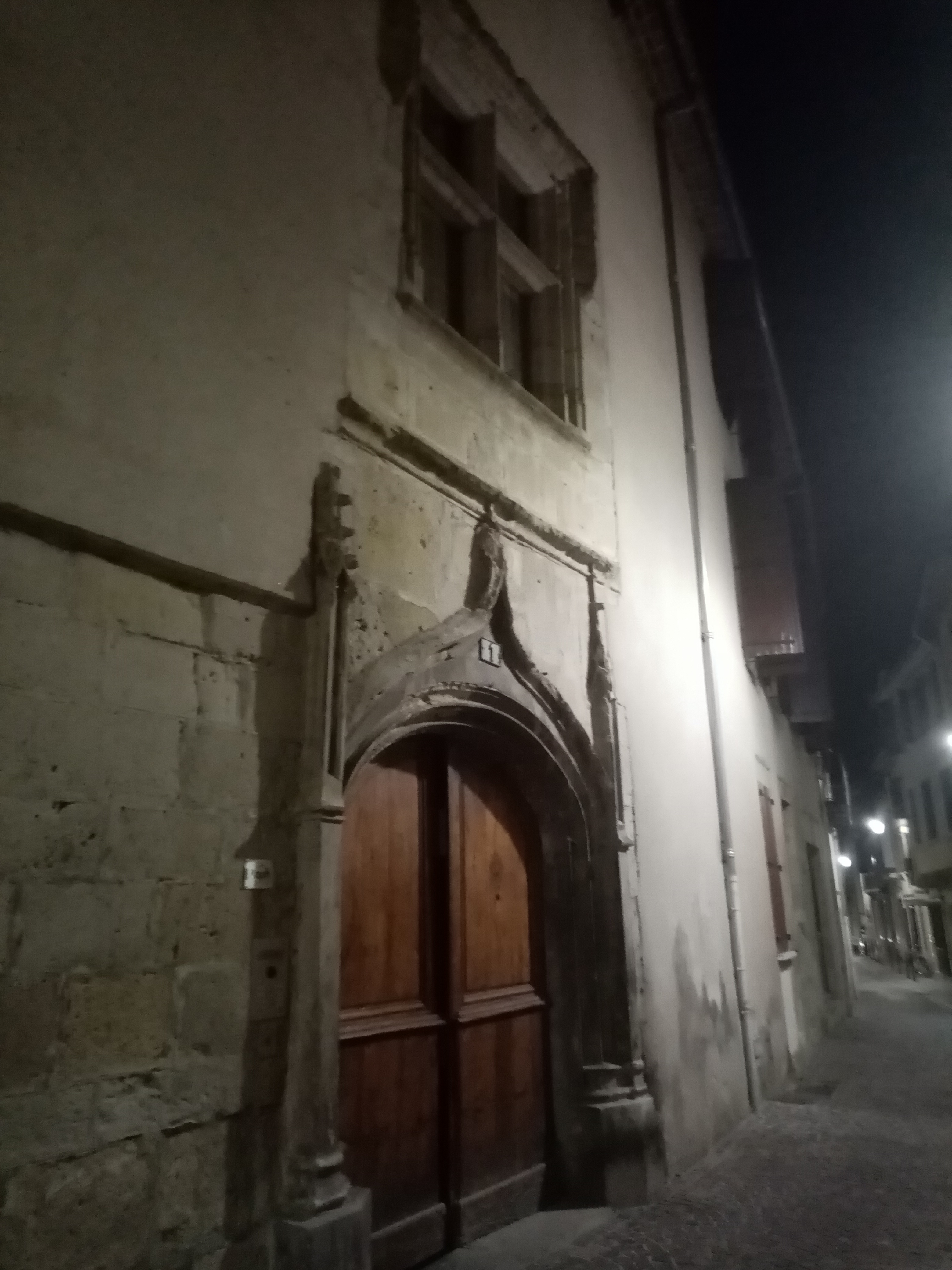
Maison médiévale du XVe siècle dans le Vieux Castres.
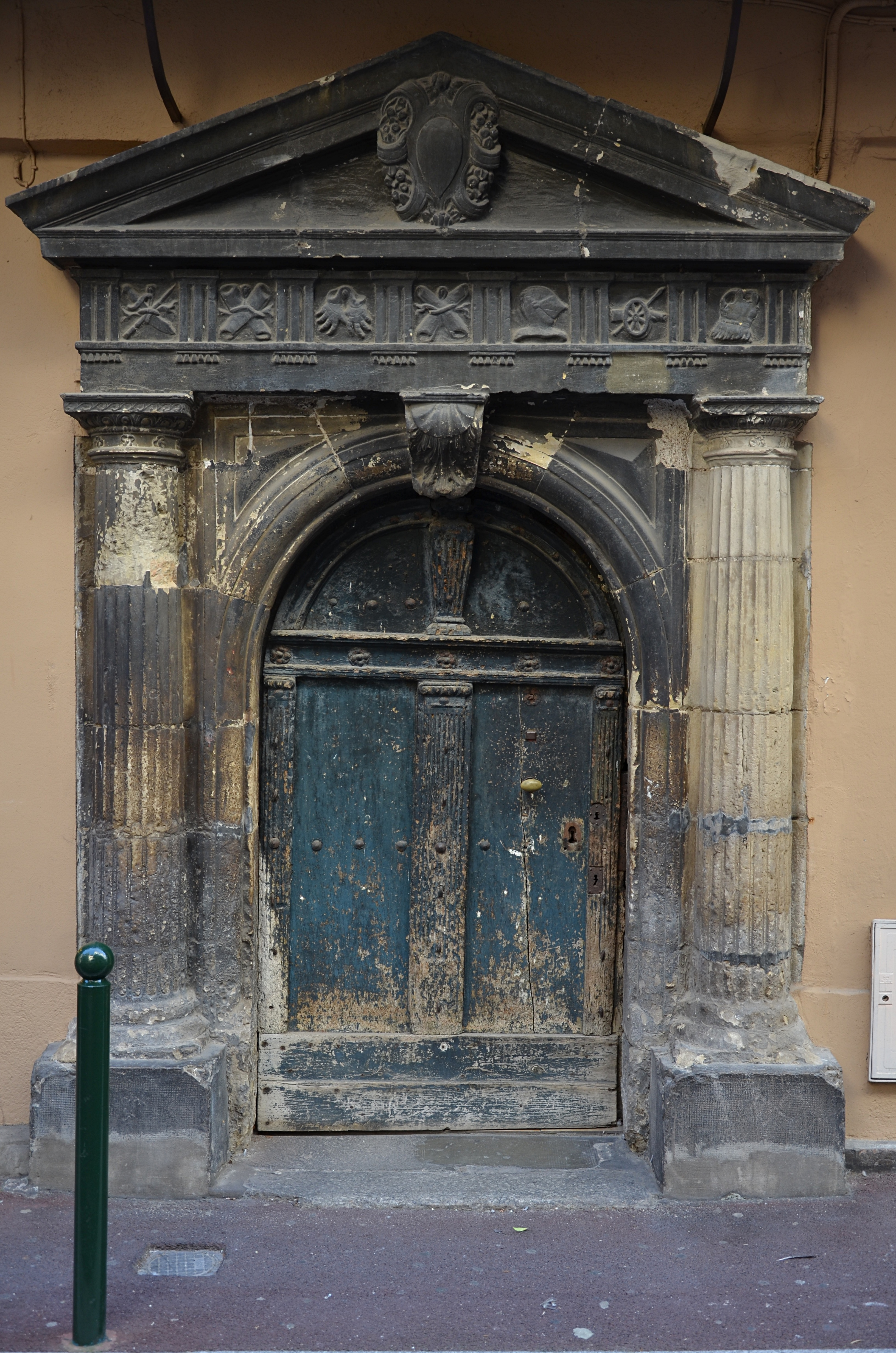
Maison du XVIe siècle du consul Jacques Defos à Castres.

#### Châteaux duXIXesiècle

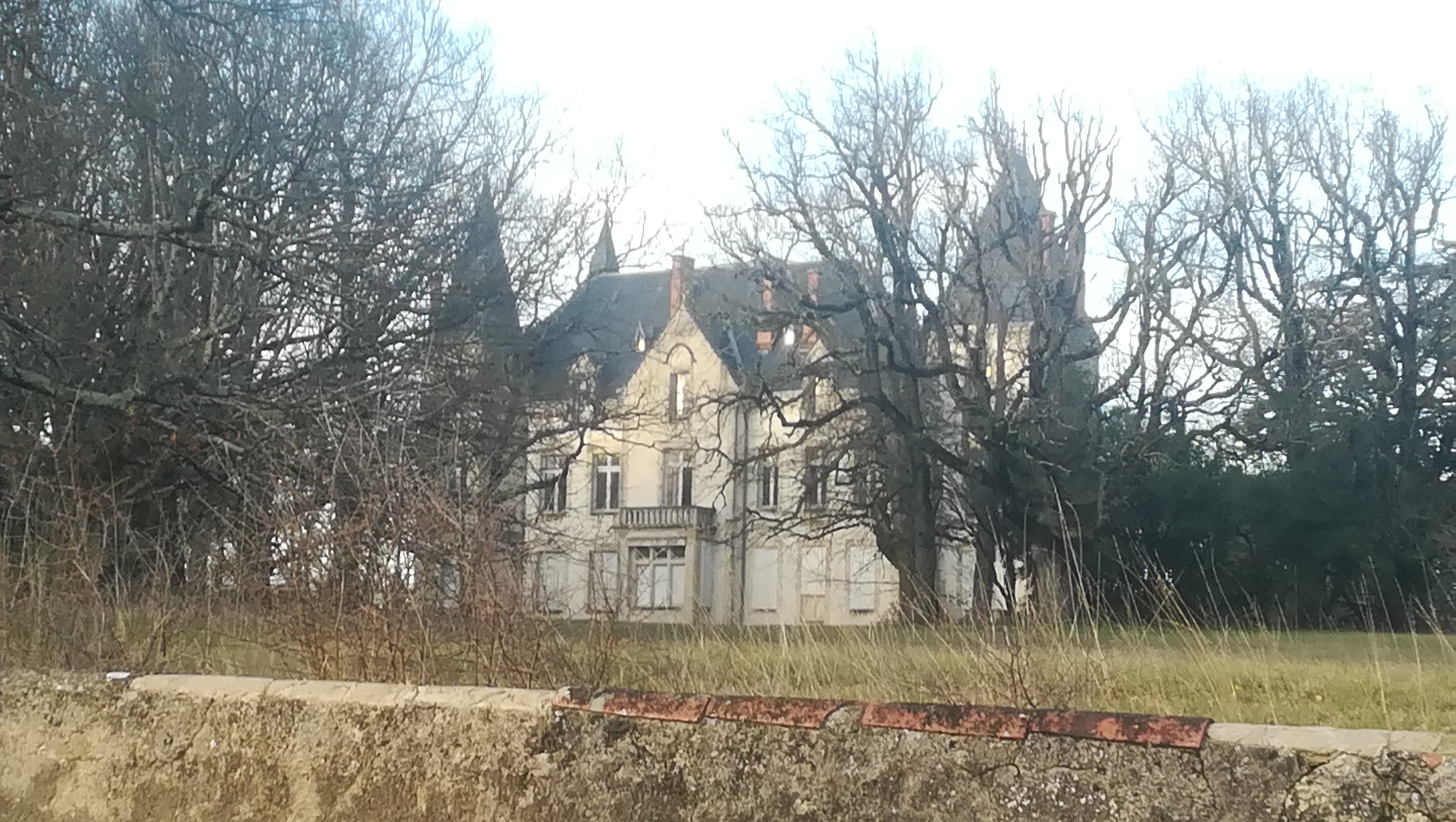
Château du Causse, autre joyau du patrimoine castrais.

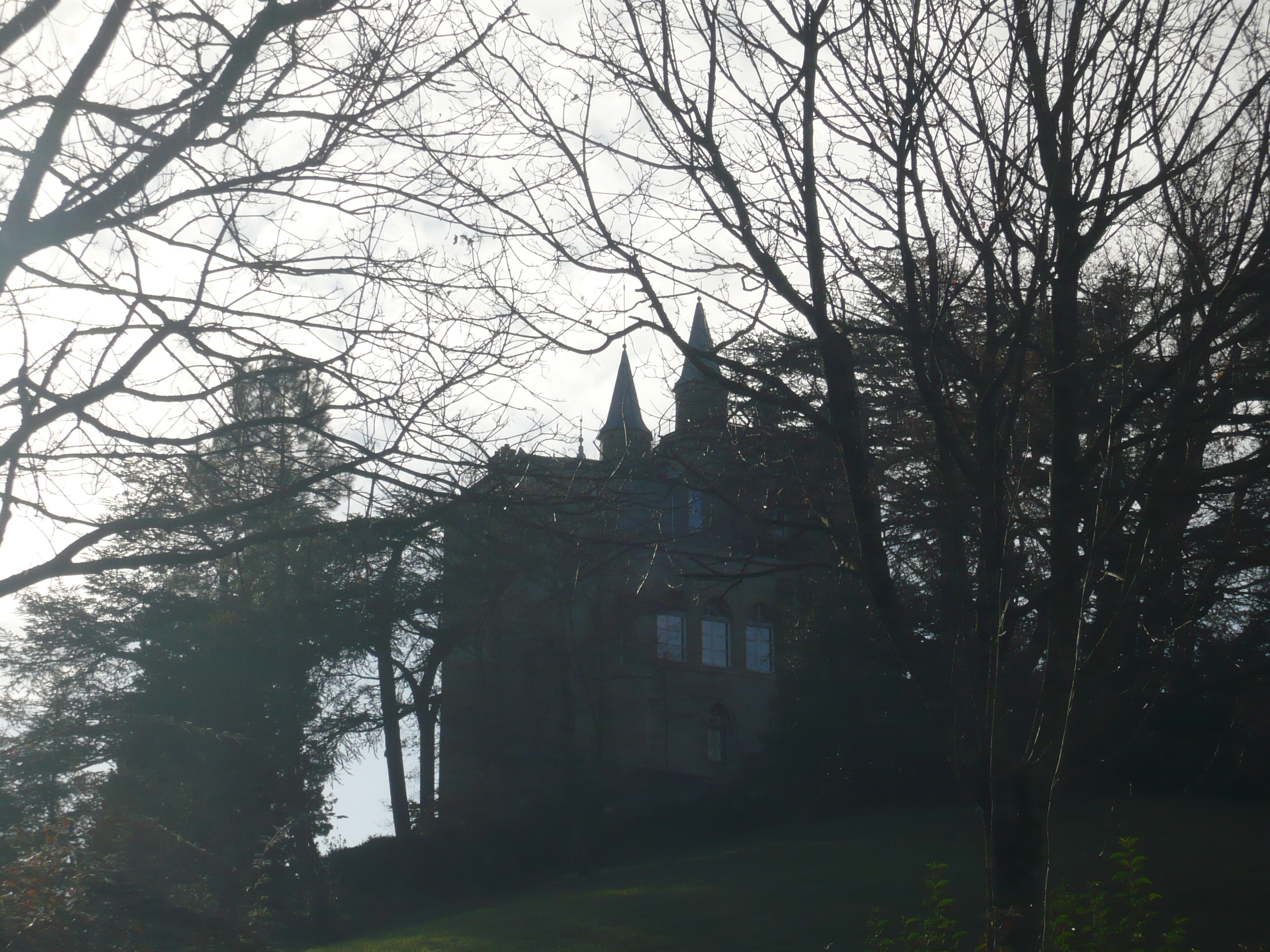
Silhouette familière du château avec ses tourelles se trouvant sur les hauteurs de Castres.

À Castres, au Causse, on peut observer un château derrière une végétation luxuriante et un mur. Ce château a été vendu par la Mairie de Castres en 2021. L'ancien président de la République Charles de Gaulle, de passage à Castres en 1961, y a séjourné quelques jours.
Un autre château également construit au XIXe siècle appartient à une famille castraise. Cette demeure domine les hauteurs de Castres face à la salle Gérard-Philipe et au jardin du Mail.

#### Maisons sur l'Agoût
La rivière était autrefois le centre vital de la ville. Ces maisons ont été dès le Moyen Âge le lieu d'activité principal des habitants.
Ces maisons d'artisans abritaient différents corps de métiers tels que tanneurs, teinturiers, parcheminiers, papetiers et tisserands.
Toutes ces maisons ont des bases médiévales dont les ouvertures sont en berceau ou en ogive.
Les caves appelées «caoussino» en occitan (littéralement cela signifie usine à chaux) ouvrent sur la rivière et possédaient des lavoirs.
Après avoir nettoyé et rincé les peaux dans l'Agout, on les déposait dans les cuves emplies de chaux. Au rez-de-chaussée étaient situés les appartements des ouvriers puis ceux des maîtres. Cependant, il n'était pas systématique de trouver sous le même toit l'habitat et l'activité professionnelle de l'artisan. Dès l'époque de Louis XIV, les documents cadastraux indiquent fréquemment des propriétaires différents pour les «caoussino» et les étages supérieurs.

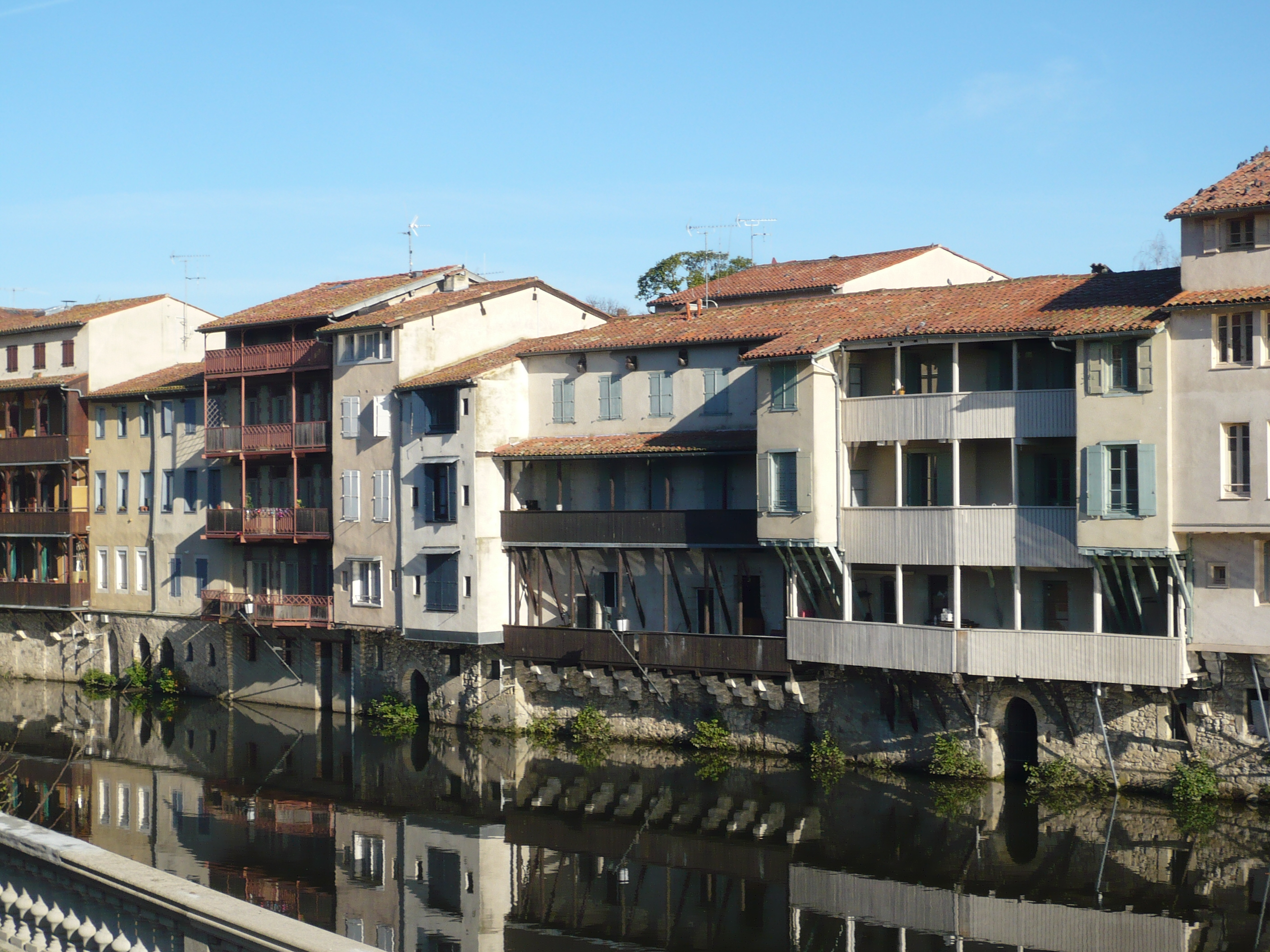
Vieilles maisons de tisserands, papetiers, tanneurs et parcheminiers sur l'Agoût.
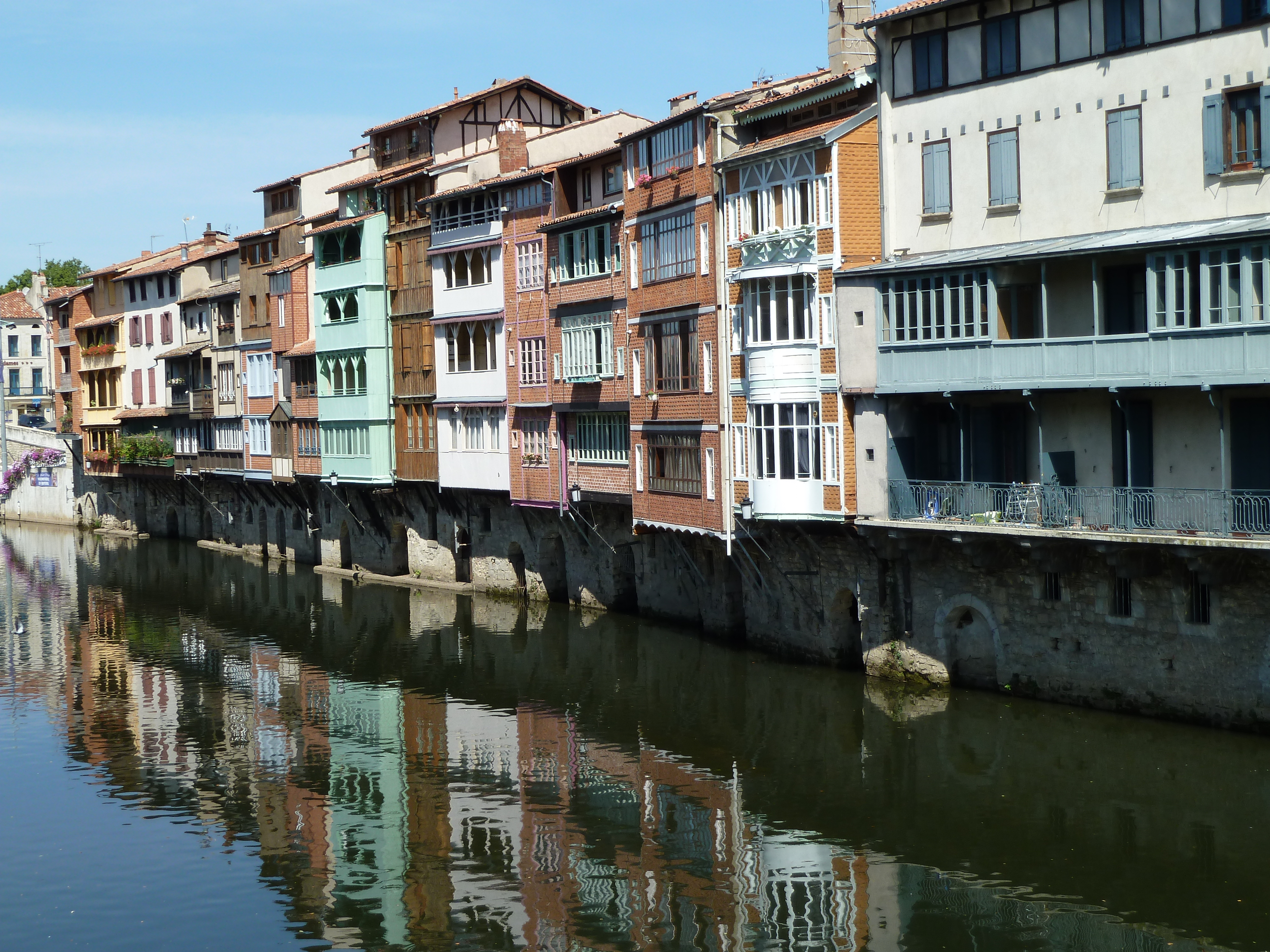
Maisons construites au Moyen Âge qui firent la prospérité de la cité castraise.
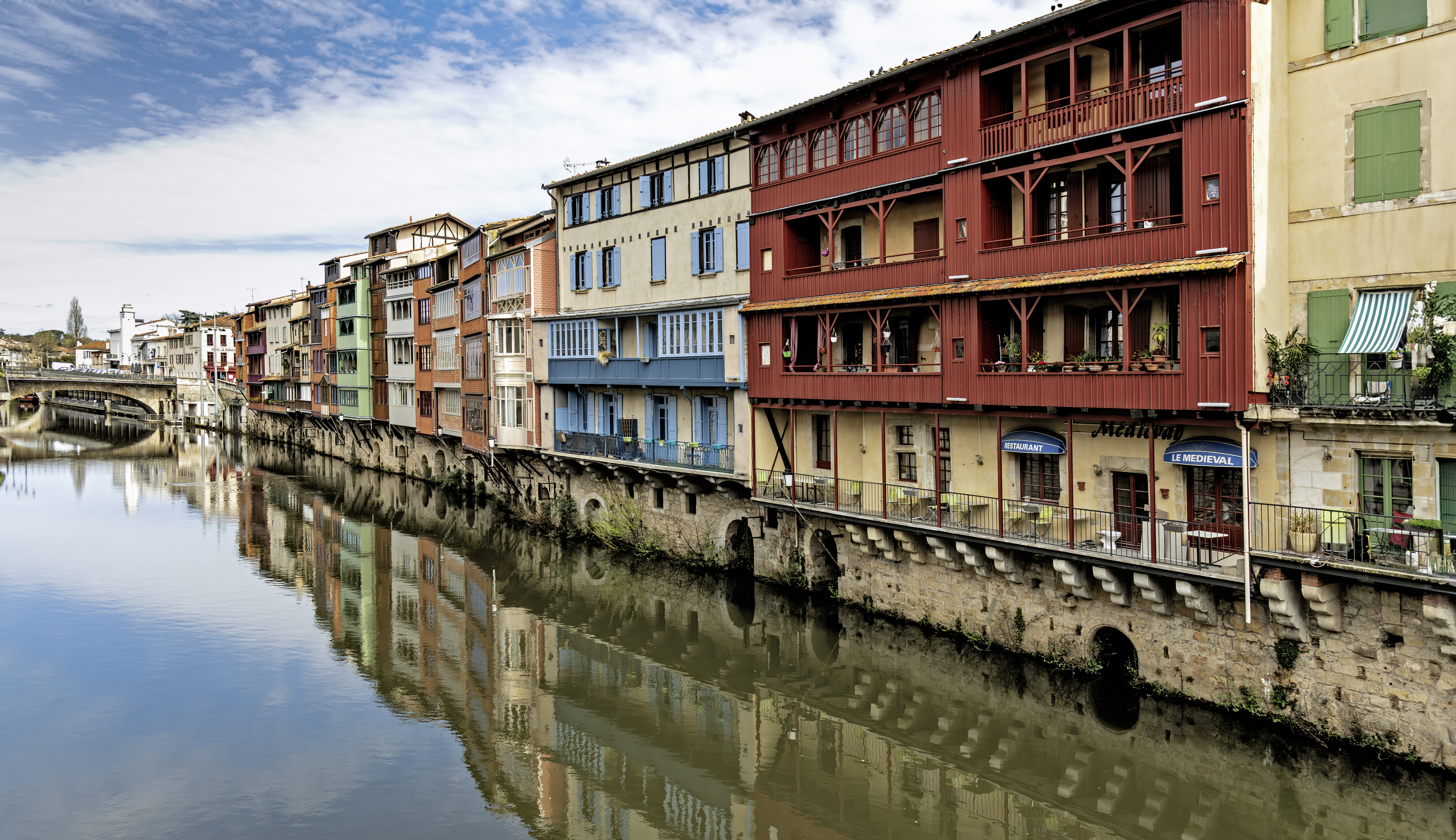
Chaque ouvrier au Moyen Âge utilisait une couleur différente pour se distinguer.
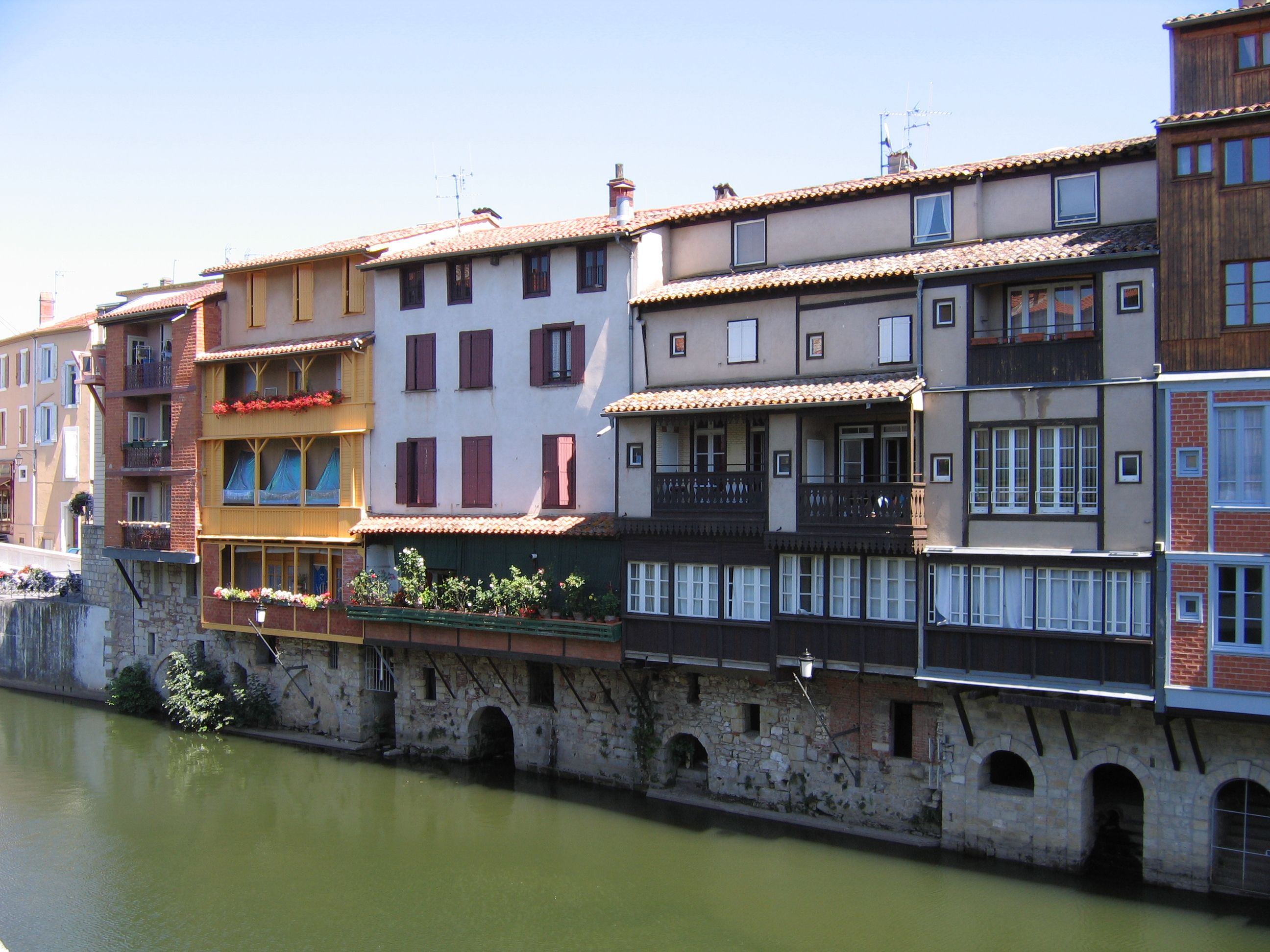
Castres appelé la « Petite Venise du Languedoc ».
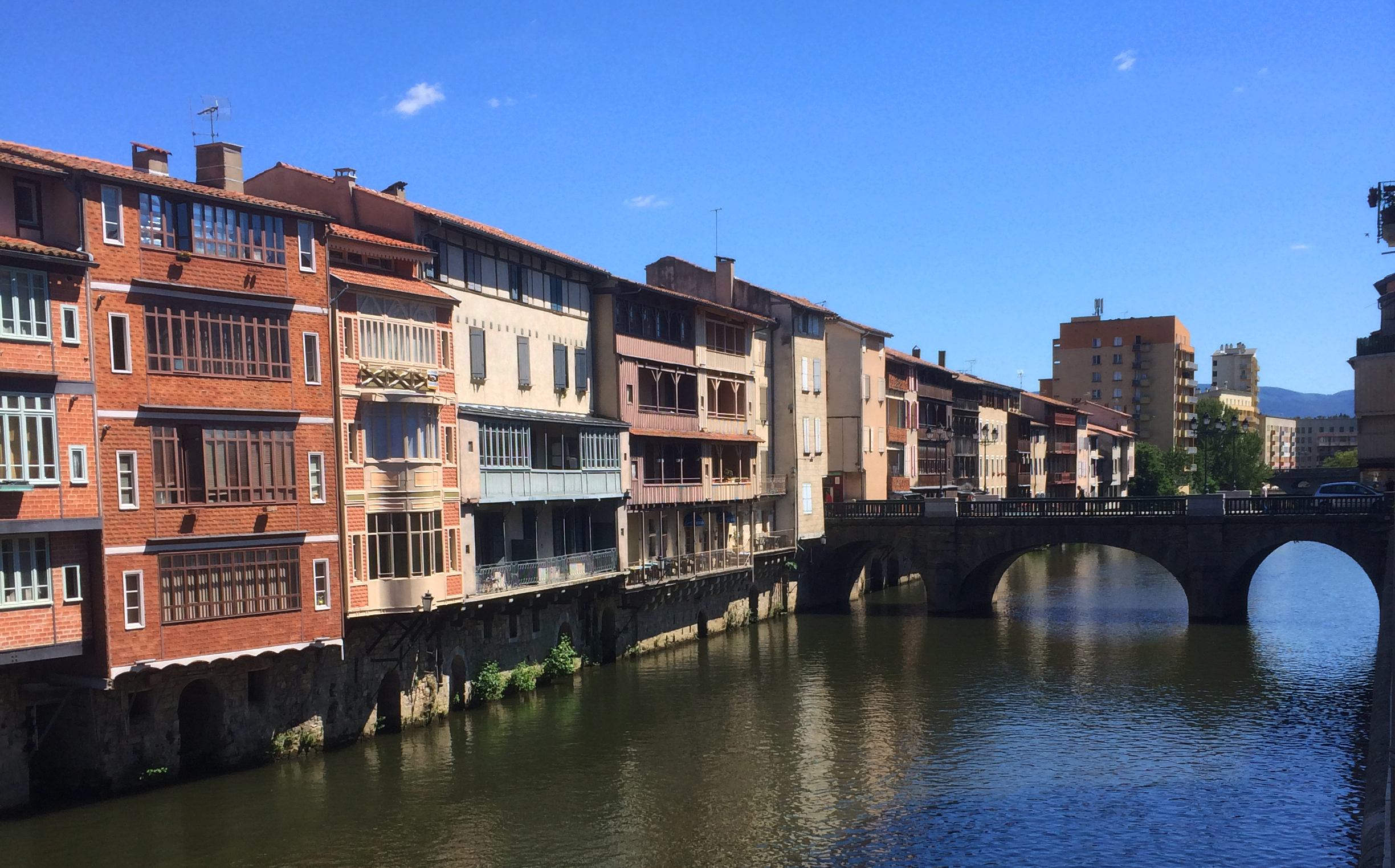
Haut lieu touristique au cœur de l'écusson de Castres.
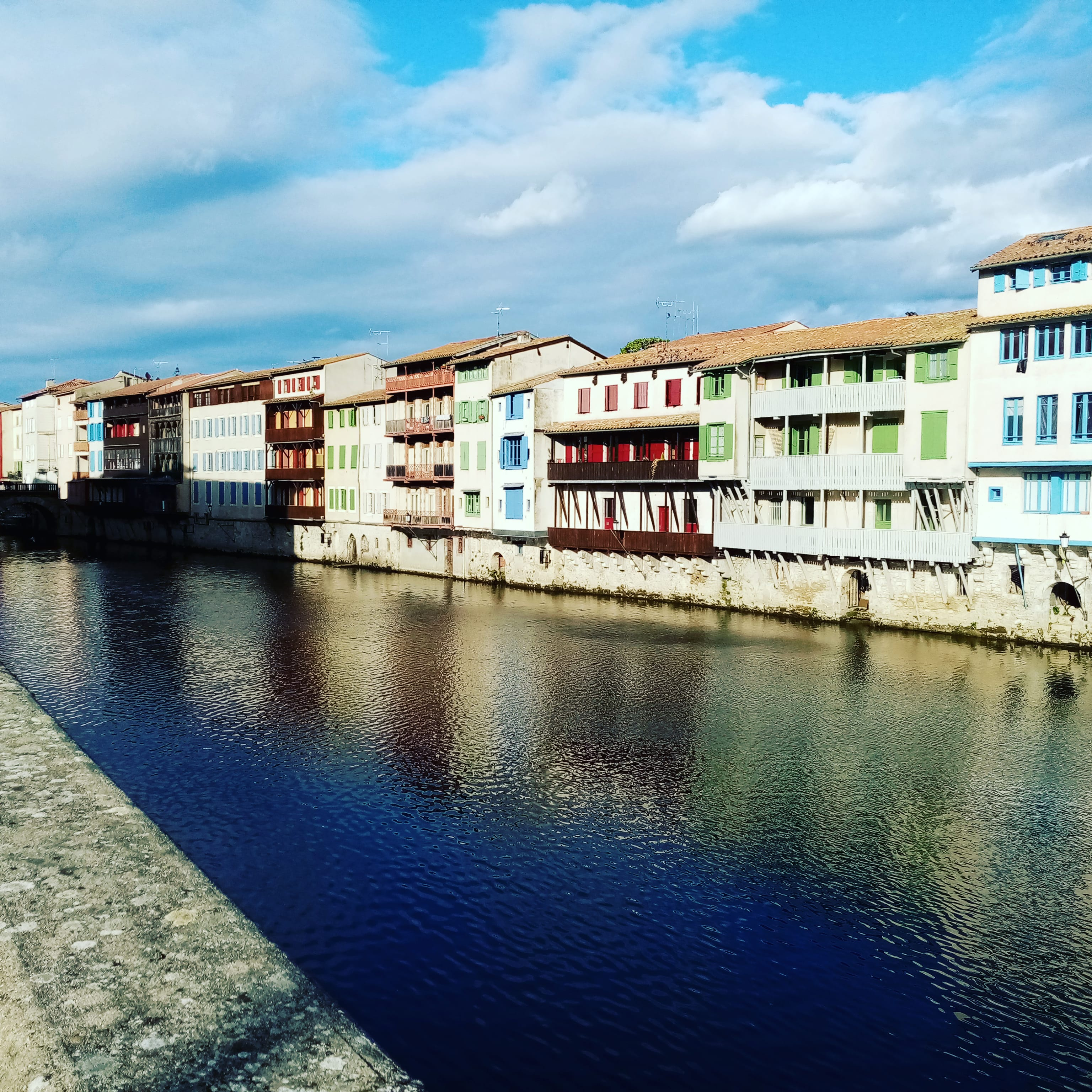
Vieilles maisons sur l'Agoût rénovées et repeintes en 2021.
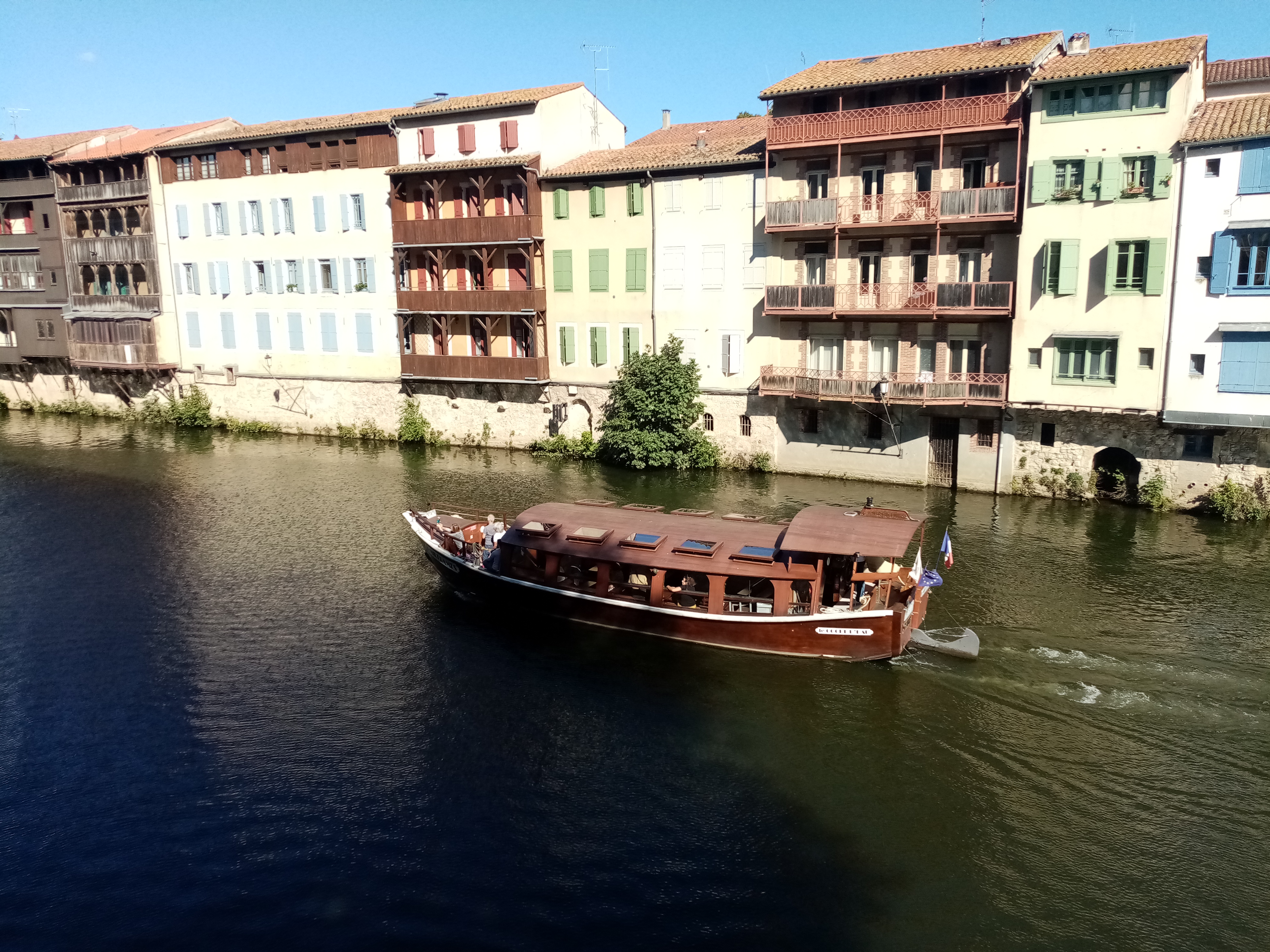
Coche d'eau Miredames naviguant près des Vieilles Maisons sur l'Agoût.

Aux deux derniers étages, se trouvaient les séchoirs, l'un plus haut que les pièces d'habitation elles-mêmes afin que les cuirs ne traînent pas par terre. Ces pièces sont pourvues de petites ouvertures qu'il devait être aisé de fermer avec des volets de bois pour, en été, défendre les cuirs des ardeurs du soleil et en hiver de la force de la gelée. Sous les toits, le deuxième séchoir portait le nom de « soleiller », largement ouvert pour laisser pénétrer la lumière et l'air.
Ces maisons, appelées aussi « la petite Venise » ont conservé leurs encorbellements de bois et leurs balcons.
Depuis les années 1980, ces maisons ont été restaurées et sont entrées dans la catégorie HLM, dans le cadre d'une réhabilitation du centre-ville.
Trois ponts relient les deux berges de l'Agout et le centre historique de la ville de Castres dont les maisons sur l'Agout constitue le centre névralgique.

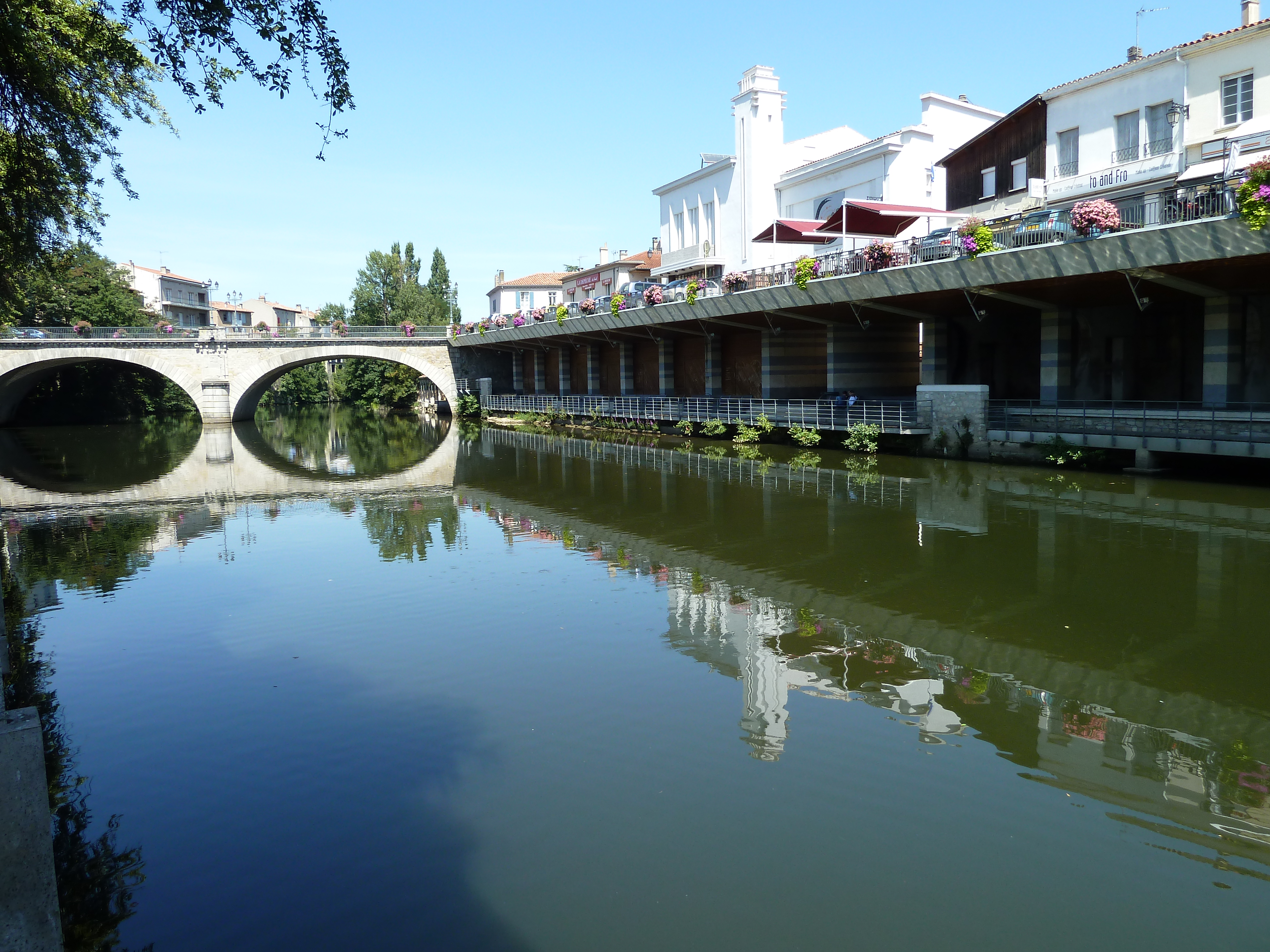
Pont Miredames et berges sur l'Agout.
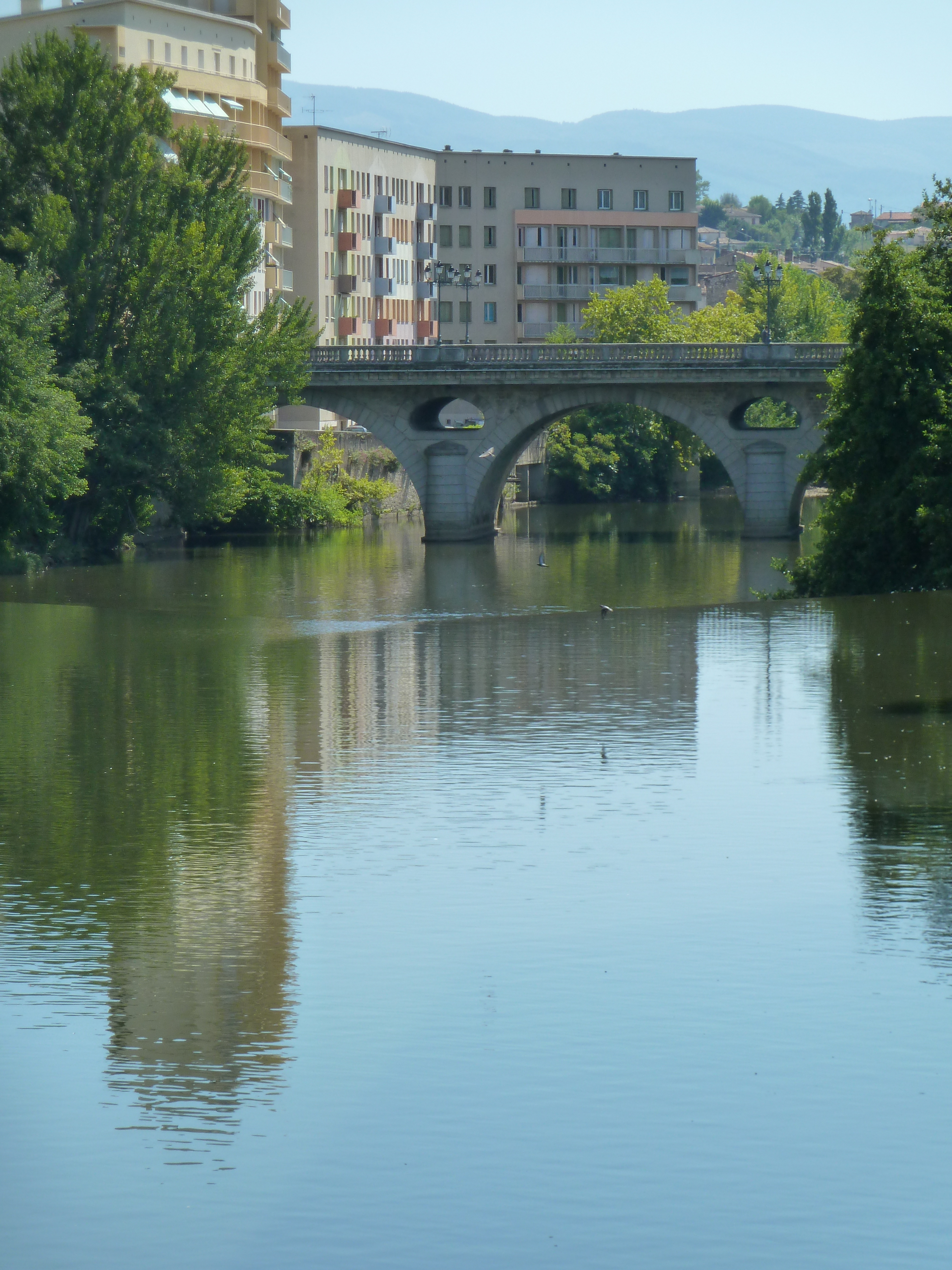
Pont de Metz situé en face du palais de l'Évêché.
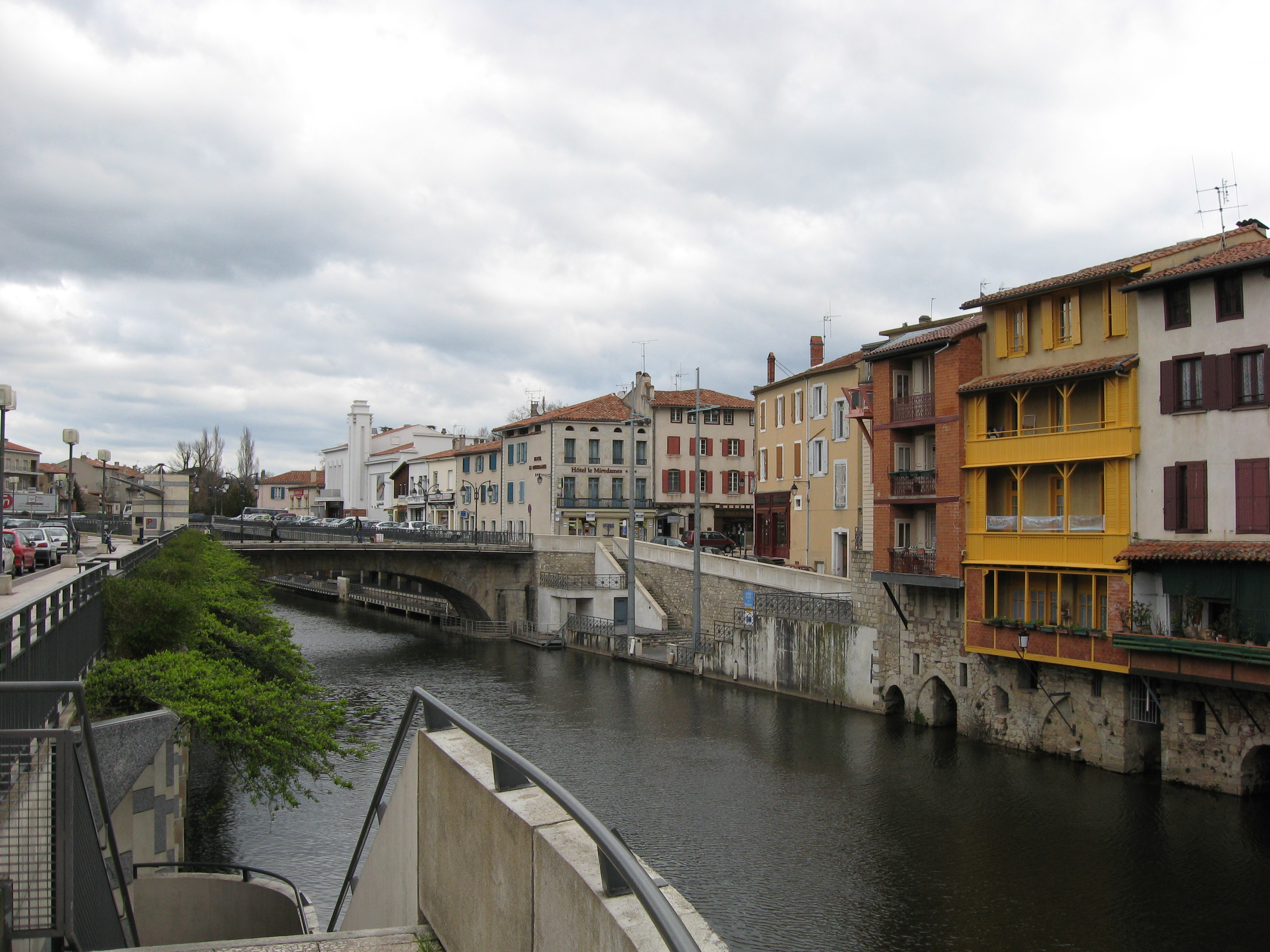
Pont Vieux construit au XVIIIe siècle.

#### Places et principaux marchés de Castres

##### Place Jean-Jaurès
Autrefois appelée place Royale sous la monarchie de Juillet (1830-1848), puis place Impériale sous le Second Empire (1852-1870), et enfin place Nationale sous la IIIe République (1871-1920), elle est rebaptisée place Jean-Jaurès en 1925, après l'assassinat de Jean Jaurès en 1914 à Paris. Le célèbre mathématicien Pierre de Fermat a été enseveli non loin du palais épiscopal au centre de ce qui devint la place Royale aménagée dans les années 1830. La cantinière Joséphine Pujol qui servit dans les armées de Napoléon III puis soigna les soldats lors de la Grande Guerre naquit dans un appartement de cette place en 1836.
Une statue de Jean Jaurès (né à Castres le 3 septembre 1859) est placée entre les Arcades et la place en hommage à cet homme politique français (originaire de Castres), homme-d'état, orateur et parlementaire socialiste, qui s'est notamment illustré par son pacifisme et son opposition au déclenchement de la Première Guerre mondiale. Une plaque rappelle qu'il naquit à Castres. À l'autre extrémité de la place se trouve une fontaine, don du député Eugène Pereire, se composant de vasques, d'un bassin et de chérubins montés sur des poissons, de têtes de lions...
La place Jean-Jaurès accueille le marché les mardis, jeudis, vendredis et samedis matin, des évènements culturels, politiques. Cette place devint piétonne en 2005, et elle a été rénovée. Elle est revêtue avec du granit du Sidobre.

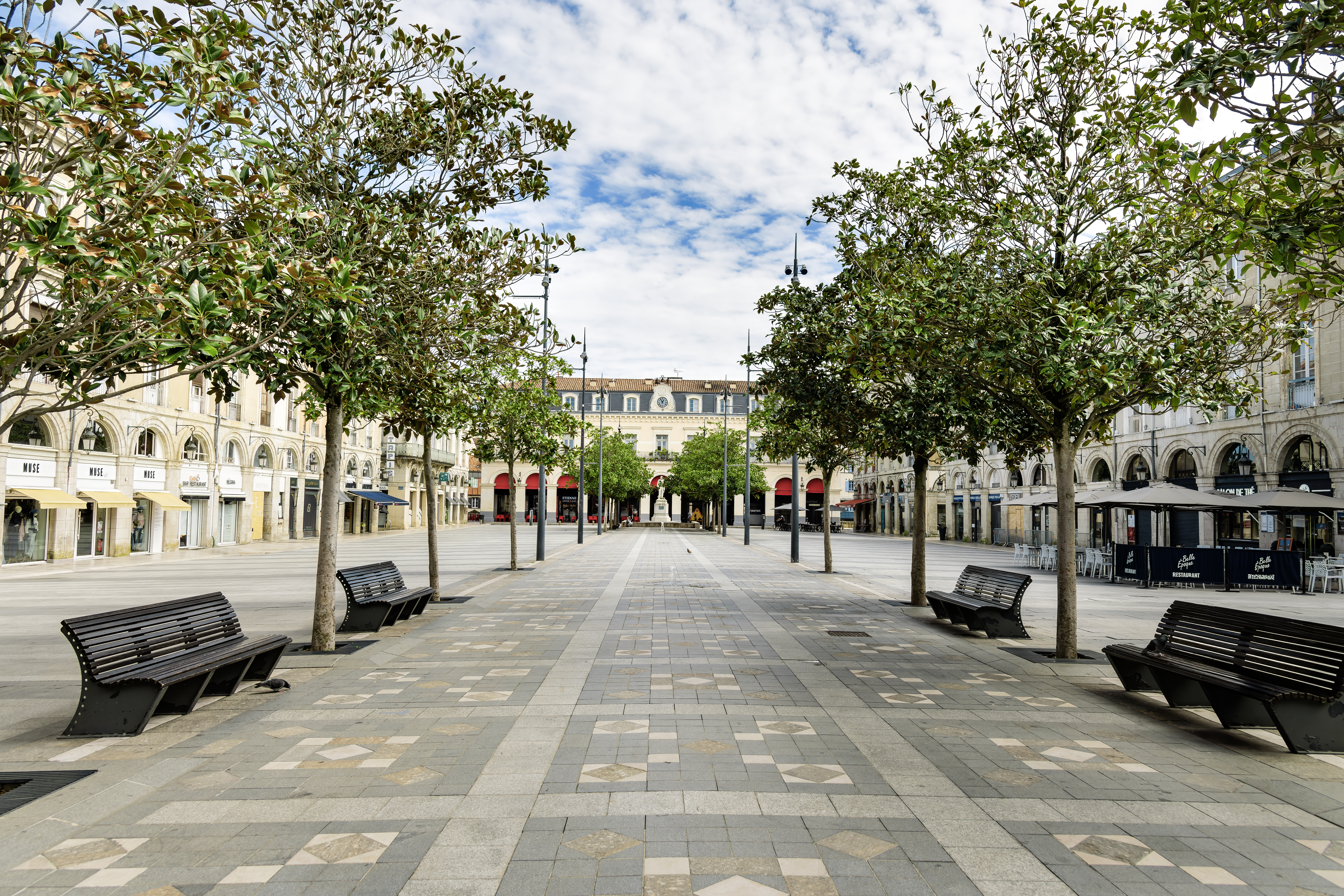
Place Jean-Jaurès, lieu d'activités commerciales, culturelles, militaires et sportives.
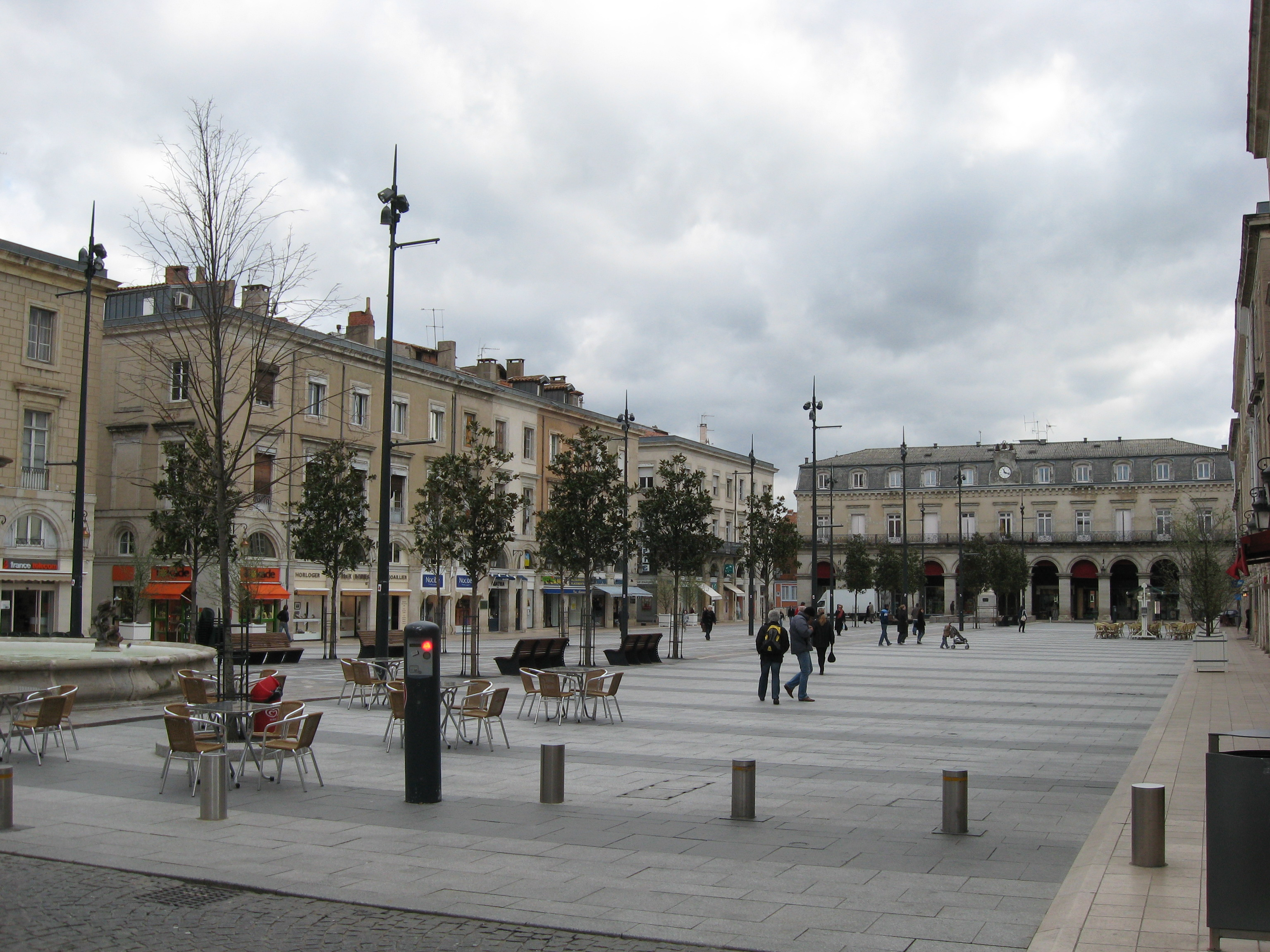
Elle est constituée de granit provenant des carrières du Sidobre.
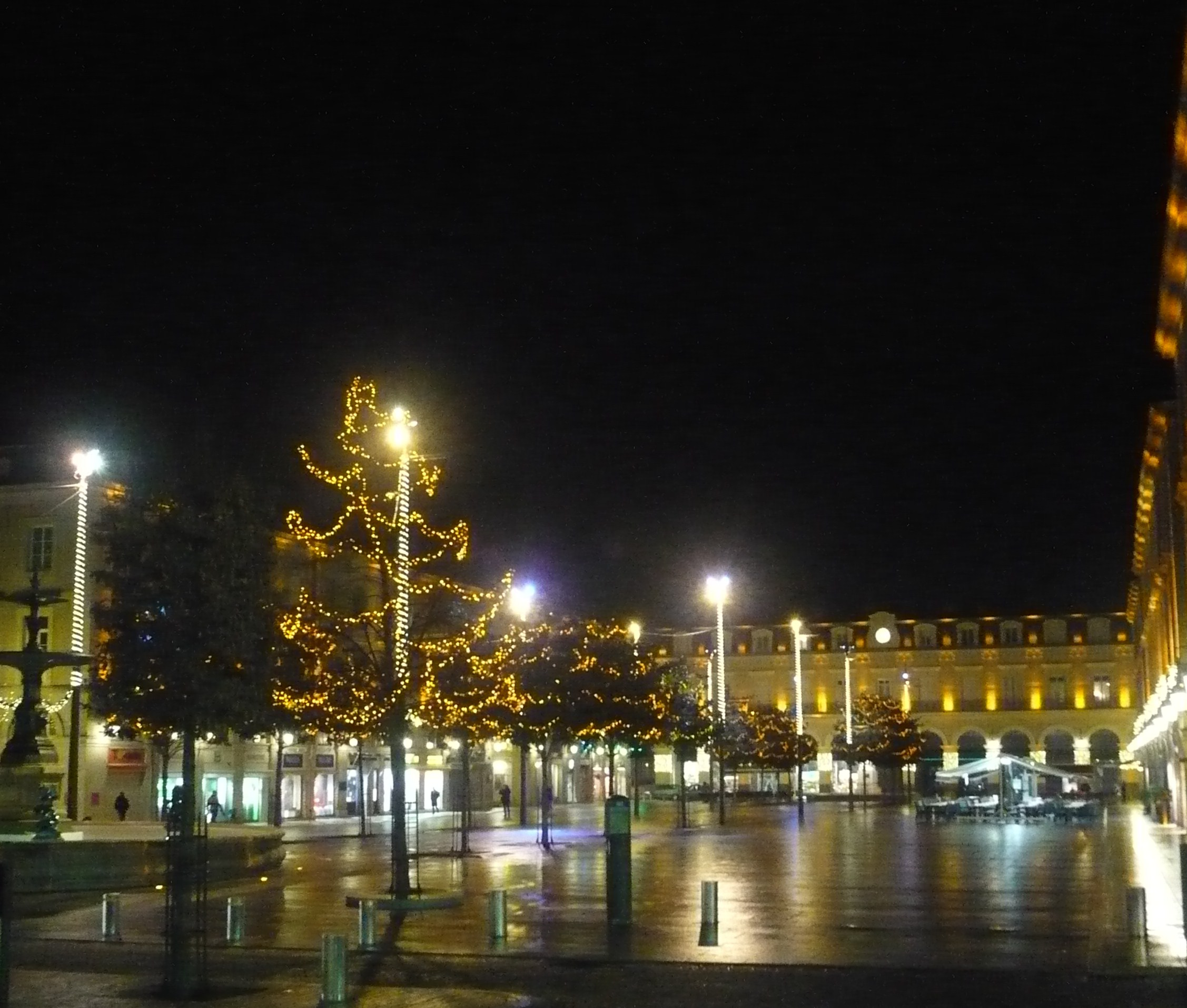
Place Jean-Jaurès illuminée pour les fêtes de Noël en décembre 2011.
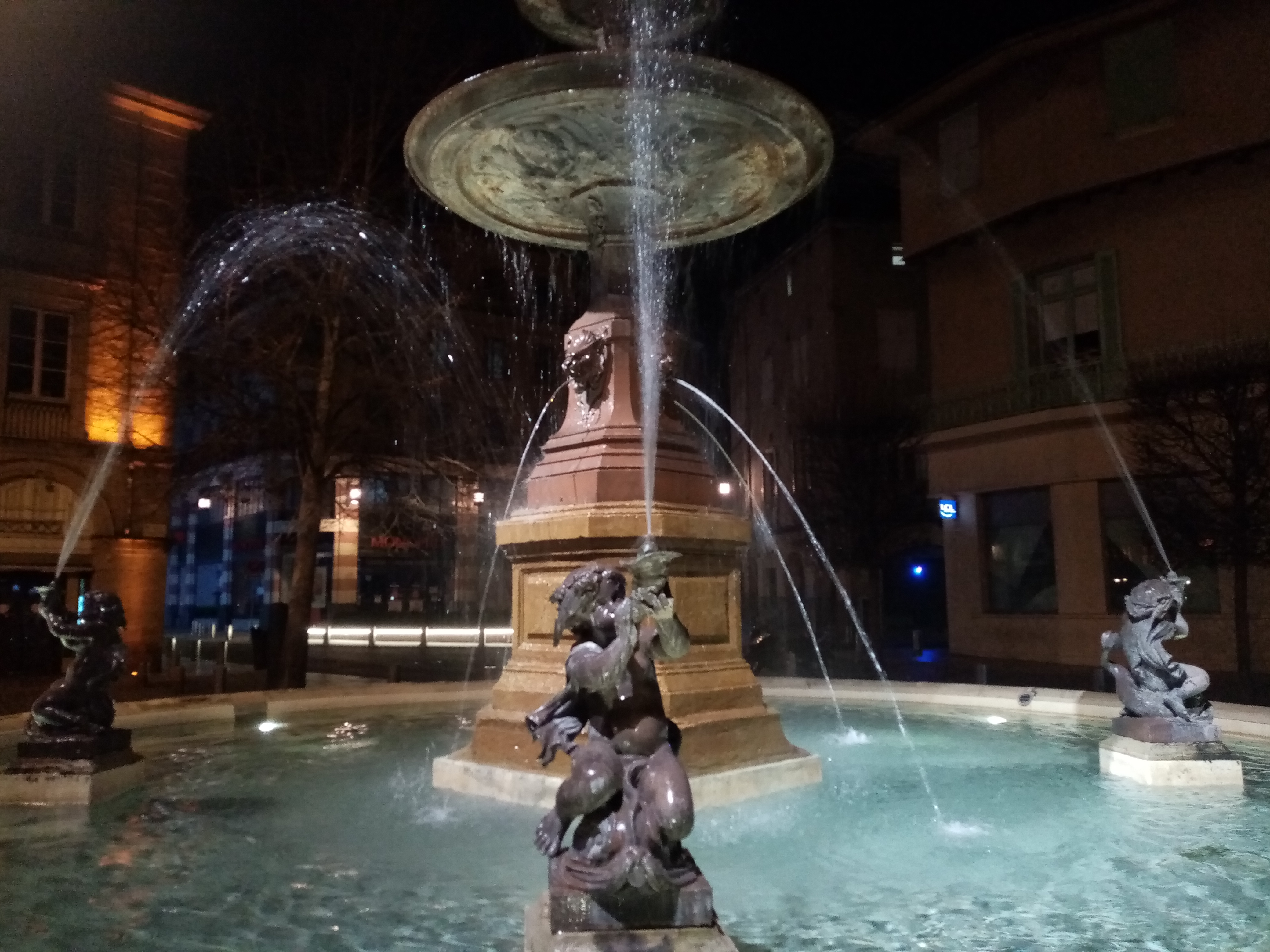
Fontaine avec ses vasques, son bassin, ses chérubins, ses têtes de lions...
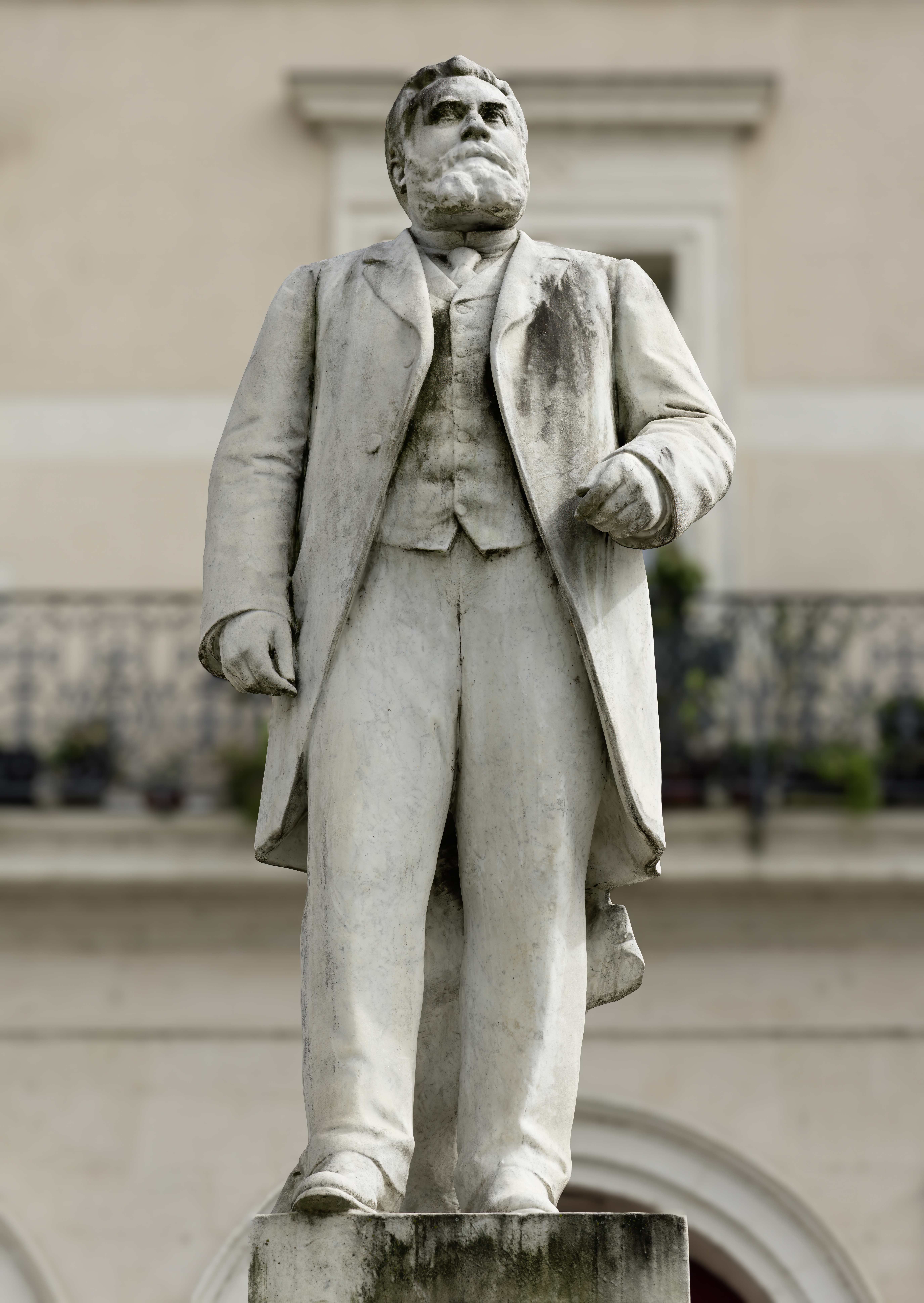
Statue de Jean Jaurès : célèbre tribun socialiste natif de Castres en 1859.
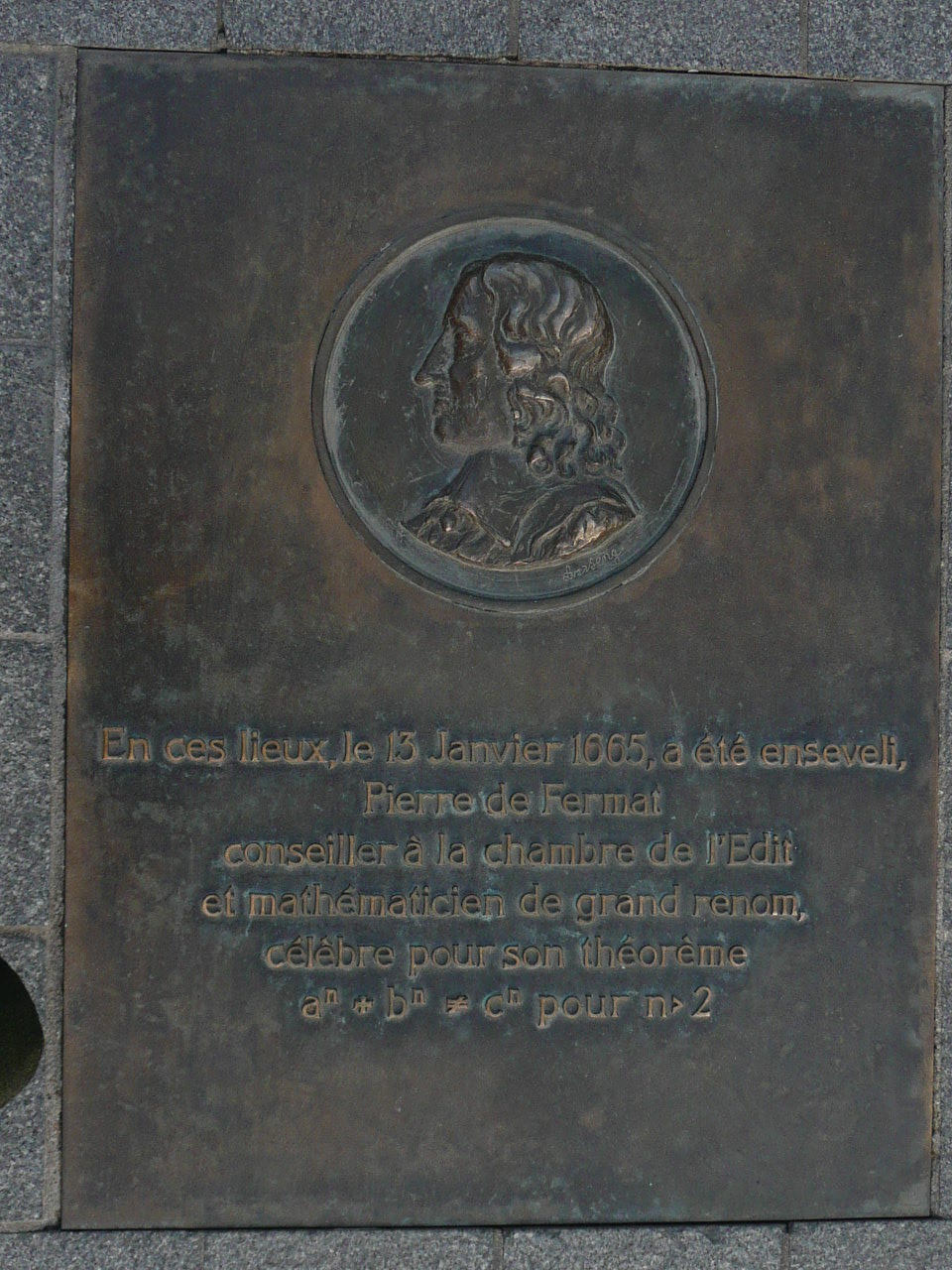
Plaque sur le lieu où Pierre de Fermat a été enterré en 1665, au centre de la place.

##### Place Pierre-Fabre
"Albinque" vient du mot Porta Albinca, c'est-à-dire la « Porte d'Albi ». La place se compose d'un marché couvert construit en 1862, rénové en 2022, selon le modèle des pavillons parisiens, sous le Second Empire de Napoléon III. L'église Saint-Jean-Saint-Louis fut érigée en 1872 en face du marché couvert. Le foirail et la gare ferroviaire des CFDT ont été détruits. Depuis 2012, la place de l'Albinque est entièrement rénovée afin de retrouver son agencement d'origine. En 2014 elle a été rebaptisée place Pierre-Fabre, en l'honneur du pharmacien éponyme. Un écran géant a été installé quand le Castres olympique fut champion de France de Top 14 en 2018 et finaliste 2022.

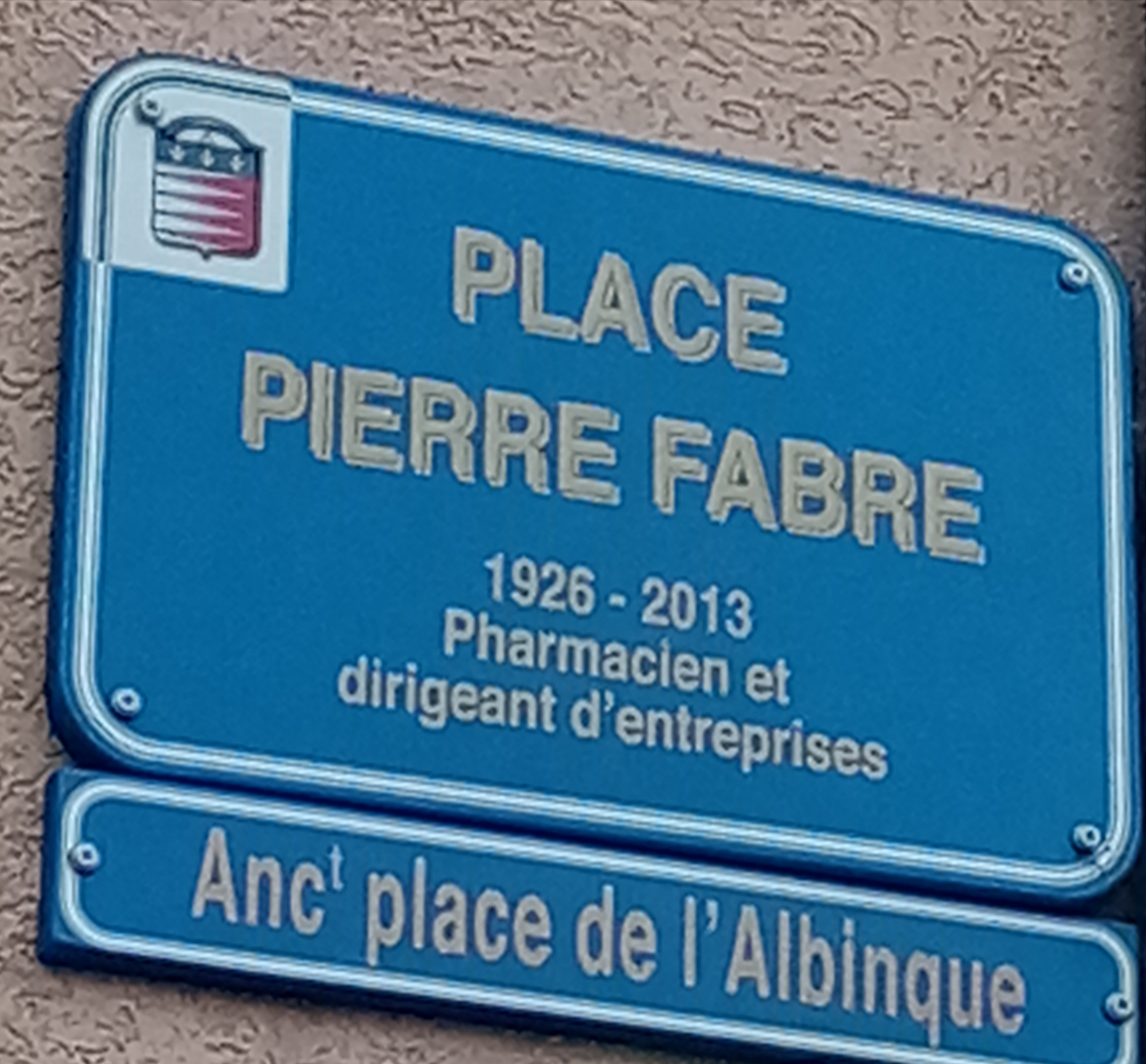
Plaque de la Place Pierre Fabre.
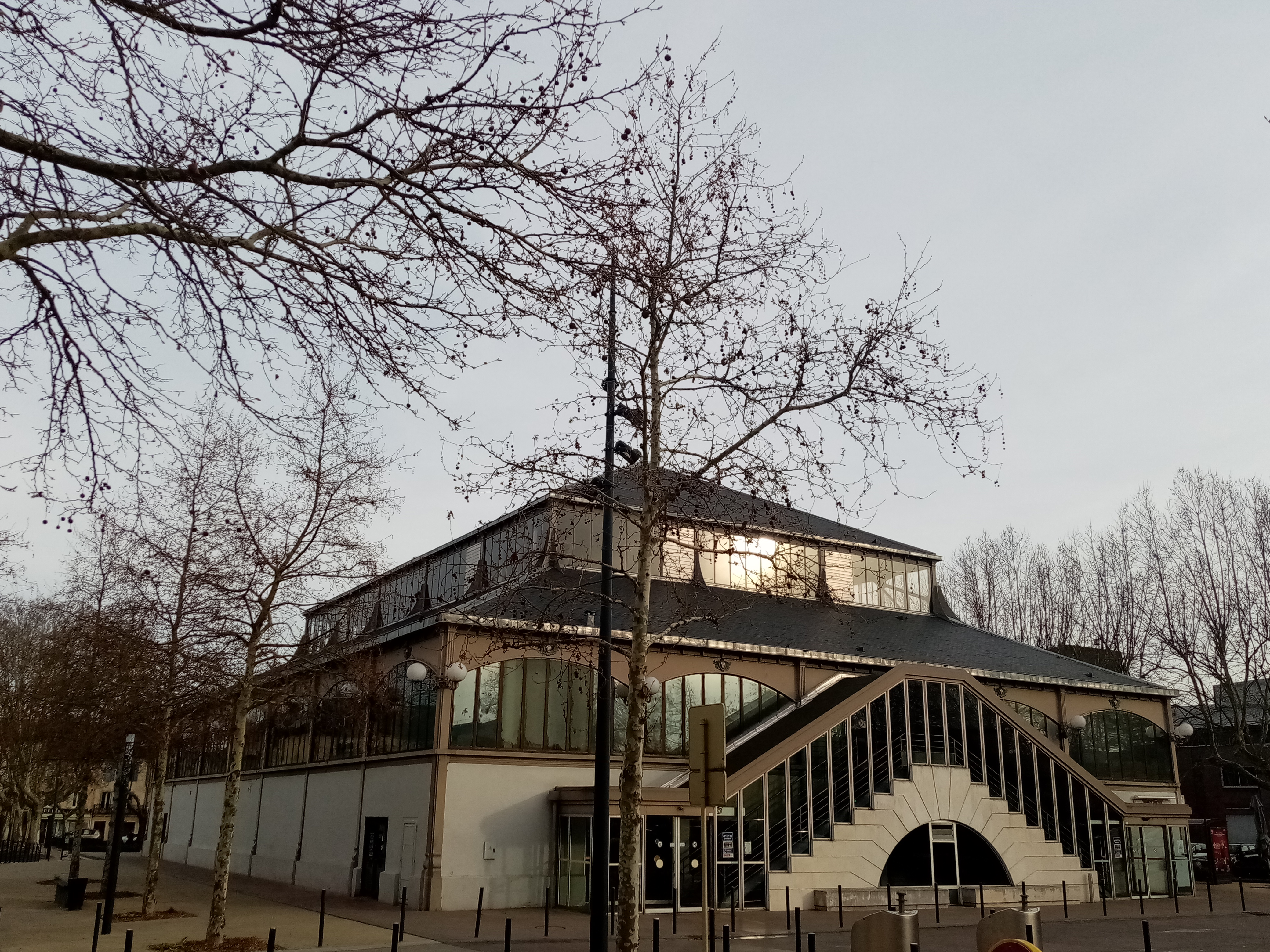
Le marché couvert de l'Albinque avec ses artisans, sa brasserie, son restaurant.
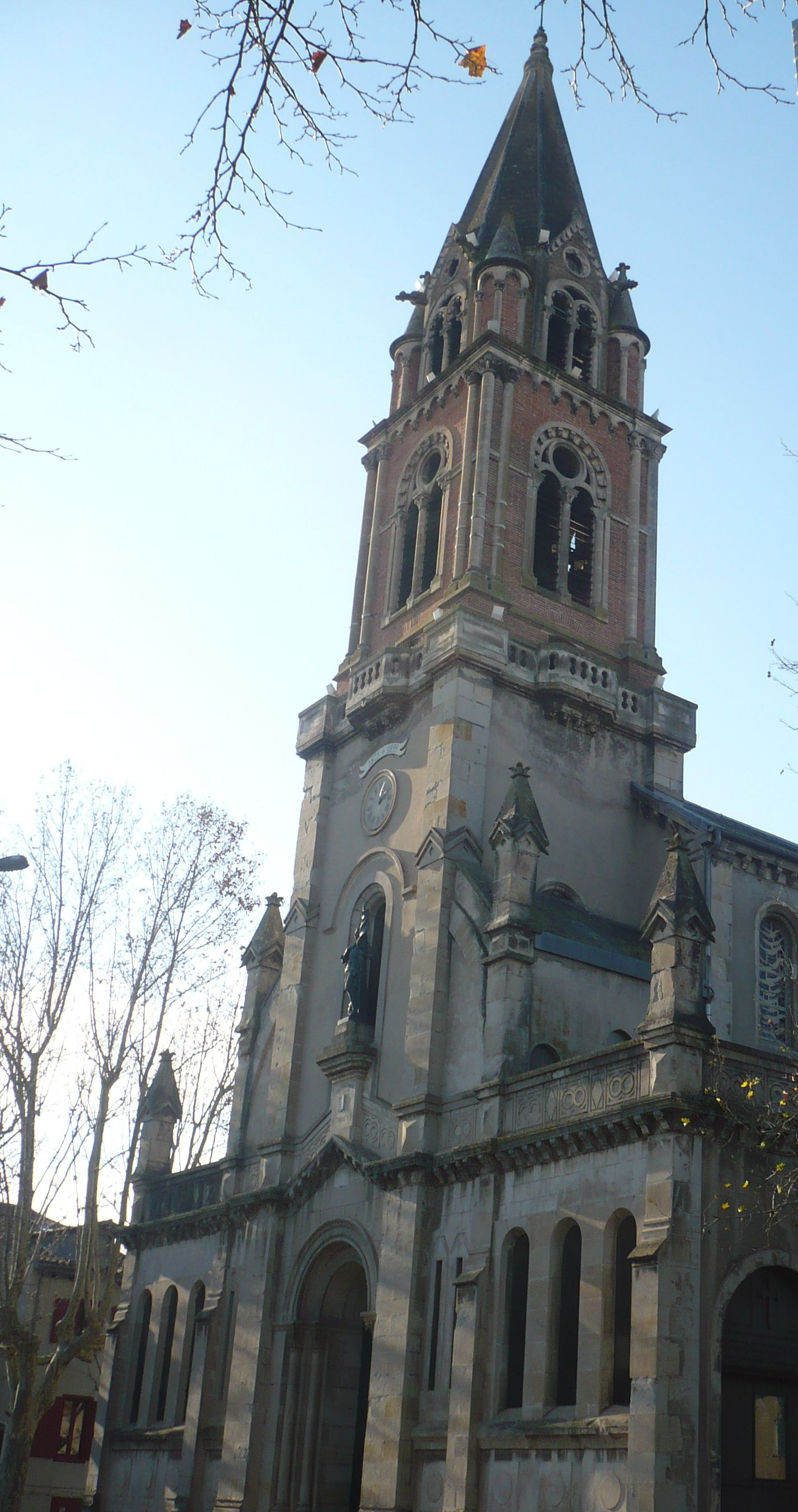
L'église Saint-Jean-Saint-Louis, construite à la fin du XIXe siècle, face au marché couvert.

##### Place Soult
Cette grande place, arborée avec des jets d'eau, se situe à l'entrée de Castres. Cette place est entourée de nombreux commerces, restaurants, brasseries, banques. À proximité se trouve le Jardin du Mail, une aire de jeux pour les enfants, et l'hôtel de police. L'institut de formation en soins infirmiers (IFSI) occupe les locaux d'un ancien cinéma Le Palace qui accueillit le concert de Johnny Hallyday en 1966. Chaque mois de septembre, le concert de rentrée gratuit est organisé. En décembre, le marché s'installe sur la place Soult car le marché de Noël occupe la place Jean-Jaurès.
Un écran géant a été installé quand le Castres olympique fut champion de France de Top 14 en 2013 et finaliste en 2014.
Les voitures de course du rallye de la Montagne Noire s'y rassemblent chaque année à l'occasion du départ de l'épreuve.

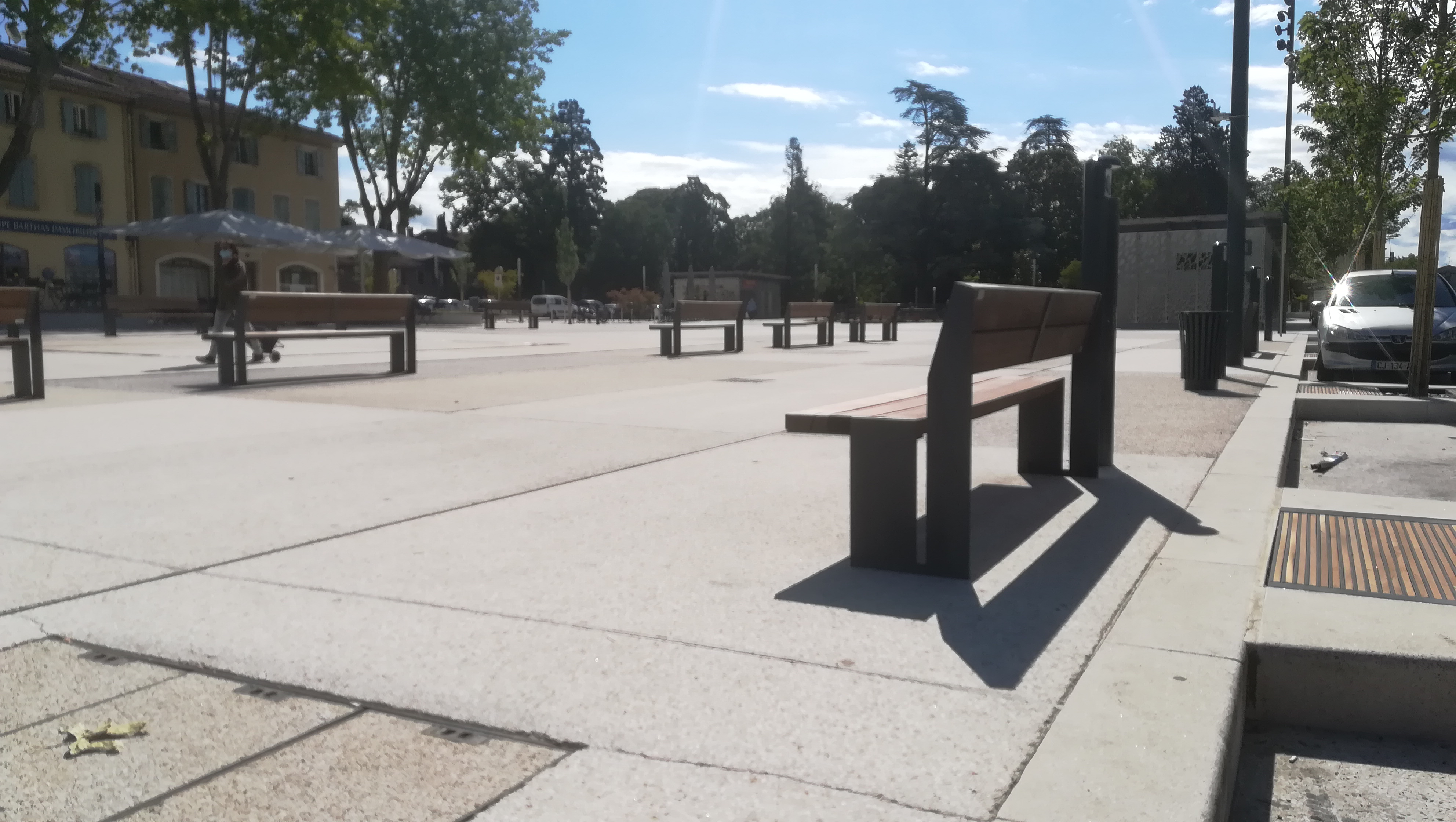
La place Soult rénovée en 2019

##### Place du 8 mai 1945
La place du 8-Mai-1945 se trouve derrière la cathédrale Saint-Benoit et l'évêché de Castres. Elle est entourée d'anciennes maisons en colombages et d'arcades prolongeant le palais épiscopal de Jules-Hardouin Mansart.

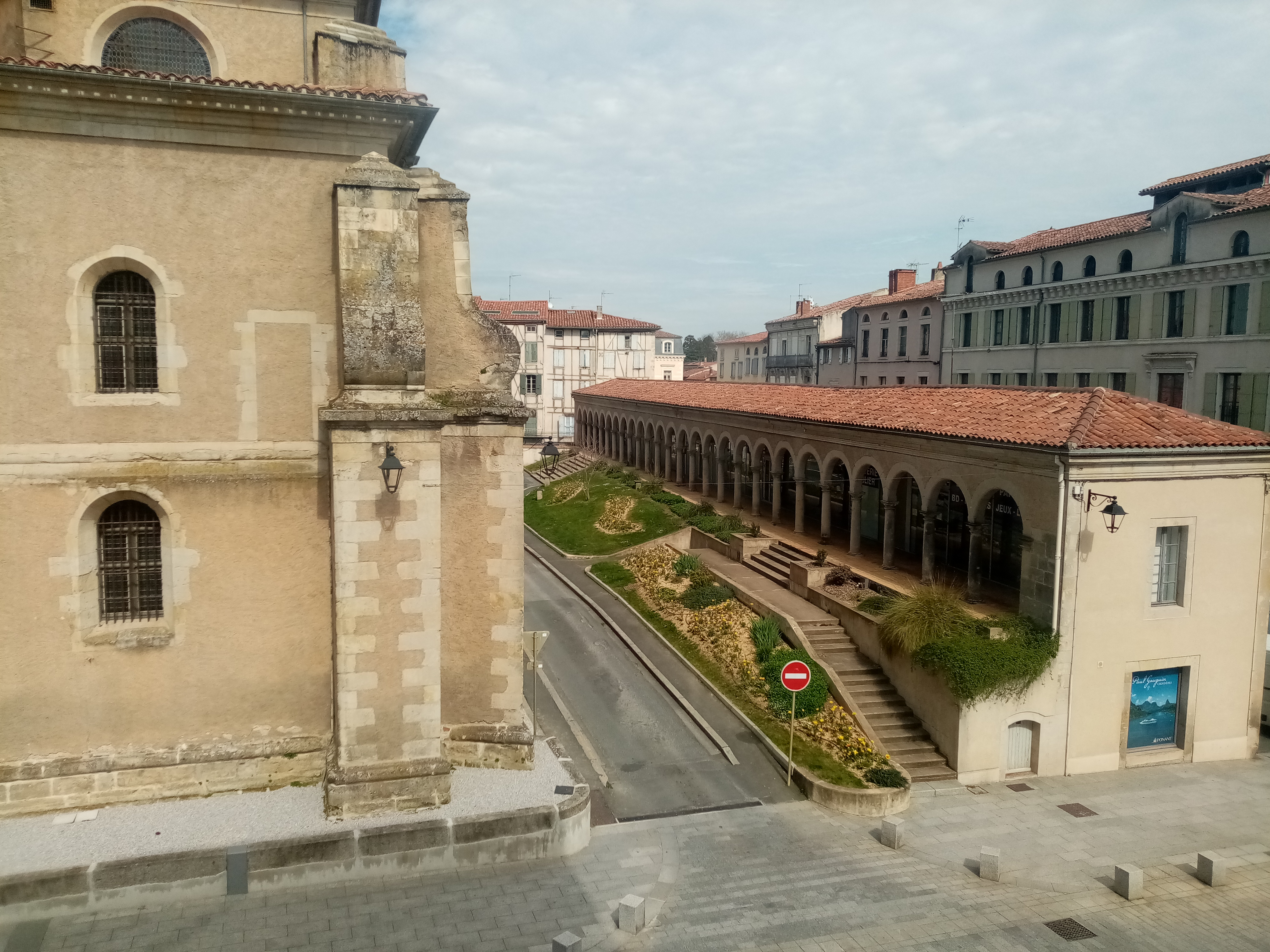
Ancien monastère bénédictin situé près de la cathédrale Saint-Benoît.
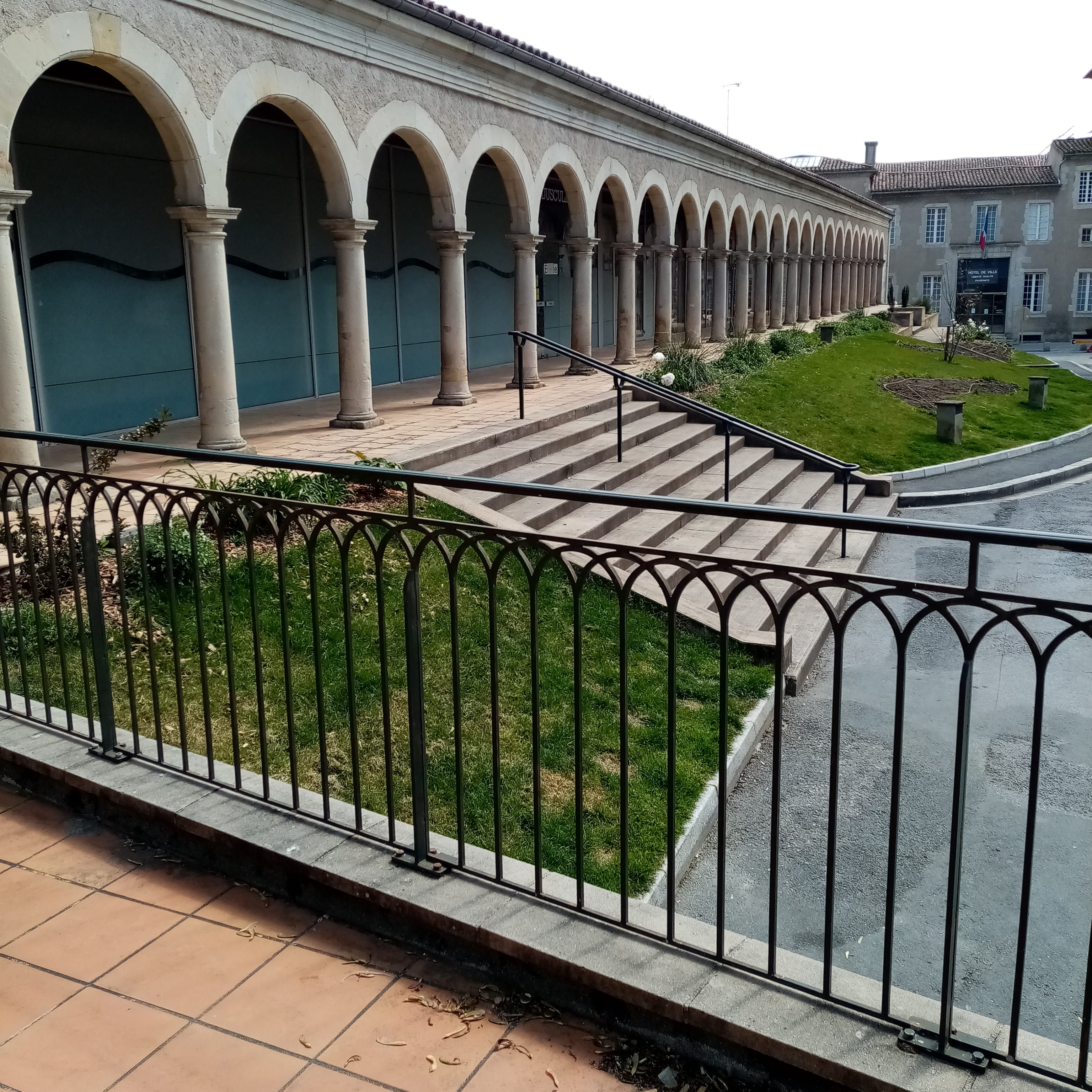
Arcades de l'ancien couvent bénédictin où se trouve depuis 1958 une librairie.
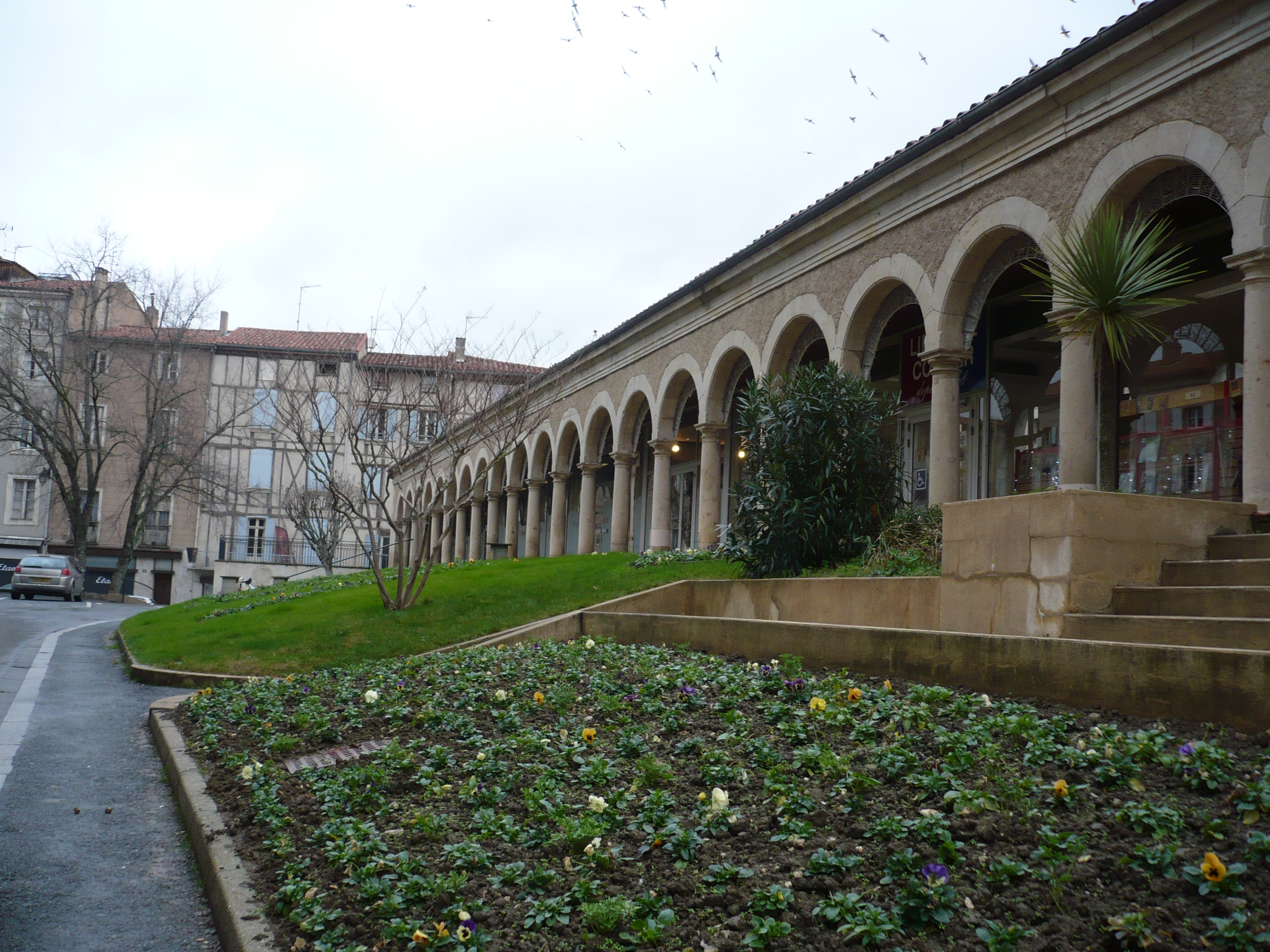
La place du 8 mai 1945, avec ses maisons en colombages et ses arcades, située derrière l'évêché.

##### Place Gustave Flaubert
.

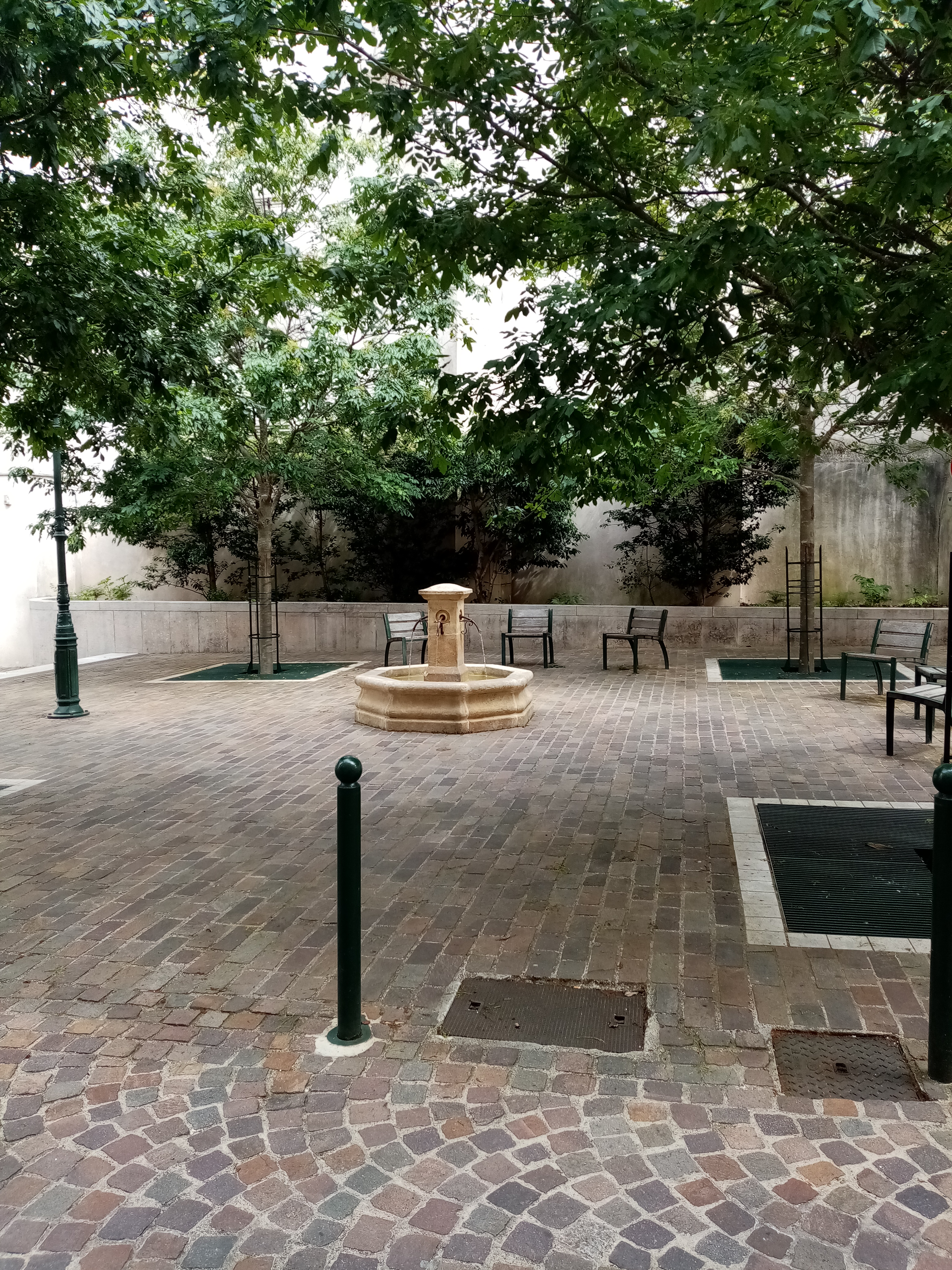
Fontaine de la place Gustave Flaubert

La place Gustave Flaubert est située à proximité de la place Jean Jaurès. Cette petite place est arborée et possède un jolie fontaine.

#### Castres, ville de garnison
L'unité du 8e régiment de parachutistes d'infanterie de marine (8e RPIMa) tient garnison à Castres depuis 1962, quartier Fayolle, avenue Lieutenant-Jacques-Desplats.

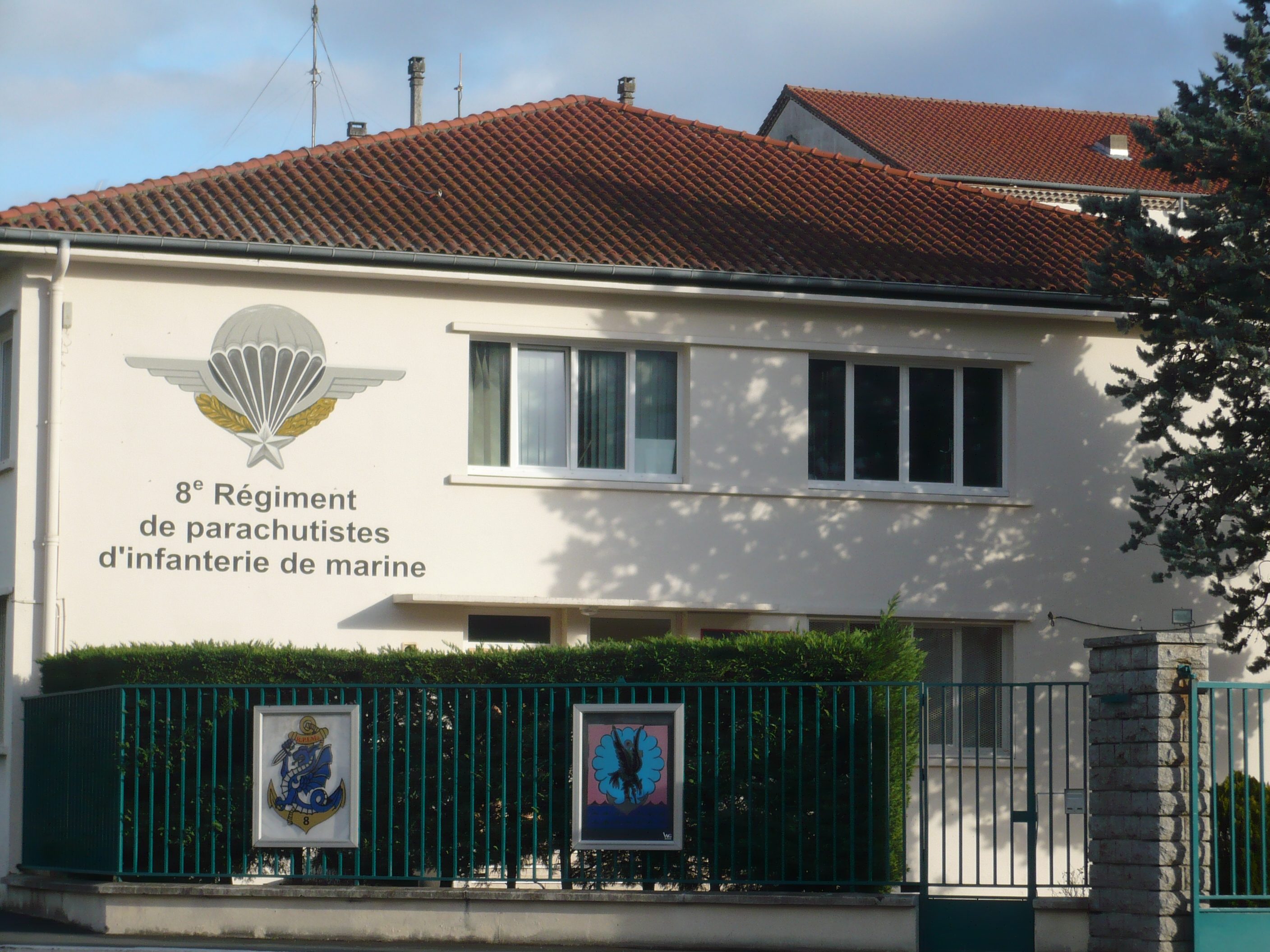
Entrée du 8e RPIMa.

### Musées et centres culturels

#### Musée Goya (Art hispanique)
Castres a ouvert en 1840 le musée Goya, contenant la plus grande collection de peintures espagnoles en France, après le musée du Louvre.
Le musée Goya est installé dans une partie de l'ancien évêché de Castres dont les plans ont été dessinés par Jules Hardouin-Mansart, l'un des architectes de Versailles.

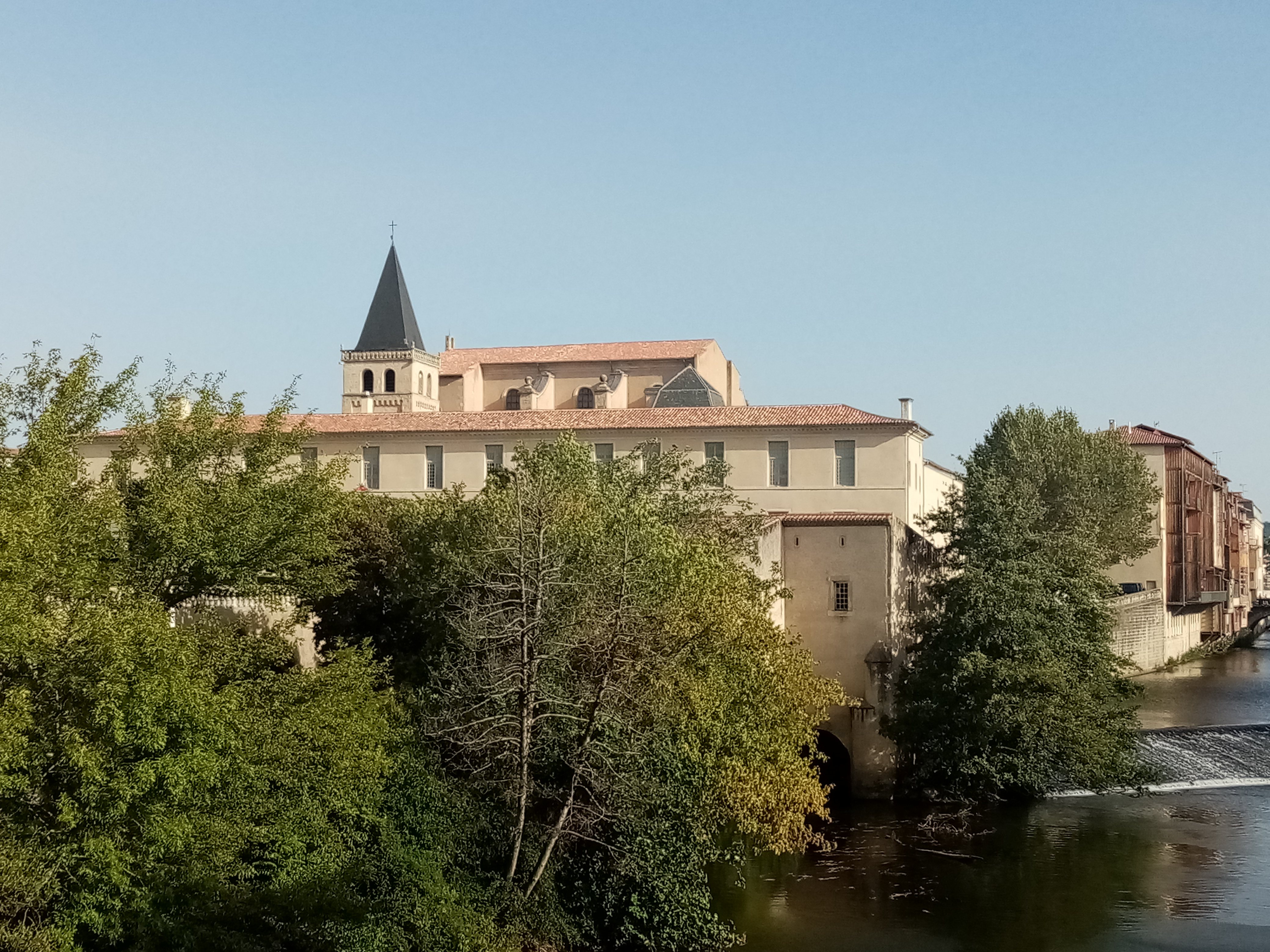
Musée Goya au Palais de l'Évêché de Castres.
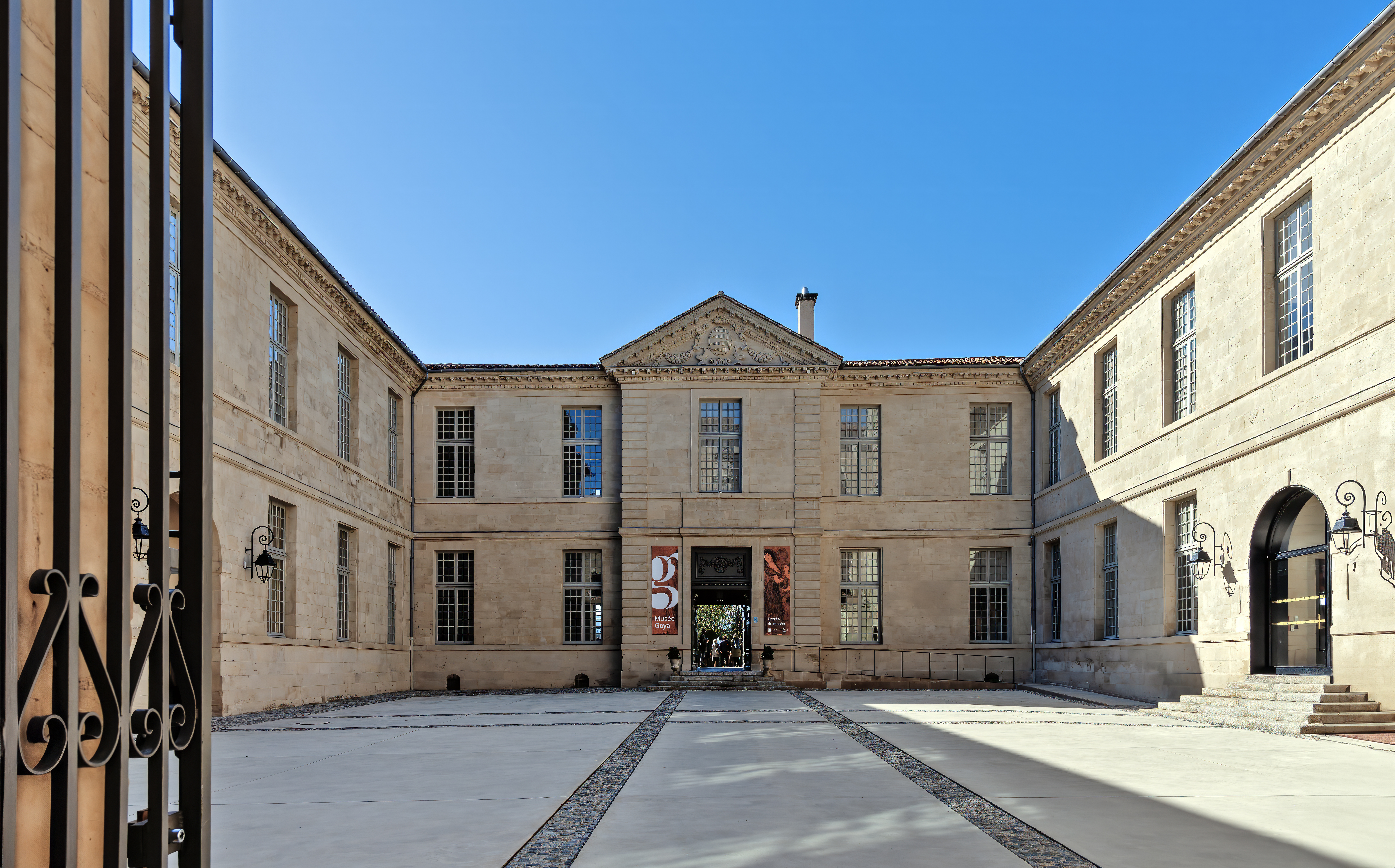
Entrée du Musée Goya depuis la cour intérieure de l'Évêché
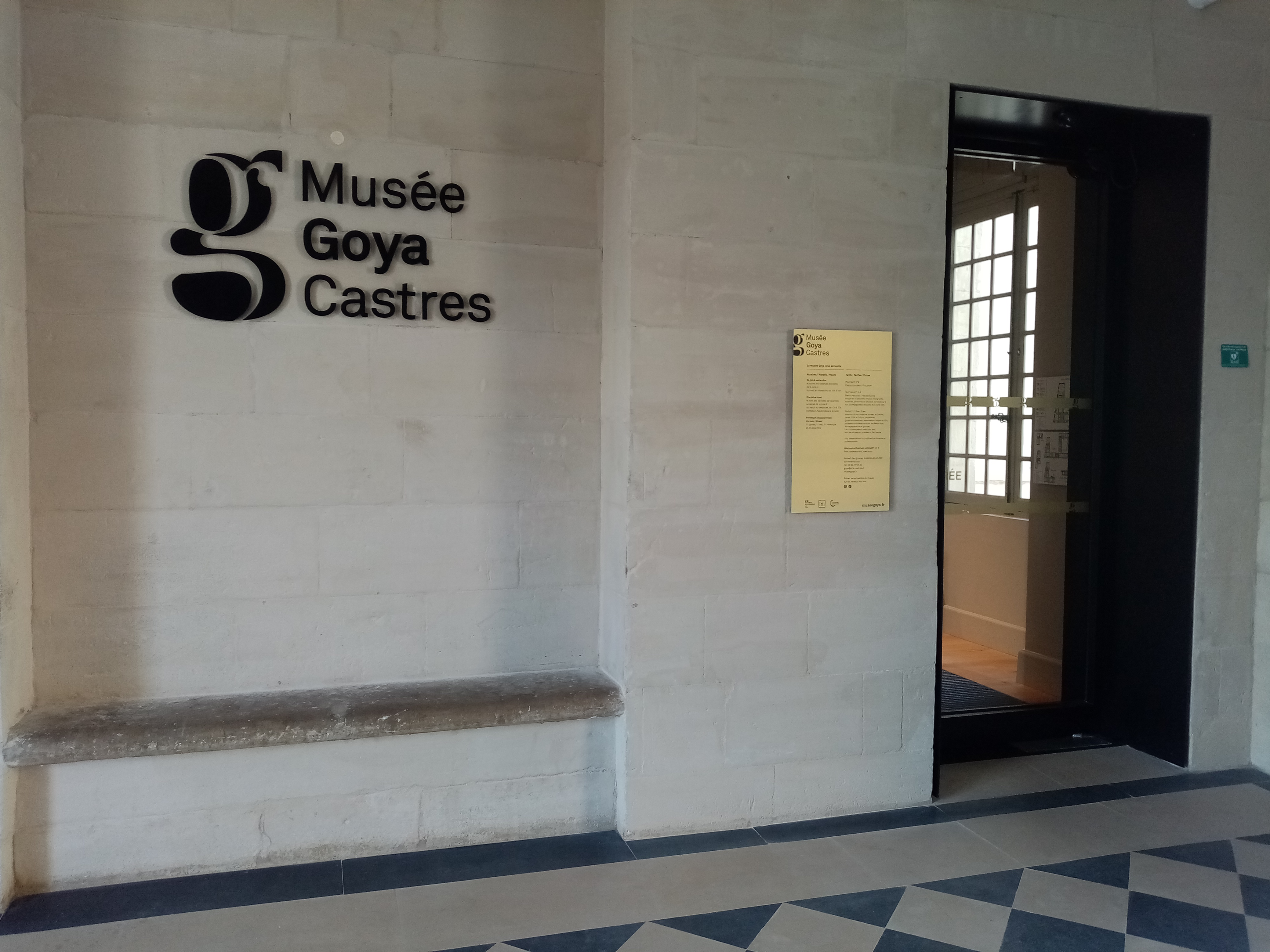
Entrée du nouveau Musée Goya de Castres inauguré le 15 avril 2023

Si le musée existe depuis 1840, c'est le legs Briguiboul de 1894 à la Ville qui détermine sa vocation hispanique. Peintre et collectionneur, ébloui par les grands maîtres espagnols, il acquiert de nombreuses œuvres de qualité dont celles de Goya : L'Autoportrait aux lunettes, Le Portrait de Francisco del Mazo, L'Assemblée des Philippines et une série de gravures entre autres Les Caprices.
En 1949, une série de dépôts prestigieux du Louvre vient confirmer cette spécialisation : Le Portrait de Philippe IV de Velázquez, La Vierge au chapelet de Murillo. Depuis, le musée de Castres n'a cessé de s'enrichir et, plus particulièrement, ces vingt dernières années faisant de ce lieu, unique en son genre, une référence pour apprécier la création en Espagne, de l'Antiquité au XXe siècle.
En 2021, le musée Goya connaît un renouveau de son parcours muséographique, une extension des surfaces exposables passant à 1 500 mètres carrés pour les collections de peintures, de sculptures, de monnaies hispaniques réparties sur 23 salles, la réfection des toitures, des façades, des fenêtres, du système de chauffage, la création d'une boutique de souvenirs... Le nouveau Musée Goya a été inauguré le 15 avril 2023 en la présence de 5000 visiteurs français et étrangers. Le Musée Goya possède aussi une bibliothèque et un centre de documentation Jeannine-Baticle, un atelier pédagogique, des tablettes tactiles et des vidéos-projections afin de rendre les visites plus interactives.

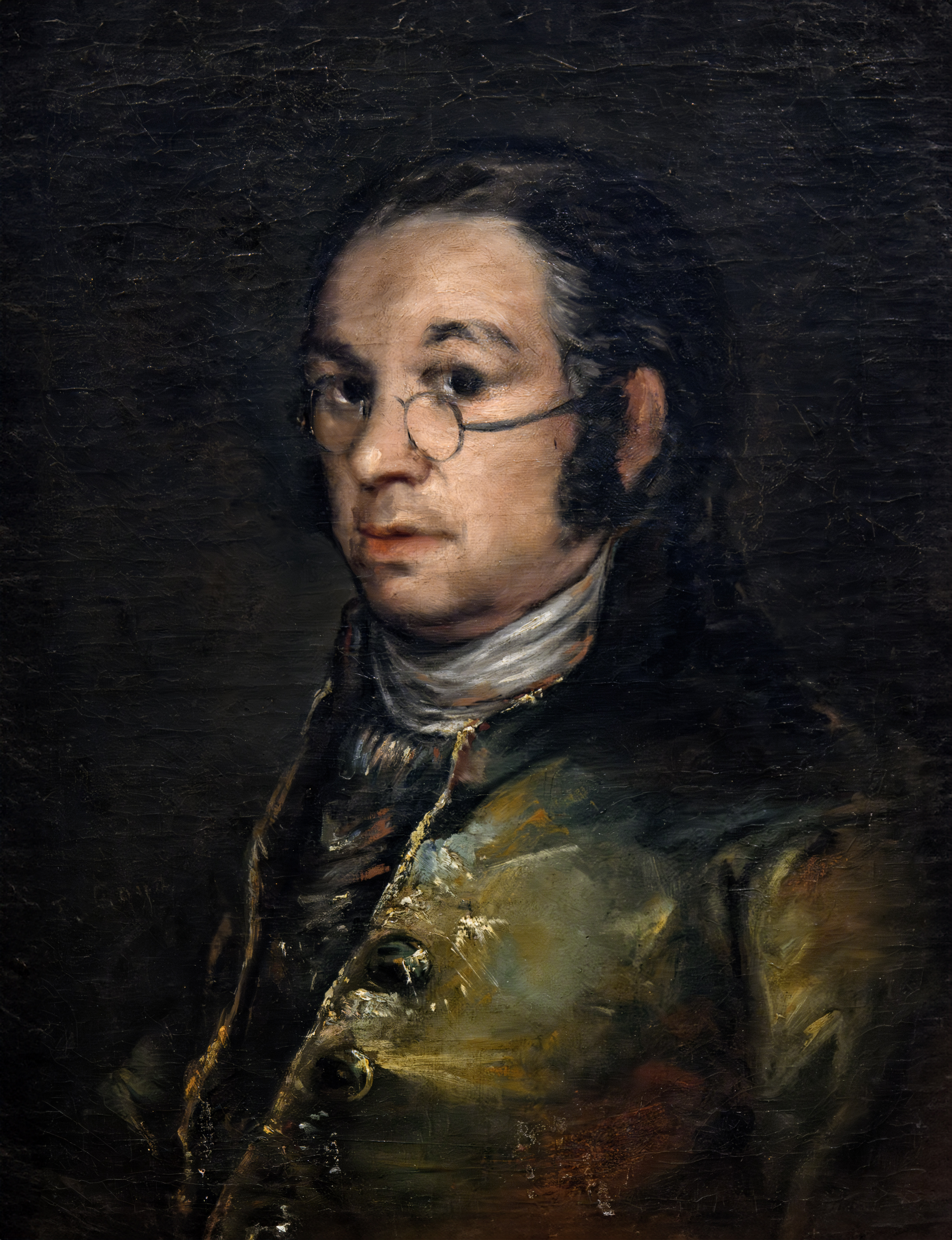
Autoportrait aux lunettes.
La Junte des Philippines.
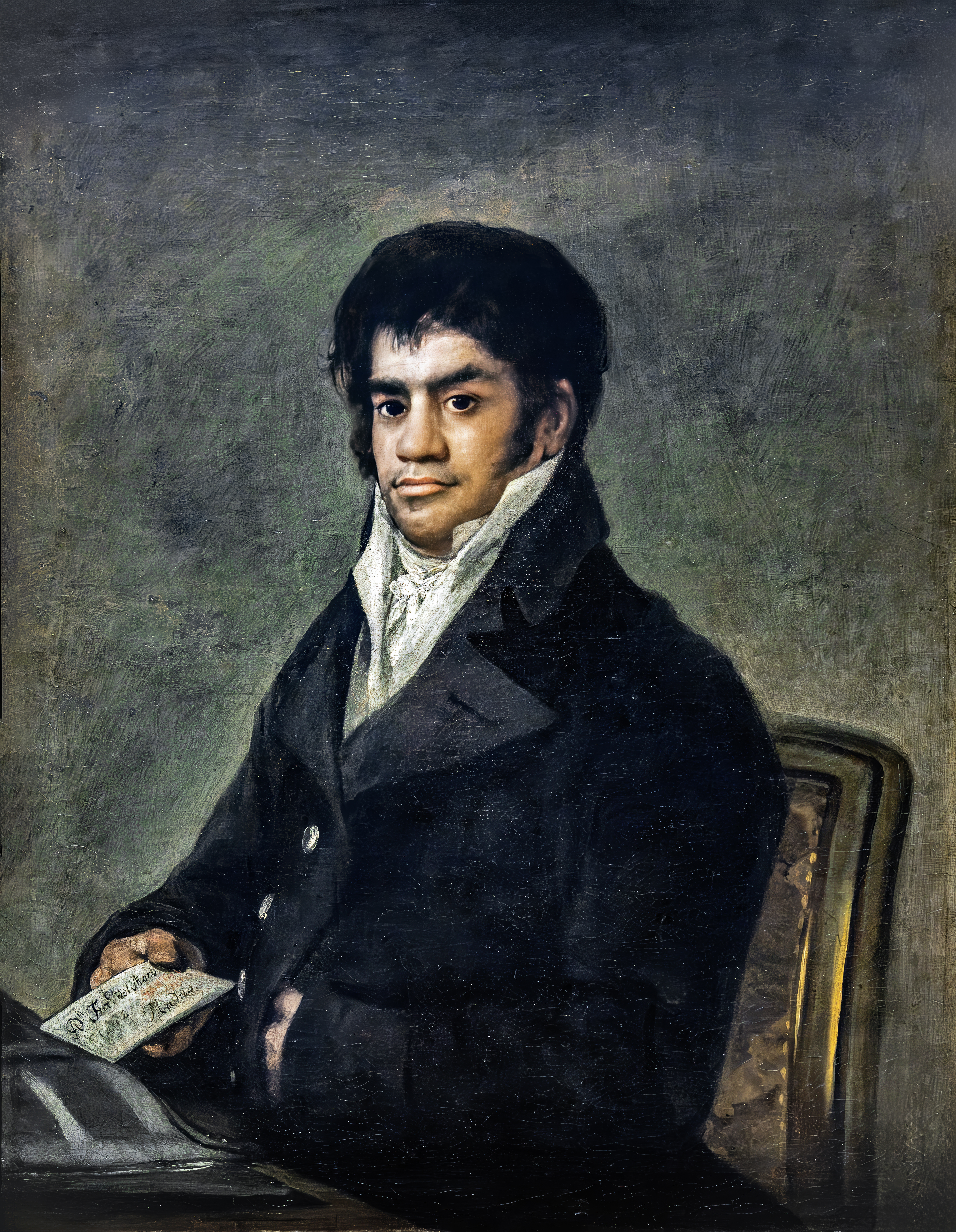
Portrait de Francisco del Mazo.
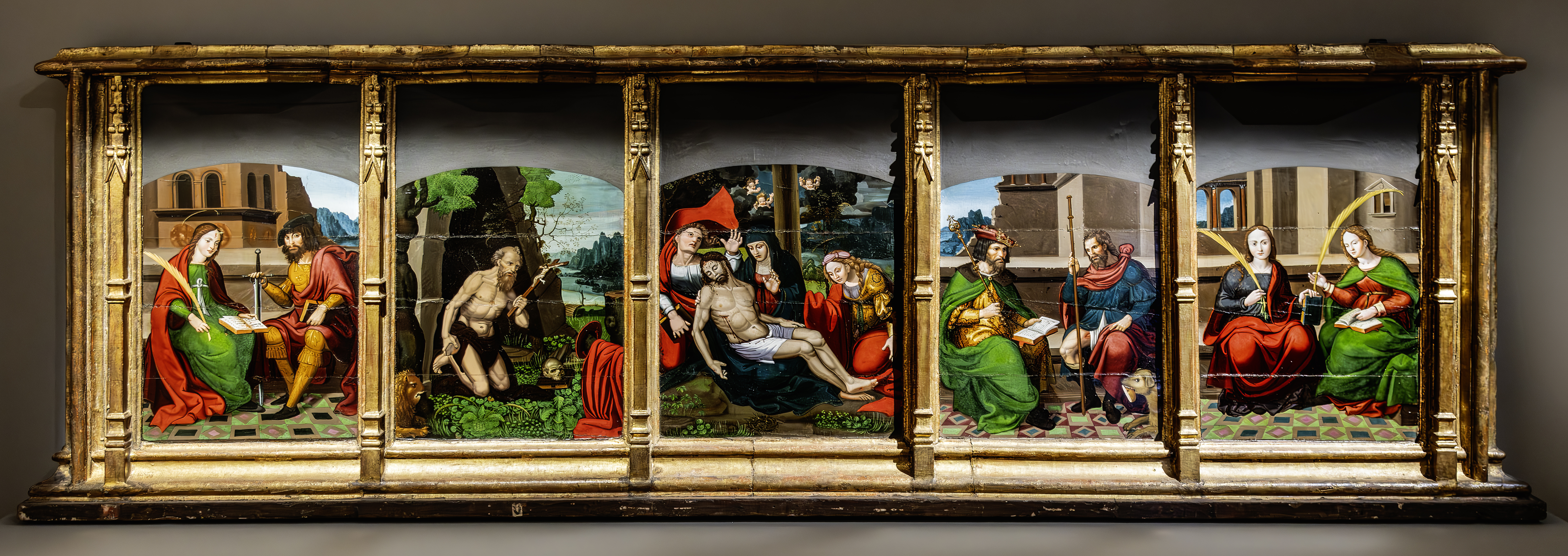
Retable restauré d'une église castillanne.
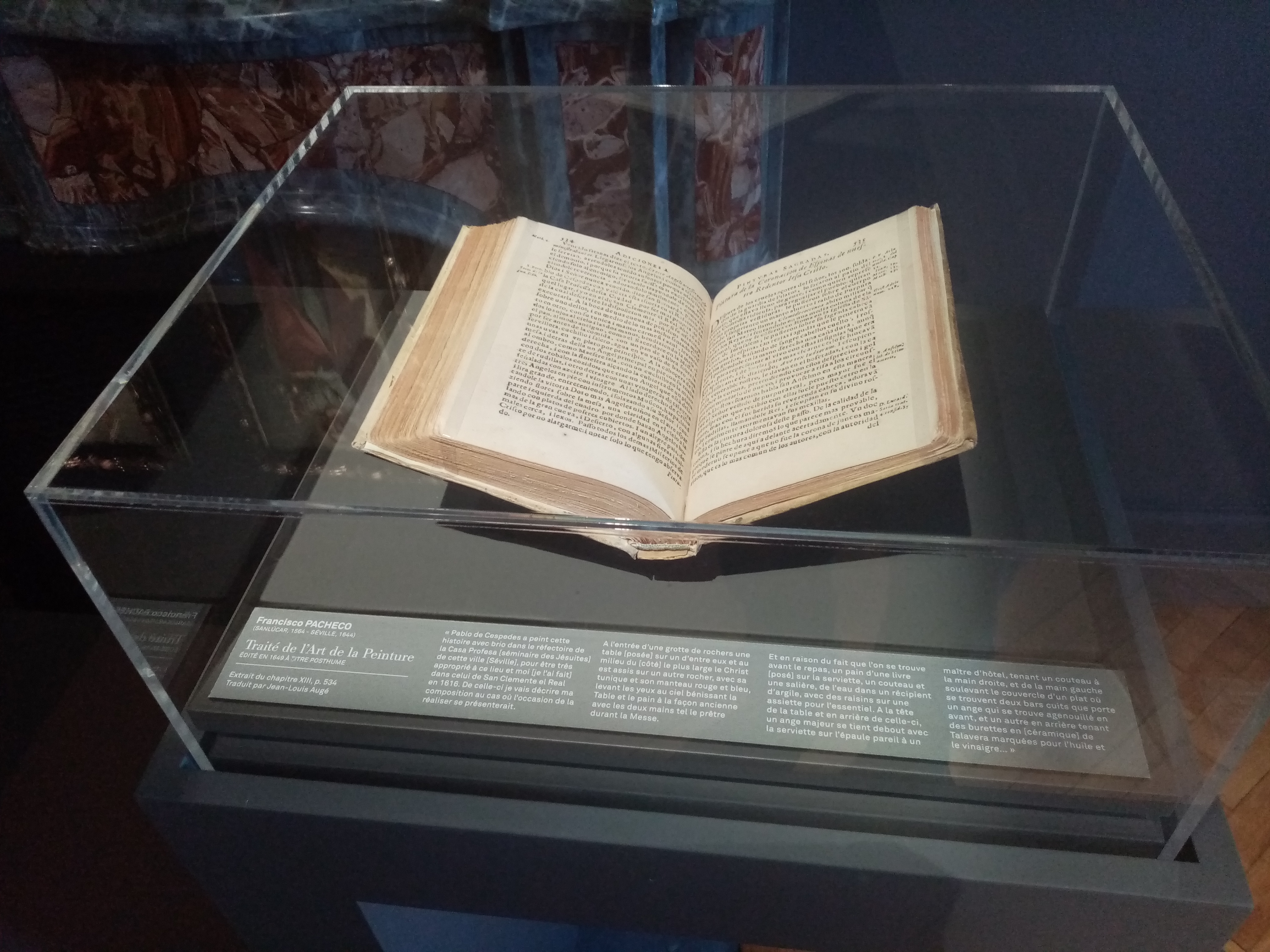
Livre "Traité de l'art de la peinture" écrit par Francisco Pacheco.
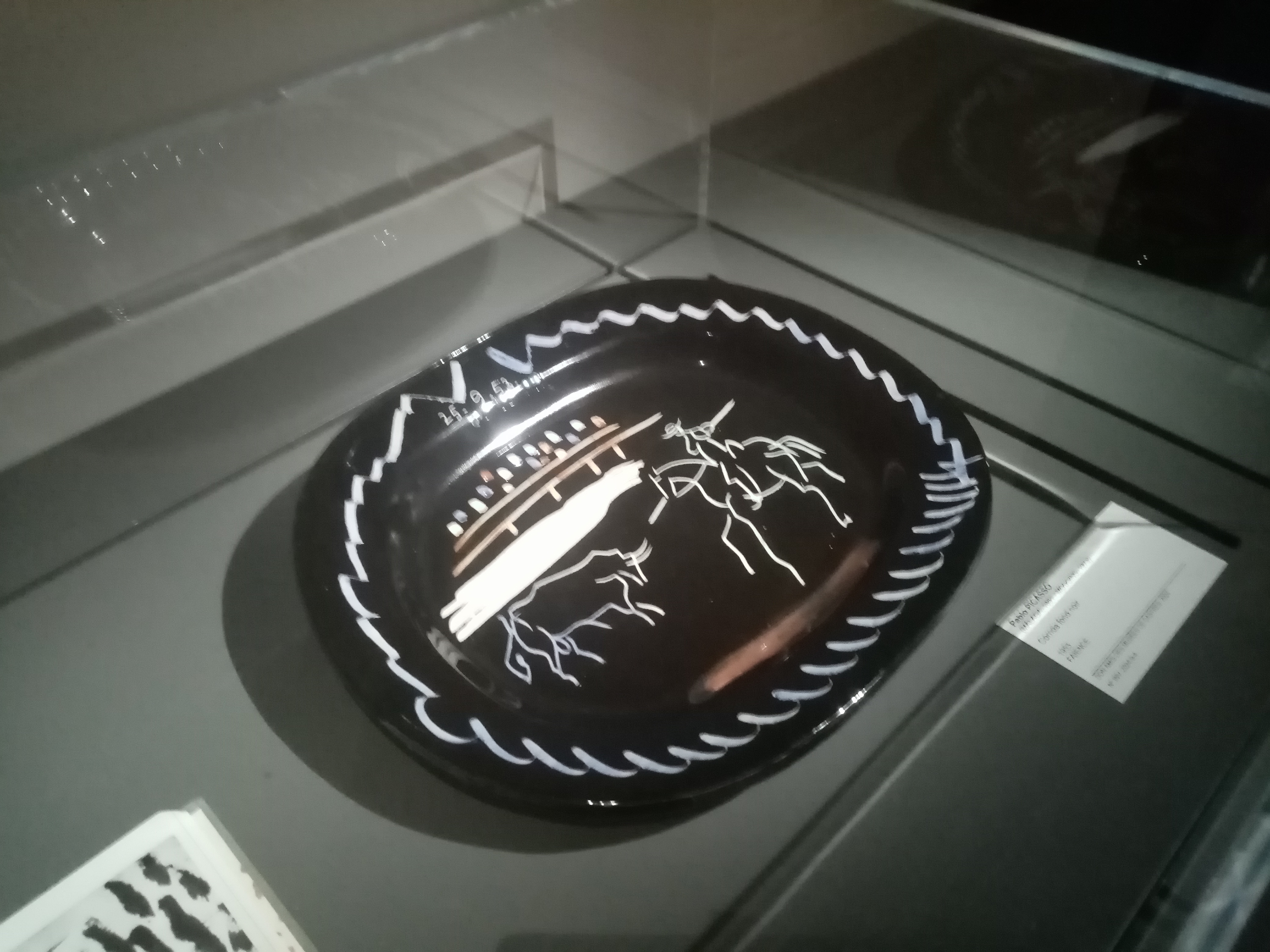
Plat en faïence de Pablo Picasso sur le thème de la corrida.
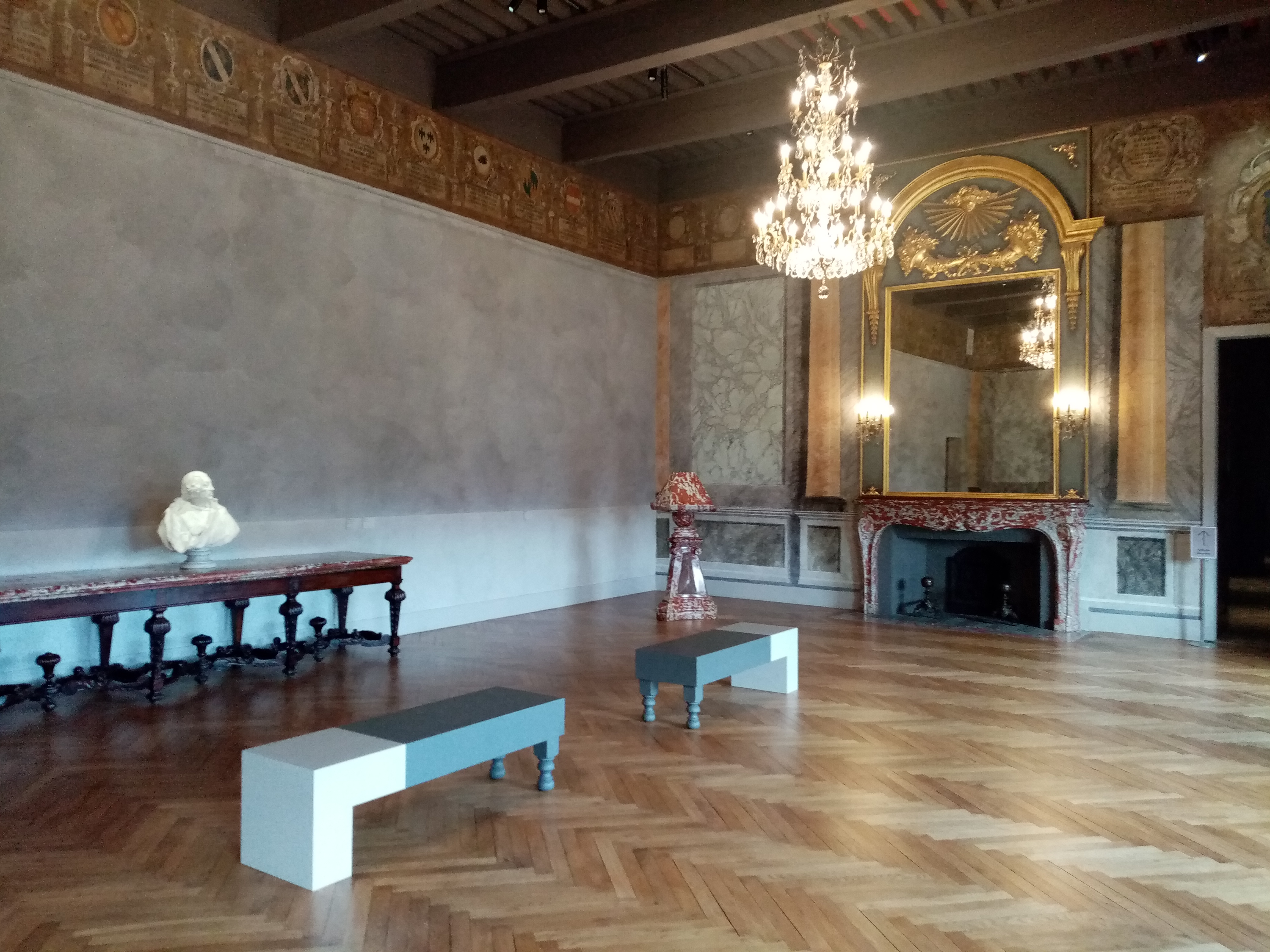
Salle des états diocésains au palais de l'Évêché de Castres.
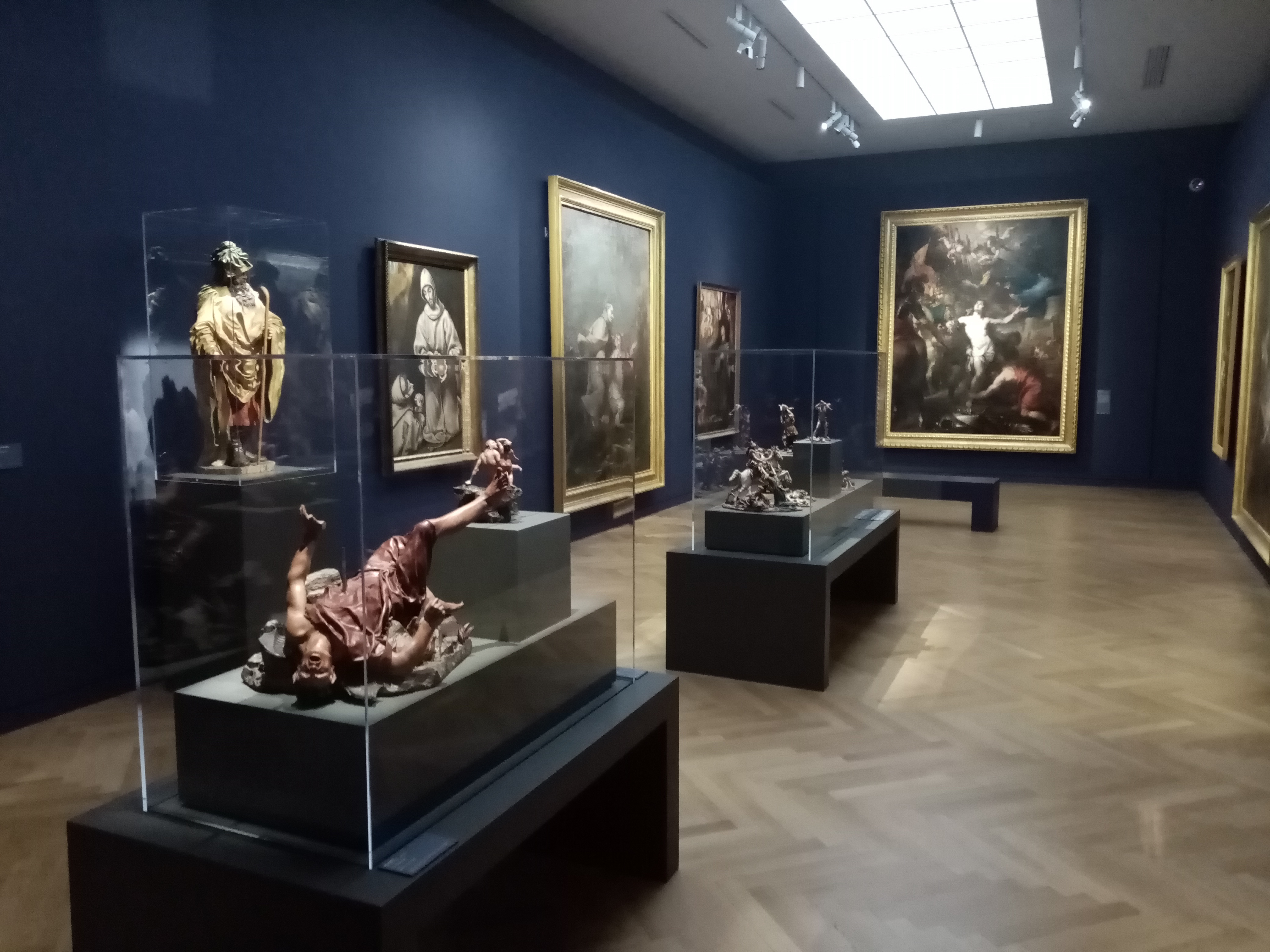
Salle des saints martyrs au XVIIe siècle avec des tableaux et des sculptures en bois peints.
Pablo Gargallo, La Kiki de Montparnasse, acquisition de la Ville de Castres (2024)
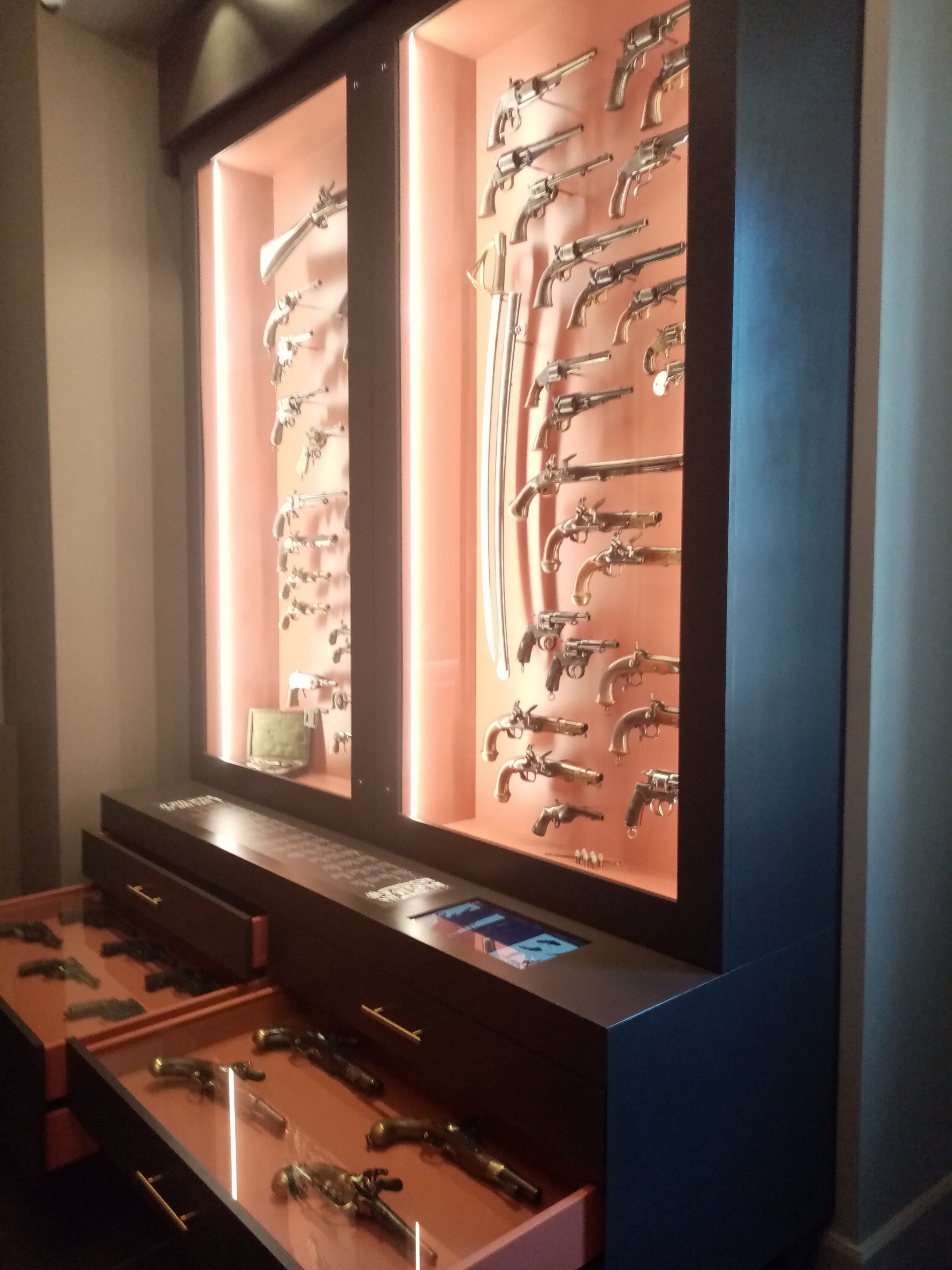
Vitrine avec tiroirs exposant les collections d'armes avec borne numérique.
Marcel Briguiboul, Narcisse (marbre blanc).

#### Centre national et musée Jean-Jaurès
Créé en 1954 par Gaston Poulain, conservateur du musée Goya, à l’occasion du quarantième anniversaire de la mort de Jean Jaurès à Castres, le musée est devenu centre national en 1988.
Implanté au cœur de la ville, le Centre national et musée Jean-Jaurès a pour vocation de présenter la vie et l’œuvre du tribun. Son parcours muséographique présente les idées et thèmes fondamentaux de la pensée politique des XIXe et XXe siècles. Des expositions temporaires présentent des sujets autour de l'histoire contemporaine, de la caricature, de l'art et de l'illustration pour enfants.
Riche d’un fonds constitué de nombreux documents manuscrits, imprimés, ouvrages, le Centre national et musée Jean-Jaurès possède également d’importantes collections de caricatures, lithographies, dessins, articles de presse, œuvres d’art et objets divers de la Troisième République et de la vie politique en général (œuvres de Charles Léandre, Théophile Alexandre Steinlen, Albert Eloy-Vincent, Noël Dorville, Jean Veber, Henry Somm...), accessible aux chercheurs, étudiants, historiens et à toutes personnes intéressées.
Né à Castres le 3 septembre 1859, brillant élève, normalien d’exception, Jean Jaurès commence sa carrière comme professeur de philosophie.
Écrivain et journaliste, il se lance très tôt dans la politique pour devenir, à vingt-six ans, l'un des plus jeunes députés de France. Préoccupé par les questions économiques et sociales de son temps, Jean Jaurès intervient en 1892 lors de la grande grève des mineurs de Carmaux dont il prend la défense. Dès lors, il devient le porte-parole de la classe ouvrière tout entière en mettant son éloquence et sa plume au service des avancées sociales (liberté syndicale, création des caisses de retraite…)
À la suite de la publication du fameux J'accuse…! de Zola en 1898, Jaurès prend la défense du capitaine Dreyfus, considérant qu’il ne s’agit pas d’une simple affaire individuelle, mais de la souffrance d’un homme accusé à tort et de ses conséquences politiques. En 1904, il fonde le quotidien L'Humanité, ce qui lui permet d’écrire en toute liberté. En 1905, à l’issue de longs débats, il parvient à unifier les divers courants socialistes sous la bannière de la SFIO.
Partisan convaincu de la séparation de l’Église et de l’État, Jaurès est également l’un des premiers à mettre en cause la politique coloniale de la France. Pacifiste par conviction, il s’attache, jusqu’à sa fin tragique, à sensibiliser l’opinion sur les conséquences de la guerre imminente. Le 31 juillet 1914, il est assassiné à Paris au café du Croissant et devient pour beaucoup le premier mort de la Grande Guerre.

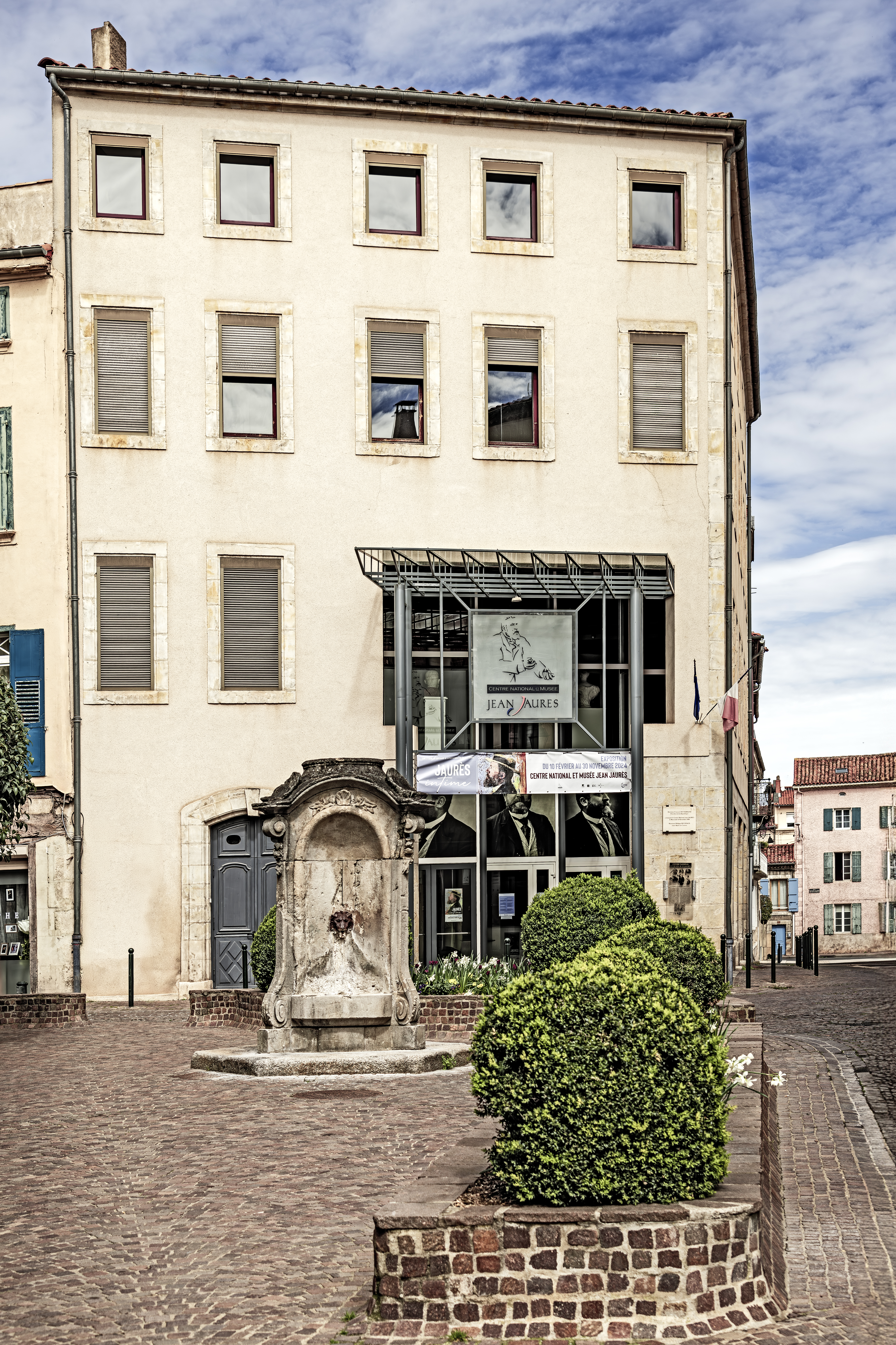
Centre National et Musée Jean-Jaurès.
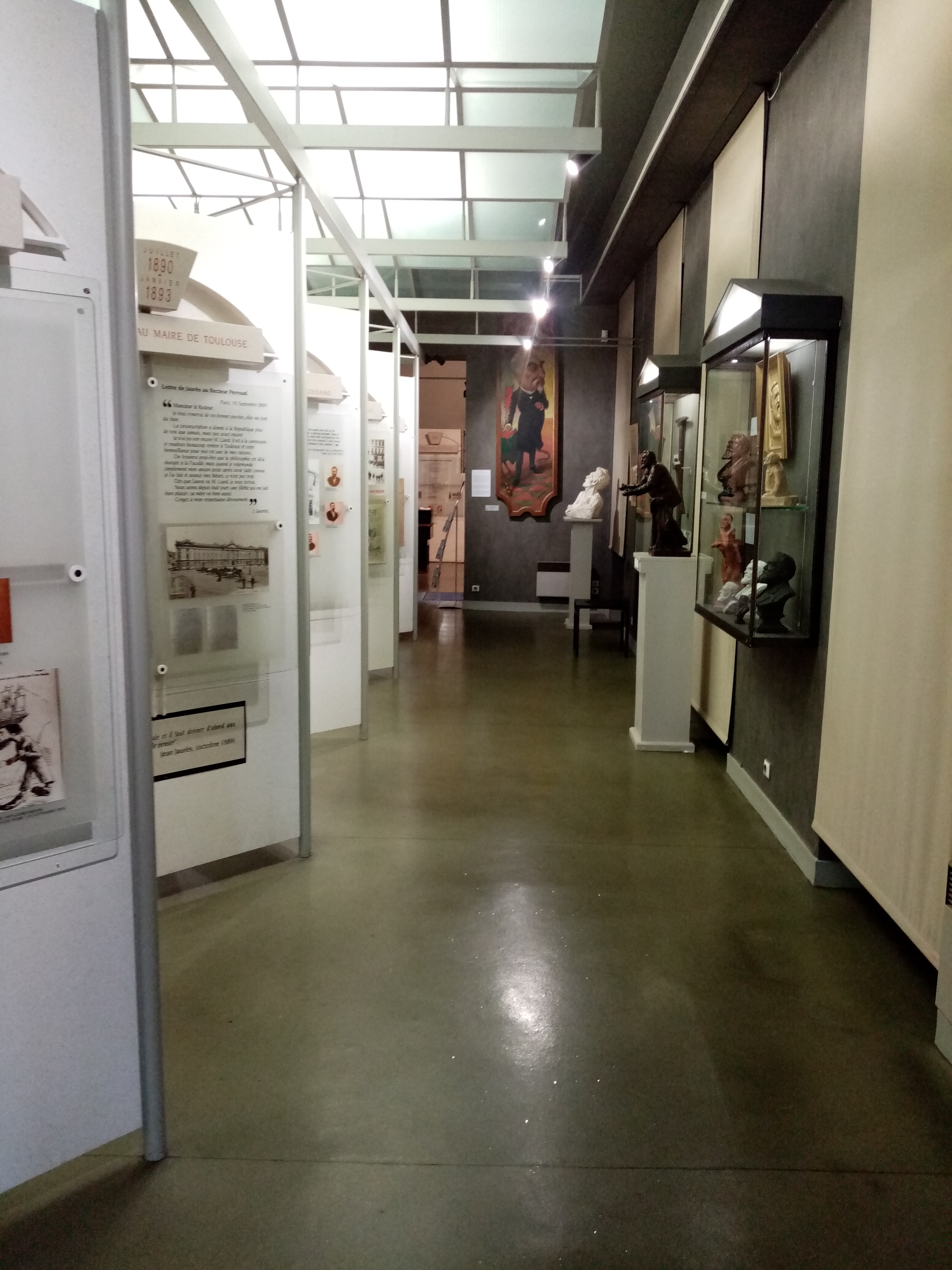
Panneaux relatant les débuts de l'engagement politique et social de Jean Jaurès.
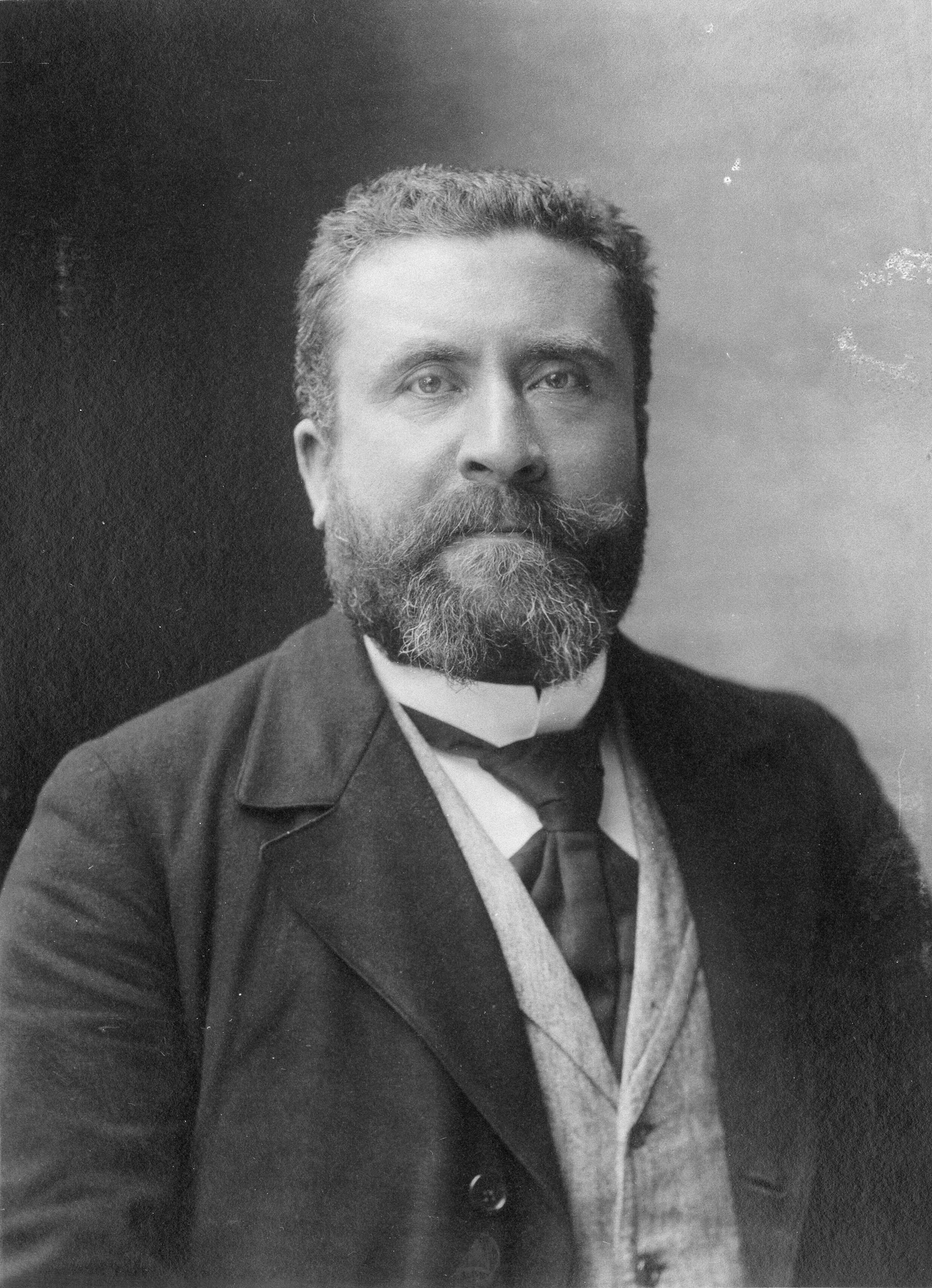
Photographie de Jean Jaurès.
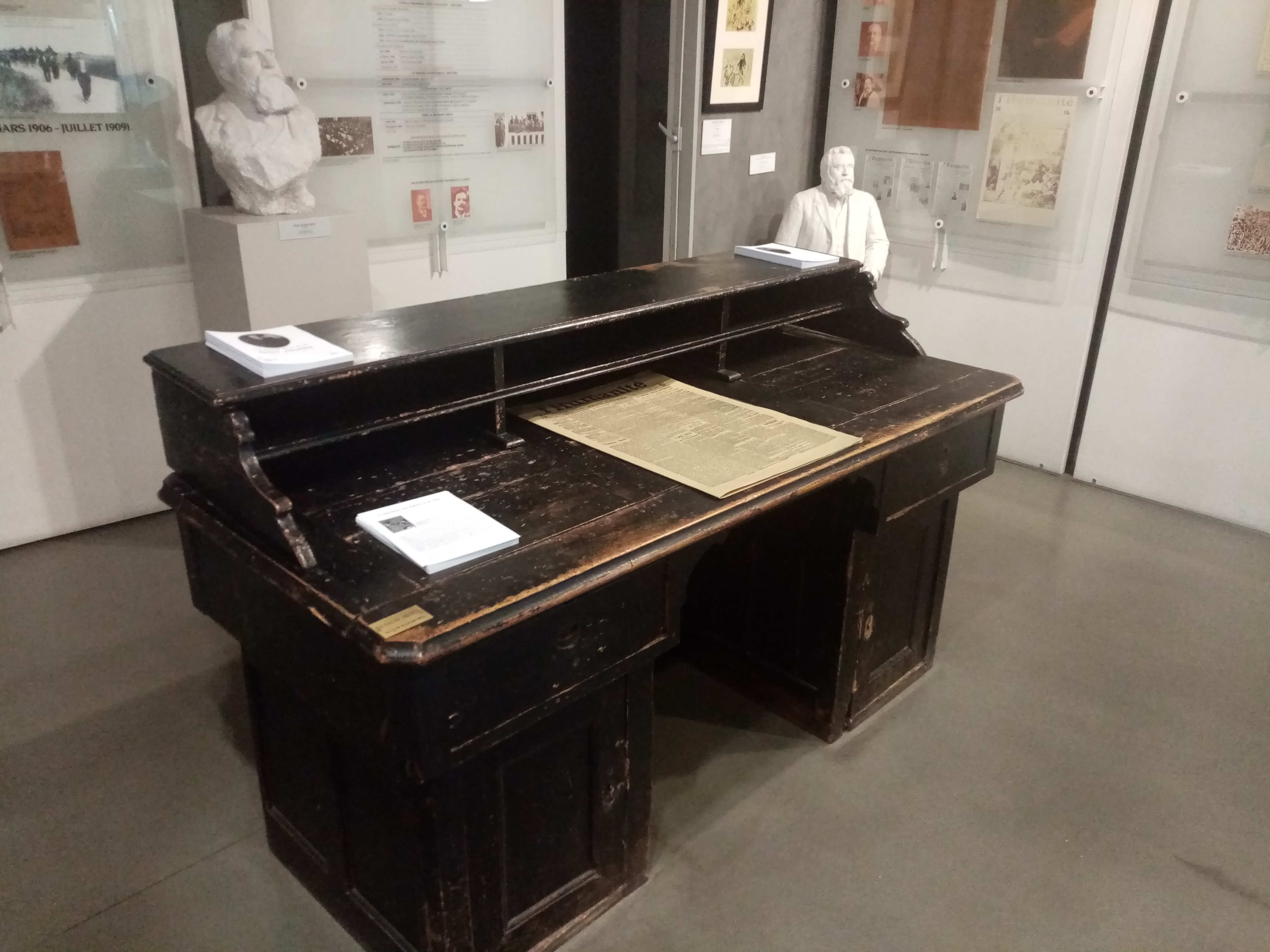
Bureau de Jean Jaurès avec dessus la une du journal L'Humanité.
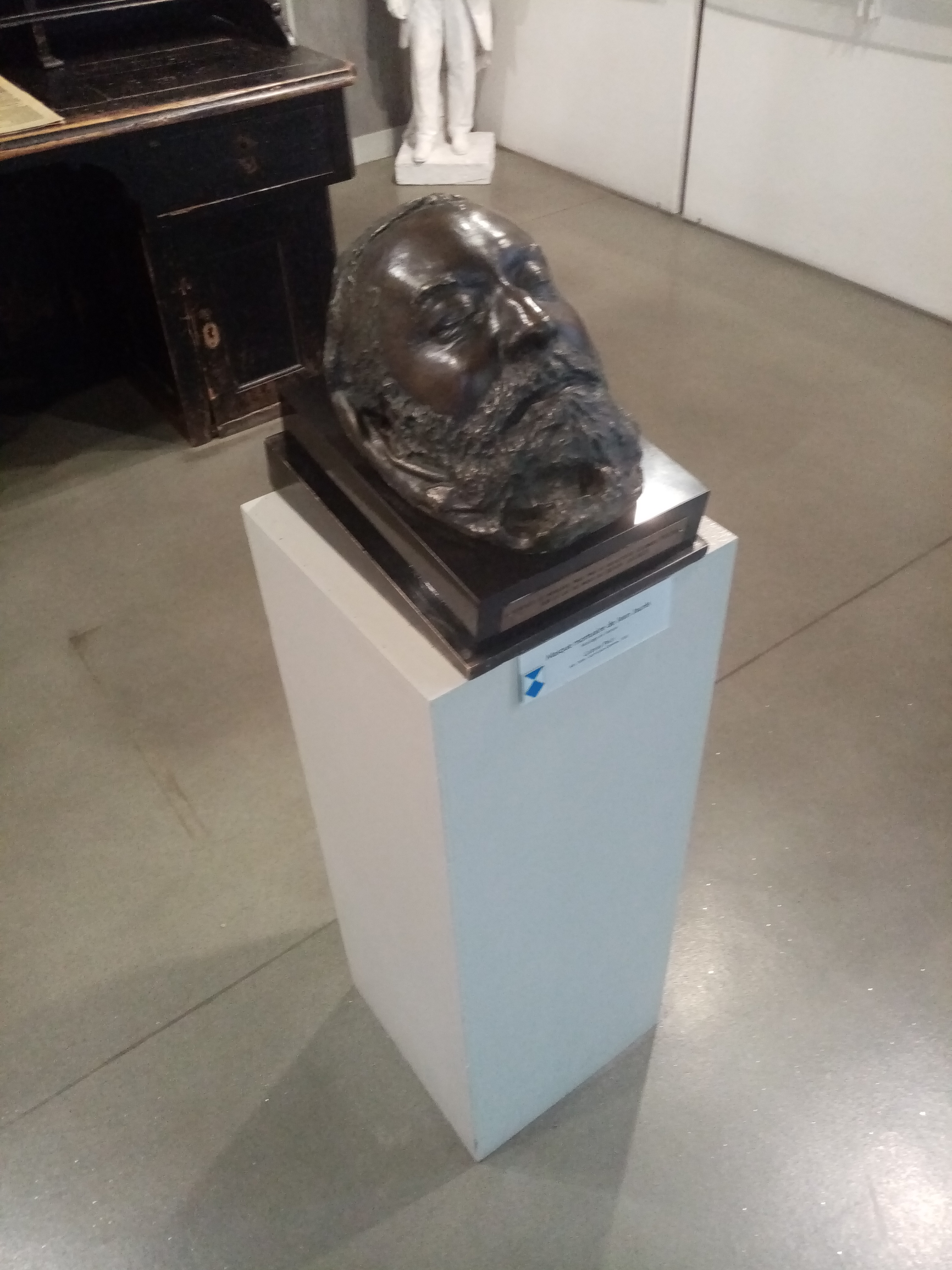
Masque mortuaire de Jean Jaurès assassiné en 1914 par la nationaliste Raoul Villain.
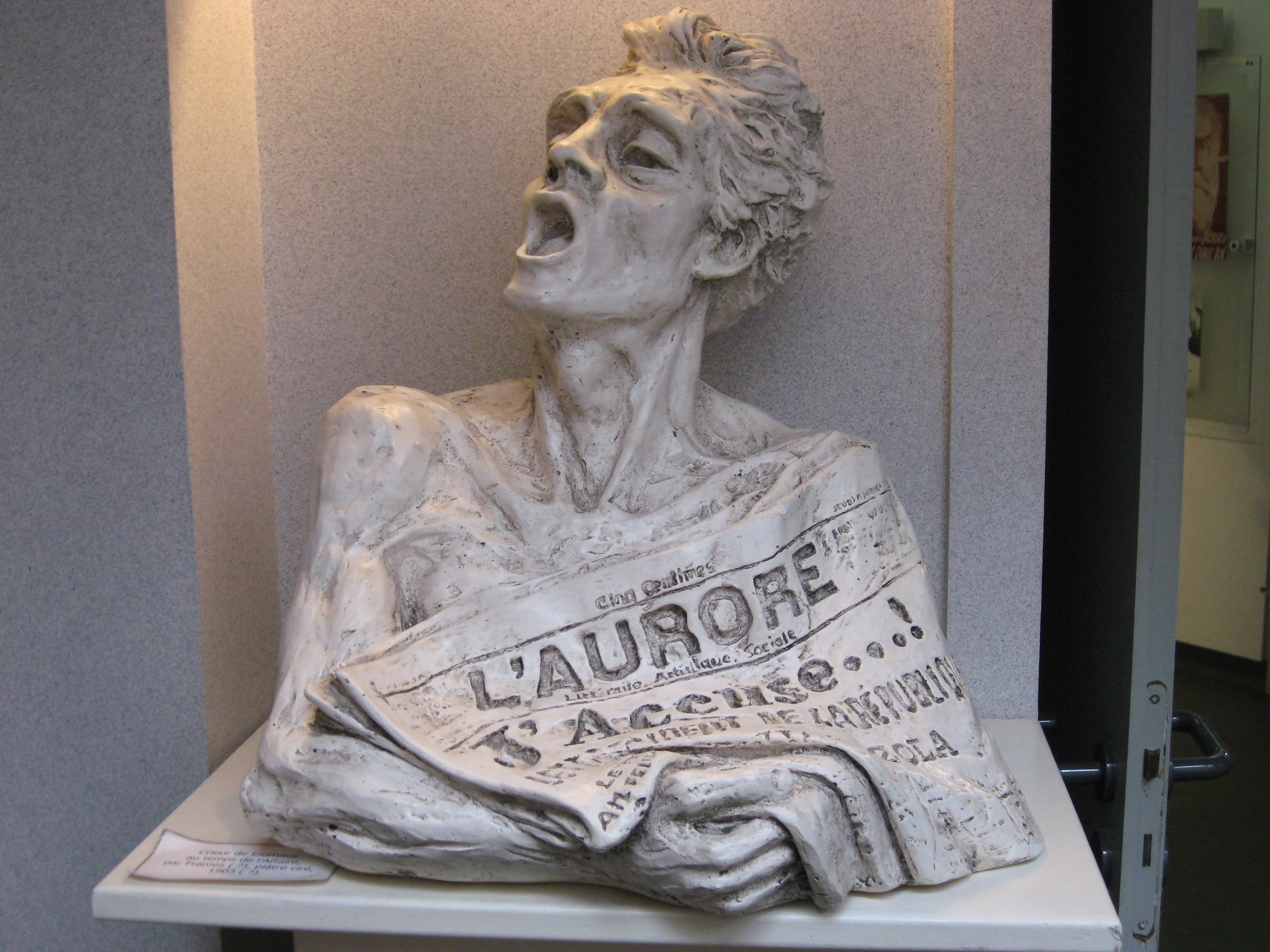
Salle du musée Jean-Jaurès, Jean Jaurès et la presse.
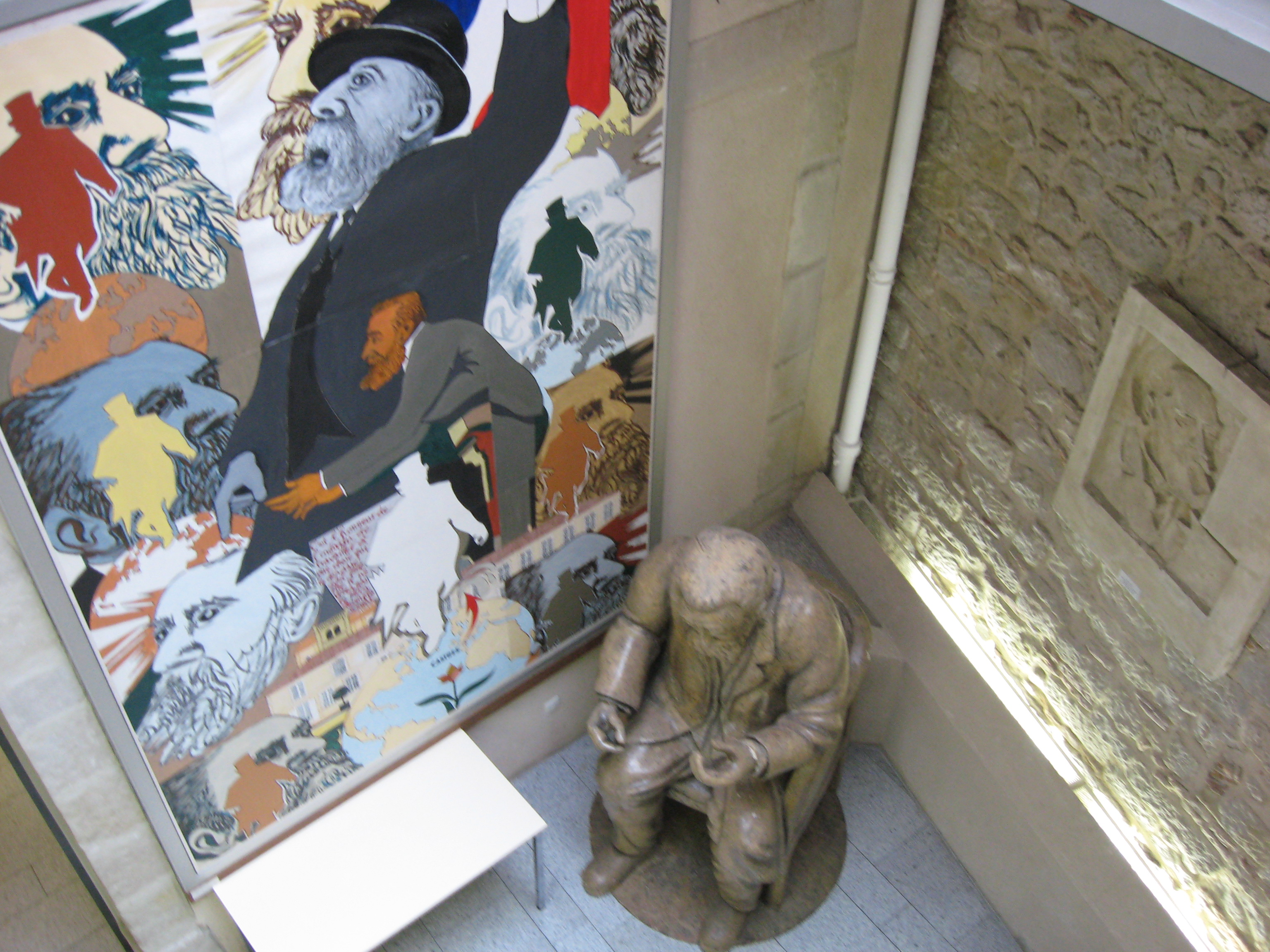
Œuvres artistiques honorant la mémoire du tribun socialiste.
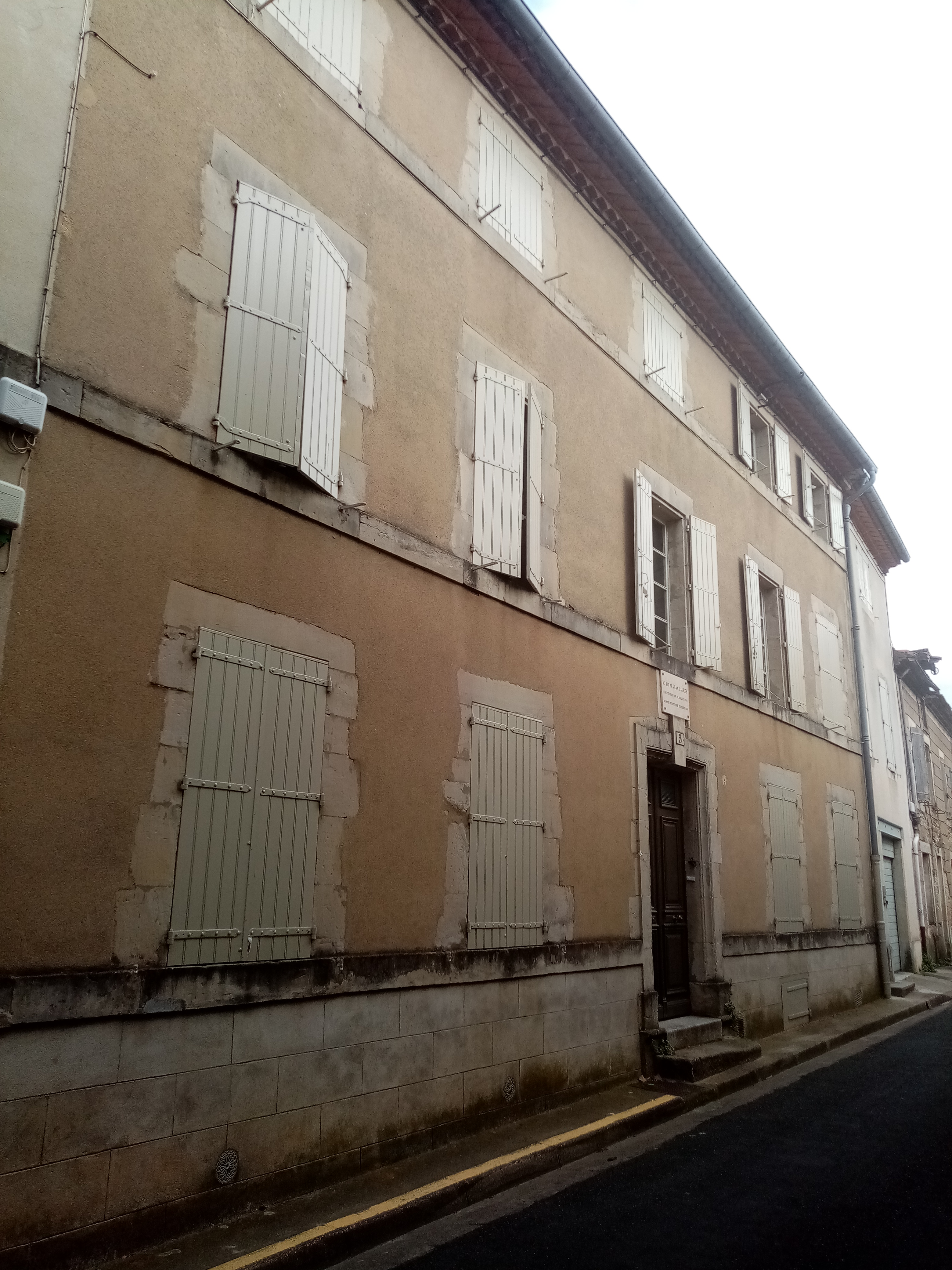
Maison, rue Sœur-Richard, où naquit Jean Jaurès, le 3 septembre 1859.
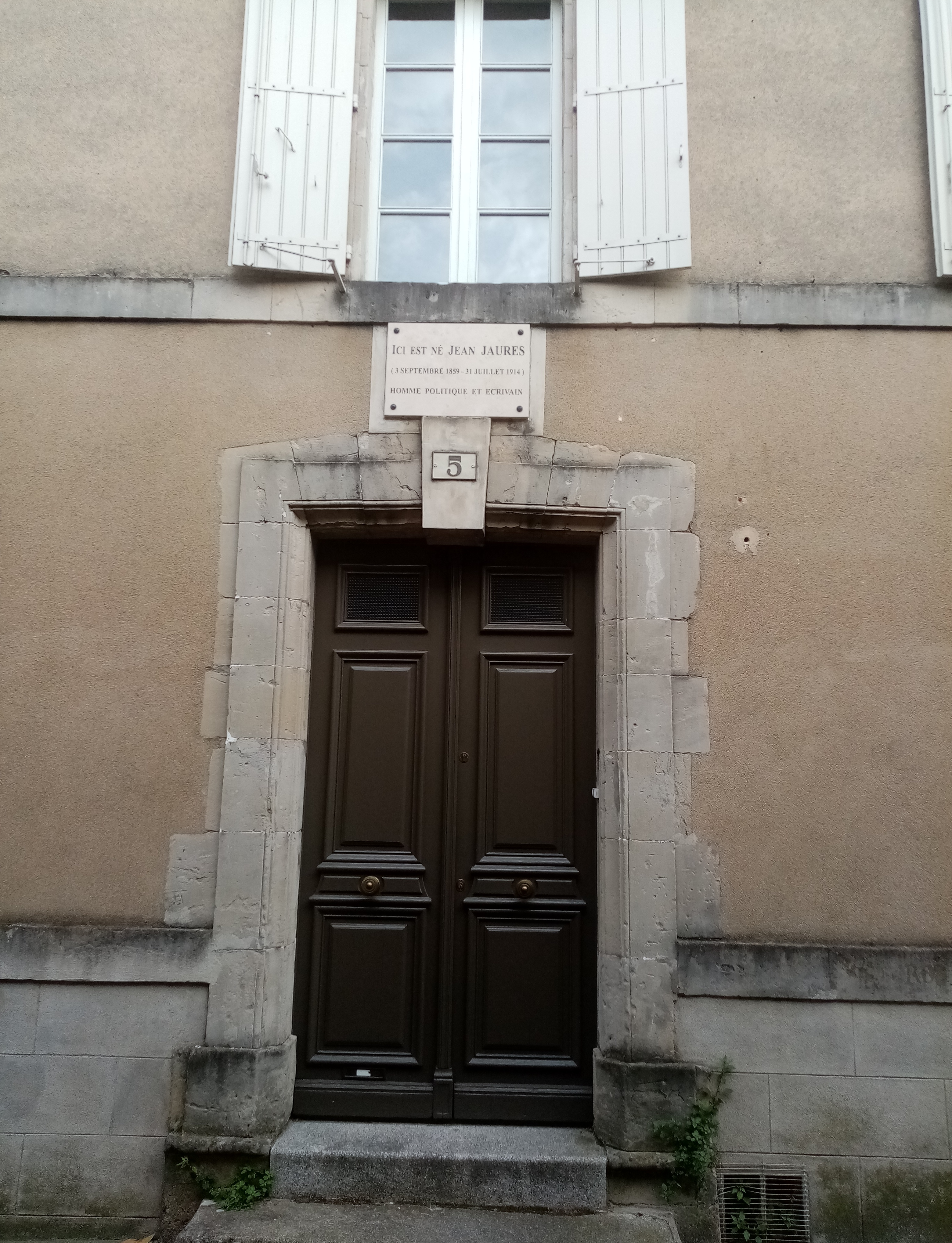
Entrée de la modeste demeure familiale des Jaurès.
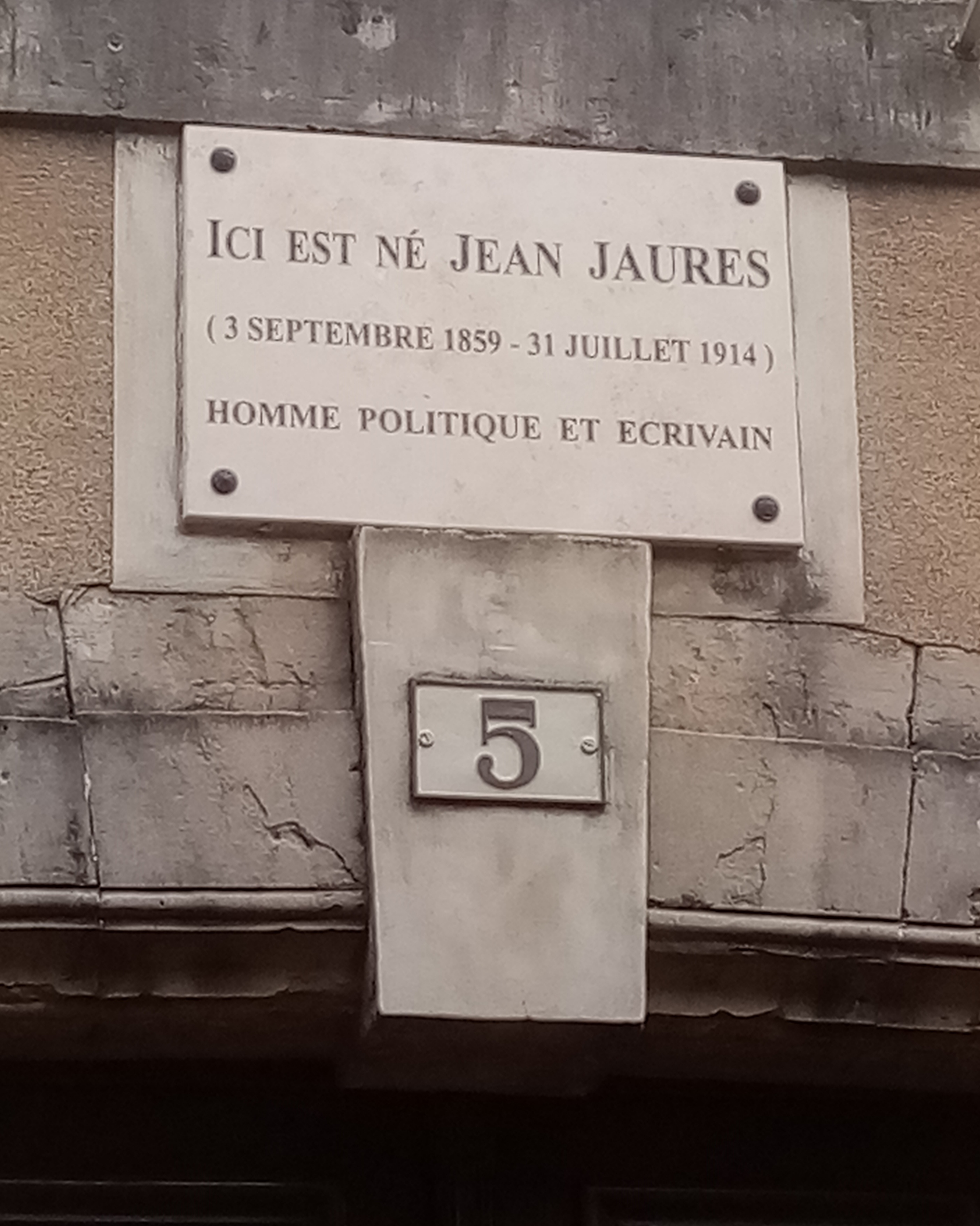
Nouvelle plaque commémorative (2025) rappelant le lieu de naissance de Jean Jaurès.

#### CERAC (Centre d'Études et de Recherche Archéologique Castrais)
Le CERAC si situé au parc de Gourjade. Ses collections conservent notamment des vestiges d'une ancienne résidence romaine de Gourjade, des amphores trouvées à Lameilhé, des poteries antiques, des ossuaires préhistoriques. Il y a aussi une bibliothèque, des ateliers organisés pour les enfants...

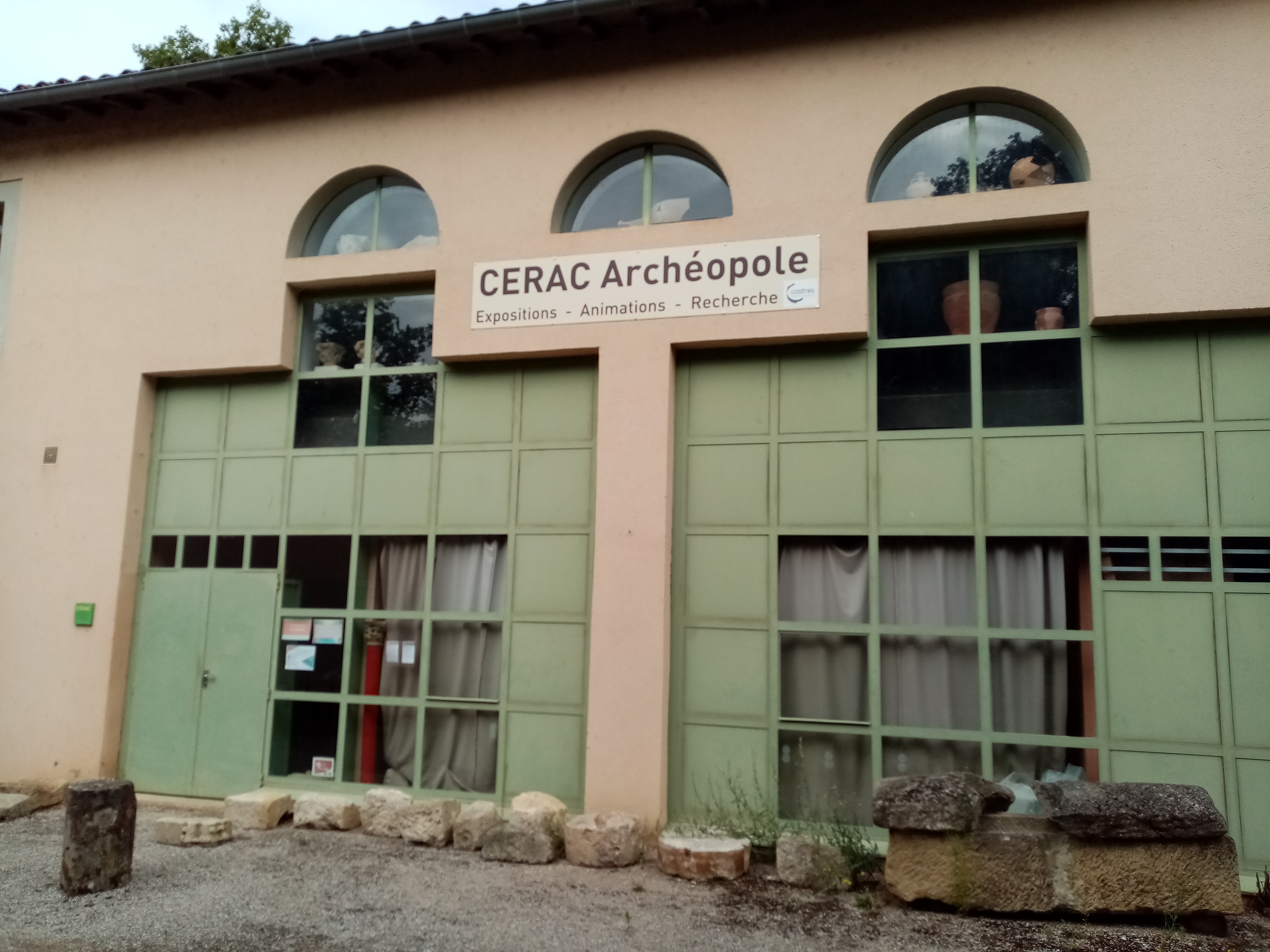
CERAC Archéopole au parc de Gourjade à Castres.

#### Le Bolegason
Le Bolegason est fondé en 2001. Ce complexe culturel est situé près de la salle Gérard-Philipe et du cinéma. Le bâtiment se trouve aussi à proximité du cours d'eau de la Durenque. Il se compose d'une petite salle de concert, d'un studio d'enregistrement, d'un espace permettant à ses groupes de musique de s'entraîner grâce à l'acoustique et de bénéficier d'un accompagnement pour des projets artistiques musicaux. Il y a également un bar et une terrasse afin de se restaurer lors des concerts.

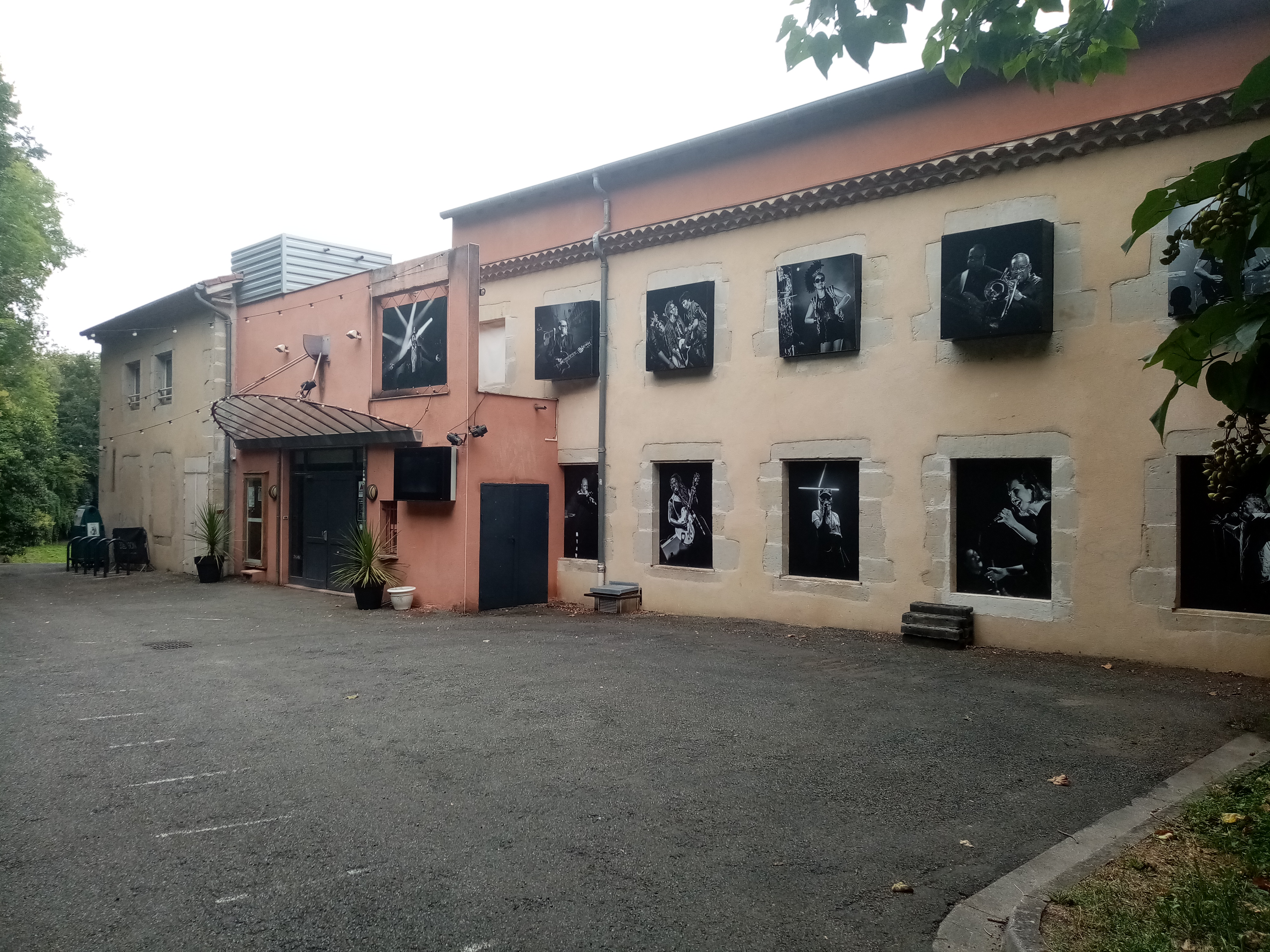
Salle de concert et studios d'enregistrement Lo Bolegason.

#### Salle Gérard-Philipe
La Salle Gérard-Philipe, située entre la scène du Bolegason, le cinéma CGR et le jardin du Mail, accueille notamment des spectacles, des concerts, des évènements culturels divers.

### Théâtre municipal
Inauguré le 17 avril 1904, ce théâtre de style rococo italien a été construit sur des plans de Joseph Galinier, architecte de Toulouse et élève de Garnier. L'agencement intérieur reprend celui de l'Opéra Comique de Paris et le style architectural extérieur présente un mélange original d'emprunt aux siècles passés et de références au langage décoratif de son temps.
Le tableau qui orne le foyer et la coupole surplombant la salle sont signés Jean-Paul Laurens, décorateur de l'hôtel de ville de Paris, du Panthéon et du Capitole de Toulouse.
Le tableau, représentant l'exécution de la neuvième symphonie de Beethoven, est intitulé « La Musique » et est daté de 1902.
Dans la coupole, un trompe-l’œil représentant un vélum déchiré montre des scènes de la tragédie classique : Œdipe et sa fille Antigone, Hamlet et les fossoyeurs, Le songe d'Athalie et Prométhée enchaîné sur le rocher.

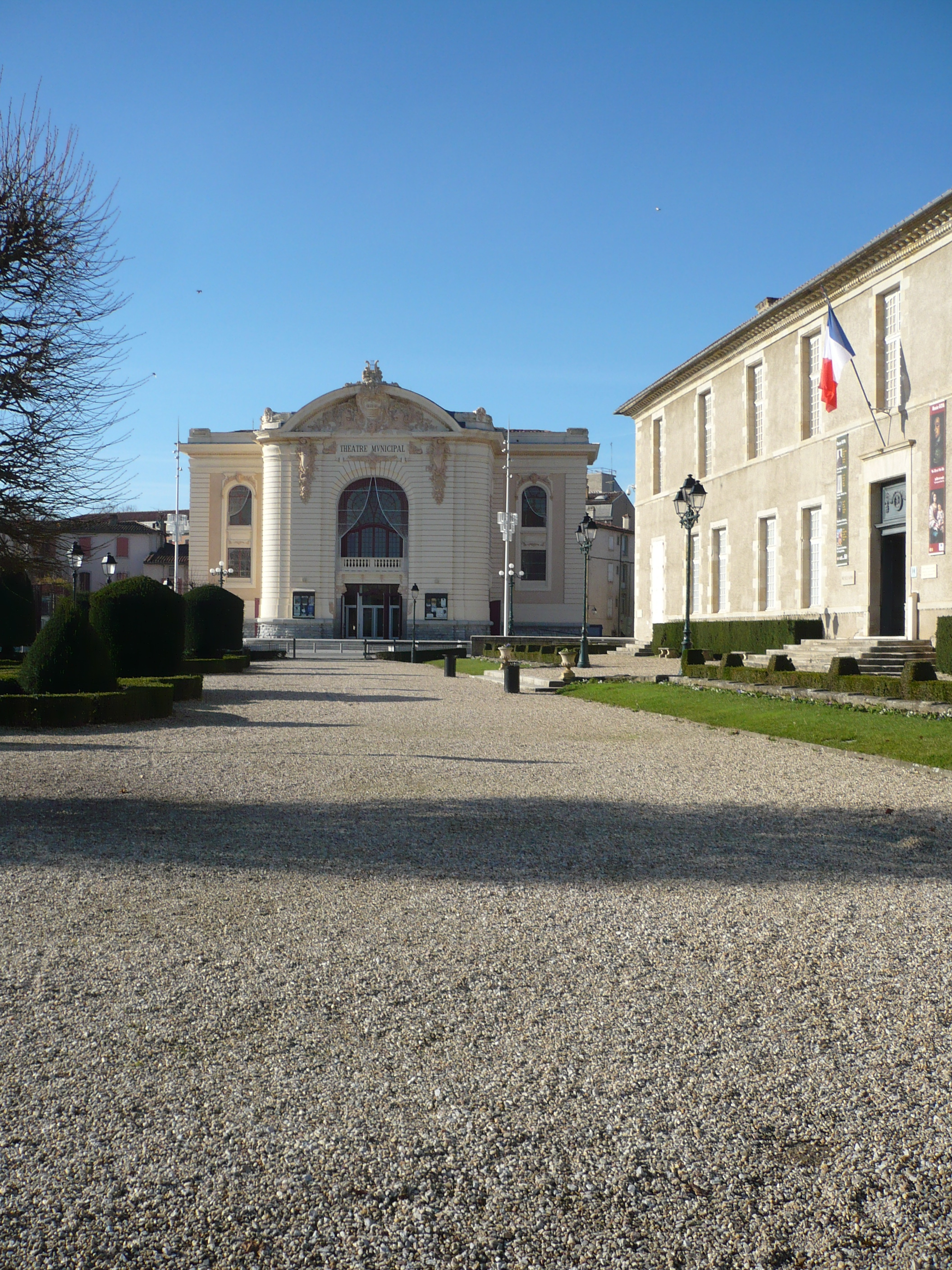
Théâtre municipal face au jardin de l'Évêché de Castres.

Le théâtre de Castres dispose de l'unique coupole peinte par Jean-Paul Laurens puisque celle du théâtre de l'Odéon à Paris a été déposée lors de sa restauration. Dès 1904, le programme du théâtre était constitué d'une saison lyrique, d'une saison théâtrale et de soirée de variétés. En 1931, le théâtre s'ouvrit au cinéma parlant et après la Seconde Guerre mondiale cessa ses activités de scène. En 1982, la municipalité le fait restaurer et le rend à sa fonction première.
Il est aujourd’hui un lieu de création et de diffusion artistique, doté d'un excellent équipement technique son et lumière. Il a connu une importante phase de rénovation sur les façades extérieures et à l'intérieur. Il a une capacité de 600 places. Des pièces de théâtre y sont jouées (vaudevilles…), des opéras, des spectacles organisés par des écoles. Des artistes y présentent des collections de peintures…

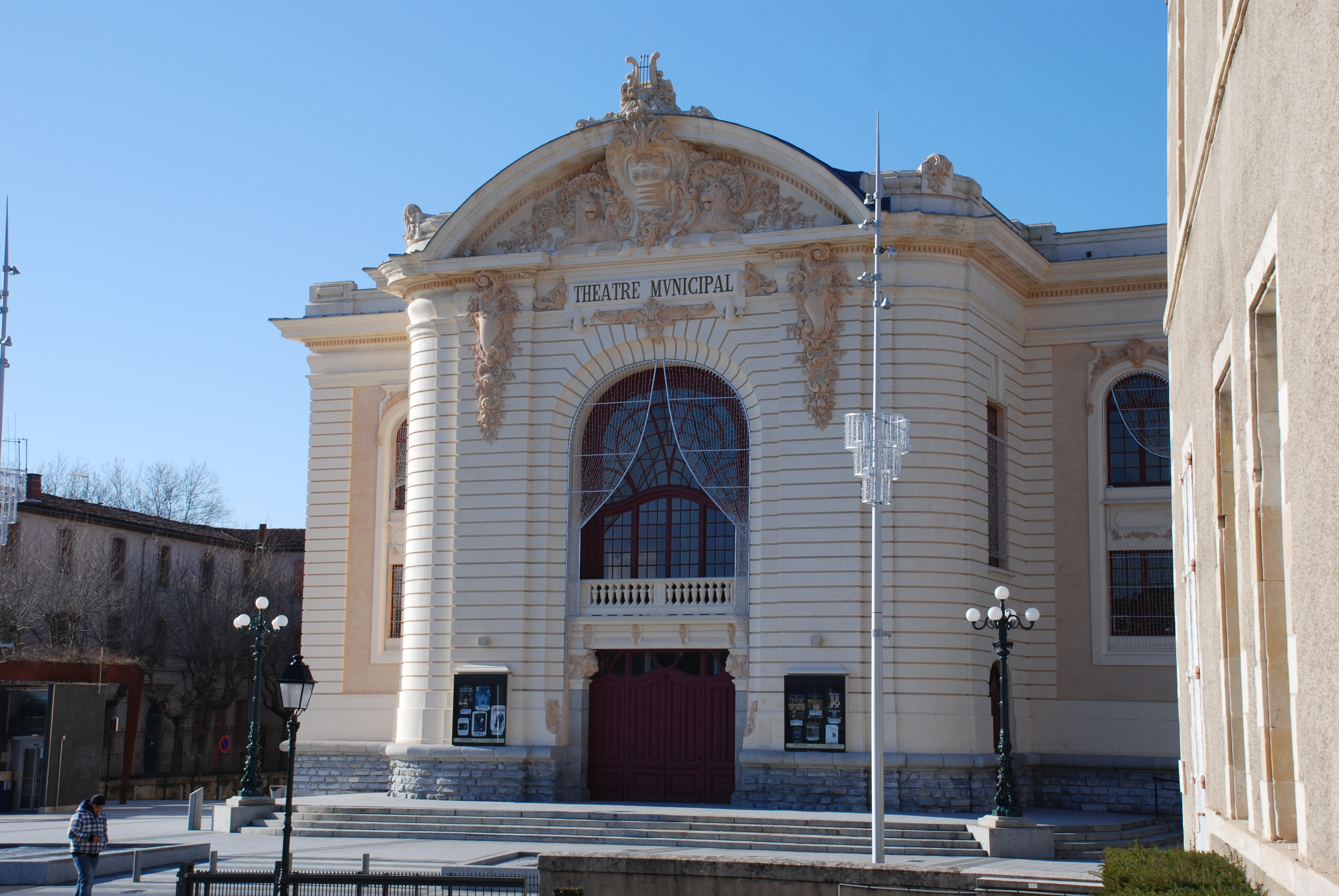
La façade du théâtre ornée de sculptures, décorations et des armoiries de la ville.
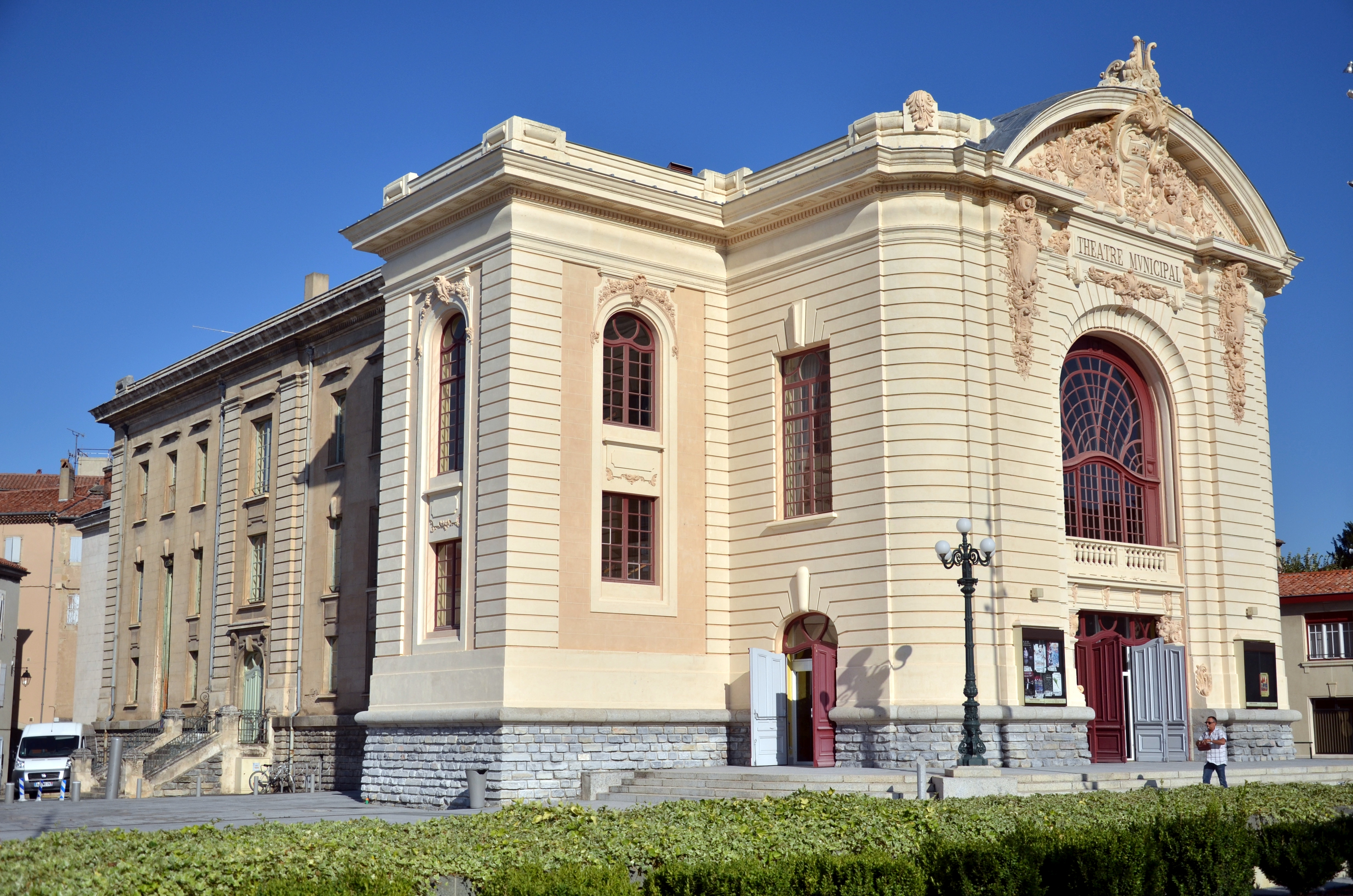
Le théâtre de Castres situé en face de l'évêché et du jardin à la française.
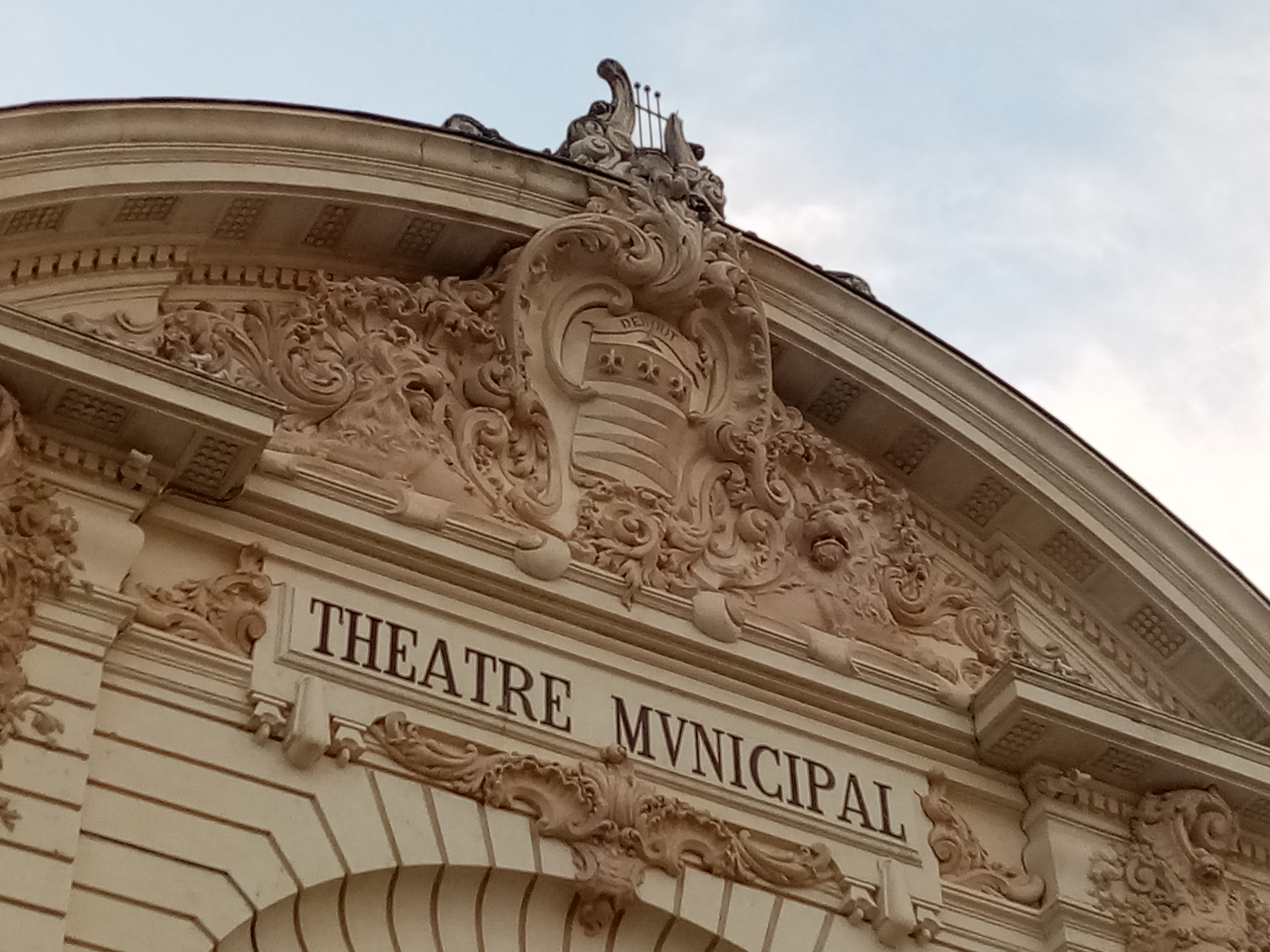
Lyre et blason de la ville de Castres sur le fronton du Théâtre.
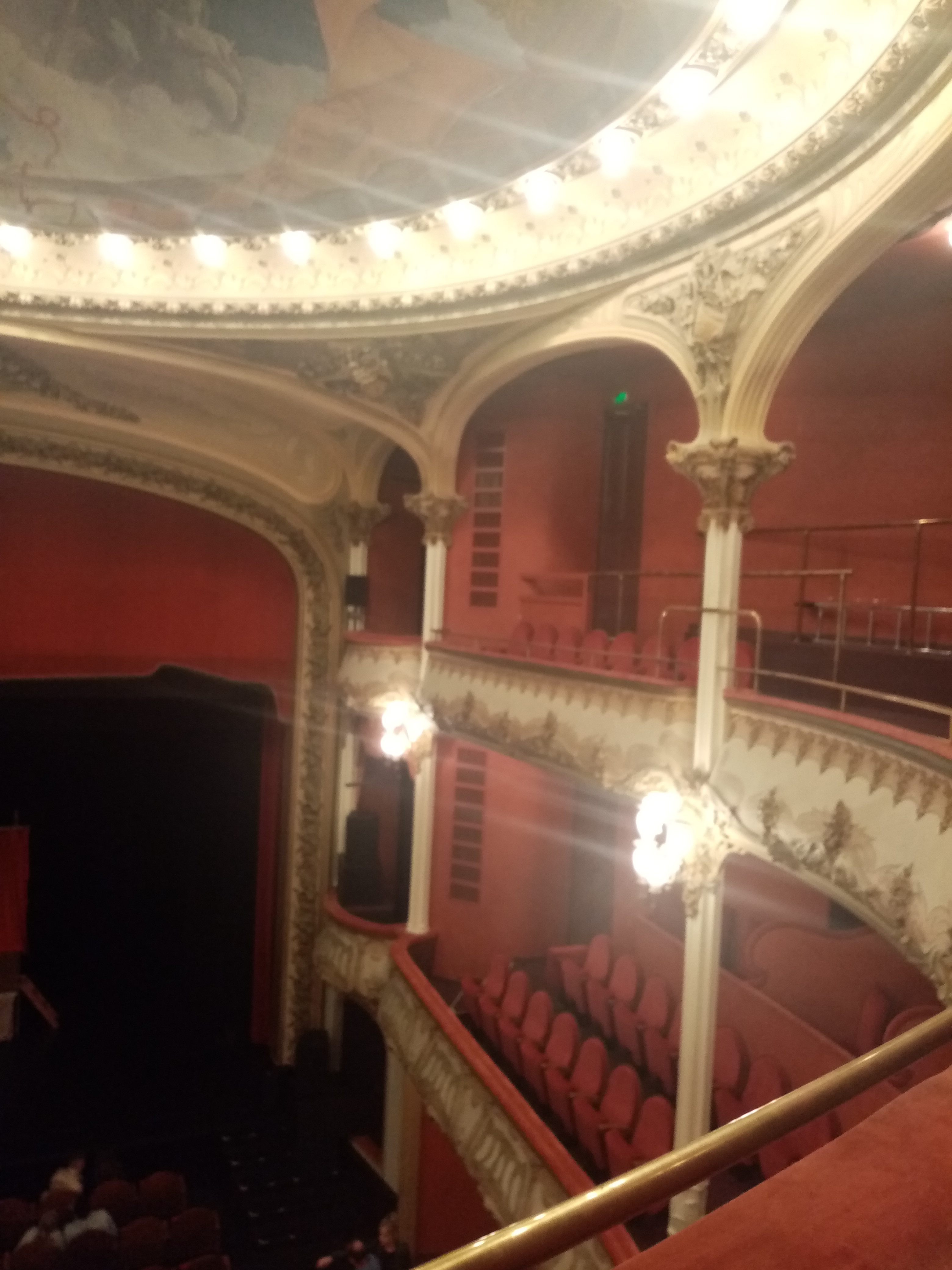
Balcons et grande coupole.
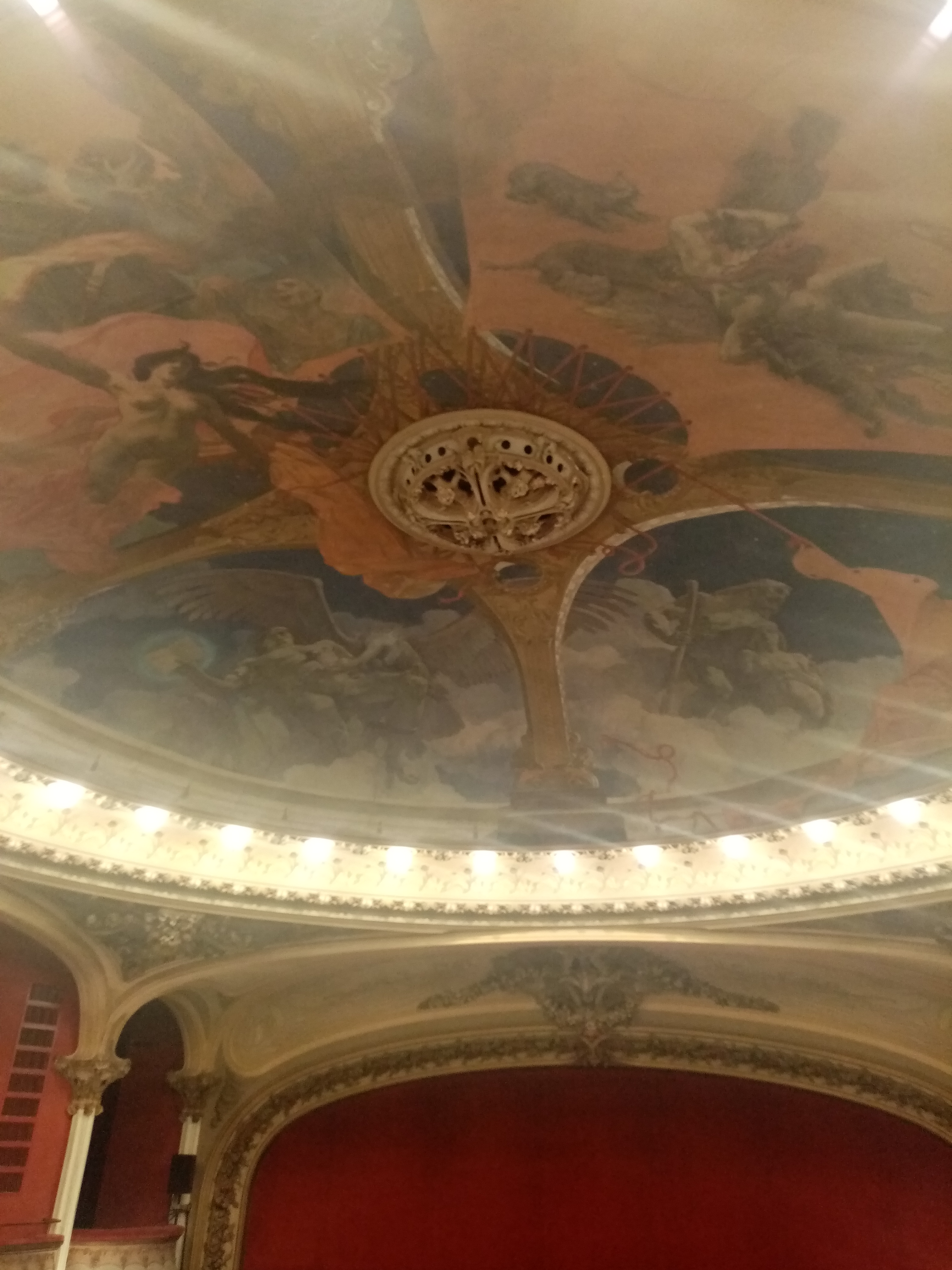
Coupole du peintre Jean-Paul Laurens, 1906.
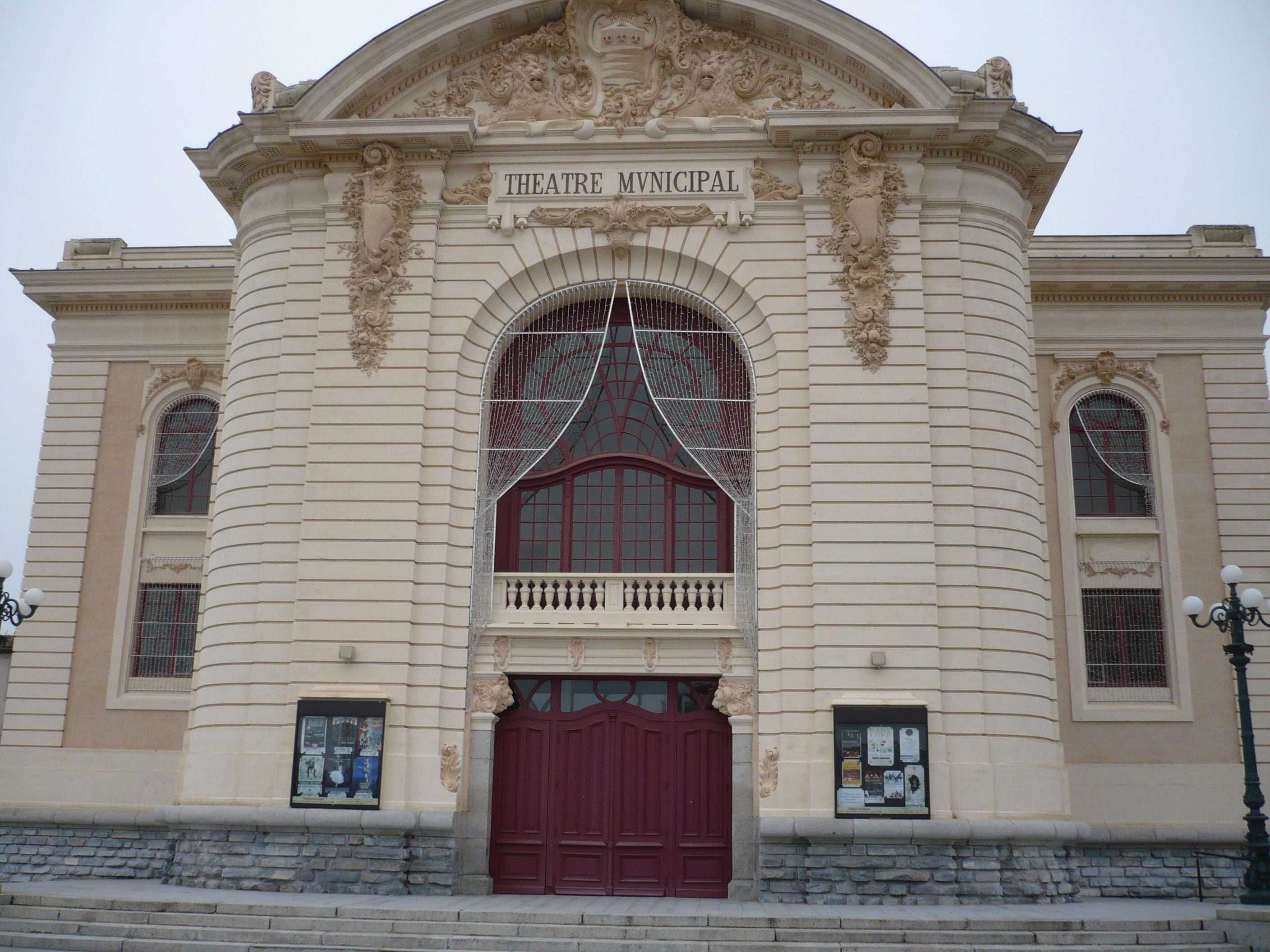
L'entrée du théâtre construit au début du XXe siècle.
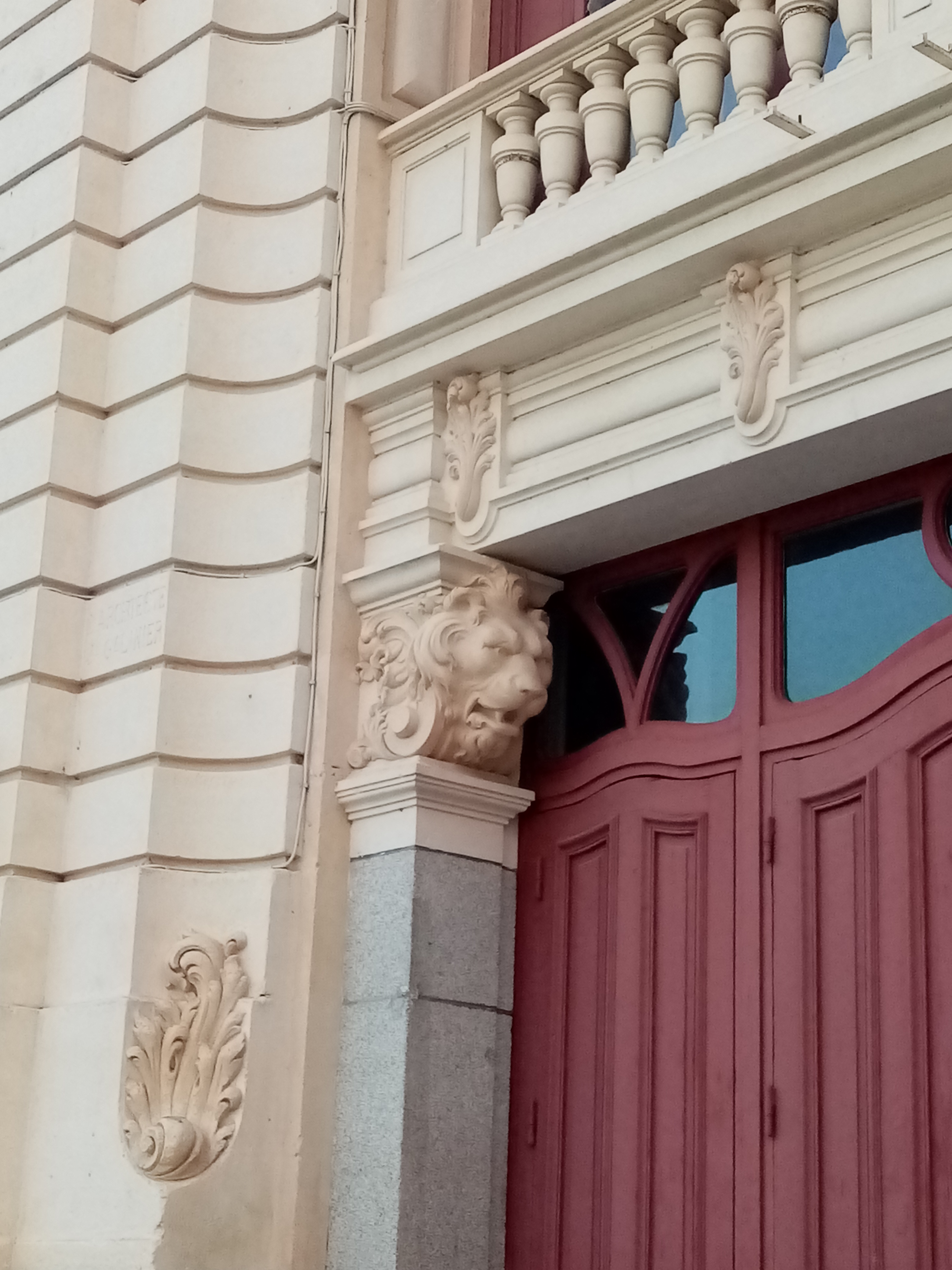
Tête de tigre sculpté dans l'angle de l'entrée.
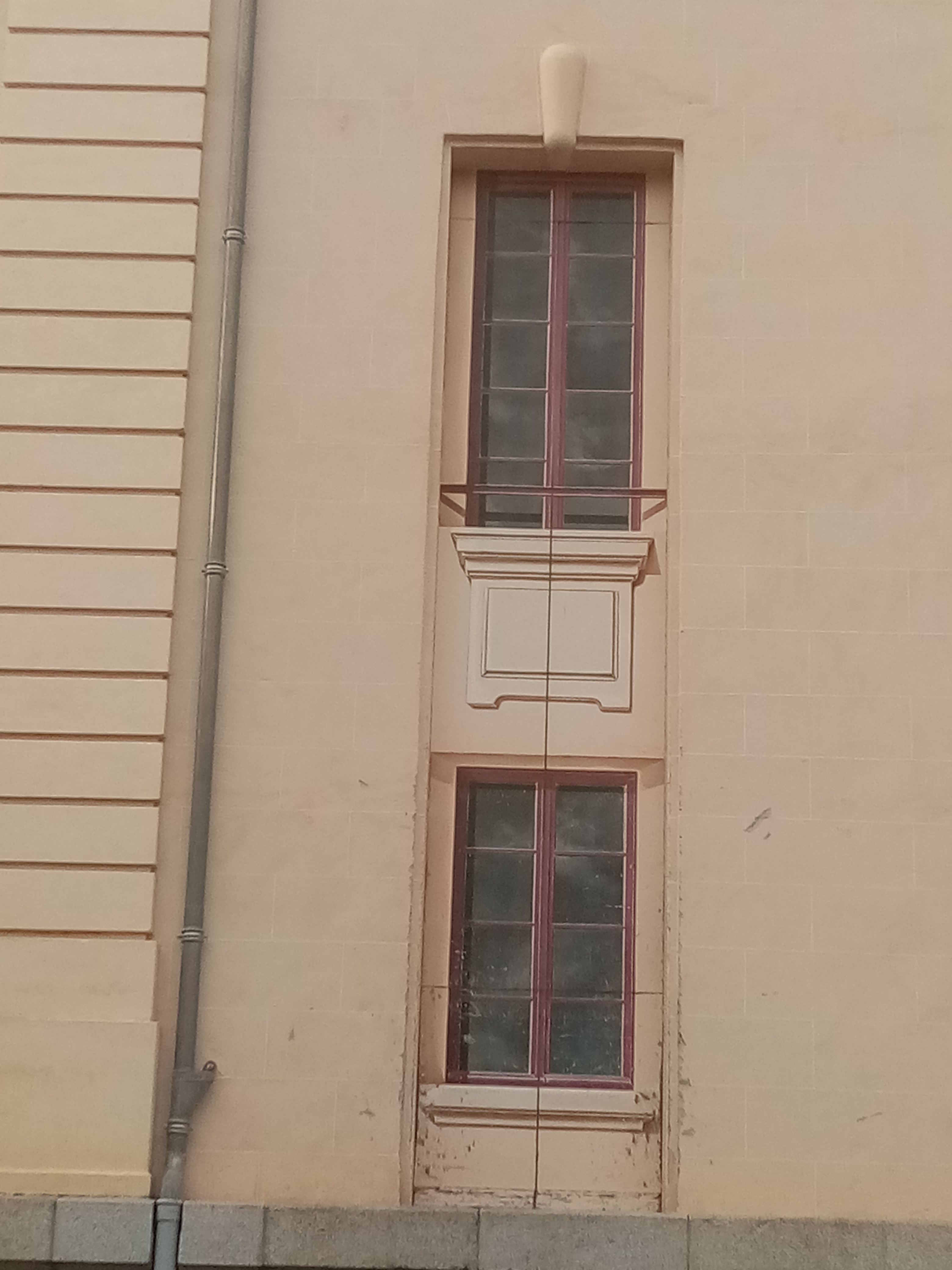
Fenêtres latérales en trompe l'œil pour faire entrer les décors des spectacles.
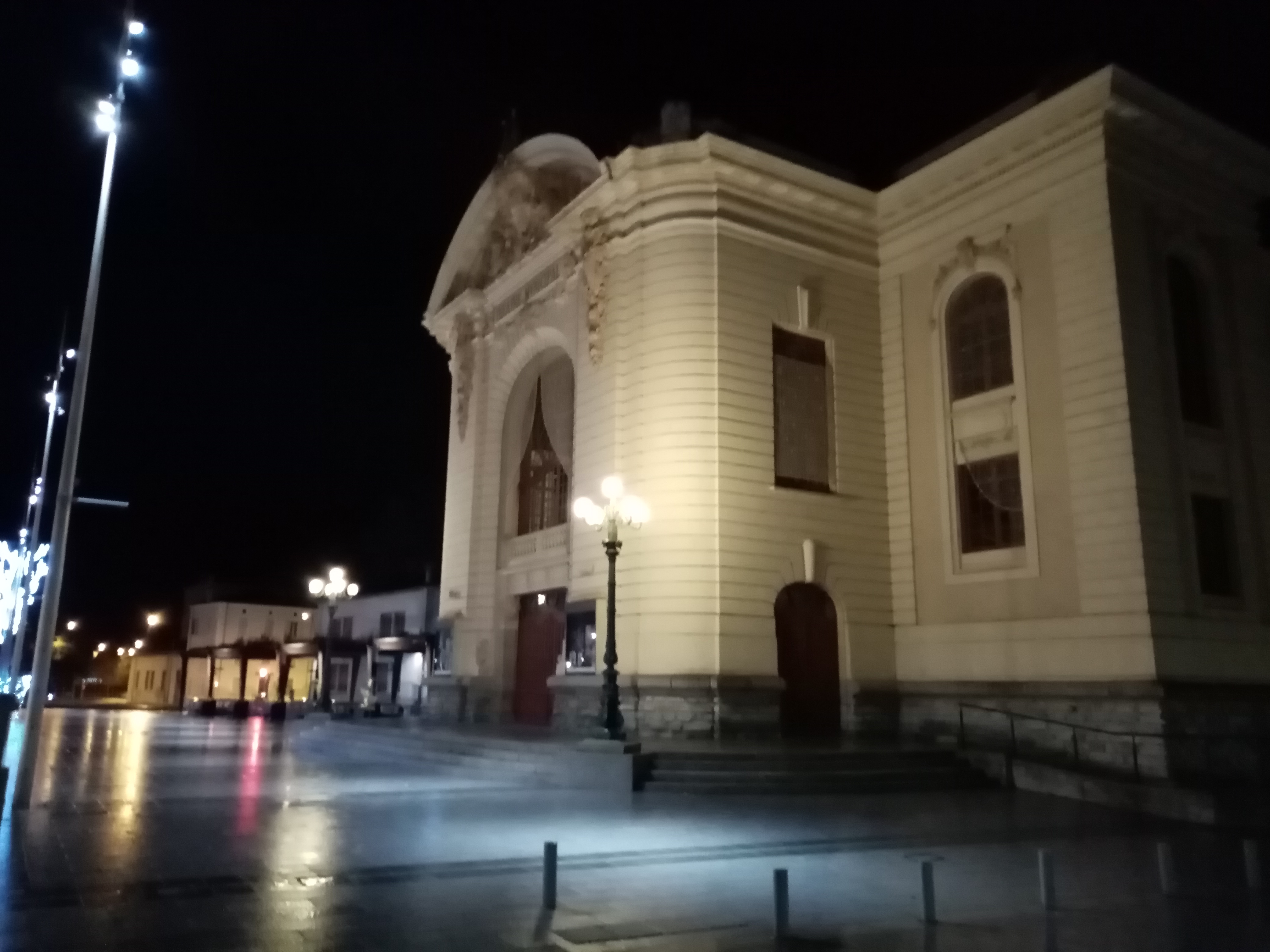
Théâtre la nuit...

### Castres au cinéma
Dans Le Deuxième Souffle, film de Jean-Pierre Melville tournée en 1966, Gu joué par Lino Ventura s'évade de la prison de Castres.
Un épisode de la série Vive la comédie nommé Quiprocos avec notamment Claude Gensac a été tourné à Castres en 1990.

### Nature, parcs et jardins
Le «patrimoine vert» prend de l'importance depuis la fin du XXe siècle.
L'omniprésence de l'automobile dans la seconde partie du siècle a bouleversé l'organisation de la ville. Une politique active de transports en commun et d'amélioration du cadre de vie tente de renverser la tendance, notamment, en revalorisant les espaces verts dans les villes.
De nombreux aménagements sont effectués afin que les parcs et jardins deviennent des espaces publics à vocation ludique, sportive et culturelle.

#### Jardin de l'Évêché
Ce jardin « à la française » a été dessiné par André Le Nôtre dans la pure tradition du classicisme français du XVIIe siècle. Véritable vitrine de la ville, il est un passage incontournable pour tout visiteur. Ce havre de verdure, cadeau précieux de l'histoire, est un lieu de vie très apprécié des Castrais.
Son emprise, sa composition d'ensemble et le dessin de ses broderies ont traversé trois siècles sans avoir été fondamentalement modifiés. Classé depuis 1995 Monument Historique et Jardin Remarquable en 2004.
Les parterres de broderies tirent leur nom de leurs motifs inspirés des travaux des dames de la cour du XVIIe siècle. Ce dessin est inchangé depuis la création du jardin. Il représente de manière très stylisée la fleur de lys surmontée d'un chapeau d'évêque, réunis par une croix occitane. Ces symboles peuvent évoquer l'association du pouvoir royal et du pouvoir épiscopal en pays occitan, notamment à Castres.
Ces broderies sont ceinturées par un massif fleuri ponctué de topiaires d'ifs vénérables taillés en des formes très diverses.
Les parterres à l'anglaise comportent une pièce de gazon au centre ceinturée de massifs fleuris. Ces massifs sont actuellement plantés de vivaces et de petits arbustes. Une collection de sauges complète ces massifs à la belle saison.
La richesse de ce jardin vient aussi de ses jeux de perspectives multiples. Son plan est trapézoïdal, légèrement décalé vers l'ouest pour prolonger l'axe nord-sud. Ce décalage de l'axe principal est compensé par les deux alignements de tilleuls recadrant la vue latéralement à l'est et à l'ouest du jardin.
Le bassin se situe plus près de l'extrémité du jardin que de la façade du palais épiscopal.
Les parterres sont de largeurs inégales, plus étroits de près de 2 m aux abords du palais qu'en bout des parterres à l'anglaise. Cette disproportion provoque un effet visuel de « perspective ralentie » depuis le perron. Le spectateur a alors l'illusion que le bassin est au centre du jardin. Le regard est subtilement dirigé par l'agencement des massifs : l'œil est d'abord attiré par les broderies puis vers le bassin.
De ce point, le regard glisse vers le bosquet de marronniers puis rebondit vers la Montagne Noire et l'horizon.

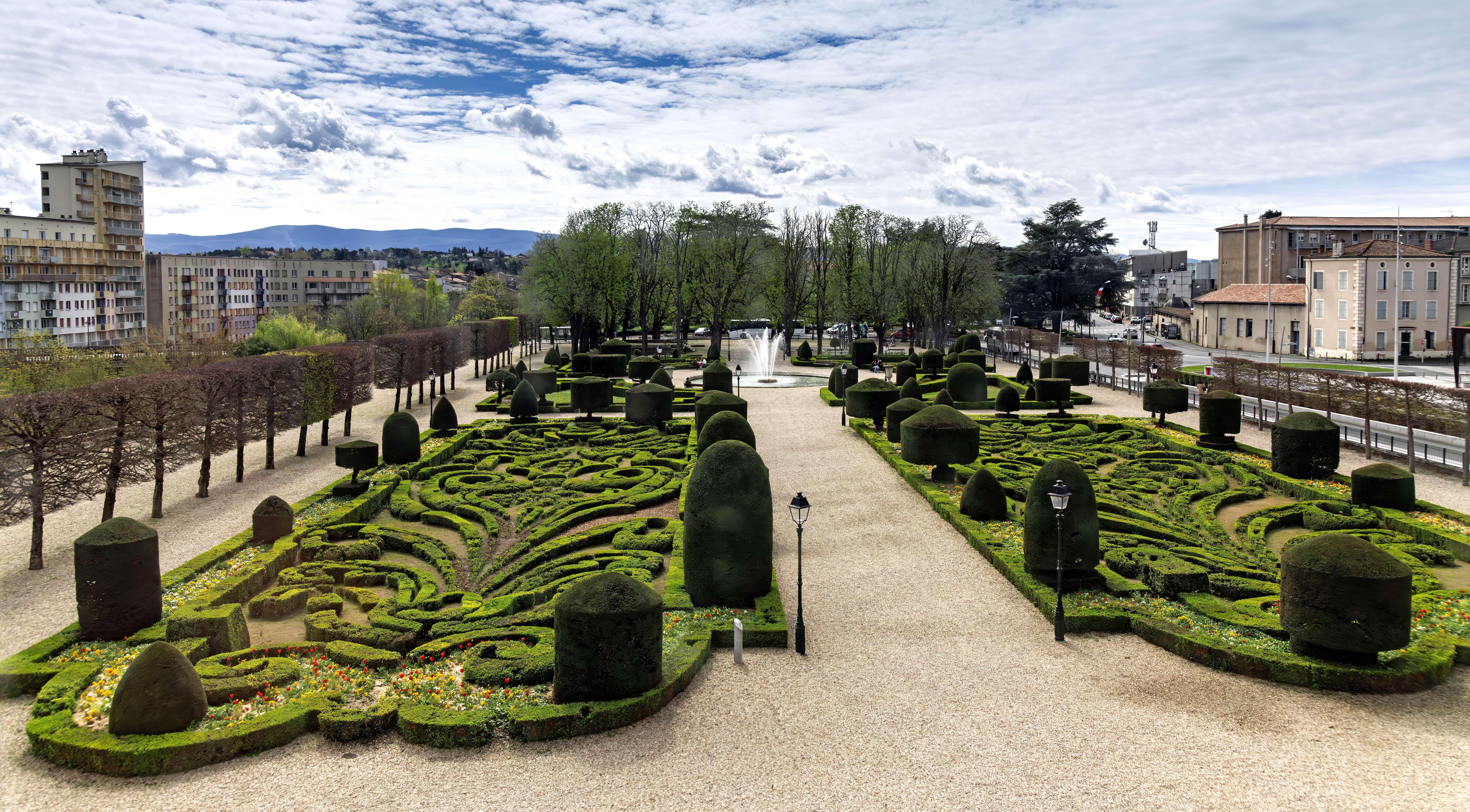
Jardin à la française de l'Évêché aménagé et dessiné, en 1676, par André Le Nôtre, jardinier du roi Louis XIV.
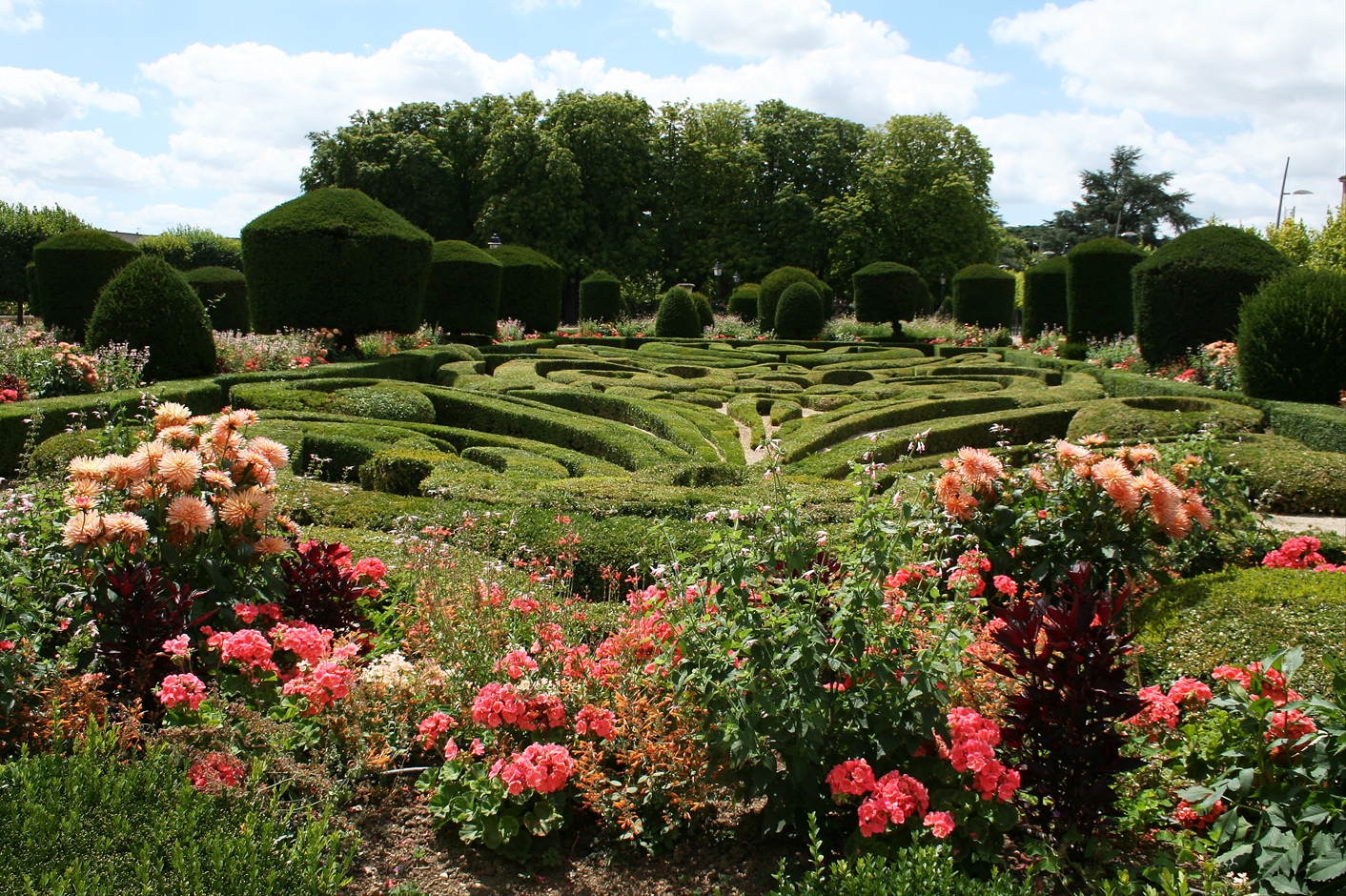
Buis taillés en forme de « fleur de lys » : symbole du pouvoir royal sous l'Ancien Régime.
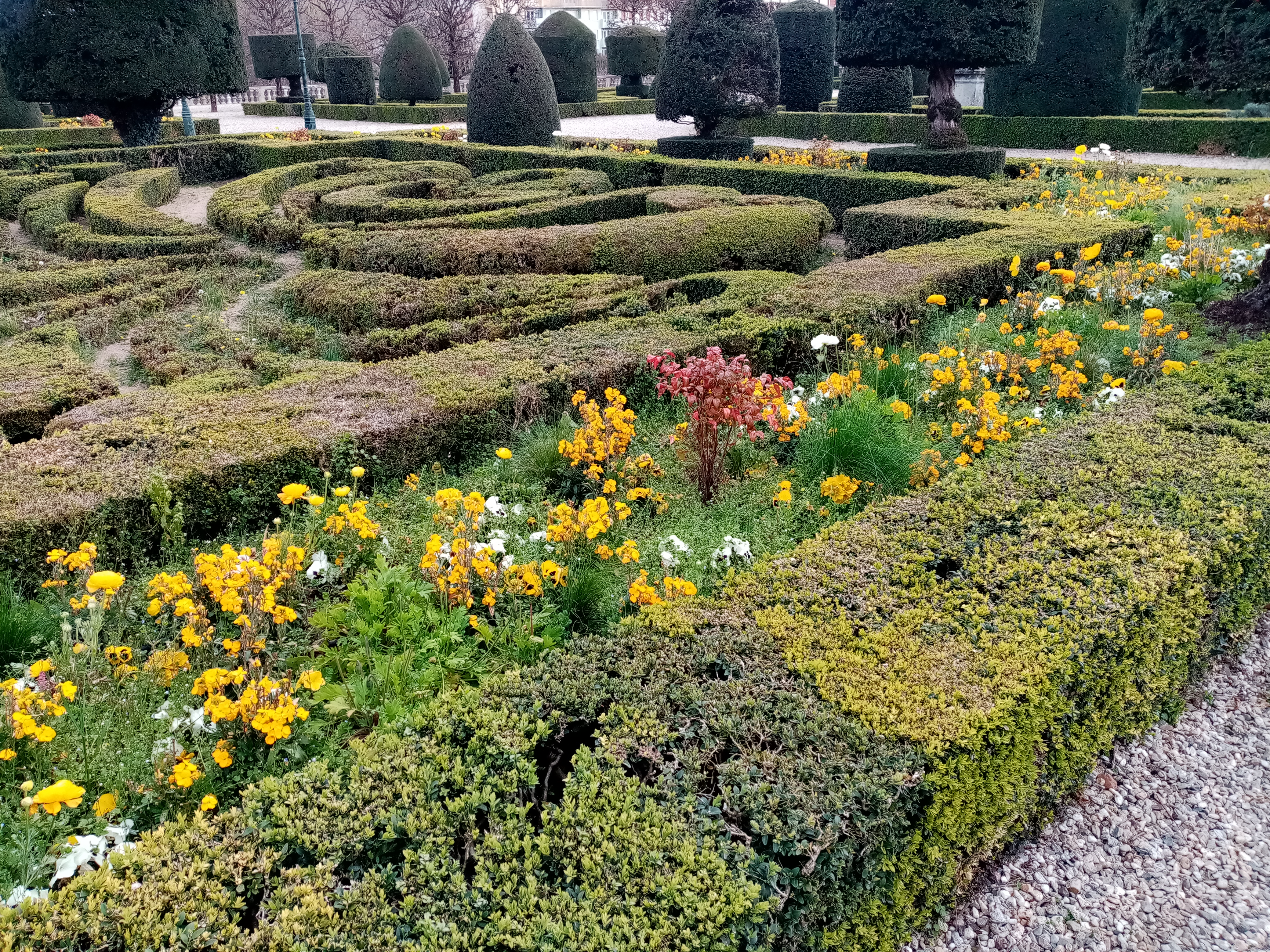
Ifs et arabesques de buis finement taillés chaque saison par les jardiniers municipaux.
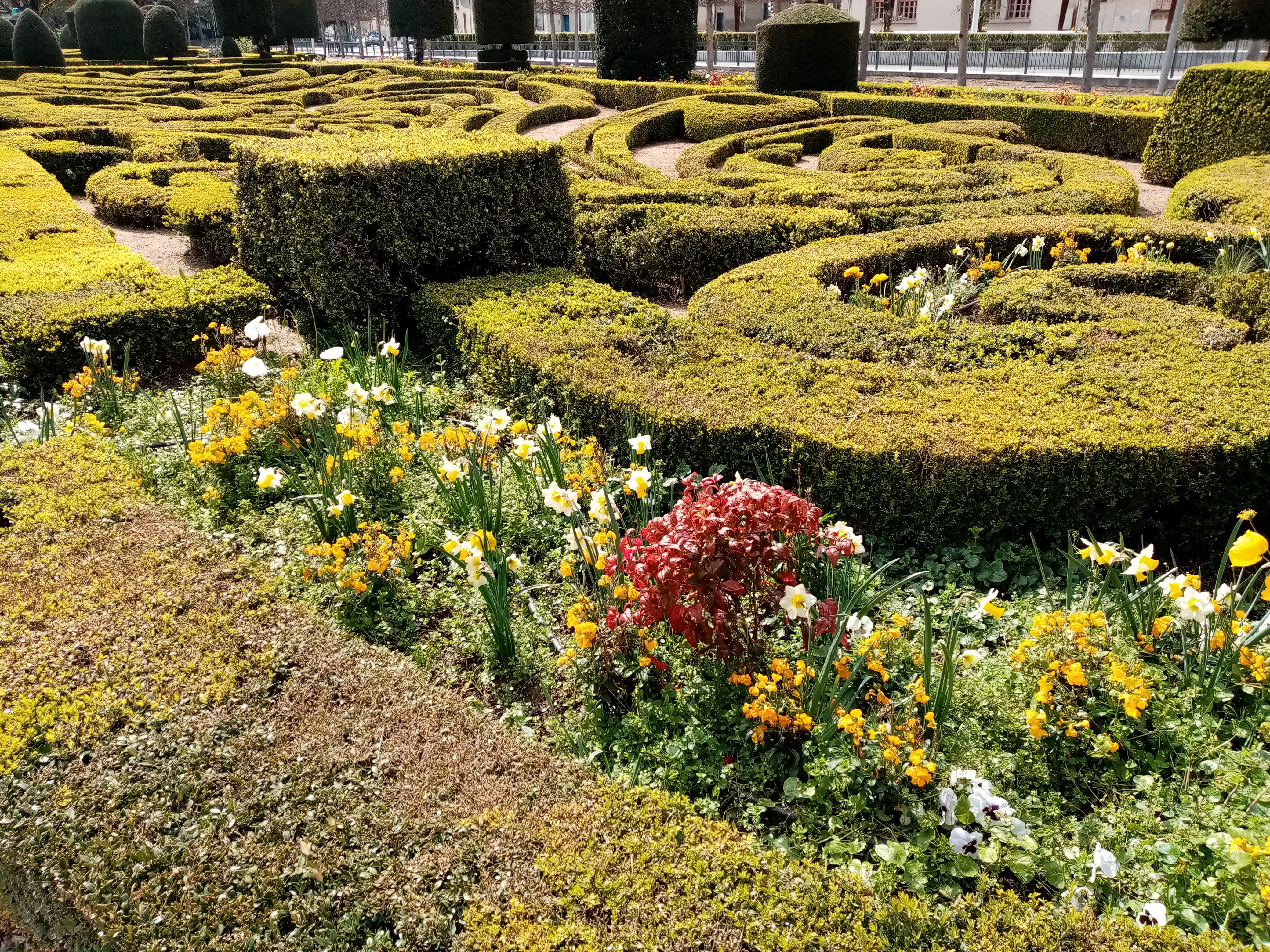
Massif de plantes annuelles dans les parterres du jardin à la française.
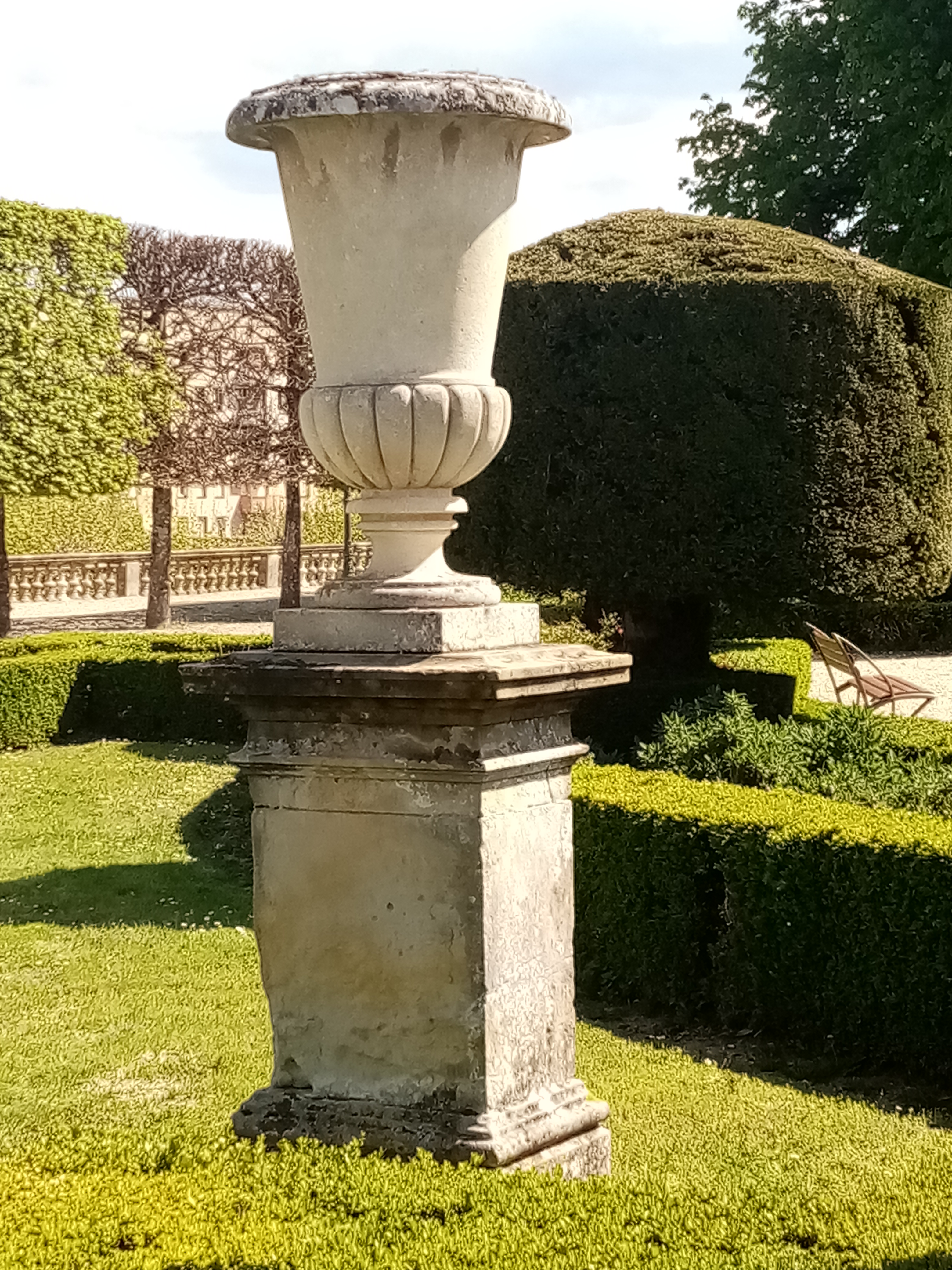
Grande vasque sur un piédestal située dans un parterre près du bassin.
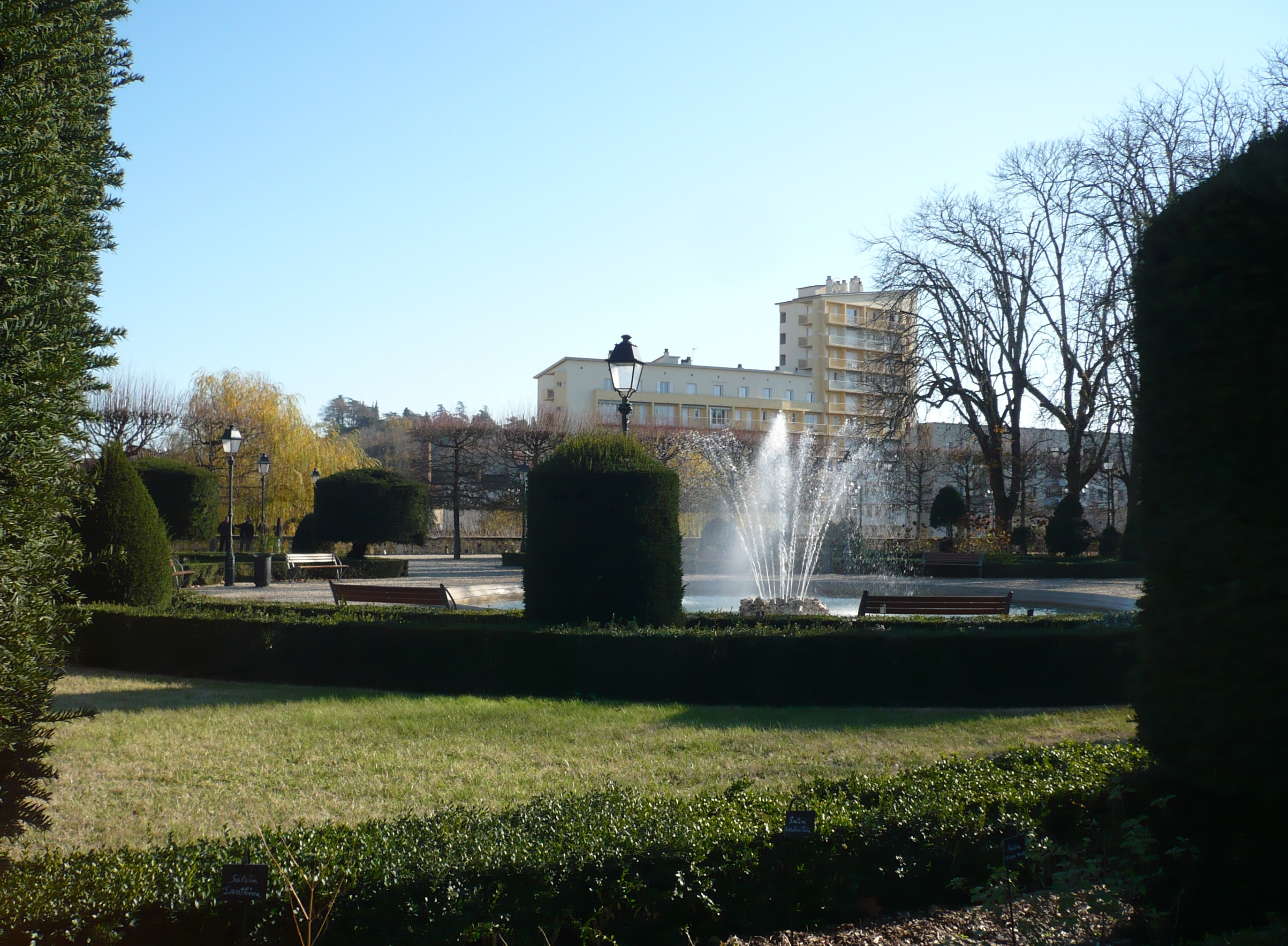
Fontaine de l'Évêché entourée de quatre parterres de buissons situés près du bosquet.

#### Jardin du Mail

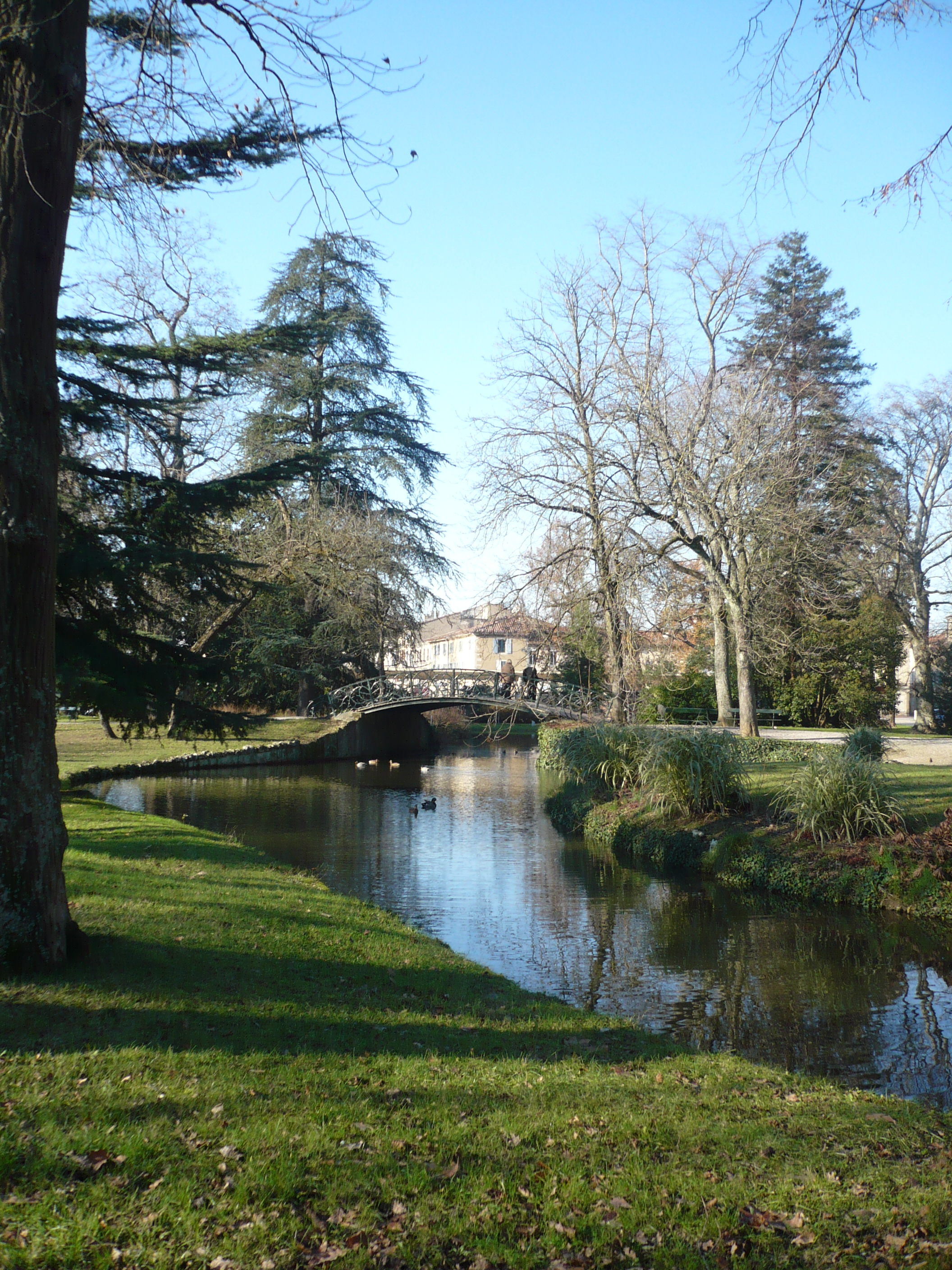
Le jardin du Mail, jardin à l'anglaise avec de nombreuses essences, un bassin, une cascade, un pont, etc.
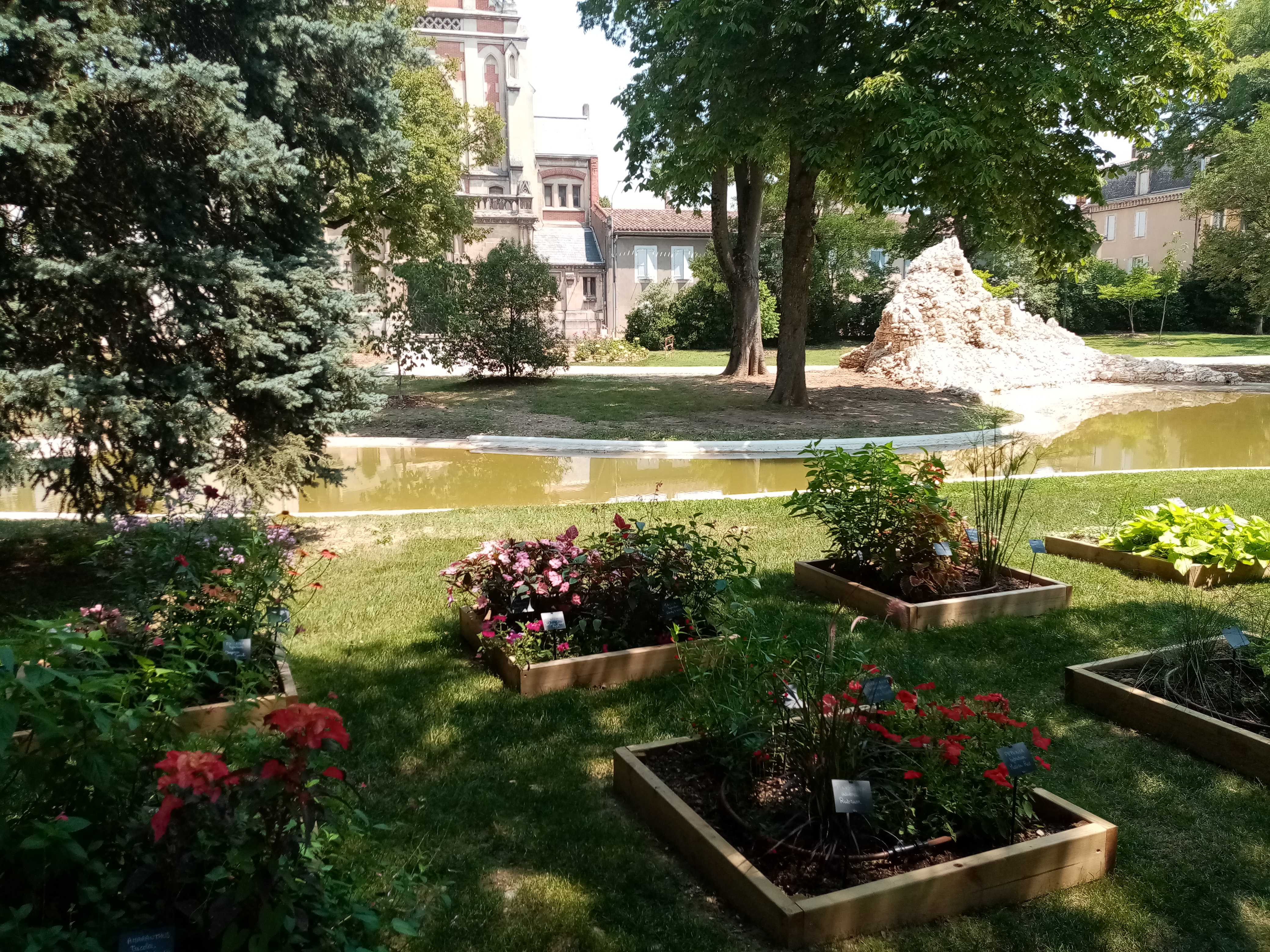
Bacs à fleurs étang face à l'ancienne chapelle du Saint-Sacrement.
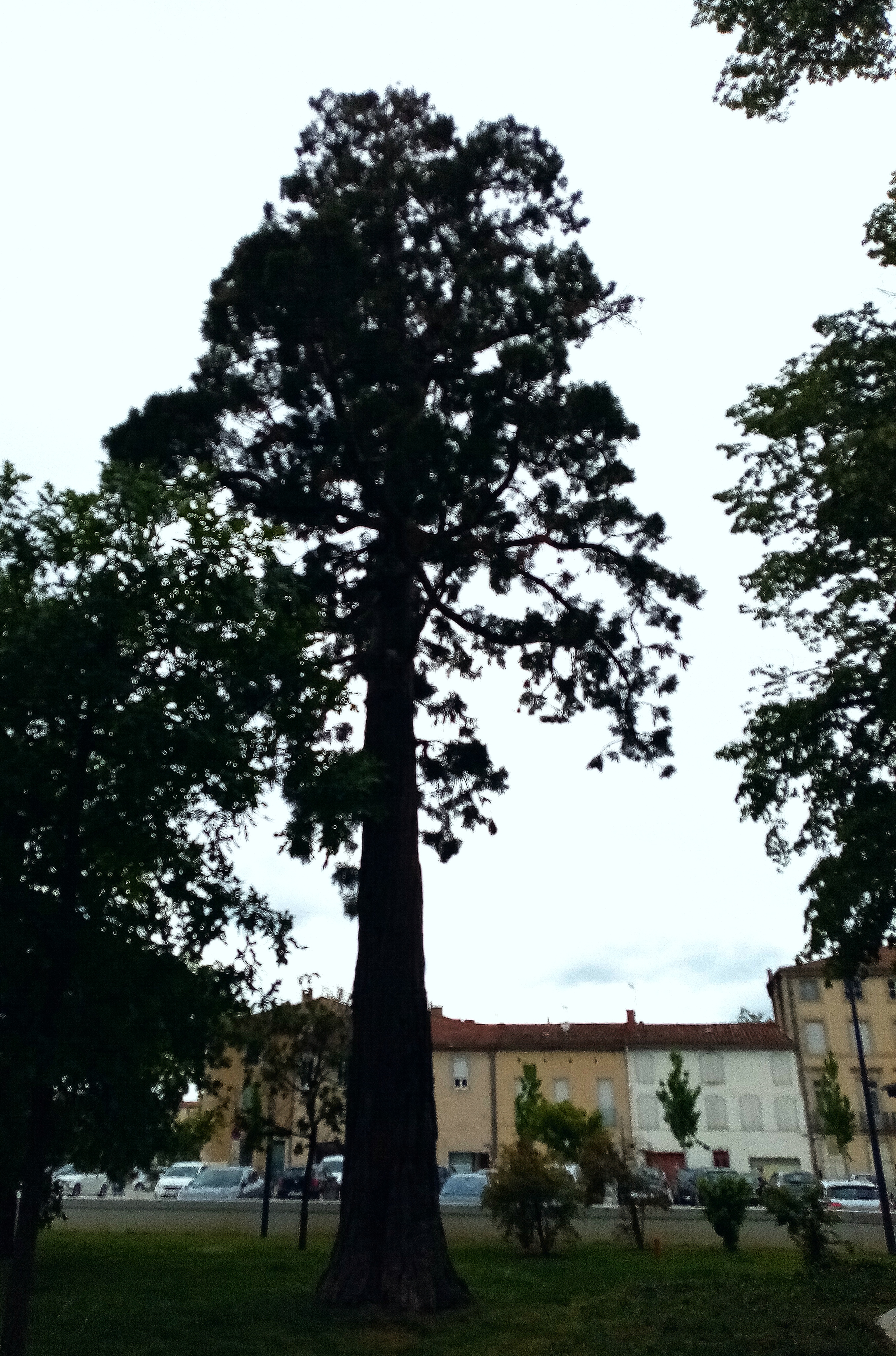
Séquoia originaire d'Amérique du Nord au jardin du Mail
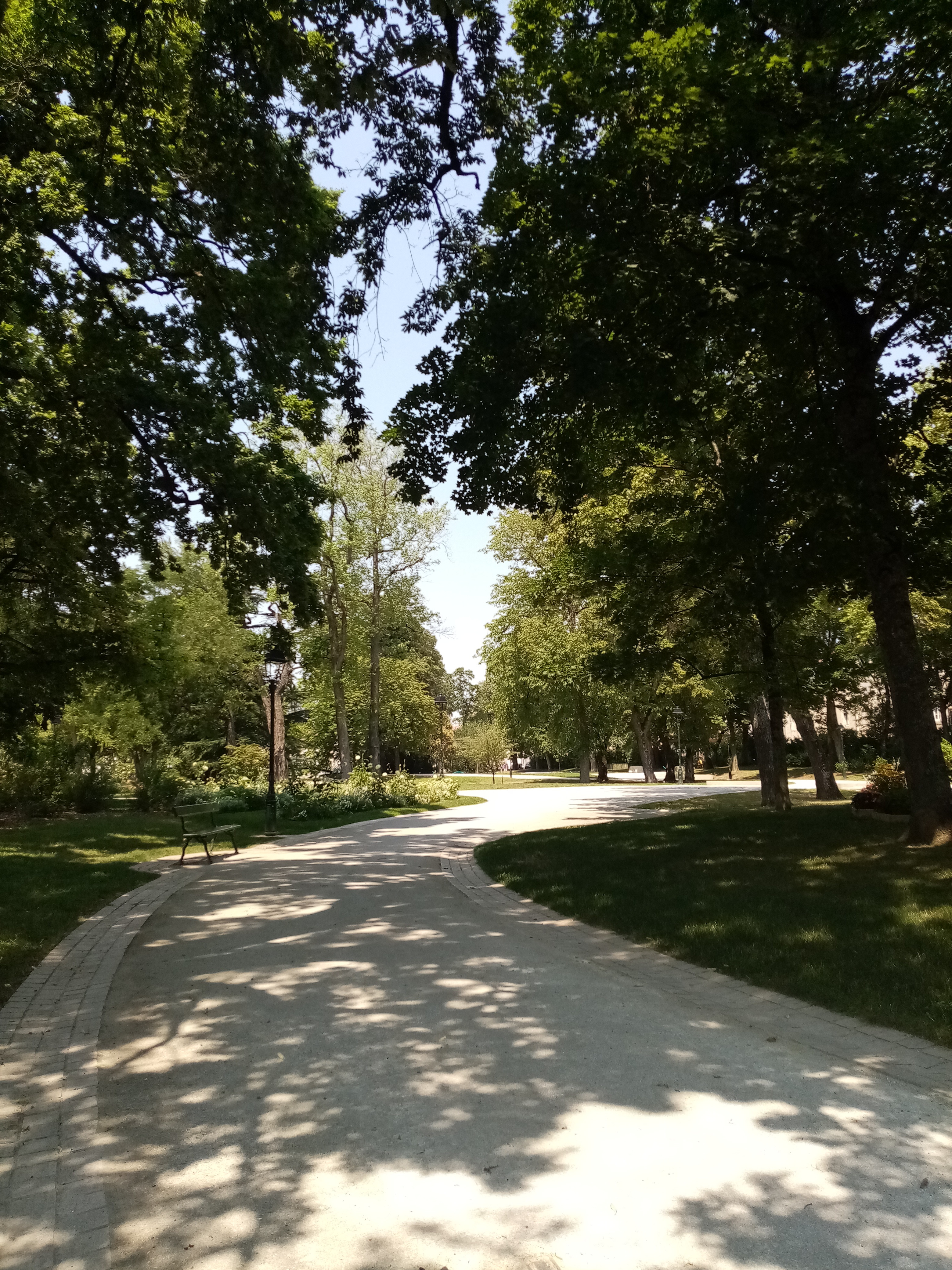
Allée ombragée du jardin du Mail, été 2021

Le jardin est disposé en triangle, bordé par la place Soult et la place de l'Obélisque. Il vient remplacer, en 1893, le tapis du jeu de Mail.
Le Mail est l'ancêtre du croquet et du golf. Presque toutes les villes possédaient un terrain. Ce jeu consiste à chasser une boule en buis en lui faisant toucher divers buts, en un minimum de coups. Le Mail sera transposé en jeu d'intérieur par la création du billard. Le Mail désignera ensuite « L'allée plantée où l'on joue au Mail », puis « Une promenade publique bordée d'arbres ».
Malgré quelques modifications, la trame originelle du parc de la fin du XIXe siècle est toujours lisible : un jeu de bassins, une île artificielle et une fontaine placés au centre d'allées de circulation bordées de bancs publics.
Les arbres les plus anciens du jardin, en particulier, quelques chênes et un des orangers des osages sont vraisemblablement contemporains de la fin du XIXe siècle. On compte dans le jardin plus de 50 essences différentes dont plusieurs sujets d'espèces assez rares.
Le périmètre du jardin a été considérablement modifié lors de la réalisation de la gare routière. Jusqu'au début des années 1960, les autocars stationnaient sur la Place du Maréchal Soult. La gare proprement dite a été édifiée à l'emplacement actuel par amputation de la partie la plus large du jardin. En contrepartie, il a été agrandi en son extrémité est par l'inclusion d'une partie de l'Esplanade du Mail.
Avec les travaux menés par la municipalité de 2017 à 2020, le jardin du Mail est maintenant en continuité directe de la place Soult. La gare routière (relocalisée) a fait place à un parking souterrain et le jardin a été fortement remanié.

#### Jardin Frascaty

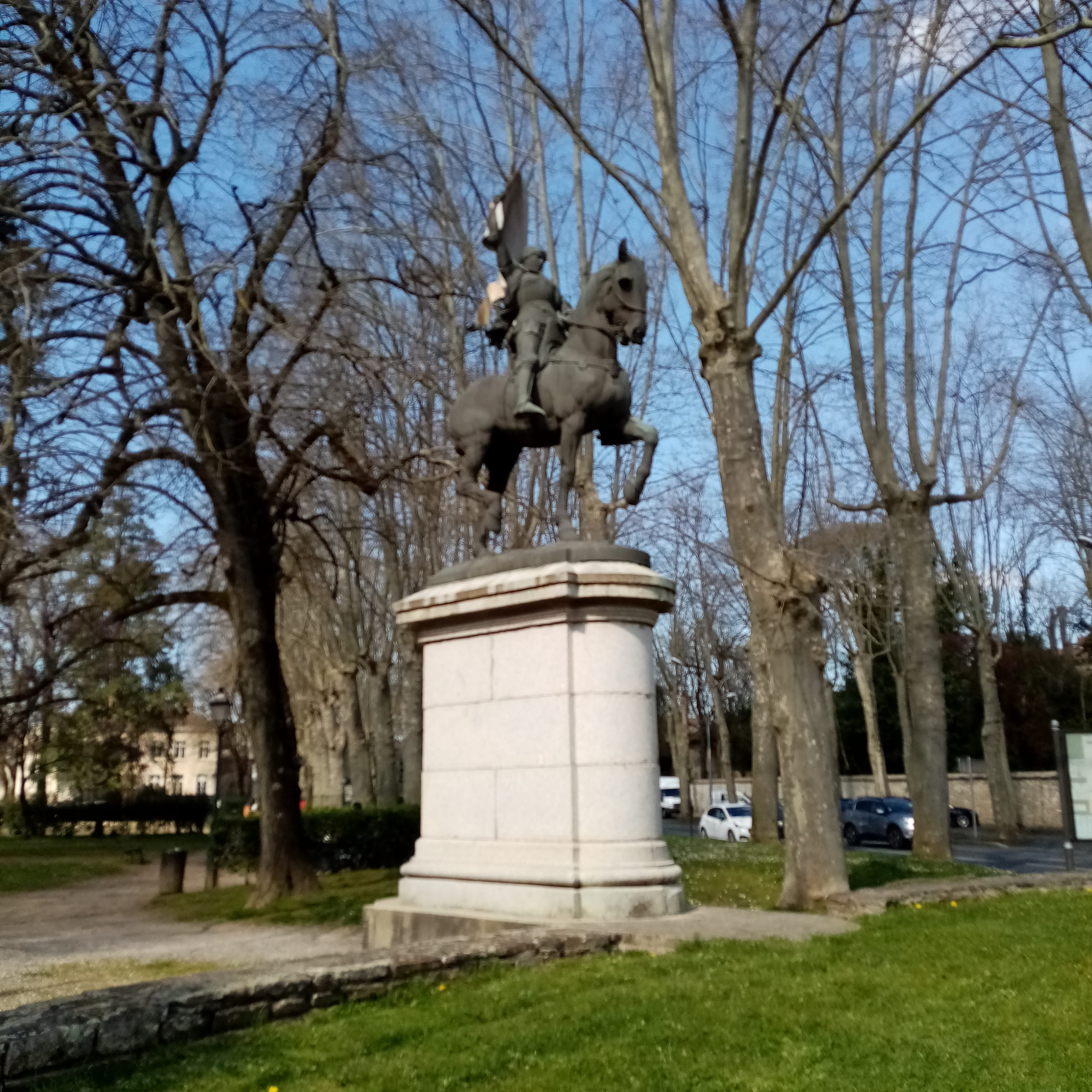
Statue de Jeanne d'Arc à l'entrée du jardin Frascaty.

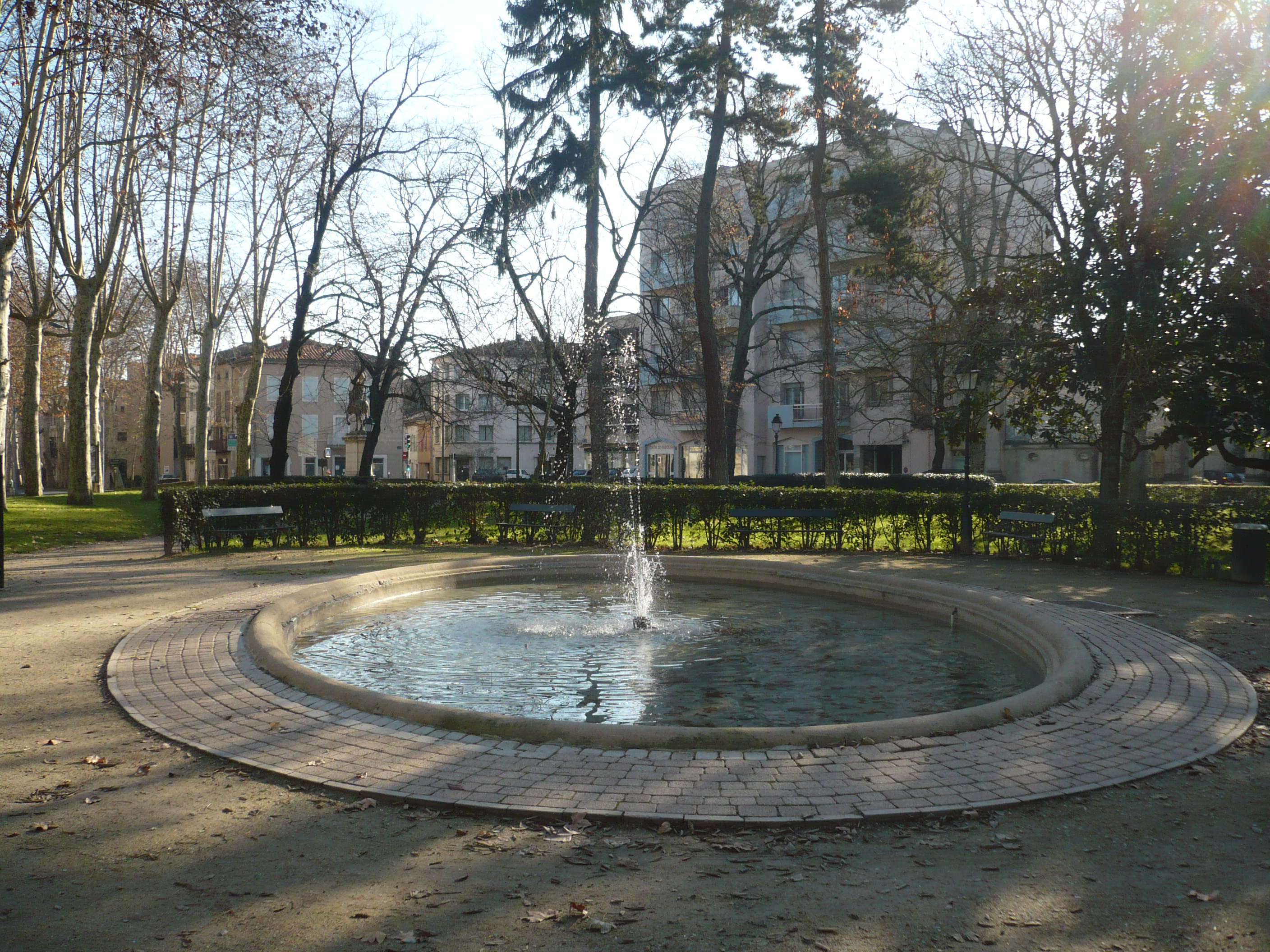
La fontaine du jardin Frascaty.

En 1715, monsieur Gauthier de Boisset, receveur de grenier à sel, fait construire l'hôtel Frascaty.
Il appartiendra plus tard à la famille princière des Bourbon-Malauze qui prendra ce non. En 1753, Pierre de Thomas de Labarthe acheta cet hôtel et le nommera Frascaty. Après 1760, l'hôtel Beaudecourt est érigé non loin. Les fossés des fortifications sont comblés et, sur leur emplacement, on trace l'actuel boulevard des Lices. Dans un triangle formé par le front de l'hôtel Frascaty, la ligne du jardin de l'hôtel Beaudecourt et la portion du boulevard située entre la Tolosane et la porte Neuve, on plante un bosquet d'une centaine d'ormeaux.
Ce lieu est d'abord nommé Les Ormeaux de la Porte Neuve. En 1865, un projet de jardin public est destiné à le remplacer. Diverses essences d'arbres sont plantées, la pièce d'eau est construite puis le jardin est entouré d'une grille, aujourd’hui disparue. Ce square prend le nom de Frascaty, car inspiré des jardins de cette ville située dans les environs de Rome.

#### Jardin Mahuziès
Ce jardin est situé derrière le Marché couvert et se compose d'une fontaine, d'arbustes, de rosiers et mobilier urbain.

#### Parc Briguiboul
Le parc Briguiboul est un jardin d'agrément (enclos attenant à une demeure de particuliers) aux allées irrégulières. Apanage des classes aisées du XIXe siècle, le jardin d'agrément se cultive pour le plaisir et la recherche esthétique. Des ambiances sont créées à partir d'un choix de végétation, matériaux, mobiliers, à l'image de celui d'Albert Kahn à Boulogne-Billancourt.

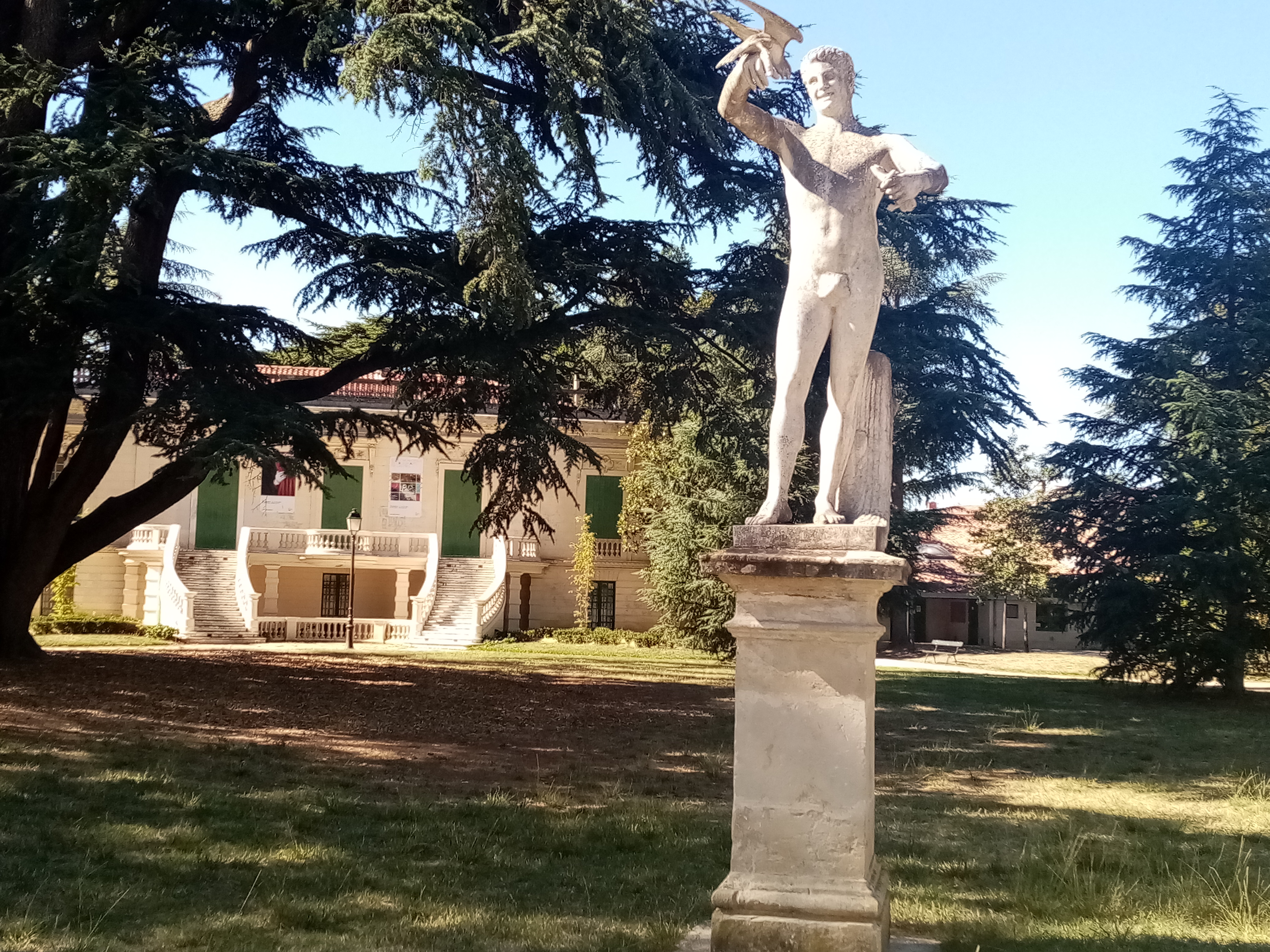
École des Beaux Arts et parc de Briguiboul. Statue le Fauconnier.

Il s'organisait autour d'un bosquet de trois cèdres majestueux situé devant l'escalier. Les cèdres font partie de l'inventaire des « Arbres Remarquables des paysages tarnais », et dateraient des campagnes napoléoniennes. Après la chute d'un premier cèdre au printemps 2014, c'est un second arbre vieux de 150 ans qui a dû être abattu le 26 janvier 2015 car son système racinaire était rongé par un champignon, le phéole de Schweinitz (en). Depuis le 19 février 2015, le dernier cèdre qui ne semble pas atteint par la maladie se voit maintenant à nouveau entouré par deux nouveaux cèdres (du Liban, comme lui) mais seulement âgés de 25 à 30 ans.

#### Domaine et parc de Gourjade
Acquis par la ville en 1977 auprès de la famille Barbara de Labelotterie de Boisséson, ce parc de 53 hectares se situe sur un site occupé depuis l'époque néolithique.
Le domaine, ayant été exploité pour l'agriculture et l'élevage, comprend une maison de maître datant en grande partie du XIXe siècle et des bâtiments agricoles.
Les bâtiments de la métairie et le moulin datent du XVIIIe siècle. Une chapelle, un lavoir, une grotte en pierres meulières, une fontaine et un bassin ornent le parc environnant.
La maison de maître est caractéristique de l'architecture bourgeoise rurale du XIXe siècle. Accrochée à la façade de la maison, l'échauguette est un témoin architectural de la bâtisse originale.
En 1834, un moulin est venu utiliser le dénivelé de l'Agout par un canal souterrain. Une pompe alimentait des canaux pour irriguer les prairies. La force motrice de la chute servait à battre le blé et moudre le grain. Vers 1890, l'ensablement de l'Agout a rendu inutilisable cette installation. D'aspect «néo-gothique», des chapiteaux et des colonnes ornent le moulin. Ils proviennent de la maison des templiers datée du XIIe siècle. Certains qualifient le style de « troubadour » en observant notamment les menuiseries, les ferronneries et la pierre, finement travaillées.

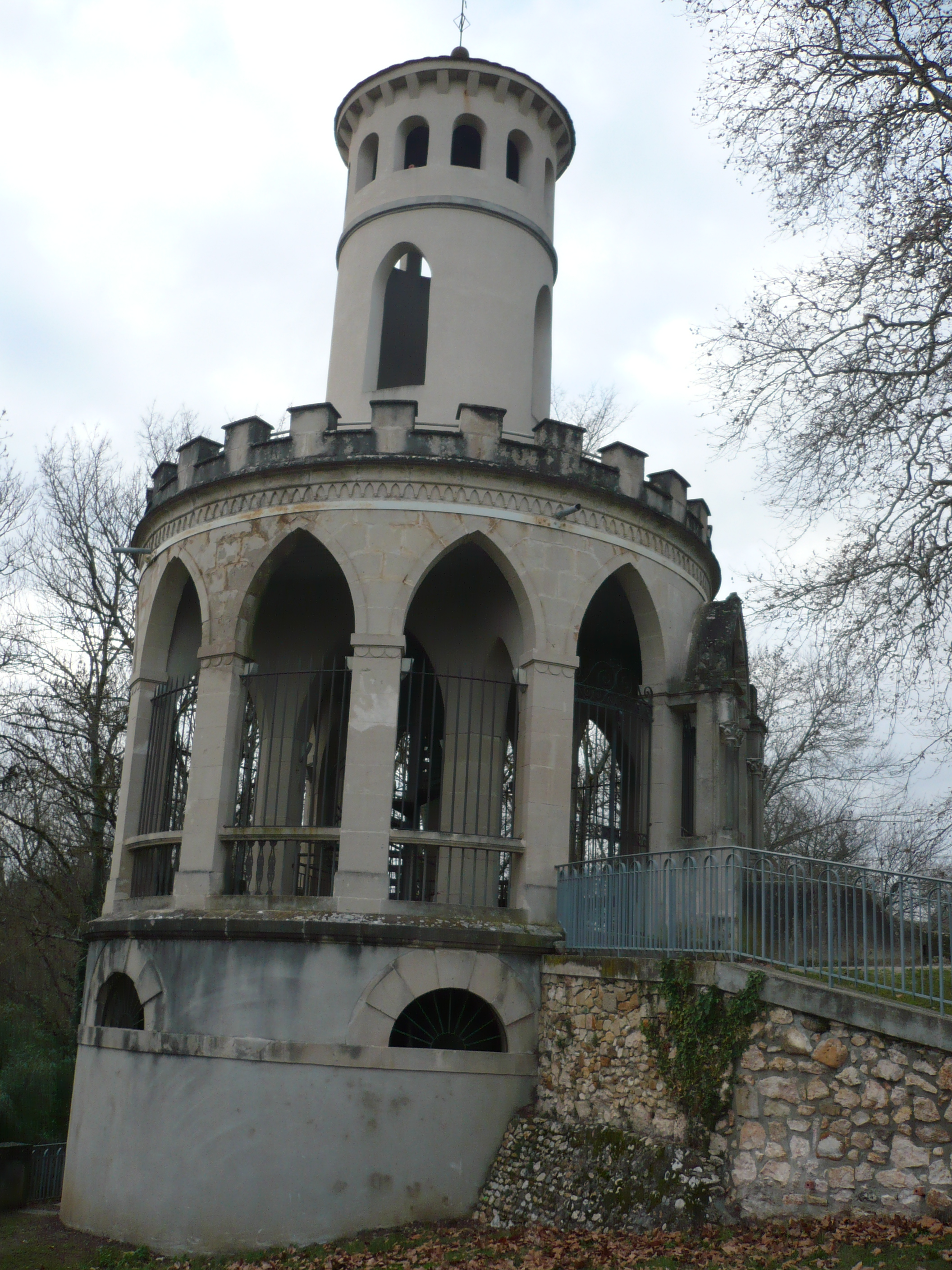
Ancien château d'eau à Gourjade.
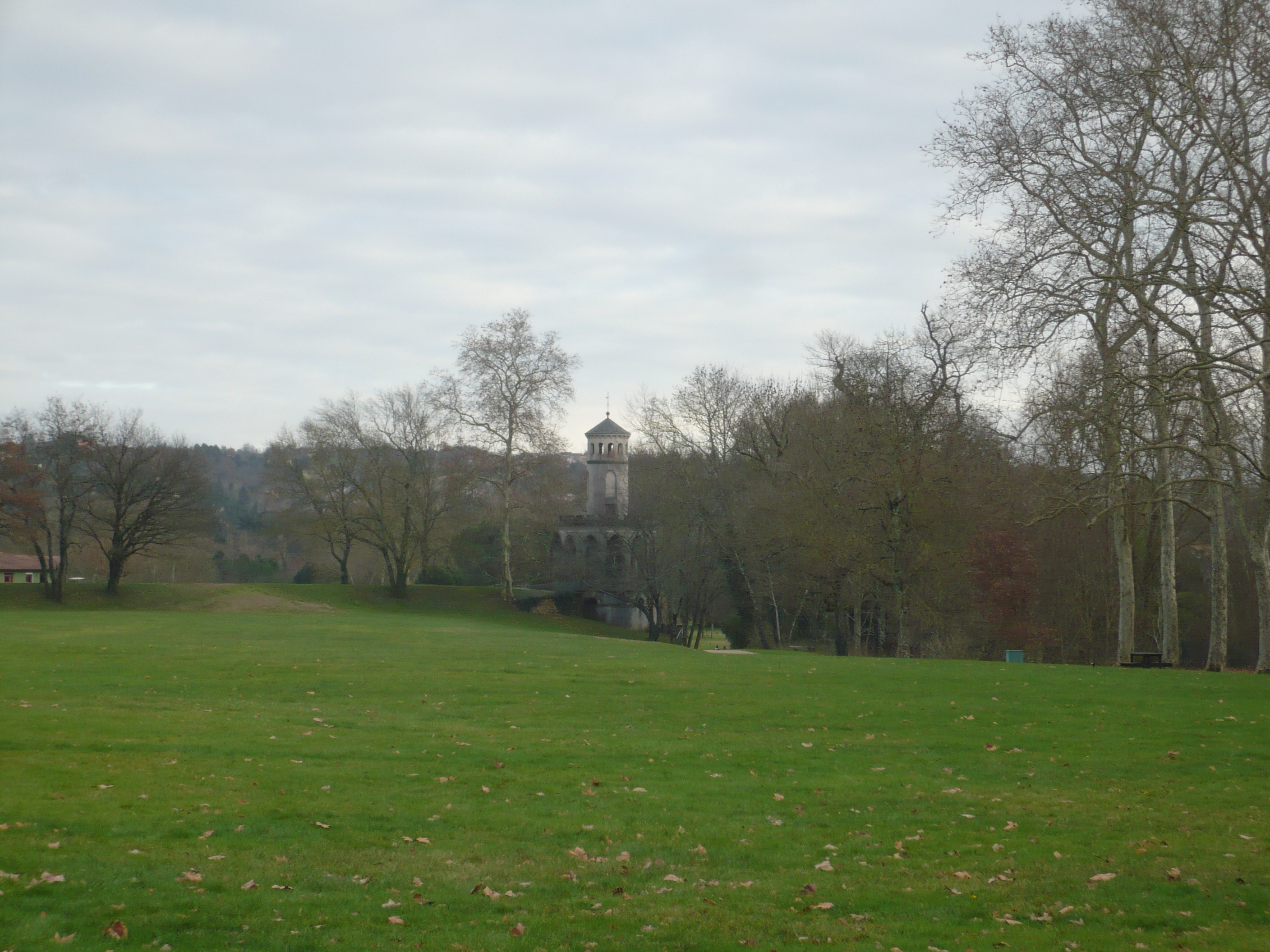
Bois, sentiers et château d'eau de Gourjade.
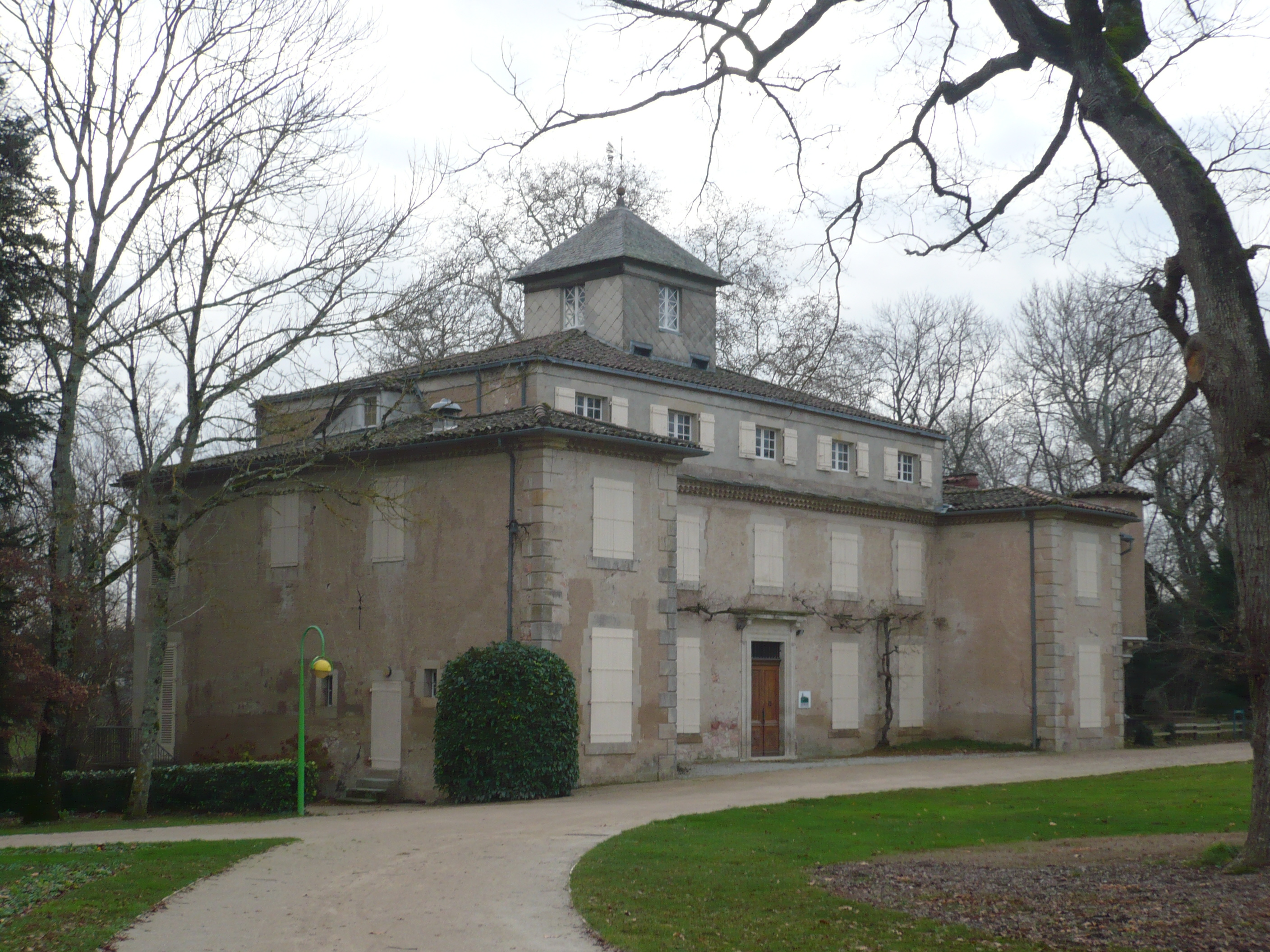
Gourjade (maison de maître).
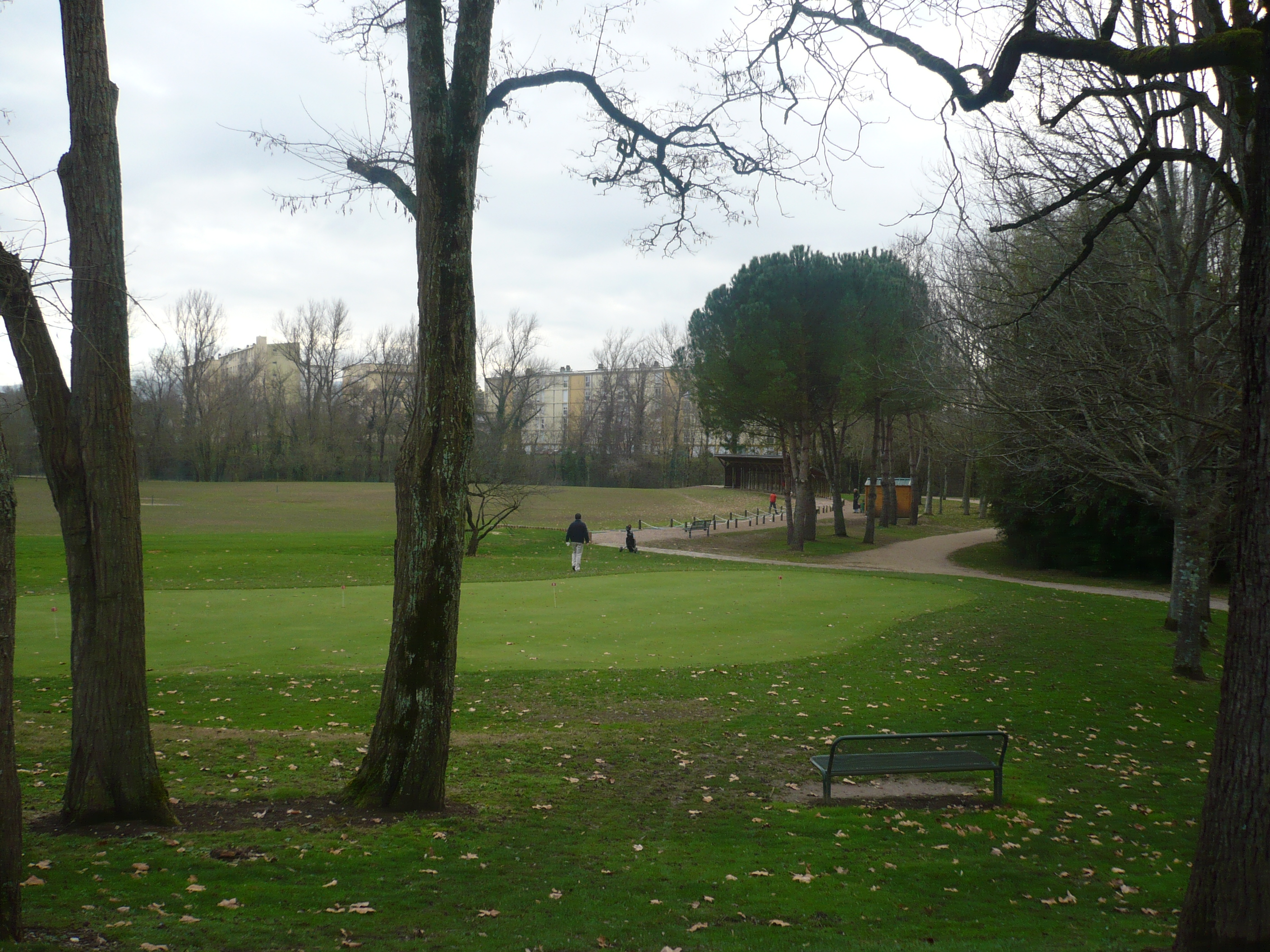
Parcours de golf.
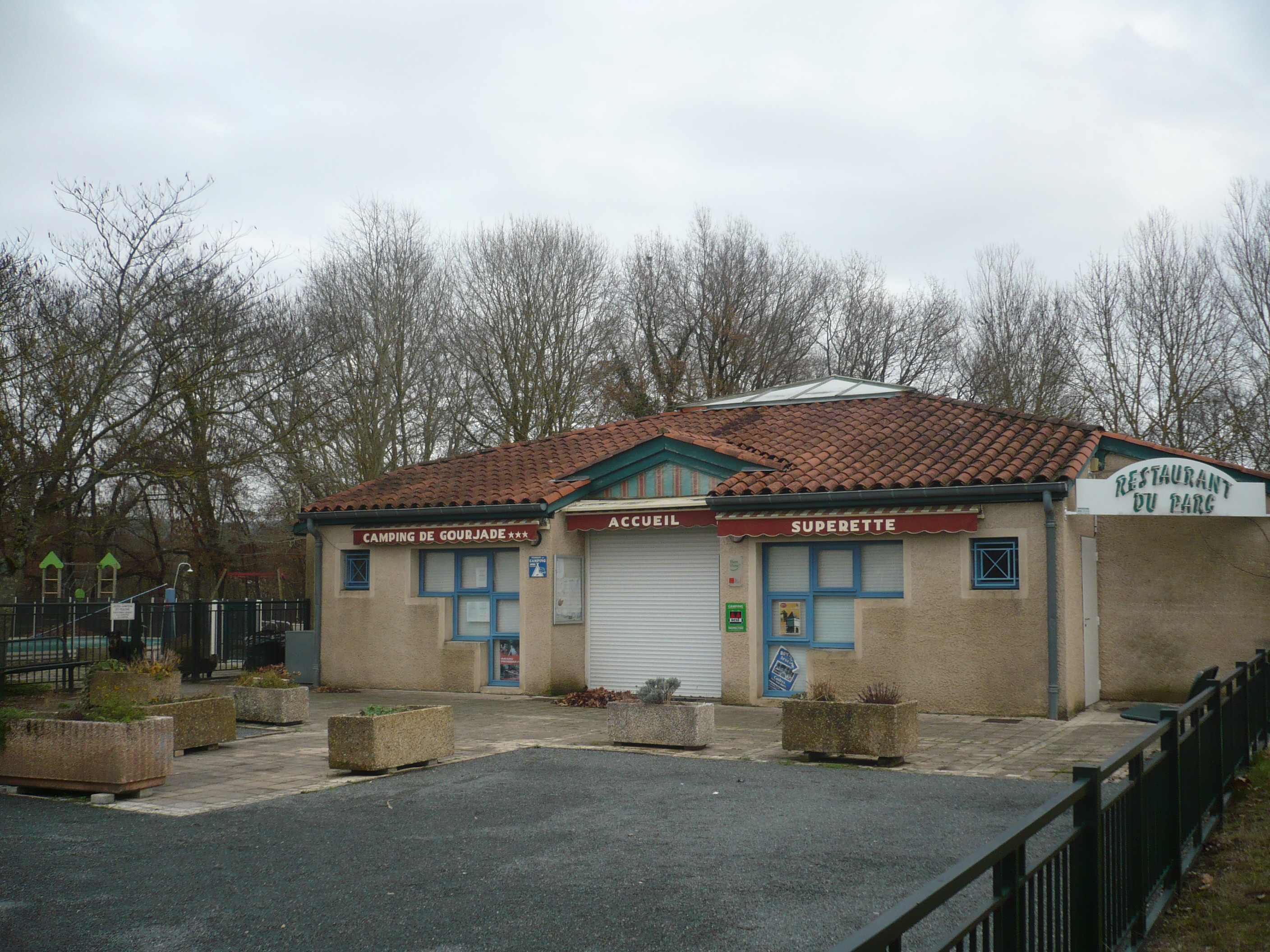
Camping trois étoiles de Gourjade.

#### Le Sidobre
À l'est de Castres, se trouve le site du Sidobre où se trouvent d'immenses roches aux formes étranges et des carrières de granit. Le granit est vendu à différentes communes françaises et étrangères et il recouvre le sol de leurs rues, places ou avenues (ex. : Castres, Toulouse…).

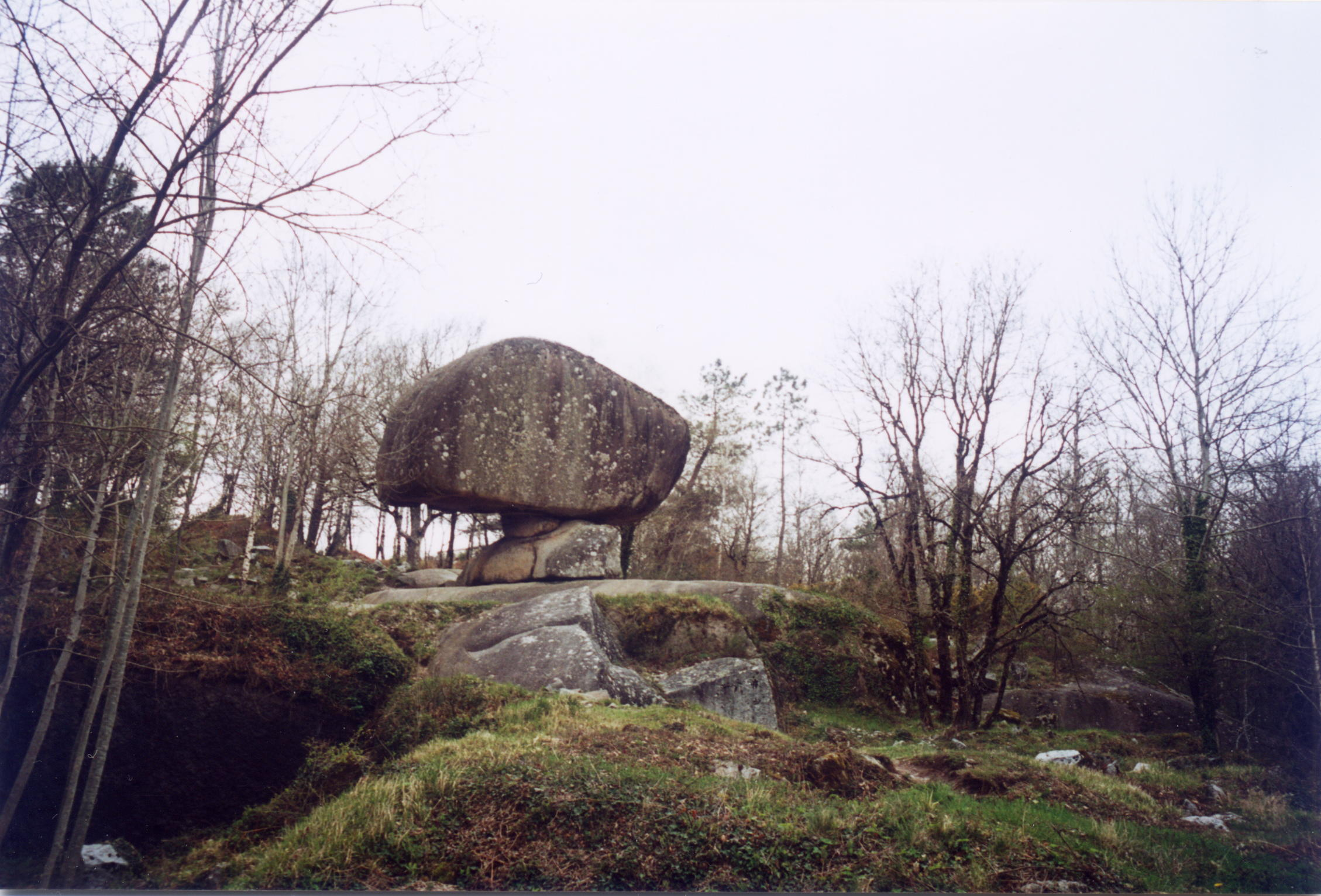
Le Peyro Clabado.
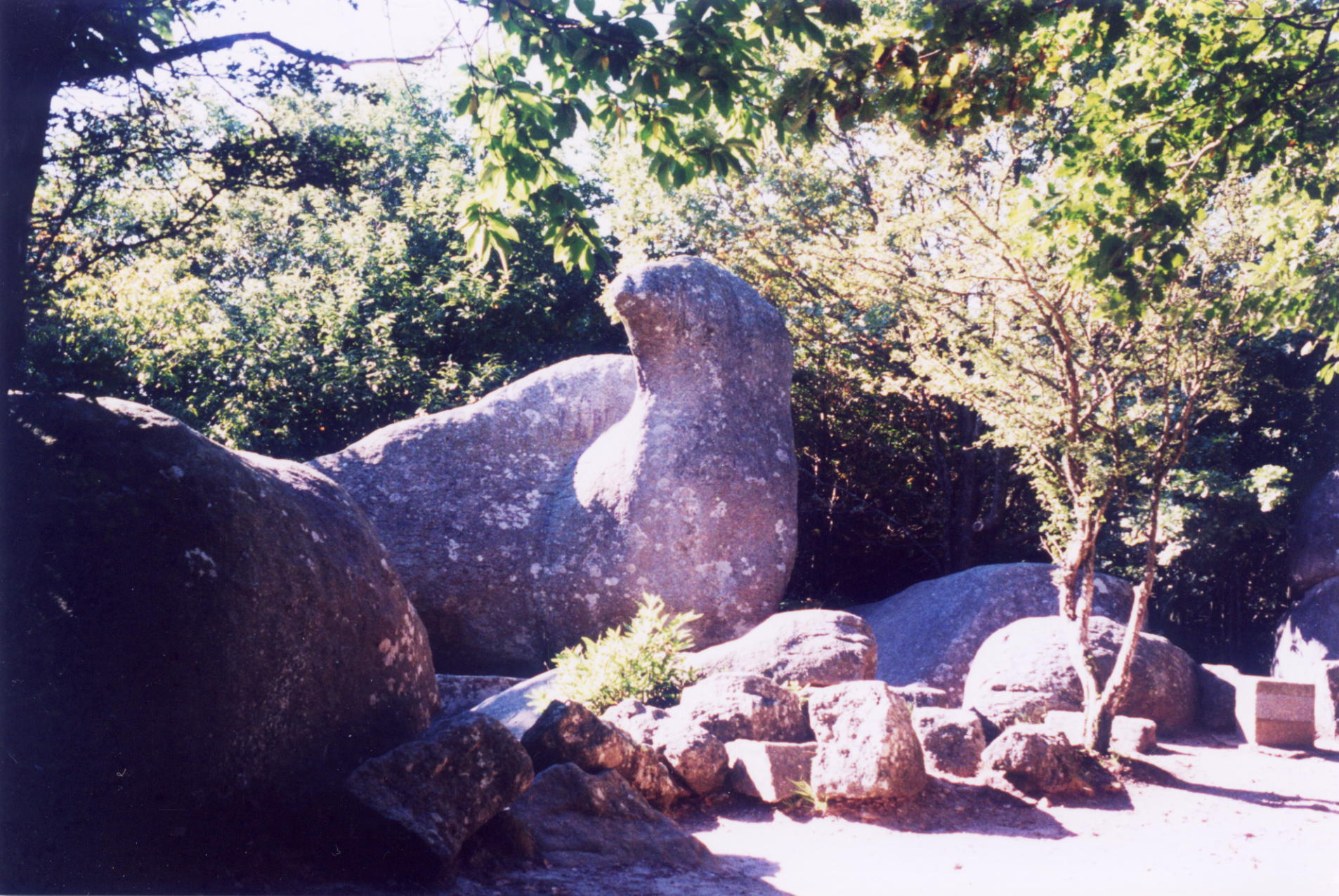
Le Roc de l'Oie.
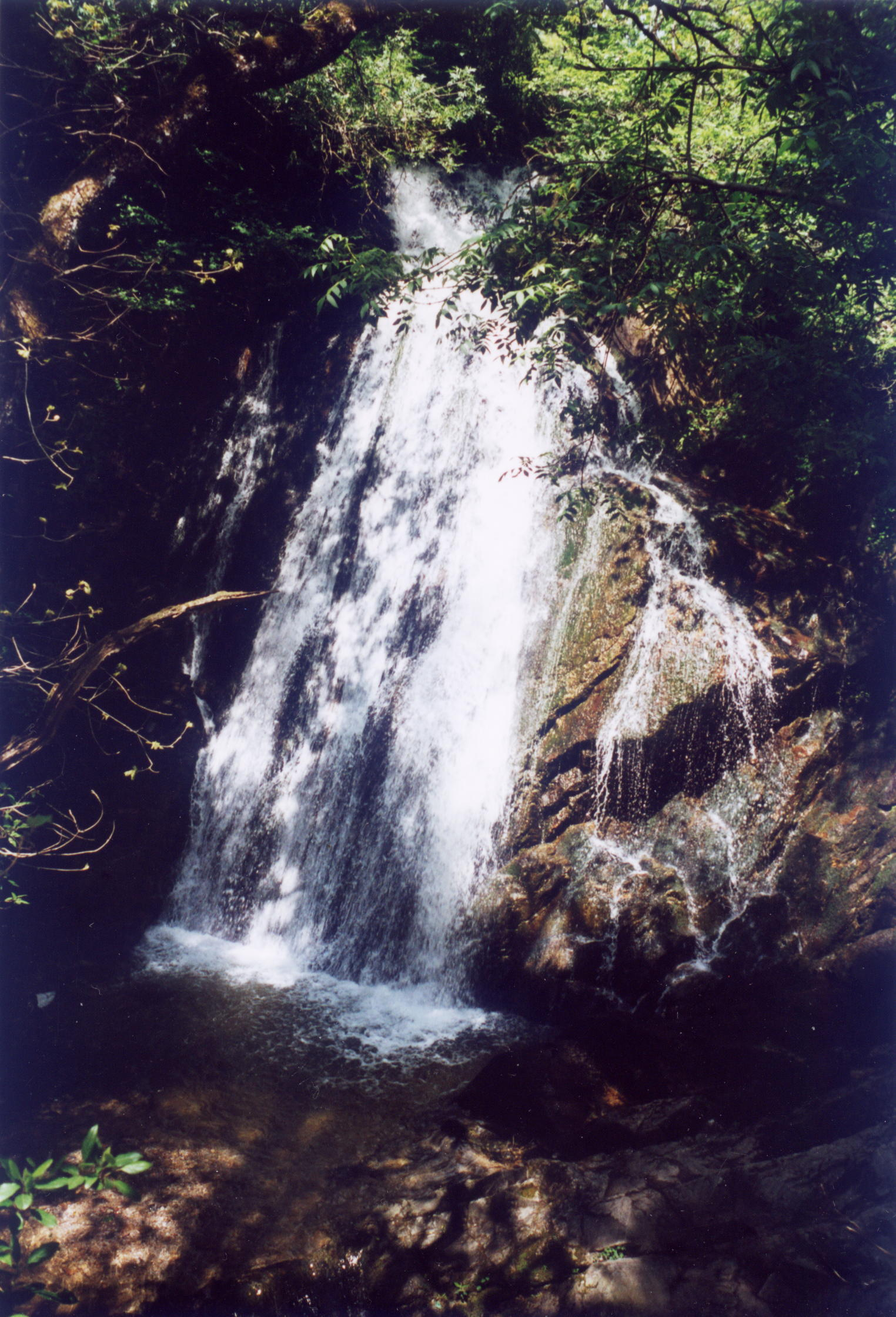
Cascade dans le Sidobre.
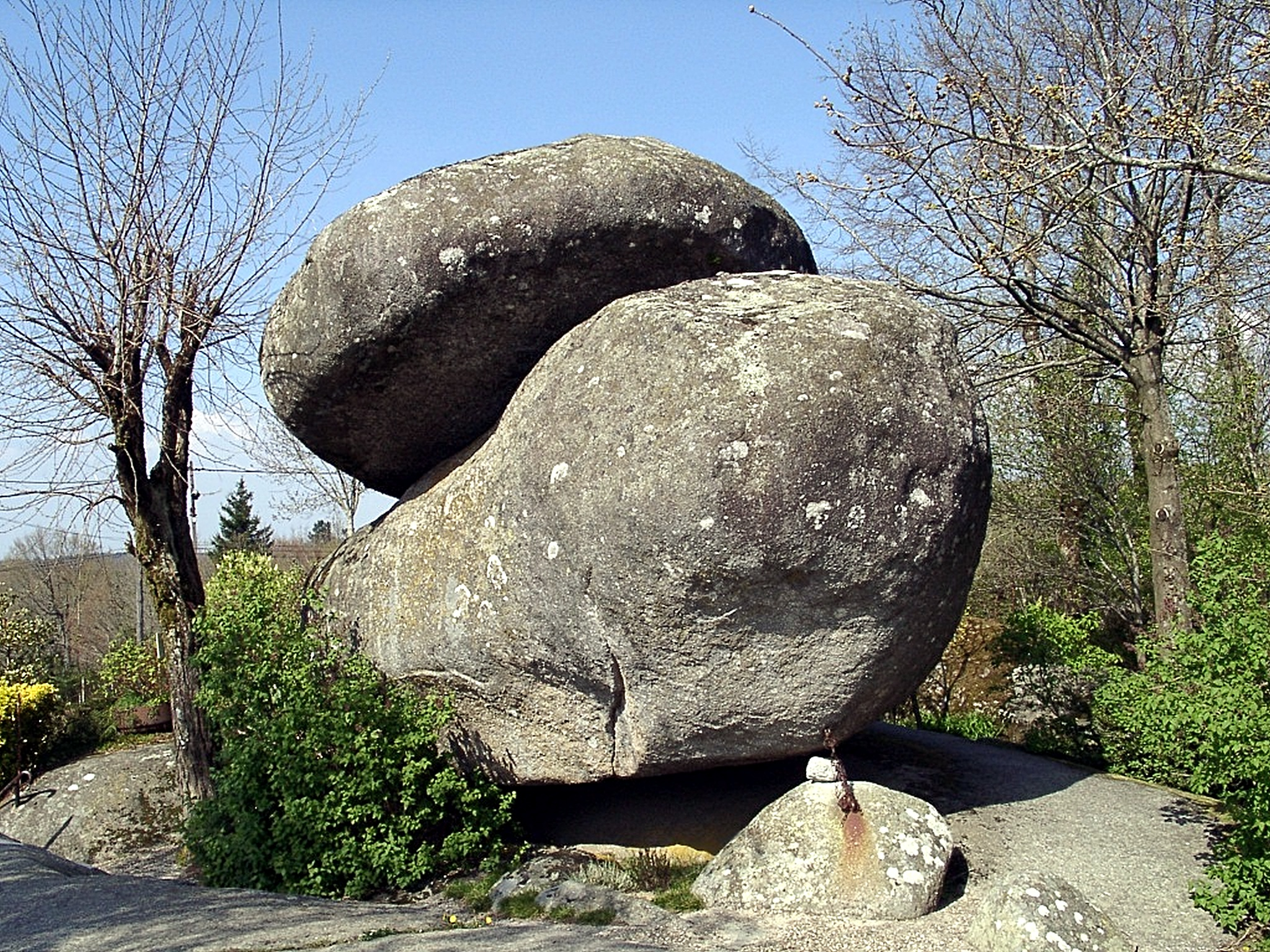
Le rocher tremblant des Sept-Faux.

### Coche d'eau le Miredames: un bateau reliant le centre-ville au parc de Gourjade

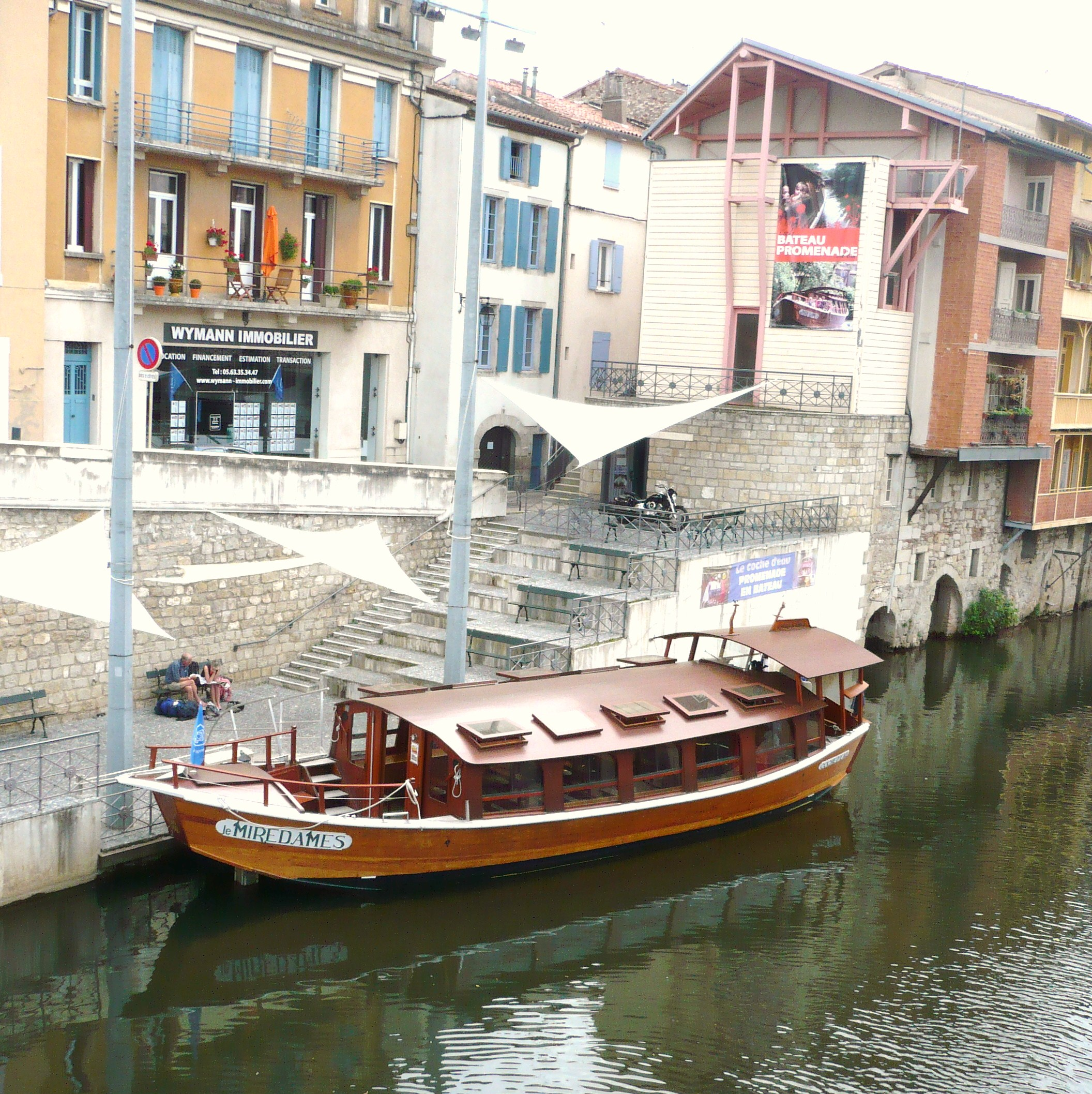
Le célèbre Coche d'eau, construit en 1990 sur le modèle des diligences fluviales du XIXe siècle, fabriqué avec du bois.

Le Miredames est un bateau en bois construit en 1990 sur le modèle des anciennes diligences fluviales qui ont parcouru les rivières et canaux jusqu'à la fin du XIXe siècle. Sa longueur est de 14,35 m et sa largeur 4,36 m pour un tirant d'eau d'à peine 39 cm et un poids de 6,8 tonnes qui lui permet de naviguer sur l'Agout. Il peut embarquer jusqu'à 60 passagers.
Il part des quais du centre-ville pour rejoindre le Parc de Gourjade, situé à 2,5 km du centre-ville.
Ce bateau se compose essentiellement de bois et a été rénové en 2011. Il offre une vue originale et magnifique sur les anciennes maisons sur l'Agout.

### Gastronomie
Le département du Tarn et la ville de Castres sont au cœur d'une région aux traditions culinaires où le « bien-manger » et le « manger-sain » sont de rigueur. Ici, d'un bout à l'autre d'un repas, les spécialités locales sont à l'honneur, comme la nougatine castraise : un bonbon en nougat aux amandes, enrobé d'un appareil à base de sucre glace et blancs d'œufs appelé glace royale.
En entrée, toute une gamme charcutière spécifique comme le melsát ou la bougnette. En plat de résistance, à côté du gibier, du canard et du cassoulet, on retrouve le cochon avec le fresinat, morceaux d'échine et de collier frais coupés en dés et cuisinés avec des pommes de terre.
Pour accompagner tout cela, il y a toujours les champignons des forêts, cueillis du jour ou bien séchés. En dessert, c'est le poumpet.

#### Marchés
- Place Jean-Jaurès,
- Halle de l'Albinque
- Place de Lameilhé
- Place Soult, accueille le marché bio
- Le marché au gras se tient Quai Tourcaudière,
- Place de l'Albinque

### Personnalités liées à Castres

#### Hommes et femmes politiques
- Jean-Pierre Ricard (1740-1812), homme politique né à Castres, député du Tiers-état aux États généraux de 1789.
- Marc François Alby, (1778-1853), député du Tarn de 1830 à 1835, et maire de Castres en 1830.
- David-Maurice de Barrau de Muratel (1821-1899), né à Castres, attaché d'ambassade, puis maire de Viviers-les-Montagnes et vice-président du conseil général du Tarn. Vice-président de la Société littéraire et scientifique de Castres.
- Jacques Limouzy (1926-2021), né à Castres le 29 août 1926, homme politique français, gaulliste. Ancien ministre, ancien député-maire de Castres. Homme d'État, il a été ministre (par équivalence) étant secrétaire d'État auprès du Premier ministre, chargé des relations avec le parlement de mars 1978 à mai 1981 ; auparavant secrétaire d'État auprès du ministre de l'Éducation nationale d'avril 1973 à mars 1974 puis de mars 1974 à mai 1974 ; ministre (par équivalence) étant secrétaire d'État auprès du Premier ministre, chargé des relations avec le parlement de juin 1969 à juillet 1972. Élu à 9 reprises député du Tarn sur la période 1967 à 2002 (ce qui est un record). Il succède à Lucien Coudert en qualité de Maire de Castres, Jacques Limouzy est donc député-maire de Castres de mars 1971 à mars 1977 puis de mars 1989 à juin 1995. Il est président de l'intercommunalité Castres-Mazamet (dont il est cofondateur) de février 1993 à juillet 1995 puis d'avril 2001 à avril 2008 (district puis communauté d'agglomération). Enfin il fut aussi conseiller général (conseiller départemental) du Tarn de mars 1970 à mars 1988. De plus, Jacques Limouzy était énarque, et Sous-Préfet de profession avant d'entamer sa carrière politique. Jacques Limouzy meurt (à l'âge de 95 ans) au centre hospitalier intercommunal de Castres-Mazamet (l'hôpital du pays d'autan), le 7 novembre 2021.
- Jean de Bouffard-Madiane (1597-1674), né à Castres, historien, diplomate et militaire français, connu pour son rôle durant les rébellions huguenotes et par ses « Mémoires sur les Guerres civiles du duc de Rohan, 1610-1629 ». Jean de Bouffard-Madiane a été le négociateur du traité de Paris entre le roi Louis XIII et les huguenots de La Rochelle le 5 février 1626. Son père, le capitaine de La Grange était resté célèbre pour avoir rendu Castres aux huguenots, deux ans après la Saint-Barthélémy.
- Jean-Pierre Gabarrou (1944-1985), né à Castres le 12 août 1944, ancien député-maire de Castres, médecin-pédiatre de profession, membre du parti-socialiste à partir de 1975, Jean-Pierre Gabarrou est élu maire de Castres en mars 1977 et le restera jusqu'en mai 1985 (étant réélu en mars 1983). Jean-Pierre Gabarrou s'affirmait de sensibilité socio-démocrate (centre-gauche), et proche de Michel Rocard, il se lance alors à l'élection législative de juin 1981, il est élu député du Tarn et fait ainsi son entrée à l'assemblée-nationale. Jean-Pierre Gabarrou est donc député-maire de Castres de juin 1981 à mai 1985. Il meurt soudainement en cours de mandat, victime d'une crise cardiaque le 22 mai 1985 (à l'aube de ses 41 ans).
- Jean-François-Joseph Azaïs (1770-1837), magistrat et homme politique français.
- Jean Jaurès (1859-1914), né à Castres le 3 septembre 1859, homme politique français. Homme d'État, Jean Jaurès a fortement marqué la politique française des XIXe et XXe siècles. Il est notamment fondateur du Parti socialiste (SFIO) dont il a longtemps été le premier leader, et également fondateur du journal L'Humanité. Par-ailleurs il était député du Tarn (circonscription de Carmaux). Il meurt assassiné à Paris le 31 juillet 1914 (à l'aube de ses 55 ans). Il repose au Panthéon à Paris. Enfin, en son honneur, une statue a été érigée sur la principale place de la ville de Castres, place qui porte d'ailleurs son nom également en son honneur. Le musée Jean-Jaurès est situé au centre-ville de Castres, créé en 1954 (le musée devient alors aussi centre-national en 1988 avec l'inauguration des nouveaux locaux en présence de François Mitterrand, alors président de la République Française).
- Kader Arif, très investi au parti-socialiste, il fut député-européen de 2004 à 2012, puis ministre-délégué aux anciens combattants de 2012 à 2014 (sous la présidence de François Hollande). Il passa toute sa jeunesse à Castres.
- Marc David Lasource (1763-1793), Pasteur à Castres qui devint président de l'Assemblée législative du 18 avril au 2 mai 1793.
- Maurice Gabolde (1891-1972), garde des Sceaux pendant le régime de Vichy.
- Philippe Folliot, député de la troisième circonscription du Tarn de 2002 à 2020, il a été conseiller municipal de Castres de 2008 à 2014, il est aussi ancien maire de Saint-Pierre-de-Trivisy, ancien conseiller général (conseiller départemental) du Tarn. Actuel sénateur du Tarn.

#### Hommes d'affaires
- Pierre Fabre (1926-2013), né à Castres le 16 avril 1926, pharmacien et homme d'affaires français, fondateur de l'un des trois plus grands groupes pharmaceutiques français, les Laboratoires Pierre Fabre. En 1998, Pierre Fabre se diversifie dans le secteur des médias en créant la holding Sud Communication, ainsi que dans l'élite du Championnat de France de rugby (le Top14) en faisant l'acquisition en 1988 du club Castres olympique. En 2013, sa fortune professionnelle est estimée à 1,2 milliard d'euros par le magazine Challenges, ce qui le classe à la 43e fortune de France. La plupart de ses usines et de ses centres de décision sont situées dans l'ex région Midi-Pyrénées et particulièrement dans le département du Tarn, Castres (sa ville natale dont il était profondément attaché) restera le siège des Laboratoires Pierre Fabre. En 2007, Pierre Fabre est décoré de la Légion d'honneur par le président de la république française. Il meurt à Lavaur le 20 juillet 2013. En son honneur, en 2014, la Place de l'Albinque (l'une des places principales du centre-ville de Castres) devient Place Pierre-Fabre, en 2017 le Stade Pierre-Antoine où le Castres-Olympique évolue en Top 14 devient le Stade Pierre-Fabre. En 2024, le musée Goya de Castres consacre une exposition temporaire aux collections Pierre Fabre intitulée "Visions plurielles".

#### Militaires et hauts gradés
- Étienne Pierre Sylvestre Ricard (1771-1843), né à Castres, général dans la Grande Armée de Napoléon Ier sous le Premier Empire.
- Charles Jaurès (1808-1870), né à Castres, amiral, commandeur de la Légion d'honneur, ayant participé à de nombreuses expéditions en Algérie, Égypte, Chine, Japon, etc. Il est enterré au Père Lachaise à Paris.
- Louis Jaurès (1860-1937), né à Castres, amiral, homme politique et frère de Jean Jaurès. Il repose au cimetière Saint-Roch de Castres.
- John Ligonier (1680-1770), né à Castres, dans une famille noble de huguenots sous le nom de Jean Louis de Ligonier, maréchal dans l'armée britannique. Il participa aux guerres de succession d'Espagne et d'Autriche.
- Clément Loubet (1868-1908), né à Castres, capitaine au Maroc.
- Joseph Vidal de la Blache (1872-1915), né à Castres, officier et historien militaire, mort pour la France.

#### Personnalités civiles et religieuses
- L'abbé Pistre (né en 1900 à Mazamet, mort en 1981 à Noailhac). Nommé à la paroisse Saint-Jacques, il devient dirigeant du Castres olympique et même un court moment, en 1934, entraîneur de l'équipe première[86].
- Alfred Caraven-Cachin (1839-1903), scientifique et archéologue né à Castres.
- André Dacier (1651-1722), philologue, né à Castres.
- Camille Rabaud (1827-1921), pasteur.
- Henri Ramière (1821-1884), jésuite, théologien, écrivain.
- Jorge María Salvaire (1847-1899), missionnaire lazariste envoyé en Argentine.
- Mathieu François Maxence Audouard (1776-1856), né à Castres, médecin.
- Paul Rapin-Thoyras (1661-1725), historien français.
- Pierre de Fermat, juriste et mathématicien français, mort à Castres en 1665.
- Sainte Émilie de Villeneuve (1811-1854), morte à Castres, religieuse qui fonda la congrégation de l’Immaculée Conception de Castres en 1836 et aida les pauvres. Elle a été canonisée le 17 mai 2015 par le pape François à Rome.
- Pierre Borel (vers 1620-1671), né à Castres, médecin du roi Louis XIV, botaniste et érudit français né à Castres.

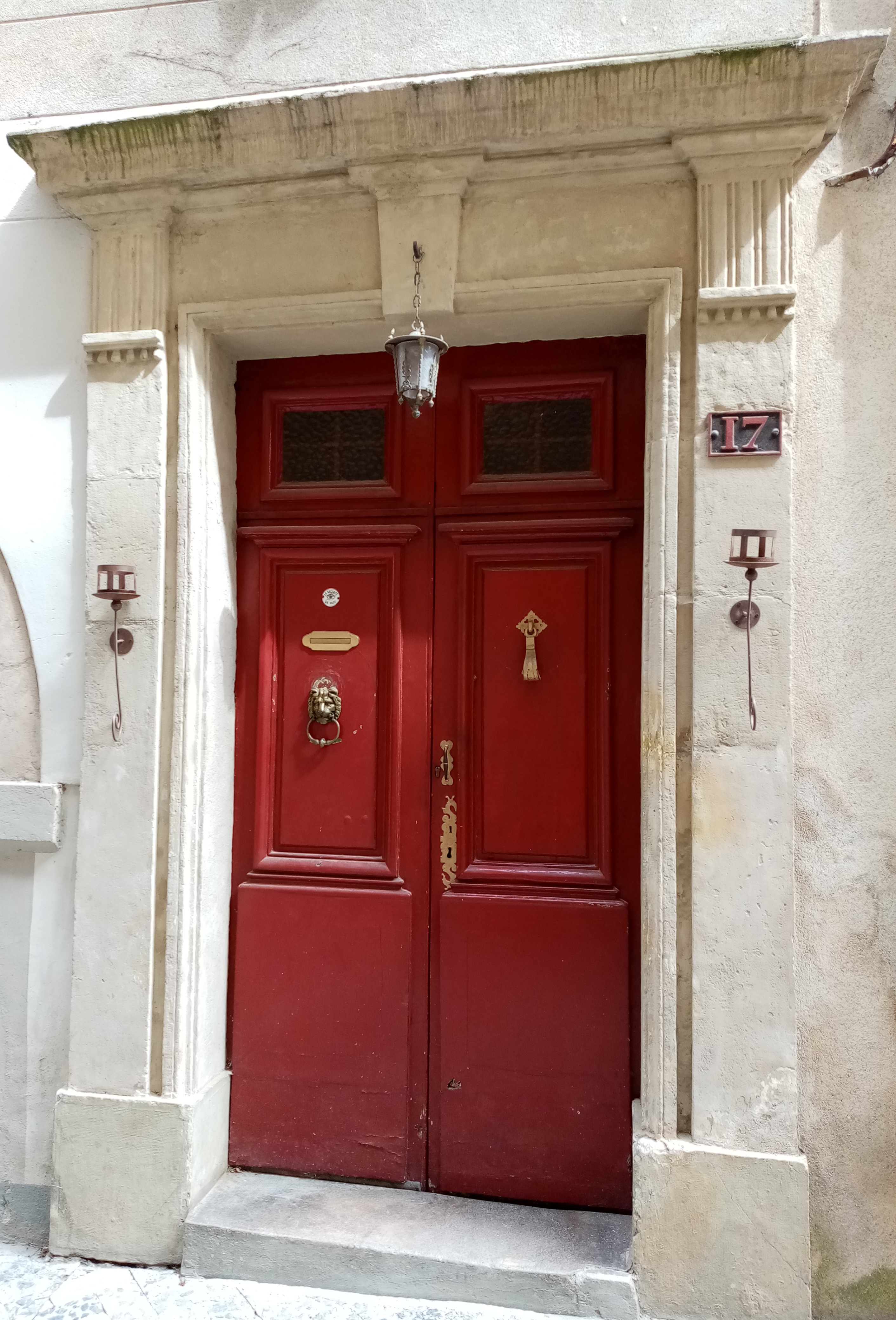
Maison natale de Charles Jaurès au 17 rue Victor Hugo à Castres.
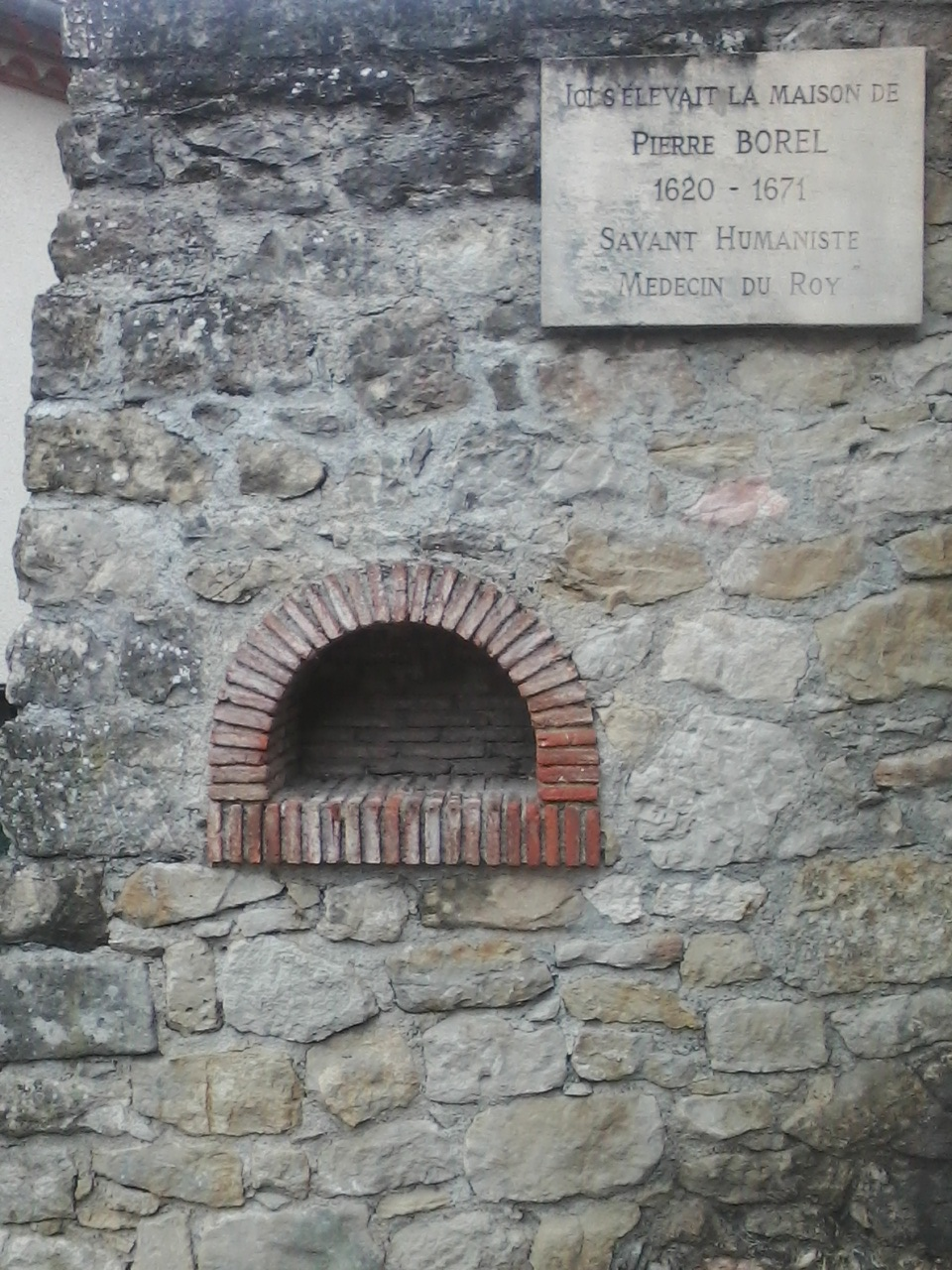
Vestige de la maison de Pierre Borel à Castres.
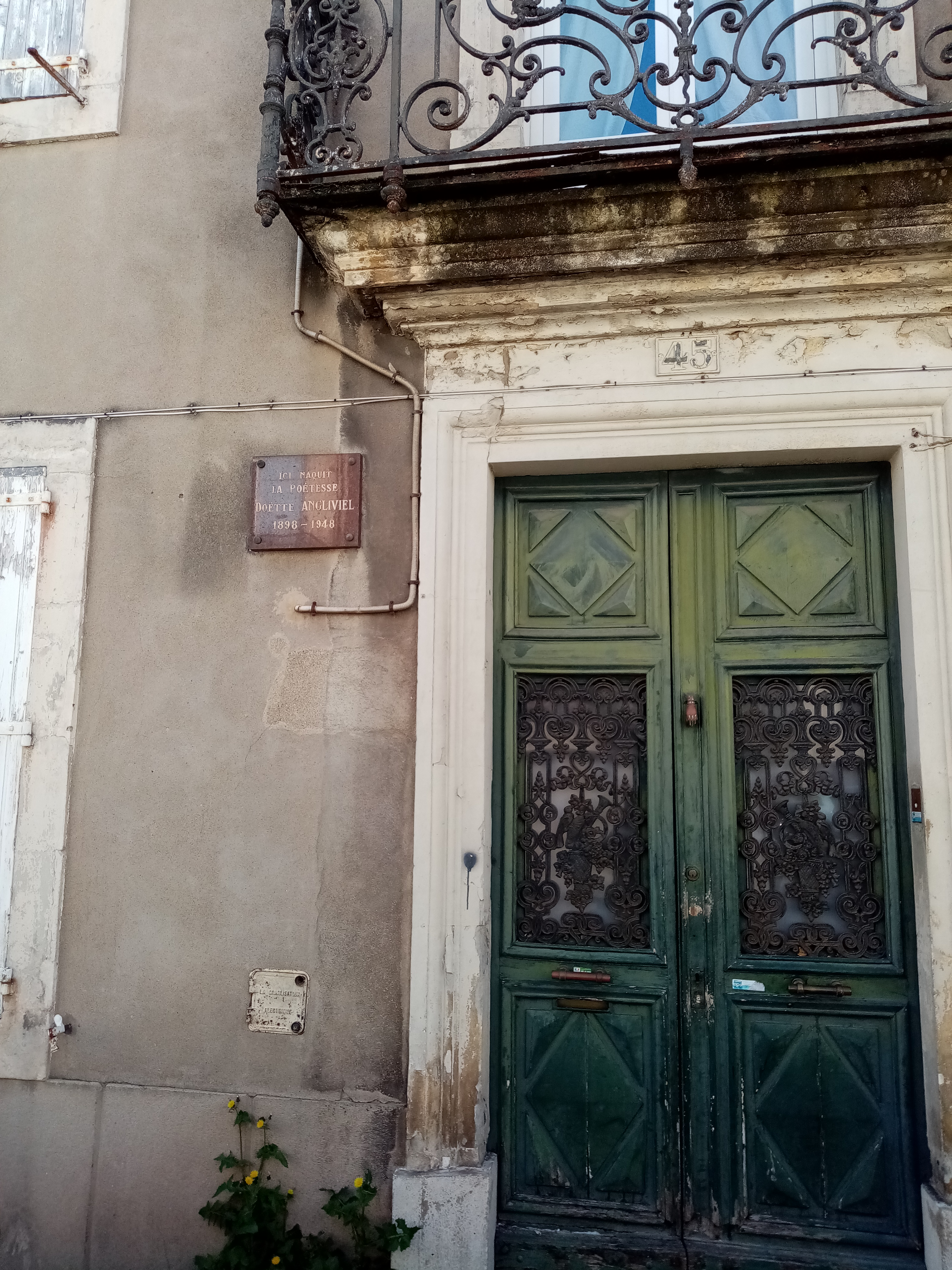
Maison natale au XIXe siècle de la poétesse Doëtte Angliviel à Castres.
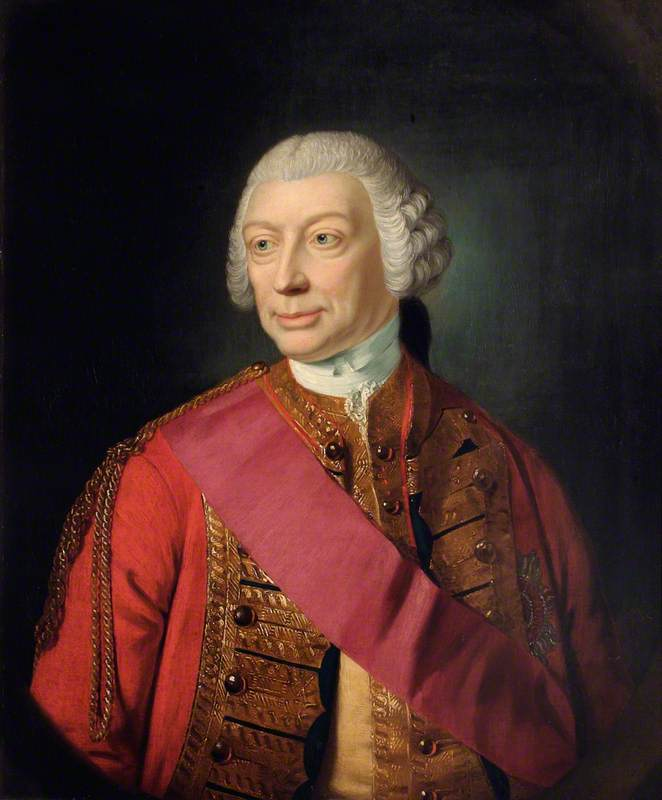
Jean de Ligonier, protestant natif de Castres, maréchal dans l'armée anglaise.
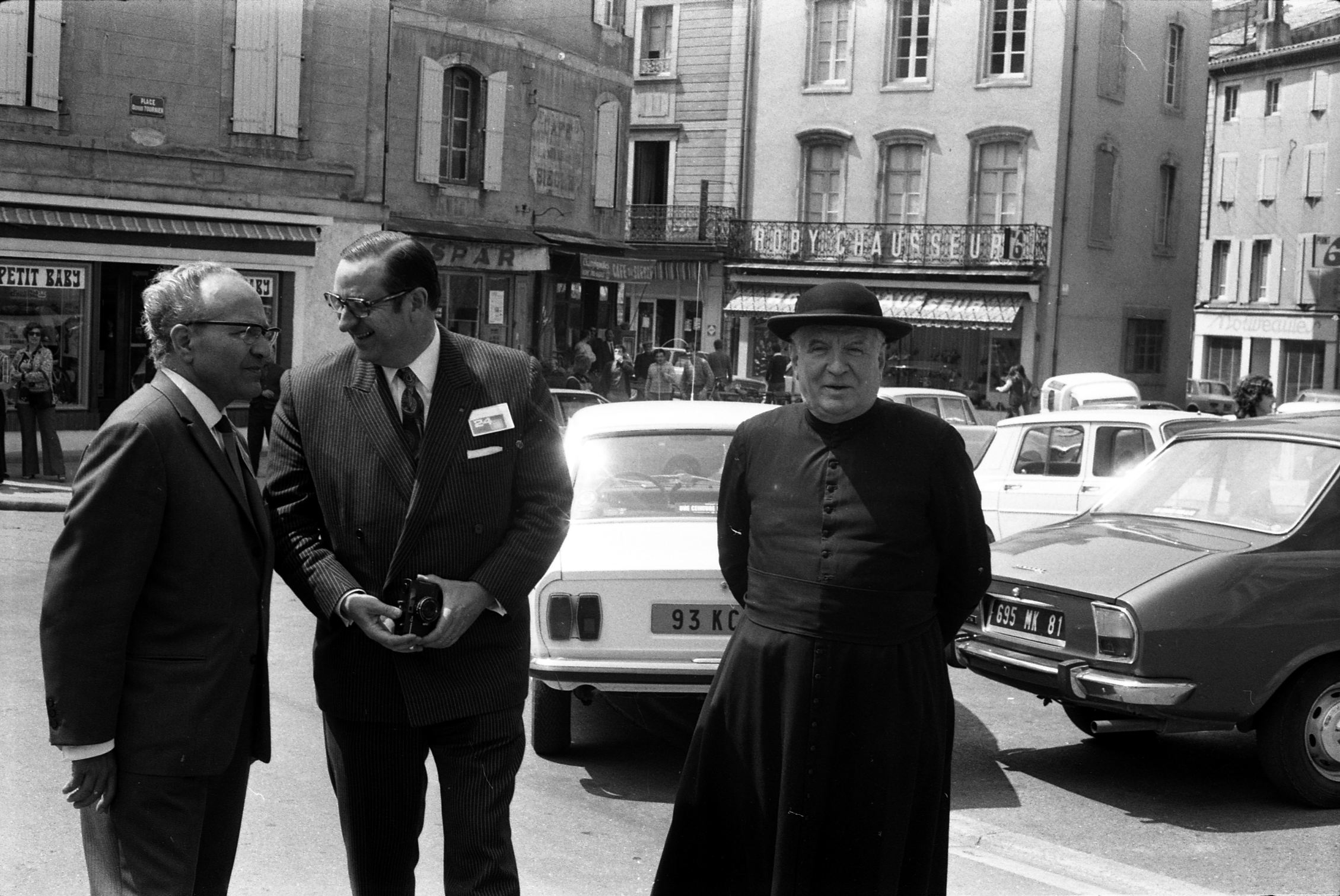
Henri Pistre, ou l'abbé Pistre, dit « le Pape du rugby », prêtre devient entraîneur du Castres olympique dans l'entre-deux-guerres.

#### Artistes: écrivains, peintres, photographes…
- Anacharsis Combes (1797-1877), grand bourgeois, né place Soult (l'actuelle Banque Populaire), a joué un rôle non négligeable dans l'animation politique et intellectuelle de son époque, fondateur de la Société littéraire et scientifique de Castres...
- Arthur Batut (1846-1918), né à Castres, photographe et créateur du photo cervolisme
- Charles Blanc (1813-1882), né à Castres, historien, critique d'art et graveur, frère de Louis Blanc.
- Christian d'Espic de Ginestet (1901-1978), artiste peintre-graveur.
- Maurice Garrigues (1905-1993), artiste peintre, poète.
- Doëtte Angliviel (1898-1948), née à Castres, poétesse.
- Frédérick Tristan (1931-2022), écrivain, prix Goncourt 1983, études secondaires à Castres.
- Guy Viala (1920-2018), écrivain, auteur de Balade à Castres.
- Jean Izard (1929-2011), né à Castres, directeur général de Radio France, auteur de Croquis d'enfance, et historiettes de ce temps-là sur la vie locale
- Jean Jules Cambos (1828-1917), sculpteur.
- Joseph-Charles Valette (1813-1888), peintre.
- Marcel Briguiboul (1837-1892), artiste peintre.
- Agnès Armengol i Altayó (1852-1934), écrivaine.
- Pierre Rivemale (1910-1945), artiste peintre.
- Jacques Roumégoux (1927-1991), artiste peintre et graveur, photographe et musicien.
- Roger Peyrefitte (1907-2000), homme de lettres, auteur des Amitiés particulières.
- Dani (1944-2022), née à Castres, artiste, chanteuse, comédienne.
- Pierre Galibert (1961), né à Castres, directeur de France Bleu Toulouse.
- Chloé Nabédian (1985), née à Castres, présentatrice-météo sur CNews puis France 2.
- Lou Jean (2004), née à Castres, comédienne et chanteuse sur TF1.

#### Sportifs nés ou actifs à Castres

##### Rugby à XV

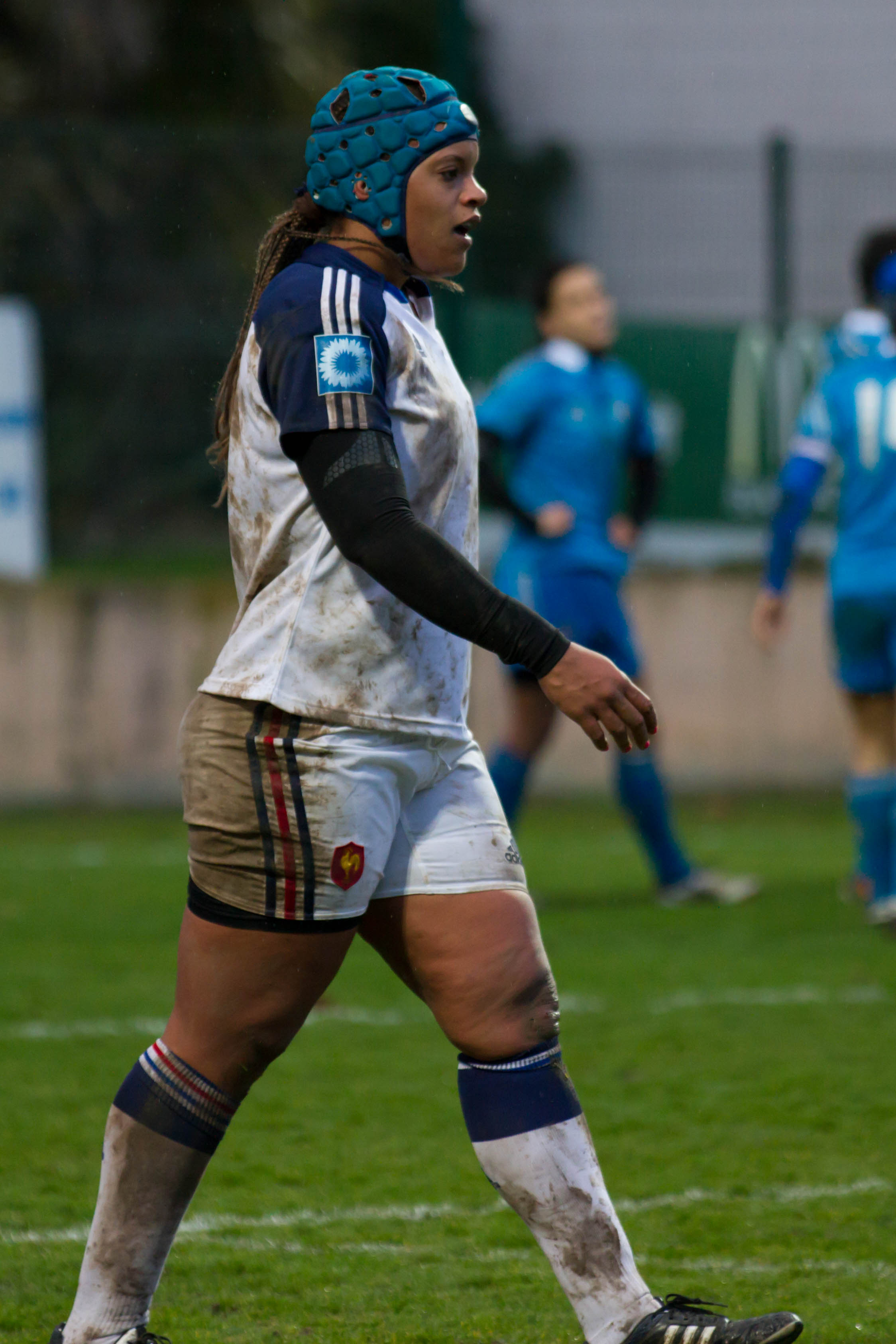
Safi N'Diaye.
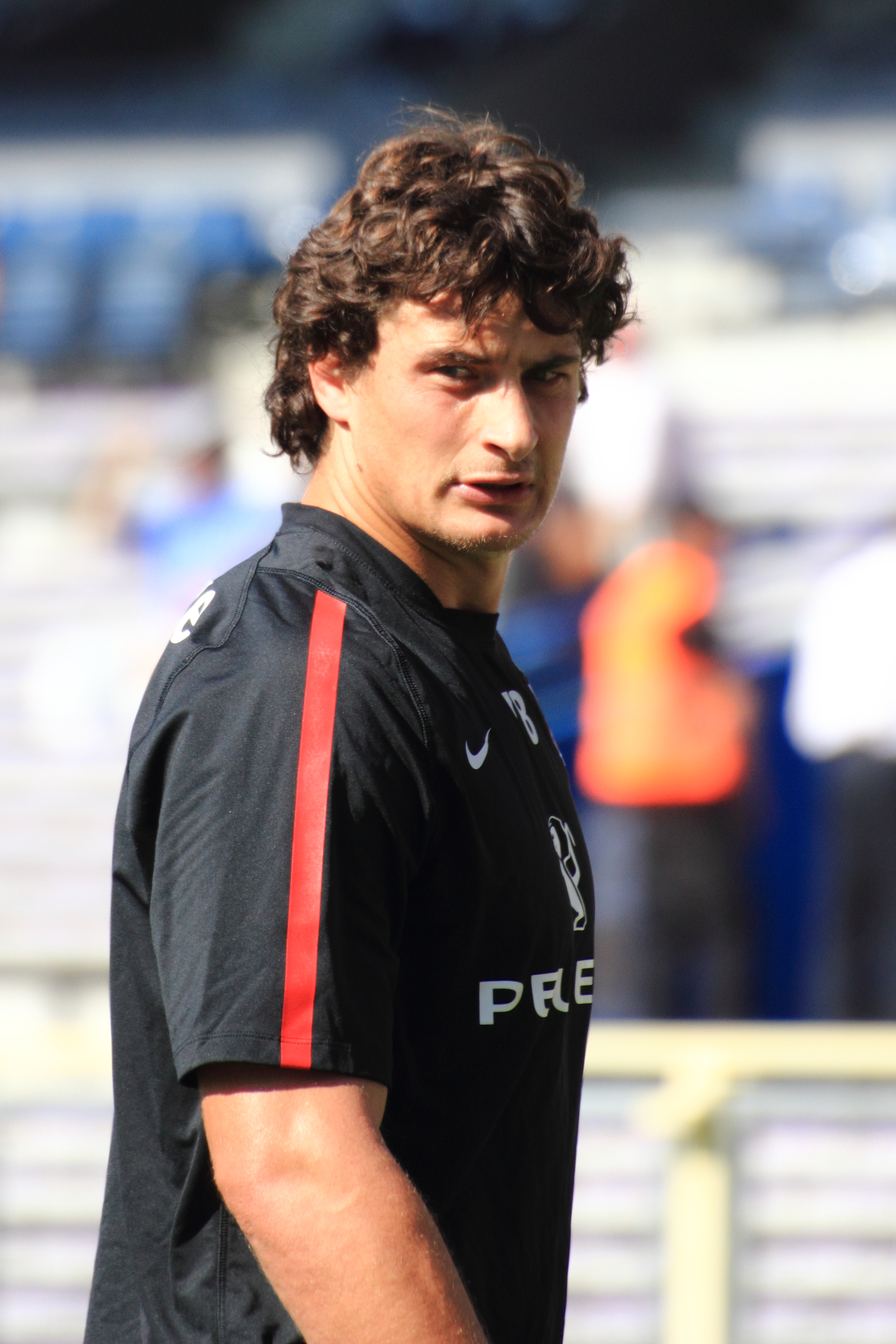
Yannick Jauzion.
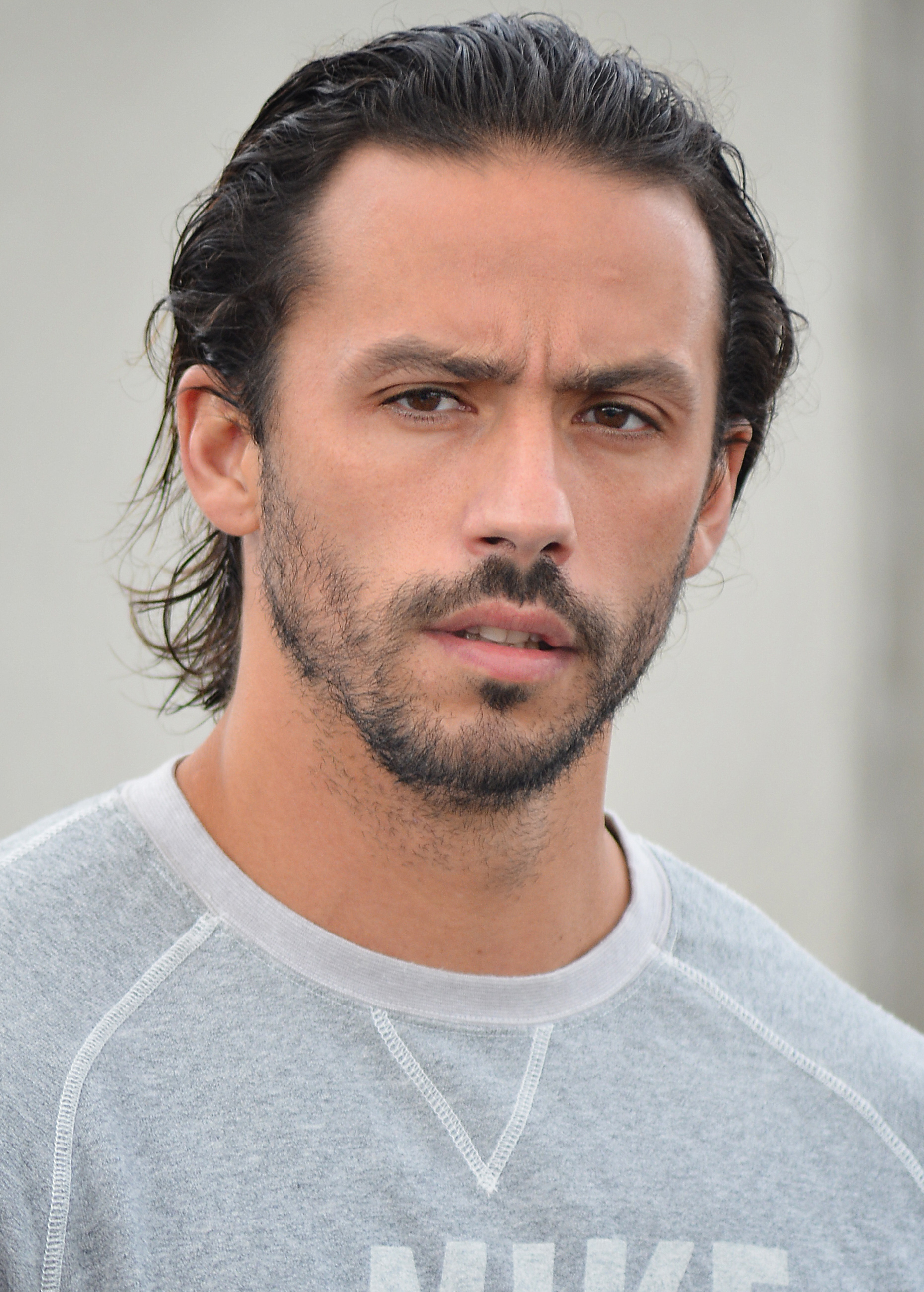
Clément Poitrenaud.
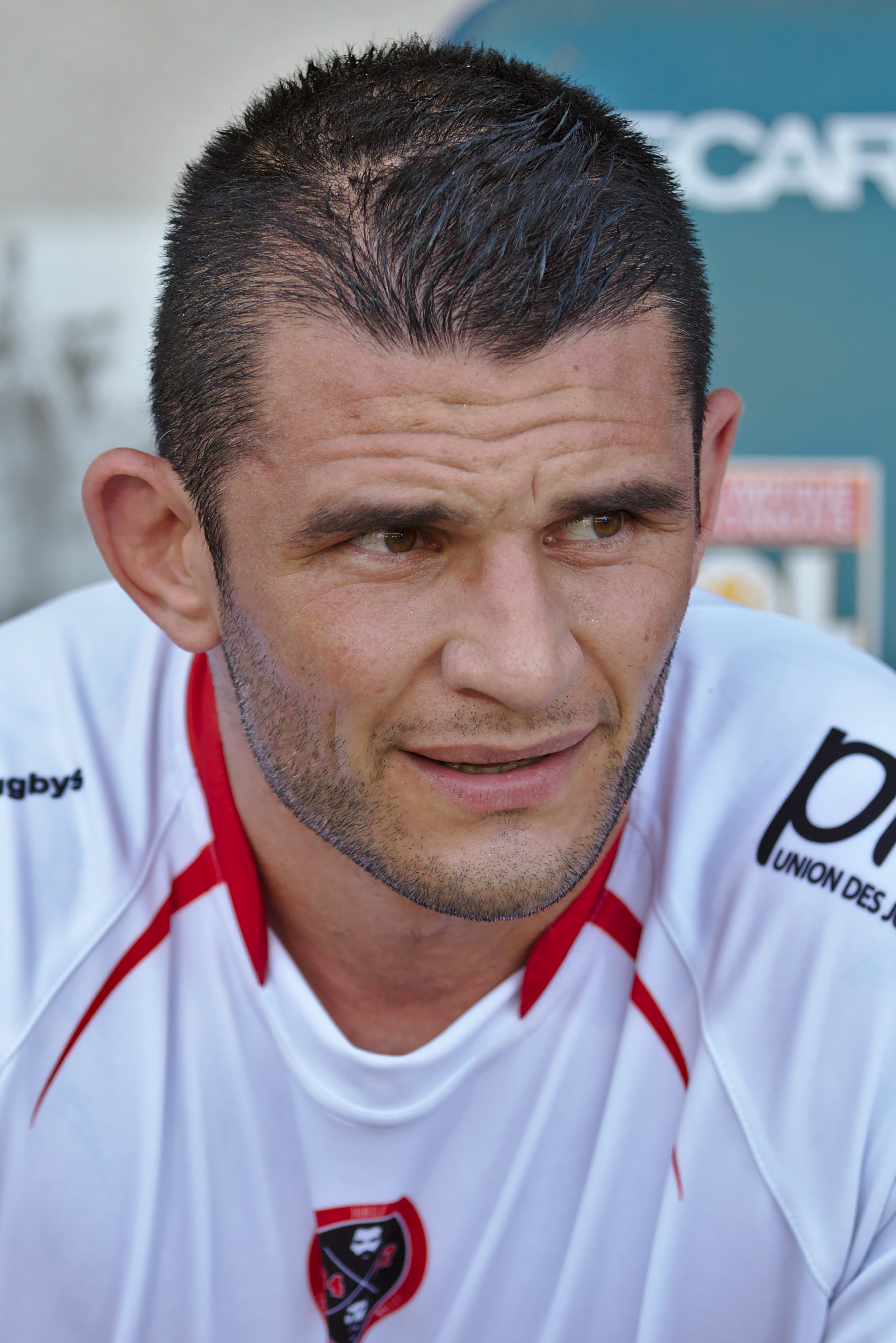
Grégory Arganese.
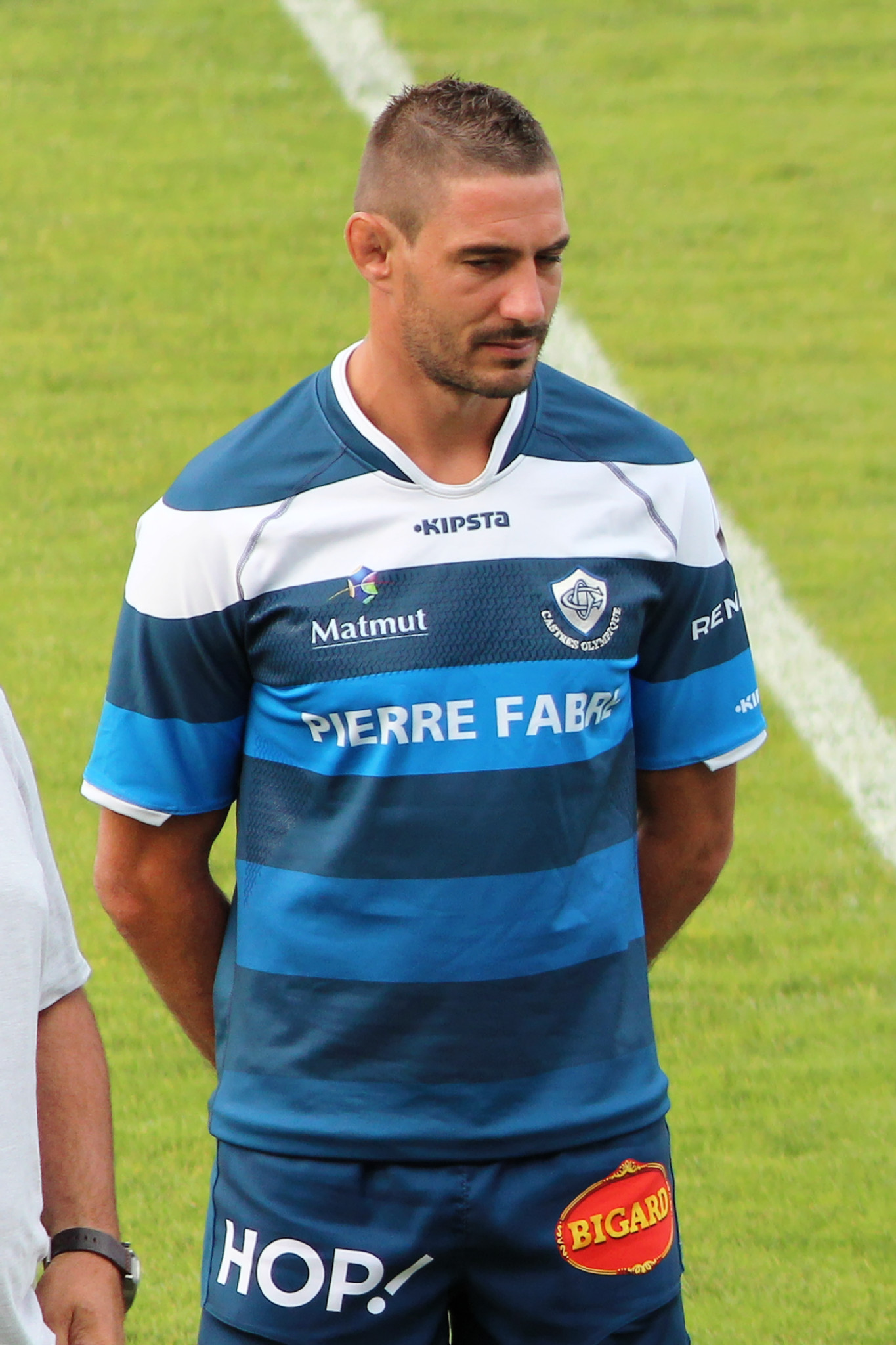
Yannick Caballero.

- Alain Gaillard (1949), né à Castres, ancien entraîneur.
- Yannick Jauzion (1978), né à Castres, rugbyman international.
- Alexandre Albouy (1979), né à Castres, rugbyman international français.
- Clément Poitrenaud (1982), né à Castres, rugbyman international français.
- Grégory Arganese (1982), né à Castres, rugbyman international italien.
- Yannick Caballero (1983), né à Castres, rugbyman international français.
- Benjamin Lapeyre (1986), né à Castres, rugbyman français.
- Safi N'Diaye (1988), née à Castres, rugbywoman internationale française.
- Florian Vialelle (1993), né à Castres, rugbyman français.

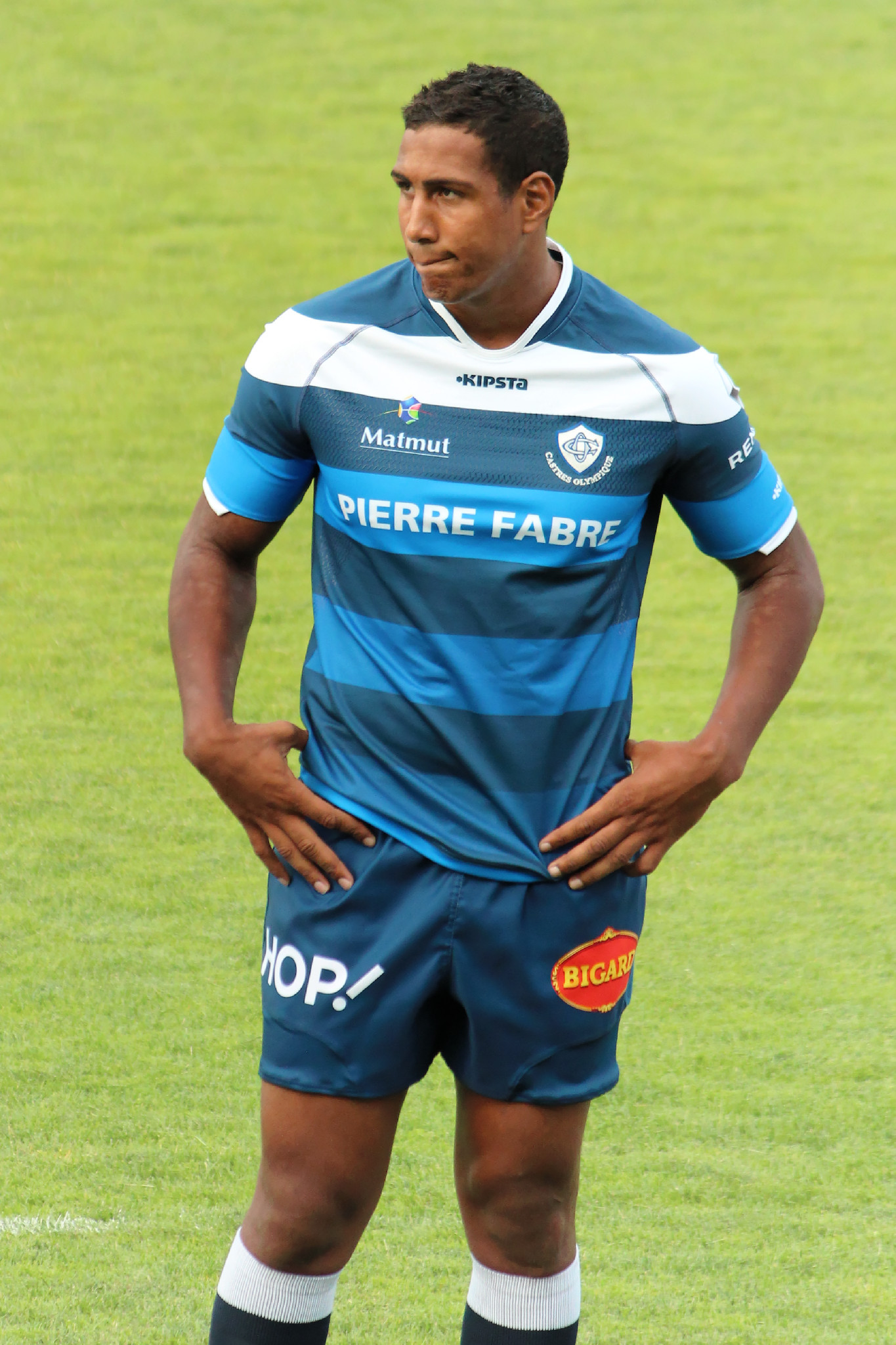
Mathieu Babillot.
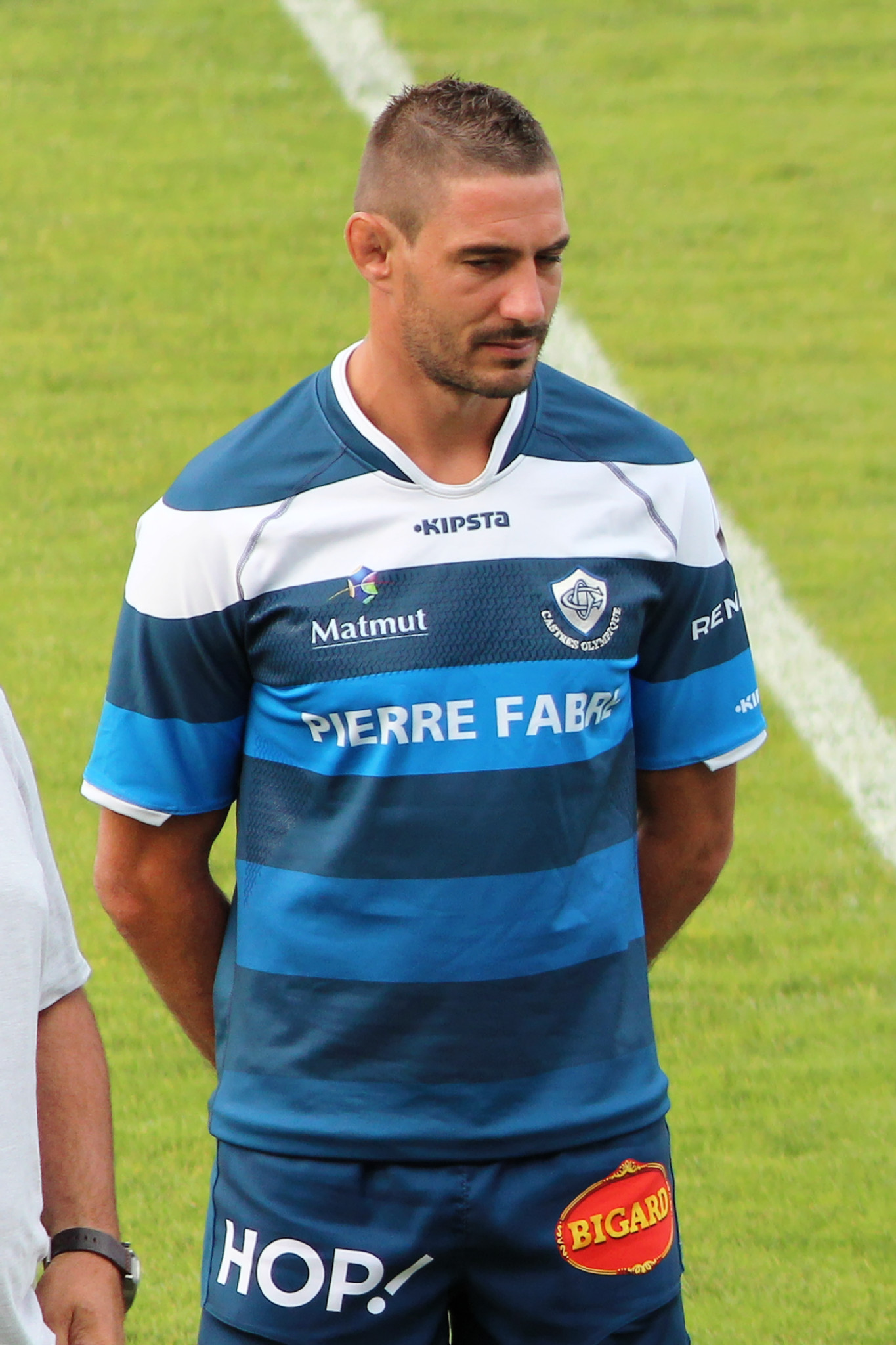
Yannick Caballero.
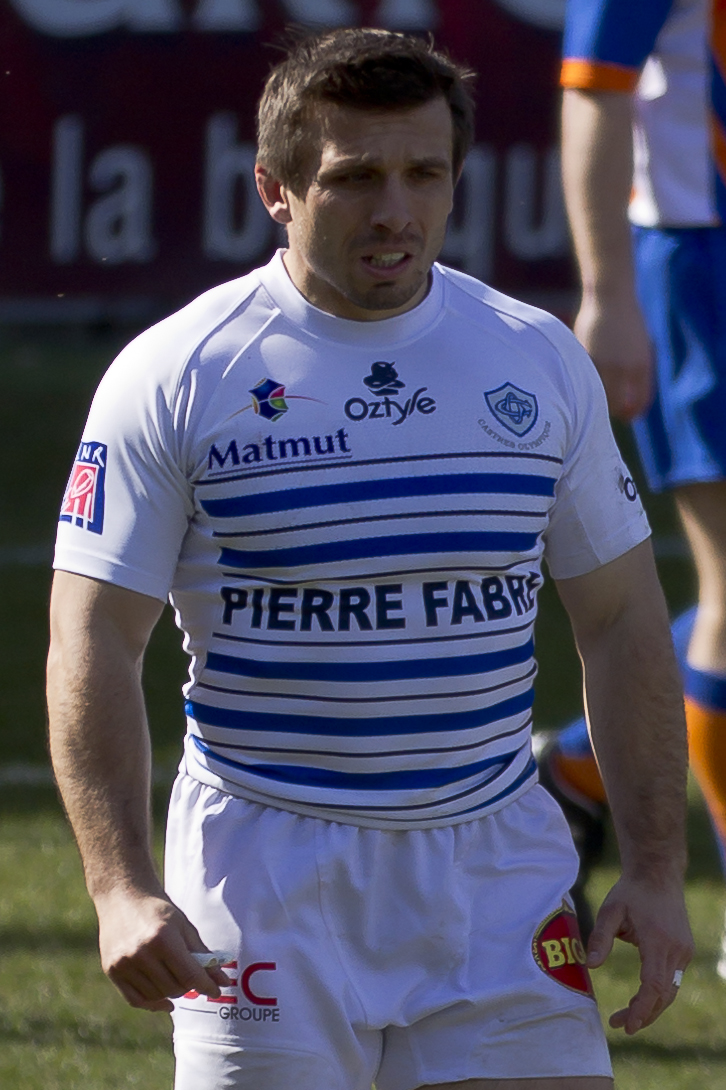
Romain Teulet.
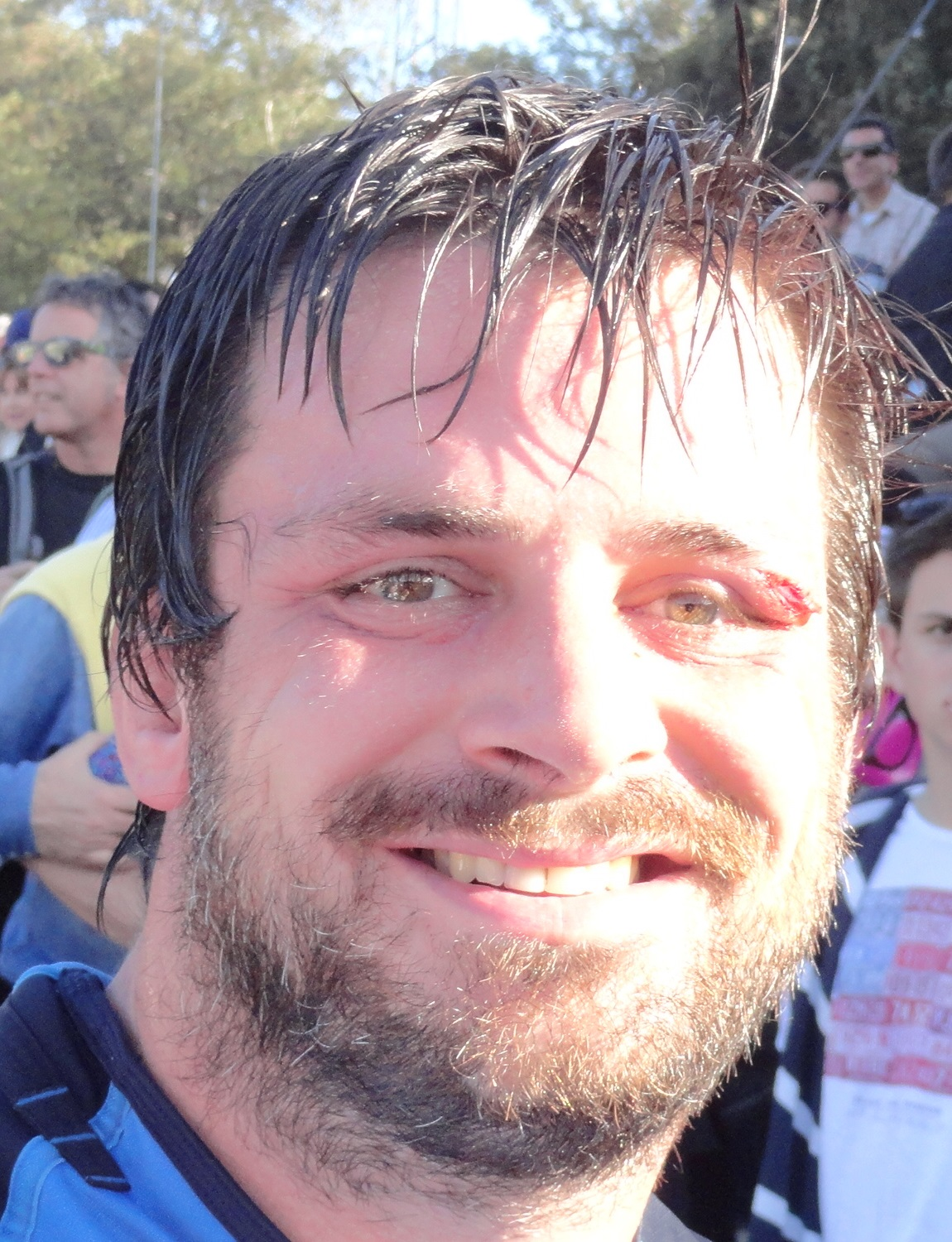
Rodrigo Capó Ortega.
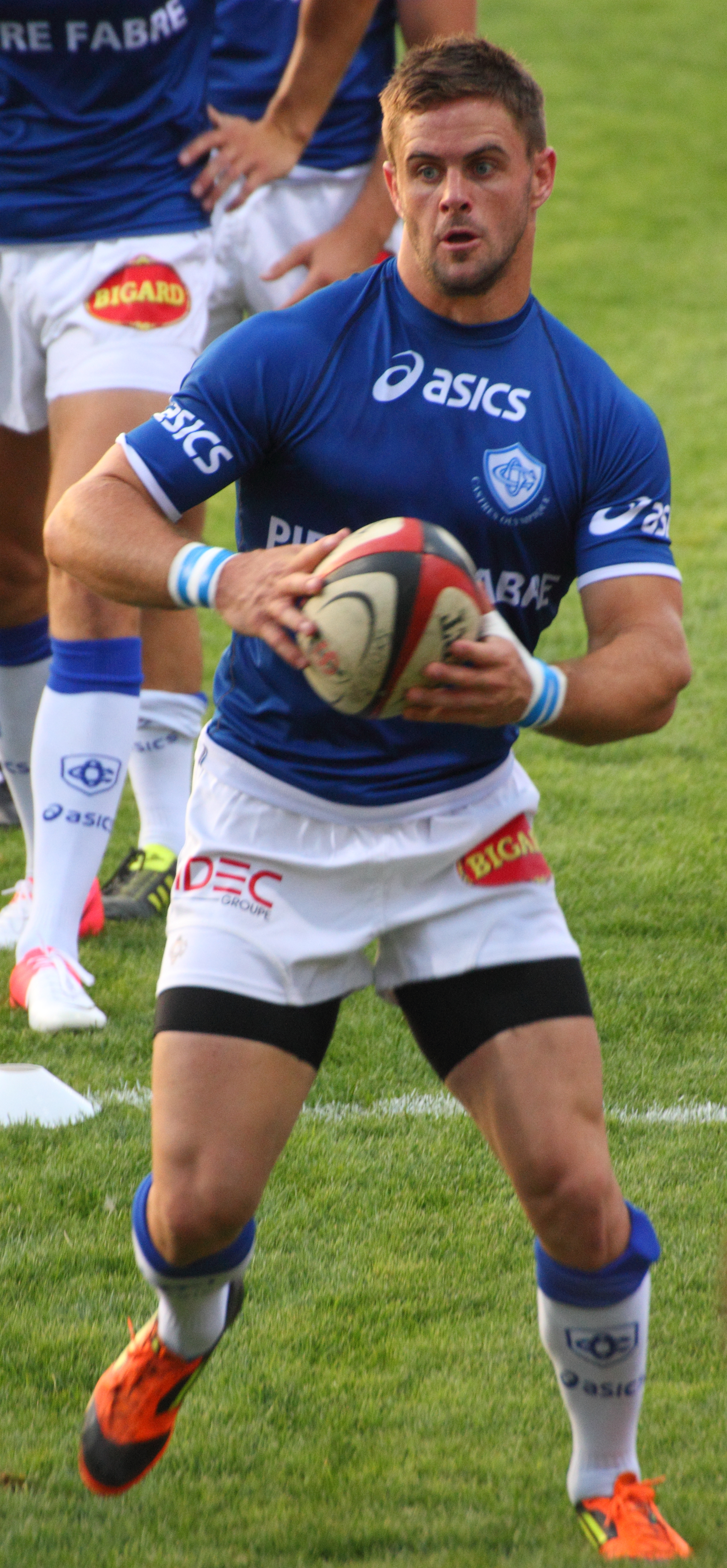
Rory Kockott.
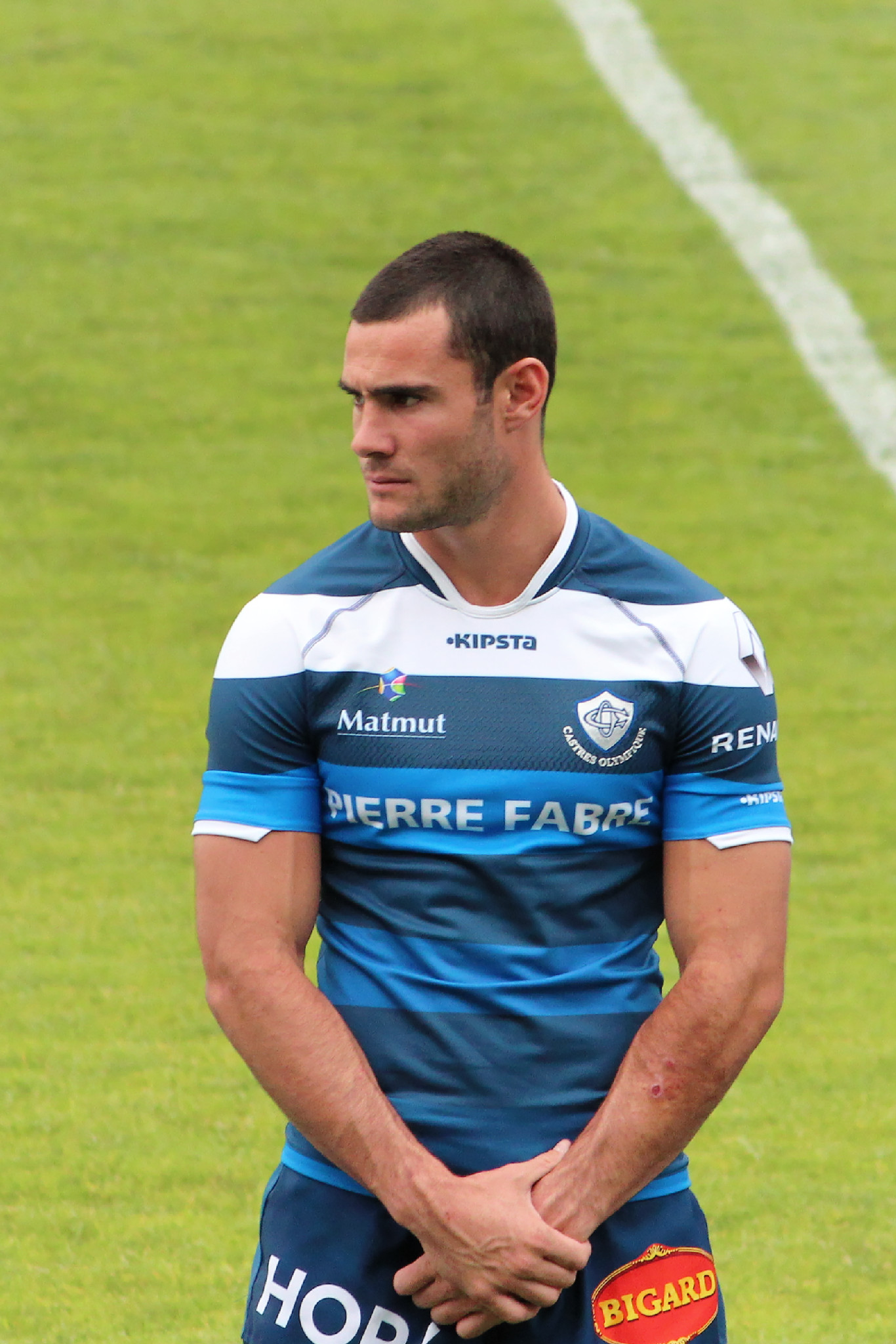
Geoffrey Palis.

Liste non-exhaustive de joueurs ayant joués au moins dix saisons pour le club du Castres olympique
- Mathieu Babillot
- Thierry Bourdet
- Yannick Caballero
- Rodrigo Capó Ortega
- Gérard Cholley
- José Díaz
- Rory Kockott
- Jean Pierre-Antoine
- Marc-Antoine Rallier
- Francis Rui
- Romain Teulet
- Geoffrey Palis

##### Football
- Claude Puel (1961), né à Castres, joueur professionnel de football, il effectue toute sa carrière à Monaco avec qui il devient 2 fois Champion de France en  1982 et 1988, 3 fois Vice-Champion de France en 1984, 1991, et 1992. Il gagne également la Coupe de France en 1991. Il devient ensuite entraîneur de l'A.S Monaco, et gagne à nouveau un titre de Champion de France en 2000. Puis entraînera Nice, Lille, Lyon, Saint-Étienne. Il est à ce jour le deuxième joueur le plus capé de toute l'histoire du club monégasque derrière Jean-Luc Ettori.
- Saphir Taïder (1992), né à Castres, joueur de football notamment à l'Inter Milan.
- Nabil Taïder (1983), joueur de football passé par l'US Castres.
- Romain Correia (1999), né à Castres, joueur de football au FC Porto.

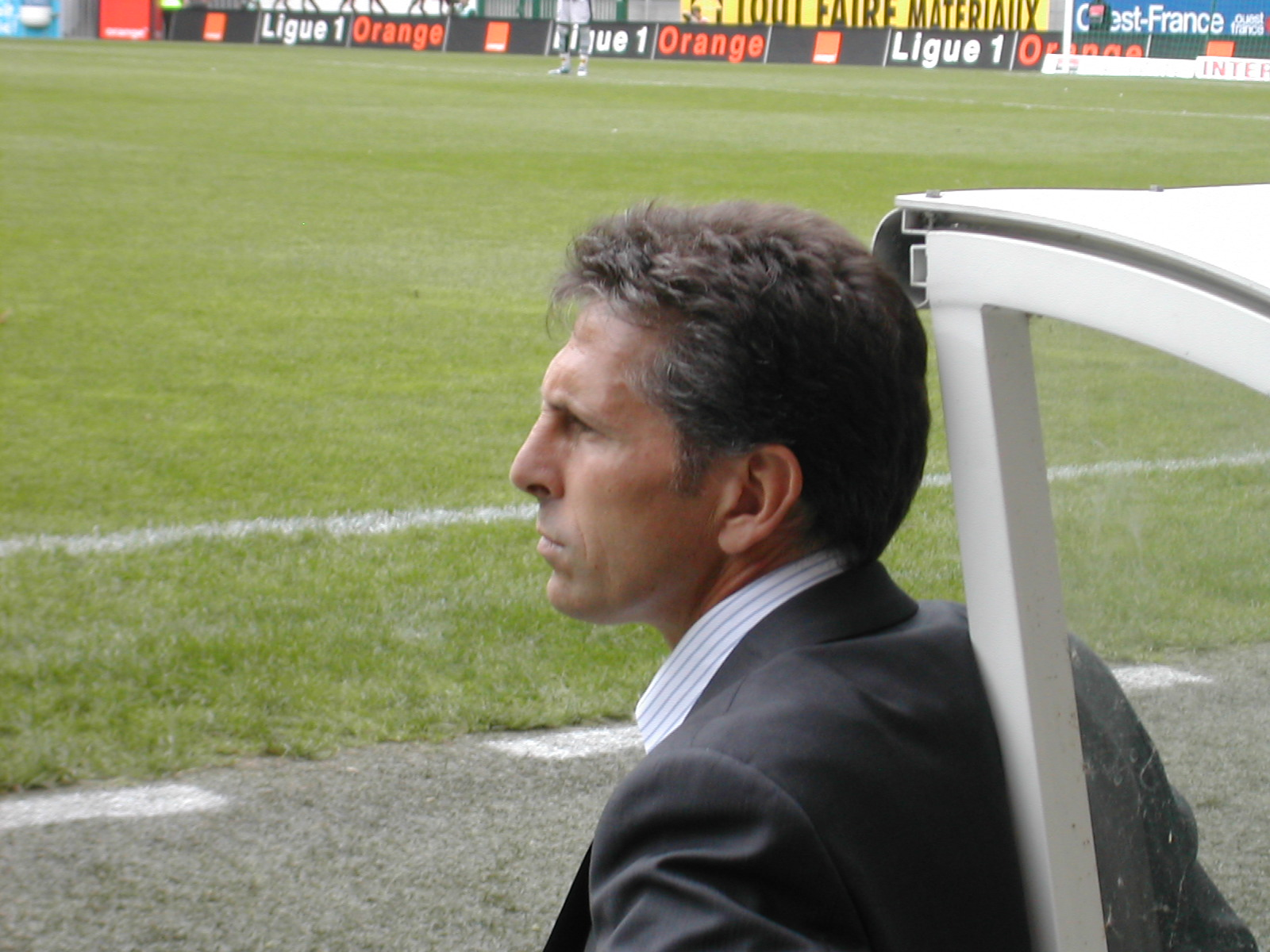
Claude Puel fut entraîneur en Ligue 1 de Monaco, Lille, Nice, Lyon et enfin l'AS Saint-Étienne.
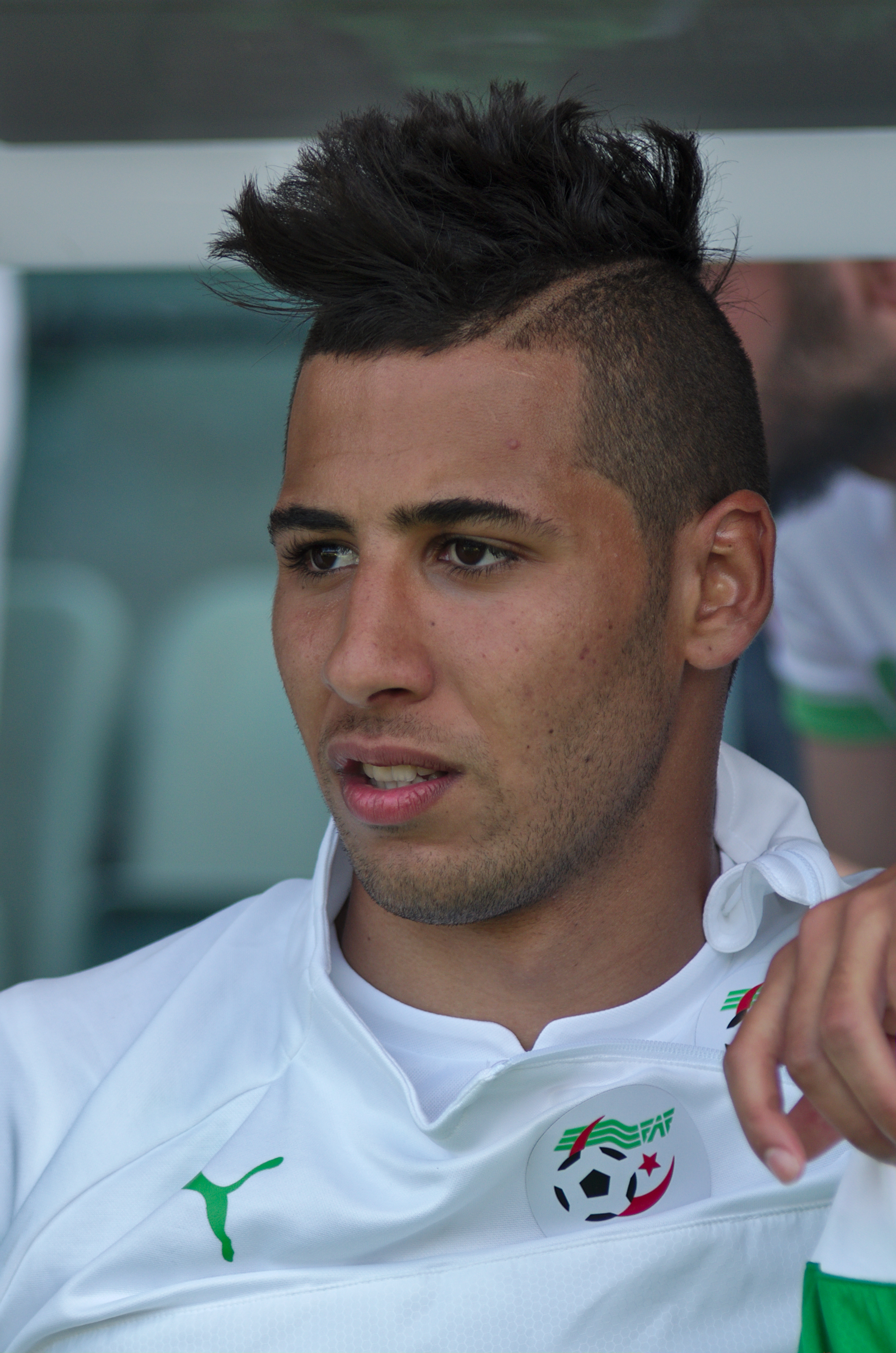
Taïder sous le maillot de l'Algérie en 2014.

##### Cyclisme
- Jacques Esclassan (1948), né à Castres, cycliste français.
  - 1977 : 28e,  vainqueur du classement par points, vainqueur de la 5ea étape
- Maryline Salvetat (1974), née à Castres, cycliste française.
- Jean-Marc Marino (1983), né à Castres, coureur cycliste présent au Tour de France 2012 avec l'équipe Sojasun.

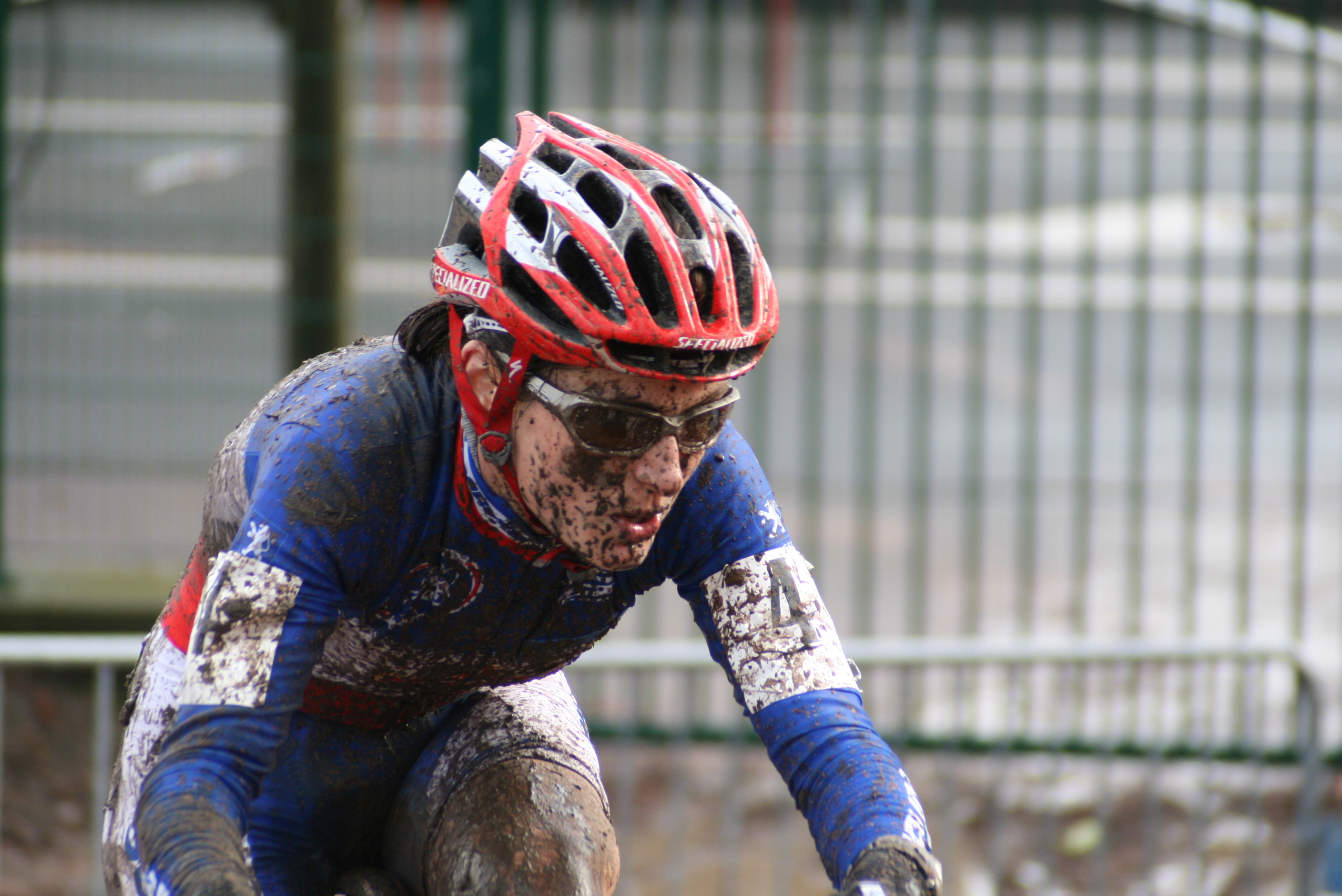
Maryline Salvetat.
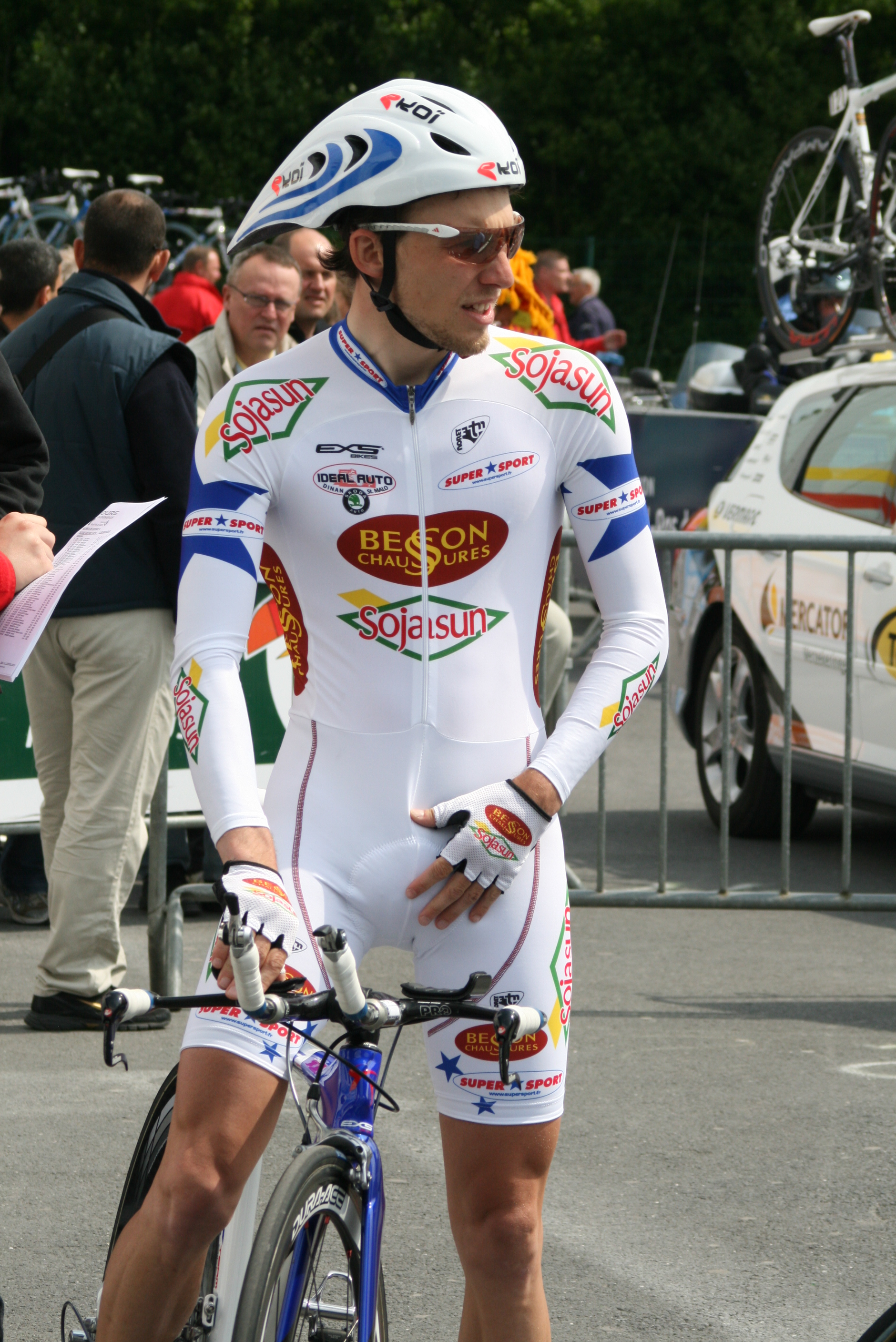
Jean-Marc Marino.
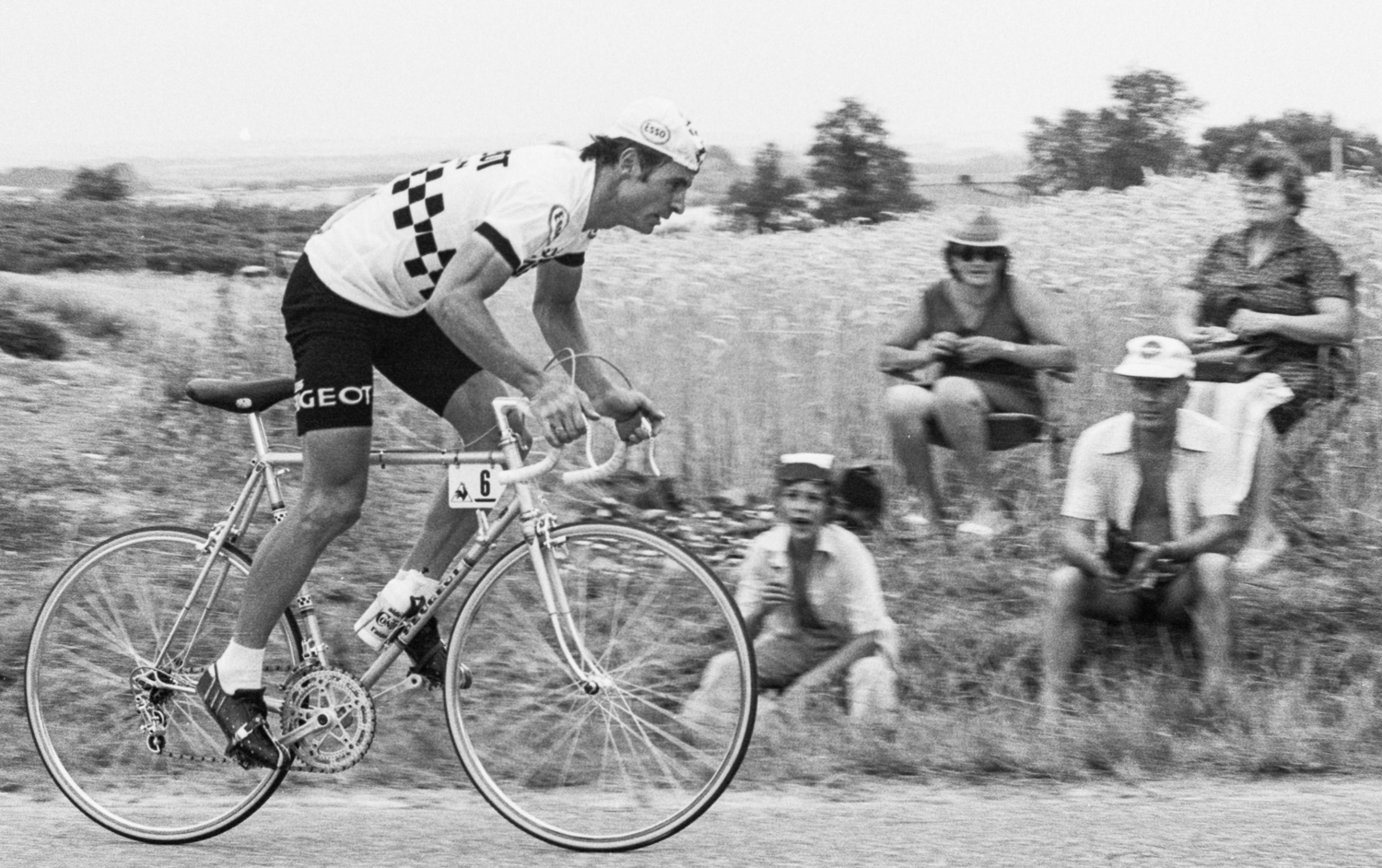
Jacques Esclassan.

##### Autres sports
- Camille Tissandié (2004), née à Castres, nageuse française au Castres Nautique Club sacrée championne de France du 200 mètres et 400 mètres 4 nages aux Championnats de France de natation 2021[87],[88].

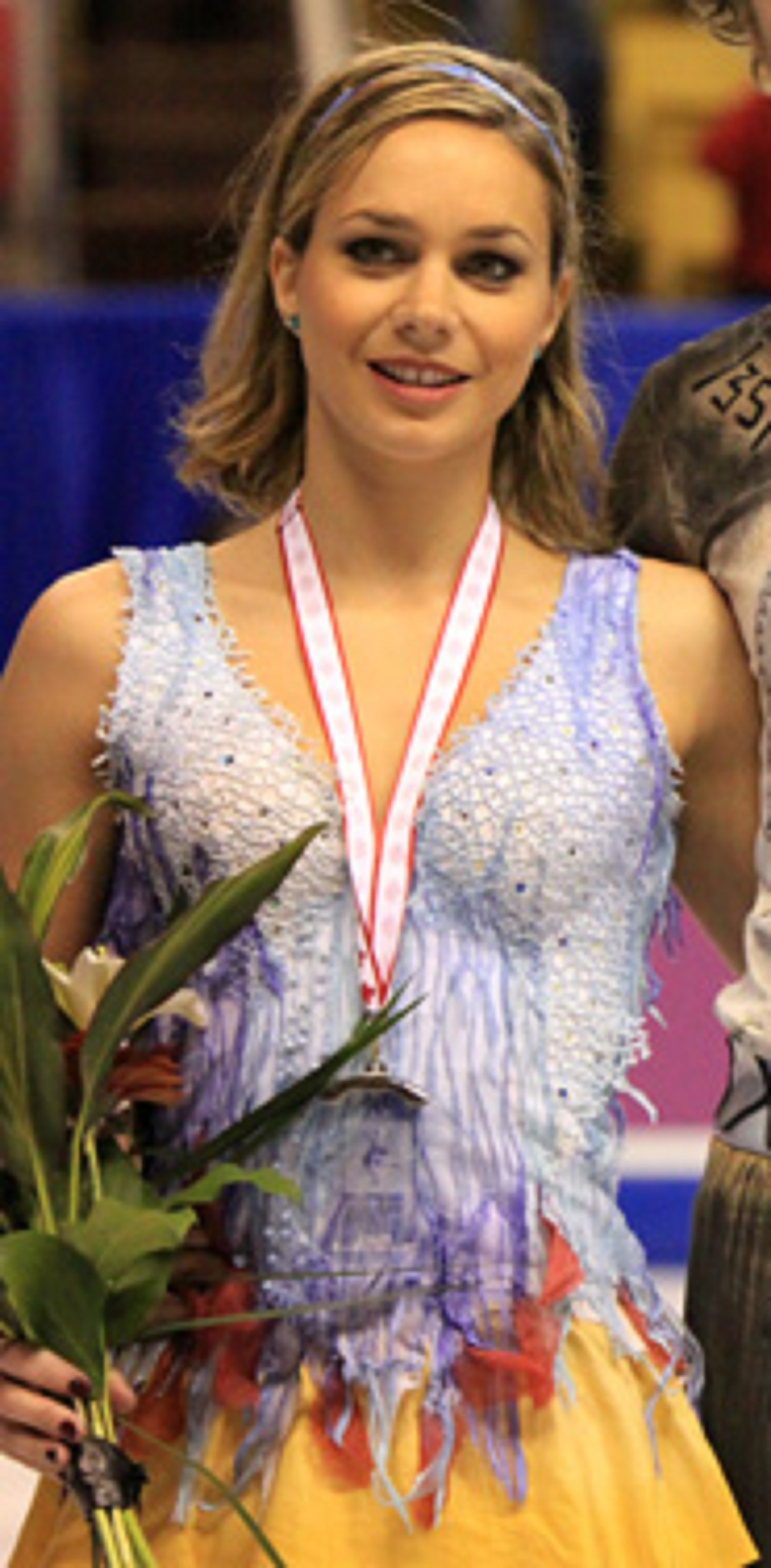
Nathalie Péchalat.
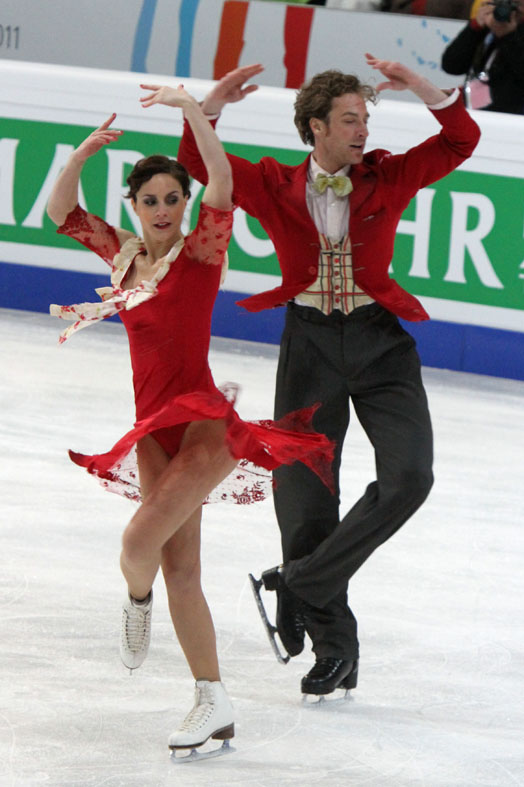
Fabian Bourzat.

- Nathalie Péchalat (1983), patineuse française.
- Fabian Bourzat (1980), patineur français.

### Matériel ferroviaire portant le blason de Castres
Une locomotive porte le blason de cette ville. Il s'agit de la BB 9329, baptisée le 23 septembre 1982.

### Héraldique
| Armes de Castres | La commune de Castres porte : Parti émanché d'argent et de gueules de quatre pièces mouvant d'un flanc à l'autre, au chef d'azur chargé de trois fleurs de lys d'or. Ces armes correspondent, pour la partie inférieure, à la bannière de la famille de Montfort et sont devenues celles de Castres après l'attribution de la seigneurie à Guy de Montfort en 1211. Devise : « Debout ». Cimier : une chausse-trappe. |

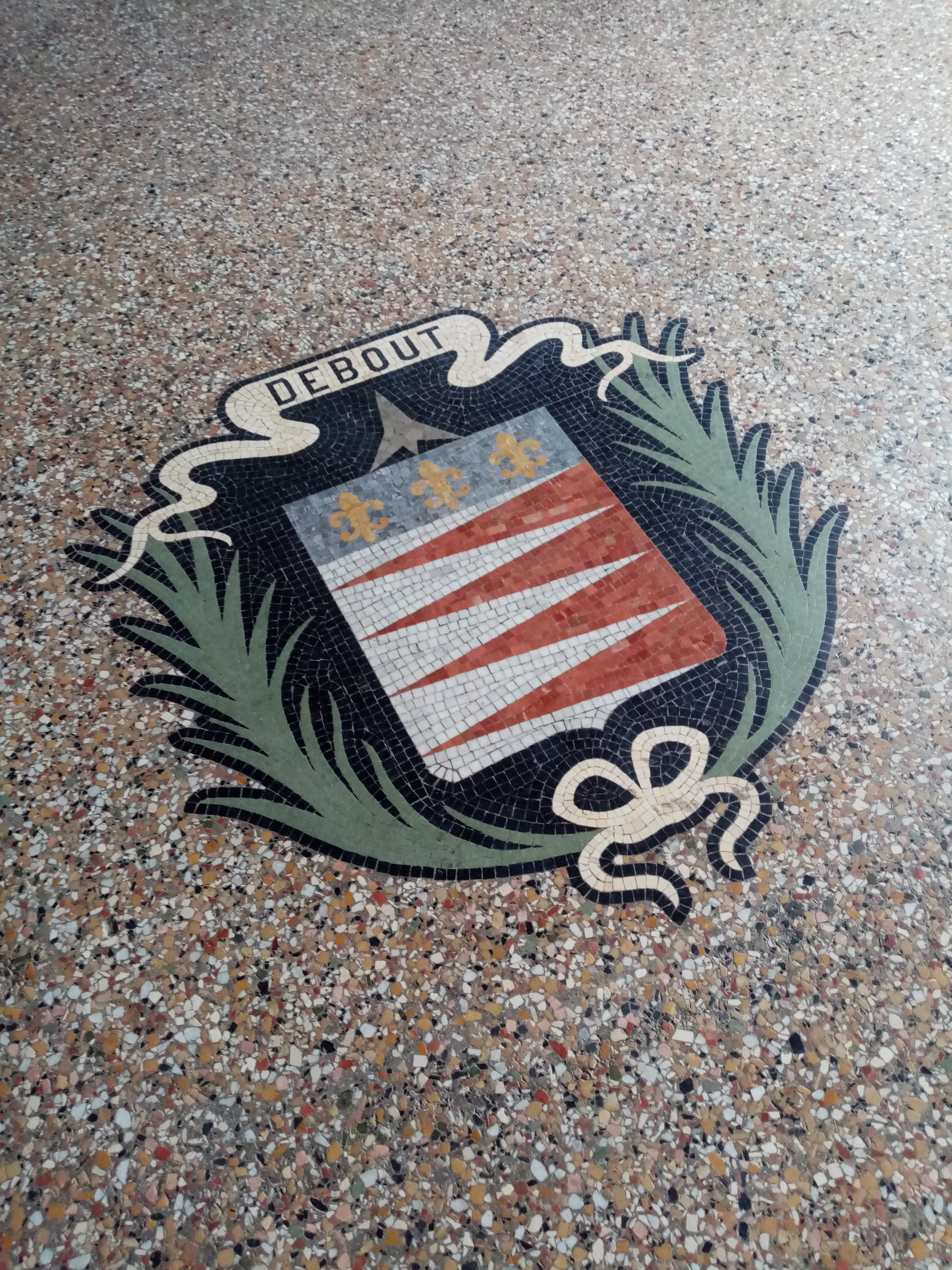
Armoiries de Castres. Salle du conseil municipal. Hôtel de Ville.